# Испанска партия
Тази статия използва алгебрична нотация за описване на шахматните ходове.
Испанска партия е шахматен дебют, характеризиран с ходовете:
|   | a | b | c | d | e | f | g | h |   |
| 8 | черен топ на бяло поле a8 · черен офицер на бяло поле c8 · черна дама на черно поле d8 · черен цар на бяло поле e8 · черен офицер на черно поле f8 · черен кон на бяло поле g8 · черен топ на черно поле h8 · черна пешка на черно поле a7 · черна пешка на бяло поле b7 · черна пешка на черно поле c7 · черна пешка на бяло поле d7 · черна пешка на бяло поле f7 · черна пешка на черно поле g7 · черна пешка на бяло поле h7 · черен кон на бяло поле c6 · бял офицер на бяло поле b5 · черна пешка на черно поле e5 · бяла пешка на бяло поле e4 · бял кон на бяло поле f3 · бяла пешка на бяло поле a2 · бяла пешка на черно поле b2 · бяла пешка на бяло поле c2 · бяла пешка на черно поле d2 · бяла пешка на черно поле f2 · бяла пешка на бяло поле g2 · бяла пешка на черно поле h2 · бял топ на черно поле a1 · бял кон на бяло поле b1 · бял офицер на черно поле c1 · бяла дама на бяло поле d1 · бял цар на черно поле e1 · бял топ на бяло поле h1 | черен топ на бяло поле a8 · черен офицер на бяло поле c8 · черна дама на черно поле d8 · черен цар на бяло поле e8 · черен офицер на черно поле f8 · черен кон на бяло поле g8 · черен топ на черно поле h8 · черна пешка на черно поле a7 · черна пешка на бяло поле b7 · черна пешка на черно поле c7 · черна пешка на бяло поле d7 · черна пешка на бяло поле f7 · черна пешка на черно поле g7 · черна пешка на бяло поле h7 · черен кон на бяло поле c6 · бял офицер на бяло поле b5 · черна пешка на черно поле e5 · бяла пешка на бяло поле e4 · бял кон на бяло поле f3 · бяла пешка на бяло поле a2 · бяла пешка на черно поле b2 · бяла пешка на бяло поле c2 · бяла пешка на черно поле d2 · бяла пешка на черно поле f2 · бяла пешка на бяло поле g2 · бяла пешка на черно поле h2 · бял топ на черно поле a1 · бял кон на бяло поле b1 · бял офицер на черно поле c1 · бяла дама на бяло поле d1 · бял цар на черно поле e1 · бял топ на бяло поле h1 | черен топ на бяло поле a8 · черен офицер на бяло поле c8 · черна дама на черно поле d8 · черен цар на бяло поле e8 · черен офицер на черно поле f8 · черен кон на бяло поле g8 · черен топ на черно поле h8 · черна пешка на черно поле a7 · черна пешка на бяло поле b7 · черна пешка на черно поле c7 · черна пешка на бяло поле d7 · черна пешка на бяло поле f7 · черна пешка на черно поле g7 · черна пешка на бяло поле h7 · черен кон на бяло поле c6 · бял офицер на бяло поле b5 · черна пешка на черно поле e5 · бяла пешка на бяло поле e4 · бял кон на бяло поле f3 · бяла пешка на бяло поле a2 · бяла пешка на черно поле b2 · бяла пешка на бяло поле c2 · бяла пешка на черно поле d2 · бяла пешка на черно поле f2 · бяла пешка на бяло поле g2 · бяла пешка на черно поле h2 · бял топ на черно поле a1 · бял кон на бяло поле b1 · бял офицер на черно поле c1 · бяла дама на бяло поле d1 · бял цар на черно поле e1 · бял топ на бяло поле h1 | черен топ на бяло поле a8 · черен офицер на бяло поле c8 · черна дама на черно поле d8 · черен цар на бяло поле e8 · черен офицер на черно поле f8 · черен кон на бяло поле g8 · черен топ на черно поле h8 · черна пешка на черно поле a7 · черна пешка на бяло поле b7 · черна пешка на черно поле c7 · черна пешка на бяло поле d7 · черна пешка на бяло поле f7 · черна пешка на черно поле g7 · черна пешка на бяло поле h7 · черен кон на бяло поле c6 · бял офицер на бяло поле b5 · черна пешка на черно поле e5 · бяла пешка на бяло поле e4 · бял кон на бяло поле f3 · бяла пешка на бяло поле a2 · бяла пешка на черно поле b2 · бяла пешка на бяло поле c2 · бяла пешка на черно поле d2 · бяла пешка на черно поле f2 · бяла пешка на бяло поле g2 · бяла пешка на черно поле h2 · бял топ на черно поле a1 · бял кон на бяло поле b1 · бял офицер на черно поле c1 · бяла дама на бяло поле d1 · бял цар на черно поле e1 · бял топ на бяло поле h1 | черен топ на бяло поле a8 · черен офицер на бяло поле c8 · черна дама на черно поле d8 · черен цар на бяло поле e8 · черен офицер на черно поле f8 · черен кон на бяло поле g8 · черен топ на черно поле h8 · черна пешка на черно поле a7 · черна пешка на бяло поле b7 · черна пешка на черно поле c7 · черна пешка на бяло поле d7 · черна пешка на бяло поле f7 · черна пешка на черно поле g7 · черна пешка на бяло поле h7 · черен кон на бяло поле c6 · бял офицер на бяло поле b5 · черна пешка на черно поле e5 · бяла пешка на бяло поле e4 · бял кон на бяло поле f3 · бяла пешка на бяло поле a2 · бяла пешка на черно поле b2 · бяла пешка на бяло поле c2 · бяла пешка на черно поле d2 · бяла пешка на черно поле f2 · бяла пешка на бяло поле g2 · бяла пешка на черно поле h2 · бял топ на черно поле a1 · бял кон на бяло поле b1 · бял офицер на черно поле c1 · бяла дама на бяло поле d1 · бял цар на черно поле e1 · бял топ на бяло поле h1 | черен топ на бяло поле a8 · черен офицер на бяло поле c8 · черна дама на черно поле d8 · черен цар на бяло поле e8 · черен офицер на черно поле f8 · черен кон на бяло поле g8 · черен топ на черно поле h8 · черна пешка на черно поле a7 · черна пешка на бяло поле b7 · черна пешка на черно поле c7 · черна пешка на бяло поле d7 · черна пешка на бяло поле f7 · черна пешка на черно поле g7 · черна пешка на бяло поле h7 · черен кон на бяло поле c6 · бял офицер на бяло поле b5 · черна пешка на черно поле e5 · бяла пешка на бяло поле e4 · бял кон на бяло поле f3 · бяла пешка на бяло поле a2 · бяла пешка на черно поле b2 · бяла пешка на бяло поле c2 · бяла пешка на черно поле d2 · бяла пешка на черно поле f2 · бяла пешка на бяло поле g2 · бяла пешка на черно поле h2 · бял топ на черно поле a1 · бял кон на бяло поле b1 · бял офицер на черно поле c1 · бяла дама на бяло поле d1 · бял цар на черно поле e1 · бял топ на бяло поле h1 | черен топ на бяло поле a8 · черен офицер на бяло поле c8 · черна дама на черно поле d8 · черен цар на бяло поле e8 · черен офицер на черно поле f8 · черен кон на бяло поле g8 · черен топ на черно поле h8 · черна пешка на черно поле a7 · черна пешка на бяло поле b7 · черна пешка на черно поле c7 · черна пешка на бяло поле d7 · черна пешка на бяло поле f7 · черна пешка на черно поле g7 · черна пешка на бяло поле h7 · черен кон на бяло поле c6 · бял офицер на бяло поле b5 · черна пешка на черно поле e5 · бяла пешка на бяло поле e4 · бял кон на бяло поле f3 · бяла пешка на бяло поле a2 · бяла пешка на черно поле b2 · бяла пешка на бяло поле c2 · бяла пешка на черно поле d2 · бяла пешка на черно поле f2 · бяла пешка на бяло поле g2 · бяла пешка на черно поле h2 · бял топ на черно поле a1 · бял кон на бяло поле b1 · бял офицер на черно поле c1 · бяла дама на бяло поле d1 · бял цар на черно поле e1 · бял топ на бяло поле h1 | черен топ на бяло поле a8 · черен офицер на бяло поле c8 · черна дама на черно поле d8 · черен цар на бяло поле e8 · черен офицер на черно поле f8 · черен кон на бяло поле g8 · черен топ на черно поле h8 · черна пешка на черно поле a7 · черна пешка на бяло поле b7 · черна пешка на черно поле c7 · черна пешка на бяло поле d7 · черна пешка на бяло поле f7 · черна пешка на черно поле g7 · черна пешка на бяло поле h7 · черен кон на бяло поле c6 · бял офицер на бяло поле b5 · черна пешка на черно поле e5 · бяла пешка на бяло поле e4 · бял кон на бяло поле f3 · бяла пешка на бяло поле a2 · бяла пешка на черно поле b2 · бяла пешка на бяло поле c2 · бяла пешка на черно поле d2 · бяла пешка на черно поле f2 · бяла пешка на бяло поле g2 · бяла пешка на черно поле h2 · бял топ на черно поле a1 · бял кон на бяло поле b1 · бял офицер на черно поле c1 · бяла дама на бяло поле d1 · бял цар на черно поле e1 · бял топ на бяло поле h1 | 8 |
| 7 | черен топ на бяло поле a8 · черен офицер на бяло поле c8 · черна дама на черно поле d8 · черен цар на бяло поле e8 · черен офицер на черно поле f8 · черен кон на бяло поле g8 · черен топ на черно поле h8 · черна пешка на черно поле a7 · черна пешка на бяло поле b7 · черна пешка на черно поле c7 · черна пешка на бяло поле d7 · черна пешка на бяло поле f7 · черна пешка на черно поле g7 · черна пешка на бяло поле h7 · черен кон на бяло поле c6 · бял офицер на бяло поле b5 · черна пешка на черно поле e5 · бяла пешка на бяло поле e4 · бял кон на бяло поле f3 · бяла пешка на бяло поле a2 · бяла пешка на черно поле b2 · бяла пешка на бяло поле c2 · бяла пешка на черно поле d2 · бяла пешка на черно поле f2 · бяла пешка на бяло поле g2 · бяла пешка на черно поле h2 · бял топ на черно поле a1 · бял кон на бяло поле b1 · бял офицер на черно поле c1 · бяла дама на бяло поле d1 · бял цар на черно поле e1 · бял топ на бяло поле h1 | черен топ на бяло поле a8 · черен офицер на бяло поле c8 · черна дама на черно поле d8 · черен цар на бяло поле e8 · черен офицер на черно поле f8 · черен кон на бяло поле g8 · черен топ на черно поле h8 · черна пешка на черно поле a7 · черна пешка на бяло поле b7 · черна пешка на черно поле c7 · черна пешка на бяло поле d7 · черна пешка на бяло поле f7 · черна пешка на черно поле g7 · черна пешка на бяло поле h7 · черен кон на бяло поле c6 · бял офицер на бяло поле b5 · черна пешка на черно поле e5 · бяла пешка на бяло поле e4 · бял кон на бяло поле f3 · бяла пешка на бяло поле a2 · бяла пешка на черно поле b2 · бяла пешка на бяло поле c2 · бяла пешка на черно поле d2 · бяла пешка на черно поле f2 · бяла пешка на бяло поле g2 · бяла пешка на черно поле h2 · бял топ на черно поле a1 · бял кон на бяло поле b1 · бял офицер на черно поле c1 · бяла дама на бяло поле d1 · бял цар на черно поле e1 · бял топ на бяло поле h1 | черен топ на бяло поле a8 · черен офицер на бяло поле c8 · черна дама на черно поле d8 · черен цар на бяло поле e8 · черен офицер на черно поле f8 · черен кон на бяло поле g8 · черен топ на черно поле h8 · черна пешка на черно поле a7 · черна пешка на бяло поле b7 · черна пешка на черно поле c7 · черна пешка на бяло поле d7 · черна пешка на бяло поле f7 · черна пешка на черно поле g7 · черна пешка на бяло поле h7 · черен кон на бяло поле c6 · бял офицер на бяло поле b5 · черна пешка на черно поле e5 · бяла пешка на бяло поле e4 · бял кон на бяло поле f3 · бяла пешка на бяло поле a2 · бяла пешка на черно поле b2 · бяла пешка на бяло поле c2 · бяла пешка на черно поле d2 · бяла пешка на черно поле f2 · бяла пешка на бяло поле g2 · бяла пешка на черно поле h2 · бял топ на черно поле a1 · бял кон на бяло поле b1 · бял офицер на черно поле c1 · бяла дама на бяло поле d1 · бял цар на черно поле e1 · бял топ на бяло поле h1 | черен топ на бяло поле a8 · черен офицер на бяло поле c8 · черна дама на черно поле d8 · черен цар на бяло поле e8 · черен офицер на черно поле f8 · черен кон на бяло поле g8 · черен топ на черно поле h8 · черна пешка на черно поле a7 · черна пешка на бяло поле b7 · черна пешка на черно поле c7 · черна пешка на бяло поле d7 · черна пешка на бяло поле f7 · черна пешка на черно поле g7 · черна пешка на бяло поле h7 · черен кон на бяло поле c6 · бял офицер на бяло поле b5 · черна пешка на черно поле e5 · бяла пешка на бяло поле e4 · бял кон на бяло поле f3 · бяла пешка на бяло поле a2 · бяла пешка на черно поле b2 · бяла пешка на бяло поле c2 · бяла пешка на черно поле d2 · бяла пешка на черно поле f2 · бяла пешка на бяло поле g2 · бяла пешка на черно поле h2 · бял топ на черно поле a1 · бял кон на бяло поле b1 · бял офицер на черно поле c1 · бяла дама на бяло поле d1 · бял цар на черно поле e1 · бял топ на бяло поле h1 | черен топ на бяло поле a8 · черен офицер на бяло поле c8 · черна дама на черно поле d8 · черен цар на бяло поле e8 · черен офицер на черно поле f8 · черен кон на бяло поле g8 · черен топ на черно поле h8 · черна пешка на черно поле a7 · черна пешка на бяло поле b7 · черна пешка на черно поле c7 · черна пешка на бяло поле d7 · черна пешка на бяло поле f7 · черна пешка на черно поле g7 · черна пешка на бяло поле h7 · черен кон на бяло поле c6 · бял офицер на бяло поле b5 · черна пешка на черно поле e5 · бяла пешка на бяло поле e4 · бял кон на бяло поле f3 · бяла пешка на бяло поле a2 · бяла пешка на черно поле b2 · бяла пешка на бяло поле c2 · бяла пешка на черно поле d2 · бяла пешка на черно поле f2 · бяла пешка на бяло поле g2 · бяла пешка на черно поле h2 · бял топ на черно поле a1 · бял кон на бяло поле b1 · бял офицер на черно поле c1 · бяла дама на бяло поле d1 · бял цар на черно поле e1 · бял топ на бяло поле h1 | черен топ на бяло поле a8 · черен офицер на бяло поле c8 · черна дама на черно поле d8 · черен цар на бяло поле e8 · черен офицер на черно поле f8 · черен кон на бяло поле g8 · черен топ на черно поле h8 · черна пешка на черно поле a7 · черна пешка на бяло поле b7 · черна пешка на черно поле c7 · черна пешка на бяло поле d7 · черна пешка на бяло поле f7 · черна пешка на черно поле g7 · черна пешка на бяло поле h7 · черен кон на бяло поле c6 · бял офицер на бяло поле b5 · черна пешка на черно поле e5 · бяла пешка на бяло поле e4 · бял кон на бяло поле f3 · бяла пешка на бяло поле a2 · бяла пешка на черно поле b2 · бяла пешка на бяло поле c2 · бяла пешка на черно поле d2 · бяла пешка на черно поле f2 · бяла пешка на бяло поле g2 · бяла пешка на черно поле h2 · бял топ на черно поле a1 · бял кон на бяло поле b1 · бял офицер на черно поле c1 · бяла дама на бяло поле d1 · бял цар на черно поле e1 · бял топ на бяло поле h1 | черен топ на бяло поле a8 · черен офицер на бяло поле c8 · черна дама на черно поле d8 · черен цар на бяло поле e8 · черен офицер на черно поле f8 · черен кон на бяло поле g8 · черен топ на черно поле h8 · черна пешка на черно поле a7 · черна пешка на бяло поле b7 · черна пешка на черно поле c7 · черна пешка на бяло поле d7 · черна пешка на бяло поле f7 · черна пешка на черно поле g7 · черна пешка на бяло поле h7 · черен кон на бяло поле c6 · бял офицер на бяло поле b5 · черна пешка на черно поле e5 · бяла пешка на бяло поле e4 · бял кон на бяло поле f3 · бяла пешка на бяло поле a2 · бяла пешка на черно поле b2 · бяла пешка на бяло поле c2 · бяла пешка на черно поле d2 · бяла пешка на черно поле f2 · бяла пешка на бяло поле g2 · бяла пешка на черно поле h2 · бял топ на черно поле a1 · бял кон на бяло поле b1 · бял офицер на черно поле c1 · бяла дама на бяло поле d1 · бял цар на черно поле e1 · бял топ на бяло поле h1 | черен топ на бяло поле a8 · черен офицер на бяло поле c8 · черна дама на черно поле d8 · черен цар на бяло поле e8 · черен офицер на черно поле f8 · черен кон на бяло поле g8 · черен топ на черно поле h8 · черна пешка на черно поле a7 · черна пешка на бяло поле b7 · черна пешка на черно поле c7 · черна пешка на бяло поле d7 · черна пешка на бяло поле f7 · черна пешка на черно поле g7 · черна пешка на бяло поле h7 · черен кон на бяло поле c6 · бял офицер на бяло поле b5 · черна пешка на черно поле e5 · бяла пешка на бяло поле e4 · бял кон на бяло поле f3 · бяла пешка на бяло поле a2 · бяла пешка на черно поле b2 · бяла пешка на бяло поле c2 · бяла пешка на черно поле d2 · бяла пешка на черно поле f2 · бяла пешка на бяло поле g2 · бяла пешка на черно поле h2 · бял топ на черно поле a1 · бял кон на бяло поле b1 · бял офицер на черно поле c1 · бяла дама на бяло поле d1 · бял цар на черно поле e1 · бял топ на бяло поле h1 | 7 |
| 6 | черен топ на бяло поле a8 · черен офицер на бяло поле c8 · черна дама на черно поле d8 · черен цар на бяло поле e8 · черен офицер на черно поле f8 · черен кон на бяло поле g8 · черен топ на черно поле h8 · черна пешка на черно поле a7 · черна пешка на бяло поле b7 · черна пешка на черно поле c7 · черна пешка на бяло поле d7 · черна пешка на бяло поле f7 · черна пешка на черно поле g7 · черна пешка на бяло поле h7 · черен кон на бяло поле c6 · бял офицер на бяло поле b5 · черна пешка на черно поле e5 · бяла пешка на бяло поле e4 · бял кон на бяло поле f3 · бяла пешка на бяло поле a2 · бяла пешка на черно поле b2 · бяла пешка на бяло поле c2 · бяла пешка на черно поле d2 · бяла пешка на черно поле f2 · бяла пешка на бяло поле g2 · бяла пешка на черно поле h2 · бял топ на черно поле a1 · бял кон на бяло поле b1 · бял офицер на черно поле c1 · бяла дама на бяло поле d1 · бял цар на черно поле e1 · бял топ на бяло поле h1 | черен топ на бяло поле a8 · черен офицер на бяло поле c8 · черна дама на черно поле d8 · черен цар на бяло поле e8 · черен офицер на черно поле f8 · черен кон на бяло поле g8 · черен топ на черно поле h8 · черна пешка на черно поле a7 · черна пешка на бяло поле b7 · черна пешка на черно поле c7 · черна пешка на бяло поле d7 · черна пешка на бяло поле f7 · черна пешка на черно поле g7 · черна пешка на бяло поле h7 · черен кон на бяло поле c6 · бял офицер на бяло поле b5 · черна пешка на черно поле e5 · бяла пешка на бяло поле e4 · бял кон на бяло поле f3 · бяла пешка на бяло поле a2 · бяла пешка на черно поле b2 · бяла пешка на бяло поле c2 · бяла пешка на черно поле d2 · бяла пешка на черно поле f2 · бяла пешка на бяло поле g2 · бяла пешка на черно поле h2 · бял топ на черно поле a1 · бял кон на бяло поле b1 · бял офицер на черно поле c1 · бяла дама на бяло поле d1 · бял цар на черно поле e1 · бял топ на бяло поле h1 | черен топ на бяло поле a8 · черен офицер на бяло поле c8 · черна дама на черно поле d8 · черен цар на бяло поле e8 · черен офицер на черно поле f8 · черен кон на бяло поле g8 · черен топ на черно поле h8 · черна пешка на черно поле a7 · черна пешка на бяло поле b7 · черна пешка на черно поле c7 · черна пешка на бяло поле d7 · черна пешка на бяло поле f7 · черна пешка на черно поле g7 · черна пешка на бяло поле h7 · черен кон на бяло поле c6 · бял офицер на бяло поле b5 · черна пешка на черно поле e5 · бяла пешка на бяло поле e4 · бял кон на бяло поле f3 · бяла пешка на бяло поле a2 · бяла пешка на черно поле b2 · бяла пешка на бяло поле c2 · бяла пешка на черно поле d2 · бяла пешка на черно поле f2 · бяла пешка на бяло поле g2 · бяла пешка на черно поле h2 · бял топ на черно поле a1 · бял кон на бяло поле b1 · бял офицер на черно поле c1 · бяла дама на бяло поле d1 · бял цар на черно поле e1 · бял топ на бяло поле h1 | черен топ на бяло поле a8 · черен офицер на бяло поле c8 · черна дама на черно поле d8 · черен цар на бяло поле e8 · черен офицер на черно поле f8 · черен кон на бяло поле g8 · черен топ на черно поле h8 · черна пешка на черно поле a7 · черна пешка на бяло поле b7 · черна пешка на черно поле c7 · черна пешка на бяло поле d7 · черна пешка на бяло поле f7 · черна пешка на черно поле g7 · черна пешка на бяло поле h7 · черен кон на бяло поле c6 · бял офицер на бяло поле b5 · черна пешка на черно поле e5 · бяла пешка на бяло поле e4 · бял кон на бяло поле f3 · бяла пешка на бяло поле a2 · бяла пешка на черно поле b2 · бяла пешка на бяло поле c2 · бяла пешка на черно поле d2 · бяла пешка на черно поле f2 · бяла пешка на бяло поле g2 · бяла пешка на черно поле h2 · бял топ на черно поле a1 · бял кон на бяло поле b1 · бял офицер на черно поле c1 · бяла дама на бяло поле d1 · бял цар на черно поле e1 · бял топ на бяло поле h1 | черен топ на бяло поле a8 · черен офицер на бяло поле c8 · черна дама на черно поле d8 · черен цар на бяло поле e8 · черен офицер на черно поле f8 · черен кон на бяло поле g8 · черен топ на черно поле h8 · черна пешка на черно поле a7 · черна пешка на бяло поле b7 · черна пешка на черно поле c7 · черна пешка на бяло поле d7 · черна пешка на бяло поле f7 · черна пешка на черно поле g7 · черна пешка на бяло поле h7 · черен кон на бяло поле c6 · бял офицер на бяло поле b5 · черна пешка на черно поле e5 · бяла пешка на бяло поле e4 · бял кон на бяло поле f3 · бяла пешка на бяло поле a2 · бяла пешка на черно поле b2 · бяла пешка на бяло поле c2 · бяла пешка на черно поле d2 · бяла пешка на черно поле f2 · бяла пешка на бяло поле g2 · бяла пешка на черно поле h2 · бял топ на черно поле a1 · бял кон на бяло поле b1 · бял офицер на черно поле c1 · бяла дама на бяло поле d1 · бял цар на черно поле e1 · бял топ на бяло поле h1 | черен топ на бяло поле a8 · черен офицер на бяло поле c8 · черна дама на черно поле d8 · черен цар на бяло поле e8 · черен офицер на черно поле f8 · черен кон на бяло поле g8 · черен топ на черно поле h8 · черна пешка на черно поле a7 · черна пешка на бяло поле b7 · черна пешка на черно поле c7 · черна пешка на бяло поле d7 · черна пешка на бяло поле f7 · черна пешка на черно поле g7 · черна пешка на бяло поле h7 · черен кон на бяло поле c6 · бял офицер на бяло поле b5 · черна пешка на черно поле e5 · бяла пешка на бяло поле e4 · бял кон на бяло поле f3 · бяла пешка на бяло поле a2 · бяла пешка на черно поле b2 · бяла пешка на бяло поле c2 · бяла пешка на черно поле d2 · бяла пешка на черно поле f2 · бяла пешка на бяло поле g2 · бяла пешка на черно поле h2 · бял топ на черно поле a1 · бял кон на бяло поле b1 · бял офицер на черно поле c1 · бяла дама на бяло поле d1 · бял цар на черно поле e1 · бял топ на бяло поле h1 | черен топ на бяло поле a8 · черен офицер на бяло поле c8 · черна дама на черно поле d8 · черен цар на бяло поле e8 · черен офицер на черно поле f8 · черен кон на бяло поле g8 · черен топ на черно поле h8 · черна пешка на черно поле a7 · черна пешка на бяло поле b7 · черна пешка на черно поле c7 · черна пешка на бяло поле d7 · черна пешка на бяло поле f7 · черна пешка на черно поле g7 · черна пешка на бяло поле h7 · черен кон на бяло поле c6 · бял офицер на бяло поле b5 · черна пешка на черно поле e5 · бяла пешка на бяло поле e4 · бял кон на бяло поле f3 · бяла пешка на бяло поле a2 · бяла пешка на черно поле b2 · бяла пешка на бяло поле c2 · бяла пешка на черно поле d2 · бяла пешка на черно поле f2 · бяла пешка на бяло поле g2 · бяла пешка на черно поле h2 · бял топ на черно поле a1 · бял кон на бяло поле b1 · бял офицер на черно поле c1 · бяла дама на бяло поле d1 · бял цар на черно поле e1 · бял топ на бяло поле h1 | черен топ на бяло поле a8 · черен офицер на бяло поле c8 · черна дама на черно поле d8 · черен цар на бяло поле e8 · черен офицер на черно поле f8 · черен кон на бяло поле g8 · черен топ на черно поле h8 · черна пешка на черно поле a7 · черна пешка на бяло поле b7 · черна пешка на черно поле c7 · черна пешка на бяло поле d7 · черна пешка на бяло поле f7 · черна пешка на черно поле g7 · черна пешка на бяло поле h7 · черен кон на бяло поле c6 · бял офицер на бяло поле b5 · черна пешка на черно поле e5 · бяла пешка на бяло поле e4 · бял кон на бяло поле f3 · бяла пешка на бяло поле a2 · бяла пешка на черно поле b2 · бяла пешка на бяло поле c2 · бяла пешка на черно поле d2 · бяла пешка на черно поле f2 · бяла пешка на бяло поле g2 · бяла пешка на черно поле h2 · бял топ на черно поле a1 · бял кон на бяло поле b1 · бял офицер на черно поле c1 · бяла дама на бяло поле d1 · бял цар на черно поле e1 · бял топ на бяло поле h1 | 6 |
| 5 | черен топ на бяло поле a8 · черен офицер на бяло поле c8 · черна дама на черно поле d8 · черен цар на бяло поле e8 · черен офицер на черно поле f8 · черен кон на бяло поле g8 · черен топ на черно поле h8 · черна пешка на черно поле a7 · черна пешка на бяло поле b7 · черна пешка на черно поле c7 · черна пешка на бяло поле d7 · черна пешка на бяло поле f7 · черна пешка на черно поле g7 · черна пешка на бяло поле h7 · черен кон на бяло поле c6 · бял офицер на бяло поле b5 · черна пешка на черно поле e5 · бяла пешка на бяло поле e4 · бял кон на бяло поле f3 · бяла пешка на бяло поле a2 · бяла пешка на черно поле b2 · бяла пешка на бяло поле c2 · бяла пешка на черно поле d2 · бяла пешка на черно поле f2 · бяла пешка на бяло поле g2 · бяла пешка на черно поле h2 · бял топ на черно поле a1 · бял кон на бяло поле b1 · бял офицер на черно поле c1 · бяла дама на бяло поле d1 · бял цар на черно поле e1 · бял топ на бяло поле h1 | черен топ на бяло поле a8 · черен офицер на бяло поле c8 · черна дама на черно поле d8 · черен цар на бяло поле e8 · черен офицер на черно поле f8 · черен кон на бяло поле g8 · черен топ на черно поле h8 · черна пешка на черно поле a7 · черна пешка на бяло поле b7 · черна пешка на черно поле c7 · черна пешка на бяло поле d7 · черна пешка на бяло поле f7 · черна пешка на черно поле g7 · черна пешка на бяло поле h7 · черен кон на бяло поле c6 · бял офицер на бяло поле b5 · черна пешка на черно поле e5 · бяла пешка на бяло поле e4 · бял кон на бяло поле f3 · бяла пешка на бяло поле a2 · бяла пешка на черно поле b2 · бяла пешка на бяло поле c2 · бяла пешка на черно поле d2 · бяла пешка на черно поле f2 · бяла пешка на бяло поле g2 · бяла пешка на черно поле h2 · бял топ на черно поле a1 · бял кон на бяло поле b1 · бял офицер на черно поле c1 · бяла дама на бяло поле d1 · бял цар на черно поле e1 · бял топ на бяло поле h1 | черен топ на бяло поле a8 · черен офицер на бяло поле c8 · черна дама на черно поле d8 · черен цар на бяло поле e8 · черен офицер на черно поле f8 · черен кон на бяло поле g8 · черен топ на черно поле h8 · черна пешка на черно поле a7 · черна пешка на бяло поле b7 · черна пешка на черно поле c7 · черна пешка на бяло поле d7 · черна пешка на бяло поле f7 · черна пешка на черно поле g7 · черна пешка на бяло поле h7 · черен кон на бяло поле c6 · бял офицер на бяло поле b5 · черна пешка на черно поле e5 · бяла пешка на бяло поле e4 · бял кон на бяло поле f3 · бяла пешка на бяло поле a2 · бяла пешка на черно поле b2 · бяла пешка на бяло поле c2 · бяла пешка на черно поле d2 · бяла пешка на черно поле f2 · бяла пешка на бяло поле g2 · бяла пешка на черно поле h2 · бял топ на черно поле a1 · бял кон на бяло поле b1 · бял офицер на черно поле c1 · бяла дама на бяло поле d1 · бял цар на черно поле e1 · бял топ на бяло поле h1 | черен топ на бяло поле a8 · черен офицер на бяло поле c8 · черна дама на черно поле d8 · черен цар на бяло поле e8 · черен офицер на черно поле f8 · черен кон на бяло поле g8 · черен топ на черно поле h8 · черна пешка на черно поле a7 · черна пешка на бяло поле b7 · черна пешка на черно поле c7 · черна пешка на бяло поле d7 · черна пешка на бяло поле f7 · черна пешка на черно поле g7 · черна пешка на бяло поле h7 · черен кон на бяло поле c6 · бял офицер на бяло поле b5 · черна пешка на черно поле e5 · бяла пешка на бяло поле e4 · бял кон на бяло поле f3 · бяла пешка на бяло поле a2 · бяла пешка на черно поле b2 · бяла пешка на бяло поле c2 · бяла пешка на черно поле d2 · бяла пешка на черно поле f2 · бяла пешка на бяло поле g2 · бяла пешка на черно поле h2 · бял топ на черно поле a1 · бял кон на бяло поле b1 · бял офицер на черно поле c1 · бяла дама на бяло поле d1 · бял цар на черно поле e1 · бял топ на бяло поле h1 | черен топ на бяло поле a8 · черен офицер на бяло поле c8 · черна дама на черно поле d8 · черен цар на бяло поле e8 · черен офицер на черно поле f8 · черен кон на бяло поле g8 · черен топ на черно поле h8 · черна пешка на черно поле a7 · черна пешка на бяло поле b7 · черна пешка на черно поле c7 · черна пешка на бяло поле d7 · черна пешка на бяло поле f7 · черна пешка на черно поле g7 · черна пешка на бяло поле h7 · черен кон на бяло поле c6 · бял офицер на бяло поле b5 · черна пешка на черно поле e5 · бяла пешка на бяло поле e4 · бял кон на бяло поле f3 · бяла пешка на бяло поле a2 · бяла пешка на черно поле b2 · бяла пешка на бяло поле c2 · бяла пешка на черно поле d2 · бяла пешка на черно поле f2 · бяла пешка на бяло поле g2 · бяла пешка на черно поле h2 · бял топ на черно поле a1 · бял кон на бяло поле b1 · бял офицер на черно поле c1 · бяла дама на бяло поле d1 · бял цар на черно поле e1 · бял топ на бяло поле h1 | черен топ на бяло поле a8 · черен офицер на бяло поле c8 · черна дама на черно поле d8 · черен цар на бяло поле e8 · черен офицер на черно поле f8 · черен кон на бяло поле g8 · черен топ на черно поле h8 · черна пешка на черно поле a7 · черна пешка на бяло поле b7 · черна пешка на черно поле c7 · черна пешка на бяло поле d7 · черна пешка на бяло поле f7 · черна пешка на черно поле g7 · черна пешка на бяло поле h7 · черен кон на бяло поле c6 · бял офицер на бяло поле b5 · черна пешка на черно поле e5 · бяла пешка на бяло поле e4 · бял кон на бяло поле f3 · бяла пешка на бяло поле a2 · бяла пешка на черно поле b2 · бяла пешка на бяло поле c2 · бяла пешка на черно поле d2 · бяла пешка на черно поле f2 · бяла пешка на бяло поле g2 · бяла пешка на черно поле h2 · бял топ на черно поле a1 · бял кон на бяло поле b1 · бял офицер на черно поле c1 · бяла дама на бяло поле d1 · бял цар на черно поле e1 · бял топ на бяло поле h1 | черен топ на бяло поле a8 · черен офицер на бяло поле c8 · черна дама на черно поле d8 · черен цар на бяло поле e8 · черен офицер на черно поле f8 · черен кон на бяло поле g8 · черен топ на черно поле h8 · черна пешка на черно поле a7 · черна пешка на бяло поле b7 · черна пешка на черно поле c7 · черна пешка на бяло поле d7 · черна пешка на бяло поле f7 · черна пешка на черно поле g7 · черна пешка на бяло поле h7 · черен кон на бяло поле c6 · бял офицер на бяло поле b5 · черна пешка на черно поле e5 · бяла пешка на бяло поле e4 · бял кон на бяло поле f3 · бяла пешка на бяло поле a2 · бяла пешка на черно поле b2 · бяла пешка на бяло поле c2 · бяла пешка на черно поле d2 · бяла пешка на черно поле f2 · бяла пешка на бяло поле g2 · бяла пешка на черно поле h2 · бял топ на черно поле a1 · бял кон на бяло поле b1 · бял офицер на черно поле c1 · бяла дама на бяло поле d1 · бял цар на черно поле e1 · бял топ на бяло поле h1 | черен топ на бяло поле a8 · черен офицер на бяло поле c8 · черна дама на черно поле d8 · черен цар на бяло поле e8 · черен офицер на черно поле f8 · черен кон на бяло поле g8 · черен топ на черно поле h8 · черна пешка на черно поле a7 · черна пешка на бяло поле b7 · черна пешка на черно поле c7 · черна пешка на бяло поле d7 · черна пешка на бяло поле f7 · черна пешка на черно поле g7 · черна пешка на бяло поле h7 · черен кон на бяло поле c6 · бял офицер на бяло поле b5 · черна пешка на черно поле e5 · бяла пешка на бяло поле e4 · бял кон на бяло поле f3 · бяла пешка на бяло поле a2 · бяла пешка на черно поле b2 · бяла пешка на бяло поле c2 · бяла пешка на черно поле d2 · бяла пешка на черно поле f2 · бяла пешка на бяло поле g2 · бяла пешка на черно поле h2 · бял топ на черно поле a1 · бял кон на бяло поле b1 · бял офицер на черно поле c1 · бяла дама на бяло поле d1 · бял цар на черно поле e1 · бял топ на бяло поле h1 | 5 |
| 4 | черен топ на бяло поле a8 · черен офицер на бяло поле c8 · черна дама на черно поле d8 · черен цар на бяло поле e8 · черен офицер на черно поле f8 · черен кон на бяло поле g8 · черен топ на черно поле h8 · черна пешка на черно поле a7 · черна пешка на бяло поле b7 · черна пешка на черно поле c7 · черна пешка на бяло поле d7 · черна пешка на бяло поле f7 · черна пешка на черно поле g7 · черна пешка на бяло поле h7 · черен кон на бяло поле c6 · бял офицер на бяло поле b5 · черна пешка на черно поле e5 · бяла пешка на бяло поле e4 · бял кон на бяло поле f3 · бяла пешка на бяло поле a2 · бяла пешка на черно поле b2 · бяла пешка на бяло поле c2 · бяла пешка на черно поле d2 · бяла пешка на черно поле f2 · бяла пешка на бяло поле g2 · бяла пешка на черно поле h2 · бял топ на черно поле a1 · бял кон на бяло поле b1 · бял офицер на черно поле c1 · бяла дама на бяло поле d1 · бял цар на черно поле e1 · бял топ на бяло поле h1 | черен топ на бяло поле a8 · черен офицер на бяло поле c8 · черна дама на черно поле d8 · черен цар на бяло поле e8 · черен офицер на черно поле f8 · черен кон на бяло поле g8 · черен топ на черно поле h8 · черна пешка на черно поле a7 · черна пешка на бяло поле b7 · черна пешка на черно поле c7 · черна пешка на бяло поле d7 · черна пешка на бяло поле f7 · черна пешка на черно поле g7 · черна пешка на бяло поле h7 · черен кон на бяло поле c6 · бял офицер на бяло поле b5 · черна пешка на черно поле e5 · бяла пешка на бяло поле e4 · бял кон на бяло поле f3 · бяла пешка на бяло поле a2 · бяла пешка на черно поле b2 · бяла пешка на бяло поле c2 · бяла пешка на черно поле d2 · бяла пешка на черно поле f2 · бяла пешка на бяло поле g2 · бяла пешка на черно поле h2 · бял топ на черно поле a1 · бял кон на бяло поле b1 · бял офицер на черно поле c1 · бяла дама на бяло поле d1 · бял цар на черно поле e1 · бял топ на бяло поле h1 | черен топ на бяло поле a8 · черен офицер на бяло поле c8 · черна дама на черно поле d8 · черен цар на бяло поле e8 · черен офицер на черно поле f8 · черен кон на бяло поле g8 · черен топ на черно поле h8 · черна пешка на черно поле a7 · черна пешка на бяло поле b7 · черна пешка на черно поле c7 · черна пешка на бяло поле d7 · черна пешка на бяло поле f7 · черна пешка на черно поле g7 · черна пешка на бяло поле h7 · черен кон на бяло поле c6 · бял офицер на бяло поле b5 · черна пешка на черно поле e5 · бяла пешка на бяло поле e4 · бял кон на бяло поле f3 · бяла пешка на бяло поле a2 · бяла пешка на черно поле b2 · бяла пешка на бяло поле c2 · бяла пешка на черно поле d2 · бяла пешка на черно поле f2 · бяла пешка на бяло поле g2 · бяла пешка на черно поле h2 · бял топ на черно поле a1 · бял кон на бяло поле b1 · бял офицер на черно поле c1 · бяла дама на бяло поле d1 · бял цар на черно поле e1 · бял топ на бяло поле h1 | черен топ на бяло поле a8 · черен офицер на бяло поле c8 · черна дама на черно поле d8 · черен цар на бяло поле e8 · черен офицер на черно поле f8 · черен кон на бяло поле g8 · черен топ на черно поле h8 · черна пешка на черно поле a7 · черна пешка на бяло поле b7 · черна пешка на черно поле c7 · черна пешка на бяло поле d7 · черна пешка на бяло поле f7 · черна пешка на черно поле g7 · черна пешка на бяло поле h7 · черен кон на бяло поле c6 · бял офицер на бяло поле b5 · черна пешка на черно поле e5 · бяла пешка на бяло поле e4 · бял кон на бяло поле f3 · бяла пешка на бяло поле a2 · бяла пешка на черно поле b2 · бяла пешка на бяло поле c2 · бяла пешка на черно поле d2 · бяла пешка на черно поле f2 · бяла пешка на бяло поле g2 · бяла пешка на черно поле h2 · бял топ на черно поле a1 · бял кон на бяло поле b1 · бял офицер на черно поле c1 · бяла дама на бяло поле d1 · бял цар на черно поле e1 · бял топ на бяло поле h1 | черен топ на бяло поле a8 · черен офицер на бяло поле c8 · черна дама на черно поле d8 · черен цар на бяло поле e8 · черен офицер на черно поле f8 · черен кон на бяло поле g8 · черен топ на черно поле h8 · черна пешка на черно поле a7 · черна пешка на бяло поле b7 · черна пешка на черно поле c7 · черна пешка на бяло поле d7 · черна пешка на бяло поле f7 · черна пешка на черно поле g7 · черна пешка на бяло поле h7 · черен кон на бяло поле c6 · бял офицер на бяло поле b5 · черна пешка на черно поле e5 · бяла пешка на бяло поле e4 · бял кон на бяло поле f3 · бяла пешка на бяло поле a2 · бяла пешка на черно поле b2 · бяла пешка на бяло поле c2 · бяла пешка на черно поле d2 · бяла пешка на черно поле f2 · бяла пешка на бяло поле g2 · бяла пешка на черно поле h2 · бял топ на черно поле a1 · бял кон на бяло поле b1 · бял офицер на черно поле c1 · бяла дама на бяло поле d1 · бял цар на черно поле e1 · бял топ на бяло поле h1 | черен топ на бяло поле a8 · черен офицер на бяло поле c8 · черна дама на черно поле d8 · черен цар на бяло поле e8 · черен офицер на черно поле f8 · черен кон на бяло поле g8 · черен топ на черно поле h8 · черна пешка на черно поле a7 · черна пешка на бяло поле b7 · черна пешка на черно поле c7 · черна пешка на бяло поле d7 · черна пешка на бяло поле f7 · черна пешка на черно поле g7 · черна пешка на бяло поле h7 · черен кон на бяло поле c6 · бял офицер на бяло поле b5 · черна пешка на черно поле e5 · бяла пешка на бяло поле e4 · бял кон на бяло поле f3 · бяла пешка на бяло поле a2 · бяла пешка на черно поле b2 · бяла пешка на бяло поле c2 · бяла пешка на черно поле d2 · бяла пешка на черно поле f2 · бяла пешка на бяло поле g2 · бяла пешка на черно поле h2 · бял топ на черно поле a1 · бял кон на бяло поле b1 · бял офицер на черно поле c1 · бяла дама на бяло поле d1 · бял цар на черно поле e1 · бял топ на бяло поле h1 | черен топ на бяло поле a8 · черен офицер на бяло поле c8 · черна дама на черно поле d8 · черен цар на бяло поле e8 · черен офицер на черно поле f8 · черен кон на бяло поле g8 · черен топ на черно поле h8 · черна пешка на черно поле a7 · черна пешка на бяло поле b7 · черна пешка на черно поле c7 · черна пешка на бяло поле d7 · черна пешка на бяло поле f7 · черна пешка на черно поле g7 · черна пешка на бяло поле h7 · черен кон на бяло поле c6 · бял офицер на бяло поле b5 · черна пешка на черно поле e5 · бяла пешка на бяло поле e4 · бял кон на бяло поле f3 · бяла пешка на бяло поле a2 · бяла пешка на черно поле b2 · бяла пешка на бяло поле c2 · бяла пешка на черно поле d2 · бяла пешка на черно поле f2 · бяла пешка на бяло поле g2 · бяла пешка на черно поле h2 · бял топ на черно поле a1 · бял кон на бяло поле b1 · бял офицер на черно поле c1 · бяла дама на бяло поле d1 · бял цар на черно поле e1 · бял топ на бяло поле h1 | черен топ на бяло поле a8 · черен офицер на бяло поле c8 · черна дама на черно поле d8 · черен цар на бяло поле e8 · черен офицер на черно поле f8 · черен кон на бяло поле g8 · черен топ на черно поле h8 · черна пешка на черно поле a7 · черна пешка на бяло поле b7 · черна пешка на черно поле c7 · черна пешка на бяло поле d7 · черна пешка на бяло поле f7 · черна пешка на черно поле g7 · черна пешка на бяло поле h7 · черен кон на бяло поле c6 · бял офицер на бяло поле b5 · черна пешка на черно поле e5 · бяла пешка на бяло поле e4 · бял кон на бяло поле f3 · бяла пешка на бяло поле a2 · бяла пешка на черно поле b2 · бяла пешка на бяло поле c2 · бяла пешка на черно поле d2 · бяла пешка на черно поле f2 · бяла пешка на бяло поле g2 · бяла пешка на черно поле h2 · бял топ на черно поле a1 · бял кон на бяло поле b1 · бял офицер на черно поле c1 · бяла дама на бяло поле d1 · бял цар на черно поле e1 · бял топ на бяло поле h1 | 4 |
| 3 | черен топ на бяло поле a8 · черен офицер на бяло поле c8 · черна дама на черно поле d8 · черен цар на бяло поле e8 · черен офицер на черно поле f8 · черен кон на бяло поле g8 · черен топ на черно поле h8 · черна пешка на черно поле a7 · черна пешка на бяло поле b7 · черна пешка на черно поле c7 · черна пешка на бяло поле d7 · черна пешка на бяло поле f7 · черна пешка на черно поле g7 · черна пешка на бяло поле h7 · черен кон на бяло поле c6 · бял офицер на бяло поле b5 · черна пешка на черно поле e5 · бяла пешка на бяло поле e4 · бял кон на бяло поле f3 · бяла пешка на бяло поле a2 · бяла пешка на черно поле b2 · бяла пешка на бяло поле c2 · бяла пешка на черно поле d2 · бяла пешка на черно поле f2 · бяла пешка на бяло поле g2 · бяла пешка на черно поле h2 · бял топ на черно поле a1 · бял кон на бяло поле b1 · бял офицер на черно поле c1 · бяла дама на бяло поле d1 · бял цар на черно поле e1 · бял топ на бяло поле h1 | черен топ на бяло поле a8 · черен офицер на бяло поле c8 · черна дама на черно поле d8 · черен цар на бяло поле e8 · черен офицер на черно поле f8 · черен кон на бяло поле g8 · черен топ на черно поле h8 · черна пешка на черно поле a7 · черна пешка на бяло поле b7 · черна пешка на черно поле c7 · черна пешка на бяло поле d7 · черна пешка на бяло поле f7 · черна пешка на черно поле g7 · черна пешка на бяло поле h7 · черен кон на бяло поле c6 · бял офицер на бяло поле b5 · черна пешка на черно поле e5 · бяла пешка на бяло поле e4 · бял кон на бяло поле f3 · бяла пешка на бяло поле a2 · бяла пешка на черно поле b2 · бяла пешка на бяло поле c2 · бяла пешка на черно поле d2 · бяла пешка на черно поле f2 · бяла пешка на бяло поле g2 · бяла пешка на черно поле h2 · бял топ на черно поле a1 · бял кон на бяло поле b1 · бял офицер на черно поле c1 · бяла дама на бяло поле d1 · бял цар на черно поле e1 · бял топ на бяло поле h1 | черен топ на бяло поле a8 · черен офицер на бяло поле c8 · черна дама на черно поле d8 · черен цар на бяло поле e8 · черен офицер на черно поле f8 · черен кон на бяло поле g8 · черен топ на черно поле h8 · черна пешка на черно поле a7 · черна пешка на бяло поле b7 · черна пешка на черно поле c7 · черна пешка на бяло поле d7 · черна пешка на бяло поле f7 · черна пешка на черно поле g7 · черна пешка на бяло поле h7 · черен кон на бяло поле c6 · бял офицер на бяло поле b5 · черна пешка на черно поле e5 · бяла пешка на бяло поле e4 · бял кон на бяло поле f3 · бяла пешка на бяло поле a2 · бяла пешка на черно поле b2 · бяла пешка на бяло поле c2 · бяла пешка на черно поле d2 · бяла пешка на черно поле f2 · бяла пешка на бяло поле g2 · бяла пешка на черно поле h2 · бял топ на черно поле a1 · бял кон на бяло поле b1 · бял офицер на черно поле c1 · бяла дама на бяло поле d1 · бял цар на черно поле e1 · бял топ на бяло поле h1 | черен топ на бяло поле a8 · черен офицер на бяло поле c8 · черна дама на черно поле d8 · черен цар на бяло поле e8 · черен офицер на черно поле f8 · черен кон на бяло поле g8 · черен топ на черно поле h8 · черна пешка на черно поле a7 · черна пешка на бяло поле b7 · черна пешка на черно поле c7 · черна пешка на бяло поле d7 · черна пешка на бяло поле f7 · черна пешка на черно поле g7 · черна пешка на бяло поле h7 · черен кон на бяло поле c6 · бял офицер на бяло поле b5 · черна пешка на черно поле e5 · бяла пешка на бяло поле e4 · бял кон на бяло поле f3 · бяла пешка на бяло поле a2 · бяла пешка на черно поле b2 · бяла пешка на бяло поле c2 · бяла пешка на черно поле d2 · бяла пешка на черно поле f2 · бяла пешка на бяло поле g2 · бяла пешка на черно поле h2 · бял топ на черно поле a1 · бял кон на бяло поле b1 · бял офицер на черно поле c1 · бяла дама на бяло поле d1 · бял цар на черно поле e1 · бял топ на бяло поле h1 | черен топ на бяло поле a8 · черен офицер на бяло поле c8 · черна дама на черно поле d8 · черен цар на бяло поле e8 · черен офицер на черно поле f8 · черен кон на бяло поле g8 · черен топ на черно поле h8 · черна пешка на черно поле a7 · черна пешка на бяло поле b7 · черна пешка на черно поле c7 · черна пешка на бяло поле d7 · черна пешка на бяло поле f7 · черна пешка на черно поле g7 · черна пешка на бяло поле h7 · черен кон на бяло поле c6 · бял офицер на бяло поле b5 · черна пешка на черно поле e5 · бяла пешка на бяло поле e4 · бял кон на бяло поле f3 · бяла пешка на бяло поле a2 · бяла пешка на черно поле b2 · бяла пешка на бяло поле c2 · бяла пешка на черно поле d2 · бяла пешка на черно поле f2 · бяла пешка на бяло поле g2 · бяла пешка на черно поле h2 · бял топ на черно поле a1 · бял кон на бяло поле b1 · бял офицер на черно поле c1 · бяла дама на бяло поле d1 · бял цар на черно поле e1 · бял топ на бяло поле h1 | черен топ на бяло поле a8 · черен офицер на бяло поле c8 · черна дама на черно поле d8 · черен цар на бяло поле e8 · черен офицер на черно поле f8 · черен кон на бяло поле g8 · черен топ на черно поле h8 · черна пешка на черно поле a7 · черна пешка на бяло поле b7 · черна пешка на черно поле c7 · черна пешка на бяло поле d7 · черна пешка на бяло поле f7 · черна пешка на черно поле g7 · черна пешка на бяло поле h7 · черен кон на бяло поле c6 · бял офицер на бяло поле b5 · черна пешка на черно поле e5 · бяла пешка на бяло поле e4 · бял кон на бяло поле f3 · бяла пешка на бяло поле a2 · бяла пешка на черно поле b2 · бяла пешка на бяло поле c2 · бяла пешка на черно поле d2 · бяла пешка на черно поле f2 · бяла пешка на бяло поле g2 · бяла пешка на черно поле h2 · бял топ на черно поле a1 · бял кон на бяло поле b1 · бял офицер на черно поле c1 · бяла дама на бяло поле d1 · бял цар на черно поле e1 · бял топ на бяло поле h1 | черен топ на бяло поле a8 · черен офицер на бяло поле c8 · черна дама на черно поле d8 · черен цар на бяло поле e8 · черен офицер на черно поле f8 · черен кон на бяло поле g8 · черен топ на черно поле h8 · черна пешка на черно поле a7 · черна пешка на бяло поле b7 · черна пешка на черно поле c7 · черна пешка на бяло поле d7 · черна пешка на бяло поле f7 · черна пешка на черно поле g7 · черна пешка на бяло поле h7 · черен кон на бяло поле c6 · бял офицер на бяло поле b5 · черна пешка на черно поле e5 · бяла пешка на бяло поле e4 · бял кон на бяло поле f3 · бяла пешка на бяло поле a2 · бяла пешка на черно поле b2 · бяла пешка на бяло поле c2 · бяла пешка на черно поле d2 · бяла пешка на черно поле f2 · бяла пешка на бяло поле g2 · бяла пешка на черно поле h2 · бял топ на черно поле a1 · бял кон на бяло поле b1 · бял офицер на черно поле c1 · бяла дама на бяло поле d1 · бял цар на черно поле e1 · бял топ на бяло поле h1 | черен топ на бяло поле a8 · черен офицер на бяло поле c8 · черна дама на черно поле d8 · черен цар на бяло поле e8 · черен офицер на черно поле f8 · черен кон на бяло поле g8 · черен топ на черно поле h8 · черна пешка на черно поле a7 · черна пешка на бяло поле b7 · черна пешка на черно поле c7 · черна пешка на бяло поле d7 · черна пешка на бяло поле f7 · черна пешка на черно поле g7 · черна пешка на бяло поле h7 · черен кон на бяло поле c6 · бял офицер на бяло поле b5 · черна пешка на черно поле e5 · бяла пешка на бяло поле e4 · бял кон на бяло поле f3 · бяла пешка на бяло поле a2 · бяла пешка на черно поле b2 · бяла пешка на бяло поле c2 · бяла пешка на черно поле d2 · бяла пешка на черно поле f2 · бяла пешка на бяло поле g2 · бяла пешка на черно поле h2 · бял топ на черно поле a1 · бял кон на бяло поле b1 · бял офицер на черно поле c1 · бяла дама на бяло поле d1 · бял цар на черно поле e1 · бял топ на бяло поле h1 | 3 |
| 2 | черен топ на бяло поле a8 · черен офицер на бяло поле c8 · черна дама на черно поле d8 · черен цар на бяло поле e8 · черен офицер на черно поле f8 · черен кон на бяло поле g8 · черен топ на черно поле h8 · черна пешка на черно поле a7 · черна пешка на бяло поле b7 · черна пешка на черно поле c7 · черна пешка на бяло поле d7 · черна пешка на бяло поле f7 · черна пешка на черно поле g7 · черна пешка на бяло поле h7 · черен кон на бяло поле c6 · бял офицер на бяло поле b5 · черна пешка на черно поле e5 · бяла пешка на бяло поле e4 · бял кон на бяло поле f3 · бяла пешка на бяло поле a2 · бяла пешка на черно поле b2 · бяла пешка на бяло поле c2 · бяла пешка на черно поле d2 · бяла пешка на черно поле f2 · бяла пешка на бяло поле g2 · бяла пешка на черно поле h2 · бял топ на черно поле a1 · бял кон на бяло поле b1 · бял офицер на черно поле c1 · бяла дама на бяло поле d1 · бял цар на черно поле e1 · бял топ на бяло поле h1 | черен топ на бяло поле a8 · черен офицер на бяло поле c8 · черна дама на черно поле d8 · черен цар на бяло поле e8 · черен офицер на черно поле f8 · черен кон на бяло поле g8 · черен топ на черно поле h8 · черна пешка на черно поле a7 · черна пешка на бяло поле b7 · черна пешка на черно поле c7 · черна пешка на бяло поле d7 · черна пешка на бяло поле f7 · черна пешка на черно поле g7 · черна пешка на бяло поле h7 · черен кон на бяло поле c6 · бял офицер на бяло поле b5 · черна пешка на черно поле e5 · бяла пешка на бяло поле e4 · бял кон на бяло поле f3 · бяла пешка на бяло поле a2 · бяла пешка на черно поле b2 · бяла пешка на бяло поле c2 · бяла пешка на черно поле d2 · бяла пешка на черно поле f2 · бяла пешка на бяло поле g2 · бяла пешка на черно поле h2 · бял топ на черно поле a1 · бял кон на бяло поле b1 · бял офицер на черно поле c1 · бяла дама на бяло поле d1 · бял цар на черно поле e1 · бял топ на бяло поле h1 | черен топ на бяло поле a8 · черен офицер на бяло поле c8 · черна дама на черно поле d8 · черен цар на бяло поле e8 · черен офицер на черно поле f8 · черен кон на бяло поле g8 · черен топ на черно поле h8 · черна пешка на черно поле a7 · черна пешка на бяло поле b7 · черна пешка на черно поле c7 · черна пешка на бяло поле d7 · черна пешка на бяло поле f7 · черна пешка на черно поле g7 · черна пешка на бяло поле h7 · черен кон на бяло поле c6 · бял офицер на бяло поле b5 · черна пешка на черно поле e5 · бяла пешка на бяло поле e4 · бял кон на бяло поле f3 · бяла пешка на бяло поле a2 · бяла пешка на черно поле b2 · бяла пешка на бяло поле c2 · бяла пешка на черно поле d2 · бяла пешка на черно поле f2 · бяла пешка на бяло поле g2 · бяла пешка на черно поле h2 · бял топ на черно поле a1 · бял кон на бяло поле b1 · бял офицер на черно поле c1 · бяла дама на бяло поле d1 · бял цар на черно поле e1 · бял топ на бяло поле h1 | черен топ на бяло поле a8 · черен офицер на бяло поле c8 · черна дама на черно поле d8 · черен цар на бяло поле e8 · черен офицер на черно поле f8 · черен кон на бяло поле g8 · черен топ на черно поле h8 · черна пешка на черно поле a7 · черна пешка на бяло поле b7 · черна пешка на черно поле c7 · черна пешка на бяло поле d7 · черна пешка на бяло поле f7 · черна пешка на черно поле g7 · черна пешка на бяло поле h7 · черен кон на бяло поле c6 · бял офицер на бяло поле b5 · черна пешка на черно поле e5 · бяла пешка на бяло поле e4 · бял кон на бяло поле f3 · бяла пешка на бяло поле a2 · бяла пешка на черно поле b2 · бяла пешка на бяло поле c2 · бяла пешка на черно поле d2 · бяла пешка на черно поле f2 · бяла пешка на бяло поле g2 · бяла пешка на черно поле h2 · бял топ на черно поле a1 · бял кон на бяло поле b1 · бял офицер на черно поле c1 · бяла дама на бяло поле d1 · бял цар на черно поле e1 · бял топ на бяло поле h1 | черен топ на бяло поле a8 · черен офицер на бяло поле c8 · черна дама на черно поле d8 · черен цар на бяло поле e8 · черен офицер на черно поле f8 · черен кон на бяло поле g8 · черен топ на черно поле h8 · черна пешка на черно поле a7 · черна пешка на бяло поле b7 · черна пешка на черно поле c7 · черна пешка на бяло поле d7 · черна пешка на бяло поле f7 · черна пешка на черно поле g7 · черна пешка на бяло поле h7 · черен кон на бяло поле c6 · бял офицер на бяло поле b5 · черна пешка на черно поле e5 · бяла пешка на бяло поле e4 · бял кон на бяло поле f3 · бяла пешка на бяло поле a2 · бяла пешка на черно поле b2 · бяла пешка на бяло поле c2 · бяла пешка на черно поле d2 · бяла пешка на черно поле f2 · бяла пешка на бяло поле g2 · бяла пешка на черно поле h2 · бял топ на черно поле a1 · бял кон на бяло поле b1 · бял офицер на черно поле c1 · бяла дама на бяло поле d1 · бял цар на черно поле e1 · бял топ на бяло поле h1 | черен топ на бяло поле a8 · черен офицер на бяло поле c8 · черна дама на черно поле d8 · черен цар на бяло поле e8 · черен офицер на черно поле f8 · черен кон на бяло поле g8 · черен топ на черно поле h8 · черна пешка на черно поле a7 · черна пешка на бяло поле b7 · черна пешка на черно поле c7 · черна пешка на бяло поле d7 · черна пешка на бяло поле f7 · черна пешка на черно поле g7 · черна пешка на бяло поле h7 · черен кон на бяло поле c6 · бял офицер на бяло поле b5 · черна пешка на черно поле e5 · бяла пешка на бяло поле e4 · бял кон на бяло поле f3 · бяла пешка на бяло поле a2 · бяла пешка на черно поле b2 · бяла пешка на бяло поле c2 · бяла пешка на черно поле d2 · бяла пешка на черно поле f2 · бяла пешка на бяло поле g2 · бяла пешка на черно поле h2 · бял топ на черно поле a1 · бял кон на бяло поле b1 · бял офицер на черно поле c1 · бяла дама на бяло поле d1 · бял цар на черно поле e1 · бял топ на бяло поле h1 | черен топ на бяло поле a8 · черен офицер на бяло поле c8 · черна дама на черно поле d8 · черен цар на бяло поле e8 · черен офицер на черно поле f8 · черен кон на бяло поле g8 · черен топ на черно поле h8 · черна пешка на черно поле a7 · черна пешка на бяло поле b7 · черна пешка на черно поле c7 · черна пешка на бяло поле d7 · черна пешка на бяло поле f7 · черна пешка на черно поле g7 · черна пешка на бяло поле h7 · черен кон на бяло поле c6 · бял офицер на бяло поле b5 · черна пешка на черно поле e5 · бяла пешка на бяло поле e4 · бял кон на бяло поле f3 · бяла пешка на бяло поле a2 · бяла пешка на черно поле b2 · бяла пешка на бяло поле c2 · бяла пешка на черно поле d2 · бяла пешка на черно поле f2 · бяла пешка на бяло поле g2 · бяла пешка на черно поле h2 · бял топ на черно поле a1 · бял кон на бяло поле b1 · бял офицер на черно поле c1 · бяла дама на бяло поле d1 · бял цар на черно поле e1 · бял топ на бяло поле h1 | черен топ на бяло поле a8 · черен офицер на бяло поле c8 · черна дама на черно поле d8 · черен цар на бяло поле e8 · черен офицер на черно поле f8 · черен кон на бяло поле g8 · черен топ на черно поле h8 · черна пешка на черно поле a7 · черна пешка на бяло поле b7 · черна пешка на черно поле c7 · черна пешка на бяло поле d7 · черна пешка на бяло поле f7 · черна пешка на черно поле g7 · черна пешка на бяло поле h7 · черен кон на бяло поле c6 · бял офицер на бяло поле b5 · черна пешка на черно поле e5 · бяла пешка на бяло поле e4 · бял кон на бяло поле f3 · бяла пешка на бяло поле a2 · бяла пешка на черно поле b2 · бяла пешка на бяло поле c2 · бяла пешка на черно поле d2 · бяла пешка на черно поле f2 · бяла пешка на бяло поле g2 · бяла пешка на черно поле h2 · бял топ на черно поле a1 · бял кон на бяло поле b1 · бял офицер на черно поле c1 · бяла дама на бяло поле d1 · бял цар на черно поле e1 · бял топ на бяло поле h1 | 2 |
| 1 | черен топ на бяло поле a8 · черен офицер на бяло поле c8 · черна дама на черно поле d8 · черен цар на бяло поле e8 · черен офицер на черно поле f8 · черен кон на бяло поле g8 · черен топ на черно поле h8 · черна пешка на черно поле a7 · черна пешка на бяло поле b7 · черна пешка на черно поле c7 · черна пешка на бяло поле d7 · черна пешка на бяло поле f7 · черна пешка на черно поле g7 · черна пешка на бяло поле h7 · черен кон на бяло поле c6 · бял офицер на бяло поле b5 · черна пешка на черно поле e5 · бяла пешка на бяло поле e4 · бял кон на бяло поле f3 · бяла пешка на бяло поле a2 · бяла пешка на черно поле b2 · бяла пешка на бяло поле c2 · бяла пешка на черно поле d2 · бяла пешка на черно поле f2 · бяла пешка на бяло поле g2 · бяла пешка на черно поле h2 · бял топ на черно поле a1 · бял кон на бяло поле b1 · бял офицер на черно поле c1 · бяла дама на бяло поле d1 · бял цар на черно поле e1 · бял топ на бяло поле h1 | черен топ на бяло поле a8 · черен офицер на бяло поле c8 · черна дама на черно поле d8 · черен цар на бяло поле e8 · черен офицер на черно поле f8 · черен кон на бяло поле g8 · черен топ на черно поле h8 · черна пешка на черно поле a7 · черна пешка на бяло поле b7 · черна пешка на черно поле c7 · черна пешка на бяло поле d7 · черна пешка на бяло поле f7 · черна пешка на черно поле g7 · черна пешка на бяло поле h7 · черен кон на бяло поле c6 · бял офицер на бяло поле b5 · черна пешка на черно поле e5 · бяла пешка на бяло поле e4 · бял кон на бяло поле f3 · бяла пешка на бяло поле a2 · бяла пешка на черно поле b2 · бяла пешка на бяло поле c2 · бяла пешка на черно поле d2 · бяла пешка на черно поле f2 · бяла пешка на бяло поле g2 · бяла пешка на черно поле h2 · бял топ на черно поле a1 · бял кон на бяло поле b1 · бял офицер на черно поле c1 · бяла дама на бяло поле d1 · бял цар на черно поле e1 · бял топ на бяло поле h1 | черен топ на бяло поле a8 · черен офицер на бяло поле c8 · черна дама на черно поле d8 · черен цар на бяло поле e8 · черен офицер на черно поле f8 · черен кон на бяло поле g8 · черен топ на черно поле h8 · черна пешка на черно поле a7 · черна пешка на бяло поле b7 · черна пешка на черно поле c7 · черна пешка на бяло поле d7 · черна пешка на бяло поле f7 · черна пешка на черно поле g7 · черна пешка на бяло поле h7 · черен кон на бяло поле c6 · бял офицер на бяло поле b5 · черна пешка на черно поле e5 · бяла пешка на бяло поле e4 · бял кон на бяло поле f3 · бяла пешка на бяло поле a2 · бяла пешка на черно поле b2 · бяла пешка на бяло поле c2 · бяла пешка на черно поле d2 · бяла пешка на черно поле f2 · бяла пешка на бяло поле g2 · бяла пешка на черно поле h2 · бял топ на черно поле a1 · бял кон на бяло поле b1 · бял офицер на черно поле c1 · бяла дама на бяло поле d1 · бял цар на черно поле e1 · бял топ на бяло поле h1 | черен топ на бяло поле a8 · черен офицер на бяло поле c8 · черна дама на черно поле d8 · черен цар на бяло поле e8 · черен офицер на черно поле f8 · черен кон на бяло поле g8 · черен топ на черно поле h8 · черна пешка на черно поле a7 · черна пешка на бяло поле b7 · черна пешка на черно поле c7 · черна пешка на бяло поле d7 · черна пешка на бяло поле f7 · черна пешка на черно поле g7 · черна пешка на бяло поле h7 · черен кон на бяло поле c6 · бял офицер на бяло поле b5 · черна пешка на черно поле e5 · бяла пешка на бяло поле e4 · бял кон на бяло поле f3 · бяла пешка на бяло поле a2 · бяла пешка на черно поле b2 · бяла пешка на бяло поле c2 · бяла пешка на черно поле d2 · бяла пешка на черно поле f2 · бяла пешка на бяло поле g2 · бяла пешка на черно поле h2 · бял топ на черно поле a1 · бял кон на бяло поле b1 · бял офицер на черно поле c1 · бяла дама на бяло поле d1 · бял цар на черно поле e1 · бял топ на бяло поле h1 | черен топ на бяло поле a8 · черен офицер на бяло поле c8 · черна дама на черно поле d8 · черен цар на бяло поле e8 · черен офицер на черно поле f8 · черен кон на бяло поле g8 · черен топ на черно поле h8 · черна пешка на черно поле a7 · черна пешка на бяло поле b7 · черна пешка на черно поле c7 · черна пешка на бяло поле d7 · черна пешка на бяло поле f7 · черна пешка на черно поле g7 · черна пешка на бяло поле h7 · черен кон на бяло поле c6 · бял офицер на бяло поле b5 · черна пешка на черно поле e5 · бяла пешка на бяло поле e4 · бял кон на бяло поле f3 · бяла пешка на бяло поле a2 · бяла пешка на черно поле b2 · бяла пешка на бяло поле c2 · бяла пешка на черно поле d2 · бяла пешка на черно поле f2 · бяла пешка на бяло поле g2 · бяла пешка на черно поле h2 · бял топ на черно поле a1 · бял кон на бяло поле b1 · бял офицер на черно поле c1 · бяла дама на бяло поле d1 · бял цар на черно поле e1 · бял топ на бяло поле h1 | черен топ на бяло поле a8 · черен офицер на бяло поле c8 · черна дама на черно поле d8 · черен цар на бяло поле e8 · черен офицер на черно поле f8 · черен кон на бяло поле g8 · черен топ на черно поле h8 · черна пешка на черно поле a7 · черна пешка на бяло поле b7 · черна пешка на черно поле c7 · черна пешка на бяло поле d7 · черна пешка на бяло поле f7 · черна пешка на черно поле g7 · черна пешка на бяло поле h7 · черен кон на бяло поле c6 · бял офицер на бяло поле b5 · черна пешка на черно поле e5 · бяла пешка на бяло поле e4 · бял кон на бяло поле f3 · бяла пешка на бяло поле a2 · бяла пешка на черно поле b2 · бяла пешка на бяло поле c2 · бяла пешка на черно поле d2 · бяла пешка на черно поле f2 · бяла пешка на бяло поле g2 · бяла пешка на черно поле h2 · бял топ на черно поле a1 · бял кон на бяло поле b1 · бял офицер на черно поле c1 · бяла дама на бяло поле d1 · бял цар на черно поле e1 · бял топ на бяло поле h1 | черен топ на бяло поле a8 · черен офицер на бяло поле c8 · черна дама на черно поле d8 · черен цар на бяло поле e8 · черен офицер на черно поле f8 · черен кон на бяло поле g8 · черен топ на черно поле h8 · черна пешка на черно поле a7 · черна пешка на бяло поле b7 · черна пешка на черно поле c7 · черна пешка на бяло поле d7 · черна пешка на бяло поле f7 · черна пешка на черно поле g7 · черна пешка на бяло поле h7 · черен кон на бяло поле c6 · бял офицер на бяло поле b5 · черна пешка на черно поле e5 · бяла пешка на бяло поле e4 · бял кон на бяло поле f3 · бяла пешка на бяло поле a2 · бяла пешка на черно поле b2 · бяла пешка на бяло поле c2 · бяла пешка на черно поле d2 · бяла пешка на черно поле f2 · бяла пешка на бяло поле g2 · бяла пешка на черно поле h2 · бял топ на черно поле a1 · бял кон на бяло поле b1 · бял офицер на черно поле c1 · бяла дама на бяло поле d1 · бял цар на черно поле e1 · бял топ на бяло поле h1 | черен топ на бяло поле a8 · черен офицер на бяло поле c8 · черна дама на черно поле d8 · черен цар на бяло поле e8 · черен офицер на черно поле f8 · черен кон на бяло поле g8 · черен топ на черно поле h8 · черна пешка на черно поле a7 · черна пешка на бяло поле b7 · черна пешка на черно поле c7 · черна пешка на бяло поле d7 · черна пешка на бяло поле f7 · черна пешка на черно поле g7 · черна пешка на бяло поле h7 · черен кон на бяло поле c6 · бял офицер на бяло поле b5 · черна пешка на черно поле e5 · бяла пешка на бяло поле e4 · бял кон на бяло поле f3 · бяла пешка на бяло поле a2 · бяла пешка на черно поле b2 · бяла пешка на бяло поле c2 · бяла пешка на черно поле d2 · бяла пешка на черно поле f2 · бяла пешка на бяло поле g2 · бяла пешка на черно поле h2 · бял топ на черно поле a1 · бял кон на бяло поле b1 · бял офицер на черно поле c1 · бяла дама на бяло поле d1 · бял цар на черно поле e1 · бял топ на бяло поле h1 | 1 |
|   | a | b | c | d | e | f | g | h |   |

1. е4 e5
2. Кf3 Кc6
3. Оb5.

На много езици Испанската партия се нарича „дебют на Руй Лопес“ или само „Руй Лопес“ (на испански: Ruy López), наречен на испанския епископ и шахматист, анализирал този шахматен дебют.
Дебютът е известен от някои от най-ранните писмени теории на съвременния шах в края на XV век и остава един от най-популярните шахматни дебюти и до днес. Белите развиват офицер на активното поле b5, атакуват коня на черните, който пази пешката на e5, и им позволява рокада на царския фланг. 
Вариантите са разделени на две основни групи според отговора на черните:
- Игри без хода 3. ... a6 с най-популярни продължения:
  - 3. ... Kf6 – Берлинска защита (основен вариант),
  - 3. ... Oc5 – Класическа защита Кордел,
  - 3. ... f5 – Гамбит Яниш,
  - 3. ... d6 – Защита Щайниц,
  - 3. ... Kd4 – Защита Бърд.
- Игри с хода 3. ... a6 – Защита Морфи, считана за основна линия с най-изследвани продължения:

- 4. О:c6 – Разменен вариант,
- 4. Oa4 d6 – Подобрена защита Щайниц,
- 4. Oa4 Kf6 5. 0-0 К:e4 – Открити варианти,
- 4. Oa4 Kf6 5. 0-0 Oe7 – Закрита защита.

## История
Испанският свещеник Руй Лопес де Сегура през 16-ти век систематично е изучавал този и други дебюти в своята 150-странична шахматна книга „Libro del Axedrez“, написана през 1561 г. Лопес е защитавал хода 3.Оb5 като по-добър от 3.Оc4 и е бил на мнение, че черните трябва да играят 2.... d6 (Защита Филидор), за да го избегнат. Въпреки че на много езици носи неговото име, този конкретен дебют е включен в ръкописа от Гьотинген, който датира от около 1490 г. Популярното използване на дебюта на Руй Лопес обаче не се развива до средата на 19 век, когато финландският и руският теоретик Карл Йениш публикува подробна статия за 1. e4 e5 в броя от декември 1847 г. на първото френско и световно шахматно периодично списание Le Palamède, последвана от съкратена версия в Chess Player's Chronicle (1848) и допълнителна статия в същото издание през 1849 г.
Испанската партия отдавна се смята за най-важния дебют сред Откритите игри на майсторско ниво. Почти всеки играч го е използвал в даден момент от кариерата си, често с двата цвята. Поради трудността за черните да постигнат равенство, често срещан прякор за дебюта е „Испанското мъчение“.

## Основна идея
Основната идея на белите е първо да завършат развитието на царското крило с къса рокада и след това да продължат с Оb5:c6 или да отворят центъра с d2-d4.
На най-основно ниво, третият ход на белите напада черния кон, който защитава пешката на e5 от нападение от коня на f3. Очевидната заплаха на белите да спечелят черната пешка с 4. Оb5:c6 d7:c6 5. Кf3:e5 е илюзорна – черните могат да играят 5. ... Дd8-d4, заплашвайки коня и бялата пешка на е4. Например след 6. Кe5-f3 Дd4:e4 черните възстановяват загубената пешка с печалба на инициатива. Това играе основна роля в разменния вариант и е оправдание за 3. ... a7-a6, популяризиран от Пол Морфи.
Дамският кон често остава на b1, а белите имат възможност да подготвят подхода си в центъра с c2-c3. Те могат да запазят пешката е4 с хода Tf1-e1, ако е необходимо. Ако офицерът на b5 е нападнат с a7-a6, той обикновено се оттегля на a4 и след по-нататъшното преследване b7-b5 – на b3, като заема важния диагонал a2-g8. В днешно време ходът 4. Оb5–a4 е основният вариант.
В сравнение с Италианската партия, белите има предимството, че офицерът е по-малко изложен на b3, отколкото на c4, и че черните са отслабили дамския си фланг с ходовете a7-a6 и b7-b5. Това позволява на белите контраигра на дамския фланг с хода а2-а4, който да отвори линията а за топа на a1.

## Варианти
Ходът 3. Оb5 е добър за белите, но тъй като не носи никаква непосредствена заплаха, черните могат да отвърнат по най-различни начини, обединени в две големи групи: с хода 3. ... а6 или без него.

### Испанска партия без хода3. ... а6
- C60 1. e4 e5 2. Kf3 Kc6 3. Ob5 Необичайни трети ходове на черните и 3. ... g6:
  - 1. e4 e5 2. Кf3 Кc6 3. Оb5 a5 – Български вариант;
  - 1. e4 e5 2. Кf3 Кc6 3. Оb5 b6 – Гамбит Ротари–Албани;
  - 1. e4 e5 2. Кf3 Кc6 3. Оb5 Оb4 – Плоска защита (Вариант Алапин). Това продължение не създава големи проблеми за белите при развитието на инициативата.
    - 1. e4 e5 2. Кf3 Кc6 3. Оb5 Оb4 4. c3 Оa5 5. О:c6 d:c6 – Вариант Алапин, Плосък гамбит.

  - 1. e4 e5 2. Кf3 Кc6 3. Оb5 Оe7 – Вариант Лусена (рядко използван).
  - 1. e4 e5 2. Кf3 Кc6 3. Оb5 d5 – Испански контрагамбит.
  - 1. e4 e5 2. Кf3 Кc6 3. Оb5 d5 4. К:e5 Дg5 5. К:c6 – Испански контрагамбит, Гамбит Хардинг.
  - 1. e4 e5 2. Кf3 Кc6 3. Оb5 d5 4. К:e5 Дg5 5. 0-0 – Испански контрагамбит, Контрагамбит Хардинг, Гамбит Фрике.
  - 1. e4 e5 2. Кf3 Кc6 3. Оb5 f6 – Нюрнбергски вариант (рядко използван).
  - 1. e4 e5 2. Кf3 Кc6 3. Оb5 g5 – Гамбит Брентано (рядко използван).
  - 1. e4 e5 2. Кf3 Кc6 3. Оb5 g6 – Флангова защита (Защита Пилсбъри). Вариантът предоставя на белите значителна свобода на действията.
    - 1. e4 e5 2. Кf3 Кc6 3. Оb5 g6 4. c3 f5 – Флангова защита, Гамбит Кевиц.

  - 1. e4 e5 2. Кf3 Кc6 3. Оb5 g6 4. d4 e:d4 5. К:d4 Оg7 6. Оe3 Кge7 7. Кc3 0-0 8. Дd2 d5 – Защита Козио, Гамбит Тартаковер (рядко използван).
  - 1. e4 e5 2. Кf3 Кc6 3. Оb5 Кa5 – Защита Полък (рядко използвана).
  - 1. e4 e5 2. Кf3 Кc6 3. Оb5 Кb8 – Вариант на отстъпление (рядко използван).
  - 1. e4 e5 2. Кf3 Кc6 3. Оb5 Кge7 – Защита Козио (рядко използвана).
    - 1. e4 e5 2. Кf3 Кc6 3. Оb5 Кge7 4. Кc3 g6 – Защита Козио, Вариант Полсен (рядко използван).

  - 1. e4 e5 2. Кf3 Кc6 3. Оb5 Дe7 – Вариант Виноградов (рядко използван).
- C61 1. e4 e5 2. Kf3 Kc6 3. Ob5 Kd4 – Защита Бърд. Черните удвояват пешките на линия d. Шансовете на белите са по-добри, тъй като черната пешка на d4 представлява повече слабост, отколкото сила.
  - 1. e4 e5 2. Kf3 Kc6 3. Ob5 Kd4 4. К:d4 e:d4 5. 0-0 Кe7– Защита Бърд, Вариант Полсен.
- C62 1. e4 e5 2. Kf3 Kc6 3. Ob5 d6 – Защита Щайниц. Това е силна, но пасивна защита.
- C63 1. e4 e5 2. Kf3 Kc6 3. Ob5 f5 – Гамбит Яниш. Това остро продължение на гамбита е въведено на практика в средата на 19 век от руския шахматист Яниш. След приемане на гамбита от белите, черните обикновено получават обещаваща игра. През 1902 г. обаче немският анализатор Е. Дикхоф предлага система на игра, започваща с ход 4. Kc3, което води до предимство за белите. Усложненията, които възникват за белите в системата на Дикхоф, са големи, но в много случаи завършват с решително предимство. Но в края на 40-те години на ХХ век Давид Бронщайн открива редица контраигрални планове, които оставят перспективи за черните след 4. … f:e4 5. K:e4 Kf6. В момента вариантът с ход 4. d3, водещ до спокойна игра, също се счита за приемлив.

|   | a | b | c | d | e | f | g | h |   |
| 8 | черен топ на бяло поле a8 · черен офицер на бяло поле c8 · черна дама на черно поле d8 · черен цар на бяло поле e8 · черен офицер на черно поле f8 · черен кон на бяло поле g8 · черен топ на черно поле h8 · черна пешка на черно поле a7 · черна пешка на бяло поле b7 · черна пешка на черно поле c7 · черна пешка на бяло поле d7 · черна пешка на черно поле g7 · черна пешка на бяло поле h7 · черен кон на бяло поле c6 · бял офицер на бяло поле b5 · черна пешка на черно поле e5 · черна пешка на бяло поле f5 · бяла пешка на бяло поле e4 · бял кон на бяло поле f3 · бяла пешка на бяло поле a2 · бяла пешка на черно поле b2 · бяла пешка на бяло поле c2 · бяла пешка на черно поле d2 · бяла пешка на черно поле f2 · бяла пешка на бяло поле g2 · бяла пешка на черно поле h2 · бял топ на черно поле a1 · бял кон на бяло поле b1 · бял офицер на черно поле c1 · бяла дама на бяло поле d1 · бял цар на черно поле e1 · бял топ на бяло поле h1 | черен топ на бяло поле a8 · черен офицер на бяло поле c8 · черна дама на черно поле d8 · черен цар на бяло поле e8 · черен офицер на черно поле f8 · черен кон на бяло поле g8 · черен топ на черно поле h8 · черна пешка на черно поле a7 · черна пешка на бяло поле b7 · черна пешка на черно поле c7 · черна пешка на бяло поле d7 · черна пешка на черно поле g7 · черна пешка на бяло поле h7 · черен кон на бяло поле c6 · бял офицер на бяло поле b5 · черна пешка на черно поле e5 · черна пешка на бяло поле f5 · бяла пешка на бяло поле e4 · бял кон на бяло поле f3 · бяла пешка на бяло поле a2 · бяла пешка на черно поле b2 · бяла пешка на бяло поле c2 · бяла пешка на черно поле d2 · бяла пешка на черно поле f2 · бяла пешка на бяло поле g2 · бяла пешка на черно поле h2 · бял топ на черно поле a1 · бял кон на бяло поле b1 · бял офицер на черно поле c1 · бяла дама на бяло поле d1 · бял цар на черно поле e1 · бял топ на бяло поле h1 | черен топ на бяло поле a8 · черен офицер на бяло поле c8 · черна дама на черно поле d8 · черен цар на бяло поле e8 · черен офицер на черно поле f8 · черен кон на бяло поле g8 · черен топ на черно поле h8 · черна пешка на черно поле a7 · черна пешка на бяло поле b7 · черна пешка на черно поле c7 · черна пешка на бяло поле d7 · черна пешка на черно поле g7 · черна пешка на бяло поле h7 · черен кон на бяло поле c6 · бял офицер на бяло поле b5 · черна пешка на черно поле e5 · черна пешка на бяло поле f5 · бяла пешка на бяло поле e4 · бял кон на бяло поле f3 · бяла пешка на бяло поле a2 · бяла пешка на черно поле b2 · бяла пешка на бяло поле c2 · бяла пешка на черно поле d2 · бяла пешка на черно поле f2 · бяла пешка на бяло поле g2 · бяла пешка на черно поле h2 · бял топ на черно поле a1 · бял кон на бяло поле b1 · бял офицер на черно поле c1 · бяла дама на бяло поле d1 · бял цар на черно поле e1 · бял топ на бяло поле h1 | черен топ на бяло поле a8 · черен офицер на бяло поле c8 · черна дама на черно поле d8 · черен цар на бяло поле e8 · черен офицер на черно поле f8 · черен кон на бяло поле g8 · черен топ на черно поле h8 · черна пешка на черно поле a7 · черна пешка на бяло поле b7 · черна пешка на черно поле c7 · черна пешка на бяло поле d7 · черна пешка на черно поле g7 · черна пешка на бяло поле h7 · черен кон на бяло поле c6 · бял офицер на бяло поле b5 · черна пешка на черно поле e5 · черна пешка на бяло поле f5 · бяла пешка на бяло поле e4 · бял кон на бяло поле f3 · бяла пешка на бяло поле a2 · бяла пешка на черно поле b2 · бяла пешка на бяло поле c2 · бяла пешка на черно поле d2 · бяла пешка на черно поле f2 · бяла пешка на бяло поле g2 · бяла пешка на черно поле h2 · бял топ на черно поле a1 · бял кон на бяло поле b1 · бял офицер на черно поле c1 · бяла дама на бяло поле d1 · бял цар на черно поле e1 · бял топ на бяло поле h1 | черен топ на бяло поле a8 · черен офицер на бяло поле c8 · черна дама на черно поле d8 · черен цар на бяло поле e8 · черен офицер на черно поле f8 · черен кон на бяло поле g8 · черен топ на черно поле h8 · черна пешка на черно поле a7 · черна пешка на бяло поле b7 · черна пешка на черно поле c7 · черна пешка на бяло поле d7 · черна пешка на черно поле g7 · черна пешка на бяло поле h7 · черен кон на бяло поле c6 · бял офицер на бяло поле b5 · черна пешка на черно поле e5 · черна пешка на бяло поле f5 · бяла пешка на бяло поле e4 · бял кон на бяло поле f3 · бяла пешка на бяло поле a2 · бяла пешка на черно поле b2 · бяла пешка на бяло поле c2 · бяла пешка на черно поле d2 · бяла пешка на черно поле f2 · бяла пешка на бяло поле g2 · бяла пешка на черно поле h2 · бял топ на черно поле a1 · бял кон на бяло поле b1 · бял офицер на черно поле c1 · бяла дама на бяло поле d1 · бял цар на черно поле e1 · бял топ на бяло поле h1 | черен топ на бяло поле a8 · черен офицер на бяло поле c8 · черна дама на черно поле d8 · черен цар на бяло поле e8 · черен офицер на черно поле f8 · черен кон на бяло поле g8 · черен топ на черно поле h8 · черна пешка на черно поле a7 · черна пешка на бяло поле b7 · черна пешка на черно поле c7 · черна пешка на бяло поле d7 · черна пешка на черно поле g7 · черна пешка на бяло поле h7 · черен кон на бяло поле c6 · бял офицер на бяло поле b5 · черна пешка на черно поле e5 · черна пешка на бяло поле f5 · бяла пешка на бяло поле e4 · бял кон на бяло поле f3 · бяла пешка на бяло поле a2 · бяла пешка на черно поле b2 · бяла пешка на бяло поле c2 · бяла пешка на черно поле d2 · бяла пешка на черно поле f2 · бяла пешка на бяло поле g2 · бяла пешка на черно поле h2 · бял топ на черно поле a1 · бял кон на бяло поле b1 · бял офицер на черно поле c1 · бяла дама на бяло поле d1 · бял цар на черно поле e1 · бял топ на бяло поле h1 | черен топ на бяло поле a8 · черен офицер на бяло поле c8 · черна дама на черно поле d8 · черен цар на бяло поле e8 · черен офицер на черно поле f8 · черен кон на бяло поле g8 · черен топ на черно поле h8 · черна пешка на черно поле a7 · черна пешка на бяло поле b7 · черна пешка на черно поле c7 · черна пешка на бяло поле d7 · черна пешка на черно поле g7 · черна пешка на бяло поле h7 · черен кон на бяло поле c6 · бял офицер на бяло поле b5 · черна пешка на черно поле e5 · черна пешка на бяло поле f5 · бяла пешка на бяло поле e4 · бял кон на бяло поле f3 · бяла пешка на бяло поле a2 · бяла пешка на черно поле b2 · бяла пешка на бяло поле c2 · бяла пешка на черно поле d2 · бяла пешка на черно поле f2 · бяла пешка на бяло поле g2 · бяла пешка на черно поле h2 · бял топ на черно поле a1 · бял кон на бяло поле b1 · бял офицер на черно поле c1 · бяла дама на бяло поле d1 · бял цар на черно поле e1 · бял топ на бяло поле h1 | черен топ на бяло поле a8 · черен офицер на бяло поле c8 · черна дама на черно поле d8 · черен цар на бяло поле e8 · черен офицер на черно поле f8 · черен кон на бяло поле g8 · черен топ на черно поле h8 · черна пешка на черно поле a7 · черна пешка на бяло поле b7 · черна пешка на черно поле c7 · черна пешка на бяло поле d7 · черна пешка на черно поле g7 · черна пешка на бяло поле h7 · черен кон на бяло поле c6 · бял офицер на бяло поле b5 · черна пешка на черно поле e5 · черна пешка на бяло поле f5 · бяла пешка на бяло поле e4 · бял кон на бяло поле f3 · бяла пешка на бяло поле a2 · бяла пешка на черно поле b2 · бяла пешка на бяло поле c2 · бяла пешка на черно поле d2 · бяла пешка на черно поле f2 · бяла пешка на бяло поле g2 · бяла пешка на черно поле h2 · бял топ на черно поле a1 · бял кон на бяло поле b1 · бял офицер на черно поле c1 · бяла дама на бяло поле d1 · бял цар на черно поле e1 · бял топ на бяло поле h1 | 8 |
| 7 | черен топ на бяло поле a8 · черен офицер на бяло поле c8 · черна дама на черно поле d8 · черен цар на бяло поле e8 · черен офицер на черно поле f8 · черен кон на бяло поле g8 · черен топ на черно поле h8 · черна пешка на черно поле a7 · черна пешка на бяло поле b7 · черна пешка на черно поле c7 · черна пешка на бяло поле d7 · черна пешка на черно поле g7 · черна пешка на бяло поле h7 · черен кон на бяло поле c6 · бял офицер на бяло поле b5 · черна пешка на черно поле e5 · черна пешка на бяло поле f5 · бяла пешка на бяло поле e4 · бял кон на бяло поле f3 · бяла пешка на бяло поле a2 · бяла пешка на черно поле b2 · бяла пешка на бяло поле c2 · бяла пешка на черно поле d2 · бяла пешка на черно поле f2 · бяла пешка на бяло поле g2 · бяла пешка на черно поле h2 · бял топ на черно поле a1 · бял кон на бяло поле b1 · бял офицер на черно поле c1 · бяла дама на бяло поле d1 · бял цар на черно поле e1 · бял топ на бяло поле h1 | черен топ на бяло поле a8 · черен офицер на бяло поле c8 · черна дама на черно поле d8 · черен цар на бяло поле e8 · черен офицер на черно поле f8 · черен кон на бяло поле g8 · черен топ на черно поле h8 · черна пешка на черно поле a7 · черна пешка на бяло поле b7 · черна пешка на черно поле c7 · черна пешка на бяло поле d7 · черна пешка на черно поле g7 · черна пешка на бяло поле h7 · черен кон на бяло поле c6 · бял офицер на бяло поле b5 · черна пешка на черно поле e5 · черна пешка на бяло поле f5 · бяла пешка на бяло поле e4 · бял кон на бяло поле f3 · бяла пешка на бяло поле a2 · бяла пешка на черно поле b2 · бяла пешка на бяло поле c2 · бяла пешка на черно поле d2 · бяла пешка на черно поле f2 · бяла пешка на бяло поле g2 · бяла пешка на черно поле h2 · бял топ на черно поле a1 · бял кон на бяло поле b1 · бял офицер на черно поле c1 · бяла дама на бяло поле d1 · бял цар на черно поле e1 · бял топ на бяло поле h1 | черен топ на бяло поле a8 · черен офицер на бяло поле c8 · черна дама на черно поле d8 · черен цар на бяло поле e8 · черен офицер на черно поле f8 · черен кон на бяло поле g8 · черен топ на черно поле h8 · черна пешка на черно поле a7 · черна пешка на бяло поле b7 · черна пешка на черно поле c7 · черна пешка на бяло поле d7 · черна пешка на черно поле g7 · черна пешка на бяло поле h7 · черен кон на бяло поле c6 · бял офицер на бяло поле b5 · черна пешка на черно поле e5 · черна пешка на бяло поле f5 · бяла пешка на бяло поле e4 · бял кон на бяло поле f3 · бяла пешка на бяло поле a2 · бяла пешка на черно поле b2 · бяла пешка на бяло поле c2 · бяла пешка на черно поле d2 · бяла пешка на черно поле f2 · бяла пешка на бяло поле g2 · бяла пешка на черно поле h2 · бял топ на черно поле a1 · бял кон на бяло поле b1 · бял офицер на черно поле c1 · бяла дама на бяло поле d1 · бял цар на черно поле e1 · бял топ на бяло поле h1 | черен топ на бяло поле a8 · черен офицер на бяло поле c8 · черна дама на черно поле d8 · черен цар на бяло поле e8 · черен офицер на черно поле f8 · черен кон на бяло поле g8 · черен топ на черно поле h8 · черна пешка на черно поле a7 · черна пешка на бяло поле b7 · черна пешка на черно поле c7 · черна пешка на бяло поле d7 · черна пешка на черно поле g7 · черна пешка на бяло поле h7 · черен кон на бяло поле c6 · бял офицер на бяло поле b5 · черна пешка на черно поле e5 · черна пешка на бяло поле f5 · бяла пешка на бяло поле e4 · бял кон на бяло поле f3 · бяла пешка на бяло поле a2 · бяла пешка на черно поле b2 · бяла пешка на бяло поле c2 · бяла пешка на черно поле d2 · бяла пешка на черно поле f2 · бяла пешка на бяло поле g2 · бяла пешка на черно поле h2 · бял топ на черно поле a1 · бял кон на бяло поле b1 · бял офицер на черно поле c1 · бяла дама на бяло поле d1 · бял цар на черно поле e1 · бял топ на бяло поле h1 | черен топ на бяло поле a8 · черен офицер на бяло поле c8 · черна дама на черно поле d8 · черен цар на бяло поле e8 · черен офицер на черно поле f8 · черен кон на бяло поле g8 · черен топ на черно поле h8 · черна пешка на черно поле a7 · черна пешка на бяло поле b7 · черна пешка на черно поле c7 · черна пешка на бяло поле d7 · черна пешка на черно поле g7 · черна пешка на бяло поле h7 · черен кон на бяло поле c6 · бял офицер на бяло поле b5 · черна пешка на черно поле e5 · черна пешка на бяло поле f5 · бяла пешка на бяло поле e4 · бял кон на бяло поле f3 · бяла пешка на бяло поле a2 · бяла пешка на черно поле b2 · бяла пешка на бяло поле c2 · бяла пешка на черно поле d2 · бяла пешка на черно поле f2 · бяла пешка на бяло поле g2 · бяла пешка на черно поле h2 · бял топ на черно поле a1 · бял кон на бяло поле b1 · бял офицер на черно поле c1 · бяла дама на бяло поле d1 · бял цар на черно поле e1 · бял топ на бяло поле h1 | черен топ на бяло поле a8 · черен офицер на бяло поле c8 · черна дама на черно поле d8 · черен цар на бяло поле e8 · черен офицер на черно поле f8 · черен кон на бяло поле g8 · черен топ на черно поле h8 · черна пешка на черно поле a7 · черна пешка на бяло поле b7 · черна пешка на черно поле c7 · черна пешка на бяло поле d7 · черна пешка на черно поле g7 · черна пешка на бяло поле h7 · черен кон на бяло поле c6 · бял офицер на бяло поле b5 · черна пешка на черно поле e5 · черна пешка на бяло поле f5 · бяла пешка на бяло поле e4 · бял кон на бяло поле f3 · бяла пешка на бяло поле a2 · бяла пешка на черно поле b2 · бяла пешка на бяло поле c2 · бяла пешка на черно поле d2 · бяла пешка на черно поле f2 · бяла пешка на бяло поле g2 · бяла пешка на черно поле h2 · бял топ на черно поле a1 · бял кон на бяло поле b1 · бял офицер на черно поле c1 · бяла дама на бяло поле d1 · бял цар на черно поле e1 · бял топ на бяло поле h1 | черен топ на бяло поле a8 · черен офицер на бяло поле c8 · черна дама на черно поле d8 · черен цар на бяло поле e8 · черен офицер на черно поле f8 · черен кон на бяло поле g8 · черен топ на черно поле h8 · черна пешка на черно поле a7 · черна пешка на бяло поле b7 · черна пешка на черно поле c7 · черна пешка на бяло поле d7 · черна пешка на черно поле g7 · черна пешка на бяло поле h7 · черен кон на бяло поле c6 · бял офицер на бяло поле b5 · черна пешка на черно поле e5 · черна пешка на бяло поле f5 · бяла пешка на бяло поле e4 · бял кон на бяло поле f3 · бяла пешка на бяло поле a2 · бяла пешка на черно поле b2 · бяла пешка на бяло поле c2 · бяла пешка на черно поле d2 · бяла пешка на черно поле f2 · бяла пешка на бяло поле g2 · бяла пешка на черно поле h2 · бял топ на черно поле a1 · бял кон на бяло поле b1 · бял офицер на черно поле c1 · бяла дама на бяло поле d1 · бял цар на черно поле e1 · бял топ на бяло поле h1 | черен топ на бяло поле a8 · черен офицер на бяло поле c8 · черна дама на черно поле d8 · черен цар на бяло поле e8 · черен офицер на черно поле f8 · черен кон на бяло поле g8 · черен топ на черно поле h8 · черна пешка на черно поле a7 · черна пешка на бяло поле b7 · черна пешка на черно поле c7 · черна пешка на бяло поле d7 · черна пешка на черно поле g7 · черна пешка на бяло поле h7 · черен кон на бяло поле c6 · бял офицер на бяло поле b5 · черна пешка на черно поле e5 · черна пешка на бяло поле f5 · бяла пешка на бяло поле e4 · бял кон на бяло поле f3 · бяла пешка на бяло поле a2 · бяла пешка на черно поле b2 · бяла пешка на бяло поле c2 · бяла пешка на черно поле d2 · бяла пешка на черно поле f2 · бяла пешка на бяло поле g2 · бяла пешка на черно поле h2 · бял топ на черно поле a1 · бял кон на бяло поле b1 · бял офицер на черно поле c1 · бяла дама на бяло поле d1 · бял цар на черно поле e1 · бял топ на бяло поле h1 | 7 |
| 6 | черен топ на бяло поле a8 · черен офицер на бяло поле c8 · черна дама на черно поле d8 · черен цар на бяло поле e8 · черен офицер на черно поле f8 · черен кон на бяло поле g8 · черен топ на черно поле h8 · черна пешка на черно поле a7 · черна пешка на бяло поле b7 · черна пешка на черно поле c7 · черна пешка на бяло поле d7 · черна пешка на черно поле g7 · черна пешка на бяло поле h7 · черен кон на бяло поле c6 · бял офицер на бяло поле b5 · черна пешка на черно поле e5 · черна пешка на бяло поле f5 · бяла пешка на бяло поле e4 · бял кон на бяло поле f3 · бяла пешка на бяло поле a2 · бяла пешка на черно поле b2 · бяла пешка на бяло поле c2 · бяла пешка на черно поле d2 · бяла пешка на черно поле f2 · бяла пешка на бяло поле g2 · бяла пешка на черно поле h2 · бял топ на черно поле a1 · бял кон на бяло поле b1 · бял офицер на черно поле c1 · бяла дама на бяло поле d1 · бял цар на черно поле e1 · бял топ на бяло поле h1 | черен топ на бяло поле a8 · черен офицер на бяло поле c8 · черна дама на черно поле d8 · черен цар на бяло поле e8 · черен офицер на черно поле f8 · черен кон на бяло поле g8 · черен топ на черно поле h8 · черна пешка на черно поле a7 · черна пешка на бяло поле b7 · черна пешка на черно поле c7 · черна пешка на бяло поле d7 · черна пешка на черно поле g7 · черна пешка на бяло поле h7 · черен кон на бяло поле c6 · бял офицер на бяло поле b5 · черна пешка на черно поле e5 · черна пешка на бяло поле f5 · бяла пешка на бяло поле e4 · бял кон на бяло поле f3 · бяла пешка на бяло поле a2 · бяла пешка на черно поле b2 · бяла пешка на бяло поле c2 · бяла пешка на черно поле d2 · бяла пешка на черно поле f2 · бяла пешка на бяло поле g2 · бяла пешка на черно поле h2 · бял топ на черно поле a1 · бял кон на бяло поле b1 · бял офицер на черно поле c1 · бяла дама на бяло поле d1 · бял цар на черно поле e1 · бял топ на бяло поле h1 | черен топ на бяло поле a8 · черен офицер на бяло поле c8 · черна дама на черно поле d8 · черен цар на бяло поле e8 · черен офицер на черно поле f8 · черен кон на бяло поле g8 · черен топ на черно поле h8 · черна пешка на черно поле a7 · черна пешка на бяло поле b7 · черна пешка на черно поле c7 · черна пешка на бяло поле d7 · черна пешка на черно поле g7 · черна пешка на бяло поле h7 · черен кон на бяло поле c6 · бял офицер на бяло поле b5 · черна пешка на черно поле e5 · черна пешка на бяло поле f5 · бяла пешка на бяло поле e4 · бял кон на бяло поле f3 · бяла пешка на бяло поле a2 · бяла пешка на черно поле b2 · бяла пешка на бяло поле c2 · бяла пешка на черно поле d2 · бяла пешка на черно поле f2 · бяла пешка на бяло поле g2 · бяла пешка на черно поле h2 · бял топ на черно поле a1 · бял кон на бяло поле b1 · бял офицер на черно поле c1 · бяла дама на бяло поле d1 · бял цар на черно поле e1 · бял топ на бяло поле h1 | черен топ на бяло поле a8 · черен офицер на бяло поле c8 · черна дама на черно поле d8 · черен цар на бяло поле e8 · черен офицер на черно поле f8 · черен кон на бяло поле g8 · черен топ на черно поле h8 · черна пешка на черно поле a7 · черна пешка на бяло поле b7 · черна пешка на черно поле c7 · черна пешка на бяло поле d7 · черна пешка на черно поле g7 · черна пешка на бяло поле h7 · черен кон на бяло поле c6 · бял офицер на бяло поле b5 · черна пешка на черно поле e5 · черна пешка на бяло поле f5 · бяла пешка на бяло поле e4 · бял кон на бяло поле f3 · бяла пешка на бяло поле a2 · бяла пешка на черно поле b2 · бяла пешка на бяло поле c2 · бяла пешка на черно поле d2 · бяла пешка на черно поле f2 · бяла пешка на бяло поле g2 · бяла пешка на черно поле h2 · бял топ на черно поле a1 · бял кон на бяло поле b1 · бял офицер на черно поле c1 · бяла дама на бяло поле d1 · бял цар на черно поле e1 · бял топ на бяло поле h1 | черен топ на бяло поле a8 · черен офицер на бяло поле c8 · черна дама на черно поле d8 · черен цар на бяло поле e8 · черен офицер на черно поле f8 · черен кон на бяло поле g8 · черен топ на черно поле h8 · черна пешка на черно поле a7 · черна пешка на бяло поле b7 · черна пешка на черно поле c7 · черна пешка на бяло поле d7 · черна пешка на черно поле g7 · черна пешка на бяло поле h7 · черен кон на бяло поле c6 · бял офицер на бяло поле b5 · черна пешка на черно поле e5 · черна пешка на бяло поле f5 · бяла пешка на бяло поле e4 · бял кон на бяло поле f3 · бяла пешка на бяло поле a2 · бяла пешка на черно поле b2 · бяла пешка на бяло поле c2 · бяла пешка на черно поле d2 · бяла пешка на черно поле f2 · бяла пешка на бяло поле g2 · бяла пешка на черно поле h2 · бял топ на черно поле a1 · бял кон на бяло поле b1 · бял офицер на черно поле c1 · бяла дама на бяло поле d1 · бял цар на черно поле e1 · бял топ на бяло поле h1 | черен топ на бяло поле a8 · черен офицер на бяло поле c8 · черна дама на черно поле d8 · черен цар на бяло поле e8 · черен офицер на черно поле f8 · черен кон на бяло поле g8 · черен топ на черно поле h8 · черна пешка на черно поле a7 · черна пешка на бяло поле b7 · черна пешка на черно поле c7 · черна пешка на бяло поле d7 · черна пешка на черно поле g7 · черна пешка на бяло поле h7 · черен кон на бяло поле c6 · бял офицер на бяло поле b5 · черна пешка на черно поле e5 · черна пешка на бяло поле f5 · бяла пешка на бяло поле e4 · бял кон на бяло поле f3 · бяла пешка на бяло поле a2 · бяла пешка на черно поле b2 · бяла пешка на бяло поле c2 · бяла пешка на черно поле d2 · бяла пешка на черно поле f2 · бяла пешка на бяло поле g2 · бяла пешка на черно поле h2 · бял топ на черно поле a1 · бял кон на бяло поле b1 · бял офицер на черно поле c1 · бяла дама на бяло поле d1 · бял цар на черно поле e1 · бял топ на бяло поле h1 | черен топ на бяло поле a8 · черен офицер на бяло поле c8 · черна дама на черно поле d8 · черен цар на бяло поле e8 · черен офицер на черно поле f8 · черен кон на бяло поле g8 · черен топ на черно поле h8 · черна пешка на черно поле a7 · черна пешка на бяло поле b7 · черна пешка на черно поле c7 · черна пешка на бяло поле d7 · черна пешка на черно поле g7 · черна пешка на бяло поле h7 · черен кон на бяло поле c6 · бял офицер на бяло поле b5 · черна пешка на черно поле e5 · черна пешка на бяло поле f5 · бяла пешка на бяло поле e4 · бял кон на бяло поле f3 · бяла пешка на бяло поле a2 · бяла пешка на черно поле b2 · бяла пешка на бяло поле c2 · бяла пешка на черно поле d2 · бяла пешка на черно поле f2 · бяла пешка на бяло поле g2 · бяла пешка на черно поле h2 · бял топ на черно поле a1 · бял кон на бяло поле b1 · бял офицер на черно поле c1 · бяла дама на бяло поле d1 · бял цар на черно поле e1 · бял топ на бяло поле h1 | черен топ на бяло поле a8 · черен офицер на бяло поле c8 · черна дама на черно поле d8 · черен цар на бяло поле e8 · черен офицер на черно поле f8 · черен кон на бяло поле g8 · черен топ на черно поле h8 · черна пешка на черно поле a7 · черна пешка на бяло поле b7 · черна пешка на черно поле c7 · черна пешка на бяло поле d7 · черна пешка на черно поле g7 · черна пешка на бяло поле h7 · черен кон на бяло поле c6 · бял офицер на бяло поле b5 · черна пешка на черно поле e5 · черна пешка на бяло поле f5 · бяла пешка на бяло поле e4 · бял кон на бяло поле f3 · бяла пешка на бяло поле a2 · бяла пешка на черно поле b2 · бяла пешка на бяло поле c2 · бяла пешка на черно поле d2 · бяла пешка на черно поле f2 · бяла пешка на бяло поле g2 · бяла пешка на черно поле h2 · бял топ на черно поле a1 · бял кон на бяло поле b1 · бял офицер на черно поле c1 · бяла дама на бяло поле d1 · бял цар на черно поле e1 · бял топ на бяло поле h1 | 6 |
| 5 | черен топ на бяло поле a8 · черен офицер на бяло поле c8 · черна дама на черно поле d8 · черен цар на бяло поле e8 · черен офицер на черно поле f8 · черен кон на бяло поле g8 · черен топ на черно поле h8 · черна пешка на черно поле a7 · черна пешка на бяло поле b7 · черна пешка на черно поле c7 · черна пешка на бяло поле d7 · черна пешка на черно поле g7 · черна пешка на бяло поле h7 · черен кон на бяло поле c6 · бял офицер на бяло поле b5 · черна пешка на черно поле e5 · черна пешка на бяло поле f5 · бяла пешка на бяло поле e4 · бял кон на бяло поле f3 · бяла пешка на бяло поле a2 · бяла пешка на черно поле b2 · бяла пешка на бяло поле c2 · бяла пешка на черно поле d2 · бяла пешка на черно поле f2 · бяла пешка на бяло поле g2 · бяла пешка на черно поле h2 · бял топ на черно поле a1 · бял кон на бяло поле b1 · бял офицер на черно поле c1 · бяла дама на бяло поле d1 · бял цар на черно поле e1 · бял топ на бяло поле h1 | черен топ на бяло поле a8 · черен офицер на бяло поле c8 · черна дама на черно поле d8 · черен цар на бяло поле e8 · черен офицер на черно поле f8 · черен кон на бяло поле g8 · черен топ на черно поле h8 · черна пешка на черно поле a7 · черна пешка на бяло поле b7 · черна пешка на черно поле c7 · черна пешка на бяло поле d7 · черна пешка на черно поле g7 · черна пешка на бяло поле h7 · черен кон на бяло поле c6 · бял офицер на бяло поле b5 · черна пешка на черно поле e5 · черна пешка на бяло поле f5 · бяла пешка на бяло поле e4 · бял кон на бяло поле f3 · бяла пешка на бяло поле a2 · бяла пешка на черно поле b2 · бяла пешка на бяло поле c2 · бяла пешка на черно поле d2 · бяла пешка на черно поле f2 · бяла пешка на бяло поле g2 · бяла пешка на черно поле h2 · бял топ на черно поле a1 · бял кон на бяло поле b1 · бял офицер на черно поле c1 · бяла дама на бяло поле d1 · бял цар на черно поле e1 · бял топ на бяло поле h1 | черен топ на бяло поле a8 · черен офицер на бяло поле c8 · черна дама на черно поле d8 · черен цар на бяло поле e8 · черен офицер на черно поле f8 · черен кон на бяло поле g8 · черен топ на черно поле h8 · черна пешка на черно поле a7 · черна пешка на бяло поле b7 · черна пешка на черно поле c7 · черна пешка на бяло поле d7 · черна пешка на черно поле g7 · черна пешка на бяло поле h7 · черен кон на бяло поле c6 · бял офицер на бяло поле b5 · черна пешка на черно поле e5 · черна пешка на бяло поле f5 · бяла пешка на бяло поле e4 · бял кон на бяло поле f3 · бяла пешка на бяло поле a2 · бяла пешка на черно поле b2 · бяла пешка на бяло поле c2 · бяла пешка на черно поле d2 · бяла пешка на черно поле f2 · бяла пешка на бяло поле g2 · бяла пешка на черно поле h2 · бял топ на черно поле a1 · бял кон на бяло поле b1 · бял офицер на черно поле c1 · бяла дама на бяло поле d1 · бял цар на черно поле e1 · бял топ на бяло поле h1 | черен топ на бяло поле a8 · черен офицер на бяло поле c8 · черна дама на черно поле d8 · черен цар на бяло поле e8 · черен офицер на черно поле f8 · черен кон на бяло поле g8 · черен топ на черно поле h8 · черна пешка на черно поле a7 · черна пешка на бяло поле b7 · черна пешка на черно поле c7 · черна пешка на бяло поле d7 · черна пешка на черно поле g7 · черна пешка на бяло поле h7 · черен кон на бяло поле c6 · бял офицер на бяло поле b5 · черна пешка на черно поле e5 · черна пешка на бяло поле f5 · бяла пешка на бяло поле e4 · бял кон на бяло поле f3 · бяла пешка на бяло поле a2 · бяла пешка на черно поле b2 · бяла пешка на бяло поле c2 · бяла пешка на черно поле d2 · бяла пешка на черно поле f2 · бяла пешка на бяло поле g2 · бяла пешка на черно поле h2 · бял топ на черно поле a1 · бял кон на бяло поле b1 · бял офицер на черно поле c1 · бяла дама на бяло поле d1 · бял цар на черно поле e1 · бял топ на бяло поле h1 | черен топ на бяло поле a8 · черен офицер на бяло поле c8 · черна дама на черно поле d8 · черен цар на бяло поле e8 · черен офицер на черно поле f8 · черен кон на бяло поле g8 · черен топ на черно поле h8 · черна пешка на черно поле a7 · черна пешка на бяло поле b7 · черна пешка на черно поле c7 · черна пешка на бяло поле d7 · черна пешка на черно поле g7 · черна пешка на бяло поле h7 · черен кон на бяло поле c6 · бял офицер на бяло поле b5 · черна пешка на черно поле e5 · черна пешка на бяло поле f5 · бяла пешка на бяло поле e4 · бял кон на бяло поле f3 · бяла пешка на бяло поле a2 · бяла пешка на черно поле b2 · бяла пешка на бяло поле c2 · бяла пешка на черно поле d2 · бяла пешка на черно поле f2 · бяла пешка на бяло поле g2 · бяла пешка на черно поле h2 · бял топ на черно поле a1 · бял кон на бяло поле b1 · бял офицер на черно поле c1 · бяла дама на бяло поле d1 · бял цар на черно поле e1 · бял топ на бяло поле h1 | черен топ на бяло поле a8 · черен офицер на бяло поле c8 · черна дама на черно поле d8 · черен цар на бяло поле e8 · черен офицер на черно поле f8 · черен кон на бяло поле g8 · черен топ на черно поле h8 · черна пешка на черно поле a7 · черна пешка на бяло поле b7 · черна пешка на черно поле c7 · черна пешка на бяло поле d7 · черна пешка на черно поле g7 · черна пешка на бяло поле h7 · черен кон на бяло поле c6 · бял офицер на бяло поле b5 · черна пешка на черно поле e5 · черна пешка на бяло поле f5 · бяла пешка на бяло поле e4 · бял кон на бяло поле f3 · бяла пешка на бяло поле a2 · бяла пешка на черно поле b2 · бяла пешка на бяло поле c2 · бяла пешка на черно поле d2 · бяла пешка на черно поле f2 · бяла пешка на бяло поле g2 · бяла пешка на черно поле h2 · бял топ на черно поле a1 · бял кон на бяло поле b1 · бял офицер на черно поле c1 · бяла дама на бяло поле d1 · бял цар на черно поле e1 · бял топ на бяло поле h1 | черен топ на бяло поле a8 · черен офицер на бяло поле c8 · черна дама на черно поле d8 · черен цар на бяло поле e8 · черен офицер на черно поле f8 · черен кон на бяло поле g8 · черен топ на черно поле h8 · черна пешка на черно поле a7 · черна пешка на бяло поле b7 · черна пешка на черно поле c7 · черна пешка на бяло поле d7 · черна пешка на черно поле g7 · черна пешка на бяло поле h7 · черен кон на бяло поле c6 · бял офицер на бяло поле b5 · черна пешка на черно поле e5 · черна пешка на бяло поле f5 · бяла пешка на бяло поле e4 · бял кон на бяло поле f3 · бяла пешка на бяло поле a2 · бяла пешка на черно поле b2 · бяла пешка на бяло поле c2 · бяла пешка на черно поле d2 · бяла пешка на черно поле f2 · бяла пешка на бяло поле g2 · бяла пешка на черно поле h2 · бял топ на черно поле a1 · бял кон на бяло поле b1 · бял офицер на черно поле c1 · бяла дама на бяло поле d1 · бял цар на черно поле e1 · бял топ на бяло поле h1 | черен топ на бяло поле a8 · черен офицер на бяло поле c8 · черна дама на черно поле d8 · черен цар на бяло поле e8 · черен офицер на черно поле f8 · черен кон на бяло поле g8 · черен топ на черно поле h8 · черна пешка на черно поле a7 · черна пешка на бяло поле b7 · черна пешка на черно поле c7 · черна пешка на бяло поле d7 · черна пешка на черно поле g7 · черна пешка на бяло поле h7 · черен кон на бяло поле c6 · бял офицер на бяло поле b5 · черна пешка на черно поле e5 · черна пешка на бяло поле f5 · бяла пешка на бяло поле e4 · бял кон на бяло поле f3 · бяла пешка на бяло поле a2 · бяла пешка на черно поле b2 · бяла пешка на бяло поле c2 · бяла пешка на черно поле d2 · бяла пешка на черно поле f2 · бяла пешка на бяло поле g2 · бяла пешка на черно поле h2 · бял топ на черно поле a1 · бял кон на бяло поле b1 · бял офицер на черно поле c1 · бяла дама на бяло поле d1 · бял цар на черно поле e1 · бял топ на бяло поле h1 | 5 |
| 4 | черен топ на бяло поле a8 · черен офицер на бяло поле c8 · черна дама на черно поле d8 · черен цар на бяло поле e8 · черен офицер на черно поле f8 · черен кон на бяло поле g8 · черен топ на черно поле h8 · черна пешка на черно поле a7 · черна пешка на бяло поле b7 · черна пешка на черно поле c7 · черна пешка на бяло поле d7 · черна пешка на черно поле g7 · черна пешка на бяло поле h7 · черен кон на бяло поле c6 · бял офицер на бяло поле b5 · черна пешка на черно поле e5 · черна пешка на бяло поле f5 · бяла пешка на бяло поле e4 · бял кон на бяло поле f3 · бяла пешка на бяло поле a2 · бяла пешка на черно поле b2 · бяла пешка на бяло поле c2 · бяла пешка на черно поле d2 · бяла пешка на черно поле f2 · бяла пешка на бяло поле g2 · бяла пешка на черно поле h2 · бял топ на черно поле a1 · бял кон на бяло поле b1 · бял офицер на черно поле c1 · бяла дама на бяло поле d1 · бял цар на черно поле e1 · бял топ на бяло поле h1 | черен топ на бяло поле a8 · черен офицер на бяло поле c8 · черна дама на черно поле d8 · черен цар на бяло поле e8 · черен офицер на черно поле f8 · черен кон на бяло поле g8 · черен топ на черно поле h8 · черна пешка на черно поле a7 · черна пешка на бяло поле b7 · черна пешка на черно поле c7 · черна пешка на бяло поле d7 · черна пешка на черно поле g7 · черна пешка на бяло поле h7 · черен кон на бяло поле c6 · бял офицер на бяло поле b5 · черна пешка на черно поле e5 · черна пешка на бяло поле f5 · бяла пешка на бяло поле e4 · бял кон на бяло поле f3 · бяла пешка на бяло поле a2 · бяла пешка на черно поле b2 · бяла пешка на бяло поле c2 · бяла пешка на черно поле d2 · бяла пешка на черно поле f2 · бяла пешка на бяло поле g2 · бяла пешка на черно поле h2 · бял топ на черно поле a1 · бял кон на бяло поле b1 · бял офицер на черно поле c1 · бяла дама на бяло поле d1 · бял цар на черно поле e1 · бял топ на бяло поле h1 | черен топ на бяло поле a8 · черен офицер на бяло поле c8 · черна дама на черно поле d8 · черен цар на бяло поле e8 · черен офицер на черно поле f8 · черен кон на бяло поле g8 · черен топ на черно поле h8 · черна пешка на черно поле a7 · черна пешка на бяло поле b7 · черна пешка на черно поле c7 · черна пешка на бяло поле d7 · черна пешка на черно поле g7 · черна пешка на бяло поле h7 · черен кон на бяло поле c6 · бял офицер на бяло поле b5 · черна пешка на черно поле e5 · черна пешка на бяло поле f5 · бяла пешка на бяло поле e4 · бял кон на бяло поле f3 · бяла пешка на бяло поле a2 · бяла пешка на черно поле b2 · бяла пешка на бяло поле c2 · бяла пешка на черно поле d2 · бяла пешка на черно поле f2 · бяла пешка на бяло поле g2 · бяла пешка на черно поле h2 · бял топ на черно поле a1 · бял кон на бяло поле b1 · бял офицер на черно поле c1 · бяла дама на бяло поле d1 · бял цар на черно поле e1 · бял топ на бяло поле h1 | черен топ на бяло поле a8 · черен офицер на бяло поле c8 · черна дама на черно поле d8 · черен цар на бяло поле e8 · черен офицер на черно поле f8 · черен кон на бяло поле g8 · черен топ на черно поле h8 · черна пешка на черно поле a7 · черна пешка на бяло поле b7 · черна пешка на черно поле c7 · черна пешка на бяло поле d7 · черна пешка на черно поле g7 · черна пешка на бяло поле h7 · черен кон на бяло поле c6 · бял офицер на бяло поле b5 · черна пешка на черно поле e5 · черна пешка на бяло поле f5 · бяла пешка на бяло поле e4 · бял кон на бяло поле f3 · бяла пешка на бяло поле a2 · бяла пешка на черно поле b2 · бяла пешка на бяло поле c2 · бяла пешка на черно поле d2 · бяла пешка на черно поле f2 · бяла пешка на бяло поле g2 · бяла пешка на черно поле h2 · бял топ на черно поле a1 · бял кон на бяло поле b1 · бял офицер на черно поле c1 · бяла дама на бяло поле d1 · бял цар на черно поле e1 · бял топ на бяло поле h1 | черен топ на бяло поле a8 · черен офицер на бяло поле c8 · черна дама на черно поле d8 · черен цар на бяло поле e8 · черен офицер на черно поле f8 · черен кон на бяло поле g8 · черен топ на черно поле h8 · черна пешка на черно поле a7 · черна пешка на бяло поле b7 · черна пешка на черно поле c7 · черна пешка на бяло поле d7 · черна пешка на черно поле g7 · черна пешка на бяло поле h7 · черен кон на бяло поле c6 · бял офицер на бяло поле b5 · черна пешка на черно поле e5 · черна пешка на бяло поле f5 · бяла пешка на бяло поле e4 · бял кон на бяло поле f3 · бяла пешка на бяло поле a2 · бяла пешка на черно поле b2 · бяла пешка на бяло поле c2 · бяла пешка на черно поле d2 · бяла пешка на черно поле f2 · бяла пешка на бяло поле g2 · бяла пешка на черно поле h2 · бял топ на черно поле a1 · бял кон на бяло поле b1 · бял офицер на черно поле c1 · бяла дама на бяло поле d1 · бял цар на черно поле e1 · бял топ на бяло поле h1 | черен топ на бяло поле a8 · черен офицер на бяло поле c8 · черна дама на черно поле d8 · черен цар на бяло поле e8 · черен офицер на черно поле f8 · черен кон на бяло поле g8 · черен топ на черно поле h8 · черна пешка на черно поле a7 · черна пешка на бяло поле b7 · черна пешка на черно поле c7 · черна пешка на бяло поле d7 · черна пешка на черно поле g7 · черна пешка на бяло поле h7 · черен кон на бяло поле c6 · бял офицер на бяло поле b5 · черна пешка на черно поле e5 · черна пешка на бяло поле f5 · бяла пешка на бяло поле e4 · бял кон на бяло поле f3 · бяла пешка на бяло поле a2 · бяла пешка на черно поле b2 · бяла пешка на бяло поле c2 · бяла пешка на черно поле d2 · бяла пешка на черно поле f2 · бяла пешка на бяло поле g2 · бяла пешка на черно поле h2 · бял топ на черно поле a1 · бял кон на бяло поле b1 · бял офицер на черно поле c1 · бяла дама на бяло поле d1 · бял цар на черно поле e1 · бял топ на бяло поле h1 | черен топ на бяло поле a8 · черен офицер на бяло поле c8 · черна дама на черно поле d8 · черен цар на бяло поле e8 · черен офицер на черно поле f8 · черен кон на бяло поле g8 · черен топ на черно поле h8 · черна пешка на черно поле a7 · черна пешка на бяло поле b7 · черна пешка на черно поле c7 · черна пешка на бяло поле d7 · черна пешка на черно поле g7 · черна пешка на бяло поле h7 · черен кон на бяло поле c6 · бял офицер на бяло поле b5 · черна пешка на черно поле e5 · черна пешка на бяло поле f5 · бяла пешка на бяло поле e4 · бял кон на бяло поле f3 · бяла пешка на бяло поле a2 · бяла пешка на черно поле b2 · бяла пешка на бяло поле c2 · бяла пешка на черно поле d2 · бяла пешка на черно поле f2 · бяла пешка на бяло поле g2 · бяла пешка на черно поле h2 · бял топ на черно поле a1 · бял кон на бяло поле b1 · бял офицер на черно поле c1 · бяла дама на бяло поле d1 · бял цар на черно поле e1 · бял топ на бяло поле h1 | черен топ на бяло поле a8 · черен офицер на бяло поле c8 · черна дама на черно поле d8 · черен цар на бяло поле e8 · черен офицер на черно поле f8 · черен кон на бяло поле g8 · черен топ на черно поле h8 · черна пешка на черно поле a7 · черна пешка на бяло поле b7 · черна пешка на черно поле c7 · черна пешка на бяло поле d7 · черна пешка на черно поле g7 · черна пешка на бяло поле h7 · черен кон на бяло поле c6 · бял офицер на бяло поле b5 · черна пешка на черно поле e5 · черна пешка на бяло поле f5 · бяла пешка на бяло поле e4 · бял кон на бяло поле f3 · бяла пешка на бяло поле a2 · бяла пешка на черно поле b2 · бяла пешка на бяло поле c2 · бяла пешка на черно поле d2 · бяла пешка на черно поле f2 · бяла пешка на бяло поле g2 · бяла пешка на черно поле h2 · бял топ на черно поле a1 · бял кон на бяло поле b1 · бял офицер на черно поле c1 · бяла дама на бяло поле d1 · бял цар на черно поле e1 · бял топ на бяло поле h1 | 4 |
| 3 | черен топ на бяло поле a8 · черен офицер на бяло поле c8 · черна дама на черно поле d8 · черен цар на бяло поле e8 · черен офицер на черно поле f8 · черен кон на бяло поле g8 · черен топ на черно поле h8 · черна пешка на черно поле a7 · черна пешка на бяло поле b7 · черна пешка на черно поле c7 · черна пешка на бяло поле d7 · черна пешка на черно поле g7 · черна пешка на бяло поле h7 · черен кон на бяло поле c6 · бял офицер на бяло поле b5 · черна пешка на черно поле e5 · черна пешка на бяло поле f5 · бяла пешка на бяло поле e4 · бял кон на бяло поле f3 · бяла пешка на бяло поле a2 · бяла пешка на черно поле b2 · бяла пешка на бяло поле c2 · бяла пешка на черно поле d2 · бяла пешка на черно поле f2 · бяла пешка на бяло поле g2 · бяла пешка на черно поле h2 · бял топ на черно поле a1 · бял кон на бяло поле b1 · бял офицер на черно поле c1 · бяла дама на бяло поле d1 · бял цар на черно поле e1 · бял топ на бяло поле h1 | черен топ на бяло поле a8 · черен офицер на бяло поле c8 · черна дама на черно поле d8 · черен цар на бяло поле e8 · черен офицер на черно поле f8 · черен кон на бяло поле g8 · черен топ на черно поле h8 · черна пешка на черно поле a7 · черна пешка на бяло поле b7 · черна пешка на черно поле c7 · черна пешка на бяло поле d7 · черна пешка на черно поле g7 · черна пешка на бяло поле h7 · черен кон на бяло поле c6 · бял офицер на бяло поле b5 · черна пешка на черно поле e5 · черна пешка на бяло поле f5 · бяла пешка на бяло поле e4 · бял кон на бяло поле f3 · бяла пешка на бяло поле a2 · бяла пешка на черно поле b2 · бяла пешка на бяло поле c2 · бяла пешка на черно поле d2 · бяла пешка на черно поле f2 · бяла пешка на бяло поле g2 · бяла пешка на черно поле h2 · бял топ на черно поле a1 · бял кон на бяло поле b1 · бял офицер на черно поле c1 · бяла дама на бяло поле d1 · бял цар на черно поле e1 · бял топ на бяло поле h1 | черен топ на бяло поле a8 · черен офицер на бяло поле c8 · черна дама на черно поле d8 · черен цар на бяло поле e8 · черен офицер на черно поле f8 · черен кон на бяло поле g8 · черен топ на черно поле h8 · черна пешка на черно поле a7 · черна пешка на бяло поле b7 · черна пешка на черно поле c7 · черна пешка на бяло поле d7 · черна пешка на черно поле g7 · черна пешка на бяло поле h7 · черен кон на бяло поле c6 · бял офицер на бяло поле b5 · черна пешка на черно поле e5 · черна пешка на бяло поле f5 · бяла пешка на бяло поле e4 · бял кон на бяло поле f3 · бяла пешка на бяло поле a2 · бяла пешка на черно поле b2 · бяла пешка на бяло поле c2 · бяла пешка на черно поле d2 · бяла пешка на черно поле f2 · бяла пешка на бяло поле g2 · бяла пешка на черно поле h2 · бял топ на черно поле a1 · бял кон на бяло поле b1 · бял офицер на черно поле c1 · бяла дама на бяло поле d1 · бял цар на черно поле e1 · бял топ на бяло поле h1 | черен топ на бяло поле a8 · черен офицер на бяло поле c8 · черна дама на черно поле d8 · черен цар на бяло поле e8 · черен офицер на черно поле f8 · черен кон на бяло поле g8 · черен топ на черно поле h8 · черна пешка на черно поле a7 · черна пешка на бяло поле b7 · черна пешка на черно поле c7 · черна пешка на бяло поле d7 · черна пешка на черно поле g7 · черна пешка на бяло поле h7 · черен кон на бяло поле c6 · бял офицер на бяло поле b5 · черна пешка на черно поле e5 · черна пешка на бяло поле f5 · бяла пешка на бяло поле e4 · бял кон на бяло поле f3 · бяла пешка на бяло поле a2 · бяла пешка на черно поле b2 · бяла пешка на бяло поле c2 · бяла пешка на черно поле d2 · бяла пешка на черно поле f2 · бяла пешка на бяло поле g2 · бяла пешка на черно поле h2 · бял топ на черно поле a1 · бял кон на бяло поле b1 · бял офицер на черно поле c1 · бяла дама на бяло поле d1 · бял цар на черно поле e1 · бял топ на бяло поле h1 | черен топ на бяло поле a8 · черен офицер на бяло поле c8 · черна дама на черно поле d8 · черен цар на бяло поле e8 · черен офицер на черно поле f8 · черен кон на бяло поле g8 · черен топ на черно поле h8 · черна пешка на черно поле a7 · черна пешка на бяло поле b7 · черна пешка на черно поле c7 · черна пешка на бяло поле d7 · черна пешка на черно поле g7 · черна пешка на бяло поле h7 · черен кон на бяло поле c6 · бял офицер на бяло поле b5 · черна пешка на черно поле e5 · черна пешка на бяло поле f5 · бяла пешка на бяло поле e4 · бял кон на бяло поле f3 · бяла пешка на бяло поле a2 · бяла пешка на черно поле b2 · бяла пешка на бяло поле c2 · бяла пешка на черно поле d2 · бяла пешка на черно поле f2 · бяла пешка на бяло поле g2 · бяла пешка на черно поле h2 · бял топ на черно поле a1 · бял кон на бяло поле b1 · бял офицер на черно поле c1 · бяла дама на бяло поле d1 · бял цар на черно поле e1 · бял топ на бяло поле h1 | черен топ на бяло поле a8 · черен офицер на бяло поле c8 · черна дама на черно поле d8 · черен цар на бяло поле e8 · черен офицер на черно поле f8 · черен кон на бяло поле g8 · черен топ на черно поле h8 · черна пешка на черно поле a7 · черна пешка на бяло поле b7 · черна пешка на черно поле c7 · черна пешка на бяло поле d7 · черна пешка на черно поле g7 · черна пешка на бяло поле h7 · черен кон на бяло поле c6 · бял офицер на бяло поле b5 · черна пешка на черно поле e5 · черна пешка на бяло поле f5 · бяла пешка на бяло поле e4 · бял кон на бяло поле f3 · бяла пешка на бяло поле a2 · бяла пешка на черно поле b2 · бяла пешка на бяло поле c2 · бяла пешка на черно поле d2 · бяла пешка на черно поле f2 · бяла пешка на бяло поле g2 · бяла пешка на черно поле h2 · бял топ на черно поле a1 · бял кон на бяло поле b1 · бял офицер на черно поле c1 · бяла дама на бяло поле d1 · бял цар на черно поле e1 · бял топ на бяло поле h1 | черен топ на бяло поле a8 · черен офицер на бяло поле c8 · черна дама на черно поле d8 · черен цар на бяло поле e8 · черен офицер на черно поле f8 · черен кон на бяло поле g8 · черен топ на черно поле h8 · черна пешка на черно поле a7 · черна пешка на бяло поле b7 · черна пешка на черно поле c7 · черна пешка на бяло поле d7 · черна пешка на черно поле g7 · черна пешка на бяло поле h7 · черен кон на бяло поле c6 · бял офицер на бяло поле b5 · черна пешка на черно поле e5 · черна пешка на бяло поле f5 · бяла пешка на бяло поле e4 · бял кон на бяло поле f3 · бяла пешка на бяло поле a2 · бяла пешка на черно поле b2 · бяла пешка на бяло поле c2 · бяла пешка на черно поле d2 · бяла пешка на черно поле f2 · бяла пешка на бяло поле g2 · бяла пешка на черно поле h2 · бял топ на черно поле a1 · бял кон на бяло поле b1 · бял офицер на черно поле c1 · бяла дама на бяло поле d1 · бял цар на черно поле e1 · бял топ на бяло поле h1 | черен топ на бяло поле a8 · черен офицер на бяло поле c8 · черна дама на черно поле d8 · черен цар на бяло поле e8 · черен офицер на черно поле f8 · черен кон на бяло поле g8 · черен топ на черно поле h8 · черна пешка на черно поле a7 · черна пешка на бяло поле b7 · черна пешка на черно поле c7 · черна пешка на бяло поле d7 · черна пешка на черно поле g7 · черна пешка на бяло поле h7 · черен кон на бяло поле c6 · бял офицер на бяло поле b5 · черна пешка на черно поле e5 · черна пешка на бяло поле f5 · бяла пешка на бяло поле e4 · бял кон на бяло поле f3 · бяла пешка на бяло поле a2 · бяла пешка на черно поле b2 · бяла пешка на бяло поле c2 · бяла пешка на черно поле d2 · бяла пешка на черно поле f2 · бяла пешка на бяло поле g2 · бяла пешка на черно поле h2 · бял топ на черно поле a1 · бял кон на бяло поле b1 · бял офицер на черно поле c1 · бяла дама на бяло поле d1 · бял цар на черно поле e1 · бял топ на бяло поле h1 | 3 |
| 2 | черен топ на бяло поле a8 · черен офицер на бяло поле c8 · черна дама на черно поле d8 · черен цар на бяло поле e8 · черен офицер на черно поле f8 · черен кон на бяло поле g8 · черен топ на черно поле h8 · черна пешка на черно поле a7 · черна пешка на бяло поле b7 · черна пешка на черно поле c7 · черна пешка на бяло поле d7 · черна пешка на черно поле g7 · черна пешка на бяло поле h7 · черен кон на бяло поле c6 · бял офицер на бяло поле b5 · черна пешка на черно поле e5 · черна пешка на бяло поле f5 · бяла пешка на бяло поле e4 · бял кон на бяло поле f3 · бяла пешка на бяло поле a2 · бяла пешка на черно поле b2 · бяла пешка на бяло поле c2 · бяла пешка на черно поле d2 · бяла пешка на черно поле f2 · бяла пешка на бяло поле g2 · бяла пешка на черно поле h2 · бял топ на черно поле a1 · бял кон на бяло поле b1 · бял офицер на черно поле c1 · бяла дама на бяло поле d1 · бял цар на черно поле e1 · бял топ на бяло поле h1 | черен топ на бяло поле a8 · черен офицер на бяло поле c8 · черна дама на черно поле d8 · черен цар на бяло поле e8 · черен офицер на черно поле f8 · черен кон на бяло поле g8 · черен топ на черно поле h8 · черна пешка на черно поле a7 · черна пешка на бяло поле b7 · черна пешка на черно поле c7 · черна пешка на бяло поле d7 · черна пешка на черно поле g7 · черна пешка на бяло поле h7 · черен кон на бяло поле c6 · бял офицер на бяло поле b5 · черна пешка на черно поле e5 · черна пешка на бяло поле f5 · бяла пешка на бяло поле e4 · бял кон на бяло поле f3 · бяла пешка на бяло поле a2 · бяла пешка на черно поле b2 · бяла пешка на бяло поле c2 · бяла пешка на черно поле d2 · бяла пешка на черно поле f2 · бяла пешка на бяло поле g2 · бяла пешка на черно поле h2 · бял топ на черно поле a1 · бял кон на бяло поле b1 · бял офицер на черно поле c1 · бяла дама на бяло поле d1 · бял цар на черно поле e1 · бял топ на бяло поле h1 | черен топ на бяло поле a8 · черен офицер на бяло поле c8 · черна дама на черно поле d8 · черен цар на бяло поле e8 · черен офицер на черно поле f8 · черен кон на бяло поле g8 · черен топ на черно поле h8 · черна пешка на черно поле a7 · черна пешка на бяло поле b7 · черна пешка на черно поле c7 · черна пешка на бяло поле d7 · черна пешка на черно поле g7 · черна пешка на бяло поле h7 · черен кон на бяло поле c6 · бял офицер на бяло поле b5 · черна пешка на черно поле e5 · черна пешка на бяло поле f5 · бяла пешка на бяло поле e4 · бял кон на бяло поле f3 · бяла пешка на бяло поле a2 · бяла пешка на черно поле b2 · бяла пешка на бяло поле c2 · бяла пешка на черно поле d2 · бяла пешка на черно поле f2 · бяла пешка на бяло поле g2 · бяла пешка на черно поле h2 · бял топ на черно поле a1 · бял кон на бяло поле b1 · бял офицер на черно поле c1 · бяла дама на бяло поле d1 · бял цар на черно поле e1 · бял топ на бяло поле h1 | черен топ на бяло поле a8 · черен офицер на бяло поле c8 · черна дама на черно поле d8 · черен цар на бяло поле e8 · черен офицер на черно поле f8 · черен кон на бяло поле g8 · черен топ на черно поле h8 · черна пешка на черно поле a7 · черна пешка на бяло поле b7 · черна пешка на черно поле c7 · черна пешка на бяло поле d7 · черна пешка на черно поле g7 · черна пешка на бяло поле h7 · черен кон на бяло поле c6 · бял офицер на бяло поле b5 · черна пешка на черно поле e5 · черна пешка на бяло поле f5 · бяла пешка на бяло поле e4 · бял кон на бяло поле f3 · бяла пешка на бяло поле a2 · бяла пешка на черно поле b2 · бяла пешка на бяло поле c2 · бяла пешка на черно поле d2 · бяла пешка на черно поле f2 · бяла пешка на бяло поле g2 · бяла пешка на черно поле h2 · бял топ на черно поле a1 · бял кон на бяло поле b1 · бял офицер на черно поле c1 · бяла дама на бяло поле d1 · бял цар на черно поле e1 · бял топ на бяло поле h1 | черен топ на бяло поле a8 · черен офицер на бяло поле c8 · черна дама на черно поле d8 · черен цар на бяло поле e8 · черен офицер на черно поле f8 · черен кон на бяло поле g8 · черен топ на черно поле h8 · черна пешка на черно поле a7 · черна пешка на бяло поле b7 · черна пешка на черно поле c7 · черна пешка на бяло поле d7 · черна пешка на черно поле g7 · черна пешка на бяло поле h7 · черен кон на бяло поле c6 · бял офицер на бяло поле b5 · черна пешка на черно поле e5 · черна пешка на бяло поле f5 · бяла пешка на бяло поле e4 · бял кон на бяло поле f3 · бяла пешка на бяло поле a2 · бяла пешка на черно поле b2 · бяла пешка на бяло поле c2 · бяла пешка на черно поле d2 · бяла пешка на черно поле f2 · бяла пешка на бяло поле g2 · бяла пешка на черно поле h2 · бял топ на черно поле a1 · бял кон на бяло поле b1 · бял офицер на черно поле c1 · бяла дама на бяло поле d1 · бял цар на черно поле e1 · бял топ на бяло поле h1 | черен топ на бяло поле a8 · черен офицер на бяло поле c8 · черна дама на черно поле d8 · черен цар на бяло поле e8 · черен офицер на черно поле f8 · черен кон на бяло поле g8 · черен топ на черно поле h8 · черна пешка на черно поле a7 · черна пешка на бяло поле b7 · черна пешка на черно поле c7 · черна пешка на бяло поле d7 · черна пешка на черно поле g7 · черна пешка на бяло поле h7 · черен кон на бяло поле c6 · бял офицер на бяло поле b5 · черна пешка на черно поле e5 · черна пешка на бяло поле f5 · бяла пешка на бяло поле e4 · бял кон на бяло поле f3 · бяла пешка на бяло поле a2 · бяла пешка на черно поле b2 · бяла пешка на бяло поле c2 · бяла пешка на черно поле d2 · бяла пешка на черно поле f2 · бяла пешка на бяло поле g2 · бяла пешка на черно поле h2 · бял топ на черно поле a1 · бял кон на бяло поле b1 · бял офицер на черно поле c1 · бяла дама на бяло поле d1 · бял цар на черно поле e1 · бял топ на бяло поле h1 | черен топ на бяло поле a8 · черен офицер на бяло поле c8 · черна дама на черно поле d8 · черен цар на бяло поле e8 · черен офицер на черно поле f8 · черен кон на бяло поле g8 · черен топ на черно поле h8 · черна пешка на черно поле a7 · черна пешка на бяло поле b7 · черна пешка на черно поле c7 · черна пешка на бяло поле d7 · черна пешка на черно поле g7 · черна пешка на бяло поле h7 · черен кон на бяло поле c6 · бял офицер на бяло поле b5 · черна пешка на черно поле e5 · черна пешка на бяло поле f5 · бяла пешка на бяло поле e4 · бял кон на бяло поле f3 · бяла пешка на бяло поле a2 · бяла пешка на черно поле b2 · бяла пешка на бяло поле c2 · бяла пешка на черно поле d2 · бяла пешка на черно поле f2 · бяла пешка на бяло поле g2 · бяла пешка на черно поле h2 · бял топ на черно поле a1 · бял кон на бяло поле b1 · бял офицер на черно поле c1 · бяла дама на бяло поле d1 · бял цар на черно поле e1 · бял топ на бяло поле h1 | черен топ на бяло поле a8 · черен офицер на бяло поле c8 · черна дама на черно поле d8 · черен цар на бяло поле e8 · черен офицер на черно поле f8 · черен кон на бяло поле g8 · черен топ на черно поле h8 · черна пешка на черно поле a7 · черна пешка на бяло поле b7 · черна пешка на черно поле c7 · черна пешка на бяло поле d7 · черна пешка на черно поле g7 · черна пешка на бяло поле h7 · черен кон на бяло поле c6 · бял офицер на бяло поле b5 · черна пешка на черно поле e5 · черна пешка на бяло поле f5 · бяла пешка на бяло поле e4 · бял кон на бяло поле f3 · бяла пешка на бяло поле a2 · бяла пешка на черно поле b2 · бяла пешка на бяло поле c2 · бяла пешка на черно поле d2 · бяла пешка на черно поле f2 · бяла пешка на бяло поле g2 · бяла пешка на черно поле h2 · бял топ на черно поле a1 · бял кон на бяло поле b1 · бял офицер на черно поле c1 · бяла дама на бяло поле d1 · бял цар на черно поле e1 · бял топ на бяло поле h1 | 2 |
| 1 | черен топ на бяло поле a8 · черен офицер на бяло поле c8 · черна дама на черно поле d8 · черен цар на бяло поле e8 · черен офицер на черно поле f8 · черен кон на бяло поле g8 · черен топ на черно поле h8 · черна пешка на черно поле a7 · черна пешка на бяло поле b7 · черна пешка на черно поле c7 · черна пешка на бяло поле d7 · черна пешка на черно поле g7 · черна пешка на бяло поле h7 · черен кон на бяло поле c6 · бял офицер на бяло поле b5 · черна пешка на черно поле e5 · черна пешка на бяло поле f5 · бяла пешка на бяло поле e4 · бял кон на бяло поле f3 · бяла пешка на бяло поле a2 · бяла пешка на черно поле b2 · бяла пешка на бяло поле c2 · бяла пешка на черно поле d2 · бяла пешка на черно поле f2 · бяла пешка на бяло поле g2 · бяла пешка на черно поле h2 · бял топ на черно поле a1 · бял кон на бяло поле b1 · бял офицер на черно поле c1 · бяла дама на бяло поле d1 · бял цар на черно поле e1 · бял топ на бяло поле h1 | черен топ на бяло поле a8 · черен офицер на бяло поле c8 · черна дама на черно поле d8 · черен цар на бяло поле e8 · черен офицер на черно поле f8 · черен кон на бяло поле g8 · черен топ на черно поле h8 · черна пешка на черно поле a7 · черна пешка на бяло поле b7 · черна пешка на черно поле c7 · черна пешка на бяло поле d7 · черна пешка на черно поле g7 · черна пешка на бяло поле h7 · черен кон на бяло поле c6 · бял офицер на бяло поле b5 · черна пешка на черно поле e5 · черна пешка на бяло поле f5 · бяла пешка на бяло поле e4 · бял кон на бяло поле f3 · бяла пешка на бяло поле a2 · бяла пешка на черно поле b2 · бяла пешка на бяло поле c2 · бяла пешка на черно поле d2 · бяла пешка на черно поле f2 · бяла пешка на бяло поле g2 · бяла пешка на черно поле h2 · бял топ на черно поле a1 · бял кон на бяло поле b1 · бял офицер на черно поле c1 · бяла дама на бяло поле d1 · бял цар на черно поле e1 · бял топ на бяло поле h1 | черен топ на бяло поле a8 · черен офицер на бяло поле c8 · черна дама на черно поле d8 · черен цар на бяло поле e8 · черен офицер на черно поле f8 · черен кон на бяло поле g8 · черен топ на черно поле h8 · черна пешка на черно поле a7 · черна пешка на бяло поле b7 · черна пешка на черно поле c7 · черна пешка на бяло поле d7 · черна пешка на черно поле g7 · черна пешка на бяло поле h7 · черен кон на бяло поле c6 · бял офицер на бяло поле b5 · черна пешка на черно поле e5 · черна пешка на бяло поле f5 · бяла пешка на бяло поле e4 · бял кон на бяло поле f3 · бяла пешка на бяло поле a2 · бяла пешка на черно поле b2 · бяла пешка на бяло поле c2 · бяла пешка на черно поле d2 · бяла пешка на черно поле f2 · бяла пешка на бяло поле g2 · бяла пешка на черно поле h2 · бял топ на черно поле a1 · бял кон на бяло поле b1 · бял офицер на черно поле c1 · бяла дама на бяло поле d1 · бял цар на черно поле e1 · бял топ на бяло поле h1 | черен топ на бяло поле a8 · черен офицер на бяло поле c8 · черна дама на черно поле d8 · черен цар на бяло поле e8 · черен офицер на черно поле f8 · черен кон на бяло поле g8 · черен топ на черно поле h8 · черна пешка на черно поле a7 · черна пешка на бяло поле b7 · черна пешка на черно поле c7 · черна пешка на бяло поле d7 · черна пешка на черно поле g7 · черна пешка на бяло поле h7 · черен кон на бяло поле c6 · бял офицер на бяло поле b5 · черна пешка на черно поле e5 · черна пешка на бяло поле f5 · бяла пешка на бяло поле e4 · бял кон на бяло поле f3 · бяла пешка на бяло поле a2 · бяла пешка на черно поле b2 · бяла пешка на бяло поле c2 · бяла пешка на черно поле d2 · бяла пешка на черно поле f2 · бяла пешка на бяло поле g2 · бяла пешка на черно поле h2 · бял топ на черно поле a1 · бял кон на бяло поле b1 · бял офицер на черно поле c1 · бяла дама на бяло поле d1 · бял цар на черно поле e1 · бял топ на бяло поле h1 | черен топ на бяло поле a8 · черен офицер на бяло поле c8 · черна дама на черно поле d8 · черен цар на бяло поле e8 · черен офицер на черно поле f8 · черен кон на бяло поле g8 · черен топ на черно поле h8 · черна пешка на черно поле a7 · черна пешка на бяло поле b7 · черна пешка на черно поле c7 · черна пешка на бяло поле d7 · черна пешка на черно поле g7 · черна пешка на бяло поле h7 · черен кон на бяло поле c6 · бял офицер на бяло поле b5 · черна пешка на черно поле e5 · черна пешка на бяло поле f5 · бяла пешка на бяло поле e4 · бял кон на бяло поле f3 · бяла пешка на бяло поле a2 · бяла пешка на черно поле b2 · бяла пешка на бяло поле c2 · бяла пешка на черно поле d2 · бяла пешка на черно поле f2 · бяла пешка на бяло поле g2 · бяла пешка на черно поле h2 · бял топ на черно поле a1 · бял кон на бяло поле b1 · бял офицер на черно поле c1 · бяла дама на бяло поле d1 · бял цар на черно поле e1 · бял топ на бяло поле h1 | черен топ на бяло поле a8 · черен офицер на бяло поле c8 · черна дама на черно поле d8 · черен цар на бяло поле e8 · черен офицер на черно поле f8 · черен кон на бяло поле g8 · черен топ на черно поле h8 · черна пешка на черно поле a7 · черна пешка на бяло поле b7 · черна пешка на черно поле c7 · черна пешка на бяло поле d7 · черна пешка на черно поле g7 · черна пешка на бяло поле h7 · черен кон на бяло поле c6 · бял офицер на бяло поле b5 · черна пешка на черно поле e5 · черна пешка на бяло поле f5 · бяла пешка на бяло поле e4 · бял кон на бяло поле f3 · бяла пешка на бяло поле a2 · бяла пешка на черно поле b2 · бяла пешка на бяло поле c2 · бяла пешка на черно поле d2 · бяла пешка на черно поле f2 · бяла пешка на бяло поле g2 · бяла пешка на черно поле h2 · бял топ на черно поле a1 · бял кон на бяло поле b1 · бял офицер на черно поле c1 · бяла дама на бяло поле d1 · бял цар на черно поле e1 · бял топ на бяло поле h1 | черен топ на бяло поле a8 · черен офицер на бяло поле c8 · черна дама на черно поле d8 · черен цар на бяло поле e8 · черен офицер на черно поле f8 · черен кон на бяло поле g8 · черен топ на черно поле h8 · черна пешка на черно поле a7 · черна пешка на бяло поле b7 · черна пешка на черно поле c7 · черна пешка на бяло поле d7 · черна пешка на черно поле g7 · черна пешка на бяло поле h7 · черен кон на бяло поле c6 · бял офицер на бяло поле b5 · черна пешка на черно поле e5 · черна пешка на бяло поле f5 · бяла пешка на бяло поле e4 · бял кон на бяло поле f3 · бяла пешка на бяло поле a2 · бяла пешка на черно поле b2 · бяла пешка на бяло поле c2 · бяла пешка на черно поле d2 · бяла пешка на черно поле f2 · бяла пешка на бяло поле g2 · бяла пешка на черно поле h2 · бял топ на черно поле a1 · бял кон на бяло поле b1 · бял офицер на черно поле c1 · бяла дама на бяло поле d1 · бял цар на черно поле e1 · бял топ на бяло поле h1 | черен топ на бяло поле a8 · черен офицер на бяло поле c8 · черна дама на черно поле d8 · черен цар на бяло поле e8 · черен офицер на черно поле f8 · черен кон на бяло поле g8 · черен топ на черно поле h8 · черна пешка на черно поле a7 · черна пешка на бяло поле b7 · черна пешка на черно поле c7 · черна пешка на бяло поле d7 · черна пешка на черно поле g7 · черна пешка на бяло поле h7 · черен кон на бяло поле c6 · бял офицер на бяло поле b5 · черна пешка на черно поле e5 · черна пешка на бяло поле f5 · бяла пешка на бяло поле e4 · бял кон на бяло поле f3 · бяла пешка на бяло поле a2 · бяла пешка на черно поле b2 · бяла пешка на бяло поле c2 · бяла пешка на черно поле d2 · бяла пешка на черно поле f2 · бяла пешка на бяло поле g2 · бяла пешка на черно поле h2 · бял топ на черно поле a1 · бял кон на бяло поле b1 · бял офицер на черно поле c1 · бяла дама на бяло поле d1 · бял цар на черно поле e1 · бял топ на бяло поле h1 | 1 |
|   | a | b | c | d | e | f | g | h |   |

|   | a | b | c | d | e | f | g | h |   |
| 8 | черен топ на бяло поле a8 · черен офицер на бяло поле c8 · черна дама на черно поле d8 · черен цар на бяло поле e8 · черен кон на бяло поле g8 · черен топ на черно поле h8 · черна пешка на черно поле a7 · черна пешка на бяло поле b7 · черна пешка на черно поле c7 · черна пешка на бяло поле d7 · черна пешка на бяло поле f7 · черна пешка на черно поле g7 · черна пешка на бяло поле h7 · черен кон на бяло поле c6 · бял офицер на бяло поле b5 · черен офицер на черно поле c5 · черна пешка на черно поле e5 · бяла пешка на бяло поле e4 · бял кон на бяло поле f3 · бяла пешка на бяло поле a2 · бяла пешка на черно поле b2 · бяла пешка на бяло поле c2 · бяла пешка на черно поле d2 · бяла пешка на черно поле f2 · бяла пешка на бяло поле g2 · бяла пешка на черно поле h2 · бял топ на черно поле a1 · бял кон на бяло поле b1 · бял офицер на черно поле c1 · бяла дама на бяло поле d1 · бял цар на черно поле e1 · бял топ на бяло поле h1 | черен топ на бяло поле a8 · черен офицер на бяло поле c8 · черна дама на черно поле d8 · черен цар на бяло поле e8 · черен кон на бяло поле g8 · черен топ на черно поле h8 · черна пешка на черно поле a7 · черна пешка на бяло поле b7 · черна пешка на черно поле c7 · черна пешка на бяло поле d7 · черна пешка на бяло поле f7 · черна пешка на черно поле g7 · черна пешка на бяло поле h7 · черен кон на бяло поле c6 · бял офицер на бяло поле b5 · черен офицер на черно поле c5 · черна пешка на черно поле e5 · бяла пешка на бяло поле e4 · бял кон на бяло поле f3 · бяла пешка на бяло поле a2 · бяла пешка на черно поле b2 · бяла пешка на бяло поле c2 · бяла пешка на черно поле d2 · бяла пешка на черно поле f2 · бяла пешка на бяло поле g2 · бяла пешка на черно поле h2 · бял топ на черно поле a1 · бял кон на бяло поле b1 · бял офицер на черно поле c1 · бяла дама на бяло поле d1 · бял цар на черно поле e1 · бял топ на бяло поле h1 | черен топ на бяло поле a8 · черен офицер на бяло поле c8 · черна дама на черно поле d8 · черен цар на бяло поле e8 · черен кон на бяло поле g8 · черен топ на черно поле h8 · черна пешка на черно поле a7 · черна пешка на бяло поле b7 · черна пешка на черно поле c7 · черна пешка на бяло поле d7 · черна пешка на бяло поле f7 · черна пешка на черно поле g7 · черна пешка на бяло поле h7 · черен кон на бяло поле c6 · бял офицер на бяло поле b5 · черен офицер на черно поле c5 · черна пешка на черно поле e5 · бяла пешка на бяло поле e4 · бял кон на бяло поле f3 · бяла пешка на бяло поле a2 · бяла пешка на черно поле b2 · бяла пешка на бяло поле c2 · бяла пешка на черно поле d2 · бяла пешка на черно поле f2 · бяла пешка на бяло поле g2 · бяла пешка на черно поле h2 · бял топ на черно поле a1 · бял кон на бяло поле b1 · бял офицер на черно поле c1 · бяла дама на бяло поле d1 · бял цар на черно поле e1 · бял топ на бяло поле h1 | черен топ на бяло поле a8 · черен офицер на бяло поле c8 · черна дама на черно поле d8 · черен цар на бяло поле e8 · черен кон на бяло поле g8 · черен топ на черно поле h8 · черна пешка на черно поле a7 · черна пешка на бяло поле b7 · черна пешка на черно поле c7 · черна пешка на бяло поле d7 · черна пешка на бяло поле f7 · черна пешка на черно поле g7 · черна пешка на бяло поле h7 · черен кон на бяло поле c6 · бял офицер на бяло поле b5 · черен офицер на черно поле c5 · черна пешка на черно поле e5 · бяла пешка на бяло поле e4 · бял кон на бяло поле f3 · бяла пешка на бяло поле a2 · бяла пешка на черно поле b2 · бяла пешка на бяло поле c2 · бяла пешка на черно поле d2 · бяла пешка на черно поле f2 · бяла пешка на бяло поле g2 · бяла пешка на черно поле h2 · бял топ на черно поле a1 · бял кон на бяло поле b1 · бял офицер на черно поле c1 · бяла дама на бяло поле d1 · бял цар на черно поле e1 · бял топ на бяло поле h1 | черен топ на бяло поле a8 · черен офицер на бяло поле c8 · черна дама на черно поле d8 · черен цар на бяло поле e8 · черен кон на бяло поле g8 · черен топ на черно поле h8 · черна пешка на черно поле a7 · черна пешка на бяло поле b7 · черна пешка на черно поле c7 · черна пешка на бяло поле d7 · черна пешка на бяло поле f7 · черна пешка на черно поле g7 · черна пешка на бяло поле h7 · черен кон на бяло поле c6 · бял офицер на бяло поле b5 · черен офицер на черно поле c5 · черна пешка на черно поле e5 · бяла пешка на бяло поле e4 · бял кон на бяло поле f3 · бяла пешка на бяло поле a2 · бяла пешка на черно поле b2 · бяла пешка на бяло поле c2 · бяла пешка на черно поле d2 · бяла пешка на черно поле f2 · бяла пешка на бяло поле g2 · бяла пешка на черно поле h2 · бял топ на черно поле a1 · бял кон на бяло поле b1 · бял офицер на черно поле c1 · бяла дама на бяло поле d1 · бял цар на черно поле e1 · бял топ на бяло поле h1 | черен топ на бяло поле a8 · черен офицер на бяло поле c8 · черна дама на черно поле d8 · черен цар на бяло поле e8 · черен кон на бяло поле g8 · черен топ на черно поле h8 · черна пешка на черно поле a7 · черна пешка на бяло поле b7 · черна пешка на черно поле c7 · черна пешка на бяло поле d7 · черна пешка на бяло поле f7 · черна пешка на черно поле g7 · черна пешка на бяло поле h7 · черен кон на бяло поле c6 · бял офицер на бяло поле b5 · черен офицер на черно поле c5 · черна пешка на черно поле e5 · бяла пешка на бяло поле e4 · бял кон на бяло поле f3 · бяла пешка на бяло поле a2 · бяла пешка на черно поле b2 · бяла пешка на бяло поле c2 · бяла пешка на черно поле d2 · бяла пешка на черно поле f2 · бяла пешка на бяло поле g2 · бяла пешка на черно поле h2 · бял топ на черно поле a1 · бял кон на бяло поле b1 · бял офицер на черно поле c1 · бяла дама на бяло поле d1 · бял цар на черно поле e1 · бял топ на бяло поле h1 | черен топ на бяло поле a8 · черен офицер на бяло поле c8 · черна дама на черно поле d8 · черен цар на бяло поле e8 · черен кон на бяло поле g8 · черен топ на черно поле h8 · черна пешка на черно поле a7 · черна пешка на бяло поле b7 · черна пешка на черно поле c7 · черна пешка на бяло поле d7 · черна пешка на бяло поле f7 · черна пешка на черно поле g7 · черна пешка на бяло поле h7 · черен кон на бяло поле c6 · бял офицер на бяло поле b5 · черен офицер на черно поле c5 · черна пешка на черно поле e5 · бяла пешка на бяло поле e4 · бял кон на бяло поле f3 · бяла пешка на бяло поле a2 · бяла пешка на черно поле b2 · бяла пешка на бяло поле c2 · бяла пешка на черно поле d2 · бяла пешка на черно поле f2 · бяла пешка на бяло поле g2 · бяла пешка на черно поле h2 · бял топ на черно поле a1 · бял кон на бяло поле b1 · бял офицер на черно поле c1 · бяла дама на бяло поле d1 · бял цар на черно поле e1 · бял топ на бяло поле h1 | черен топ на бяло поле a8 · черен офицер на бяло поле c8 · черна дама на черно поле d8 · черен цар на бяло поле e8 · черен кон на бяло поле g8 · черен топ на черно поле h8 · черна пешка на черно поле a7 · черна пешка на бяло поле b7 · черна пешка на черно поле c7 · черна пешка на бяло поле d7 · черна пешка на бяло поле f7 · черна пешка на черно поле g7 · черна пешка на бяло поле h7 · черен кон на бяло поле c6 · бял офицер на бяло поле b5 · черен офицер на черно поле c5 · черна пешка на черно поле e5 · бяла пешка на бяло поле e4 · бял кон на бяло поле f3 · бяла пешка на бяло поле a2 · бяла пешка на черно поле b2 · бяла пешка на бяло поле c2 · бяла пешка на черно поле d2 · бяла пешка на черно поле f2 · бяла пешка на бяло поле g2 · бяла пешка на черно поле h2 · бял топ на черно поле a1 · бял кон на бяло поле b1 · бял офицер на черно поле c1 · бяла дама на бяло поле d1 · бял цар на черно поле e1 · бял топ на бяло поле h1 | 8 |
| 7 | черен топ на бяло поле a8 · черен офицер на бяло поле c8 · черна дама на черно поле d8 · черен цар на бяло поле e8 · черен кон на бяло поле g8 · черен топ на черно поле h8 · черна пешка на черно поле a7 · черна пешка на бяло поле b7 · черна пешка на черно поле c7 · черна пешка на бяло поле d7 · черна пешка на бяло поле f7 · черна пешка на черно поле g7 · черна пешка на бяло поле h7 · черен кон на бяло поле c6 · бял офицер на бяло поле b5 · черен офицер на черно поле c5 · черна пешка на черно поле e5 · бяла пешка на бяло поле e4 · бял кон на бяло поле f3 · бяла пешка на бяло поле a2 · бяла пешка на черно поле b2 · бяла пешка на бяло поле c2 · бяла пешка на черно поле d2 · бяла пешка на черно поле f2 · бяла пешка на бяло поле g2 · бяла пешка на черно поле h2 · бял топ на черно поле a1 · бял кон на бяло поле b1 · бял офицер на черно поле c1 · бяла дама на бяло поле d1 · бял цар на черно поле e1 · бял топ на бяло поле h1 | черен топ на бяло поле a8 · черен офицер на бяло поле c8 · черна дама на черно поле d8 · черен цар на бяло поле e8 · черен кон на бяло поле g8 · черен топ на черно поле h8 · черна пешка на черно поле a7 · черна пешка на бяло поле b7 · черна пешка на черно поле c7 · черна пешка на бяло поле d7 · черна пешка на бяло поле f7 · черна пешка на черно поле g7 · черна пешка на бяло поле h7 · черен кон на бяло поле c6 · бял офицер на бяло поле b5 · черен офицер на черно поле c5 · черна пешка на черно поле e5 · бяла пешка на бяло поле e4 · бял кон на бяло поле f3 · бяла пешка на бяло поле a2 · бяла пешка на черно поле b2 · бяла пешка на бяло поле c2 · бяла пешка на черно поле d2 · бяла пешка на черно поле f2 · бяла пешка на бяло поле g2 · бяла пешка на черно поле h2 · бял топ на черно поле a1 · бял кон на бяло поле b1 · бял офицер на черно поле c1 · бяла дама на бяло поле d1 · бял цар на черно поле e1 · бял топ на бяло поле h1 | черен топ на бяло поле a8 · черен офицер на бяло поле c8 · черна дама на черно поле d8 · черен цар на бяло поле e8 · черен кон на бяло поле g8 · черен топ на черно поле h8 · черна пешка на черно поле a7 · черна пешка на бяло поле b7 · черна пешка на черно поле c7 · черна пешка на бяло поле d7 · черна пешка на бяло поле f7 · черна пешка на черно поле g7 · черна пешка на бяло поле h7 · черен кон на бяло поле c6 · бял офицер на бяло поле b5 · черен офицер на черно поле c5 · черна пешка на черно поле e5 · бяла пешка на бяло поле e4 · бял кон на бяло поле f3 · бяла пешка на бяло поле a2 · бяла пешка на черно поле b2 · бяла пешка на бяло поле c2 · бяла пешка на черно поле d2 · бяла пешка на черно поле f2 · бяла пешка на бяло поле g2 · бяла пешка на черно поле h2 · бял топ на черно поле a1 · бял кон на бяло поле b1 · бял офицер на черно поле c1 · бяла дама на бяло поле d1 · бял цар на черно поле e1 · бял топ на бяло поле h1 | черен топ на бяло поле a8 · черен офицер на бяло поле c8 · черна дама на черно поле d8 · черен цар на бяло поле e8 · черен кон на бяло поле g8 · черен топ на черно поле h8 · черна пешка на черно поле a7 · черна пешка на бяло поле b7 · черна пешка на черно поле c7 · черна пешка на бяло поле d7 · черна пешка на бяло поле f7 · черна пешка на черно поле g7 · черна пешка на бяло поле h7 · черен кон на бяло поле c6 · бял офицер на бяло поле b5 · черен офицер на черно поле c5 · черна пешка на черно поле e5 · бяла пешка на бяло поле e4 · бял кон на бяло поле f3 · бяла пешка на бяло поле a2 · бяла пешка на черно поле b2 · бяла пешка на бяло поле c2 · бяла пешка на черно поле d2 · бяла пешка на черно поле f2 · бяла пешка на бяло поле g2 · бяла пешка на черно поле h2 · бял топ на черно поле a1 · бял кон на бяло поле b1 · бял офицер на черно поле c1 · бяла дама на бяло поле d1 · бял цар на черно поле e1 · бял топ на бяло поле h1 | черен топ на бяло поле a8 · черен офицер на бяло поле c8 · черна дама на черно поле d8 · черен цар на бяло поле e8 · черен кон на бяло поле g8 · черен топ на черно поле h8 · черна пешка на черно поле a7 · черна пешка на бяло поле b7 · черна пешка на черно поле c7 · черна пешка на бяло поле d7 · черна пешка на бяло поле f7 · черна пешка на черно поле g7 · черна пешка на бяло поле h7 · черен кон на бяло поле c6 · бял офицер на бяло поле b5 · черен офицер на черно поле c5 · черна пешка на черно поле e5 · бяла пешка на бяло поле e4 · бял кон на бяло поле f3 · бяла пешка на бяло поле a2 · бяла пешка на черно поле b2 · бяла пешка на бяло поле c2 · бяла пешка на черно поле d2 · бяла пешка на черно поле f2 · бяла пешка на бяло поле g2 · бяла пешка на черно поле h2 · бял топ на черно поле a1 · бял кон на бяло поле b1 · бял офицер на черно поле c1 · бяла дама на бяло поле d1 · бял цар на черно поле e1 · бял топ на бяло поле h1 | черен топ на бяло поле a8 · черен офицер на бяло поле c8 · черна дама на черно поле d8 · черен цар на бяло поле e8 · черен кон на бяло поле g8 · черен топ на черно поле h8 · черна пешка на черно поле a7 · черна пешка на бяло поле b7 · черна пешка на черно поле c7 · черна пешка на бяло поле d7 · черна пешка на бяло поле f7 · черна пешка на черно поле g7 · черна пешка на бяло поле h7 · черен кон на бяло поле c6 · бял офицер на бяло поле b5 · черен офицер на черно поле c5 · черна пешка на черно поле e5 · бяла пешка на бяло поле e4 · бял кон на бяло поле f3 · бяла пешка на бяло поле a2 · бяла пешка на черно поле b2 · бяла пешка на бяло поле c2 · бяла пешка на черно поле d2 · бяла пешка на черно поле f2 · бяла пешка на бяло поле g2 · бяла пешка на черно поле h2 · бял топ на черно поле a1 · бял кон на бяло поле b1 · бял офицер на черно поле c1 · бяла дама на бяло поле d1 · бял цар на черно поле e1 · бял топ на бяло поле h1 | черен топ на бяло поле a8 · черен офицер на бяло поле c8 · черна дама на черно поле d8 · черен цар на бяло поле e8 · черен кон на бяло поле g8 · черен топ на черно поле h8 · черна пешка на черно поле a7 · черна пешка на бяло поле b7 · черна пешка на черно поле c7 · черна пешка на бяло поле d7 · черна пешка на бяло поле f7 · черна пешка на черно поле g7 · черна пешка на бяло поле h7 · черен кон на бяло поле c6 · бял офицер на бяло поле b5 · черен офицер на черно поле c5 · черна пешка на черно поле e5 · бяла пешка на бяло поле e4 · бял кон на бяло поле f3 · бяла пешка на бяло поле a2 · бяла пешка на черно поле b2 · бяла пешка на бяло поле c2 · бяла пешка на черно поле d2 · бяла пешка на черно поле f2 · бяла пешка на бяло поле g2 · бяла пешка на черно поле h2 · бял топ на черно поле a1 · бял кон на бяло поле b1 · бял офицер на черно поле c1 · бяла дама на бяло поле d1 · бял цар на черно поле e1 · бял топ на бяло поле h1 | черен топ на бяло поле a8 · черен офицер на бяло поле c8 · черна дама на черно поле d8 · черен цар на бяло поле e8 · черен кон на бяло поле g8 · черен топ на черно поле h8 · черна пешка на черно поле a7 · черна пешка на бяло поле b7 · черна пешка на черно поле c7 · черна пешка на бяло поле d7 · черна пешка на бяло поле f7 · черна пешка на черно поле g7 · черна пешка на бяло поле h7 · черен кон на бяло поле c6 · бял офицер на бяло поле b5 · черен офицер на черно поле c5 · черна пешка на черно поле e5 · бяла пешка на бяло поле e4 · бял кон на бяло поле f3 · бяла пешка на бяло поле a2 · бяла пешка на черно поле b2 · бяла пешка на бяло поле c2 · бяла пешка на черно поле d2 · бяла пешка на черно поле f2 · бяла пешка на бяло поле g2 · бяла пешка на черно поле h2 · бял топ на черно поле a1 · бял кон на бяло поле b1 · бял офицер на черно поле c1 · бяла дама на бяло поле d1 · бял цар на черно поле e1 · бял топ на бяло поле h1 | 7 |
| 6 | черен топ на бяло поле a8 · черен офицер на бяло поле c8 · черна дама на черно поле d8 · черен цар на бяло поле e8 · черен кон на бяло поле g8 · черен топ на черно поле h8 · черна пешка на черно поле a7 · черна пешка на бяло поле b7 · черна пешка на черно поле c7 · черна пешка на бяло поле d7 · черна пешка на бяло поле f7 · черна пешка на черно поле g7 · черна пешка на бяло поле h7 · черен кон на бяло поле c6 · бял офицер на бяло поле b5 · черен офицер на черно поле c5 · черна пешка на черно поле e5 · бяла пешка на бяло поле e4 · бял кон на бяло поле f3 · бяла пешка на бяло поле a2 · бяла пешка на черно поле b2 · бяла пешка на бяло поле c2 · бяла пешка на черно поле d2 · бяла пешка на черно поле f2 · бяла пешка на бяло поле g2 · бяла пешка на черно поле h2 · бял топ на черно поле a1 · бял кон на бяло поле b1 · бял офицер на черно поле c1 · бяла дама на бяло поле d1 · бял цар на черно поле e1 · бял топ на бяло поле h1 | черен топ на бяло поле a8 · черен офицер на бяло поле c8 · черна дама на черно поле d8 · черен цар на бяло поле e8 · черен кон на бяло поле g8 · черен топ на черно поле h8 · черна пешка на черно поле a7 · черна пешка на бяло поле b7 · черна пешка на черно поле c7 · черна пешка на бяло поле d7 · черна пешка на бяло поле f7 · черна пешка на черно поле g7 · черна пешка на бяло поле h7 · черен кон на бяло поле c6 · бял офицер на бяло поле b5 · черен офицер на черно поле c5 · черна пешка на черно поле e5 · бяла пешка на бяло поле e4 · бял кон на бяло поле f3 · бяла пешка на бяло поле a2 · бяла пешка на черно поле b2 · бяла пешка на бяло поле c2 · бяла пешка на черно поле d2 · бяла пешка на черно поле f2 · бяла пешка на бяло поле g2 · бяла пешка на черно поле h2 · бял топ на черно поле a1 · бял кон на бяло поле b1 · бял офицер на черно поле c1 · бяла дама на бяло поле d1 · бял цар на черно поле e1 · бял топ на бяло поле h1 | черен топ на бяло поле a8 · черен офицер на бяло поле c8 · черна дама на черно поле d8 · черен цар на бяло поле e8 · черен кон на бяло поле g8 · черен топ на черно поле h8 · черна пешка на черно поле a7 · черна пешка на бяло поле b7 · черна пешка на черно поле c7 · черна пешка на бяло поле d7 · черна пешка на бяло поле f7 · черна пешка на черно поле g7 · черна пешка на бяло поле h7 · черен кон на бяло поле c6 · бял офицер на бяло поле b5 · черен офицер на черно поле c5 · черна пешка на черно поле e5 · бяла пешка на бяло поле e4 · бял кон на бяло поле f3 · бяла пешка на бяло поле a2 · бяла пешка на черно поле b2 · бяла пешка на бяло поле c2 · бяла пешка на черно поле d2 · бяла пешка на черно поле f2 · бяла пешка на бяло поле g2 · бяла пешка на черно поле h2 · бял топ на черно поле a1 · бял кон на бяло поле b1 · бял офицер на черно поле c1 · бяла дама на бяло поле d1 · бял цар на черно поле e1 · бял топ на бяло поле h1 | черен топ на бяло поле a8 · черен офицер на бяло поле c8 · черна дама на черно поле d8 · черен цар на бяло поле e8 · черен кон на бяло поле g8 · черен топ на черно поле h8 · черна пешка на черно поле a7 · черна пешка на бяло поле b7 · черна пешка на черно поле c7 · черна пешка на бяло поле d7 · черна пешка на бяло поле f7 · черна пешка на черно поле g7 · черна пешка на бяло поле h7 · черен кон на бяло поле c6 · бял офицер на бяло поле b5 · черен офицер на черно поле c5 · черна пешка на черно поле e5 · бяла пешка на бяло поле e4 · бял кон на бяло поле f3 · бяла пешка на бяло поле a2 · бяла пешка на черно поле b2 · бяла пешка на бяло поле c2 · бяла пешка на черно поле d2 · бяла пешка на черно поле f2 · бяла пешка на бяло поле g2 · бяла пешка на черно поле h2 · бял топ на черно поле a1 · бял кон на бяло поле b1 · бял офицер на черно поле c1 · бяла дама на бяло поле d1 · бял цар на черно поле e1 · бял топ на бяло поле h1 | черен топ на бяло поле a8 · черен офицер на бяло поле c8 · черна дама на черно поле d8 · черен цар на бяло поле e8 · черен кон на бяло поле g8 · черен топ на черно поле h8 · черна пешка на черно поле a7 · черна пешка на бяло поле b7 · черна пешка на черно поле c7 · черна пешка на бяло поле d7 · черна пешка на бяло поле f7 · черна пешка на черно поле g7 · черна пешка на бяло поле h7 · черен кон на бяло поле c6 · бял офицер на бяло поле b5 · черен офицер на черно поле c5 · черна пешка на черно поле e5 · бяла пешка на бяло поле e4 · бял кон на бяло поле f3 · бяла пешка на бяло поле a2 · бяла пешка на черно поле b2 · бяла пешка на бяло поле c2 · бяла пешка на черно поле d2 · бяла пешка на черно поле f2 · бяла пешка на бяло поле g2 · бяла пешка на черно поле h2 · бял топ на черно поле a1 · бял кон на бяло поле b1 · бял офицер на черно поле c1 · бяла дама на бяло поле d1 · бял цар на черно поле e1 · бял топ на бяло поле h1 | черен топ на бяло поле a8 · черен офицер на бяло поле c8 · черна дама на черно поле d8 · черен цар на бяло поле e8 · черен кон на бяло поле g8 · черен топ на черно поле h8 · черна пешка на черно поле a7 · черна пешка на бяло поле b7 · черна пешка на черно поле c7 · черна пешка на бяло поле d7 · черна пешка на бяло поле f7 · черна пешка на черно поле g7 · черна пешка на бяло поле h7 · черен кон на бяло поле c6 · бял офицер на бяло поле b5 · черен офицер на черно поле c5 · черна пешка на черно поле e5 · бяла пешка на бяло поле e4 · бял кон на бяло поле f3 · бяла пешка на бяло поле a2 · бяла пешка на черно поле b2 · бяла пешка на бяло поле c2 · бяла пешка на черно поле d2 · бяла пешка на черно поле f2 · бяла пешка на бяло поле g2 · бяла пешка на черно поле h2 · бял топ на черно поле a1 · бял кон на бяло поле b1 · бял офицер на черно поле c1 · бяла дама на бяло поле d1 · бял цар на черно поле e1 · бял топ на бяло поле h1 | черен топ на бяло поле a8 · черен офицер на бяло поле c8 · черна дама на черно поле d8 · черен цар на бяло поле e8 · черен кон на бяло поле g8 · черен топ на черно поле h8 · черна пешка на черно поле a7 · черна пешка на бяло поле b7 · черна пешка на черно поле c7 · черна пешка на бяло поле d7 · черна пешка на бяло поле f7 · черна пешка на черно поле g7 · черна пешка на бяло поле h7 · черен кон на бяло поле c6 · бял офицер на бяло поле b5 · черен офицер на черно поле c5 · черна пешка на черно поле e5 · бяла пешка на бяло поле e4 · бял кон на бяло поле f3 · бяла пешка на бяло поле a2 · бяла пешка на черно поле b2 · бяла пешка на бяло поле c2 · бяла пешка на черно поле d2 · бяла пешка на черно поле f2 · бяла пешка на бяло поле g2 · бяла пешка на черно поле h2 · бял топ на черно поле a1 · бял кон на бяло поле b1 · бял офицер на черно поле c1 · бяла дама на бяло поле d1 · бял цар на черно поле e1 · бял топ на бяло поле h1 | черен топ на бяло поле a8 · черен офицер на бяло поле c8 · черна дама на черно поле d8 · черен цар на бяло поле e8 · черен кон на бяло поле g8 · черен топ на черно поле h8 · черна пешка на черно поле a7 · черна пешка на бяло поле b7 · черна пешка на черно поле c7 · черна пешка на бяло поле d7 · черна пешка на бяло поле f7 · черна пешка на черно поле g7 · черна пешка на бяло поле h7 · черен кон на бяло поле c6 · бял офицер на бяло поле b5 · черен офицер на черно поле c5 · черна пешка на черно поле e5 · бяла пешка на бяло поле e4 · бял кон на бяло поле f3 · бяла пешка на бяло поле a2 · бяла пешка на черно поле b2 · бяла пешка на бяло поле c2 · бяла пешка на черно поле d2 · бяла пешка на черно поле f2 · бяла пешка на бяло поле g2 · бяла пешка на черно поле h2 · бял топ на черно поле a1 · бял кон на бяло поле b1 · бял офицер на черно поле c1 · бяла дама на бяло поле d1 · бял цар на черно поле e1 · бял топ на бяло поле h1 | 6 |
| 5 | черен топ на бяло поле a8 · черен офицер на бяло поле c8 · черна дама на черно поле d8 · черен цар на бяло поле e8 · черен кон на бяло поле g8 · черен топ на черно поле h8 · черна пешка на черно поле a7 · черна пешка на бяло поле b7 · черна пешка на черно поле c7 · черна пешка на бяло поле d7 · черна пешка на бяло поле f7 · черна пешка на черно поле g7 · черна пешка на бяло поле h7 · черен кон на бяло поле c6 · бял офицер на бяло поле b5 · черен офицер на черно поле c5 · черна пешка на черно поле e5 · бяла пешка на бяло поле e4 · бял кон на бяло поле f3 · бяла пешка на бяло поле a2 · бяла пешка на черно поле b2 · бяла пешка на бяло поле c2 · бяла пешка на черно поле d2 · бяла пешка на черно поле f2 · бяла пешка на бяло поле g2 · бяла пешка на черно поле h2 · бял топ на черно поле a1 · бял кон на бяло поле b1 · бял офицер на черно поле c1 · бяла дама на бяло поле d1 · бял цар на черно поле e1 · бял топ на бяло поле h1 | черен топ на бяло поле a8 · черен офицер на бяло поле c8 · черна дама на черно поле d8 · черен цар на бяло поле e8 · черен кон на бяло поле g8 · черен топ на черно поле h8 · черна пешка на черно поле a7 · черна пешка на бяло поле b7 · черна пешка на черно поле c7 · черна пешка на бяло поле d7 · черна пешка на бяло поле f7 · черна пешка на черно поле g7 · черна пешка на бяло поле h7 · черен кон на бяло поле c6 · бял офицер на бяло поле b5 · черен офицер на черно поле c5 · черна пешка на черно поле e5 · бяла пешка на бяло поле e4 · бял кон на бяло поле f3 · бяла пешка на бяло поле a2 · бяла пешка на черно поле b2 · бяла пешка на бяло поле c2 · бяла пешка на черно поле d2 · бяла пешка на черно поле f2 · бяла пешка на бяло поле g2 · бяла пешка на черно поле h2 · бял топ на черно поле a1 · бял кон на бяло поле b1 · бял офицер на черно поле c1 · бяла дама на бяло поле d1 · бял цар на черно поле e1 · бял топ на бяло поле h1 | черен топ на бяло поле a8 · черен офицер на бяло поле c8 · черна дама на черно поле d8 · черен цар на бяло поле e8 · черен кон на бяло поле g8 · черен топ на черно поле h8 · черна пешка на черно поле a7 · черна пешка на бяло поле b7 · черна пешка на черно поле c7 · черна пешка на бяло поле d7 · черна пешка на бяло поле f7 · черна пешка на черно поле g7 · черна пешка на бяло поле h7 · черен кон на бяло поле c6 · бял офицер на бяло поле b5 · черен офицер на черно поле c5 · черна пешка на черно поле e5 · бяла пешка на бяло поле e4 · бял кон на бяло поле f3 · бяла пешка на бяло поле a2 · бяла пешка на черно поле b2 · бяла пешка на бяло поле c2 · бяла пешка на черно поле d2 · бяла пешка на черно поле f2 · бяла пешка на бяло поле g2 · бяла пешка на черно поле h2 · бял топ на черно поле a1 · бял кон на бяло поле b1 · бял офицер на черно поле c1 · бяла дама на бяло поле d1 · бял цар на черно поле e1 · бял топ на бяло поле h1 | черен топ на бяло поле a8 · черен офицер на бяло поле c8 · черна дама на черно поле d8 · черен цар на бяло поле e8 · черен кон на бяло поле g8 · черен топ на черно поле h8 · черна пешка на черно поле a7 · черна пешка на бяло поле b7 · черна пешка на черно поле c7 · черна пешка на бяло поле d7 · черна пешка на бяло поле f7 · черна пешка на черно поле g7 · черна пешка на бяло поле h7 · черен кон на бяло поле c6 · бял офицер на бяло поле b5 · черен офицер на черно поле c5 · черна пешка на черно поле e5 · бяла пешка на бяло поле e4 · бял кон на бяло поле f3 · бяла пешка на бяло поле a2 · бяла пешка на черно поле b2 · бяла пешка на бяло поле c2 · бяла пешка на черно поле d2 · бяла пешка на черно поле f2 · бяла пешка на бяло поле g2 · бяла пешка на черно поле h2 · бял топ на черно поле a1 · бял кон на бяло поле b1 · бял офицер на черно поле c1 · бяла дама на бяло поле d1 · бял цар на черно поле e1 · бял топ на бяло поле h1 | черен топ на бяло поле a8 · черен офицер на бяло поле c8 · черна дама на черно поле d8 · черен цар на бяло поле e8 · черен кон на бяло поле g8 · черен топ на черно поле h8 · черна пешка на черно поле a7 · черна пешка на бяло поле b7 · черна пешка на черно поле c7 · черна пешка на бяло поле d7 · черна пешка на бяло поле f7 · черна пешка на черно поле g7 · черна пешка на бяло поле h7 · черен кон на бяло поле c6 · бял офицер на бяло поле b5 · черен офицер на черно поле c5 · черна пешка на черно поле e5 · бяла пешка на бяло поле e4 · бял кон на бяло поле f3 · бяла пешка на бяло поле a2 · бяла пешка на черно поле b2 · бяла пешка на бяло поле c2 · бяла пешка на черно поле d2 · бяла пешка на черно поле f2 · бяла пешка на бяло поле g2 · бяла пешка на черно поле h2 · бял топ на черно поле a1 · бял кон на бяло поле b1 · бял офицер на черно поле c1 · бяла дама на бяло поле d1 · бял цар на черно поле e1 · бял топ на бяло поле h1 | черен топ на бяло поле a8 · черен офицер на бяло поле c8 · черна дама на черно поле d8 · черен цар на бяло поле e8 · черен кон на бяло поле g8 · черен топ на черно поле h8 · черна пешка на черно поле a7 · черна пешка на бяло поле b7 · черна пешка на черно поле c7 · черна пешка на бяло поле d7 · черна пешка на бяло поле f7 · черна пешка на черно поле g7 · черна пешка на бяло поле h7 · черен кон на бяло поле c6 · бял офицер на бяло поле b5 · черен офицер на черно поле c5 · черна пешка на черно поле e5 · бяла пешка на бяло поле e4 · бял кон на бяло поле f3 · бяла пешка на бяло поле a2 · бяла пешка на черно поле b2 · бяла пешка на бяло поле c2 · бяла пешка на черно поле d2 · бяла пешка на черно поле f2 · бяла пешка на бяло поле g2 · бяла пешка на черно поле h2 · бял топ на черно поле a1 · бял кон на бяло поле b1 · бял офицер на черно поле c1 · бяла дама на бяло поле d1 · бял цар на черно поле e1 · бял топ на бяло поле h1 | черен топ на бяло поле a8 · черен офицер на бяло поле c8 · черна дама на черно поле d8 · черен цар на бяло поле e8 · черен кон на бяло поле g8 · черен топ на черно поле h8 · черна пешка на черно поле a7 · черна пешка на бяло поле b7 · черна пешка на черно поле c7 · черна пешка на бяло поле d7 · черна пешка на бяло поле f7 · черна пешка на черно поле g7 · черна пешка на бяло поле h7 · черен кон на бяло поле c6 · бял офицер на бяло поле b5 · черен офицер на черно поле c5 · черна пешка на черно поле e5 · бяла пешка на бяло поле e4 · бял кон на бяло поле f3 · бяла пешка на бяло поле a2 · бяла пешка на черно поле b2 · бяла пешка на бяло поле c2 · бяла пешка на черно поле d2 · бяла пешка на черно поле f2 · бяла пешка на бяло поле g2 · бяла пешка на черно поле h2 · бял топ на черно поле a1 · бял кон на бяло поле b1 · бял офицер на черно поле c1 · бяла дама на бяло поле d1 · бял цар на черно поле e1 · бял топ на бяло поле h1 | черен топ на бяло поле a8 · черен офицер на бяло поле c8 · черна дама на черно поле d8 · черен цар на бяло поле e8 · черен кон на бяло поле g8 · черен топ на черно поле h8 · черна пешка на черно поле a7 · черна пешка на бяло поле b7 · черна пешка на черно поле c7 · черна пешка на бяло поле d7 · черна пешка на бяло поле f7 · черна пешка на черно поле g7 · черна пешка на бяло поле h7 · черен кон на бяло поле c6 · бял офицер на бяло поле b5 · черен офицер на черно поле c5 · черна пешка на черно поле e5 · бяла пешка на бяло поле e4 · бял кон на бяло поле f3 · бяла пешка на бяло поле a2 · бяла пешка на черно поле b2 · бяла пешка на бяло поле c2 · бяла пешка на черно поле d2 · бяла пешка на черно поле f2 · бяла пешка на бяло поле g2 · бяла пешка на черно поле h2 · бял топ на черно поле a1 · бял кон на бяло поле b1 · бял офицер на черно поле c1 · бяла дама на бяло поле d1 · бял цар на черно поле e1 · бял топ на бяло поле h1 | 5 |
| 4 | черен топ на бяло поле a8 · черен офицер на бяло поле c8 · черна дама на черно поле d8 · черен цар на бяло поле e8 · черен кон на бяло поле g8 · черен топ на черно поле h8 · черна пешка на черно поле a7 · черна пешка на бяло поле b7 · черна пешка на черно поле c7 · черна пешка на бяло поле d7 · черна пешка на бяло поле f7 · черна пешка на черно поле g7 · черна пешка на бяло поле h7 · черен кон на бяло поле c6 · бял офицер на бяло поле b5 · черен офицер на черно поле c5 · черна пешка на черно поле e5 · бяла пешка на бяло поле e4 · бял кон на бяло поле f3 · бяла пешка на бяло поле a2 · бяла пешка на черно поле b2 · бяла пешка на бяло поле c2 · бяла пешка на черно поле d2 · бяла пешка на черно поле f2 · бяла пешка на бяло поле g2 · бяла пешка на черно поле h2 · бял топ на черно поле a1 · бял кон на бяло поле b1 · бял офицер на черно поле c1 · бяла дама на бяло поле d1 · бял цар на черно поле e1 · бял топ на бяло поле h1 | черен топ на бяло поле a8 · черен офицер на бяло поле c8 · черна дама на черно поле d8 · черен цар на бяло поле e8 · черен кон на бяло поле g8 · черен топ на черно поле h8 · черна пешка на черно поле a7 · черна пешка на бяло поле b7 · черна пешка на черно поле c7 · черна пешка на бяло поле d7 · черна пешка на бяло поле f7 · черна пешка на черно поле g7 · черна пешка на бяло поле h7 · черен кон на бяло поле c6 · бял офицер на бяло поле b5 · черен офицер на черно поле c5 · черна пешка на черно поле e5 · бяла пешка на бяло поле e4 · бял кон на бяло поле f3 · бяла пешка на бяло поле a2 · бяла пешка на черно поле b2 · бяла пешка на бяло поле c2 · бяла пешка на черно поле d2 · бяла пешка на черно поле f2 · бяла пешка на бяло поле g2 · бяла пешка на черно поле h2 · бял топ на черно поле a1 · бял кон на бяло поле b1 · бял офицер на черно поле c1 · бяла дама на бяло поле d1 · бял цар на черно поле e1 · бял топ на бяло поле h1 | черен топ на бяло поле a8 · черен офицер на бяло поле c8 · черна дама на черно поле d8 · черен цар на бяло поле e8 · черен кон на бяло поле g8 · черен топ на черно поле h8 · черна пешка на черно поле a7 · черна пешка на бяло поле b7 · черна пешка на черно поле c7 · черна пешка на бяло поле d7 · черна пешка на бяло поле f7 · черна пешка на черно поле g7 · черна пешка на бяло поле h7 · черен кон на бяло поле c6 · бял офицер на бяло поле b5 · черен офицер на черно поле c5 · черна пешка на черно поле e5 · бяла пешка на бяло поле e4 · бял кон на бяло поле f3 · бяла пешка на бяло поле a2 · бяла пешка на черно поле b2 · бяла пешка на бяло поле c2 · бяла пешка на черно поле d2 · бяла пешка на черно поле f2 · бяла пешка на бяло поле g2 · бяла пешка на черно поле h2 · бял топ на черно поле a1 · бял кон на бяло поле b1 · бял офицер на черно поле c1 · бяла дама на бяло поле d1 · бял цар на черно поле e1 · бял топ на бяло поле h1 | черен топ на бяло поле a8 · черен офицер на бяло поле c8 · черна дама на черно поле d8 · черен цар на бяло поле e8 · черен кон на бяло поле g8 · черен топ на черно поле h8 · черна пешка на черно поле a7 · черна пешка на бяло поле b7 · черна пешка на черно поле c7 · черна пешка на бяло поле d7 · черна пешка на бяло поле f7 · черна пешка на черно поле g7 · черна пешка на бяло поле h7 · черен кон на бяло поле c6 · бял офицер на бяло поле b5 · черен офицер на черно поле c5 · черна пешка на черно поле e5 · бяла пешка на бяло поле e4 · бял кон на бяло поле f3 · бяла пешка на бяло поле a2 · бяла пешка на черно поле b2 · бяла пешка на бяло поле c2 · бяла пешка на черно поле d2 · бяла пешка на черно поле f2 · бяла пешка на бяло поле g2 · бяла пешка на черно поле h2 · бял топ на черно поле a1 · бял кон на бяло поле b1 · бял офицер на черно поле c1 · бяла дама на бяло поле d1 · бял цар на черно поле e1 · бял топ на бяло поле h1 | черен топ на бяло поле a8 · черен офицер на бяло поле c8 · черна дама на черно поле d8 · черен цар на бяло поле e8 · черен кон на бяло поле g8 · черен топ на черно поле h8 · черна пешка на черно поле a7 · черна пешка на бяло поле b7 · черна пешка на черно поле c7 · черна пешка на бяло поле d7 · черна пешка на бяло поле f7 · черна пешка на черно поле g7 · черна пешка на бяло поле h7 · черен кон на бяло поле c6 · бял офицер на бяло поле b5 · черен офицер на черно поле c5 · черна пешка на черно поле e5 · бяла пешка на бяло поле e4 · бял кон на бяло поле f3 · бяла пешка на бяло поле a2 · бяла пешка на черно поле b2 · бяла пешка на бяло поле c2 · бяла пешка на черно поле d2 · бяла пешка на черно поле f2 · бяла пешка на бяло поле g2 · бяла пешка на черно поле h2 · бял топ на черно поле a1 · бял кон на бяло поле b1 · бял офицер на черно поле c1 · бяла дама на бяло поле d1 · бял цар на черно поле e1 · бял топ на бяло поле h1 | черен топ на бяло поле a8 · черен офицер на бяло поле c8 · черна дама на черно поле d8 · черен цар на бяло поле e8 · черен кон на бяло поле g8 · черен топ на черно поле h8 · черна пешка на черно поле a7 · черна пешка на бяло поле b7 · черна пешка на черно поле c7 · черна пешка на бяло поле d7 · черна пешка на бяло поле f7 · черна пешка на черно поле g7 · черна пешка на бяло поле h7 · черен кон на бяло поле c6 · бял офицер на бяло поле b5 · черен офицер на черно поле c5 · черна пешка на черно поле e5 · бяла пешка на бяло поле e4 · бял кон на бяло поле f3 · бяла пешка на бяло поле a2 · бяла пешка на черно поле b2 · бяла пешка на бяло поле c2 · бяла пешка на черно поле d2 · бяла пешка на черно поле f2 · бяла пешка на бяло поле g2 · бяла пешка на черно поле h2 · бял топ на черно поле a1 · бял кон на бяло поле b1 · бял офицер на черно поле c1 · бяла дама на бяло поле d1 · бял цар на черно поле e1 · бял топ на бяло поле h1 | черен топ на бяло поле a8 · черен офицер на бяло поле c8 · черна дама на черно поле d8 · черен цар на бяло поле e8 · черен кон на бяло поле g8 · черен топ на черно поле h8 · черна пешка на черно поле a7 · черна пешка на бяло поле b7 · черна пешка на черно поле c7 · черна пешка на бяло поле d7 · черна пешка на бяло поле f7 · черна пешка на черно поле g7 · черна пешка на бяло поле h7 · черен кон на бяло поле c6 · бял офицер на бяло поле b5 · черен офицер на черно поле c5 · черна пешка на черно поле e5 · бяла пешка на бяло поле e4 · бял кон на бяло поле f3 · бяла пешка на бяло поле a2 · бяла пешка на черно поле b2 · бяла пешка на бяло поле c2 · бяла пешка на черно поле d2 · бяла пешка на черно поле f2 · бяла пешка на бяло поле g2 · бяла пешка на черно поле h2 · бял топ на черно поле a1 · бял кон на бяло поле b1 · бял офицер на черно поле c1 · бяла дама на бяло поле d1 · бял цар на черно поле e1 · бял топ на бяло поле h1 | черен топ на бяло поле a8 · черен офицер на бяло поле c8 · черна дама на черно поле d8 · черен цар на бяло поле e8 · черен кон на бяло поле g8 · черен топ на черно поле h8 · черна пешка на черно поле a7 · черна пешка на бяло поле b7 · черна пешка на черно поле c7 · черна пешка на бяло поле d7 · черна пешка на бяло поле f7 · черна пешка на черно поле g7 · черна пешка на бяло поле h7 · черен кон на бяло поле c6 · бял офицер на бяло поле b5 · черен офицер на черно поле c5 · черна пешка на черно поле e5 · бяла пешка на бяло поле e4 · бял кон на бяло поле f3 · бяла пешка на бяло поле a2 · бяла пешка на черно поле b2 · бяла пешка на бяло поле c2 · бяла пешка на черно поле d2 · бяла пешка на черно поле f2 · бяла пешка на бяло поле g2 · бяла пешка на черно поле h2 · бял топ на черно поле a1 · бял кон на бяло поле b1 · бял офицер на черно поле c1 · бяла дама на бяло поле d1 · бял цар на черно поле e1 · бял топ на бяло поле h1 | 4 |
| 3 | черен топ на бяло поле a8 · черен офицер на бяло поле c8 · черна дама на черно поле d8 · черен цар на бяло поле e8 · черен кон на бяло поле g8 · черен топ на черно поле h8 · черна пешка на черно поле a7 · черна пешка на бяло поле b7 · черна пешка на черно поле c7 · черна пешка на бяло поле d7 · черна пешка на бяло поле f7 · черна пешка на черно поле g7 · черна пешка на бяло поле h7 · черен кон на бяло поле c6 · бял офицер на бяло поле b5 · черен офицер на черно поле c5 · черна пешка на черно поле e5 · бяла пешка на бяло поле e4 · бял кон на бяло поле f3 · бяла пешка на бяло поле a2 · бяла пешка на черно поле b2 · бяла пешка на бяло поле c2 · бяла пешка на черно поле d2 · бяла пешка на черно поле f2 · бяла пешка на бяло поле g2 · бяла пешка на черно поле h2 · бял топ на черно поле a1 · бял кон на бяло поле b1 · бял офицер на черно поле c1 · бяла дама на бяло поле d1 · бял цар на черно поле e1 · бял топ на бяло поле h1 | черен топ на бяло поле a8 · черен офицер на бяло поле c8 · черна дама на черно поле d8 · черен цар на бяло поле e8 · черен кон на бяло поле g8 · черен топ на черно поле h8 · черна пешка на черно поле a7 · черна пешка на бяло поле b7 · черна пешка на черно поле c7 · черна пешка на бяло поле d7 · черна пешка на бяло поле f7 · черна пешка на черно поле g7 · черна пешка на бяло поле h7 · черен кон на бяло поле c6 · бял офицер на бяло поле b5 · черен офицер на черно поле c5 · черна пешка на черно поле e5 · бяла пешка на бяло поле e4 · бял кон на бяло поле f3 · бяла пешка на бяло поле a2 · бяла пешка на черно поле b2 · бяла пешка на бяло поле c2 · бяла пешка на черно поле d2 · бяла пешка на черно поле f2 · бяла пешка на бяло поле g2 · бяла пешка на черно поле h2 · бял топ на черно поле a1 · бял кон на бяло поле b1 · бял офицер на черно поле c1 · бяла дама на бяло поле d1 · бял цар на черно поле e1 · бял топ на бяло поле h1 | черен топ на бяло поле a8 · черен офицер на бяло поле c8 · черна дама на черно поле d8 · черен цар на бяло поле e8 · черен кон на бяло поле g8 · черен топ на черно поле h8 · черна пешка на черно поле a7 · черна пешка на бяло поле b7 · черна пешка на черно поле c7 · черна пешка на бяло поле d7 · черна пешка на бяло поле f7 · черна пешка на черно поле g7 · черна пешка на бяло поле h7 · черен кон на бяло поле c6 · бял офицер на бяло поле b5 · черен офицер на черно поле c5 · черна пешка на черно поле e5 · бяла пешка на бяло поле e4 · бял кон на бяло поле f3 · бяла пешка на бяло поле a2 · бяла пешка на черно поле b2 · бяла пешка на бяло поле c2 · бяла пешка на черно поле d2 · бяла пешка на черно поле f2 · бяла пешка на бяло поле g2 · бяла пешка на черно поле h2 · бял топ на черно поле a1 · бял кон на бяло поле b1 · бял офицер на черно поле c1 · бяла дама на бяло поле d1 · бял цар на черно поле e1 · бял топ на бяло поле h1 | черен топ на бяло поле a8 · черен офицер на бяло поле c8 · черна дама на черно поле d8 · черен цар на бяло поле e8 · черен кон на бяло поле g8 · черен топ на черно поле h8 · черна пешка на черно поле a7 · черна пешка на бяло поле b7 · черна пешка на черно поле c7 · черна пешка на бяло поле d7 · черна пешка на бяло поле f7 · черна пешка на черно поле g7 · черна пешка на бяло поле h7 · черен кон на бяло поле c6 · бял офицер на бяло поле b5 · черен офицер на черно поле c5 · черна пешка на черно поле e5 · бяла пешка на бяло поле e4 · бял кон на бяло поле f3 · бяла пешка на бяло поле a2 · бяла пешка на черно поле b2 · бяла пешка на бяло поле c2 · бяла пешка на черно поле d2 · бяла пешка на черно поле f2 · бяла пешка на бяло поле g2 · бяла пешка на черно поле h2 · бял топ на черно поле a1 · бял кон на бяло поле b1 · бял офицер на черно поле c1 · бяла дама на бяло поле d1 · бял цар на черно поле e1 · бял топ на бяло поле h1 | черен топ на бяло поле a8 · черен офицер на бяло поле c8 · черна дама на черно поле d8 · черен цар на бяло поле e8 · черен кон на бяло поле g8 · черен топ на черно поле h8 · черна пешка на черно поле a7 · черна пешка на бяло поле b7 · черна пешка на черно поле c7 · черна пешка на бяло поле d7 · черна пешка на бяло поле f7 · черна пешка на черно поле g7 · черна пешка на бяло поле h7 · черен кон на бяло поле c6 · бял офицер на бяло поле b5 · черен офицер на черно поле c5 · черна пешка на черно поле e5 · бяла пешка на бяло поле e4 · бял кон на бяло поле f3 · бяла пешка на бяло поле a2 · бяла пешка на черно поле b2 · бяла пешка на бяло поле c2 · бяла пешка на черно поле d2 · бяла пешка на черно поле f2 · бяла пешка на бяло поле g2 · бяла пешка на черно поле h2 · бял топ на черно поле a1 · бял кон на бяло поле b1 · бял офицер на черно поле c1 · бяла дама на бяло поле d1 · бял цар на черно поле e1 · бял топ на бяло поле h1 | черен топ на бяло поле a8 · черен офицер на бяло поле c8 · черна дама на черно поле d8 · черен цар на бяло поле e8 · черен кон на бяло поле g8 · черен топ на черно поле h8 · черна пешка на черно поле a7 · черна пешка на бяло поле b7 · черна пешка на черно поле c7 · черна пешка на бяло поле d7 · черна пешка на бяло поле f7 · черна пешка на черно поле g7 · черна пешка на бяло поле h7 · черен кон на бяло поле c6 · бял офицер на бяло поле b5 · черен офицер на черно поле c5 · черна пешка на черно поле e5 · бяла пешка на бяло поле e4 · бял кон на бяло поле f3 · бяла пешка на бяло поле a2 · бяла пешка на черно поле b2 · бяла пешка на бяло поле c2 · бяла пешка на черно поле d2 · бяла пешка на черно поле f2 · бяла пешка на бяло поле g2 · бяла пешка на черно поле h2 · бял топ на черно поле a1 · бял кон на бяло поле b1 · бял офицер на черно поле c1 · бяла дама на бяло поле d1 · бял цар на черно поле e1 · бял топ на бяло поле h1 | черен топ на бяло поле a8 · черен офицер на бяло поле c8 · черна дама на черно поле d8 · черен цар на бяло поле e8 · черен кон на бяло поле g8 · черен топ на черно поле h8 · черна пешка на черно поле a7 · черна пешка на бяло поле b7 · черна пешка на черно поле c7 · черна пешка на бяло поле d7 · черна пешка на бяло поле f7 · черна пешка на черно поле g7 · черна пешка на бяло поле h7 · черен кон на бяло поле c6 · бял офицер на бяло поле b5 · черен офицер на черно поле c5 · черна пешка на черно поле e5 · бяла пешка на бяло поле e4 · бял кон на бяло поле f3 · бяла пешка на бяло поле a2 · бяла пешка на черно поле b2 · бяла пешка на бяло поле c2 · бяла пешка на черно поле d2 · бяла пешка на черно поле f2 · бяла пешка на бяло поле g2 · бяла пешка на черно поле h2 · бял топ на черно поле a1 · бял кон на бяло поле b1 · бял офицер на черно поле c1 · бяла дама на бяло поле d1 · бял цар на черно поле e1 · бял топ на бяло поле h1 | черен топ на бяло поле a8 · черен офицер на бяло поле c8 · черна дама на черно поле d8 · черен цар на бяло поле e8 · черен кон на бяло поле g8 · черен топ на черно поле h8 · черна пешка на черно поле a7 · черна пешка на бяло поле b7 · черна пешка на черно поле c7 · черна пешка на бяло поле d7 · черна пешка на бяло поле f7 · черна пешка на черно поле g7 · черна пешка на бяло поле h7 · черен кон на бяло поле c6 · бял офицер на бяло поле b5 · черен офицер на черно поле c5 · черна пешка на черно поле e5 · бяла пешка на бяло поле e4 · бял кон на бяло поле f3 · бяла пешка на бяло поле a2 · бяла пешка на черно поле b2 · бяла пешка на бяло поле c2 · бяла пешка на черно поле d2 · бяла пешка на черно поле f2 · бяла пешка на бяло поле g2 · бяла пешка на черно поле h2 · бял топ на черно поле a1 · бял кон на бяло поле b1 · бял офицер на черно поле c1 · бяла дама на бяло поле d1 · бял цар на черно поле e1 · бял топ на бяло поле h1 | 3 |
| 2 | черен топ на бяло поле a8 · черен офицер на бяло поле c8 · черна дама на черно поле d8 · черен цар на бяло поле e8 · черен кон на бяло поле g8 · черен топ на черно поле h8 · черна пешка на черно поле a7 · черна пешка на бяло поле b7 · черна пешка на черно поле c7 · черна пешка на бяло поле d7 · черна пешка на бяло поле f7 · черна пешка на черно поле g7 · черна пешка на бяло поле h7 · черен кон на бяло поле c6 · бял офицер на бяло поле b5 · черен офицер на черно поле c5 · черна пешка на черно поле e5 · бяла пешка на бяло поле e4 · бял кон на бяло поле f3 · бяла пешка на бяло поле a2 · бяла пешка на черно поле b2 · бяла пешка на бяло поле c2 · бяла пешка на черно поле d2 · бяла пешка на черно поле f2 · бяла пешка на бяло поле g2 · бяла пешка на черно поле h2 · бял топ на черно поле a1 · бял кон на бяло поле b1 · бял офицер на черно поле c1 · бяла дама на бяло поле d1 · бял цар на черно поле e1 · бял топ на бяло поле h1 | черен топ на бяло поле a8 · черен офицер на бяло поле c8 · черна дама на черно поле d8 · черен цар на бяло поле e8 · черен кон на бяло поле g8 · черен топ на черно поле h8 · черна пешка на черно поле a7 · черна пешка на бяло поле b7 · черна пешка на черно поле c7 · черна пешка на бяло поле d7 · черна пешка на бяло поле f7 · черна пешка на черно поле g7 · черна пешка на бяло поле h7 · черен кон на бяло поле c6 · бял офицер на бяло поле b5 · черен офицер на черно поле c5 · черна пешка на черно поле e5 · бяла пешка на бяло поле e4 · бял кон на бяло поле f3 · бяла пешка на бяло поле a2 · бяла пешка на черно поле b2 · бяла пешка на бяло поле c2 · бяла пешка на черно поле d2 · бяла пешка на черно поле f2 · бяла пешка на бяло поле g2 · бяла пешка на черно поле h2 · бял топ на черно поле a1 · бял кон на бяло поле b1 · бял офицер на черно поле c1 · бяла дама на бяло поле d1 · бял цар на черно поле e1 · бял топ на бяло поле h1 | черен топ на бяло поле a8 · черен офицер на бяло поле c8 · черна дама на черно поле d8 · черен цар на бяло поле e8 · черен кон на бяло поле g8 · черен топ на черно поле h8 · черна пешка на черно поле a7 · черна пешка на бяло поле b7 · черна пешка на черно поле c7 · черна пешка на бяло поле d7 · черна пешка на бяло поле f7 · черна пешка на черно поле g7 · черна пешка на бяло поле h7 · черен кон на бяло поле c6 · бял офицер на бяло поле b5 · черен офицер на черно поле c5 · черна пешка на черно поле e5 · бяла пешка на бяло поле e4 · бял кон на бяло поле f3 · бяла пешка на бяло поле a2 · бяла пешка на черно поле b2 · бяла пешка на бяло поле c2 · бяла пешка на черно поле d2 · бяла пешка на черно поле f2 · бяла пешка на бяло поле g2 · бяла пешка на черно поле h2 · бял топ на черно поле a1 · бял кон на бяло поле b1 · бял офицер на черно поле c1 · бяла дама на бяло поле d1 · бял цар на черно поле e1 · бял топ на бяло поле h1 | черен топ на бяло поле a8 · черен офицер на бяло поле c8 · черна дама на черно поле d8 · черен цар на бяло поле e8 · черен кон на бяло поле g8 · черен топ на черно поле h8 · черна пешка на черно поле a7 · черна пешка на бяло поле b7 · черна пешка на черно поле c7 · черна пешка на бяло поле d7 · черна пешка на бяло поле f7 · черна пешка на черно поле g7 · черна пешка на бяло поле h7 · черен кон на бяло поле c6 · бял офицер на бяло поле b5 · черен офицер на черно поле c5 · черна пешка на черно поле e5 · бяла пешка на бяло поле e4 · бял кон на бяло поле f3 · бяла пешка на бяло поле a2 · бяла пешка на черно поле b2 · бяла пешка на бяло поле c2 · бяла пешка на черно поле d2 · бяла пешка на черно поле f2 · бяла пешка на бяло поле g2 · бяла пешка на черно поле h2 · бял топ на черно поле a1 · бял кон на бяло поле b1 · бял офицер на черно поле c1 · бяла дама на бяло поле d1 · бял цар на черно поле e1 · бял топ на бяло поле h1 | черен топ на бяло поле a8 · черен офицер на бяло поле c8 · черна дама на черно поле d8 · черен цар на бяло поле e8 · черен кон на бяло поле g8 · черен топ на черно поле h8 · черна пешка на черно поле a7 · черна пешка на бяло поле b7 · черна пешка на черно поле c7 · черна пешка на бяло поле d7 · черна пешка на бяло поле f7 · черна пешка на черно поле g7 · черна пешка на бяло поле h7 · черен кон на бяло поле c6 · бял офицер на бяло поле b5 · черен офицер на черно поле c5 · черна пешка на черно поле e5 · бяла пешка на бяло поле e4 · бял кон на бяло поле f3 · бяла пешка на бяло поле a2 · бяла пешка на черно поле b2 · бяла пешка на бяло поле c2 · бяла пешка на черно поле d2 · бяла пешка на черно поле f2 · бяла пешка на бяло поле g2 · бяла пешка на черно поле h2 · бял топ на черно поле a1 · бял кон на бяло поле b1 · бял офицер на черно поле c1 · бяла дама на бяло поле d1 · бял цар на черно поле e1 · бял топ на бяло поле h1 | черен топ на бяло поле a8 · черен офицер на бяло поле c8 · черна дама на черно поле d8 · черен цар на бяло поле e8 · черен кон на бяло поле g8 · черен топ на черно поле h8 · черна пешка на черно поле a7 · черна пешка на бяло поле b7 · черна пешка на черно поле c7 · черна пешка на бяло поле d7 · черна пешка на бяло поле f7 · черна пешка на черно поле g7 · черна пешка на бяло поле h7 · черен кон на бяло поле c6 · бял офицер на бяло поле b5 · черен офицер на черно поле c5 · черна пешка на черно поле e5 · бяла пешка на бяло поле e4 · бял кон на бяло поле f3 · бяла пешка на бяло поле a2 · бяла пешка на черно поле b2 · бяла пешка на бяло поле c2 · бяла пешка на черно поле d2 · бяла пешка на черно поле f2 · бяла пешка на бяло поле g2 · бяла пешка на черно поле h2 · бял топ на черно поле a1 · бял кон на бяло поле b1 · бял офицер на черно поле c1 · бяла дама на бяло поле d1 · бял цар на черно поле e1 · бял топ на бяло поле h1 | черен топ на бяло поле a8 · черен офицер на бяло поле c8 · черна дама на черно поле d8 · черен цар на бяло поле e8 · черен кон на бяло поле g8 · черен топ на черно поле h8 · черна пешка на черно поле a7 · черна пешка на бяло поле b7 · черна пешка на черно поле c7 · черна пешка на бяло поле d7 · черна пешка на бяло поле f7 · черна пешка на черно поле g7 · черна пешка на бяло поле h7 · черен кон на бяло поле c6 · бял офицер на бяло поле b5 · черен офицер на черно поле c5 · черна пешка на черно поле e5 · бяла пешка на бяло поле e4 · бял кон на бяло поле f3 · бяла пешка на бяло поле a2 · бяла пешка на черно поле b2 · бяла пешка на бяло поле c2 · бяла пешка на черно поле d2 · бяла пешка на черно поле f2 · бяла пешка на бяло поле g2 · бяла пешка на черно поле h2 · бял топ на черно поле a1 · бял кон на бяло поле b1 · бял офицер на черно поле c1 · бяла дама на бяло поле d1 · бял цар на черно поле e1 · бял топ на бяло поле h1 | черен топ на бяло поле a8 · черен офицер на бяло поле c8 · черна дама на черно поле d8 · черен цар на бяло поле e8 · черен кон на бяло поле g8 · черен топ на черно поле h8 · черна пешка на черно поле a7 · черна пешка на бяло поле b7 · черна пешка на черно поле c7 · черна пешка на бяло поле d7 · черна пешка на бяло поле f7 · черна пешка на черно поле g7 · черна пешка на бяло поле h7 · черен кон на бяло поле c6 · бял офицер на бяло поле b5 · черен офицер на черно поле c5 · черна пешка на черно поле e5 · бяла пешка на бяло поле e4 · бял кон на бяло поле f3 · бяла пешка на бяло поле a2 · бяла пешка на черно поле b2 · бяла пешка на бяло поле c2 · бяла пешка на черно поле d2 · бяла пешка на черно поле f2 · бяла пешка на бяло поле g2 · бяла пешка на черно поле h2 · бял топ на черно поле a1 · бял кон на бяло поле b1 · бял офицер на черно поле c1 · бяла дама на бяло поле d1 · бял цар на черно поле e1 · бял топ на бяло поле h1 | 2 |
| 1 | черен топ на бяло поле a8 · черен офицер на бяло поле c8 · черна дама на черно поле d8 · черен цар на бяло поле e8 · черен кон на бяло поле g8 · черен топ на черно поле h8 · черна пешка на черно поле a7 · черна пешка на бяло поле b7 · черна пешка на черно поле c7 · черна пешка на бяло поле d7 · черна пешка на бяло поле f7 · черна пешка на черно поле g7 · черна пешка на бяло поле h7 · черен кон на бяло поле c6 · бял офицер на бяло поле b5 · черен офицер на черно поле c5 · черна пешка на черно поле e5 · бяла пешка на бяло поле e4 · бял кон на бяло поле f3 · бяла пешка на бяло поле a2 · бяла пешка на черно поле b2 · бяла пешка на бяло поле c2 · бяла пешка на черно поле d2 · бяла пешка на черно поле f2 · бяла пешка на бяло поле g2 · бяла пешка на черно поле h2 · бял топ на черно поле a1 · бял кон на бяло поле b1 · бял офицер на черно поле c1 · бяла дама на бяло поле d1 · бял цар на черно поле e1 · бял топ на бяло поле h1 | черен топ на бяло поле a8 · черен офицер на бяло поле c8 · черна дама на черно поле d8 · черен цар на бяло поле e8 · черен кон на бяло поле g8 · черен топ на черно поле h8 · черна пешка на черно поле a7 · черна пешка на бяло поле b7 · черна пешка на черно поле c7 · черна пешка на бяло поле d7 · черна пешка на бяло поле f7 · черна пешка на черно поле g7 · черна пешка на бяло поле h7 · черен кон на бяло поле c6 · бял офицер на бяло поле b5 · черен офицер на черно поле c5 · черна пешка на черно поле e5 · бяла пешка на бяло поле e4 · бял кон на бяло поле f3 · бяла пешка на бяло поле a2 · бяла пешка на черно поле b2 · бяла пешка на бяло поле c2 · бяла пешка на черно поле d2 · бяла пешка на черно поле f2 · бяла пешка на бяло поле g2 · бяла пешка на черно поле h2 · бял топ на черно поле a1 · бял кон на бяло поле b1 · бял офицер на черно поле c1 · бяла дама на бяло поле d1 · бял цар на черно поле e1 · бял топ на бяло поле h1 | черен топ на бяло поле a8 · черен офицер на бяло поле c8 · черна дама на черно поле d8 · черен цар на бяло поле e8 · черен кон на бяло поле g8 · черен топ на черно поле h8 · черна пешка на черно поле a7 · черна пешка на бяло поле b7 · черна пешка на черно поле c7 · черна пешка на бяло поле d7 · черна пешка на бяло поле f7 · черна пешка на черно поле g7 · черна пешка на бяло поле h7 · черен кон на бяло поле c6 · бял офицер на бяло поле b5 · черен офицер на черно поле c5 · черна пешка на черно поле e5 · бяла пешка на бяло поле e4 · бял кон на бяло поле f3 · бяла пешка на бяло поле a2 · бяла пешка на черно поле b2 · бяла пешка на бяло поле c2 · бяла пешка на черно поле d2 · бяла пешка на черно поле f2 · бяла пешка на бяло поле g2 · бяла пешка на черно поле h2 · бял топ на черно поле a1 · бял кон на бяло поле b1 · бял офицер на черно поле c1 · бяла дама на бяло поле d1 · бял цар на черно поле e1 · бял топ на бяло поле h1 | черен топ на бяло поле a8 · черен офицер на бяло поле c8 · черна дама на черно поле d8 · черен цар на бяло поле e8 · черен кон на бяло поле g8 · черен топ на черно поле h8 · черна пешка на черно поле a7 · черна пешка на бяло поле b7 · черна пешка на черно поле c7 · черна пешка на бяло поле d7 · черна пешка на бяло поле f7 · черна пешка на черно поле g7 · черна пешка на бяло поле h7 · черен кон на бяло поле c6 · бял офицер на бяло поле b5 · черен офицер на черно поле c5 · черна пешка на черно поле e5 · бяла пешка на бяло поле e4 · бял кон на бяло поле f3 · бяла пешка на бяло поле a2 · бяла пешка на черно поле b2 · бяла пешка на бяло поле c2 · бяла пешка на черно поле d2 · бяла пешка на черно поле f2 · бяла пешка на бяло поле g2 · бяла пешка на черно поле h2 · бял топ на черно поле a1 · бял кон на бяло поле b1 · бял офицер на черно поле c1 · бяла дама на бяло поле d1 · бял цар на черно поле e1 · бял топ на бяло поле h1 | черен топ на бяло поле a8 · черен офицер на бяло поле c8 · черна дама на черно поле d8 · черен цар на бяло поле e8 · черен кон на бяло поле g8 · черен топ на черно поле h8 · черна пешка на черно поле a7 · черна пешка на бяло поле b7 · черна пешка на черно поле c7 · черна пешка на бяло поле d7 · черна пешка на бяло поле f7 · черна пешка на черно поле g7 · черна пешка на бяло поле h7 · черен кон на бяло поле c6 · бял офицер на бяло поле b5 · черен офицер на черно поле c5 · черна пешка на черно поле e5 · бяла пешка на бяло поле e4 · бял кон на бяло поле f3 · бяла пешка на бяло поле a2 · бяла пешка на черно поле b2 · бяла пешка на бяло поле c2 · бяла пешка на черно поле d2 · бяла пешка на черно поле f2 · бяла пешка на бяло поле g2 · бяла пешка на черно поле h2 · бял топ на черно поле a1 · бял кон на бяло поле b1 · бял офицер на черно поле c1 · бяла дама на бяло поле d1 · бял цар на черно поле e1 · бял топ на бяло поле h1 | черен топ на бяло поле a8 · черен офицер на бяло поле c8 · черна дама на черно поле d8 · черен цар на бяло поле e8 · черен кон на бяло поле g8 · черен топ на черно поле h8 · черна пешка на черно поле a7 · черна пешка на бяло поле b7 · черна пешка на черно поле c7 · черна пешка на бяло поле d7 · черна пешка на бяло поле f7 · черна пешка на черно поле g7 · черна пешка на бяло поле h7 · черен кон на бяло поле c6 · бял офицер на бяло поле b5 · черен офицер на черно поле c5 · черна пешка на черно поле e5 · бяла пешка на бяло поле e4 · бял кон на бяло поле f3 · бяла пешка на бяло поле a2 · бяла пешка на черно поле b2 · бяла пешка на бяло поле c2 · бяла пешка на черно поле d2 · бяла пешка на черно поле f2 · бяла пешка на бяло поле g2 · бяла пешка на черно поле h2 · бял топ на черно поле a1 · бял кон на бяло поле b1 · бял офицер на черно поле c1 · бяла дама на бяло поле d1 · бял цар на черно поле e1 · бял топ на бяло поле h1 | черен топ на бяло поле a8 · черен офицер на бяло поле c8 · черна дама на черно поле d8 · черен цар на бяло поле e8 · черен кон на бяло поле g8 · черен топ на черно поле h8 · черна пешка на черно поле a7 · черна пешка на бяло поле b7 · черна пешка на черно поле c7 · черна пешка на бяло поле d7 · черна пешка на бяло поле f7 · черна пешка на черно поле g7 · черна пешка на бяло поле h7 · черен кон на бяло поле c6 · бял офицер на бяло поле b5 · черен офицер на черно поле c5 · черна пешка на черно поле e5 · бяла пешка на бяло поле e4 · бял кон на бяло поле f3 · бяла пешка на бяло поле a2 · бяла пешка на черно поле b2 · бяла пешка на бяло поле c2 · бяла пешка на черно поле d2 · бяла пешка на черно поле f2 · бяла пешка на бяло поле g2 · бяла пешка на черно поле h2 · бял топ на черно поле a1 · бял кон на бяло поле b1 · бял офицер на черно поле c1 · бяла дама на бяло поле d1 · бял цар на черно поле e1 · бял топ на бяло поле h1 | черен топ на бяло поле a8 · черен офицер на бяло поле c8 · черна дама на черно поле d8 · черен цар на бяло поле e8 · черен кон на бяло поле g8 · черен топ на черно поле h8 · черна пешка на черно поле a7 · черна пешка на бяло поле b7 · черна пешка на черно поле c7 · черна пешка на бяло поле d7 · черна пешка на бяло поле f7 · черна пешка на черно поле g7 · черна пешка на бяло поле h7 · черен кон на бяло поле c6 · бял офицер на бяло поле b5 · черен офицер на черно поле c5 · черна пешка на черно поле e5 · бяла пешка на бяло поле e4 · бял кон на бяло поле f3 · бяла пешка на бяло поле a2 · бяла пешка на черно поле b2 · бяла пешка на бяло поле c2 · бяла пешка на черно поле d2 · бяла пешка на черно поле f2 · бяла пешка на бяло поле g2 · бяла пешка на черно поле h2 · бял топ на черно поле a1 · бял кон на бяло поле b1 · бял офицер на черно поле c1 · бяла дама на бяло поле d1 · бял цар на черно поле e1 · бял топ на бяло поле h1 | 1 |
|   | a | b | c | d | e | f | g | h |   |

- C64 1. e4 e5 2. Kf3 Kc6 3. Ob5 Oc5 – Защита Кордел или Класическа защита. Една от най-старите защити в Испанската партия. Белите превземат центъра и шансовете им заслужават предпочитание.

C65–C67 1. e4 e5 2. Kf3 Kc6 3. Ob5 Kf6 – Берлинска защита. Една от най-стабилните защити в Испанската партия. Отдавна е известна със своята солидност и равенство и често е наричана „Берлинската стена“. Берлинската защита се е играла в края на XIX и началото на XX век от Емануел Ласкер и други, които обикновено са отговаряли на 4.0-0 с 4...d6 в стила на Защитата Щайниц. Този подход в крайна сметка губи популярност, както и старата форма на Защитата Щайниц, поради своята пасивност и целият вариант става рядък. Артър Бисгайер играе Берлинската защита в продължение на десетилетия, но винаги избира варианта 4.0-0 К:e4. Откакто Владимир Крамник успешно използва линията като оръжие четири пъти срещу Гари Каспаров в мача им за Световната титла по шахмат през 2000 г., берлинската шахматна линия преживява забележителен ренесанс: дори играчи с динамичен стил като бившите световни шампиони Гари Каспаров и Веселин Топалов, а също Алексей Широв и Хикару Накамура са я играли, а Магнус Карлсен и Вишванатан Ананд я използват (Карлсен широко) по време на Световните първенства по шахмат през 2013 и 2014 г.
|   | a | b | c | d | e | f | g | h |   |
| 8 | черен топ на бяло поле a8 · черен офицер на бяло поле c8 · черна дама на черно поле d8 · черен цар на бяло поле e8 · черен офицер на черно поле f8 · черен топ на черно поле h8 · черна пешка на черно поле a7 · черна пешка на бяло поле b7 · черна пешка на бяло поле d7 · черен кон на черно поле e7 · черна пешка на бяло поле f7 · черна пешка на черно поле g7 · черна пешка на бяло поле h7 · черна пешка на бяло поле c6 · черен кон на черно поле f6 · бял офицер на бяло поле b5 · бял кон на черно поле e5 · бяла пешка на бяло поле e4 · бяла пешка на бяло поле d3 · бяла пешка на бяло поле a2 · бяла пешка на черно поле b2 · бяла пешка на бяло поле c2 · бяла пешка на черно поле f2 · бяла пешка на бяло поле g2 · бяла пешка на черно поле h2 · бял топ на черно поле a1 · бял кон на бяло поле b1 · бял офицер на черно поле c1 · бяла дама на бяло поле d1 · бял цар на черно поле e1 · бял топ на бяло поле h1 | черен топ на бяло поле a8 · черен офицер на бяло поле c8 · черна дама на черно поле d8 · черен цар на бяло поле e8 · черен офицер на черно поле f8 · черен топ на черно поле h8 · черна пешка на черно поле a7 · черна пешка на бяло поле b7 · черна пешка на бяло поле d7 · черен кон на черно поле e7 · черна пешка на бяло поле f7 · черна пешка на черно поле g7 · черна пешка на бяло поле h7 · черна пешка на бяло поле c6 · черен кон на черно поле f6 · бял офицер на бяло поле b5 · бял кон на черно поле e5 · бяла пешка на бяло поле e4 · бяла пешка на бяло поле d3 · бяла пешка на бяло поле a2 · бяла пешка на черно поле b2 · бяла пешка на бяло поле c2 · бяла пешка на черно поле f2 · бяла пешка на бяло поле g2 · бяла пешка на черно поле h2 · бял топ на черно поле a1 · бял кон на бяло поле b1 · бял офицер на черно поле c1 · бяла дама на бяло поле d1 · бял цар на черно поле e1 · бял топ на бяло поле h1 | черен топ на бяло поле a8 · черен офицер на бяло поле c8 · черна дама на черно поле d8 · черен цар на бяло поле e8 · черен офицер на черно поле f8 · черен топ на черно поле h8 · черна пешка на черно поле a7 · черна пешка на бяло поле b7 · черна пешка на бяло поле d7 · черен кон на черно поле e7 · черна пешка на бяло поле f7 · черна пешка на черно поле g7 · черна пешка на бяло поле h7 · черна пешка на бяло поле c6 · черен кон на черно поле f6 · бял офицер на бяло поле b5 · бял кон на черно поле e5 · бяла пешка на бяло поле e4 · бяла пешка на бяло поле d3 · бяла пешка на бяло поле a2 · бяла пешка на черно поле b2 · бяла пешка на бяло поле c2 · бяла пешка на черно поле f2 · бяла пешка на бяло поле g2 · бяла пешка на черно поле h2 · бял топ на черно поле a1 · бял кон на бяло поле b1 · бял офицер на черно поле c1 · бяла дама на бяло поле d1 · бял цар на черно поле e1 · бял топ на бяло поле h1 | черен топ на бяло поле a8 · черен офицер на бяло поле c8 · черна дама на черно поле d8 · черен цар на бяло поле e8 · черен офицер на черно поле f8 · черен топ на черно поле h8 · черна пешка на черно поле a7 · черна пешка на бяло поле b7 · черна пешка на бяло поле d7 · черен кон на черно поле e7 · черна пешка на бяло поле f7 · черна пешка на черно поле g7 · черна пешка на бяло поле h7 · черна пешка на бяло поле c6 · черен кон на черно поле f6 · бял офицер на бяло поле b5 · бял кон на черно поле e5 · бяла пешка на бяло поле e4 · бяла пешка на бяло поле d3 · бяла пешка на бяло поле a2 · бяла пешка на черно поле b2 · бяла пешка на бяло поле c2 · бяла пешка на черно поле f2 · бяла пешка на бяло поле g2 · бяла пешка на черно поле h2 · бял топ на черно поле a1 · бял кон на бяло поле b1 · бял офицер на черно поле c1 · бяла дама на бяло поле d1 · бял цар на черно поле e1 · бял топ на бяло поле h1 | черен топ на бяло поле a8 · черен офицер на бяло поле c8 · черна дама на черно поле d8 · черен цар на бяло поле e8 · черен офицер на черно поле f8 · черен топ на черно поле h8 · черна пешка на черно поле a7 · черна пешка на бяло поле b7 · черна пешка на бяло поле d7 · черен кон на черно поле e7 · черна пешка на бяло поле f7 · черна пешка на черно поле g7 · черна пешка на бяло поле h7 · черна пешка на бяло поле c6 · черен кон на черно поле f6 · бял офицер на бяло поле b5 · бял кон на черно поле e5 · бяла пешка на бяло поле e4 · бяла пешка на бяло поле d3 · бяла пешка на бяло поле a2 · бяла пешка на черно поле b2 · бяла пешка на бяло поле c2 · бяла пешка на черно поле f2 · бяла пешка на бяло поле g2 · бяла пешка на черно поле h2 · бял топ на черно поле a1 · бял кон на бяло поле b1 · бял офицер на черно поле c1 · бяла дама на бяло поле d1 · бял цар на черно поле e1 · бял топ на бяло поле h1 | черен топ на бяло поле a8 · черен офицер на бяло поле c8 · черна дама на черно поле d8 · черен цар на бяло поле e8 · черен офицер на черно поле f8 · черен топ на черно поле h8 · черна пешка на черно поле a7 · черна пешка на бяло поле b7 · черна пешка на бяло поле d7 · черен кон на черно поле e7 · черна пешка на бяло поле f7 · черна пешка на черно поле g7 · черна пешка на бяло поле h7 · черна пешка на бяло поле c6 · черен кон на черно поле f6 · бял офицер на бяло поле b5 · бял кон на черно поле e5 · бяла пешка на бяло поле e4 · бяла пешка на бяло поле d3 · бяла пешка на бяло поле a2 · бяла пешка на черно поле b2 · бяла пешка на бяло поле c2 · бяла пешка на черно поле f2 · бяла пешка на бяло поле g2 · бяла пешка на черно поле h2 · бял топ на черно поле a1 · бял кон на бяло поле b1 · бял офицер на черно поле c1 · бяла дама на бяло поле d1 · бял цар на черно поле e1 · бял топ на бяло поле h1 | черен топ на бяло поле a8 · черен офицер на бяло поле c8 · черна дама на черно поле d8 · черен цар на бяло поле e8 · черен офицер на черно поле f8 · черен топ на черно поле h8 · черна пешка на черно поле a7 · черна пешка на бяло поле b7 · черна пешка на бяло поле d7 · черен кон на черно поле e7 · черна пешка на бяло поле f7 · черна пешка на черно поле g7 · черна пешка на бяло поле h7 · черна пешка на бяло поле c6 · черен кон на черно поле f6 · бял офицер на бяло поле b5 · бял кон на черно поле e5 · бяла пешка на бяло поле e4 · бяла пешка на бяло поле d3 · бяла пешка на бяло поле a2 · бяла пешка на черно поле b2 · бяла пешка на бяло поле c2 · бяла пешка на черно поле f2 · бяла пешка на бяло поле g2 · бяла пешка на черно поле h2 · бял топ на черно поле a1 · бял кон на бяло поле b1 · бял офицер на черно поле c1 · бяла дама на бяло поле d1 · бял цар на черно поле e1 · бял топ на бяло поле h1 | черен топ на бяло поле a8 · черен офицер на бяло поле c8 · черна дама на черно поле d8 · черен цар на бяло поле e8 · черен офицер на черно поле f8 · черен топ на черно поле h8 · черна пешка на черно поле a7 · черна пешка на бяло поле b7 · черна пешка на бяло поле d7 · черен кон на черно поле e7 · черна пешка на бяло поле f7 · черна пешка на черно поле g7 · черна пешка на бяло поле h7 · черна пешка на бяло поле c6 · черен кон на черно поле f6 · бял офицер на бяло поле b5 · бял кон на черно поле e5 · бяла пешка на бяло поле e4 · бяла пешка на бяло поле d3 · бяла пешка на бяло поле a2 · бяла пешка на черно поле b2 · бяла пешка на бяло поле c2 · бяла пешка на черно поле f2 · бяла пешка на бяло поле g2 · бяла пешка на черно поле h2 · бял топ на черно поле a1 · бял кон на бяло поле b1 · бял офицер на черно поле c1 · бяла дама на бяло поле d1 · бял цар на черно поле e1 · бял топ на бяло поле h1 | 8 |
| 7 | черен топ на бяло поле a8 · черен офицер на бяло поле c8 · черна дама на черно поле d8 · черен цар на бяло поле e8 · черен офицер на черно поле f8 · черен топ на черно поле h8 · черна пешка на черно поле a7 · черна пешка на бяло поле b7 · черна пешка на бяло поле d7 · черен кон на черно поле e7 · черна пешка на бяло поле f7 · черна пешка на черно поле g7 · черна пешка на бяло поле h7 · черна пешка на бяло поле c6 · черен кон на черно поле f6 · бял офицер на бяло поле b5 · бял кон на черно поле e5 · бяла пешка на бяло поле e4 · бяла пешка на бяло поле d3 · бяла пешка на бяло поле a2 · бяла пешка на черно поле b2 · бяла пешка на бяло поле c2 · бяла пешка на черно поле f2 · бяла пешка на бяло поле g2 · бяла пешка на черно поле h2 · бял топ на черно поле a1 · бял кон на бяло поле b1 · бял офицер на черно поле c1 · бяла дама на бяло поле d1 · бял цар на черно поле e1 · бял топ на бяло поле h1 | черен топ на бяло поле a8 · черен офицер на бяло поле c8 · черна дама на черно поле d8 · черен цар на бяло поле e8 · черен офицер на черно поле f8 · черен топ на черно поле h8 · черна пешка на черно поле a7 · черна пешка на бяло поле b7 · черна пешка на бяло поле d7 · черен кон на черно поле e7 · черна пешка на бяло поле f7 · черна пешка на черно поле g7 · черна пешка на бяло поле h7 · черна пешка на бяло поле c6 · черен кон на черно поле f6 · бял офицер на бяло поле b5 · бял кон на черно поле e5 · бяла пешка на бяло поле e4 · бяла пешка на бяло поле d3 · бяла пешка на бяло поле a2 · бяла пешка на черно поле b2 · бяла пешка на бяло поле c2 · бяла пешка на черно поле f2 · бяла пешка на бяло поле g2 · бяла пешка на черно поле h2 · бял топ на черно поле a1 · бял кон на бяло поле b1 · бял офицер на черно поле c1 · бяла дама на бяло поле d1 · бял цар на черно поле e1 · бял топ на бяло поле h1 | черен топ на бяло поле a8 · черен офицер на бяло поле c8 · черна дама на черно поле d8 · черен цар на бяло поле e8 · черен офицер на черно поле f8 · черен топ на черно поле h8 · черна пешка на черно поле a7 · черна пешка на бяло поле b7 · черна пешка на бяло поле d7 · черен кон на черно поле e7 · черна пешка на бяло поле f7 · черна пешка на черно поле g7 · черна пешка на бяло поле h7 · черна пешка на бяло поле c6 · черен кон на черно поле f6 · бял офицер на бяло поле b5 · бял кон на черно поле e5 · бяла пешка на бяло поле e4 · бяла пешка на бяло поле d3 · бяла пешка на бяло поле a2 · бяла пешка на черно поле b2 · бяла пешка на бяло поле c2 · бяла пешка на черно поле f2 · бяла пешка на бяло поле g2 · бяла пешка на черно поле h2 · бял топ на черно поле a1 · бял кон на бяло поле b1 · бял офицер на черно поле c1 · бяла дама на бяло поле d1 · бял цар на черно поле e1 · бял топ на бяло поле h1 | черен топ на бяло поле a8 · черен офицер на бяло поле c8 · черна дама на черно поле d8 · черен цар на бяло поле e8 · черен офицер на черно поле f8 · черен топ на черно поле h8 · черна пешка на черно поле a7 · черна пешка на бяло поле b7 · черна пешка на бяло поле d7 · черен кон на черно поле e7 · черна пешка на бяло поле f7 · черна пешка на черно поле g7 · черна пешка на бяло поле h7 · черна пешка на бяло поле c6 · черен кон на черно поле f6 · бял офицер на бяло поле b5 · бял кон на черно поле e5 · бяла пешка на бяло поле e4 · бяла пешка на бяло поле d3 · бяла пешка на бяло поле a2 · бяла пешка на черно поле b2 · бяла пешка на бяло поле c2 · бяла пешка на черно поле f2 · бяла пешка на бяло поле g2 · бяла пешка на черно поле h2 · бял топ на черно поле a1 · бял кон на бяло поле b1 · бял офицер на черно поле c1 · бяла дама на бяло поле d1 · бял цар на черно поле e1 · бял топ на бяло поле h1 | черен топ на бяло поле a8 · черен офицер на бяло поле c8 · черна дама на черно поле d8 · черен цар на бяло поле e8 · черен офицер на черно поле f8 · черен топ на черно поле h8 · черна пешка на черно поле a7 · черна пешка на бяло поле b7 · черна пешка на бяло поле d7 · черен кон на черно поле e7 · черна пешка на бяло поле f7 · черна пешка на черно поле g7 · черна пешка на бяло поле h7 · черна пешка на бяло поле c6 · черен кон на черно поле f6 · бял офицер на бяло поле b5 · бял кон на черно поле e5 · бяла пешка на бяло поле e4 · бяла пешка на бяло поле d3 · бяла пешка на бяло поле a2 · бяла пешка на черно поле b2 · бяла пешка на бяло поле c2 · бяла пешка на черно поле f2 · бяла пешка на бяло поле g2 · бяла пешка на черно поле h2 · бял топ на черно поле a1 · бял кон на бяло поле b1 · бял офицер на черно поле c1 · бяла дама на бяло поле d1 · бял цар на черно поле e1 · бял топ на бяло поле h1 | черен топ на бяло поле a8 · черен офицер на бяло поле c8 · черна дама на черно поле d8 · черен цар на бяло поле e8 · черен офицер на черно поле f8 · черен топ на черно поле h8 · черна пешка на черно поле a7 · черна пешка на бяло поле b7 · черна пешка на бяло поле d7 · черен кон на черно поле e7 · черна пешка на бяло поле f7 · черна пешка на черно поле g7 · черна пешка на бяло поле h7 · черна пешка на бяло поле c6 · черен кон на черно поле f6 · бял офицер на бяло поле b5 · бял кон на черно поле e5 · бяла пешка на бяло поле e4 · бяла пешка на бяло поле d3 · бяла пешка на бяло поле a2 · бяла пешка на черно поле b2 · бяла пешка на бяло поле c2 · бяла пешка на черно поле f2 · бяла пешка на бяло поле g2 · бяла пешка на черно поле h2 · бял топ на черно поле a1 · бял кон на бяло поле b1 · бял офицер на черно поле c1 · бяла дама на бяло поле d1 · бял цар на черно поле e1 · бял топ на бяло поле h1 | черен топ на бяло поле a8 · черен офицер на бяло поле c8 · черна дама на черно поле d8 · черен цар на бяло поле e8 · черен офицер на черно поле f8 · черен топ на черно поле h8 · черна пешка на черно поле a7 · черна пешка на бяло поле b7 · черна пешка на бяло поле d7 · черен кон на черно поле e7 · черна пешка на бяло поле f7 · черна пешка на черно поле g7 · черна пешка на бяло поле h7 · черна пешка на бяло поле c6 · черен кон на черно поле f6 · бял офицер на бяло поле b5 · бял кон на черно поле e5 · бяла пешка на бяло поле e4 · бяла пешка на бяло поле d3 · бяла пешка на бяло поле a2 · бяла пешка на черно поле b2 · бяла пешка на бяло поле c2 · бяла пешка на черно поле f2 · бяла пешка на бяло поле g2 · бяла пешка на черно поле h2 · бял топ на черно поле a1 · бял кон на бяло поле b1 · бял офицер на черно поле c1 · бяла дама на бяло поле d1 · бял цар на черно поле e1 · бял топ на бяло поле h1 | черен топ на бяло поле a8 · черен офицер на бяло поле c8 · черна дама на черно поле d8 · черен цар на бяло поле e8 · черен офицер на черно поле f8 · черен топ на черно поле h8 · черна пешка на черно поле a7 · черна пешка на бяло поле b7 · черна пешка на бяло поле d7 · черен кон на черно поле e7 · черна пешка на бяло поле f7 · черна пешка на черно поле g7 · черна пешка на бяло поле h7 · черна пешка на бяло поле c6 · черен кон на черно поле f6 · бял офицер на бяло поле b5 · бял кон на черно поле e5 · бяла пешка на бяло поле e4 · бяла пешка на бяло поле d3 · бяла пешка на бяло поле a2 · бяла пешка на черно поле b2 · бяла пешка на бяло поле c2 · бяла пешка на черно поле f2 · бяла пешка на бяло поле g2 · бяла пешка на черно поле h2 · бял топ на черно поле a1 · бял кон на бяло поле b1 · бял офицер на черно поле c1 · бяла дама на бяло поле d1 · бял цар на черно поле e1 · бял топ на бяло поле h1 | 7 |
| 6 | черен топ на бяло поле a8 · черен офицер на бяло поле c8 · черна дама на черно поле d8 · черен цар на бяло поле e8 · черен офицер на черно поле f8 · черен топ на черно поле h8 · черна пешка на черно поле a7 · черна пешка на бяло поле b7 · черна пешка на бяло поле d7 · черен кон на черно поле e7 · черна пешка на бяло поле f7 · черна пешка на черно поле g7 · черна пешка на бяло поле h7 · черна пешка на бяло поле c6 · черен кон на черно поле f6 · бял офицер на бяло поле b5 · бял кон на черно поле e5 · бяла пешка на бяло поле e4 · бяла пешка на бяло поле d3 · бяла пешка на бяло поле a2 · бяла пешка на черно поле b2 · бяла пешка на бяло поле c2 · бяла пешка на черно поле f2 · бяла пешка на бяло поле g2 · бяла пешка на черно поле h2 · бял топ на черно поле a1 · бял кон на бяло поле b1 · бял офицер на черно поле c1 · бяла дама на бяло поле d1 · бял цар на черно поле e1 · бял топ на бяло поле h1 | черен топ на бяло поле a8 · черен офицер на бяло поле c8 · черна дама на черно поле d8 · черен цар на бяло поле e8 · черен офицер на черно поле f8 · черен топ на черно поле h8 · черна пешка на черно поле a7 · черна пешка на бяло поле b7 · черна пешка на бяло поле d7 · черен кон на черно поле e7 · черна пешка на бяло поле f7 · черна пешка на черно поле g7 · черна пешка на бяло поле h7 · черна пешка на бяло поле c6 · черен кон на черно поле f6 · бял офицер на бяло поле b5 · бял кон на черно поле e5 · бяла пешка на бяло поле e4 · бяла пешка на бяло поле d3 · бяла пешка на бяло поле a2 · бяла пешка на черно поле b2 · бяла пешка на бяло поле c2 · бяла пешка на черно поле f2 · бяла пешка на бяло поле g2 · бяла пешка на черно поле h2 · бял топ на черно поле a1 · бял кон на бяло поле b1 · бял офицер на черно поле c1 · бяла дама на бяло поле d1 · бял цар на черно поле e1 · бял топ на бяло поле h1 | черен топ на бяло поле a8 · черен офицер на бяло поле c8 · черна дама на черно поле d8 · черен цар на бяло поле e8 · черен офицер на черно поле f8 · черен топ на черно поле h8 · черна пешка на черно поле a7 · черна пешка на бяло поле b7 · черна пешка на бяло поле d7 · черен кон на черно поле e7 · черна пешка на бяло поле f7 · черна пешка на черно поле g7 · черна пешка на бяло поле h7 · черна пешка на бяло поле c6 · черен кон на черно поле f6 · бял офицер на бяло поле b5 · бял кон на черно поле e5 · бяла пешка на бяло поле e4 · бяла пешка на бяло поле d3 · бяла пешка на бяло поле a2 · бяла пешка на черно поле b2 · бяла пешка на бяло поле c2 · бяла пешка на черно поле f2 · бяла пешка на бяло поле g2 · бяла пешка на черно поле h2 · бял топ на черно поле a1 · бял кон на бяло поле b1 · бял офицер на черно поле c1 · бяла дама на бяло поле d1 · бял цар на черно поле e1 · бял топ на бяло поле h1 | черен топ на бяло поле a8 · черен офицер на бяло поле c8 · черна дама на черно поле d8 · черен цар на бяло поле e8 · черен офицер на черно поле f8 · черен топ на черно поле h8 · черна пешка на черно поле a7 · черна пешка на бяло поле b7 · черна пешка на бяло поле d7 · черен кон на черно поле e7 · черна пешка на бяло поле f7 · черна пешка на черно поле g7 · черна пешка на бяло поле h7 · черна пешка на бяло поле c6 · черен кон на черно поле f6 · бял офицер на бяло поле b5 · бял кон на черно поле e5 · бяла пешка на бяло поле e4 · бяла пешка на бяло поле d3 · бяла пешка на бяло поле a2 · бяла пешка на черно поле b2 · бяла пешка на бяло поле c2 · бяла пешка на черно поле f2 · бяла пешка на бяло поле g2 · бяла пешка на черно поле h2 · бял топ на черно поле a1 · бял кон на бяло поле b1 · бял офицер на черно поле c1 · бяла дама на бяло поле d1 · бял цар на черно поле e1 · бял топ на бяло поле h1 | черен топ на бяло поле a8 · черен офицер на бяло поле c8 · черна дама на черно поле d8 · черен цар на бяло поле e8 · черен офицер на черно поле f8 · черен топ на черно поле h8 · черна пешка на черно поле a7 · черна пешка на бяло поле b7 · черна пешка на бяло поле d7 · черен кон на черно поле e7 · черна пешка на бяло поле f7 · черна пешка на черно поле g7 · черна пешка на бяло поле h7 · черна пешка на бяло поле c6 · черен кон на черно поле f6 · бял офицер на бяло поле b5 · бял кон на черно поле e5 · бяла пешка на бяло поле e4 · бяла пешка на бяло поле d3 · бяла пешка на бяло поле a2 · бяла пешка на черно поле b2 · бяла пешка на бяло поле c2 · бяла пешка на черно поле f2 · бяла пешка на бяло поле g2 · бяла пешка на черно поле h2 · бял топ на черно поле a1 · бял кон на бяло поле b1 · бял офицер на черно поле c1 · бяла дама на бяло поле d1 · бял цар на черно поле e1 · бял топ на бяло поле h1 | черен топ на бяло поле a8 · черен офицер на бяло поле c8 · черна дама на черно поле d8 · черен цар на бяло поле e8 · черен офицер на черно поле f8 · черен топ на черно поле h8 · черна пешка на черно поле a7 · черна пешка на бяло поле b7 · черна пешка на бяло поле d7 · черен кон на черно поле e7 · черна пешка на бяло поле f7 · черна пешка на черно поле g7 · черна пешка на бяло поле h7 · черна пешка на бяло поле c6 · черен кон на черно поле f6 · бял офицер на бяло поле b5 · бял кон на черно поле e5 · бяла пешка на бяло поле e4 · бяла пешка на бяло поле d3 · бяла пешка на бяло поле a2 · бяла пешка на черно поле b2 · бяла пешка на бяло поле c2 · бяла пешка на черно поле f2 · бяла пешка на бяло поле g2 · бяла пешка на черно поле h2 · бял топ на черно поле a1 · бял кон на бяло поле b1 · бял офицер на черно поле c1 · бяла дама на бяло поле d1 · бял цар на черно поле e1 · бял топ на бяло поле h1 | черен топ на бяло поле a8 · черен офицер на бяло поле c8 · черна дама на черно поле d8 · черен цар на бяло поле e8 · черен офицер на черно поле f8 · черен топ на черно поле h8 · черна пешка на черно поле a7 · черна пешка на бяло поле b7 · черна пешка на бяло поле d7 · черен кон на черно поле e7 · черна пешка на бяло поле f7 · черна пешка на черно поле g7 · черна пешка на бяло поле h7 · черна пешка на бяло поле c6 · черен кон на черно поле f6 · бял офицер на бяло поле b5 · бял кон на черно поле e5 · бяла пешка на бяло поле e4 · бяла пешка на бяло поле d3 · бяла пешка на бяло поле a2 · бяла пешка на черно поле b2 · бяла пешка на бяло поле c2 · бяла пешка на черно поле f2 · бяла пешка на бяло поле g2 · бяла пешка на черно поле h2 · бял топ на черно поле a1 · бял кон на бяло поле b1 · бял офицер на черно поле c1 · бяла дама на бяло поле d1 · бял цар на черно поле e1 · бял топ на бяло поле h1 | черен топ на бяло поле a8 · черен офицер на бяло поле c8 · черна дама на черно поле d8 · черен цар на бяло поле e8 · черен офицер на черно поле f8 · черен топ на черно поле h8 · черна пешка на черно поле a7 · черна пешка на бяло поле b7 · черна пешка на бяло поле d7 · черен кон на черно поле e7 · черна пешка на бяло поле f7 · черна пешка на черно поле g7 · черна пешка на бяло поле h7 · черна пешка на бяло поле c6 · черен кон на черно поле f6 · бял офицер на бяло поле b5 · бял кон на черно поле e5 · бяла пешка на бяло поле e4 · бяла пешка на бяло поле d3 · бяла пешка на бяло поле a2 · бяла пешка на черно поле b2 · бяла пешка на бяло поле c2 · бяла пешка на черно поле f2 · бяла пешка на бяло поле g2 · бяла пешка на черно поле h2 · бял топ на черно поле a1 · бял кон на бяло поле b1 · бял офицер на черно поле c1 · бяла дама на бяло поле d1 · бял цар на черно поле e1 · бял топ на бяло поле h1 | 6 |
| 5 | черен топ на бяло поле a8 · черен офицер на бяло поле c8 · черна дама на черно поле d8 · черен цар на бяло поле e8 · черен офицер на черно поле f8 · черен топ на черно поле h8 · черна пешка на черно поле a7 · черна пешка на бяло поле b7 · черна пешка на бяло поле d7 · черен кон на черно поле e7 · черна пешка на бяло поле f7 · черна пешка на черно поле g7 · черна пешка на бяло поле h7 · черна пешка на бяло поле c6 · черен кон на черно поле f6 · бял офицер на бяло поле b5 · бял кон на черно поле e5 · бяла пешка на бяло поле e4 · бяла пешка на бяло поле d3 · бяла пешка на бяло поле a2 · бяла пешка на черно поле b2 · бяла пешка на бяло поле c2 · бяла пешка на черно поле f2 · бяла пешка на бяло поле g2 · бяла пешка на черно поле h2 · бял топ на черно поле a1 · бял кон на бяло поле b1 · бял офицер на черно поле c1 · бяла дама на бяло поле d1 · бял цар на черно поле e1 · бял топ на бяло поле h1 | черен топ на бяло поле a8 · черен офицер на бяло поле c8 · черна дама на черно поле d8 · черен цар на бяло поле e8 · черен офицер на черно поле f8 · черен топ на черно поле h8 · черна пешка на черно поле a7 · черна пешка на бяло поле b7 · черна пешка на бяло поле d7 · черен кон на черно поле e7 · черна пешка на бяло поле f7 · черна пешка на черно поле g7 · черна пешка на бяло поле h7 · черна пешка на бяло поле c6 · черен кон на черно поле f6 · бял офицер на бяло поле b5 · бял кон на черно поле e5 · бяла пешка на бяло поле e4 · бяла пешка на бяло поле d3 · бяла пешка на бяло поле a2 · бяла пешка на черно поле b2 · бяла пешка на бяло поле c2 · бяла пешка на черно поле f2 · бяла пешка на бяло поле g2 · бяла пешка на черно поле h2 · бял топ на черно поле a1 · бял кон на бяло поле b1 · бял офицер на черно поле c1 · бяла дама на бяло поле d1 · бял цар на черно поле e1 · бял топ на бяло поле h1 | черен топ на бяло поле a8 · черен офицер на бяло поле c8 · черна дама на черно поле d8 · черен цар на бяло поле e8 · черен офицер на черно поле f8 · черен топ на черно поле h8 · черна пешка на черно поле a7 · черна пешка на бяло поле b7 · черна пешка на бяло поле d7 · черен кон на черно поле e7 · черна пешка на бяло поле f7 · черна пешка на черно поле g7 · черна пешка на бяло поле h7 · черна пешка на бяло поле c6 · черен кон на черно поле f6 · бял офицер на бяло поле b5 · бял кон на черно поле e5 · бяла пешка на бяло поле e4 · бяла пешка на бяло поле d3 · бяла пешка на бяло поле a2 · бяла пешка на черно поле b2 · бяла пешка на бяло поле c2 · бяла пешка на черно поле f2 · бяла пешка на бяло поле g2 · бяла пешка на черно поле h2 · бял топ на черно поле a1 · бял кон на бяло поле b1 · бял офицер на черно поле c1 · бяла дама на бяло поле d1 · бял цар на черно поле e1 · бял топ на бяло поле h1 | черен топ на бяло поле a8 · черен офицер на бяло поле c8 · черна дама на черно поле d8 · черен цар на бяло поле e8 · черен офицер на черно поле f8 · черен топ на черно поле h8 · черна пешка на черно поле a7 · черна пешка на бяло поле b7 · черна пешка на бяло поле d7 · черен кон на черно поле e7 · черна пешка на бяло поле f7 · черна пешка на черно поле g7 · черна пешка на бяло поле h7 · черна пешка на бяло поле c6 · черен кон на черно поле f6 · бял офицер на бяло поле b5 · бял кон на черно поле e5 · бяла пешка на бяло поле e4 · бяла пешка на бяло поле d3 · бяла пешка на бяло поле a2 · бяла пешка на черно поле b2 · бяла пешка на бяло поле c2 · бяла пешка на черно поле f2 · бяла пешка на бяло поле g2 · бяла пешка на черно поле h2 · бял топ на черно поле a1 · бял кон на бяло поле b1 · бял офицер на черно поле c1 · бяла дама на бяло поле d1 · бял цар на черно поле e1 · бял топ на бяло поле h1 | черен топ на бяло поле a8 · черен офицер на бяло поле c8 · черна дама на черно поле d8 · черен цар на бяло поле e8 · черен офицер на черно поле f8 · черен топ на черно поле h8 · черна пешка на черно поле a7 · черна пешка на бяло поле b7 · черна пешка на бяло поле d7 · черен кон на черно поле e7 · черна пешка на бяло поле f7 · черна пешка на черно поле g7 · черна пешка на бяло поле h7 · черна пешка на бяло поле c6 · черен кон на черно поле f6 · бял офицер на бяло поле b5 · бял кон на черно поле e5 · бяла пешка на бяло поле e4 · бяла пешка на бяло поле d3 · бяла пешка на бяло поле a2 · бяла пешка на черно поле b2 · бяла пешка на бяло поле c2 · бяла пешка на черно поле f2 · бяла пешка на бяло поле g2 · бяла пешка на черно поле h2 · бял топ на черно поле a1 · бял кон на бяло поле b1 · бял офицер на черно поле c1 · бяла дама на бяло поле d1 · бял цар на черно поле e1 · бял топ на бяло поле h1 | черен топ на бяло поле a8 · черен офицер на бяло поле c8 · черна дама на черно поле d8 · черен цар на бяло поле e8 · черен офицер на черно поле f8 · черен топ на черно поле h8 · черна пешка на черно поле a7 · черна пешка на бяло поле b7 · черна пешка на бяло поле d7 · черен кон на черно поле e7 · черна пешка на бяло поле f7 · черна пешка на черно поле g7 · черна пешка на бяло поле h7 · черна пешка на бяло поле c6 · черен кон на черно поле f6 · бял офицер на бяло поле b5 · бял кон на черно поле e5 · бяла пешка на бяло поле e4 · бяла пешка на бяло поле d3 · бяла пешка на бяло поле a2 · бяла пешка на черно поле b2 · бяла пешка на бяло поле c2 · бяла пешка на черно поле f2 · бяла пешка на бяло поле g2 · бяла пешка на черно поле h2 · бял топ на черно поле a1 · бял кон на бяло поле b1 · бял офицер на черно поле c1 · бяла дама на бяло поле d1 · бял цар на черно поле e1 · бял топ на бяло поле h1 | черен топ на бяло поле a8 · черен офицер на бяло поле c8 · черна дама на черно поле d8 · черен цар на бяло поле e8 · черен офицер на черно поле f8 · черен топ на черно поле h8 · черна пешка на черно поле a7 · черна пешка на бяло поле b7 · черна пешка на бяло поле d7 · черен кон на черно поле e7 · черна пешка на бяло поле f7 · черна пешка на черно поле g7 · черна пешка на бяло поле h7 · черна пешка на бяло поле c6 · черен кон на черно поле f6 · бял офицер на бяло поле b5 · бял кон на черно поле e5 · бяла пешка на бяло поле e4 · бяла пешка на бяло поле d3 · бяла пешка на бяло поле a2 · бяла пешка на черно поле b2 · бяла пешка на бяло поле c2 · бяла пешка на черно поле f2 · бяла пешка на бяло поле g2 · бяла пешка на черно поле h2 · бял топ на черно поле a1 · бял кон на бяло поле b1 · бял офицер на черно поле c1 · бяла дама на бяло поле d1 · бял цар на черно поле e1 · бял топ на бяло поле h1 | черен топ на бяло поле a8 · черен офицер на бяло поле c8 · черна дама на черно поле d8 · черен цар на бяло поле e8 · черен офицер на черно поле f8 · черен топ на черно поле h8 · черна пешка на черно поле a7 · черна пешка на бяло поле b7 · черна пешка на бяло поле d7 · черен кон на черно поле e7 · черна пешка на бяло поле f7 · черна пешка на черно поле g7 · черна пешка на бяло поле h7 · черна пешка на бяло поле c6 · черен кон на черно поле f6 · бял офицер на бяло поле b5 · бял кон на черно поле e5 · бяла пешка на бяло поле e4 · бяла пешка на бяло поле d3 · бяла пешка на бяло поле a2 · бяла пешка на черно поле b2 · бяла пешка на бяло поле c2 · бяла пешка на черно поле f2 · бяла пешка на бяло поле g2 · бяла пешка на черно поле h2 · бял топ на черно поле a1 · бял кон на бяло поле b1 · бял офицер на черно поле c1 · бяла дама на бяло поле d1 · бял цар на черно поле e1 · бял топ на бяло поле h1 | 5 |
| 4 | черен топ на бяло поле a8 · черен офицер на бяло поле c8 · черна дама на черно поле d8 · черен цар на бяло поле e8 · черен офицер на черно поле f8 · черен топ на черно поле h8 · черна пешка на черно поле a7 · черна пешка на бяло поле b7 · черна пешка на бяло поле d7 · черен кон на черно поле e7 · черна пешка на бяло поле f7 · черна пешка на черно поле g7 · черна пешка на бяло поле h7 · черна пешка на бяло поле c6 · черен кон на черно поле f6 · бял офицер на бяло поле b5 · бял кон на черно поле e5 · бяла пешка на бяло поле e4 · бяла пешка на бяло поле d3 · бяла пешка на бяло поле a2 · бяла пешка на черно поле b2 · бяла пешка на бяло поле c2 · бяла пешка на черно поле f2 · бяла пешка на бяло поле g2 · бяла пешка на черно поле h2 · бял топ на черно поле a1 · бял кон на бяло поле b1 · бял офицер на черно поле c1 · бяла дама на бяло поле d1 · бял цар на черно поле e1 · бял топ на бяло поле h1 | черен топ на бяло поле a8 · черен офицер на бяло поле c8 · черна дама на черно поле d8 · черен цар на бяло поле e8 · черен офицер на черно поле f8 · черен топ на черно поле h8 · черна пешка на черно поле a7 · черна пешка на бяло поле b7 · черна пешка на бяло поле d7 · черен кон на черно поле e7 · черна пешка на бяло поле f7 · черна пешка на черно поле g7 · черна пешка на бяло поле h7 · черна пешка на бяло поле c6 · черен кон на черно поле f6 · бял офицер на бяло поле b5 · бял кон на черно поле e5 · бяла пешка на бяло поле e4 · бяла пешка на бяло поле d3 · бяла пешка на бяло поле a2 · бяла пешка на черно поле b2 · бяла пешка на бяло поле c2 · бяла пешка на черно поле f2 · бяла пешка на бяло поле g2 · бяла пешка на черно поле h2 · бял топ на черно поле a1 · бял кон на бяло поле b1 · бял офицер на черно поле c1 · бяла дама на бяло поле d1 · бял цар на черно поле e1 · бял топ на бяло поле h1 | черен топ на бяло поле a8 · черен офицер на бяло поле c8 · черна дама на черно поле d8 · черен цар на бяло поле e8 · черен офицер на черно поле f8 · черен топ на черно поле h8 · черна пешка на черно поле a7 · черна пешка на бяло поле b7 · черна пешка на бяло поле d7 · черен кон на черно поле e7 · черна пешка на бяло поле f7 · черна пешка на черно поле g7 · черна пешка на бяло поле h7 · черна пешка на бяло поле c6 · черен кон на черно поле f6 · бял офицер на бяло поле b5 · бял кон на черно поле e5 · бяла пешка на бяло поле e4 · бяла пешка на бяло поле d3 · бяла пешка на бяло поле a2 · бяла пешка на черно поле b2 · бяла пешка на бяло поле c2 · бяла пешка на черно поле f2 · бяла пешка на бяло поле g2 · бяла пешка на черно поле h2 · бял топ на черно поле a1 · бял кон на бяло поле b1 · бял офицер на черно поле c1 · бяла дама на бяло поле d1 · бял цар на черно поле e1 · бял топ на бяло поле h1 | черен топ на бяло поле a8 · черен офицер на бяло поле c8 · черна дама на черно поле d8 · черен цар на бяло поле e8 · черен офицер на черно поле f8 · черен топ на черно поле h8 · черна пешка на черно поле a7 · черна пешка на бяло поле b7 · черна пешка на бяло поле d7 · черен кон на черно поле e7 · черна пешка на бяло поле f7 · черна пешка на черно поле g7 · черна пешка на бяло поле h7 · черна пешка на бяло поле c6 · черен кон на черно поле f6 · бял офицер на бяло поле b5 · бял кон на черно поле e5 · бяла пешка на бяло поле e4 · бяла пешка на бяло поле d3 · бяла пешка на бяло поле a2 · бяла пешка на черно поле b2 · бяла пешка на бяло поле c2 · бяла пешка на черно поле f2 · бяла пешка на бяло поле g2 · бяла пешка на черно поле h2 · бял топ на черно поле a1 · бял кон на бяло поле b1 · бял офицер на черно поле c1 · бяла дама на бяло поле d1 · бял цар на черно поле e1 · бял топ на бяло поле h1 | черен топ на бяло поле a8 · черен офицер на бяло поле c8 · черна дама на черно поле d8 · черен цар на бяло поле e8 · черен офицер на черно поле f8 · черен топ на черно поле h8 · черна пешка на черно поле a7 · черна пешка на бяло поле b7 · черна пешка на бяло поле d7 · черен кон на черно поле e7 · черна пешка на бяло поле f7 · черна пешка на черно поле g7 · черна пешка на бяло поле h7 · черна пешка на бяло поле c6 · черен кон на черно поле f6 · бял офицер на бяло поле b5 · бял кон на черно поле e5 · бяла пешка на бяло поле e4 · бяла пешка на бяло поле d3 · бяла пешка на бяло поле a2 · бяла пешка на черно поле b2 · бяла пешка на бяло поле c2 · бяла пешка на черно поле f2 · бяла пешка на бяло поле g2 · бяла пешка на черно поле h2 · бял топ на черно поле a1 · бял кон на бяло поле b1 · бял офицер на черно поле c1 · бяла дама на бяло поле d1 · бял цар на черно поле e1 · бял топ на бяло поле h1 | черен топ на бяло поле a8 · черен офицер на бяло поле c8 · черна дама на черно поле d8 · черен цар на бяло поле e8 · черен офицер на черно поле f8 · черен топ на черно поле h8 · черна пешка на черно поле a7 · черна пешка на бяло поле b7 · черна пешка на бяло поле d7 · черен кон на черно поле e7 · черна пешка на бяло поле f7 · черна пешка на черно поле g7 · черна пешка на бяло поле h7 · черна пешка на бяло поле c6 · черен кон на черно поле f6 · бял офицер на бяло поле b5 · бял кон на черно поле e5 · бяла пешка на бяло поле e4 · бяла пешка на бяло поле d3 · бяла пешка на бяло поле a2 · бяла пешка на черно поле b2 · бяла пешка на бяло поле c2 · бяла пешка на черно поле f2 · бяла пешка на бяло поле g2 · бяла пешка на черно поле h2 · бял топ на черно поле a1 · бял кон на бяло поле b1 · бял офицер на черно поле c1 · бяла дама на бяло поле d1 · бял цар на черно поле e1 · бял топ на бяло поле h1 | черен топ на бяло поле a8 · черен офицер на бяло поле c8 · черна дама на черно поле d8 · черен цар на бяло поле e8 · черен офицер на черно поле f8 · черен топ на черно поле h8 · черна пешка на черно поле a7 · черна пешка на бяло поле b7 · черна пешка на бяло поле d7 · черен кон на черно поле e7 · черна пешка на бяло поле f7 · черна пешка на черно поле g7 · черна пешка на бяло поле h7 · черна пешка на бяло поле c6 · черен кон на черно поле f6 · бял офицер на бяло поле b5 · бял кон на черно поле e5 · бяла пешка на бяло поле e4 · бяла пешка на бяло поле d3 · бяла пешка на бяло поле a2 · бяла пешка на черно поле b2 · бяла пешка на бяло поле c2 · бяла пешка на черно поле f2 · бяла пешка на бяло поле g2 · бяла пешка на черно поле h2 · бял топ на черно поле a1 · бял кон на бяло поле b1 · бял офицер на черно поле c1 · бяла дама на бяло поле d1 · бял цар на черно поле e1 · бял топ на бяло поле h1 | черен топ на бяло поле a8 · черен офицер на бяло поле c8 · черна дама на черно поле d8 · черен цар на бяло поле e8 · черен офицер на черно поле f8 · черен топ на черно поле h8 · черна пешка на черно поле a7 · черна пешка на бяло поле b7 · черна пешка на бяло поле d7 · черен кон на черно поле e7 · черна пешка на бяло поле f7 · черна пешка на черно поле g7 · черна пешка на бяло поле h7 · черна пешка на бяло поле c6 · черен кон на черно поле f6 · бял офицер на бяло поле b5 · бял кон на черно поле e5 · бяла пешка на бяло поле e4 · бяла пешка на бяло поле d3 · бяла пешка на бяло поле a2 · бяла пешка на черно поле b2 · бяла пешка на бяло поле c2 · бяла пешка на черно поле f2 · бяла пешка на бяло поле g2 · бяла пешка на черно поле h2 · бял топ на черно поле a1 · бял кон на бяло поле b1 · бял офицер на черно поле c1 · бяла дама на бяло поле d1 · бял цар на черно поле e1 · бял топ на бяло поле h1 | 4 |
| 3 | черен топ на бяло поле a8 · черен офицер на бяло поле c8 · черна дама на черно поле d8 · черен цар на бяло поле e8 · черен офицер на черно поле f8 · черен топ на черно поле h8 · черна пешка на черно поле a7 · черна пешка на бяло поле b7 · черна пешка на бяло поле d7 · черен кон на черно поле e7 · черна пешка на бяло поле f7 · черна пешка на черно поле g7 · черна пешка на бяло поле h7 · черна пешка на бяло поле c6 · черен кон на черно поле f6 · бял офицер на бяло поле b5 · бял кон на черно поле e5 · бяла пешка на бяло поле e4 · бяла пешка на бяло поле d3 · бяла пешка на бяло поле a2 · бяла пешка на черно поле b2 · бяла пешка на бяло поле c2 · бяла пешка на черно поле f2 · бяла пешка на бяло поле g2 · бяла пешка на черно поле h2 · бял топ на черно поле a1 · бял кон на бяло поле b1 · бял офицер на черно поле c1 · бяла дама на бяло поле d1 · бял цар на черно поле e1 · бял топ на бяло поле h1 | черен топ на бяло поле a8 · черен офицер на бяло поле c8 · черна дама на черно поле d8 · черен цар на бяло поле e8 · черен офицер на черно поле f8 · черен топ на черно поле h8 · черна пешка на черно поле a7 · черна пешка на бяло поле b7 · черна пешка на бяло поле d7 · черен кон на черно поле e7 · черна пешка на бяло поле f7 · черна пешка на черно поле g7 · черна пешка на бяло поле h7 · черна пешка на бяло поле c6 · черен кон на черно поле f6 · бял офицер на бяло поле b5 · бял кон на черно поле e5 · бяла пешка на бяло поле e4 · бяла пешка на бяло поле d3 · бяла пешка на бяло поле a2 · бяла пешка на черно поле b2 · бяла пешка на бяло поле c2 · бяла пешка на черно поле f2 · бяла пешка на бяло поле g2 · бяла пешка на черно поле h2 · бял топ на черно поле a1 · бял кон на бяло поле b1 · бял офицер на черно поле c1 · бяла дама на бяло поле d1 · бял цар на черно поле e1 · бял топ на бяло поле h1 | черен топ на бяло поле a8 · черен офицер на бяло поле c8 · черна дама на черно поле d8 · черен цар на бяло поле e8 · черен офицер на черно поле f8 · черен топ на черно поле h8 · черна пешка на черно поле a7 · черна пешка на бяло поле b7 · черна пешка на бяло поле d7 · черен кон на черно поле e7 · черна пешка на бяло поле f7 · черна пешка на черно поле g7 · черна пешка на бяло поле h7 · черна пешка на бяло поле c6 · черен кон на черно поле f6 · бял офицер на бяло поле b5 · бял кон на черно поле e5 · бяла пешка на бяло поле e4 · бяла пешка на бяло поле d3 · бяла пешка на бяло поле a2 · бяла пешка на черно поле b2 · бяла пешка на бяло поле c2 · бяла пешка на черно поле f2 · бяла пешка на бяло поле g2 · бяла пешка на черно поле h2 · бял топ на черно поле a1 · бял кон на бяло поле b1 · бял офицер на черно поле c1 · бяла дама на бяло поле d1 · бял цар на черно поле e1 · бял топ на бяло поле h1 | черен топ на бяло поле a8 · черен офицер на бяло поле c8 · черна дама на черно поле d8 · черен цар на бяло поле e8 · черен офицер на черно поле f8 · черен топ на черно поле h8 · черна пешка на черно поле a7 · черна пешка на бяло поле b7 · черна пешка на бяло поле d7 · черен кон на черно поле e7 · черна пешка на бяло поле f7 · черна пешка на черно поле g7 · черна пешка на бяло поле h7 · черна пешка на бяло поле c6 · черен кон на черно поле f6 · бял офицер на бяло поле b5 · бял кон на черно поле e5 · бяла пешка на бяло поле e4 · бяла пешка на бяло поле d3 · бяла пешка на бяло поле a2 · бяла пешка на черно поле b2 · бяла пешка на бяло поле c2 · бяла пешка на черно поле f2 · бяла пешка на бяло поле g2 · бяла пешка на черно поле h2 · бял топ на черно поле a1 · бял кон на бяло поле b1 · бял офицер на черно поле c1 · бяла дама на бяло поле d1 · бял цар на черно поле e1 · бял топ на бяло поле h1 | черен топ на бяло поле a8 · черен офицер на бяло поле c8 · черна дама на черно поле d8 · черен цар на бяло поле e8 · черен офицер на черно поле f8 · черен топ на черно поле h8 · черна пешка на черно поле a7 · черна пешка на бяло поле b7 · черна пешка на бяло поле d7 · черен кон на черно поле e7 · черна пешка на бяло поле f7 · черна пешка на черно поле g7 · черна пешка на бяло поле h7 · черна пешка на бяло поле c6 · черен кон на черно поле f6 · бял офицер на бяло поле b5 · бял кон на черно поле e5 · бяла пешка на бяло поле e4 · бяла пешка на бяло поле d3 · бяла пешка на бяло поле a2 · бяла пешка на черно поле b2 · бяла пешка на бяло поле c2 · бяла пешка на черно поле f2 · бяла пешка на бяло поле g2 · бяла пешка на черно поле h2 · бял топ на черно поле a1 · бял кон на бяло поле b1 · бял офицер на черно поле c1 · бяла дама на бяло поле d1 · бял цар на черно поле e1 · бял топ на бяло поле h1 | черен топ на бяло поле a8 · черен офицер на бяло поле c8 · черна дама на черно поле d8 · черен цар на бяло поле e8 · черен офицер на черно поле f8 · черен топ на черно поле h8 · черна пешка на черно поле a7 · черна пешка на бяло поле b7 · черна пешка на бяло поле d7 · черен кон на черно поле e7 · черна пешка на бяло поле f7 · черна пешка на черно поле g7 · черна пешка на бяло поле h7 · черна пешка на бяло поле c6 · черен кон на черно поле f6 · бял офицер на бяло поле b5 · бял кон на черно поле e5 · бяла пешка на бяло поле e4 · бяла пешка на бяло поле d3 · бяла пешка на бяло поле a2 · бяла пешка на черно поле b2 · бяла пешка на бяло поле c2 · бяла пешка на черно поле f2 · бяла пешка на бяло поле g2 · бяла пешка на черно поле h2 · бял топ на черно поле a1 · бял кон на бяло поле b1 · бял офицер на черно поле c1 · бяла дама на бяло поле d1 · бял цар на черно поле e1 · бял топ на бяло поле h1 | черен топ на бяло поле a8 · черен офицер на бяло поле c8 · черна дама на черно поле d8 · черен цар на бяло поле e8 · черен офицер на черно поле f8 · черен топ на черно поле h8 · черна пешка на черно поле a7 · черна пешка на бяло поле b7 · черна пешка на бяло поле d7 · черен кон на черно поле e7 · черна пешка на бяло поле f7 · черна пешка на черно поле g7 · черна пешка на бяло поле h7 · черна пешка на бяло поле c6 · черен кон на черно поле f6 · бял офицер на бяло поле b5 · бял кон на черно поле e5 · бяла пешка на бяло поле e4 · бяла пешка на бяло поле d3 · бяла пешка на бяло поле a2 · бяла пешка на черно поле b2 · бяла пешка на бяло поле c2 · бяла пешка на черно поле f2 · бяла пешка на бяло поле g2 · бяла пешка на черно поле h2 · бял топ на черно поле a1 · бял кон на бяло поле b1 · бял офицер на черно поле c1 · бяла дама на бяло поле d1 · бял цар на черно поле e1 · бял топ на бяло поле h1 | черен топ на бяло поле a8 · черен офицер на бяло поле c8 · черна дама на черно поле d8 · черен цар на бяло поле e8 · черен офицер на черно поле f8 · черен топ на черно поле h8 · черна пешка на черно поле a7 · черна пешка на бяло поле b7 · черна пешка на бяло поле d7 · черен кон на черно поле e7 · черна пешка на бяло поле f7 · черна пешка на черно поле g7 · черна пешка на бяло поле h7 · черна пешка на бяло поле c6 · черен кон на черно поле f6 · бял офицер на бяло поле b5 · бял кон на черно поле e5 · бяла пешка на бяло поле e4 · бяла пешка на бяло поле d3 · бяла пешка на бяло поле a2 · бяла пешка на черно поле b2 · бяла пешка на бяло поле c2 · бяла пешка на черно поле f2 · бяла пешка на бяло поле g2 · бяла пешка на черно поле h2 · бял топ на черно поле a1 · бял кон на бяло поле b1 · бял офицер на черно поле c1 · бяла дама на бяло поле d1 · бял цар на черно поле e1 · бял топ на бяло поле h1 | 3 |
| 2 | черен топ на бяло поле a8 · черен офицер на бяло поле c8 · черна дама на черно поле d8 · черен цар на бяло поле e8 · черен офицер на черно поле f8 · черен топ на черно поле h8 · черна пешка на черно поле a7 · черна пешка на бяло поле b7 · черна пешка на бяло поле d7 · черен кон на черно поле e7 · черна пешка на бяло поле f7 · черна пешка на черно поле g7 · черна пешка на бяло поле h7 · черна пешка на бяло поле c6 · черен кон на черно поле f6 · бял офицер на бяло поле b5 · бял кон на черно поле e5 · бяла пешка на бяло поле e4 · бяла пешка на бяло поле d3 · бяла пешка на бяло поле a2 · бяла пешка на черно поле b2 · бяла пешка на бяло поле c2 · бяла пешка на черно поле f2 · бяла пешка на бяло поле g2 · бяла пешка на черно поле h2 · бял топ на черно поле a1 · бял кон на бяло поле b1 · бял офицер на черно поле c1 · бяла дама на бяло поле d1 · бял цар на черно поле e1 · бял топ на бяло поле h1 | черен топ на бяло поле a8 · черен офицер на бяло поле c8 · черна дама на черно поле d8 · черен цар на бяло поле e8 · черен офицер на черно поле f8 · черен топ на черно поле h8 · черна пешка на черно поле a7 · черна пешка на бяло поле b7 · черна пешка на бяло поле d7 · черен кон на черно поле e7 · черна пешка на бяло поле f7 · черна пешка на черно поле g7 · черна пешка на бяло поле h7 · черна пешка на бяло поле c6 · черен кон на черно поле f6 · бял офицер на бяло поле b5 · бял кон на черно поле e5 · бяла пешка на бяло поле e4 · бяла пешка на бяло поле d3 · бяла пешка на бяло поле a2 · бяла пешка на черно поле b2 · бяла пешка на бяло поле c2 · бяла пешка на черно поле f2 · бяла пешка на бяло поле g2 · бяла пешка на черно поле h2 · бял топ на черно поле a1 · бял кон на бяло поле b1 · бял офицер на черно поле c1 · бяла дама на бяло поле d1 · бял цар на черно поле e1 · бял топ на бяло поле h1 | черен топ на бяло поле a8 · черен офицер на бяло поле c8 · черна дама на черно поле d8 · черен цар на бяло поле e8 · черен офицер на черно поле f8 · черен топ на черно поле h8 · черна пешка на черно поле a7 · черна пешка на бяло поле b7 · черна пешка на бяло поле d7 · черен кон на черно поле e7 · черна пешка на бяло поле f7 · черна пешка на черно поле g7 · черна пешка на бяло поле h7 · черна пешка на бяло поле c6 · черен кон на черно поле f6 · бял офицер на бяло поле b5 · бял кон на черно поле e5 · бяла пешка на бяло поле e4 · бяла пешка на бяло поле d3 · бяла пешка на бяло поле a2 · бяла пешка на черно поле b2 · бяла пешка на бяло поле c2 · бяла пешка на черно поле f2 · бяла пешка на бяло поле g2 · бяла пешка на черно поле h2 · бял топ на черно поле a1 · бял кон на бяло поле b1 · бял офицер на черно поле c1 · бяла дама на бяло поле d1 · бял цар на черно поле e1 · бял топ на бяло поле h1 | черен топ на бяло поле a8 · черен офицер на бяло поле c8 · черна дама на черно поле d8 · черен цар на бяло поле e8 · черен офицер на черно поле f8 · черен топ на черно поле h8 · черна пешка на черно поле a7 · черна пешка на бяло поле b7 · черна пешка на бяло поле d7 · черен кон на черно поле e7 · черна пешка на бяло поле f7 · черна пешка на черно поле g7 · черна пешка на бяло поле h7 · черна пешка на бяло поле c6 · черен кон на черно поле f6 · бял офицер на бяло поле b5 · бял кон на черно поле e5 · бяла пешка на бяло поле e4 · бяла пешка на бяло поле d3 · бяла пешка на бяло поле a2 · бяла пешка на черно поле b2 · бяла пешка на бяло поле c2 · бяла пешка на черно поле f2 · бяла пешка на бяло поле g2 · бяла пешка на черно поле h2 · бял топ на черно поле a1 · бял кон на бяло поле b1 · бял офицер на черно поле c1 · бяла дама на бяло поле d1 · бял цар на черно поле e1 · бял топ на бяло поле h1 | черен топ на бяло поле a8 · черен офицер на бяло поле c8 · черна дама на черно поле d8 · черен цар на бяло поле e8 · черен офицер на черно поле f8 · черен топ на черно поле h8 · черна пешка на черно поле a7 · черна пешка на бяло поле b7 · черна пешка на бяло поле d7 · черен кон на черно поле e7 · черна пешка на бяло поле f7 · черна пешка на черно поле g7 · черна пешка на бяло поле h7 · черна пешка на бяло поле c6 · черен кон на черно поле f6 · бял офицер на бяло поле b5 · бял кон на черно поле e5 · бяла пешка на бяло поле e4 · бяла пешка на бяло поле d3 · бяла пешка на бяло поле a2 · бяла пешка на черно поле b2 · бяла пешка на бяло поле c2 · бяла пешка на черно поле f2 · бяла пешка на бяло поле g2 · бяла пешка на черно поле h2 · бял топ на черно поле a1 · бял кон на бяло поле b1 · бял офицер на черно поле c1 · бяла дама на бяло поле d1 · бял цар на черно поле e1 · бял топ на бяло поле h1 | черен топ на бяло поле a8 · черен офицер на бяло поле c8 · черна дама на черно поле d8 · черен цар на бяло поле e8 · черен офицер на черно поле f8 · черен топ на черно поле h8 · черна пешка на черно поле a7 · черна пешка на бяло поле b7 · черна пешка на бяло поле d7 · черен кон на черно поле e7 · черна пешка на бяло поле f7 · черна пешка на черно поле g7 · черна пешка на бяло поле h7 · черна пешка на бяло поле c6 · черен кон на черно поле f6 · бял офицер на бяло поле b5 · бял кон на черно поле e5 · бяла пешка на бяло поле e4 · бяла пешка на бяло поле d3 · бяла пешка на бяло поле a2 · бяла пешка на черно поле b2 · бяла пешка на бяло поле c2 · бяла пешка на черно поле f2 · бяла пешка на бяло поле g2 · бяла пешка на черно поле h2 · бял топ на черно поле a1 · бял кон на бяло поле b1 · бял офицер на черно поле c1 · бяла дама на бяло поле d1 · бял цар на черно поле e1 · бял топ на бяло поле h1 | черен топ на бяло поле a8 · черен офицер на бяло поле c8 · черна дама на черно поле d8 · черен цар на бяло поле e8 · черен офицер на черно поле f8 · черен топ на черно поле h8 · черна пешка на черно поле a7 · черна пешка на бяло поле b7 · черна пешка на бяло поле d7 · черен кон на черно поле e7 · черна пешка на бяло поле f7 · черна пешка на черно поле g7 · черна пешка на бяло поле h7 · черна пешка на бяло поле c6 · черен кон на черно поле f6 · бял офицер на бяло поле b5 · бял кон на черно поле e5 · бяла пешка на бяло поле e4 · бяла пешка на бяло поле d3 · бяла пешка на бяло поле a2 · бяла пешка на черно поле b2 · бяла пешка на бяло поле c2 · бяла пешка на черно поле f2 · бяла пешка на бяло поле g2 · бяла пешка на черно поле h2 · бял топ на черно поле a1 · бял кон на бяло поле b1 · бял офицер на черно поле c1 · бяла дама на бяло поле d1 · бял цар на черно поле e1 · бял топ на бяло поле h1 | черен топ на бяло поле a8 · черен офицер на бяло поле c8 · черна дама на черно поле d8 · черен цар на бяло поле e8 · черен офицер на черно поле f8 · черен топ на черно поле h8 · черна пешка на черно поле a7 · черна пешка на бяло поле b7 · черна пешка на бяло поле d7 · черен кон на черно поле e7 · черна пешка на бяло поле f7 · черна пешка на черно поле g7 · черна пешка на бяло поле h7 · черна пешка на бяло поле c6 · черен кон на черно поле f6 · бял офицер на бяло поле b5 · бял кон на черно поле e5 · бяла пешка на бяло поле e4 · бяла пешка на бяло поле d3 · бяла пешка на бяло поле a2 · бяла пешка на черно поле b2 · бяла пешка на бяло поле c2 · бяла пешка на черно поле f2 · бяла пешка на бяло поле g2 · бяла пешка на черно поле h2 · бял топ на черно поле a1 · бял кон на бяло поле b1 · бял офицер на черно поле c1 · бяла дама на бяло поле d1 · бял цар на черно поле e1 · бял топ на бяло поле h1 | 2 |
| 1 | черен топ на бяло поле a8 · черен офицер на бяло поле c8 · черна дама на черно поле d8 · черен цар на бяло поле e8 · черен офицер на черно поле f8 · черен топ на черно поле h8 · черна пешка на черно поле a7 · черна пешка на бяло поле b7 · черна пешка на бяло поле d7 · черен кон на черно поле e7 · черна пешка на бяло поле f7 · черна пешка на черно поле g7 · черна пешка на бяло поле h7 · черна пешка на бяло поле c6 · черен кон на черно поле f6 · бял офицер на бяло поле b5 · бял кон на черно поле e5 · бяла пешка на бяло поле e4 · бяла пешка на бяло поле d3 · бяла пешка на бяло поле a2 · бяла пешка на черно поле b2 · бяла пешка на бяло поле c2 · бяла пешка на черно поле f2 · бяла пешка на бяло поле g2 · бяла пешка на черно поле h2 · бял топ на черно поле a1 · бял кон на бяло поле b1 · бял офицер на черно поле c1 · бяла дама на бяло поле d1 · бял цар на черно поле e1 · бял топ на бяло поле h1 | черен топ на бяло поле a8 · черен офицер на бяло поле c8 · черна дама на черно поле d8 · черен цар на бяло поле e8 · черен офицер на черно поле f8 · черен топ на черно поле h8 · черна пешка на черно поле a7 · черна пешка на бяло поле b7 · черна пешка на бяло поле d7 · черен кон на черно поле e7 · черна пешка на бяло поле f7 · черна пешка на черно поле g7 · черна пешка на бяло поле h7 · черна пешка на бяло поле c6 · черен кон на черно поле f6 · бял офицер на бяло поле b5 · бял кон на черно поле e5 · бяла пешка на бяло поле e4 · бяла пешка на бяло поле d3 · бяла пешка на бяло поле a2 · бяла пешка на черно поле b2 · бяла пешка на бяло поле c2 · бяла пешка на черно поле f2 · бяла пешка на бяло поле g2 · бяла пешка на черно поле h2 · бял топ на черно поле a1 · бял кон на бяло поле b1 · бял офицер на черно поле c1 · бяла дама на бяло поле d1 · бял цар на черно поле e1 · бял топ на бяло поле h1 | черен топ на бяло поле a8 · черен офицер на бяло поле c8 · черна дама на черно поле d8 · черен цар на бяло поле e8 · черен офицер на черно поле f8 · черен топ на черно поле h8 · черна пешка на черно поле a7 · черна пешка на бяло поле b7 · черна пешка на бяло поле d7 · черен кон на черно поле e7 · черна пешка на бяло поле f7 · черна пешка на черно поле g7 · черна пешка на бяло поле h7 · черна пешка на бяло поле c6 · черен кон на черно поле f6 · бял офицер на бяло поле b5 · бял кон на черно поле e5 · бяла пешка на бяло поле e4 · бяла пешка на бяло поле d3 · бяла пешка на бяло поле a2 · бяла пешка на черно поле b2 · бяла пешка на бяло поле c2 · бяла пешка на черно поле f2 · бяла пешка на бяло поле g2 · бяла пешка на черно поле h2 · бял топ на черно поле a1 · бял кон на бяло поле b1 · бял офицер на черно поле c1 · бяла дама на бяло поле d1 · бял цар на черно поле e1 · бял топ на бяло поле h1 | черен топ на бяло поле a8 · черен офицер на бяло поле c8 · черна дама на черно поле d8 · черен цар на бяло поле e8 · черен офицер на черно поле f8 · черен топ на черно поле h8 · черна пешка на черно поле a7 · черна пешка на бяло поле b7 · черна пешка на бяло поле d7 · черен кон на черно поле e7 · черна пешка на бяло поле f7 · черна пешка на черно поле g7 · черна пешка на бяло поле h7 · черна пешка на бяло поле c6 · черен кон на черно поле f6 · бял офицер на бяло поле b5 · бял кон на черно поле e5 · бяла пешка на бяло поле e4 · бяла пешка на бяло поле d3 · бяла пешка на бяло поле a2 · бяла пешка на черно поле b2 · бяла пешка на бяло поле c2 · бяла пешка на черно поле f2 · бяла пешка на бяло поле g2 · бяла пешка на черно поле h2 · бял топ на черно поле a1 · бял кон на бяло поле b1 · бял офицер на черно поле c1 · бяла дама на бяло поле d1 · бял цар на черно поле e1 · бял топ на бяло поле h1 | черен топ на бяло поле a8 · черен офицер на бяло поле c8 · черна дама на черно поле d8 · черен цар на бяло поле e8 · черен офицер на черно поле f8 · черен топ на черно поле h8 · черна пешка на черно поле a7 · черна пешка на бяло поле b7 · черна пешка на бяло поле d7 · черен кон на черно поле e7 · черна пешка на бяло поле f7 · черна пешка на черно поле g7 · черна пешка на бяло поле h7 · черна пешка на бяло поле c6 · черен кон на черно поле f6 · бял офицер на бяло поле b5 · бял кон на черно поле e5 · бяла пешка на бяло поле e4 · бяла пешка на бяло поле d3 · бяла пешка на бяло поле a2 · бяла пешка на черно поле b2 · бяла пешка на бяло поле c2 · бяла пешка на черно поле f2 · бяла пешка на бяло поле g2 · бяла пешка на черно поле h2 · бял топ на черно поле a1 · бял кон на бяло поле b1 · бял офицер на черно поле c1 · бяла дама на бяло поле d1 · бял цар на черно поле e1 · бял топ на бяло поле h1 | черен топ на бяло поле a8 · черен офицер на бяло поле c8 · черна дама на черно поле d8 · черен цар на бяло поле e8 · черен офицер на черно поле f8 · черен топ на черно поле h8 · черна пешка на черно поле a7 · черна пешка на бяло поле b7 · черна пешка на бяло поле d7 · черен кон на черно поле e7 · черна пешка на бяло поле f7 · черна пешка на черно поле g7 · черна пешка на бяло поле h7 · черна пешка на бяло поле c6 · черен кон на черно поле f6 · бял офицер на бяло поле b5 · бял кон на черно поле e5 · бяла пешка на бяло поле e4 · бяла пешка на бяло поле d3 · бяла пешка на бяло поле a2 · бяла пешка на черно поле b2 · бяла пешка на бяло поле c2 · бяла пешка на черно поле f2 · бяла пешка на бяло поле g2 · бяла пешка на черно поле h2 · бял топ на черно поле a1 · бял кон на бяло поле b1 · бял офицер на черно поле c1 · бяла дама на бяло поле d1 · бял цар на черно поле e1 · бял топ на бяло поле h1 | черен топ на бяло поле a8 · черен офицер на бяло поле c8 · черна дама на черно поле d8 · черен цар на бяло поле e8 · черен офицер на черно поле f8 · черен топ на черно поле h8 · черна пешка на черно поле a7 · черна пешка на бяло поле b7 · черна пешка на бяло поле d7 · черен кон на черно поле e7 · черна пешка на бяло поле f7 · черна пешка на черно поле g7 · черна пешка на бяло поле h7 · черна пешка на бяло поле c6 · черен кон на черно поле f6 · бял офицер на бяло поле b5 · бял кон на черно поле e5 · бяла пешка на бяло поле e4 · бяла пешка на бяло поле d3 · бяла пешка на бяло поле a2 · бяла пешка на черно поле b2 · бяла пешка на бяло поле c2 · бяла пешка на черно поле f2 · бяла пешка на бяло поле g2 · бяла пешка на черно поле h2 · бял топ на черно поле a1 · бял кон на бяло поле b1 · бял офицер на черно поле c1 · бяла дама на бяло поле d1 · бял цар на черно поле e1 · бял топ на бяло поле h1 | черен топ на бяло поле a8 · черен офицер на бяло поле c8 · черна дама на черно поле d8 · черен цар на бяло поле e8 · черен офицер на черно поле f8 · черен топ на черно поле h8 · черна пешка на черно поле a7 · черна пешка на бяло поле b7 · черна пешка на бяло поле d7 · черен кон на черно поле e7 · черна пешка на бяло поле f7 · черна пешка на черно поле g7 · черна пешка на бяло поле h7 · черна пешка на бяло поле c6 · черен кон на черно поле f6 · бял офицер на бяло поле b5 · бял кон на черно поле e5 · бяла пешка на бяло поле e4 · бяла пешка на бяло поле d3 · бяла пешка на бяло поле a2 · бяла пешка на черно поле b2 · бяла пешка на бяло поле c2 · бяла пешка на черно поле f2 · бяла пешка на бяло поле g2 · бяла пешка на черно поле h2 · бял топ на черно поле a1 · бял кон на бяло поле b1 · бял офицер на черно поле c1 · бяла дама на бяло поле d1 · бял цар на черно поле e1 · бял топ на бяло поле h1 | 1 |
|   | a | b | c | d | e | f | g | h |   |

- C65 1. e4 e5 2. Kf3 Kc6 3. Ob5 Kf6 4. d3 (d4) – Берлинска защита с 4. d3 или d4:
  - 1. e4 e5 2. Kf3 Kc6 3. Ob5 Kf6 4. d3 – Анти-Берлин (основен вариант на Берлинската защита). Вилхелм Щайниц, като световен шампион, постига много впечатляващи победи, използвайки този ход.[12] Обичайният отговор за черните е 4. … d6 и 4. … Оc5, като последният е по-популярен, на който белите отговарят с 5. 0-0, 5. О:c6 и 5. c3. Черните могат също да отговорят на 4. d3 със защитата на Мортимър 4. … Кe7, създавайки Капан на Мортимър 5. К:e5 c6!. При 6. Оа4 Да5+ белите губят офицера, а при 6. Ос4 Да5+ – коня.
  - 1. e4 e5 2. Kf3 Kc6 3. Ob5 Kf6 4. d4 К:e4 5. 0-0 Кd6 6. O:c6 d:c6 7. d:e5 Кf5 8. Д:d8+ Ц:d8 – Берлински ендшпил.
- C66 1. e4 e5 2. Kf3 Kc6 3. Ob5 Kf6 4. 0-0 d6 – Берлинска защита с 4. 0-0 d6.
- C67 1. e4 e5 2. Kf3 Kc6 3. Ob5 Kf6 4. 0-0 К:е4 – Берлинска защита, Открити варианти.

### Испанска партия с хода3. ... а6
Най-често играният трети ход за черните е 3. ... a6, известен като Защита Морфи, който принуждава белите да решат дали да оттеглят офицера или да го разменят за коня на черните. По този начин Защитата Морфи „поставя въпроса“ на белия офицер, традиционна употреба, която Лари Еванс приписва на Арон Нимцович. Основният момент на 3. ... a6 е, че след общото отстъпление 4.Оa4 черните ще имат възможността да избягнат бъдеща свръзка на дамския кон, като играят ...b5. Белите трябва да внимават да не попаднат в капана на Ноевия ковчег, в който черните хващат царския офицер на белите на полето b3 с пешечните напредъци на дамския фланг ...a6, ...b5 и ...c4. Ерколе дел Рио, в своя трактат от 1750 г. „Sopra il giuoco degli Scacchi, Osservazioni pratiche dell'anonimo Modenese“ („Върху играта шах, практически наблюдения от анонимен Моденец“), е първият автор, който споменава хода 3. ...a6. Ходът става популярен, след като е изигран от Пол Морфи и е кръстен на него. Влиятелният шахматист по това време Вилхелм Щайниц, обаче не одобрява хода; през 1889 г. той пише: „по принцип това би трябвало да е неизгодно, тъй като отвежда офицера накъдето иска“. Мнението на Щайниц обаче не надделява; 3. ...a6 се играе в над 65 % от всички Испански партии.
C68–C69 1. e4 e5 2. Kf3 Kc6 3. Ob5 a6 4. О:c6 – Разменен вариант. Белите увреждат пешечната структура на черните, имат пешечно мнозинство на царския фланг и се опитват да го използват в ендшпила, печелейки готов дългосрочен план за игра d4 e:d4 Д:d4, последвано от размяна на всички фигури и спечелване на чист пешечен завършек. Макс Еве определя чистия пешечен завършек в тази позиция (с премахнати всички фигури с изключение на царете) като победа за белите. Черните обаче получават добра компенсация под формата на два офицера, което е предимство в средната част на играта. Затова вариантът не се счита за най-добрия за белите, въпреки че бившите световни шампиони Емануел Ласкер и Роберт Фишер са го използвали с успех. В края на XIX и началото на XX век Емануел Ласкер има голям успех с 5. d4 e:d4 6.Д:d4 Д:d4 7.К:d4, най-вече с известната си победа срещу Хосе Раул Капабланка в шахматния турнир в Санкт Петербург през 1914 г. Оттогава са разработени по-добри защити за черните и се смята, че тази линия леко облагодетелства черните. Джон Джейкъбс пише в „Шахматен живот“ от юли 2005 г. (стр. 21): „Търсене в базата данни (ограничено до партии, по-дълги от 20 хода, и двамата играчи са с ЕЛО 2300+) разкрива позицията след достигане на 7.К:d4 20 пъти от 1985 до 2002 г. Резултатите на белите са ужасни: +0, −7, =13.“
Ендшпилът на разменния вариант на Испанската партия е може би най-задълбочено проучен.
- C68 1. e4 e5 2. Kf3 Kc6 3. Ob5 a6 4. О:c6 d:c6 (b:c6) – Разменен вариант с 4. ... d:c6 или b:c6 без 5. 0-0:
  - 1. e4 e5 2. Kf3 Kc6 3. Ob5 a6 4. О:c6 d:c6 5. d4 e:d4 6. Д:d4 Д:d4 7. К:d4 Оd7 – Вариант Алехин.
  - 1. e4 e5 2. Kf3 Kc6 3. Ob5 a6 4. О:c6 d:c6 5. Кс3 – Вариант Керес. След 5. Кc3 черните обикновено играят 5. ... f6, за да защитят пешката e. Забележителна партия е Адхибан Башкаран – Хикару Накамура от Световното първенство на ФИДЕ през 2013 г.[18]

    - 1. e4 e5 2. Kf3 Kc6 3. Ob5 a6 4. О:c6 d:c6 5. Кс3 f6 6. d3 – Вариант Романовски.
- C69 1. e4 e5 2. Kf3 Kc6 3. Ob5 a6 4. О:c6 d:c6 – Разменен вариант с 4. ... d:c6 и 5. 0-0. Тази гъвкава система понякога се нарича Вариант Барендрегт, на името на холандския майстор Йохан Барендрегт (1924 – 1982), който често я е играл и е оказал влияние върху развитието на теорията на линията. Фишер я развива в сериозно оръжие през 60-те години на ХХ век. За разлика от 5. d4, тя принуждава черните да защитават пешката e, обикновено с 5...f6, 5...Дd6, 5...Дf6, 5...Дe7, 5...Оg4 или 5...Оd6. Някои други изиграни ходове са 5...Кe7, 5...Оe7 и 5...Оe6. Ходът ...Дd4, връщайки пешката на e4, обикновено е невъзможен в тези варианти, след като белите са направили рокада, поради откритата линия e.

- 5. … f6 – Вариант Глигорич. Забележителни партии са Фишер–Портиш, и Фишер–Глигорич, и двете играни на 17-та шахматна олимпиада в Хавана през 1966 г.
- 5. … Дd6 – Вариант Бронщайн. Най-острият вариант, подготвящ рокада на дамския фланг.
- 5. … Оg4 6. h3 h5 – Гамбит Алапин.
- 5. … Кe7, 5. … Оe7 и 5. … Оe6. Идеята зад тези три хода е, че ако белите играят 6. К:e5, черните играят 6. … Дd4, разклонявайки удар върху коня и пешката e4.

- C70 1. e4 e5 2. Kf3 Kc6 3. Ob5 a6 4. Oa4 – редки варианти, при които белите могат също да забавят размяната за един или два хода:

- 4. … Оc5 – Отложена класическа защита (Система Мьолер). Класическата защита с отложен ход и Грацския вариант на защита комбинират 3...a6 с активния ход ...Оc5. В продължение на век се е смятало, че е по-безопасно за черните да поставят офицера на e7, но е много по-активно на c5. Белите могат да спечелят време, като играят c3 и d4, тъй като черният офицер ще трябва да се движи, но това не винаги изглежда толкова важно, колкото се е смятало някога.

Системата на Мьолер вече е стара линия през 1903 г., когато Йорген Мьолер (1873–1944) я анализира в „Tidskrift för Schack“. Александър Алехин играе това за черните в ранната част на кариерата си; въпреки неговата подкрепа, то никога не постига голяма популярност и дори той в крайна сметка започва да го смята за съмнително.
- 4. … f5 – Отложен гамбит Яниш или Отложен гамбит на Яниш – Шлиман. Среща се  рядко, като на практика единствените му изяви на най-високо ниво са на финала на кандидатите през 1974 г., когато Виктор Корчной го използва, за да завърши наравно срещу Анатолий Карпов, и от Рамешбабу́ Прагнанàндха, който печели срещу Видит Гуджрати на турнира на кандидатите през 2024 г. Счита се за по-лош от обикновения гамбит Яниш, тъй като белите могат да отговорят ефективно с 5. d4!, а сега и 5. … e:d4 6. e5, и 5. … f:e4 6. K:e5 K:e5 7. d:e5 водят до предимство за белите.
- 4. … Кf6 5. О:c6 или 5. 0-0 Оe7 6. О:c6 – Отложена размяна. На пръв поглед това изглежда загуба на време, но след като черните са изиграли ...Кf6, те изключват защитата на пешката с ...f6, а офицерът вече е на e7, което означава, че ...Оd6 би било загуба на темпо.
- 4. … Кge7 – Отложена защита Козио.
- 4. … g6 – Отложена защита Фианчето.
- 4. … Ксe7, 4. … Кd4, 4. … Оb4.
- 4. … b5 5. Оb3:

- 5. … Оc5 – Грацски вариант (Защита Грац). Използва същия ход като Системата на Мьолер. Анализиран е от Алоис Финк (р. 1910 г.) в Österreichische Schachzeitung през 1956 г. и във Wiener Schach Nachrichten през 1979 г., но става популярна едва през 90-те години на XX век.
- 5. … Оb7 – Вариант Каро.

|   | a | b | c | d | e | f | g | h |   |
| 8 | черен топ на бяло поле a8 · черен офицер на бяло поле c8 · черна дама на черно поле d8 · черен цар на бяло поле e8 · черен офицер на черно поле f8 · черен кон на бяло поле g8 · черен топ на черно поле h8 · черна пешка на черно поле c7 · черна пешка на бяло поле d7 · черна пешка на бяло поле f7 · черна пешка на черно поле g7 · черна пешка на бяло поле h7 · черна пешка на бяло поле a6 · черен кон на черно поле a5 · черна пешка на бяло поле b5 · черна пешка на черно поле e5 · бяла пешка на бяло поле e4 · бял офицер на бяло поле b3 · бял кон на бяло поле f3 · бяла пешка на бяло поле a2 · бяла пешка на черно поле b2 · бяла пешка на бяло поле c2 · бяла пешка на черно поле d2 · бяла пешка на черно поле f2 · бяла пешка на бяло поле g2 · бяла пешка на черно поле h2 · бял топ на черно поле a1 · бял кон на бяло поле b1 · бял офицер на черно поле c1 · бяла дама на бяло поле d1 · бял цар на черно поле e1 · бял топ на бяло поле h1 | черен топ на бяло поле a8 · черен офицер на бяло поле c8 · черна дама на черно поле d8 · черен цар на бяло поле e8 · черен офицер на черно поле f8 · черен кон на бяло поле g8 · черен топ на черно поле h8 · черна пешка на черно поле c7 · черна пешка на бяло поле d7 · черна пешка на бяло поле f7 · черна пешка на черно поле g7 · черна пешка на бяло поле h7 · черна пешка на бяло поле a6 · черен кон на черно поле a5 · черна пешка на бяло поле b5 · черна пешка на черно поле e5 · бяла пешка на бяло поле e4 · бял офицер на бяло поле b3 · бял кон на бяло поле f3 · бяла пешка на бяло поле a2 · бяла пешка на черно поле b2 · бяла пешка на бяло поле c2 · бяла пешка на черно поле d2 · бяла пешка на черно поле f2 · бяла пешка на бяло поле g2 · бяла пешка на черно поле h2 · бял топ на черно поле a1 · бял кон на бяло поле b1 · бял офицер на черно поле c1 · бяла дама на бяло поле d1 · бял цар на черно поле e1 · бял топ на бяло поле h1 | черен топ на бяло поле a8 · черен офицер на бяло поле c8 · черна дама на черно поле d8 · черен цар на бяло поле e8 · черен офицер на черно поле f8 · черен кон на бяло поле g8 · черен топ на черно поле h8 · черна пешка на черно поле c7 · черна пешка на бяло поле d7 · черна пешка на бяло поле f7 · черна пешка на черно поле g7 · черна пешка на бяло поле h7 · черна пешка на бяло поле a6 · черен кон на черно поле a5 · черна пешка на бяло поле b5 · черна пешка на черно поле e5 · бяла пешка на бяло поле e4 · бял офицер на бяло поле b3 · бял кон на бяло поле f3 · бяла пешка на бяло поле a2 · бяла пешка на черно поле b2 · бяла пешка на бяло поле c2 · бяла пешка на черно поле d2 · бяла пешка на черно поле f2 · бяла пешка на бяло поле g2 · бяла пешка на черно поле h2 · бял топ на черно поле a1 · бял кон на бяло поле b1 · бял офицер на черно поле c1 · бяла дама на бяло поле d1 · бял цар на черно поле e1 · бял топ на бяло поле h1 | черен топ на бяло поле a8 · черен офицер на бяло поле c8 · черна дама на черно поле d8 · черен цар на бяло поле e8 · черен офицер на черно поле f8 · черен кон на бяло поле g8 · черен топ на черно поле h8 · черна пешка на черно поле c7 · черна пешка на бяло поле d7 · черна пешка на бяло поле f7 · черна пешка на черно поле g7 · черна пешка на бяло поле h7 · черна пешка на бяло поле a6 · черен кон на черно поле a5 · черна пешка на бяло поле b5 · черна пешка на черно поле e5 · бяла пешка на бяло поле e4 · бял офицер на бяло поле b3 · бял кон на бяло поле f3 · бяла пешка на бяло поле a2 · бяла пешка на черно поле b2 · бяла пешка на бяло поле c2 · бяла пешка на черно поле d2 · бяла пешка на черно поле f2 · бяла пешка на бяло поле g2 · бяла пешка на черно поле h2 · бял топ на черно поле a1 · бял кон на бяло поле b1 · бял офицер на черно поле c1 · бяла дама на бяло поле d1 · бял цар на черно поле e1 · бял топ на бяло поле h1 | черен топ на бяло поле a8 · черен офицер на бяло поле c8 · черна дама на черно поле d8 · черен цар на бяло поле e8 · черен офицер на черно поле f8 · черен кон на бяло поле g8 · черен топ на черно поле h8 · черна пешка на черно поле c7 · черна пешка на бяло поле d7 · черна пешка на бяло поле f7 · черна пешка на черно поле g7 · черна пешка на бяло поле h7 · черна пешка на бяло поле a6 · черен кон на черно поле a5 · черна пешка на бяло поле b5 · черна пешка на черно поле e5 · бяла пешка на бяло поле e4 · бял офицер на бяло поле b3 · бял кон на бяло поле f3 · бяла пешка на бяло поле a2 · бяла пешка на черно поле b2 · бяла пешка на бяло поле c2 · бяла пешка на черно поле d2 · бяла пешка на черно поле f2 · бяла пешка на бяло поле g2 · бяла пешка на черно поле h2 · бял топ на черно поле a1 · бял кон на бяло поле b1 · бял офицер на черно поле c1 · бяла дама на бяло поле d1 · бял цар на черно поле e1 · бял топ на бяло поле h1 | черен топ на бяло поле a8 · черен офицер на бяло поле c8 · черна дама на черно поле d8 · черен цар на бяло поле e8 · черен офицер на черно поле f8 · черен кон на бяло поле g8 · черен топ на черно поле h8 · черна пешка на черно поле c7 · черна пешка на бяло поле d7 · черна пешка на бяло поле f7 · черна пешка на черно поле g7 · черна пешка на бяло поле h7 · черна пешка на бяло поле a6 · черен кон на черно поле a5 · черна пешка на бяло поле b5 · черна пешка на черно поле e5 · бяла пешка на бяло поле e4 · бял офицер на бяло поле b3 · бял кон на бяло поле f3 · бяла пешка на бяло поле a2 · бяла пешка на черно поле b2 · бяла пешка на бяло поле c2 · бяла пешка на черно поле d2 · бяла пешка на черно поле f2 · бяла пешка на бяло поле g2 · бяла пешка на черно поле h2 · бял топ на черно поле a1 · бял кон на бяло поле b1 · бял офицер на черно поле c1 · бяла дама на бяло поле d1 · бял цар на черно поле e1 · бял топ на бяло поле h1 | черен топ на бяло поле a8 · черен офицер на бяло поле c8 · черна дама на черно поле d8 · черен цар на бяло поле e8 · черен офицер на черно поле f8 · черен кон на бяло поле g8 · черен топ на черно поле h8 · черна пешка на черно поле c7 · черна пешка на бяло поле d7 · черна пешка на бяло поле f7 · черна пешка на черно поле g7 · черна пешка на бяло поле h7 · черна пешка на бяло поле a6 · черен кон на черно поле a5 · черна пешка на бяло поле b5 · черна пешка на черно поле e5 · бяла пешка на бяло поле e4 · бял офицер на бяло поле b3 · бял кон на бяло поле f3 · бяла пешка на бяло поле a2 · бяла пешка на черно поле b2 · бяла пешка на бяло поле c2 · бяла пешка на черно поле d2 · бяла пешка на черно поле f2 · бяла пешка на бяло поле g2 · бяла пешка на черно поле h2 · бял топ на черно поле a1 · бял кон на бяло поле b1 · бял офицер на черно поле c1 · бяла дама на бяло поле d1 · бял цар на черно поле e1 · бял топ на бяло поле h1 | черен топ на бяло поле a8 · черен офицер на бяло поле c8 · черна дама на черно поле d8 · черен цар на бяло поле e8 · черен офицер на черно поле f8 · черен кон на бяло поле g8 · черен топ на черно поле h8 · черна пешка на черно поле c7 · черна пешка на бяло поле d7 · черна пешка на бяло поле f7 · черна пешка на черно поле g7 · черна пешка на бяло поле h7 · черна пешка на бяло поле a6 · черен кон на черно поле a5 · черна пешка на бяло поле b5 · черна пешка на черно поле e5 · бяла пешка на бяло поле e4 · бял офицер на бяло поле b3 · бял кон на бяло поле f3 · бяла пешка на бяло поле a2 · бяла пешка на черно поле b2 · бяла пешка на бяло поле c2 · бяла пешка на черно поле d2 · бяла пешка на черно поле f2 · бяла пешка на бяло поле g2 · бяла пешка на черно поле h2 · бял топ на черно поле a1 · бял кон на бяло поле b1 · бял офицер на черно поле c1 · бяла дама на бяло поле d1 · бял цар на черно поле e1 · бял топ на бяло поле h1 | 8 |
| 7 | черен топ на бяло поле a8 · черен офицер на бяло поле c8 · черна дама на черно поле d8 · черен цар на бяло поле e8 · черен офицер на черно поле f8 · черен кон на бяло поле g8 · черен топ на черно поле h8 · черна пешка на черно поле c7 · черна пешка на бяло поле d7 · черна пешка на бяло поле f7 · черна пешка на черно поле g7 · черна пешка на бяло поле h7 · черна пешка на бяло поле a6 · черен кон на черно поле a5 · черна пешка на бяло поле b5 · черна пешка на черно поле e5 · бяла пешка на бяло поле e4 · бял офицер на бяло поле b3 · бял кон на бяло поле f3 · бяла пешка на бяло поле a2 · бяла пешка на черно поле b2 · бяла пешка на бяло поле c2 · бяла пешка на черно поле d2 · бяла пешка на черно поле f2 · бяла пешка на бяло поле g2 · бяла пешка на черно поле h2 · бял топ на черно поле a1 · бял кон на бяло поле b1 · бял офицер на черно поле c1 · бяла дама на бяло поле d1 · бял цар на черно поле e1 · бял топ на бяло поле h1 | черен топ на бяло поле a8 · черен офицер на бяло поле c8 · черна дама на черно поле d8 · черен цар на бяло поле e8 · черен офицер на черно поле f8 · черен кон на бяло поле g8 · черен топ на черно поле h8 · черна пешка на черно поле c7 · черна пешка на бяло поле d7 · черна пешка на бяло поле f7 · черна пешка на черно поле g7 · черна пешка на бяло поле h7 · черна пешка на бяло поле a6 · черен кон на черно поле a5 · черна пешка на бяло поле b5 · черна пешка на черно поле e5 · бяла пешка на бяло поле e4 · бял офицер на бяло поле b3 · бял кон на бяло поле f3 · бяла пешка на бяло поле a2 · бяла пешка на черно поле b2 · бяла пешка на бяло поле c2 · бяла пешка на черно поле d2 · бяла пешка на черно поле f2 · бяла пешка на бяло поле g2 · бяла пешка на черно поле h2 · бял топ на черно поле a1 · бял кон на бяло поле b1 · бял офицер на черно поле c1 · бяла дама на бяло поле d1 · бял цар на черно поле e1 · бял топ на бяло поле h1 | черен топ на бяло поле a8 · черен офицер на бяло поле c8 · черна дама на черно поле d8 · черен цар на бяло поле e8 · черен офицер на черно поле f8 · черен кон на бяло поле g8 · черен топ на черно поле h8 · черна пешка на черно поле c7 · черна пешка на бяло поле d7 · черна пешка на бяло поле f7 · черна пешка на черно поле g7 · черна пешка на бяло поле h7 · черна пешка на бяло поле a6 · черен кон на черно поле a5 · черна пешка на бяло поле b5 · черна пешка на черно поле e5 · бяла пешка на бяло поле e4 · бял офицер на бяло поле b3 · бял кон на бяло поле f3 · бяла пешка на бяло поле a2 · бяла пешка на черно поле b2 · бяла пешка на бяло поле c2 · бяла пешка на черно поле d2 · бяла пешка на черно поле f2 · бяла пешка на бяло поле g2 · бяла пешка на черно поле h2 · бял топ на черно поле a1 · бял кон на бяло поле b1 · бял офицер на черно поле c1 · бяла дама на бяло поле d1 · бял цар на черно поле e1 · бял топ на бяло поле h1 | черен топ на бяло поле a8 · черен офицер на бяло поле c8 · черна дама на черно поле d8 · черен цар на бяло поле e8 · черен офицер на черно поле f8 · черен кон на бяло поле g8 · черен топ на черно поле h8 · черна пешка на черно поле c7 · черна пешка на бяло поле d7 · черна пешка на бяло поле f7 · черна пешка на черно поле g7 · черна пешка на бяло поле h7 · черна пешка на бяло поле a6 · черен кон на черно поле a5 · черна пешка на бяло поле b5 · черна пешка на черно поле e5 · бяла пешка на бяло поле e4 · бял офицер на бяло поле b3 · бял кон на бяло поле f3 · бяла пешка на бяло поле a2 · бяла пешка на черно поле b2 · бяла пешка на бяло поле c2 · бяла пешка на черно поле d2 · бяла пешка на черно поле f2 · бяла пешка на бяло поле g2 · бяла пешка на черно поле h2 · бял топ на черно поле a1 · бял кон на бяло поле b1 · бял офицер на черно поле c1 · бяла дама на бяло поле d1 · бял цар на черно поле e1 · бял топ на бяло поле h1 | черен топ на бяло поле a8 · черен офицер на бяло поле c8 · черна дама на черно поле d8 · черен цар на бяло поле e8 · черен офицер на черно поле f8 · черен кон на бяло поле g8 · черен топ на черно поле h8 · черна пешка на черно поле c7 · черна пешка на бяло поле d7 · черна пешка на бяло поле f7 · черна пешка на черно поле g7 · черна пешка на бяло поле h7 · черна пешка на бяло поле a6 · черен кон на черно поле a5 · черна пешка на бяло поле b5 · черна пешка на черно поле e5 · бяла пешка на бяло поле e4 · бял офицер на бяло поле b3 · бял кон на бяло поле f3 · бяла пешка на бяло поле a2 · бяла пешка на черно поле b2 · бяла пешка на бяло поле c2 · бяла пешка на черно поле d2 · бяла пешка на черно поле f2 · бяла пешка на бяло поле g2 · бяла пешка на черно поле h2 · бял топ на черно поле a1 · бял кон на бяло поле b1 · бял офицер на черно поле c1 · бяла дама на бяло поле d1 · бял цар на черно поле e1 · бял топ на бяло поле h1 | черен топ на бяло поле a8 · черен офицер на бяло поле c8 · черна дама на черно поле d8 · черен цар на бяло поле e8 · черен офицер на черно поле f8 · черен кон на бяло поле g8 · черен топ на черно поле h8 · черна пешка на черно поле c7 · черна пешка на бяло поле d7 · черна пешка на бяло поле f7 · черна пешка на черно поле g7 · черна пешка на бяло поле h7 · черна пешка на бяло поле a6 · черен кон на черно поле a5 · черна пешка на бяло поле b5 · черна пешка на черно поле e5 · бяла пешка на бяло поле e4 · бял офицер на бяло поле b3 · бял кон на бяло поле f3 · бяла пешка на бяло поле a2 · бяла пешка на черно поле b2 · бяла пешка на бяло поле c2 · бяла пешка на черно поле d2 · бяла пешка на черно поле f2 · бяла пешка на бяло поле g2 · бяла пешка на черно поле h2 · бял топ на черно поле a1 · бял кон на бяло поле b1 · бял офицер на черно поле c1 · бяла дама на бяло поле d1 · бял цар на черно поле e1 · бял топ на бяло поле h1 | черен топ на бяло поле a8 · черен офицер на бяло поле c8 · черна дама на черно поле d8 · черен цар на бяло поле e8 · черен офицер на черно поле f8 · черен кон на бяло поле g8 · черен топ на черно поле h8 · черна пешка на черно поле c7 · черна пешка на бяло поле d7 · черна пешка на бяло поле f7 · черна пешка на черно поле g7 · черна пешка на бяло поле h7 · черна пешка на бяло поле a6 · черен кон на черно поле a5 · черна пешка на бяло поле b5 · черна пешка на черно поле e5 · бяла пешка на бяло поле e4 · бял офицер на бяло поле b3 · бял кон на бяло поле f3 · бяла пешка на бяло поле a2 · бяла пешка на черно поле b2 · бяла пешка на бяло поле c2 · бяла пешка на черно поле d2 · бяла пешка на черно поле f2 · бяла пешка на бяло поле g2 · бяла пешка на черно поле h2 · бял топ на черно поле a1 · бял кон на бяло поле b1 · бял офицер на черно поле c1 · бяла дама на бяло поле d1 · бял цар на черно поле e1 · бял топ на бяло поле h1 | черен топ на бяло поле a8 · черен офицер на бяло поле c8 · черна дама на черно поле d8 · черен цар на бяло поле e8 · черен офицер на черно поле f8 · черен кон на бяло поле g8 · черен топ на черно поле h8 · черна пешка на черно поле c7 · черна пешка на бяло поле d7 · черна пешка на бяло поле f7 · черна пешка на черно поле g7 · черна пешка на бяло поле h7 · черна пешка на бяло поле a6 · черен кон на черно поле a5 · черна пешка на бяло поле b5 · черна пешка на черно поле e5 · бяла пешка на бяло поле e4 · бял офицер на бяло поле b3 · бял кон на бяло поле f3 · бяла пешка на бяло поле a2 · бяла пешка на черно поле b2 · бяла пешка на бяло поле c2 · бяла пешка на черно поле d2 · бяла пешка на черно поле f2 · бяла пешка на бяло поле g2 · бяла пешка на черно поле h2 · бял топ на черно поле a1 · бял кон на бяло поле b1 · бял офицер на черно поле c1 · бяла дама на бяло поле d1 · бял цар на черно поле e1 · бял топ на бяло поле h1 | 7 |
| 6 | черен топ на бяло поле a8 · черен офицер на бяло поле c8 · черна дама на черно поле d8 · черен цар на бяло поле e8 · черен офицер на черно поле f8 · черен кон на бяло поле g8 · черен топ на черно поле h8 · черна пешка на черно поле c7 · черна пешка на бяло поле d7 · черна пешка на бяло поле f7 · черна пешка на черно поле g7 · черна пешка на бяло поле h7 · черна пешка на бяло поле a6 · черен кон на черно поле a5 · черна пешка на бяло поле b5 · черна пешка на черно поле e5 · бяла пешка на бяло поле e4 · бял офицер на бяло поле b3 · бял кон на бяло поле f3 · бяла пешка на бяло поле a2 · бяла пешка на черно поле b2 · бяла пешка на бяло поле c2 · бяла пешка на черно поле d2 · бяла пешка на черно поле f2 · бяла пешка на бяло поле g2 · бяла пешка на черно поле h2 · бял топ на черно поле a1 · бял кон на бяло поле b1 · бял офицер на черно поле c1 · бяла дама на бяло поле d1 · бял цар на черно поле e1 · бял топ на бяло поле h1 | черен топ на бяло поле a8 · черен офицер на бяло поле c8 · черна дама на черно поле d8 · черен цар на бяло поле e8 · черен офицер на черно поле f8 · черен кон на бяло поле g8 · черен топ на черно поле h8 · черна пешка на черно поле c7 · черна пешка на бяло поле d7 · черна пешка на бяло поле f7 · черна пешка на черно поле g7 · черна пешка на бяло поле h7 · черна пешка на бяло поле a6 · черен кон на черно поле a5 · черна пешка на бяло поле b5 · черна пешка на черно поле e5 · бяла пешка на бяло поле e4 · бял офицер на бяло поле b3 · бял кон на бяло поле f3 · бяла пешка на бяло поле a2 · бяла пешка на черно поле b2 · бяла пешка на бяло поле c2 · бяла пешка на черно поле d2 · бяла пешка на черно поле f2 · бяла пешка на бяло поле g2 · бяла пешка на черно поле h2 · бял топ на черно поле a1 · бял кон на бяло поле b1 · бял офицер на черно поле c1 · бяла дама на бяло поле d1 · бял цар на черно поле e1 · бял топ на бяло поле h1 | черен топ на бяло поле a8 · черен офицер на бяло поле c8 · черна дама на черно поле d8 · черен цар на бяло поле e8 · черен офицер на черно поле f8 · черен кон на бяло поле g8 · черен топ на черно поле h8 · черна пешка на черно поле c7 · черна пешка на бяло поле d7 · черна пешка на бяло поле f7 · черна пешка на черно поле g7 · черна пешка на бяло поле h7 · черна пешка на бяло поле a6 · черен кон на черно поле a5 · черна пешка на бяло поле b5 · черна пешка на черно поле e5 · бяла пешка на бяло поле e4 · бял офицер на бяло поле b3 · бял кон на бяло поле f3 · бяла пешка на бяло поле a2 · бяла пешка на черно поле b2 · бяла пешка на бяло поле c2 · бяла пешка на черно поле d2 · бяла пешка на черно поле f2 · бяла пешка на бяло поле g2 · бяла пешка на черно поле h2 · бял топ на черно поле a1 · бял кон на бяло поле b1 · бял офицер на черно поле c1 · бяла дама на бяло поле d1 · бял цар на черно поле e1 · бял топ на бяло поле h1 | черен топ на бяло поле a8 · черен офицер на бяло поле c8 · черна дама на черно поле d8 · черен цар на бяло поле e8 · черен офицер на черно поле f8 · черен кон на бяло поле g8 · черен топ на черно поле h8 · черна пешка на черно поле c7 · черна пешка на бяло поле d7 · черна пешка на бяло поле f7 · черна пешка на черно поле g7 · черна пешка на бяло поле h7 · черна пешка на бяло поле a6 · черен кон на черно поле a5 · черна пешка на бяло поле b5 · черна пешка на черно поле e5 · бяла пешка на бяло поле e4 · бял офицер на бяло поле b3 · бял кон на бяло поле f3 · бяла пешка на бяло поле a2 · бяла пешка на черно поле b2 · бяла пешка на бяло поле c2 · бяла пешка на черно поле d2 · бяла пешка на черно поле f2 · бяла пешка на бяло поле g2 · бяла пешка на черно поле h2 · бял топ на черно поле a1 · бял кон на бяло поле b1 · бял офицер на черно поле c1 · бяла дама на бяло поле d1 · бял цар на черно поле e1 · бял топ на бяло поле h1 | черен топ на бяло поле a8 · черен офицер на бяло поле c8 · черна дама на черно поле d8 · черен цар на бяло поле e8 · черен офицер на черно поле f8 · черен кон на бяло поле g8 · черен топ на черно поле h8 · черна пешка на черно поле c7 · черна пешка на бяло поле d7 · черна пешка на бяло поле f7 · черна пешка на черно поле g7 · черна пешка на бяло поле h7 · черна пешка на бяло поле a6 · черен кон на черно поле a5 · черна пешка на бяло поле b5 · черна пешка на черно поле e5 · бяла пешка на бяло поле e4 · бял офицер на бяло поле b3 · бял кон на бяло поле f3 · бяла пешка на бяло поле a2 · бяла пешка на черно поле b2 · бяла пешка на бяло поле c2 · бяла пешка на черно поле d2 · бяла пешка на черно поле f2 · бяла пешка на бяло поле g2 · бяла пешка на черно поле h2 · бял топ на черно поле a1 · бял кон на бяло поле b1 · бял офицер на черно поле c1 · бяла дама на бяло поле d1 · бял цар на черно поле e1 · бял топ на бяло поле h1 | черен топ на бяло поле a8 · черен офицер на бяло поле c8 · черна дама на черно поле d8 · черен цар на бяло поле e8 · черен офицер на черно поле f8 · черен кон на бяло поле g8 · черен топ на черно поле h8 · черна пешка на черно поле c7 · черна пешка на бяло поле d7 · черна пешка на бяло поле f7 · черна пешка на черно поле g7 · черна пешка на бяло поле h7 · черна пешка на бяло поле a6 · черен кон на черно поле a5 · черна пешка на бяло поле b5 · черна пешка на черно поле e5 · бяла пешка на бяло поле e4 · бял офицер на бяло поле b3 · бял кон на бяло поле f3 · бяла пешка на бяло поле a2 · бяла пешка на черно поле b2 · бяла пешка на бяло поле c2 · бяла пешка на черно поле d2 · бяла пешка на черно поле f2 · бяла пешка на бяло поле g2 · бяла пешка на черно поле h2 · бял топ на черно поле a1 · бял кон на бяло поле b1 · бял офицер на черно поле c1 · бяла дама на бяло поле d1 · бял цар на черно поле e1 · бял топ на бяло поле h1 | черен топ на бяло поле a8 · черен офицер на бяло поле c8 · черна дама на черно поле d8 · черен цар на бяло поле e8 · черен офицер на черно поле f8 · черен кон на бяло поле g8 · черен топ на черно поле h8 · черна пешка на черно поле c7 · черна пешка на бяло поле d7 · черна пешка на бяло поле f7 · черна пешка на черно поле g7 · черна пешка на бяло поле h7 · черна пешка на бяло поле a6 · черен кон на черно поле a5 · черна пешка на бяло поле b5 · черна пешка на черно поле e5 · бяла пешка на бяло поле e4 · бял офицер на бяло поле b3 · бял кон на бяло поле f3 · бяла пешка на бяло поле a2 · бяла пешка на черно поле b2 · бяла пешка на бяло поле c2 · бяла пешка на черно поле d2 · бяла пешка на черно поле f2 · бяла пешка на бяло поле g2 · бяла пешка на черно поле h2 · бял топ на черно поле a1 · бял кон на бяло поле b1 · бял офицер на черно поле c1 · бяла дама на бяло поле d1 · бял цар на черно поле e1 · бял топ на бяло поле h1 | черен топ на бяло поле a8 · черен офицер на бяло поле c8 · черна дама на черно поле d8 · черен цар на бяло поле e8 · черен офицер на черно поле f8 · черен кон на бяло поле g8 · черен топ на черно поле h8 · черна пешка на черно поле c7 · черна пешка на бяло поле d7 · черна пешка на бяло поле f7 · черна пешка на черно поле g7 · черна пешка на бяло поле h7 · черна пешка на бяло поле a6 · черен кон на черно поле a5 · черна пешка на бяло поле b5 · черна пешка на черно поле e5 · бяла пешка на бяло поле e4 · бял офицер на бяло поле b3 · бял кон на бяло поле f3 · бяла пешка на бяло поле a2 · бяла пешка на черно поле b2 · бяла пешка на бяло поле c2 · бяла пешка на черно поле d2 · бяла пешка на черно поле f2 · бяла пешка на бяло поле g2 · бяла пешка на черно поле h2 · бял топ на черно поле a1 · бял кон на бяло поле b1 · бял офицер на черно поле c1 · бяла дама на бяло поле d1 · бял цар на черно поле e1 · бял топ на бяло поле h1 | 6 |
| 5 | черен топ на бяло поле a8 · черен офицер на бяло поле c8 · черна дама на черно поле d8 · черен цар на бяло поле e8 · черен офицер на черно поле f8 · черен кон на бяло поле g8 · черен топ на черно поле h8 · черна пешка на черно поле c7 · черна пешка на бяло поле d7 · черна пешка на бяло поле f7 · черна пешка на черно поле g7 · черна пешка на бяло поле h7 · черна пешка на бяло поле a6 · черен кон на черно поле a5 · черна пешка на бяло поле b5 · черна пешка на черно поле e5 · бяла пешка на бяло поле e4 · бял офицер на бяло поле b3 · бял кон на бяло поле f3 · бяла пешка на бяло поле a2 · бяла пешка на черно поле b2 · бяла пешка на бяло поле c2 · бяла пешка на черно поле d2 · бяла пешка на черно поле f2 · бяла пешка на бяло поле g2 · бяла пешка на черно поле h2 · бял топ на черно поле a1 · бял кон на бяло поле b1 · бял офицер на черно поле c1 · бяла дама на бяло поле d1 · бял цар на черно поле e1 · бял топ на бяло поле h1 | черен топ на бяло поле a8 · черен офицер на бяло поле c8 · черна дама на черно поле d8 · черен цар на бяло поле e8 · черен офицер на черно поле f8 · черен кон на бяло поле g8 · черен топ на черно поле h8 · черна пешка на черно поле c7 · черна пешка на бяло поле d7 · черна пешка на бяло поле f7 · черна пешка на черно поле g7 · черна пешка на бяло поле h7 · черна пешка на бяло поле a6 · черен кон на черно поле a5 · черна пешка на бяло поле b5 · черна пешка на черно поле e5 · бяла пешка на бяло поле e4 · бял офицер на бяло поле b3 · бял кон на бяло поле f3 · бяла пешка на бяло поле a2 · бяла пешка на черно поле b2 · бяла пешка на бяло поле c2 · бяла пешка на черно поле d2 · бяла пешка на черно поле f2 · бяла пешка на бяло поле g2 · бяла пешка на черно поле h2 · бял топ на черно поле a1 · бял кон на бяло поле b1 · бял офицер на черно поле c1 · бяла дама на бяло поле d1 · бял цар на черно поле e1 · бял топ на бяло поле h1 | черен топ на бяло поле a8 · черен офицер на бяло поле c8 · черна дама на черно поле d8 · черен цар на бяло поле e8 · черен офицер на черно поле f8 · черен кон на бяло поле g8 · черен топ на черно поле h8 · черна пешка на черно поле c7 · черна пешка на бяло поле d7 · черна пешка на бяло поле f7 · черна пешка на черно поле g7 · черна пешка на бяло поле h7 · черна пешка на бяло поле a6 · черен кон на черно поле a5 · черна пешка на бяло поле b5 · черна пешка на черно поле e5 · бяла пешка на бяло поле e4 · бял офицер на бяло поле b3 · бял кон на бяло поле f3 · бяла пешка на бяло поле a2 · бяла пешка на черно поле b2 · бяла пешка на бяло поле c2 · бяла пешка на черно поле d2 · бяла пешка на черно поле f2 · бяла пешка на бяло поле g2 · бяла пешка на черно поле h2 · бял топ на черно поле a1 · бял кон на бяло поле b1 · бял офицер на черно поле c1 · бяла дама на бяло поле d1 · бял цар на черно поле e1 · бял топ на бяло поле h1 | черен топ на бяло поле a8 · черен офицер на бяло поле c8 · черна дама на черно поле d8 · черен цар на бяло поле e8 · черен офицер на черно поле f8 · черен кон на бяло поле g8 · черен топ на черно поле h8 · черна пешка на черно поле c7 · черна пешка на бяло поле d7 · черна пешка на бяло поле f7 · черна пешка на черно поле g7 · черна пешка на бяло поле h7 · черна пешка на бяло поле a6 · черен кон на черно поле a5 · черна пешка на бяло поле b5 · черна пешка на черно поле e5 · бяла пешка на бяло поле e4 · бял офицер на бяло поле b3 · бял кон на бяло поле f3 · бяла пешка на бяло поле a2 · бяла пешка на черно поле b2 · бяла пешка на бяло поле c2 · бяла пешка на черно поле d2 · бяла пешка на черно поле f2 · бяла пешка на бяло поле g2 · бяла пешка на черно поле h2 · бял топ на черно поле a1 · бял кон на бяло поле b1 · бял офицер на черно поле c1 · бяла дама на бяло поле d1 · бял цар на черно поле e1 · бял топ на бяло поле h1 | черен топ на бяло поле a8 · черен офицер на бяло поле c8 · черна дама на черно поле d8 · черен цар на бяло поле e8 · черен офицер на черно поле f8 · черен кон на бяло поле g8 · черен топ на черно поле h8 · черна пешка на черно поле c7 · черна пешка на бяло поле d7 · черна пешка на бяло поле f7 · черна пешка на черно поле g7 · черна пешка на бяло поле h7 · черна пешка на бяло поле a6 · черен кон на черно поле a5 · черна пешка на бяло поле b5 · черна пешка на черно поле e5 · бяла пешка на бяло поле e4 · бял офицер на бяло поле b3 · бял кон на бяло поле f3 · бяла пешка на бяло поле a2 · бяла пешка на черно поле b2 · бяла пешка на бяло поле c2 · бяла пешка на черно поле d2 · бяла пешка на черно поле f2 · бяла пешка на бяло поле g2 · бяла пешка на черно поле h2 · бял топ на черно поле a1 · бял кон на бяло поле b1 · бял офицер на черно поле c1 · бяла дама на бяло поле d1 · бял цар на черно поле e1 · бял топ на бяло поле h1 | черен топ на бяло поле a8 · черен офицер на бяло поле c8 · черна дама на черно поле d8 · черен цар на бяло поле e8 · черен офицер на черно поле f8 · черен кон на бяло поле g8 · черен топ на черно поле h8 · черна пешка на черно поле c7 · черна пешка на бяло поле d7 · черна пешка на бяло поле f7 · черна пешка на черно поле g7 · черна пешка на бяло поле h7 · черна пешка на бяло поле a6 · черен кон на черно поле a5 · черна пешка на бяло поле b5 · черна пешка на черно поле e5 · бяла пешка на бяло поле e4 · бял офицер на бяло поле b3 · бял кон на бяло поле f3 · бяла пешка на бяло поле a2 · бяла пешка на черно поле b2 · бяла пешка на бяло поле c2 · бяла пешка на черно поле d2 · бяла пешка на черно поле f2 · бяла пешка на бяло поле g2 · бяла пешка на черно поле h2 · бял топ на черно поле a1 · бял кон на бяло поле b1 · бял офицер на черно поле c1 · бяла дама на бяло поле d1 · бял цар на черно поле e1 · бял топ на бяло поле h1 | черен топ на бяло поле a8 · черен офицер на бяло поле c8 · черна дама на черно поле d8 · черен цар на бяло поле e8 · черен офицер на черно поле f8 · черен кон на бяло поле g8 · черен топ на черно поле h8 · черна пешка на черно поле c7 · черна пешка на бяло поле d7 · черна пешка на бяло поле f7 · черна пешка на черно поле g7 · черна пешка на бяло поле h7 · черна пешка на бяло поле a6 · черен кон на черно поле a5 · черна пешка на бяло поле b5 · черна пешка на черно поле e5 · бяла пешка на бяло поле e4 · бял офицер на бяло поле b3 · бял кон на бяло поле f3 · бяла пешка на бяло поле a2 · бяла пешка на черно поле b2 · бяла пешка на бяло поле c2 · бяла пешка на черно поле d2 · бяла пешка на черно поле f2 · бяла пешка на бяло поле g2 · бяла пешка на черно поле h2 · бял топ на черно поле a1 · бял кон на бяло поле b1 · бял офицер на черно поле c1 · бяла дама на бяло поле d1 · бял цар на черно поле e1 · бял топ на бяло поле h1 | черен топ на бяло поле a8 · черен офицер на бяло поле c8 · черна дама на черно поле d8 · черен цар на бяло поле e8 · черен офицер на черно поле f8 · черен кон на бяло поле g8 · черен топ на черно поле h8 · черна пешка на черно поле c7 · черна пешка на бяло поле d7 · черна пешка на бяло поле f7 · черна пешка на черно поле g7 · черна пешка на бяло поле h7 · черна пешка на бяло поле a6 · черен кон на черно поле a5 · черна пешка на бяло поле b5 · черна пешка на черно поле e5 · бяла пешка на бяло поле e4 · бял офицер на бяло поле b3 · бял кон на бяло поле f3 · бяла пешка на бяло поле a2 · бяла пешка на черно поле b2 · бяла пешка на бяло поле c2 · бяла пешка на черно поле d2 · бяла пешка на черно поле f2 · бяла пешка на бяло поле g2 · бяла пешка на черно поле h2 · бял топ на черно поле a1 · бял кон на бяло поле b1 · бял офицер на черно поле c1 · бяла дама на бяло поле d1 · бял цар на черно поле e1 · бял топ на бяло поле h1 | 5 |
| 4 | черен топ на бяло поле a8 · черен офицер на бяло поле c8 · черна дама на черно поле d8 · черен цар на бяло поле e8 · черен офицер на черно поле f8 · черен кон на бяло поле g8 · черен топ на черно поле h8 · черна пешка на черно поле c7 · черна пешка на бяло поле d7 · черна пешка на бяло поле f7 · черна пешка на черно поле g7 · черна пешка на бяло поле h7 · черна пешка на бяло поле a6 · черен кон на черно поле a5 · черна пешка на бяло поле b5 · черна пешка на черно поле e5 · бяла пешка на бяло поле e4 · бял офицер на бяло поле b3 · бял кон на бяло поле f3 · бяла пешка на бяло поле a2 · бяла пешка на черно поле b2 · бяла пешка на бяло поле c2 · бяла пешка на черно поле d2 · бяла пешка на черно поле f2 · бяла пешка на бяло поле g2 · бяла пешка на черно поле h2 · бял топ на черно поле a1 · бял кон на бяло поле b1 · бял офицер на черно поле c1 · бяла дама на бяло поле d1 · бял цар на черно поле e1 · бял топ на бяло поле h1 | черен топ на бяло поле a8 · черен офицер на бяло поле c8 · черна дама на черно поле d8 · черен цар на бяло поле e8 · черен офицер на черно поле f8 · черен кон на бяло поле g8 · черен топ на черно поле h8 · черна пешка на черно поле c7 · черна пешка на бяло поле d7 · черна пешка на бяло поле f7 · черна пешка на черно поле g7 · черна пешка на бяло поле h7 · черна пешка на бяло поле a6 · черен кон на черно поле a5 · черна пешка на бяло поле b5 · черна пешка на черно поле e5 · бяла пешка на бяло поле e4 · бял офицер на бяло поле b3 · бял кон на бяло поле f3 · бяла пешка на бяло поле a2 · бяла пешка на черно поле b2 · бяла пешка на бяло поле c2 · бяла пешка на черно поле d2 · бяла пешка на черно поле f2 · бяла пешка на бяло поле g2 · бяла пешка на черно поле h2 · бял топ на черно поле a1 · бял кон на бяло поле b1 · бял офицер на черно поле c1 · бяла дама на бяло поле d1 · бял цар на черно поле e1 · бял топ на бяло поле h1 | черен топ на бяло поле a8 · черен офицер на бяло поле c8 · черна дама на черно поле d8 · черен цар на бяло поле e8 · черен офицер на черно поле f8 · черен кон на бяло поле g8 · черен топ на черно поле h8 · черна пешка на черно поле c7 · черна пешка на бяло поле d7 · черна пешка на бяло поле f7 · черна пешка на черно поле g7 · черна пешка на бяло поле h7 · черна пешка на бяло поле a6 · черен кон на черно поле a5 · черна пешка на бяло поле b5 · черна пешка на черно поле e5 · бяла пешка на бяло поле e4 · бял офицер на бяло поле b3 · бял кон на бяло поле f3 · бяла пешка на бяло поле a2 · бяла пешка на черно поле b2 · бяла пешка на бяло поле c2 · бяла пешка на черно поле d2 · бяла пешка на черно поле f2 · бяла пешка на бяло поле g2 · бяла пешка на черно поле h2 · бял топ на черно поле a1 · бял кон на бяло поле b1 · бял офицер на черно поле c1 · бяла дама на бяло поле d1 · бял цар на черно поле e1 · бял топ на бяло поле h1 | черен топ на бяло поле a8 · черен офицер на бяло поле c8 · черна дама на черно поле d8 · черен цар на бяло поле e8 · черен офицер на черно поле f8 · черен кон на бяло поле g8 · черен топ на черно поле h8 · черна пешка на черно поле c7 · черна пешка на бяло поле d7 · черна пешка на бяло поле f7 · черна пешка на черно поле g7 · черна пешка на бяло поле h7 · черна пешка на бяло поле a6 · черен кон на черно поле a5 · черна пешка на бяло поле b5 · черна пешка на черно поле e5 · бяла пешка на бяло поле e4 · бял офицер на бяло поле b3 · бял кон на бяло поле f3 · бяла пешка на бяло поле a2 · бяла пешка на черно поле b2 · бяла пешка на бяло поле c2 · бяла пешка на черно поле d2 · бяла пешка на черно поле f2 · бяла пешка на бяло поле g2 · бяла пешка на черно поле h2 · бял топ на черно поле a1 · бял кон на бяло поле b1 · бял офицер на черно поле c1 · бяла дама на бяло поле d1 · бял цар на черно поле e1 · бял топ на бяло поле h1 | черен топ на бяло поле a8 · черен офицер на бяло поле c8 · черна дама на черно поле d8 · черен цар на бяло поле e8 · черен офицер на черно поле f8 · черен кон на бяло поле g8 · черен топ на черно поле h8 · черна пешка на черно поле c7 · черна пешка на бяло поле d7 · черна пешка на бяло поле f7 · черна пешка на черно поле g7 · черна пешка на бяло поле h7 · черна пешка на бяло поле a6 · черен кон на черно поле a5 · черна пешка на бяло поле b5 · черна пешка на черно поле e5 · бяла пешка на бяло поле e4 · бял офицер на бяло поле b3 · бял кон на бяло поле f3 · бяла пешка на бяло поле a2 · бяла пешка на черно поле b2 · бяла пешка на бяло поле c2 · бяла пешка на черно поле d2 · бяла пешка на черно поле f2 · бяла пешка на бяло поле g2 · бяла пешка на черно поле h2 · бял топ на черно поле a1 · бял кон на бяло поле b1 · бял офицер на черно поле c1 · бяла дама на бяло поле d1 · бял цар на черно поле e1 · бял топ на бяло поле h1 | черен топ на бяло поле a8 · черен офицер на бяло поле c8 · черна дама на черно поле d8 · черен цар на бяло поле e8 · черен офицер на черно поле f8 · черен кон на бяло поле g8 · черен топ на черно поле h8 · черна пешка на черно поле c7 · черна пешка на бяло поле d7 · черна пешка на бяло поле f7 · черна пешка на черно поле g7 · черна пешка на бяло поле h7 · черна пешка на бяло поле a6 · черен кон на черно поле a5 · черна пешка на бяло поле b5 · черна пешка на черно поле e5 · бяла пешка на бяло поле e4 · бял офицер на бяло поле b3 · бял кон на бяло поле f3 · бяла пешка на бяло поле a2 · бяла пешка на черно поле b2 · бяла пешка на бяло поле c2 · бяла пешка на черно поле d2 · бяла пешка на черно поле f2 · бяла пешка на бяло поле g2 · бяла пешка на черно поле h2 · бял топ на черно поле a1 · бял кон на бяло поле b1 · бял офицер на черно поле c1 · бяла дама на бяло поле d1 · бял цар на черно поле e1 · бял топ на бяло поле h1 | черен топ на бяло поле a8 · черен офицер на бяло поле c8 · черна дама на черно поле d8 · черен цар на бяло поле e8 · черен офицер на черно поле f8 · черен кон на бяло поле g8 · черен топ на черно поле h8 · черна пешка на черно поле c7 · черна пешка на бяло поле d7 · черна пешка на бяло поле f7 · черна пешка на черно поле g7 · черна пешка на бяло поле h7 · черна пешка на бяло поле a6 · черен кон на черно поле a5 · черна пешка на бяло поле b5 · черна пешка на черно поле e5 · бяла пешка на бяло поле e4 · бял офицер на бяло поле b3 · бял кон на бяло поле f3 · бяла пешка на бяло поле a2 · бяла пешка на черно поле b2 · бяла пешка на бяло поле c2 · бяла пешка на черно поле d2 · бяла пешка на черно поле f2 · бяла пешка на бяло поле g2 · бяла пешка на черно поле h2 · бял топ на черно поле a1 · бял кон на бяло поле b1 · бял офицер на черно поле c1 · бяла дама на бяло поле d1 · бял цар на черно поле e1 · бял топ на бяло поле h1 | черен топ на бяло поле a8 · черен офицер на бяло поле c8 · черна дама на черно поле d8 · черен цар на бяло поле e8 · черен офицер на черно поле f8 · черен кон на бяло поле g8 · черен топ на черно поле h8 · черна пешка на черно поле c7 · черна пешка на бяло поле d7 · черна пешка на бяло поле f7 · черна пешка на черно поле g7 · черна пешка на бяло поле h7 · черна пешка на бяло поле a6 · черен кон на черно поле a5 · черна пешка на бяло поле b5 · черна пешка на черно поле e5 · бяла пешка на бяло поле e4 · бял офицер на бяло поле b3 · бял кон на бяло поле f3 · бяла пешка на бяло поле a2 · бяла пешка на черно поле b2 · бяла пешка на бяло поле c2 · бяла пешка на черно поле d2 · бяла пешка на черно поле f2 · бяла пешка на бяло поле g2 · бяла пешка на черно поле h2 · бял топ на черно поле a1 · бял кон на бяло поле b1 · бял офицер на черно поле c1 · бяла дама на бяло поле d1 · бял цар на черно поле e1 · бял топ на бяло поле h1 | 4 |
| 3 | черен топ на бяло поле a8 · черен офицер на бяло поле c8 · черна дама на черно поле d8 · черен цар на бяло поле e8 · черен офицер на черно поле f8 · черен кон на бяло поле g8 · черен топ на черно поле h8 · черна пешка на черно поле c7 · черна пешка на бяло поле d7 · черна пешка на бяло поле f7 · черна пешка на черно поле g7 · черна пешка на бяло поле h7 · черна пешка на бяло поле a6 · черен кон на черно поле a5 · черна пешка на бяло поле b5 · черна пешка на черно поле e5 · бяла пешка на бяло поле e4 · бял офицер на бяло поле b3 · бял кон на бяло поле f3 · бяла пешка на бяло поле a2 · бяла пешка на черно поле b2 · бяла пешка на бяло поле c2 · бяла пешка на черно поле d2 · бяла пешка на черно поле f2 · бяла пешка на бяло поле g2 · бяла пешка на черно поле h2 · бял топ на черно поле a1 · бял кон на бяло поле b1 · бял офицер на черно поле c1 · бяла дама на бяло поле d1 · бял цар на черно поле e1 · бял топ на бяло поле h1 | черен топ на бяло поле a8 · черен офицер на бяло поле c8 · черна дама на черно поле d8 · черен цар на бяло поле e8 · черен офицер на черно поле f8 · черен кон на бяло поле g8 · черен топ на черно поле h8 · черна пешка на черно поле c7 · черна пешка на бяло поле d7 · черна пешка на бяло поле f7 · черна пешка на черно поле g7 · черна пешка на бяло поле h7 · черна пешка на бяло поле a6 · черен кон на черно поле a5 · черна пешка на бяло поле b5 · черна пешка на черно поле e5 · бяла пешка на бяло поле e4 · бял офицер на бяло поле b3 · бял кон на бяло поле f3 · бяла пешка на бяло поле a2 · бяла пешка на черно поле b2 · бяла пешка на бяло поле c2 · бяла пешка на черно поле d2 · бяла пешка на черно поле f2 · бяла пешка на бяло поле g2 · бяла пешка на черно поле h2 · бял топ на черно поле a1 · бял кон на бяло поле b1 · бял офицер на черно поле c1 · бяла дама на бяло поле d1 · бял цар на черно поле e1 · бял топ на бяло поле h1 | черен топ на бяло поле a8 · черен офицер на бяло поле c8 · черна дама на черно поле d8 · черен цар на бяло поле e8 · черен офицер на черно поле f8 · черен кон на бяло поле g8 · черен топ на черно поле h8 · черна пешка на черно поле c7 · черна пешка на бяло поле d7 · черна пешка на бяло поле f7 · черна пешка на черно поле g7 · черна пешка на бяло поле h7 · черна пешка на бяло поле a6 · черен кон на черно поле a5 · черна пешка на бяло поле b5 · черна пешка на черно поле e5 · бяла пешка на бяло поле e4 · бял офицер на бяло поле b3 · бял кон на бяло поле f3 · бяла пешка на бяло поле a2 · бяла пешка на черно поле b2 · бяла пешка на бяло поле c2 · бяла пешка на черно поле d2 · бяла пешка на черно поле f2 · бяла пешка на бяло поле g2 · бяла пешка на черно поле h2 · бял топ на черно поле a1 · бял кон на бяло поле b1 · бял офицер на черно поле c1 · бяла дама на бяло поле d1 · бял цар на черно поле e1 · бял топ на бяло поле h1 | черен топ на бяло поле a8 · черен офицер на бяло поле c8 · черна дама на черно поле d8 · черен цар на бяло поле e8 · черен офицер на черно поле f8 · черен кон на бяло поле g8 · черен топ на черно поле h8 · черна пешка на черно поле c7 · черна пешка на бяло поле d7 · черна пешка на бяло поле f7 · черна пешка на черно поле g7 · черна пешка на бяло поле h7 · черна пешка на бяло поле a6 · черен кон на черно поле a5 · черна пешка на бяло поле b5 · черна пешка на черно поле e5 · бяла пешка на бяло поле e4 · бял офицер на бяло поле b3 · бял кон на бяло поле f3 · бяла пешка на бяло поле a2 · бяла пешка на черно поле b2 · бяла пешка на бяло поле c2 · бяла пешка на черно поле d2 · бяла пешка на черно поле f2 · бяла пешка на бяло поле g2 · бяла пешка на черно поле h2 · бял топ на черно поле a1 · бял кон на бяло поле b1 · бял офицер на черно поле c1 · бяла дама на бяло поле d1 · бял цар на черно поле e1 · бял топ на бяло поле h1 | черен топ на бяло поле a8 · черен офицер на бяло поле c8 · черна дама на черно поле d8 · черен цар на бяло поле e8 · черен офицер на черно поле f8 · черен кон на бяло поле g8 · черен топ на черно поле h8 · черна пешка на черно поле c7 · черна пешка на бяло поле d7 · черна пешка на бяло поле f7 · черна пешка на черно поле g7 · черна пешка на бяло поле h7 · черна пешка на бяло поле a6 · черен кон на черно поле a5 · черна пешка на бяло поле b5 · черна пешка на черно поле e5 · бяла пешка на бяло поле e4 · бял офицер на бяло поле b3 · бял кон на бяло поле f3 · бяла пешка на бяло поле a2 · бяла пешка на черно поле b2 · бяла пешка на бяло поле c2 · бяла пешка на черно поле d2 · бяла пешка на черно поле f2 · бяла пешка на бяло поле g2 · бяла пешка на черно поле h2 · бял топ на черно поле a1 · бял кон на бяло поле b1 · бял офицер на черно поле c1 · бяла дама на бяло поле d1 · бял цар на черно поле e1 · бял топ на бяло поле h1 | черен топ на бяло поле a8 · черен офицер на бяло поле c8 · черна дама на черно поле d8 · черен цар на бяло поле e8 · черен офицер на черно поле f8 · черен кон на бяло поле g8 · черен топ на черно поле h8 · черна пешка на черно поле c7 · черна пешка на бяло поле d7 · черна пешка на бяло поле f7 · черна пешка на черно поле g7 · черна пешка на бяло поле h7 · черна пешка на бяло поле a6 · черен кон на черно поле a5 · черна пешка на бяло поле b5 · черна пешка на черно поле e5 · бяла пешка на бяло поле e4 · бял офицер на бяло поле b3 · бял кон на бяло поле f3 · бяла пешка на бяло поле a2 · бяла пешка на черно поле b2 · бяла пешка на бяло поле c2 · бяла пешка на черно поле d2 · бяла пешка на черно поле f2 · бяла пешка на бяло поле g2 · бяла пешка на черно поле h2 · бял топ на черно поле a1 · бял кон на бяло поле b1 · бял офицер на черно поле c1 · бяла дама на бяло поле d1 · бял цар на черно поле e1 · бял топ на бяло поле h1 | черен топ на бяло поле a8 · черен офицер на бяло поле c8 · черна дама на черно поле d8 · черен цар на бяло поле e8 · черен офицер на черно поле f8 · черен кон на бяло поле g8 · черен топ на черно поле h8 · черна пешка на черно поле c7 · черна пешка на бяло поле d7 · черна пешка на бяло поле f7 · черна пешка на черно поле g7 · черна пешка на бяло поле h7 · черна пешка на бяло поле a6 · черен кон на черно поле a5 · черна пешка на бяло поле b5 · черна пешка на черно поле e5 · бяла пешка на бяло поле e4 · бял офицер на бяло поле b3 · бял кон на бяло поле f3 · бяла пешка на бяло поле a2 · бяла пешка на черно поле b2 · бяла пешка на бяло поле c2 · бяла пешка на черно поле d2 · бяла пешка на черно поле f2 · бяла пешка на бяло поле g2 · бяла пешка на черно поле h2 · бял топ на черно поле a1 · бял кон на бяло поле b1 · бял офицер на черно поле c1 · бяла дама на бяло поле d1 · бял цар на черно поле e1 · бял топ на бяло поле h1 | черен топ на бяло поле a8 · черен офицер на бяло поле c8 · черна дама на черно поле d8 · черен цар на бяло поле e8 · черен офицер на черно поле f8 · черен кон на бяло поле g8 · черен топ на черно поле h8 · черна пешка на черно поле c7 · черна пешка на бяло поле d7 · черна пешка на бяло поле f7 · черна пешка на черно поле g7 · черна пешка на бяло поле h7 · черна пешка на бяло поле a6 · черен кон на черно поле a5 · черна пешка на бяло поле b5 · черна пешка на черно поле e5 · бяла пешка на бяло поле e4 · бял офицер на бяло поле b3 · бял кон на бяло поле f3 · бяла пешка на бяло поле a2 · бяла пешка на черно поле b2 · бяла пешка на бяло поле c2 · бяла пешка на черно поле d2 · бяла пешка на черно поле f2 · бяла пешка на бяло поле g2 · бяла пешка на черно поле h2 · бял топ на черно поле a1 · бял кон на бяло поле b1 · бял офицер на черно поле c1 · бяла дама на бяло поле d1 · бял цар на черно поле e1 · бял топ на бяло поле h1 | 3 |
| 2 | черен топ на бяло поле a8 · черен офицер на бяло поле c8 · черна дама на черно поле d8 · черен цар на бяло поле e8 · черен офицер на черно поле f8 · черен кон на бяло поле g8 · черен топ на черно поле h8 · черна пешка на черно поле c7 · черна пешка на бяло поле d7 · черна пешка на бяло поле f7 · черна пешка на черно поле g7 · черна пешка на бяло поле h7 · черна пешка на бяло поле a6 · черен кон на черно поле a5 · черна пешка на бяло поле b5 · черна пешка на черно поле e5 · бяла пешка на бяло поле e4 · бял офицер на бяло поле b3 · бял кон на бяло поле f3 · бяла пешка на бяло поле a2 · бяла пешка на черно поле b2 · бяла пешка на бяло поле c2 · бяла пешка на черно поле d2 · бяла пешка на черно поле f2 · бяла пешка на бяло поле g2 · бяла пешка на черно поле h2 · бял топ на черно поле a1 · бял кон на бяло поле b1 · бял офицер на черно поле c1 · бяла дама на бяло поле d1 · бял цар на черно поле e1 · бял топ на бяло поле h1 | черен топ на бяло поле a8 · черен офицер на бяло поле c8 · черна дама на черно поле d8 · черен цар на бяло поле e8 · черен офицер на черно поле f8 · черен кон на бяло поле g8 · черен топ на черно поле h8 · черна пешка на черно поле c7 · черна пешка на бяло поле d7 · черна пешка на бяло поле f7 · черна пешка на черно поле g7 · черна пешка на бяло поле h7 · черна пешка на бяло поле a6 · черен кон на черно поле a5 · черна пешка на бяло поле b5 · черна пешка на черно поле e5 · бяла пешка на бяло поле e4 · бял офицер на бяло поле b3 · бял кон на бяло поле f3 · бяла пешка на бяло поле a2 · бяла пешка на черно поле b2 · бяла пешка на бяло поле c2 · бяла пешка на черно поле d2 · бяла пешка на черно поле f2 · бяла пешка на бяло поле g2 · бяла пешка на черно поле h2 · бял топ на черно поле a1 · бял кон на бяло поле b1 · бял офицер на черно поле c1 · бяла дама на бяло поле d1 · бял цар на черно поле e1 · бял топ на бяло поле h1 | черен топ на бяло поле a8 · черен офицер на бяло поле c8 · черна дама на черно поле d8 · черен цар на бяло поле e8 · черен офицер на черно поле f8 · черен кон на бяло поле g8 · черен топ на черно поле h8 · черна пешка на черно поле c7 · черна пешка на бяло поле d7 · черна пешка на бяло поле f7 · черна пешка на черно поле g7 · черна пешка на бяло поле h7 · черна пешка на бяло поле a6 · черен кон на черно поле a5 · черна пешка на бяло поле b5 · черна пешка на черно поле e5 · бяла пешка на бяло поле e4 · бял офицер на бяло поле b3 · бял кон на бяло поле f3 · бяла пешка на бяло поле a2 · бяла пешка на черно поле b2 · бяла пешка на бяло поле c2 · бяла пешка на черно поле d2 · бяла пешка на черно поле f2 · бяла пешка на бяло поле g2 · бяла пешка на черно поле h2 · бял топ на черно поле a1 · бял кон на бяло поле b1 · бял офицер на черно поле c1 · бяла дама на бяло поле d1 · бял цар на черно поле e1 · бял топ на бяло поле h1 | черен топ на бяло поле a8 · черен офицер на бяло поле c8 · черна дама на черно поле d8 · черен цар на бяло поле e8 · черен офицер на черно поле f8 · черен кон на бяло поле g8 · черен топ на черно поле h8 · черна пешка на черно поле c7 · черна пешка на бяло поле d7 · черна пешка на бяло поле f7 · черна пешка на черно поле g7 · черна пешка на бяло поле h7 · черна пешка на бяло поле a6 · черен кон на черно поле a5 · черна пешка на бяло поле b5 · черна пешка на черно поле e5 · бяла пешка на бяло поле e4 · бял офицер на бяло поле b3 · бял кон на бяло поле f3 · бяла пешка на бяло поле a2 · бяла пешка на черно поле b2 · бяла пешка на бяло поле c2 · бяла пешка на черно поле d2 · бяла пешка на черно поле f2 · бяла пешка на бяло поле g2 · бяла пешка на черно поле h2 · бял топ на черно поле a1 · бял кон на бяло поле b1 · бял офицер на черно поле c1 · бяла дама на бяло поле d1 · бял цар на черно поле e1 · бял топ на бяло поле h1 | черен топ на бяло поле a8 · черен офицер на бяло поле c8 · черна дама на черно поле d8 · черен цар на бяло поле e8 · черен офицер на черно поле f8 · черен кон на бяло поле g8 · черен топ на черно поле h8 · черна пешка на черно поле c7 · черна пешка на бяло поле d7 · черна пешка на бяло поле f7 · черна пешка на черно поле g7 · черна пешка на бяло поле h7 · черна пешка на бяло поле a6 · черен кон на черно поле a5 · черна пешка на бяло поле b5 · черна пешка на черно поле e5 · бяла пешка на бяло поле e4 · бял офицер на бяло поле b3 · бял кон на бяло поле f3 · бяла пешка на бяло поле a2 · бяла пешка на черно поле b2 · бяла пешка на бяло поле c2 · бяла пешка на черно поле d2 · бяла пешка на черно поле f2 · бяла пешка на бяло поле g2 · бяла пешка на черно поле h2 · бял топ на черно поле a1 · бял кон на бяло поле b1 · бял офицер на черно поле c1 · бяла дама на бяло поле d1 · бял цар на черно поле e1 · бял топ на бяло поле h1 | черен топ на бяло поле a8 · черен офицер на бяло поле c8 · черна дама на черно поле d8 · черен цар на бяло поле e8 · черен офицер на черно поле f8 · черен кон на бяло поле g8 · черен топ на черно поле h8 · черна пешка на черно поле c7 · черна пешка на бяло поле d7 · черна пешка на бяло поле f7 · черна пешка на черно поле g7 · черна пешка на бяло поле h7 · черна пешка на бяло поле a6 · черен кон на черно поле a5 · черна пешка на бяло поле b5 · черна пешка на черно поле e5 · бяла пешка на бяло поле e4 · бял офицер на бяло поле b3 · бял кон на бяло поле f3 · бяла пешка на бяло поле a2 · бяла пешка на черно поле b2 · бяла пешка на бяло поле c2 · бяла пешка на черно поле d2 · бяла пешка на черно поле f2 · бяла пешка на бяло поле g2 · бяла пешка на черно поле h2 · бял топ на черно поле a1 · бял кон на бяло поле b1 · бял офицер на черно поле c1 · бяла дама на бяло поле d1 · бял цар на черно поле e1 · бял топ на бяло поле h1 | черен топ на бяло поле a8 · черен офицер на бяло поле c8 · черна дама на черно поле d8 · черен цар на бяло поле e8 · черен офицер на черно поле f8 · черен кон на бяло поле g8 · черен топ на черно поле h8 · черна пешка на черно поле c7 · черна пешка на бяло поле d7 · черна пешка на бяло поле f7 · черна пешка на черно поле g7 · черна пешка на бяло поле h7 · черна пешка на бяло поле a6 · черен кон на черно поле a5 · черна пешка на бяло поле b5 · черна пешка на черно поле e5 · бяла пешка на бяло поле e4 · бял офицер на бяло поле b3 · бял кон на бяло поле f3 · бяла пешка на бяло поле a2 · бяла пешка на черно поле b2 · бяла пешка на бяло поле c2 · бяла пешка на черно поле d2 · бяла пешка на черно поле f2 · бяла пешка на бяло поле g2 · бяла пешка на черно поле h2 · бял топ на черно поле a1 · бял кон на бяло поле b1 · бял офицер на черно поле c1 · бяла дама на бяло поле d1 · бял цар на черно поле e1 · бял топ на бяло поле h1 | черен топ на бяло поле a8 · черен офицер на бяло поле c8 · черна дама на черно поле d8 · черен цар на бяло поле e8 · черен офицер на черно поле f8 · черен кон на бяло поле g8 · черен топ на черно поле h8 · черна пешка на черно поле c7 · черна пешка на бяло поле d7 · черна пешка на бяло поле f7 · черна пешка на черно поле g7 · черна пешка на бяло поле h7 · черна пешка на бяло поле a6 · черен кон на черно поле a5 · черна пешка на бяло поле b5 · черна пешка на черно поле e5 · бяла пешка на бяло поле e4 · бял офицер на бяло поле b3 · бял кон на бяло поле f3 · бяла пешка на бяло поле a2 · бяла пешка на черно поле b2 · бяла пешка на бяло поле c2 · бяла пешка на черно поле d2 · бяла пешка на черно поле f2 · бяла пешка на бяло поле g2 · бяла пешка на черно поле h2 · бял топ на черно поле a1 · бял кон на бяло поле b1 · бял офицер на черно поле c1 · бяла дама на бяло поле d1 · бял цар на черно поле e1 · бял топ на бяло поле h1 | 2 |
| 1 | черен топ на бяло поле a8 · черен офицер на бяло поле c8 · черна дама на черно поле d8 · черен цар на бяло поле e8 · черен офицер на черно поле f8 · черен кон на бяло поле g8 · черен топ на черно поле h8 · черна пешка на черно поле c7 · черна пешка на бяло поле d7 · черна пешка на бяло поле f7 · черна пешка на черно поле g7 · черна пешка на бяло поле h7 · черна пешка на бяло поле a6 · черен кон на черно поле a5 · черна пешка на бяло поле b5 · черна пешка на черно поле e5 · бяла пешка на бяло поле e4 · бял офицер на бяло поле b3 · бял кон на бяло поле f3 · бяла пешка на бяло поле a2 · бяла пешка на черно поле b2 · бяла пешка на бяло поле c2 · бяла пешка на черно поле d2 · бяла пешка на черно поле f2 · бяла пешка на бяло поле g2 · бяла пешка на черно поле h2 · бял топ на черно поле a1 · бял кон на бяло поле b1 · бял офицер на черно поле c1 · бяла дама на бяло поле d1 · бял цар на черно поле e1 · бял топ на бяло поле h1 | черен топ на бяло поле a8 · черен офицер на бяло поле c8 · черна дама на черно поле d8 · черен цар на бяло поле e8 · черен офицер на черно поле f8 · черен кон на бяло поле g8 · черен топ на черно поле h8 · черна пешка на черно поле c7 · черна пешка на бяло поле d7 · черна пешка на бяло поле f7 · черна пешка на черно поле g7 · черна пешка на бяло поле h7 · черна пешка на бяло поле a6 · черен кон на черно поле a5 · черна пешка на бяло поле b5 · черна пешка на черно поле e5 · бяла пешка на бяло поле e4 · бял офицер на бяло поле b3 · бял кон на бяло поле f3 · бяла пешка на бяло поле a2 · бяла пешка на черно поле b2 · бяла пешка на бяло поле c2 · бяла пешка на черно поле d2 · бяла пешка на черно поле f2 · бяла пешка на бяло поле g2 · бяла пешка на черно поле h2 · бял топ на черно поле a1 · бял кон на бяло поле b1 · бял офицер на черно поле c1 · бяла дама на бяло поле d1 · бял цар на черно поле e1 · бял топ на бяло поле h1 | черен топ на бяло поле a8 · черен офицер на бяло поле c8 · черна дама на черно поле d8 · черен цар на бяло поле e8 · черен офицер на черно поле f8 · черен кон на бяло поле g8 · черен топ на черно поле h8 · черна пешка на черно поле c7 · черна пешка на бяло поле d7 · черна пешка на бяло поле f7 · черна пешка на черно поле g7 · черна пешка на бяло поле h7 · черна пешка на бяло поле a6 · черен кон на черно поле a5 · черна пешка на бяло поле b5 · черна пешка на черно поле e5 · бяла пешка на бяло поле e4 · бял офицер на бяло поле b3 · бял кон на бяло поле f3 · бяла пешка на бяло поле a2 · бяла пешка на черно поле b2 · бяла пешка на бяло поле c2 · бяла пешка на черно поле d2 · бяла пешка на черно поле f2 · бяла пешка на бяло поле g2 · бяла пешка на черно поле h2 · бял топ на черно поле a1 · бял кон на бяло поле b1 · бял офицер на черно поле c1 · бяла дама на бяло поле d1 · бял цар на черно поле e1 · бял топ на бяло поле h1 | черен топ на бяло поле a8 · черен офицер на бяло поле c8 · черна дама на черно поле d8 · черен цар на бяло поле e8 · черен офицер на черно поле f8 · черен кон на бяло поле g8 · черен топ на черно поле h8 · черна пешка на черно поле c7 · черна пешка на бяло поле d7 · черна пешка на бяло поле f7 · черна пешка на черно поле g7 · черна пешка на бяло поле h7 · черна пешка на бяло поле a6 · черен кон на черно поле a5 · черна пешка на бяло поле b5 · черна пешка на черно поле e5 · бяла пешка на бяло поле e4 · бял офицер на бяло поле b3 · бял кон на бяло поле f3 · бяла пешка на бяло поле a2 · бяла пешка на черно поле b2 · бяла пешка на бяло поле c2 · бяла пешка на черно поле d2 · бяла пешка на черно поле f2 · бяла пешка на бяло поле g2 · бяла пешка на черно поле h2 · бял топ на черно поле a1 · бял кон на бяло поле b1 · бял офицер на черно поле c1 · бяла дама на бяло поле d1 · бял цар на черно поле e1 · бял топ на бяло поле h1 | черен топ на бяло поле a8 · черен офицер на бяло поле c8 · черна дама на черно поле d8 · черен цар на бяло поле e8 · черен офицер на черно поле f8 · черен кон на бяло поле g8 · черен топ на черно поле h8 · черна пешка на черно поле c7 · черна пешка на бяло поле d7 · черна пешка на бяло поле f7 · черна пешка на черно поле g7 · черна пешка на бяло поле h7 · черна пешка на бяло поле a6 · черен кон на черно поле a5 · черна пешка на бяло поле b5 · черна пешка на черно поле e5 · бяла пешка на бяло поле e4 · бял офицер на бяло поле b3 · бял кон на бяло поле f3 · бяла пешка на бяло поле a2 · бяла пешка на черно поле b2 · бяла пешка на бяло поле c2 · бяла пешка на черно поле d2 · бяла пешка на черно поле f2 · бяла пешка на бяло поле g2 · бяла пешка на черно поле h2 · бял топ на черно поле a1 · бял кон на бяло поле b1 · бял офицер на черно поле c1 · бяла дама на бяло поле d1 · бял цар на черно поле e1 · бял топ на бяло поле h1 | черен топ на бяло поле a8 · черен офицер на бяло поле c8 · черна дама на черно поле d8 · черен цар на бяло поле e8 · черен офицер на черно поле f8 · черен кон на бяло поле g8 · черен топ на черно поле h8 · черна пешка на черно поле c7 · черна пешка на бяло поле d7 · черна пешка на бяло поле f7 · черна пешка на черно поле g7 · черна пешка на бяло поле h7 · черна пешка на бяло поле a6 · черен кон на черно поле a5 · черна пешка на бяло поле b5 · черна пешка на черно поле e5 · бяла пешка на бяло поле e4 · бял офицер на бяло поле b3 · бял кон на бяло поле f3 · бяла пешка на бяло поле a2 · бяла пешка на черно поле b2 · бяла пешка на бяло поле c2 · бяла пешка на черно поле d2 · бяла пешка на черно поле f2 · бяла пешка на бяло поле g2 · бяла пешка на черно поле h2 · бял топ на черно поле a1 · бял кон на бяло поле b1 · бял офицер на черно поле c1 · бяла дама на бяло поле d1 · бял цар на черно поле e1 · бял топ на бяло поле h1 | черен топ на бяло поле a8 · черен офицер на бяло поле c8 · черна дама на черно поле d8 · черен цар на бяло поле e8 · черен офицер на черно поле f8 · черен кон на бяло поле g8 · черен топ на черно поле h8 · черна пешка на черно поле c7 · черна пешка на бяло поле d7 · черна пешка на бяло поле f7 · черна пешка на черно поле g7 · черна пешка на бяло поле h7 · черна пешка на бяло поле a6 · черен кон на черно поле a5 · черна пешка на бяло поле b5 · черна пешка на черно поле e5 · бяла пешка на бяло поле e4 · бял офицер на бяло поле b3 · бял кон на бяло поле f3 · бяла пешка на бяло поле a2 · бяла пешка на черно поле b2 · бяла пешка на бяло поле c2 · бяла пешка на черно поле d2 · бяла пешка на черно поле f2 · бяла пешка на бяло поле g2 · бяла пешка на черно поле h2 · бял топ на черно поле a1 · бял кон на бяло поле b1 · бял офицер на черно поле c1 · бяла дама на бяло поле d1 · бял цар на черно поле e1 · бял топ на бяло поле h1 | черен топ на бяло поле a8 · черен офицер на бяло поле c8 · черна дама на черно поле d8 · черен цар на бяло поле e8 · черен офицер на черно поле f8 · черен кон на бяло поле g8 · черен топ на черно поле h8 · черна пешка на черно поле c7 · черна пешка на бяло поле d7 · черна пешка на бяло поле f7 · черна пешка на черно поле g7 · черна пешка на бяло поле h7 · черна пешка на бяло поле a6 · черен кон на черно поле a5 · черна пешка на бяло поле b5 · черна пешка на черно поле e5 · бяла пешка на бяло поле e4 · бял офицер на бяло поле b3 · бял кон на бяло поле f3 · бяла пешка на бяло поле a2 · бяла пешка на черно поле b2 · бяла пешка на бяло поле c2 · бяла пешка на черно поле d2 · бяла пешка на черно поле f2 · бяла пешка на бяло поле g2 · бяла пешка на черно поле h2 · бял топ на черно поле a1 · бял кон на бяло поле b1 · бял офицер на черно поле c1 · бяла дама на бяло поле d1 · бял цар на черно поле e1 · бял топ на бяло поле h1 | 1 |
|   | a | b | c | d | e | f | g | h |   |

- 5. … Кa5 – Норвежка защита (Вариант Тайманов).

Норвежката защита (наричана още Вариант Тайманов или Флангов вариант) 3. … a6 4. Оa4 b5 5. Оb3 Кa5, цели да елиминира белия офицер, но обикновено се счита за твърде времеемка за черните. Обичайното продължение е 6. 0-0 d6 7. d4 К:b3, но е била играна спекулативната жертва 6. О:f7+?! Ц:f7 7. К:e5+ Ke7!, която изгонва черния цар. С точна игра обаче черните могат да избегнат всяко неудобство, като същевременно задържат допълнителната фигура, освен ако белите не изберат да спечелят топ и две пешки за две леки фигури след 8. Кf7!? К:f7 9. Дh5+ g6 (9. … Ke7 10. Дe5+) 10. Дd5+ Цg7 11. Д:a8, с остра позиция, но предимство за черните.
През 50-те години на XX век Марк Тайманов я играе с известен успех, въпреки че остава странична линия, както е и до днес. Тази защита е позната от 80-те години на XIX век и е въведена отново през 1901 г. от Карл Шлехтер. Норвежката връзка е въведена за първи път от Свейн Йоханесен, който играе линията от 1957 г., а по-късно е засилена, когато Симен Агдещайн и някои други норвежки играчи приемат варианта. През 1995 г. Джонатан Тисдал публикува статията „Руй Лопес. Норвежки вариант“ в „Новини в шахмата“, годишник 37.
C71–C76 1. e4 e5 2. Kf3 Kc6 3. Ob5 a6 4. Oa4 d6 – Подобрена (модерна или нова) защита Щайниц.
В Подобрената защита Щайниц черните интерполират 3...a6 4.Оa4 преди да играят 4...d6, което често е било играно от Александър Алехин, Хосе Раул Капабланка и Паул Керес. Способността да се контраатакува с навременно ...b5 дава на черните по-голяма гъвкавост, отколкото в обикновената Защита Щайниц. Забележително е, че в обикновената Защита Щайниц белите почти винаги могат да принудят черните да предадат пешката e5. Въпреки това, в Модерната защита Щайниц, черните запазват контрол над центъра. Повечето правдоподобни ходове на белите са възможни тук, включително 5.c3, 5.c4, 5.О:c6, 5.d4 и 5.0-0. След 5.c3 f5 възниква острият Вариант Сиеста, докато по-спокойното 5.c3 Оd7 6.d4 води до маневрена игра. Играта е остра и след 5.О:c6+ b:c6 6.d4 (C73) или 5.0-0 Оg4 6.h3 h5 (C72). По-старите варианти, започващи с 5.c4 и 5.d4, не се считат за тест за черните, въпреки че последният предлага труден гамбит. Има шест класификации на EШД за Подобрената защита Щайниц. Отговорите на белите 5.d4, 5.Кc3 и 5.c4 са включени в C71, а 5.0-0 е C72. Забавената размяна 5.О:c6+ b:c6 6.d4 е C73 – Вариант Рихтер. C74–C76 започват с 5.c3. C74 обхваща 5...Кf6, но се фокусира предимно върху 5...f5 6.e:f5 О:f5 с 7.d4 или 7.0-0. Основното продължение на C75 е Вариантът Рубинщайн 5...Оd7 6.d4 Кge7. Фланговият вариант Рубинщайн C76 се характеризира с фианкетиране на черния офицер на царския фланг 5...Оd7 6.d4 g6.
|   | a | b | c | d | e | f | g | h |   |
| 8 | черен топ на бяло поле a8 · черен офицер на бяло поле c8 · черна дама на черно поле d8 · черен цар на бяло поле e8 · черен офицер на черно поле f8 · черен кон на бяло поле g8 · черен топ на черно поле h8 · черна пешка на бяло поле b7 · черна пешка на черно поле c7 · черна пешка на бяло поле f7 · черна пешка на черно поле g7 · черна пешка на бяло поле h7 · черна пешка на бяло поле a6 · черен кон на бяло поле c6 · черна пешка на черно поле d6 · черна пешка на черно поле e5 · бял офицер на бяло поле a4 · бяла пешка на бяло поле e4 · бял кон на бяло поле f3 · бяла пешка на бяло поле a2 · бяла пешка на черно поле b2 · бяла пешка на бяло поле c2 · бяла пешка на черно поле d2 · бяла пешка на черно поле f2 · бяла пешка на бяло поле g2 · бяла пешка на черно поле h2 · бял топ на черно поле a1 · бял кон на бяло поле b1 · бял офицер на черно поле c1 · бяла дама на бяло поле d1 · бял цар на черно поле e1 · бял топ на бяло поле h1 | черен топ на бяло поле a8 · черен офицер на бяло поле c8 · черна дама на черно поле d8 · черен цар на бяло поле e8 · черен офицер на черно поле f8 · черен кон на бяло поле g8 · черен топ на черно поле h8 · черна пешка на бяло поле b7 · черна пешка на черно поле c7 · черна пешка на бяло поле f7 · черна пешка на черно поле g7 · черна пешка на бяло поле h7 · черна пешка на бяло поле a6 · черен кон на бяло поле c6 · черна пешка на черно поле d6 · черна пешка на черно поле e5 · бял офицер на бяло поле a4 · бяла пешка на бяло поле e4 · бял кон на бяло поле f3 · бяла пешка на бяло поле a2 · бяла пешка на черно поле b2 · бяла пешка на бяло поле c2 · бяла пешка на черно поле d2 · бяла пешка на черно поле f2 · бяла пешка на бяло поле g2 · бяла пешка на черно поле h2 · бял топ на черно поле a1 · бял кон на бяло поле b1 · бял офицер на черно поле c1 · бяла дама на бяло поле d1 · бял цар на черно поле e1 · бял топ на бяло поле h1 | черен топ на бяло поле a8 · черен офицер на бяло поле c8 · черна дама на черно поле d8 · черен цар на бяло поле e8 · черен офицер на черно поле f8 · черен кон на бяло поле g8 · черен топ на черно поле h8 · черна пешка на бяло поле b7 · черна пешка на черно поле c7 · черна пешка на бяло поле f7 · черна пешка на черно поле g7 · черна пешка на бяло поле h7 · черна пешка на бяло поле a6 · черен кон на бяло поле c6 · черна пешка на черно поле d6 · черна пешка на черно поле e5 · бял офицер на бяло поле a4 · бяла пешка на бяло поле e4 · бял кон на бяло поле f3 · бяла пешка на бяло поле a2 · бяла пешка на черно поле b2 · бяла пешка на бяло поле c2 · бяла пешка на черно поле d2 · бяла пешка на черно поле f2 · бяла пешка на бяло поле g2 · бяла пешка на черно поле h2 · бял топ на черно поле a1 · бял кон на бяло поле b1 · бял офицер на черно поле c1 · бяла дама на бяло поле d1 · бял цар на черно поле e1 · бял топ на бяло поле h1 | черен топ на бяло поле a8 · черен офицер на бяло поле c8 · черна дама на черно поле d8 · черен цар на бяло поле e8 · черен офицер на черно поле f8 · черен кон на бяло поле g8 · черен топ на черно поле h8 · черна пешка на бяло поле b7 · черна пешка на черно поле c7 · черна пешка на бяло поле f7 · черна пешка на черно поле g7 · черна пешка на бяло поле h7 · черна пешка на бяло поле a6 · черен кон на бяло поле c6 · черна пешка на черно поле d6 · черна пешка на черно поле e5 · бял офицер на бяло поле a4 · бяла пешка на бяло поле e4 · бял кон на бяло поле f3 · бяла пешка на бяло поле a2 · бяла пешка на черно поле b2 · бяла пешка на бяло поле c2 · бяла пешка на черно поле d2 · бяла пешка на черно поле f2 · бяла пешка на бяло поле g2 · бяла пешка на черно поле h2 · бял топ на черно поле a1 · бял кон на бяло поле b1 · бял офицер на черно поле c1 · бяла дама на бяло поле d1 · бял цар на черно поле e1 · бял топ на бяло поле h1 | черен топ на бяло поле a8 · черен офицер на бяло поле c8 · черна дама на черно поле d8 · черен цар на бяло поле e8 · черен офицер на черно поле f8 · черен кон на бяло поле g8 · черен топ на черно поле h8 · черна пешка на бяло поле b7 · черна пешка на черно поле c7 · черна пешка на бяло поле f7 · черна пешка на черно поле g7 · черна пешка на бяло поле h7 · черна пешка на бяло поле a6 · черен кон на бяло поле c6 · черна пешка на черно поле d6 · черна пешка на черно поле e5 · бял офицер на бяло поле a4 · бяла пешка на бяло поле e4 · бял кон на бяло поле f3 · бяла пешка на бяло поле a2 · бяла пешка на черно поле b2 · бяла пешка на бяло поле c2 · бяла пешка на черно поле d2 · бяла пешка на черно поле f2 · бяла пешка на бяло поле g2 · бяла пешка на черно поле h2 · бял топ на черно поле a1 · бял кон на бяло поле b1 · бял офицер на черно поле c1 · бяла дама на бяло поле d1 · бял цар на черно поле e1 · бял топ на бяло поле h1 | черен топ на бяло поле a8 · черен офицер на бяло поле c8 · черна дама на черно поле d8 · черен цар на бяло поле e8 · черен офицер на черно поле f8 · черен кон на бяло поле g8 · черен топ на черно поле h8 · черна пешка на бяло поле b7 · черна пешка на черно поле c7 · черна пешка на бяло поле f7 · черна пешка на черно поле g7 · черна пешка на бяло поле h7 · черна пешка на бяло поле a6 · черен кон на бяло поле c6 · черна пешка на черно поле d6 · черна пешка на черно поле e5 · бял офицер на бяло поле a4 · бяла пешка на бяло поле e4 · бял кон на бяло поле f3 · бяла пешка на бяло поле a2 · бяла пешка на черно поле b2 · бяла пешка на бяло поле c2 · бяла пешка на черно поле d2 · бяла пешка на черно поле f2 · бяла пешка на бяло поле g2 · бяла пешка на черно поле h2 · бял топ на черно поле a1 · бял кон на бяло поле b1 · бял офицер на черно поле c1 · бяла дама на бяло поле d1 · бял цар на черно поле e1 · бял топ на бяло поле h1 | черен топ на бяло поле a8 · черен офицер на бяло поле c8 · черна дама на черно поле d8 · черен цар на бяло поле e8 · черен офицер на черно поле f8 · черен кон на бяло поле g8 · черен топ на черно поле h8 · черна пешка на бяло поле b7 · черна пешка на черно поле c7 · черна пешка на бяло поле f7 · черна пешка на черно поле g7 · черна пешка на бяло поле h7 · черна пешка на бяло поле a6 · черен кон на бяло поле c6 · черна пешка на черно поле d6 · черна пешка на черно поле e5 · бял офицер на бяло поле a4 · бяла пешка на бяло поле e4 · бял кон на бяло поле f3 · бяла пешка на бяло поле a2 · бяла пешка на черно поле b2 · бяла пешка на бяло поле c2 · бяла пешка на черно поле d2 · бяла пешка на черно поле f2 · бяла пешка на бяло поле g2 · бяла пешка на черно поле h2 · бял топ на черно поле a1 · бял кон на бяло поле b1 · бял офицер на черно поле c1 · бяла дама на бяло поле d1 · бял цар на черно поле e1 · бял топ на бяло поле h1 | черен топ на бяло поле a8 · черен офицер на бяло поле c8 · черна дама на черно поле d8 · черен цар на бяло поле e8 · черен офицер на черно поле f8 · черен кон на бяло поле g8 · черен топ на черно поле h8 · черна пешка на бяло поле b7 · черна пешка на черно поле c7 · черна пешка на бяло поле f7 · черна пешка на черно поле g7 · черна пешка на бяло поле h7 · черна пешка на бяло поле a6 · черен кон на бяло поле c6 · черна пешка на черно поле d6 · черна пешка на черно поле e5 · бял офицер на бяло поле a4 · бяла пешка на бяло поле e4 · бял кон на бяло поле f3 · бяла пешка на бяло поле a2 · бяла пешка на черно поле b2 · бяла пешка на бяло поле c2 · бяла пешка на черно поле d2 · бяла пешка на черно поле f2 · бяла пешка на бяло поле g2 · бяла пешка на черно поле h2 · бял топ на черно поле a1 · бял кон на бяло поле b1 · бял офицер на черно поле c1 · бяла дама на бяло поле d1 · бял цар на черно поле e1 · бял топ на бяло поле h1 | 8 |
| 7 | черен топ на бяло поле a8 · черен офицер на бяло поле c8 · черна дама на черно поле d8 · черен цар на бяло поле e8 · черен офицер на черно поле f8 · черен кон на бяло поле g8 · черен топ на черно поле h8 · черна пешка на бяло поле b7 · черна пешка на черно поле c7 · черна пешка на бяло поле f7 · черна пешка на черно поле g7 · черна пешка на бяло поле h7 · черна пешка на бяло поле a6 · черен кон на бяло поле c6 · черна пешка на черно поле d6 · черна пешка на черно поле e5 · бял офицер на бяло поле a4 · бяла пешка на бяло поле e4 · бял кон на бяло поле f3 · бяла пешка на бяло поле a2 · бяла пешка на черно поле b2 · бяла пешка на бяло поле c2 · бяла пешка на черно поле d2 · бяла пешка на черно поле f2 · бяла пешка на бяло поле g2 · бяла пешка на черно поле h2 · бял топ на черно поле a1 · бял кон на бяло поле b1 · бял офицер на черно поле c1 · бяла дама на бяло поле d1 · бял цар на черно поле e1 · бял топ на бяло поле h1 | черен топ на бяло поле a8 · черен офицер на бяло поле c8 · черна дама на черно поле d8 · черен цар на бяло поле e8 · черен офицер на черно поле f8 · черен кон на бяло поле g8 · черен топ на черно поле h8 · черна пешка на бяло поле b7 · черна пешка на черно поле c7 · черна пешка на бяло поле f7 · черна пешка на черно поле g7 · черна пешка на бяло поле h7 · черна пешка на бяло поле a6 · черен кон на бяло поле c6 · черна пешка на черно поле d6 · черна пешка на черно поле e5 · бял офицер на бяло поле a4 · бяла пешка на бяло поле e4 · бял кон на бяло поле f3 · бяла пешка на бяло поле a2 · бяла пешка на черно поле b2 · бяла пешка на бяло поле c2 · бяла пешка на черно поле d2 · бяла пешка на черно поле f2 · бяла пешка на бяло поле g2 · бяла пешка на черно поле h2 · бял топ на черно поле a1 · бял кон на бяло поле b1 · бял офицер на черно поле c1 · бяла дама на бяло поле d1 · бял цар на черно поле e1 · бял топ на бяло поле h1 | черен топ на бяло поле a8 · черен офицер на бяло поле c8 · черна дама на черно поле d8 · черен цар на бяло поле e8 · черен офицер на черно поле f8 · черен кон на бяло поле g8 · черен топ на черно поле h8 · черна пешка на бяло поле b7 · черна пешка на черно поле c7 · черна пешка на бяло поле f7 · черна пешка на черно поле g7 · черна пешка на бяло поле h7 · черна пешка на бяло поле a6 · черен кон на бяло поле c6 · черна пешка на черно поле d6 · черна пешка на черно поле e5 · бял офицер на бяло поле a4 · бяла пешка на бяло поле e4 · бял кон на бяло поле f3 · бяла пешка на бяло поле a2 · бяла пешка на черно поле b2 · бяла пешка на бяло поле c2 · бяла пешка на черно поле d2 · бяла пешка на черно поле f2 · бяла пешка на бяло поле g2 · бяла пешка на черно поле h2 · бял топ на черно поле a1 · бял кон на бяло поле b1 · бял офицер на черно поле c1 · бяла дама на бяло поле d1 · бял цар на черно поле e1 · бял топ на бяло поле h1 | черен топ на бяло поле a8 · черен офицер на бяло поле c8 · черна дама на черно поле d8 · черен цар на бяло поле e8 · черен офицер на черно поле f8 · черен кон на бяло поле g8 · черен топ на черно поле h8 · черна пешка на бяло поле b7 · черна пешка на черно поле c7 · черна пешка на бяло поле f7 · черна пешка на черно поле g7 · черна пешка на бяло поле h7 · черна пешка на бяло поле a6 · черен кон на бяло поле c6 · черна пешка на черно поле d6 · черна пешка на черно поле e5 · бял офицер на бяло поле a4 · бяла пешка на бяло поле e4 · бял кон на бяло поле f3 · бяла пешка на бяло поле a2 · бяла пешка на черно поле b2 · бяла пешка на бяло поле c2 · бяла пешка на черно поле d2 · бяла пешка на черно поле f2 · бяла пешка на бяло поле g2 · бяла пешка на черно поле h2 · бял топ на черно поле a1 · бял кон на бяло поле b1 · бял офицер на черно поле c1 · бяла дама на бяло поле d1 · бял цар на черно поле e1 · бял топ на бяло поле h1 | черен топ на бяло поле a8 · черен офицер на бяло поле c8 · черна дама на черно поле d8 · черен цар на бяло поле e8 · черен офицер на черно поле f8 · черен кон на бяло поле g8 · черен топ на черно поле h8 · черна пешка на бяло поле b7 · черна пешка на черно поле c7 · черна пешка на бяло поле f7 · черна пешка на черно поле g7 · черна пешка на бяло поле h7 · черна пешка на бяло поле a6 · черен кон на бяло поле c6 · черна пешка на черно поле d6 · черна пешка на черно поле e5 · бял офицер на бяло поле a4 · бяла пешка на бяло поле e4 · бял кон на бяло поле f3 · бяла пешка на бяло поле a2 · бяла пешка на черно поле b2 · бяла пешка на бяло поле c2 · бяла пешка на черно поле d2 · бяла пешка на черно поле f2 · бяла пешка на бяло поле g2 · бяла пешка на черно поле h2 · бял топ на черно поле a1 · бял кон на бяло поле b1 · бял офицер на черно поле c1 · бяла дама на бяло поле d1 · бял цар на черно поле e1 · бял топ на бяло поле h1 | черен топ на бяло поле a8 · черен офицер на бяло поле c8 · черна дама на черно поле d8 · черен цар на бяло поле e8 · черен офицер на черно поле f8 · черен кон на бяло поле g8 · черен топ на черно поле h8 · черна пешка на бяло поле b7 · черна пешка на черно поле c7 · черна пешка на бяло поле f7 · черна пешка на черно поле g7 · черна пешка на бяло поле h7 · черна пешка на бяло поле a6 · черен кон на бяло поле c6 · черна пешка на черно поле d6 · черна пешка на черно поле e5 · бял офицер на бяло поле a4 · бяла пешка на бяло поле e4 · бял кон на бяло поле f3 · бяла пешка на бяло поле a2 · бяла пешка на черно поле b2 · бяла пешка на бяло поле c2 · бяла пешка на черно поле d2 · бяла пешка на черно поле f2 · бяла пешка на бяло поле g2 · бяла пешка на черно поле h2 · бял топ на черно поле a1 · бял кон на бяло поле b1 · бял офицер на черно поле c1 · бяла дама на бяло поле d1 · бял цар на черно поле e1 · бял топ на бяло поле h1 | черен топ на бяло поле a8 · черен офицер на бяло поле c8 · черна дама на черно поле d8 · черен цар на бяло поле e8 · черен офицер на черно поле f8 · черен кон на бяло поле g8 · черен топ на черно поле h8 · черна пешка на бяло поле b7 · черна пешка на черно поле c7 · черна пешка на бяло поле f7 · черна пешка на черно поле g7 · черна пешка на бяло поле h7 · черна пешка на бяло поле a6 · черен кон на бяло поле c6 · черна пешка на черно поле d6 · черна пешка на черно поле e5 · бял офицер на бяло поле a4 · бяла пешка на бяло поле e4 · бял кон на бяло поле f3 · бяла пешка на бяло поле a2 · бяла пешка на черно поле b2 · бяла пешка на бяло поле c2 · бяла пешка на черно поле d2 · бяла пешка на черно поле f2 · бяла пешка на бяло поле g2 · бяла пешка на черно поле h2 · бял топ на черно поле a1 · бял кон на бяло поле b1 · бял офицер на черно поле c1 · бяла дама на бяло поле d1 · бял цар на черно поле e1 · бял топ на бяло поле h1 | черен топ на бяло поле a8 · черен офицер на бяло поле c8 · черна дама на черно поле d8 · черен цар на бяло поле e8 · черен офицер на черно поле f8 · черен кон на бяло поле g8 · черен топ на черно поле h8 · черна пешка на бяло поле b7 · черна пешка на черно поле c7 · черна пешка на бяло поле f7 · черна пешка на черно поле g7 · черна пешка на бяло поле h7 · черна пешка на бяло поле a6 · черен кон на бяло поле c6 · черна пешка на черно поле d6 · черна пешка на черно поле e5 · бял офицер на бяло поле a4 · бяла пешка на бяло поле e4 · бял кон на бяло поле f3 · бяла пешка на бяло поле a2 · бяла пешка на черно поле b2 · бяла пешка на бяло поле c2 · бяла пешка на черно поле d2 · бяла пешка на черно поле f2 · бяла пешка на бяло поле g2 · бяла пешка на черно поле h2 · бял топ на черно поле a1 · бял кон на бяло поле b1 · бял офицер на черно поле c1 · бяла дама на бяло поле d1 · бял цар на черно поле e1 · бял топ на бяло поле h1 | 7 |
| 6 | черен топ на бяло поле a8 · черен офицер на бяло поле c8 · черна дама на черно поле d8 · черен цар на бяло поле e8 · черен офицер на черно поле f8 · черен кон на бяло поле g8 · черен топ на черно поле h8 · черна пешка на бяло поле b7 · черна пешка на черно поле c7 · черна пешка на бяло поле f7 · черна пешка на черно поле g7 · черна пешка на бяло поле h7 · черна пешка на бяло поле a6 · черен кон на бяло поле c6 · черна пешка на черно поле d6 · черна пешка на черно поле e5 · бял офицер на бяло поле a4 · бяла пешка на бяло поле e4 · бял кон на бяло поле f3 · бяла пешка на бяло поле a2 · бяла пешка на черно поле b2 · бяла пешка на бяло поле c2 · бяла пешка на черно поле d2 · бяла пешка на черно поле f2 · бяла пешка на бяло поле g2 · бяла пешка на черно поле h2 · бял топ на черно поле a1 · бял кон на бяло поле b1 · бял офицер на черно поле c1 · бяла дама на бяло поле d1 · бял цар на черно поле e1 · бял топ на бяло поле h1 | черен топ на бяло поле a8 · черен офицер на бяло поле c8 · черна дама на черно поле d8 · черен цар на бяло поле e8 · черен офицер на черно поле f8 · черен кон на бяло поле g8 · черен топ на черно поле h8 · черна пешка на бяло поле b7 · черна пешка на черно поле c7 · черна пешка на бяло поле f7 · черна пешка на черно поле g7 · черна пешка на бяло поле h7 · черна пешка на бяло поле a6 · черен кон на бяло поле c6 · черна пешка на черно поле d6 · черна пешка на черно поле e5 · бял офицер на бяло поле a4 · бяла пешка на бяло поле e4 · бял кон на бяло поле f3 · бяла пешка на бяло поле a2 · бяла пешка на черно поле b2 · бяла пешка на бяло поле c2 · бяла пешка на черно поле d2 · бяла пешка на черно поле f2 · бяла пешка на бяло поле g2 · бяла пешка на черно поле h2 · бял топ на черно поле a1 · бял кон на бяло поле b1 · бял офицер на черно поле c1 · бяла дама на бяло поле d1 · бял цар на черно поле e1 · бял топ на бяло поле h1 | черен топ на бяло поле a8 · черен офицер на бяло поле c8 · черна дама на черно поле d8 · черен цар на бяло поле e8 · черен офицер на черно поле f8 · черен кон на бяло поле g8 · черен топ на черно поле h8 · черна пешка на бяло поле b7 · черна пешка на черно поле c7 · черна пешка на бяло поле f7 · черна пешка на черно поле g7 · черна пешка на бяло поле h7 · черна пешка на бяло поле a6 · черен кон на бяло поле c6 · черна пешка на черно поле d6 · черна пешка на черно поле e5 · бял офицер на бяло поле a4 · бяла пешка на бяло поле e4 · бял кон на бяло поле f3 · бяла пешка на бяло поле a2 · бяла пешка на черно поле b2 · бяла пешка на бяло поле c2 · бяла пешка на черно поле d2 · бяла пешка на черно поле f2 · бяла пешка на бяло поле g2 · бяла пешка на черно поле h2 · бял топ на черно поле a1 · бял кон на бяло поле b1 · бял офицер на черно поле c1 · бяла дама на бяло поле d1 · бял цар на черно поле e1 · бял топ на бяло поле h1 | черен топ на бяло поле a8 · черен офицер на бяло поле c8 · черна дама на черно поле d8 · черен цар на бяло поле e8 · черен офицер на черно поле f8 · черен кон на бяло поле g8 · черен топ на черно поле h8 · черна пешка на бяло поле b7 · черна пешка на черно поле c7 · черна пешка на бяло поле f7 · черна пешка на черно поле g7 · черна пешка на бяло поле h7 · черна пешка на бяло поле a6 · черен кон на бяло поле c6 · черна пешка на черно поле d6 · черна пешка на черно поле e5 · бял офицер на бяло поле a4 · бяла пешка на бяло поле e4 · бял кон на бяло поле f3 · бяла пешка на бяло поле a2 · бяла пешка на черно поле b2 · бяла пешка на бяло поле c2 · бяла пешка на черно поле d2 · бяла пешка на черно поле f2 · бяла пешка на бяло поле g2 · бяла пешка на черно поле h2 · бял топ на черно поле a1 · бял кон на бяло поле b1 · бял офицер на черно поле c1 · бяла дама на бяло поле d1 · бял цар на черно поле e1 · бял топ на бяло поле h1 | черен топ на бяло поле a8 · черен офицер на бяло поле c8 · черна дама на черно поле d8 · черен цар на бяло поле e8 · черен офицер на черно поле f8 · черен кон на бяло поле g8 · черен топ на черно поле h8 · черна пешка на бяло поле b7 · черна пешка на черно поле c7 · черна пешка на бяло поле f7 · черна пешка на черно поле g7 · черна пешка на бяло поле h7 · черна пешка на бяло поле a6 · черен кон на бяло поле c6 · черна пешка на черно поле d6 · черна пешка на черно поле e5 · бял офицер на бяло поле a4 · бяла пешка на бяло поле e4 · бял кон на бяло поле f3 · бяла пешка на бяло поле a2 · бяла пешка на черно поле b2 · бяла пешка на бяло поле c2 · бяла пешка на черно поле d2 · бяла пешка на черно поле f2 · бяла пешка на бяло поле g2 · бяла пешка на черно поле h2 · бял топ на черно поле a1 · бял кон на бяло поле b1 · бял офицер на черно поле c1 · бяла дама на бяло поле d1 · бял цар на черно поле e1 · бял топ на бяло поле h1 | черен топ на бяло поле a8 · черен офицер на бяло поле c8 · черна дама на черно поле d8 · черен цар на бяло поле e8 · черен офицер на черно поле f8 · черен кон на бяло поле g8 · черен топ на черно поле h8 · черна пешка на бяло поле b7 · черна пешка на черно поле c7 · черна пешка на бяло поле f7 · черна пешка на черно поле g7 · черна пешка на бяло поле h7 · черна пешка на бяло поле a6 · черен кон на бяло поле c6 · черна пешка на черно поле d6 · черна пешка на черно поле e5 · бял офицер на бяло поле a4 · бяла пешка на бяло поле e4 · бял кон на бяло поле f3 · бяла пешка на бяло поле a2 · бяла пешка на черно поле b2 · бяла пешка на бяло поле c2 · бяла пешка на черно поле d2 · бяла пешка на черно поле f2 · бяла пешка на бяло поле g2 · бяла пешка на черно поле h2 · бял топ на черно поле a1 · бял кон на бяло поле b1 · бял офицер на черно поле c1 · бяла дама на бяло поле d1 · бял цар на черно поле e1 · бял топ на бяло поле h1 | черен топ на бяло поле a8 · черен офицер на бяло поле c8 · черна дама на черно поле d8 · черен цар на бяло поле e8 · черен офицер на черно поле f8 · черен кон на бяло поле g8 · черен топ на черно поле h8 · черна пешка на бяло поле b7 · черна пешка на черно поле c7 · черна пешка на бяло поле f7 · черна пешка на черно поле g7 · черна пешка на бяло поле h7 · черна пешка на бяло поле a6 · черен кон на бяло поле c6 · черна пешка на черно поле d6 · черна пешка на черно поле e5 · бял офицер на бяло поле a4 · бяла пешка на бяло поле e4 · бял кон на бяло поле f3 · бяла пешка на бяло поле a2 · бяла пешка на черно поле b2 · бяла пешка на бяло поле c2 · бяла пешка на черно поле d2 · бяла пешка на черно поле f2 · бяла пешка на бяло поле g2 · бяла пешка на черно поле h2 · бял топ на черно поле a1 · бял кон на бяло поле b1 · бял офицер на черно поле c1 · бяла дама на бяло поле d1 · бял цар на черно поле e1 · бял топ на бяло поле h1 | черен топ на бяло поле a8 · черен офицер на бяло поле c8 · черна дама на черно поле d8 · черен цар на бяло поле e8 · черен офицер на черно поле f8 · черен кон на бяло поле g8 · черен топ на черно поле h8 · черна пешка на бяло поле b7 · черна пешка на черно поле c7 · черна пешка на бяло поле f7 · черна пешка на черно поле g7 · черна пешка на бяло поле h7 · черна пешка на бяло поле a6 · черен кон на бяло поле c6 · черна пешка на черно поле d6 · черна пешка на черно поле e5 · бял офицер на бяло поле a4 · бяла пешка на бяло поле e4 · бял кон на бяло поле f3 · бяла пешка на бяло поле a2 · бяла пешка на черно поле b2 · бяла пешка на бяло поле c2 · бяла пешка на черно поле d2 · бяла пешка на черно поле f2 · бяла пешка на бяло поле g2 · бяла пешка на черно поле h2 · бял топ на черно поле a1 · бял кон на бяло поле b1 · бял офицер на черно поле c1 · бяла дама на бяло поле d1 · бял цар на черно поле e1 · бял топ на бяло поле h1 | 6 |
| 5 | черен топ на бяло поле a8 · черен офицер на бяло поле c8 · черна дама на черно поле d8 · черен цар на бяло поле e8 · черен офицер на черно поле f8 · черен кон на бяло поле g8 · черен топ на черно поле h8 · черна пешка на бяло поле b7 · черна пешка на черно поле c7 · черна пешка на бяло поле f7 · черна пешка на черно поле g7 · черна пешка на бяло поле h7 · черна пешка на бяло поле a6 · черен кон на бяло поле c6 · черна пешка на черно поле d6 · черна пешка на черно поле e5 · бял офицер на бяло поле a4 · бяла пешка на бяло поле e4 · бял кон на бяло поле f3 · бяла пешка на бяло поле a2 · бяла пешка на черно поле b2 · бяла пешка на бяло поле c2 · бяла пешка на черно поле d2 · бяла пешка на черно поле f2 · бяла пешка на бяло поле g2 · бяла пешка на черно поле h2 · бял топ на черно поле a1 · бял кон на бяло поле b1 · бял офицер на черно поле c1 · бяла дама на бяло поле d1 · бял цар на черно поле e1 · бял топ на бяло поле h1 | черен топ на бяло поле a8 · черен офицер на бяло поле c8 · черна дама на черно поле d8 · черен цар на бяло поле e8 · черен офицер на черно поле f8 · черен кон на бяло поле g8 · черен топ на черно поле h8 · черна пешка на бяло поле b7 · черна пешка на черно поле c7 · черна пешка на бяло поле f7 · черна пешка на черно поле g7 · черна пешка на бяло поле h7 · черна пешка на бяло поле a6 · черен кон на бяло поле c6 · черна пешка на черно поле d6 · черна пешка на черно поле e5 · бял офицер на бяло поле a4 · бяла пешка на бяло поле e4 · бял кон на бяло поле f3 · бяла пешка на бяло поле a2 · бяла пешка на черно поле b2 · бяла пешка на бяло поле c2 · бяла пешка на черно поле d2 · бяла пешка на черно поле f2 · бяла пешка на бяло поле g2 · бяла пешка на черно поле h2 · бял топ на черно поле a1 · бял кон на бяло поле b1 · бял офицер на черно поле c1 · бяла дама на бяло поле d1 · бял цар на черно поле e1 · бял топ на бяло поле h1 | черен топ на бяло поле a8 · черен офицер на бяло поле c8 · черна дама на черно поле d8 · черен цар на бяло поле e8 · черен офицер на черно поле f8 · черен кон на бяло поле g8 · черен топ на черно поле h8 · черна пешка на бяло поле b7 · черна пешка на черно поле c7 · черна пешка на бяло поле f7 · черна пешка на черно поле g7 · черна пешка на бяло поле h7 · черна пешка на бяло поле a6 · черен кон на бяло поле c6 · черна пешка на черно поле d6 · черна пешка на черно поле e5 · бял офицер на бяло поле a4 · бяла пешка на бяло поле e4 · бял кон на бяло поле f3 · бяла пешка на бяло поле a2 · бяла пешка на черно поле b2 · бяла пешка на бяло поле c2 · бяла пешка на черно поле d2 · бяла пешка на черно поле f2 · бяла пешка на бяло поле g2 · бяла пешка на черно поле h2 · бял топ на черно поле a1 · бял кон на бяло поле b1 · бял офицер на черно поле c1 · бяла дама на бяло поле d1 · бял цар на черно поле e1 · бял топ на бяло поле h1 | черен топ на бяло поле a8 · черен офицер на бяло поле c8 · черна дама на черно поле d8 · черен цар на бяло поле e8 · черен офицер на черно поле f8 · черен кон на бяло поле g8 · черен топ на черно поле h8 · черна пешка на бяло поле b7 · черна пешка на черно поле c7 · черна пешка на бяло поле f7 · черна пешка на черно поле g7 · черна пешка на бяло поле h7 · черна пешка на бяло поле a6 · черен кон на бяло поле c6 · черна пешка на черно поле d6 · черна пешка на черно поле e5 · бял офицер на бяло поле a4 · бяла пешка на бяло поле e4 · бял кон на бяло поле f3 · бяла пешка на бяло поле a2 · бяла пешка на черно поле b2 · бяла пешка на бяло поле c2 · бяла пешка на черно поле d2 · бяла пешка на черно поле f2 · бяла пешка на бяло поле g2 · бяла пешка на черно поле h2 · бял топ на черно поле a1 · бял кон на бяло поле b1 · бял офицер на черно поле c1 · бяла дама на бяло поле d1 · бял цар на черно поле e1 · бял топ на бяло поле h1 | черен топ на бяло поле a8 · черен офицер на бяло поле c8 · черна дама на черно поле d8 · черен цар на бяло поле e8 · черен офицер на черно поле f8 · черен кон на бяло поле g8 · черен топ на черно поле h8 · черна пешка на бяло поле b7 · черна пешка на черно поле c7 · черна пешка на бяло поле f7 · черна пешка на черно поле g7 · черна пешка на бяло поле h7 · черна пешка на бяло поле a6 · черен кон на бяло поле c6 · черна пешка на черно поле d6 · черна пешка на черно поле e5 · бял офицер на бяло поле a4 · бяла пешка на бяло поле e4 · бял кон на бяло поле f3 · бяла пешка на бяло поле a2 · бяла пешка на черно поле b2 · бяла пешка на бяло поле c2 · бяла пешка на черно поле d2 · бяла пешка на черно поле f2 · бяла пешка на бяло поле g2 · бяла пешка на черно поле h2 · бял топ на черно поле a1 · бял кон на бяло поле b1 · бял офицер на черно поле c1 · бяла дама на бяло поле d1 · бял цар на черно поле e1 · бял топ на бяло поле h1 | черен топ на бяло поле a8 · черен офицер на бяло поле c8 · черна дама на черно поле d8 · черен цар на бяло поле e8 · черен офицер на черно поле f8 · черен кон на бяло поле g8 · черен топ на черно поле h8 · черна пешка на бяло поле b7 · черна пешка на черно поле c7 · черна пешка на бяло поле f7 · черна пешка на черно поле g7 · черна пешка на бяло поле h7 · черна пешка на бяло поле a6 · черен кон на бяло поле c6 · черна пешка на черно поле d6 · черна пешка на черно поле e5 · бял офицер на бяло поле a4 · бяла пешка на бяло поле e4 · бял кон на бяло поле f3 · бяла пешка на бяло поле a2 · бяла пешка на черно поле b2 · бяла пешка на бяло поле c2 · бяла пешка на черно поле d2 · бяла пешка на черно поле f2 · бяла пешка на бяло поле g2 · бяла пешка на черно поле h2 · бял топ на черно поле a1 · бял кон на бяло поле b1 · бял офицер на черно поле c1 · бяла дама на бяло поле d1 · бял цар на черно поле e1 · бял топ на бяло поле h1 | черен топ на бяло поле a8 · черен офицер на бяло поле c8 · черна дама на черно поле d8 · черен цар на бяло поле e8 · черен офицер на черно поле f8 · черен кон на бяло поле g8 · черен топ на черно поле h8 · черна пешка на бяло поле b7 · черна пешка на черно поле c7 · черна пешка на бяло поле f7 · черна пешка на черно поле g7 · черна пешка на бяло поле h7 · черна пешка на бяло поле a6 · черен кон на бяло поле c6 · черна пешка на черно поле d6 · черна пешка на черно поле e5 · бял офицер на бяло поле a4 · бяла пешка на бяло поле e4 · бял кон на бяло поле f3 · бяла пешка на бяло поле a2 · бяла пешка на черно поле b2 · бяла пешка на бяло поле c2 · бяла пешка на черно поле d2 · бяла пешка на черно поле f2 · бяла пешка на бяло поле g2 · бяла пешка на черно поле h2 · бял топ на черно поле a1 · бял кон на бяло поле b1 · бял офицер на черно поле c1 · бяла дама на бяло поле d1 · бял цар на черно поле e1 · бял топ на бяло поле h1 | черен топ на бяло поле a8 · черен офицер на бяло поле c8 · черна дама на черно поле d8 · черен цар на бяло поле e8 · черен офицер на черно поле f8 · черен кон на бяло поле g8 · черен топ на черно поле h8 · черна пешка на бяло поле b7 · черна пешка на черно поле c7 · черна пешка на бяло поле f7 · черна пешка на черно поле g7 · черна пешка на бяло поле h7 · черна пешка на бяло поле a6 · черен кон на бяло поле c6 · черна пешка на черно поле d6 · черна пешка на черно поле e5 · бял офицер на бяло поле a4 · бяла пешка на бяло поле e4 · бял кон на бяло поле f3 · бяла пешка на бяло поле a2 · бяла пешка на черно поле b2 · бяла пешка на бяло поле c2 · бяла пешка на черно поле d2 · бяла пешка на черно поле f2 · бяла пешка на бяло поле g2 · бяла пешка на черно поле h2 · бял топ на черно поле a1 · бял кон на бяло поле b1 · бял офицер на черно поле c1 · бяла дама на бяло поле d1 · бял цар на черно поле e1 · бял топ на бяло поле h1 | 5 |
| 4 | черен топ на бяло поле a8 · черен офицер на бяло поле c8 · черна дама на черно поле d8 · черен цар на бяло поле e8 · черен офицер на черно поле f8 · черен кон на бяло поле g8 · черен топ на черно поле h8 · черна пешка на бяло поле b7 · черна пешка на черно поле c7 · черна пешка на бяло поле f7 · черна пешка на черно поле g7 · черна пешка на бяло поле h7 · черна пешка на бяло поле a6 · черен кон на бяло поле c6 · черна пешка на черно поле d6 · черна пешка на черно поле e5 · бял офицер на бяло поле a4 · бяла пешка на бяло поле e4 · бял кон на бяло поле f3 · бяла пешка на бяло поле a2 · бяла пешка на черно поле b2 · бяла пешка на бяло поле c2 · бяла пешка на черно поле d2 · бяла пешка на черно поле f2 · бяла пешка на бяло поле g2 · бяла пешка на черно поле h2 · бял топ на черно поле a1 · бял кон на бяло поле b1 · бял офицер на черно поле c1 · бяла дама на бяло поле d1 · бял цар на черно поле e1 · бял топ на бяло поле h1 | черен топ на бяло поле a8 · черен офицер на бяло поле c8 · черна дама на черно поле d8 · черен цар на бяло поле e8 · черен офицер на черно поле f8 · черен кон на бяло поле g8 · черен топ на черно поле h8 · черна пешка на бяло поле b7 · черна пешка на черно поле c7 · черна пешка на бяло поле f7 · черна пешка на черно поле g7 · черна пешка на бяло поле h7 · черна пешка на бяло поле a6 · черен кон на бяло поле c6 · черна пешка на черно поле d6 · черна пешка на черно поле e5 · бял офицер на бяло поле a4 · бяла пешка на бяло поле e4 · бял кон на бяло поле f3 · бяла пешка на бяло поле a2 · бяла пешка на черно поле b2 · бяла пешка на бяло поле c2 · бяла пешка на черно поле d2 · бяла пешка на черно поле f2 · бяла пешка на бяло поле g2 · бяла пешка на черно поле h2 · бял топ на черно поле a1 · бял кон на бяло поле b1 · бял офицер на черно поле c1 · бяла дама на бяло поле d1 · бял цар на черно поле e1 · бял топ на бяло поле h1 | черен топ на бяло поле a8 · черен офицер на бяло поле c8 · черна дама на черно поле d8 · черен цар на бяло поле e8 · черен офицер на черно поле f8 · черен кон на бяло поле g8 · черен топ на черно поле h8 · черна пешка на бяло поле b7 · черна пешка на черно поле c7 · черна пешка на бяло поле f7 · черна пешка на черно поле g7 · черна пешка на бяло поле h7 · черна пешка на бяло поле a6 · черен кон на бяло поле c6 · черна пешка на черно поле d6 · черна пешка на черно поле e5 · бял офицер на бяло поле a4 · бяла пешка на бяло поле e4 · бял кон на бяло поле f3 · бяла пешка на бяло поле a2 · бяла пешка на черно поле b2 · бяла пешка на бяло поле c2 · бяла пешка на черно поле d2 · бяла пешка на черно поле f2 · бяла пешка на бяло поле g2 · бяла пешка на черно поле h2 · бял топ на черно поле a1 · бял кон на бяло поле b1 · бял офицер на черно поле c1 · бяла дама на бяло поле d1 · бял цар на черно поле e1 · бял топ на бяло поле h1 | черен топ на бяло поле a8 · черен офицер на бяло поле c8 · черна дама на черно поле d8 · черен цар на бяло поле e8 · черен офицер на черно поле f8 · черен кон на бяло поле g8 · черен топ на черно поле h8 · черна пешка на бяло поле b7 · черна пешка на черно поле c7 · черна пешка на бяло поле f7 · черна пешка на черно поле g7 · черна пешка на бяло поле h7 · черна пешка на бяло поле a6 · черен кон на бяло поле c6 · черна пешка на черно поле d6 · черна пешка на черно поле e5 · бял офицер на бяло поле a4 · бяла пешка на бяло поле e4 · бял кон на бяло поле f3 · бяла пешка на бяло поле a2 · бяла пешка на черно поле b2 · бяла пешка на бяло поле c2 · бяла пешка на черно поле d2 · бяла пешка на черно поле f2 · бяла пешка на бяло поле g2 · бяла пешка на черно поле h2 · бял топ на черно поле a1 · бял кон на бяло поле b1 · бял офицер на черно поле c1 · бяла дама на бяло поле d1 · бял цар на черно поле e1 · бял топ на бяло поле h1 | черен топ на бяло поле a8 · черен офицер на бяло поле c8 · черна дама на черно поле d8 · черен цар на бяло поле e8 · черен офицер на черно поле f8 · черен кон на бяло поле g8 · черен топ на черно поле h8 · черна пешка на бяло поле b7 · черна пешка на черно поле c7 · черна пешка на бяло поле f7 · черна пешка на черно поле g7 · черна пешка на бяло поле h7 · черна пешка на бяло поле a6 · черен кон на бяло поле c6 · черна пешка на черно поле d6 · черна пешка на черно поле e5 · бял офицер на бяло поле a4 · бяла пешка на бяло поле e4 · бял кон на бяло поле f3 · бяла пешка на бяло поле a2 · бяла пешка на черно поле b2 · бяла пешка на бяло поле c2 · бяла пешка на черно поле d2 · бяла пешка на черно поле f2 · бяла пешка на бяло поле g2 · бяла пешка на черно поле h2 · бял топ на черно поле a1 · бял кон на бяло поле b1 · бял офицер на черно поле c1 · бяла дама на бяло поле d1 · бял цар на черно поле e1 · бял топ на бяло поле h1 | черен топ на бяло поле a8 · черен офицер на бяло поле c8 · черна дама на черно поле d8 · черен цар на бяло поле e8 · черен офицер на черно поле f8 · черен кон на бяло поле g8 · черен топ на черно поле h8 · черна пешка на бяло поле b7 · черна пешка на черно поле c7 · черна пешка на бяло поле f7 · черна пешка на черно поле g7 · черна пешка на бяло поле h7 · черна пешка на бяло поле a6 · черен кон на бяло поле c6 · черна пешка на черно поле d6 · черна пешка на черно поле e5 · бял офицер на бяло поле a4 · бяла пешка на бяло поле e4 · бял кон на бяло поле f3 · бяла пешка на бяло поле a2 · бяла пешка на черно поле b2 · бяла пешка на бяло поле c2 · бяла пешка на черно поле d2 · бяла пешка на черно поле f2 · бяла пешка на бяло поле g2 · бяла пешка на черно поле h2 · бял топ на черно поле a1 · бял кон на бяло поле b1 · бял офицер на черно поле c1 · бяла дама на бяло поле d1 · бял цар на черно поле e1 · бял топ на бяло поле h1 | черен топ на бяло поле a8 · черен офицер на бяло поле c8 · черна дама на черно поле d8 · черен цар на бяло поле e8 · черен офицер на черно поле f8 · черен кон на бяло поле g8 · черен топ на черно поле h8 · черна пешка на бяло поле b7 · черна пешка на черно поле c7 · черна пешка на бяло поле f7 · черна пешка на черно поле g7 · черна пешка на бяло поле h7 · черна пешка на бяло поле a6 · черен кон на бяло поле c6 · черна пешка на черно поле d6 · черна пешка на черно поле e5 · бял офицер на бяло поле a4 · бяла пешка на бяло поле e4 · бял кон на бяло поле f3 · бяла пешка на бяло поле a2 · бяла пешка на черно поле b2 · бяла пешка на бяло поле c2 · бяла пешка на черно поле d2 · бяла пешка на черно поле f2 · бяла пешка на бяло поле g2 · бяла пешка на черно поле h2 · бял топ на черно поле a1 · бял кон на бяло поле b1 · бял офицер на черно поле c1 · бяла дама на бяло поле d1 · бял цар на черно поле e1 · бял топ на бяло поле h1 | черен топ на бяло поле a8 · черен офицер на бяло поле c8 · черна дама на черно поле d8 · черен цар на бяло поле e8 · черен офицер на черно поле f8 · черен кон на бяло поле g8 · черен топ на черно поле h8 · черна пешка на бяло поле b7 · черна пешка на черно поле c7 · черна пешка на бяло поле f7 · черна пешка на черно поле g7 · черна пешка на бяло поле h7 · черна пешка на бяло поле a6 · черен кон на бяло поле c6 · черна пешка на черно поле d6 · черна пешка на черно поле e5 · бял офицер на бяло поле a4 · бяла пешка на бяло поле e4 · бял кон на бяло поле f3 · бяла пешка на бяло поле a2 · бяла пешка на черно поле b2 · бяла пешка на бяло поле c2 · бяла пешка на черно поле d2 · бяла пешка на черно поле f2 · бяла пешка на бяло поле g2 · бяла пешка на черно поле h2 · бял топ на черно поле a1 · бял кон на бяло поле b1 · бял офицер на черно поле c1 · бяла дама на бяло поле d1 · бял цар на черно поле e1 · бял топ на бяло поле h1 | 4 |
| 3 | черен топ на бяло поле a8 · черен офицер на бяло поле c8 · черна дама на черно поле d8 · черен цар на бяло поле e8 · черен офицер на черно поле f8 · черен кон на бяло поле g8 · черен топ на черно поле h8 · черна пешка на бяло поле b7 · черна пешка на черно поле c7 · черна пешка на бяло поле f7 · черна пешка на черно поле g7 · черна пешка на бяло поле h7 · черна пешка на бяло поле a6 · черен кон на бяло поле c6 · черна пешка на черно поле d6 · черна пешка на черно поле e5 · бял офицер на бяло поле a4 · бяла пешка на бяло поле e4 · бял кон на бяло поле f3 · бяла пешка на бяло поле a2 · бяла пешка на черно поле b2 · бяла пешка на бяло поле c2 · бяла пешка на черно поле d2 · бяла пешка на черно поле f2 · бяла пешка на бяло поле g2 · бяла пешка на черно поле h2 · бял топ на черно поле a1 · бял кон на бяло поле b1 · бял офицер на черно поле c1 · бяла дама на бяло поле d1 · бял цар на черно поле e1 · бял топ на бяло поле h1 | черен топ на бяло поле a8 · черен офицер на бяло поле c8 · черна дама на черно поле d8 · черен цар на бяло поле e8 · черен офицер на черно поле f8 · черен кон на бяло поле g8 · черен топ на черно поле h8 · черна пешка на бяло поле b7 · черна пешка на черно поле c7 · черна пешка на бяло поле f7 · черна пешка на черно поле g7 · черна пешка на бяло поле h7 · черна пешка на бяло поле a6 · черен кон на бяло поле c6 · черна пешка на черно поле d6 · черна пешка на черно поле e5 · бял офицер на бяло поле a4 · бяла пешка на бяло поле e4 · бял кон на бяло поле f3 · бяла пешка на бяло поле a2 · бяла пешка на черно поле b2 · бяла пешка на бяло поле c2 · бяла пешка на черно поле d2 · бяла пешка на черно поле f2 · бяла пешка на бяло поле g2 · бяла пешка на черно поле h2 · бял топ на черно поле a1 · бял кон на бяло поле b1 · бял офицер на черно поле c1 · бяла дама на бяло поле d1 · бял цар на черно поле e1 · бял топ на бяло поле h1 | черен топ на бяло поле a8 · черен офицер на бяло поле c8 · черна дама на черно поле d8 · черен цар на бяло поле e8 · черен офицер на черно поле f8 · черен кон на бяло поле g8 · черен топ на черно поле h8 · черна пешка на бяло поле b7 · черна пешка на черно поле c7 · черна пешка на бяло поле f7 · черна пешка на черно поле g7 · черна пешка на бяло поле h7 · черна пешка на бяло поле a6 · черен кон на бяло поле c6 · черна пешка на черно поле d6 · черна пешка на черно поле e5 · бял офицер на бяло поле a4 · бяла пешка на бяло поле e4 · бял кон на бяло поле f3 · бяла пешка на бяло поле a2 · бяла пешка на черно поле b2 · бяла пешка на бяло поле c2 · бяла пешка на черно поле d2 · бяла пешка на черно поле f2 · бяла пешка на бяло поле g2 · бяла пешка на черно поле h2 · бял топ на черно поле a1 · бял кон на бяло поле b1 · бял офицер на черно поле c1 · бяла дама на бяло поле d1 · бял цар на черно поле e1 · бял топ на бяло поле h1 | черен топ на бяло поле a8 · черен офицер на бяло поле c8 · черна дама на черно поле d8 · черен цар на бяло поле e8 · черен офицер на черно поле f8 · черен кон на бяло поле g8 · черен топ на черно поле h8 · черна пешка на бяло поле b7 · черна пешка на черно поле c7 · черна пешка на бяло поле f7 · черна пешка на черно поле g7 · черна пешка на бяло поле h7 · черна пешка на бяло поле a6 · черен кон на бяло поле c6 · черна пешка на черно поле d6 · черна пешка на черно поле e5 · бял офицер на бяло поле a4 · бяла пешка на бяло поле e4 · бял кон на бяло поле f3 · бяла пешка на бяло поле a2 · бяла пешка на черно поле b2 · бяла пешка на бяло поле c2 · бяла пешка на черно поле d2 · бяла пешка на черно поле f2 · бяла пешка на бяло поле g2 · бяла пешка на черно поле h2 · бял топ на черно поле a1 · бял кон на бяло поле b1 · бял офицер на черно поле c1 · бяла дама на бяло поле d1 · бял цар на черно поле e1 · бял топ на бяло поле h1 | черен топ на бяло поле a8 · черен офицер на бяло поле c8 · черна дама на черно поле d8 · черен цар на бяло поле e8 · черен офицер на черно поле f8 · черен кон на бяло поле g8 · черен топ на черно поле h8 · черна пешка на бяло поле b7 · черна пешка на черно поле c7 · черна пешка на бяло поле f7 · черна пешка на черно поле g7 · черна пешка на бяло поле h7 · черна пешка на бяло поле a6 · черен кон на бяло поле c6 · черна пешка на черно поле d6 · черна пешка на черно поле e5 · бял офицер на бяло поле a4 · бяла пешка на бяло поле e4 · бял кон на бяло поле f3 · бяла пешка на бяло поле a2 · бяла пешка на черно поле b2 · бяла пешка на бяло поле c2 · бяла пешка на черно поле d2 · бяла пешка на черно поле f2 · бяла пешка на бяло поле g2 · бяла пешка на черно поле h2 · бял топ на черно поле a1 · бял кон на бяло поле b1 · бял офицер на черно поле c1 · бяла дама на бяло поле d1 · бял цар на черно поле e1 · бял топ на бяло поле h1 | черен топ на бяло поле a8 · черен офицер на бяло поле c8 · черна дама на черно поле d8 · черен цар на бяло поле e8 · черен офицер на черно поле f8 · черен кон на бяло поле g8 · черен топ на черно поле h8 · черна пешка на бяло поле b7 · черна пешка на черно поле c7 · черна пешка на бяло поле f7 · черна пешка на черно поле g7 · черна пешка на бяло поле h7 · черна пешка на бяло поле a6 · черен кон на бяло поле c6 · черна пешка на черно поле d6 · черна пешка на черно поле e5 · бял офицер на бяло поле a4 · бяла пешка на бяло поле e4 · бял кон на бяло поле f3 · бяла пешка на бяло поле a2 · бяла пешка на черно поле b2 · бяла пешка на бяло поле c2 · бяла пешка на черно поле d2 · бяла пешка на черно поле f2 · бяла пешка на бяло поле g2 · бяла пешка на черно поле h2 · бял топ на черно поле a1 · бял кон на бяло поле b1 · бял офицер на черно поле c1 · бяла дама на бяло поле d1 · бял цар на черно поле e1 · бял топ на бяло поле h1 | черен топ на бяло поле a8 · черен офицер на бяло поле c8 · черна дама на черно поле d8 · черен цар на бяло поле e8 · черен офицер на черно поле f8 · черен кон на бяло поле g8 · черен топ на черно поле h8 · черна пешка на бяло поле b7 · черна пешка на черно поле c7 · черна пешка на бяло поле f7 · черна пешка на черно поле g7 · черна пешка на бяло поле h7 · черна пешка на бяло поле a6 · черен кон на бяло поле c6 · черна пешка на черно поле d6 · черна пешка на черно поле e5 · бял офицер на бяло поле a4 · бяла пешка на бяло поле e4 · бял кон на бяло поле f3 · бяла пешка на бяло поле a2 · бяла пешка на черно поле b2 · бяла пешка на бяло поле c2 · бяла пешка на черно поле d2 · бяла пешка на черно поле f2 · бяла пешка на бяло поле g2 · бяла пешка на черно поле h2 · бял топ на черно поле a1 · бял кон на бяло поле b1 · бял офицер на черно поле c1 · бяла дама на бяло поле d1 · бял цар на черно поле e1 · бял топ на бяло поле h1 | черен топ на бяло поле a8 · черен офицер на бяло поле c8 · черна дама на черно поле d8 · черен цар на бяло поле e8 · черен офицер на черно поле f8 · черен кон на бяло поле g8 · черен топ на черно поле h8 · черна пешка на бяло поле b7 · черна пешка на черно поле c7 · черна пешка на бяло поле f7 · черна пешка на черно поле g7 · черна пешка на бяло поле h7 · черна пешка на бяло поле a6 · черен кон на бяло поле c6 · черна пешка на черно поле d6 · черна пешка на черно поле e5 · бял офицер на бяло поле a4 · бяла пешка на бяло поле e4 · бял кон на бяло поле f3 · бяла пешка на бяло поле a2 · бяла пешка на черно поле b2 · бяла пешка на бяло поле c2 · бяла пешка на черно поле d2 · бяла пешка на черно поле f2 · бяла пешка на бяло поле g2 · бяла пешка на черно поле h2 · бял топ на черно поле a1 · бял кон на бяло поле b1 · бял офицер на черно поле c1 · бяла дама на бяло поле d1 · бял цар на черно поле e1 · бял топ на бяло поле h1 | 3 |
| 2 | черен топ на бяло поле a8 · черен офицер на бяло поле c8 · черна дама на черно поле d8 · черен цар на бяло поле e8 · черен офицер на черно поле f8 · черен кон на бяло поле g8 · черен топ на черно поле h8 · черна пешка на бяло поле b7 · черна пешка на черно поле c7 · черна пешка на бяло поле f7 · черна пешка на черно поле g7 · черна пешка на бяло поле h7 · черна пешка на бяло поле a6 · черен кон на бяло поле c6 · черна пешка на черно поле d6 · черна пешка на черно поле e5 · бял офицер на бяло поле a4 · бяла пешка на бяло поле e4 · бял кон на бяло поле f3 · бяла пешка на бяло поле a2 · бяла пешка на черно поле b2 · бяла пешка на бяло поле c2 · бяла пешка на черно поле d2 · бяла пешка на черно поле f2 · бяла пешка на бяло поле g2 · бяла пешка на черно поле h2 · бял топ на черно поле a1 · бял кон на бяло поле b1 · бял офицер на черно поле c1 · бяла дама на бяло поле d1 · бял цар на черно поле e1 · бял топ на бяло поле h1 | черен топ на бяло поле a8 · черен офицер на бяло поле c8 · черна дама на черно поле d8 · черен цар на бяло поле e8 · черен офицер на черно поле f8 · черен кон на бяло поле g8 · черен топ на черно поле h8 · черна пешка на бяло поле b7 · черна пешка на черно поле c7 · черна пешка на бяло поле f7 · черна пешка на черно поле g7 · черна пешка на бяло поле h7 · черна пешка на бяло поле a6 · черен кон на бяло поле c6 · черна пешка на черно поле d6 · черна пешка на черно поле e5 · бял офицер на бяло поле a4 · бяла пешка на бяло поле e4 · бял кон на бяло поле f3 · бяла пешка на бяло поле a2 · бяла пешка на черно поле b2 · бяла пешка на бяло поле c2 · бяла пешка на черно поле d2 · бяла пешка на черно поле f2 · бяла пешка на бяло поле g2 · бяла пешка на черно поле h2 · бял топ на черно поле a1 · бял кон на бяло поле b1 · бял офицер на черно поле c1 · бяла дама на бяло поле d1 · бял цар на черно поле e1 · бял топ на бяло поле h1 | черен топ на бяло поле a8 · черен офицер на бяло поле c8 · черна дама на черно поле d8 · черен цар на бяло поле e8 · черен офицер на черно поле f8 · черен кон на бяло поле g8 · черен топ на черно поле h8 · черна пешка на бяло поле b7 · черна пешка на черно поле c7 · черна пешка на бяло поле f7 · черна пешка на черно поле g7 · черна пешка на бяло поле h7 · черна пешка на бяло поле a6 · черен кон на бяло поле c6 · черна пешка на черно поле d6 · черна пешка на черно поле e5 · бял офицер на бяло поле a4 · бяла пешка на бяло поле e4 · бял кон на бяло поле f3 · бяла пешка на бяло поле a2 · бяла пешка на черно поле b2 · бяла пешка на бяло поле c2 · бяла пешка на черно поле d2 · бяла пешка на черно поле f2 · бяла пешка на бяло поле g2 · бяла пешка на черно поле h2 · бял топ на черно поле a1 · бял кон на бяло поле b1 · бял офицер на черно поле c1 · бяла дама на бяло поле d1 · бял цар на черно поле e1 · бял топ на бяло поле h1 | черен топ на бяло поле a8 · черен офицер на бяло поле c8 · черна дама на черно поле d8 · черен цар на бяло поле e8 · черен офицер на черно поле f8 · черен кон на бяло поле g8 · черен топ на черно поле h8 · черна пешка на бяло поле b7 · черна пешка на черно поле c7 · черна пешка на бяло поле f7 · черна пешка на черно поле g7 · черна пешка на бяло поле h7 · черна пешка на бяло поле a6 · черен кон на бяло поле c6 · черна пешка на черно поле d6 · черна пешка на черно поле e5 · бял офицер на бяло поле a4 · бяла пешка на бяло поле e4 · бял кон на бяло поле f3 · бяла пешка на бяло поле a2 · бяла пешка на черно поле b2 · бяла пешка на бяло поле c2 · бяла пешка на черно поле d2 · бяла пешка на черно поле f2 · бяла пешка на бяло поле g2 · бяла пешка на черно поле h2 · бял топ на черно поле a1 · бял кон на бяло поле b1 · бял офицер на черно поле c1 · бяла дама на бяло поле d1 · бял цар на черно поле e1 · бял топ на бяло поле h1 | черен топ на бяло поле a8 · черен офицер на бяло поле c8 · черна дама на черно поле d8 · черен цар на бяло поле e8 · черен офицер на черно поле f8 · черен кон на бяло поле g8 · черен топ на черно поле h8 · черна пешка на бяло поле b7 · черна пешка на черно поле c7 · черна пешка на бяло поле f7 · черна пешка на черно поле g7 · черна пешка на бяло поле h7 · черна пешка на бяло поле a6 · черен кон на бяло поле c6 · черна пешка на черно поле d6 · черна пешка на черно поле e5 · бял офицер на бяло поле a4 · бяла пешка на бяло поле e4 · бял кон на бяло поле f3 · бяла пешка на бяло поле a2 · бяла пешка на черно поле b2 · бяла пешка на бяло поле c2 · бяла пешка на черно поле d2 · бяла пешка на черно поле f2 · бяла пешка на бяло поле g2 · бяла пешка на черно поле h2 · бял топ на черно поле a1 · бял кон на бяло поле b1 · бял офицер на черно поле c1 · бяла дама на бяло поле d1 · бял цар на черно поле e1 · бял топ на бяло поле h1 | черен топ на бяло поле a8 · черен офицер на бяло поле c8 · черна дама на черно поле d8 · черен цар на бяло поле e8 · черен офицер на черно поле f8 · черен кон на бяло поле g8 · черен топ на черно поле h8 · черна пешка на бяло поле b7 · черна пешка на черно поле c7 · черна пешка на бяло поле f7 · черна пешка на черно поле g7 · черна пешка на бяло поле h7 · черна пешка на бяло поле a6 · черен кон на бяло поле c6 · черна пешка на черно поле d6 · черна пешка на черно поле e5 · бял офицер на бяло поле a4 · бяла пешка на бяло поле e4 · бял кон на бяло поле f3 · бяла пешка на бяло поле a2 · бяла пешка на черно поле b2 · бяла пешка на бяло поле c2 · бяла пешка на черно поле d2 · бяла пешка на черно поле f2 · бяла пешка на бяло поле g2 · бяла пешка на черно поле h2 · бял топ на черно поле a1 · бял кон на бяло поле b1 · бял офицер на черно поле c1 · бяла дама на бяло поле d1 · бял цар на черно поле e1 · бял топ на бяло поле h1 | черен топ на бяло поле a8 · черен офицер на бяло поле c8 · черна дама на черно поле d8 · черен цар на бяло поле e8 · черен офицер на черно поле f8 · черен кон на бяло поле g8 · черен топ на черно поле h8 · черна пешка на бяло поле b7 · черна пешка на черно поле c7 · черна пешка на бяло поле f7 · черна пешка на черно поле g7 · черна пешка на бяло поле h7 · черна пешка на бяло поле a6 · черен кон на бяло поле c6 · черна пешка на черно поле d6 · черна пешка на черно поле e5 · бял офицер на бяло поле a4 · бяла пешка на бяло поле e4 · бял кон на бяло поле f3 · бяла пешка на бяло поле a2 · бяла пешка на черно поле b2 · бяла пешка на бяло поле c2 · бяла пешка на черно поле d2 · бяла пешка на черно поле f2 · бяла пешка на бяло поле g2 · бяла пешка на черно поле h2 · бял топ на черно поле a1 · бял кон на бяло поле b1 · бял офицер на черно поле c1 · бяла дама на бяло поле d1 · бял цар на черно поле e1 · бял топ на бяло поле h1 | черен топ на бяло поле a8 · черен офицер на бяло поле c8 · черна дама на черно поле d8 · черен цар на бяло поле e8 · черен офицер на черно поле f8 · черен кон на бяло поле g8 · черен топ на черно поле h8 · черна пешка на бяло поле b7 · черна пешка на черно поле c7 · черна пешка на бяло поле f7 · черна пешка на черно поле g7 · черна пешка на бяло поле h7 · черна пешка на бяло поле a6 · черен кон на бяло поле c6 · черна пешка на черно поле d6 · черна пешка на черно поле e5 · бял офицер на бяло поле a4 · бяла пешка на бяло поле e4 · бял кон на бяло поле f3 · бяла пешка на бяло поле a2 · бяла пешка на черно поле b2 · бяла пешка на бяло поле c2 · бяла пешка на черно поле d2 · бяла пешка на черно поле f2 · бяла пешка на бяло поле g2 · бяла пешка на черно поле h2 · бял топ на черно поле a1 · бял кон на бяло поле b1 · бял офицер на черно поле c1 · бяла дама на бяло поле d1 · бял цар на черно поле e1 · бял топ на бяло поле h1 | 2 |
| 1 | черен топ на бяло поле a8 · черен офицер на бяло поле c8 · черна дама на черно поле d8 · черен цар на бяло поле e8 · черен офицер на черно поле f8 · черен кон на бяло поле g8 · черен топ на черно поле h8 · черна пешка на бяло поле b7 · черна пешка на черно поле c7 · черна пешка на бяло поле f7 · черна пешка на черно поле g7 · черна пешка на бяло поле h7 · черна пешка на бяло поле a6 · черен кон на бяло поле c6 · черна пешка на черно поле d6 · черна пешка на черно поле e5 · бял офицер на бяло поле a4 · бяла пешка на бяло поле e4 · бял кон на бяло поле f3 · бяла пешка на бяло поле a2 · бяла пешка на черно поле b2 · бяла пешка на бяло поле c2 · бяла пешка на черно поле d2 · бяла пешка на черно поле f2 · бяла пешка на бяло поле g2 · бяла пешка на черно поле h2 · бял топ на черно поле a1 · бял кон на бяло поле b1 · бял офицер на черно поле c1 · бяла дама на бяло поле d1 · бял цар на черно поле e1 · бял топ на бяло поле h1 | черен топ на бяло поле a8 · черен офицер на бяло поле c8 · черна дама на черно поле d8 · черен цар на бяло поле e8 · черен офицер на черно поле f8 · черен кон на бяло поле g8 · черен топ на черно поле h8 · черна пешка на бяло поле b7 · черна пешка на черно поле c7 · черна пешка на бяло поле f7 · черна пешка на черно поле g7 · черна пешка на бяло поле h7 · черна пешка на бяло поле a6 · черен кон на бяло поле c6 · черна пешка на черно поле d6 · черна пешка на черно поле e5 · бял офицер на бяло поле a4 · бяла пешка на бяло поле e4 · бял кон на бяло поле f3 · бяла пешка на бяло поле a2 · бяла пешка на черно поле b2 · бяла пешка на бяло поле c2 · бяла пешка на черно поле d2 · бяла пешка на черно поле f2 · бяла пешка на бяло поле g2 · бяла пешка на черно поле h2 · бял топ на черно поле a1 · бял кон на бяло поле b1 · бял офицер на черно поле c1 · бяла дама на бяло поле d1 · бял цар на черно поле e1 · бял топ на бяло поле h1 | черен топ на бяло поле a8 · черен офицер на бяло поле c8 · черна дама на черно поле d8 · черен цар на бяло поле e8 · черен офицер на черно поле f8 · черен кон на бяло поле g8 · черен топ на черно поле h8 · черна пешка на бяло поле b7 · черна пешка на черно поле c7 · черна пешка на бяло поле f7 · черна пешка на черно поле g7 · черна пешка на бяло поле h7 · черна пешка на бяло поле a6 · черен кон на бяло поле c6 · черна пешка на черно поле d6 · черна пешка на черно поле e5 · бял офицер на бяло поле a4 · бяла пешка на бяло поле e4 · бял кон на бяло поле f3 · бяла пешка на бяло поле a2 · бяла пешка на черно поле b2 · бяла пешка на бяло поле c2 · бяла пешка на черно поле d2 · бяла пешка на черно поле f2 · бяла пешка на бяло поле g2 · бяла пешка на черно поле h2 · бял топ на черно поле a1 · бял кон на бяло поле b1 · бял офицер на черно поле c1 · бяла дама на бяло поле d1 · бял цар на черно поле e1 · бял топ на бяло поле h1 | черен топ на бяло поле a8 · черен офицер на бяло поле c8 · черна дама на черно поле d8 · черен цар на бяло поле e8 · черен офицер на черно поле f8 · черен кон на бяло поле g8 · черен топ на черно поле h8 · черна пешка на бяло поле b7 · черна пешка на черно поле c7 · черна пешка на бяло поле f7 · черна пешка на черно поле g7 · черна пешка на бяло поле h7 · черна пешка на бяло поле a6 · черен кон на бяло поле c6 · черна пешка на черно поле d6 · черна пешка на черно поле e5 · бял офицер на бяло поле a4 · бяла пешка на бяло поле e4 · бял кон на бяло поле f3 · бяла пешка на бяло поле a2 · бяла пешка на черно поле b2 · бяла пешка на бяло поле c2 · бяла пешка на черно поле d2 · бяла пешка на черно поле f2 · бяла пешка на бяло поле g2 · бяла пешка на черно поле h2 · бял топ на черно поле a1 · бял кон на бяло поле b1 · бял офицер на черно поле c1 · бяла дама на бяло поле d1 · бял цар на черно поле e1 · бял топ на бяло поле h1 | черен топ на бяло поле a8 · черен офицер на бяло поле c8 · черна дама на черно поле d8 · черен цар на бяло поле e8 · черен офицер на черно поле f8 · черен кон на бяло поле g8 · черен топ на черно поле h8 · черна пешка на бяло поле b7 · черна пешка на черно поле c7 · черна пешка на бяло поле f7 · черна пешка на черно поле g7 · черна пешка на бяло поле h7 · черна пешка на бяло поле a6 · черен кон на бяло поле c6 · черна пешка на черно поле d6 · черна пешка на черно поле e5 · бял офицер на бяло поле a4 · бяла пешка на бяло поле e4 · бял кон на бяло поле f3 · бяла пешка на бяло поле a2 · бяла пешка на черно поле b2 · бяла пешка на бяло поле c2 · бяла пешка на черно поле d2 · бяла пешка на черно поле f2 · бяла пешка на бяло поле g2 · бяла пешка на черно поле h2 · бял топ на черно поле a1 · бял кон на бяло поле b1 · бял офицер на черно поле c1 · бяла дама на бяло поле d1 · бял цар на черно поле e1 · бял топ на бяло поле h1 | черен топ на бяло поле a8 · черен офицер на бяло поле c8 · черна дама на черно поле d8 · черен цар на бяло поле e8 · черен офицер на черно поле f8 · черен кон на бяло поле g8 · черен топ на черно поле h8 · черна пешка на бяло поле b7 · черна пешка на черно поле c7 · черна пешка на бяло поле f7 · черна пешка на черно поле g7 · черна пешка на бяло поле h7 · черна пешка на бяло поле a6 · черен кон на бяло поле c6 · черна пешка на черно поле d6 · черна пешка на черно поле e5 · бял офицер на бяло поле a4 · бяла пешка на бяло поле e4 · бял кон на бяло поле f3 · бяла пешка на бяло поле a2 · бяла пешка на черно поле b2 · бяла пешка на бяло поле c2 · бяла пешка на черно поле d2 · бяла пешка на черно поле f2 · бяла пешка на бяло поле g2 · бяла пешка на черно поле h2 · бял топ на черно поле a1 · бял кон на бяло поле b1 · бял офицер на черно поле c1 · бяла дама на бяло поле d1 · бял цар на черно поле e1 · бял топ на бяло поле h1 | черен топ на бяло поле a8 · черен офицер на бяло поле c8 · черна дама на черно поле d8 · черен цар на бяло поле e8 · черен офицер на черно поле f8 · черен кон на бяло поле g8 · черен топ на черно поле h8 · черна пешка на бяло поле b7 · черна пешка на черно поле c7 · черна пешка на бяло поле f7 · черна пешка на черно поле g7 · черна пешка на бяло поле h7 · черна пешка на бяло поле a6 · черен кон на бяло поле c6 · черна пешка на черно поле d6 · черна пешка на черно поле e5 · бял офицер на бяло поле a4 · бяла пешка на бяло поле e4 · бял кон на бяло поле f3 · бяла пешка на бяло поле a2 · бяла пешка на черно поле b2 · бяла пешка на бяло поле c2 · бяла пешка на черно поле d2 · бяла пешка на черно поле f2 · бяла пешка на бяло поле g2 · бяла пешка на черно поле h2 · бял топ на черно поле a1 · бял кон на бяло поле b1 · бял офицер на черно поле c1 · бяла дама на бяло поле d1 · бял цар на черно поле e1 · бял топ на бяло поле h1 | черен топ на бяло поле a8 · черен офицер на бяло поле c8 · черна дама на черно поле d8 · черен цар на бяло поле e8 · черен офицер на черно поле f8 · черен кон на бяло поле g8 · черен топ на черно поле h8 · черна пешка на бяло поле b7 · черна пешка на черно поле c7 · черна пешка на бяло поле f7 · черна пешка на черно поле g7 · черна пешка на бяло поле h7 · черна пешка на бяло поле a6 · черен кон на бяло поле c6 · черна пешка на черно поле d6 · черна пешка на черно поле e5 · бял офицер на бяло поле a4 · бяла пешка на бяло поле e4 · бял кон на бяло поле f3 · бяла пешка на бяло поле a2 · бяла пешка на черно поле b2 · бяла пешка на бяло поле c2 · бяла пешка на черно поле d2 · бяла пешка на черно поле f2 · бяла пешка на бяло поле g2 · бяла пешка на черно поле h2 · бял топ на черно поле a1 · бял кон на бяло поле b1 · бял офицер на черно поле c1 · бяла дама на бяло поле d1 · бял цар на черно поле e1 · бял топ на бяло поле h1 | 1 |
|   | a | b | c | d | e | f | g | h |   |

- C71 1. e4 e5 2. Kf3 Kc6 3. Ob5 a6 4. Oa4 d6 5. ~–0-0 – Подобрена защита Щайниц без 5. 0-0:
  - 5. Кc3 – Вариант на трите коня.
  - 5. c4 – Вариант Дюрас.
  - 5. О:c6+ b:c6 6. d4 – Вариант Рихтер.
    - 6. … f6 – Вариант Алапин.

  - 5. c2–c3.
    - 5. … Оd7 6. d4 g6.
    - 5. … f5 – Сиестински вариант.
      - 6. e:f5 О:f5 7. 0—0 – Вариант Копаев.
- C72 1. e4 e5 2. Kf3 Kc6 3. Ob5 a6 4. Oa4 d6 5. 0-0 – Подобрена защита Щайниц с 5. 0-0.
- C73 1. e4 e5 2. Kf3 Kc6 3. Ob5 a6 4. Oa4 d6 5. О:c6+ b:c6 6. d4 – Подобрена защита Щайниц, Вариант Рихтер.
- C74 1. e4 e5 2. Kf3 Kc6 3. Ob5 a6 4. Oa4 d6 5. c3 – Подобрена защита Щайниц с 5. c3 ~–Оd7.
  - 1. e4 e5 2. Kf3 Kc6 3. Ob5 a6 4. Oa4 d6 5. c3 Кf6.
  - 1. e4 e5 2. Kf3 Kc6 3. Ob5 a6 4. Oa4 d6 5. c3 f5 6. e:f5 О:f5:
    - 1. e4 e5 2. Kf3 Kc6 3. Ob5 a6 4. Oa4 d6 5. c3 f5 6. e:f5 О:f5 7. d4.
    - 1. e4 e5 2. Kf3 Kc6 3. Ob5 a6 4. Oa4 d6 5. c3 f5 6. e:f5 О:f5 7. 0-0.
- C75 1. e4 e5 2. Kf3 Kc6 3. Ob5 a6 4. Oa4 d6 5. c3 Оd7 – Подобрена защита Щайниц, Вариант Рубинщайн.
- C76 1. e4 e5 2. Kf3 Kc6 3. Ob5 g6 4. c3 a6 5. Оa4 d6 6. d4 Оd7 – Подобрена защита Щайниц, Флангов вариант Бронщайн.

- C77 1. e4 e5 2. Kf3 Kc6 3. Ob5 a6 4. Oa4 Kf6 – редки варианти:
  - 5. d3 – Вариант Андерсен е най-популярната алтернатива на 5. 0-0, където черните имат продълженията 5. … b5, 5. … d6 и 5. … Оc5:
    - 5. … b5 обикновено транспонира към Вариант Мартинес на Испанската партия (C84).
    - Срещу 5. … d6, белите могат да транспонират във Варианта Мартинес, но могат да играят и интересното 6. c4, като преминат във Вариант Дюрас (С71). Това има за цел да спре b7-b5 и да се развие активно с h3, 0-0, Кc3.
    - Срещу 5. … Bc5, играта продължава 6. c3 b5 7. Оb3 d6 8. 0-0 0-0, където белите имат по-тематични ходове 9. Кbd2 и 9. h3, но най-силният вариант е 9. Оg5!, където играта обикновено продължава с 9 … h6 10. Оh4 g5 и белите могат да избират между по-безопасното 11. Оg3 или по-острото 11. К:g5.

  - 5. Дe2 – Вариант Уормалд. Изигран е за първи път през 1840-те години, обикновено продължава 5. … b5 6. Оb3 Оe7 7. c3, последвано от 8. d4. Робърт Уормолд (1834 – 1876) е написал ръководства за дебюти и е завършил последната книга на Хауърд Стонтън (1810 – 1874), анализирайки линията в Chess World (Шахматен свят) от 1867 г. Линията е известна още като Атака на Полсен – Алапин и Вариант Шлехтер.[24]
    - 5. … b5 6. Оb3 Оe7 7. d4 d6 8. c3 Оg4 – Вариант Грюнфелд.

  - 5. d4 – Вариант Макензи.
  - 5. Кc3 – Вариант на четирите коня.
  - 5. О:c6 – Вариант Трейбал (Забавен разменен вариант).

- C78 1. e4 e5 2. Kf3 Kc6 3. Ob5 a6 4. Oa4 Kf6 5. 0-0 – редки варианти:
  - 5. … Oc5 – Защита Мьолер. Вариант на Системата на Мьолер (С70).
  - 5. … b5 6. Ob3 Ob7 – Архангелска защита.
  - 5. … b5 6. Ob3 Oc5 – Модерна Архангелска защита.
- C79 1. e4 e5 2. Kf3 Kc6 3. Ob5 a6 4. Oa4 Kf6 5. 0-0 d6 – Руски вариант (Вариант Рубинщайн, Отложена защита Щайниц).

C80–C83 1. e4 e5 2. Kf3 Kc6 3. Ob5 a6 4. Oa4 Kf6 5. 0-0 К:e4 – Открити варианти.
|   | a | b | c | d | e | f | g | h |   |
| 8 | черен топ на бяло поле a8 · черен офицер на бяло поле c8 · черна дама на черно поле d8 · черен цар на бяло поле e8 · черен офицер на черно поле f8 · черен топ на черно поле h8 · черна пешка на бяло поле b7 · черна пешка на черно поле c7 · черна пешка на бяло поле d7 · черна пешка на бяло поле f7 · черна пешка на черно поле g7 · черна пешка на бяло поле h7 · черна пешка на бяло поле a6 · черен кон на бяло поле c6 · черна пешка на черно поле e5 · бял офицер на бяло поле a4 · черен кон на бяло поле e4 · бял кон на бяло поле f3 · бяла пешка на бяло поле a2 · бяла пешка на черно поле b2 · бяла пешка на бяло поле c2 · бяла пешка на черно поле d2 · бяла пешка на черно поле f2 · бяла пешка на бяло поле g2 · бяла пешка на черно поле h2 · бял топ на черно поле a1 · бял кон на бяло поле b1 · бял офицер на черно поле c1 · бяла дама на бяло поле d1 · бял топ на бяло поле f1 · бял цар на черно поле g1 | черен топ на бяло поле a8 · черен офицер на бяло поле c8 · черна дама на черно поле d8 · черен цар на бяло поле e8 · черен офицер на черно поле f8 · черен топ на черно поле h8 · черна пешка на бяло поле b7 · черна пешка на черно поле c7 · черна пешка на бяло поле d7 · черна пешка на бяло поле f7 · черна пешка на черно поле g7 · черна пешка на бяло поле h7 · черна пешка на бяло поле a6 · черен кон на бяло поле c6 · черна пешка на черно поле e5 · бял офицер на бяло поле a4 · черен кон на бяло поле e4 · бял кон на бяло поле f3 · бяла пешка на бяло поле a2 · бяла пешка на черно поле b2 · бяла пешка на бяло поле c2 · бяла пешка на черно поле d2 · бяла пешка на черно поле f2 · бяла пешка на бяло поле g2 · бяла пешка на черно поле h2 · бял топ на черно поле a1 · бял кон на бяло поле b1 · бял офицер на черно поле c1 · бяла дама на бяло поле d1 · бял топ на бяло поле f1 · бял цар на черно поле g1 | черен топ на бяло поле a8 · черен офицер на бяло поле c8 · черна дама на черно поле d8 · черен цар на бяло поле e8 · черен офицер на черно поле f8 · черен топ на черно поле h8 · черна пешка на бяло поле b7 · черна пешка на черно поле c7 · черна пешка на бяло поле d7 · черна пешка на бяло поле f7 · черна пешка на черно поле g7 · черна пешка на бяло поле h7 · черна пешка на бяло поле a6 · черен кон на бяло поле c6 · черна пешка на черно поле e5 · бял офицер на бяло поле a4 · черен кон на бяло поле e4 · бял кон на бяло поле f3 · бяла пешка на бяло поле a2 · бяла пешка на черно поле b2 · бяла пешка на бяло поле c2 · бяла пешка на черно поле d2 · бяла пешка на черно поле f2 · бяла пешка на бяло поле g2 · бяла пешка на черно поле h2 · бял топ на черно поле a1 · бял кон на бяло поле b1 · бял офицер на черно поле c1 · бяла дама на бяло поле d1 · бял топ на бяло поле f1 · бял цар на черно поле g1 | черен топ на бяло поле a8 · черен офицер на бяло поле c8 · черна дама на черно поле d8 · черен цар на бяло поле e8 · черен офицер на черно поле f8 · черен топ на черно поле h8 · черна пешка на бяло поле b7 · черна пешка на черно поле c7 · черна пешка на бяло поле d7 · черна пешка на бяло поле f7 · черна пешка на черно поле g7 · черна пешка на бяло поле h7 · черна пешка на бяло поле a6 · черен кон на бяло поле c6 · черна пешка на черно поле e5 · бял офицер на бяло поле a4 · черен кон на бяло поле e4 · бял кон на бяло поле f3 · бяла пешка на бяло поле a2 · бяла пешка на черно поле b2 · бяла пешка на бяло поле c2 · бяла пешка на черно поле d2 · бяла пешка на черно поле f2 · бяла пешка на бяло поле g2 · бяла пешка на черно поле h2 · бял топ на черно поле a1 · бял кон на бяло поле b1 · бял офицер на черно поле c1 · бяла дама на бяло поле d1 · бял топ на бяло поле f1 · бял цар на черно поле g1 | черен топ на бяло поле a8 · черен офицер на бяло поле c8 · черна дама на черно поле d8 · черен цар на бяло поле e8 · черен офицер на черно поле f8 · черен топ на черно поле h8 · черна пешка на бяло поле b7 · черна пешка на черно поле c7 · черна пешка на бяло поле d7 · черна пешка на бяло поле f7 · черна пешка на черно поле g7 · черна пешка на бяло поле h7 · черна пешка на бяло поле a6 · черен кон на бяло поле c6 · черна пешка на черно поле e5 · бял офицер на бяло поле a4 · черен кон на бяло поле e4 · бял кон на бяло поле f3 · бяла пешка на бяло поле a2 · бяла пешка на черно поле b2 · бяла пешка на бяло поле c2 · бяла пешка на черно поле d2 · бяла пешка на черно поле f2 · бяла пешка на бяло поле g2 · бяла пешка на черно поле h2 · бял топ на черно поле a1 · бял кон на бяло поле b1 · бял офицер на черно поле c1 · бяла дама на бяло поле d1 · бял топ на бяло поле f1 · бял цар на черно поле g1 | черен топ на бяло поле a8 · черен офицер на бяло поле c8 · черна дама на черно поле d8 · черен цар на бяло поле e8 · черен офицер на черно поле f8 · черен топ на черно поле h8 · черна пешка на бяло поле b7 · черна пешка на черно поле c7 · черна пешка на бяло поле d7 · черна пешка на бяло поле f7 · черна пешка на черно поле g7 · черна пешка на бяло поле h7 · черна пешка на бяло поле a6 · черен кон на бяло поле c6 · черна пешка на черно поле e5 · бял офицер на бяло поле a4 · черен кон на бяло поле e4 · бял кон на бяло поле f3 · бяла пешка на бяло поле a2 · бяла пешка на черно поле b2 · бяла пешка на бяло поле c2 · бяла пешка на черно поле d2 · бяла пешка на черно поле f2 · бяла пешка на бяло поле g2 · бяла пешка на черно поле h2 · бял топ на черно поле a1 · бял кон на бяло поле b1 · бял офицер на черно поле c1 · бяла дама на бяло поле d1 · бял топ на бяло поле f1 · бял цар на черно поле g1 | черен топ на бяло поле a8 · черен офицер на бяло поле c8 · черна дама на черно поле d8 · черен цар на бяло поле e8 · черен офицер на черно поле f8 · черен топ на черно поле h8 · черна пешка на бяло поле b7 · черна пешка на черно поле c7 · черна пешка на бяло поле d7 · черна пешка на бяло поле f7 · черна пешка на черно поле g7 · черна пешка на бяло поле h7 · черна пешка на бяло поле a6 · черен кон на бяло поле c6 · черна пешка на черно поле e5 · бял офицер на бяло поле a4 · черен кон на бяло поле e4 · бял кон на бяло поле f3 · бяла пешка на бяло поле a2 · бяла пешка на черно поле b2 · бяла пешка на бяло поле c2 · бяла пешка на черно поле d2 · бяла пешка на черно поле f2 · бяла пешка на бяло поле g2 · бяла пешка на черно поле h2 · бял топ на черно поле a1 · бял кон на бяло поле b1 · бял офицер на черно поле c1 · бяла дама на бяло поле d1 · бял топ на бяло поле f1 · бял цар на черно поле g1 | черен топ на бяло поле a8 · черен офицер на бяло поле c8 · черна дама на черно поле d8 · черен цар на бяло поле e8 · черен офицер на черно поле f8 · черен топ на черно поле h8 · черна пешка на бяло поле b7 · черна пешка на черно поле c7 · черна пешка на бяло поле d7 · черна пешка на бяло поле f7 · черна пешка на черно поле g7 · черна пешка на бяло поле h7 · черна пешка на бяло поле a6 · черен кон на бяло поле c6 · черна пешка на черно поле e5 · бял офицер на бяло поле a4 · черен кон на бяло поле e4 · бял кон на бяло поле f3 · бяла пешка на бяло поле a2 · бяла пешка на черно поле b2 · бяла пешка на бяло поле c2 · бяла пешка на черно поле d2 · бяла пешка на черно поле f2 · бяла пешка на бяло поле g2 · бяла пешка на черно поле h2 · бял топ на черно поле a1 · бял кон на бяло поле b1 · бял офицер на черно поле c1 · бяла дама на бяло поле d1 · бял топ на бяло поле f1 · бял цар на черно поле g1 | 8 |
| 7 | черен топ на бяло поле a8 · черен офицер на бяло поле c8 · черна дама на черно поле d8 · черен цар на бяло поле e8 · черен офицер на черно поле f8 · черен топ на черно поле h8 · черна пешка на бяло поле b7 · черна пешка на черно поле c7 · черна пешка на бяло поле d7 · черна пешка на бяло поле f7 · черна пешка на черно поле g7 · черна пешка на бяло поле h7 · черна пешка на бяло поле a6 · черен кон на бяло поле c6 · черна пешка на черно поле e5 · бял офицер на бяло поле a4 · черен кон на бяло поле e4 · бял кон на бяло поле f3 · бяла пешка на бяло поле a2 · бяла пешка на черно поле b2 · бяла пешка на бяло поле c2 · бяла пешка на черно поле d2 · бяла пешка на черно поле f2 · бяла пешка на бяло поле g2 · бяла пешка на черно поле h2 · бял топ на черно поле a1 · бял кон на бяло поле b1 · бял офицер на черно поле c1 · бяла дама на бяло поле d1 · бял топ на бяло поле f1 · бял цар на черно поле g1 | черен топ на бяло поле a8 · черен офицер на бяло поле c8 · черна дама на черно поле d8 · черен цар на бяло поле e8 · черен офицер на черно поле f8 · черен топ на черно поле h8 · черна пешка на бяло поле b7 · черна пешка на черно поле c7 · черна пешка на бяло поле d7 · черна пешка на бяло поле f7 · черна пешка на черно поле g7 · черна пешка на бяло поле h7 · черна пешка на бяло поле a6 · черен кон на бяло поле c6 · черна пешка на черно поле e5 · бял офицер на бяло поле a4 · черен кон на бяло поле e4 · бял кон на бяло поле f3 · бяла пешка на бяло поле a2 · бяла пешка на черно поле b2 · бяла пешка на бяло поле c2 · бяла пешка на черно поле d2 · бяла пешка на черно поле f2 · бяла пешка на бяло поле g2 · бяла пешка на черно поле h2 · бял топ на черно поле a1 · бял кон на бяло поле b1 · бял офицер на черно поле c1 · бяла дама на бяло поле d1 · бял топ на бяло поле f1 · бял цар на черно поле g1 | черен топ на бяло поле a8 · черен офицер на бяло поле c8 · черна дама на черно поле d8 · черен цар на бяло поле e8 · черен офицер на черно поле f8 · черен топ на черно поле h8 · черна пешка на бяло поле b7 · черна пешка на черно поле c7 · черна пешка на бяло поле d7 · черна пешка на бяло поле f7 · черна пешка на черно поле g7 · черна пешка на бяло поле h7 · черна пешка на бяло поле a6 · черен кон на бяло поле c6 · черна пешка на черно поле e5 · бял офицер на бяло поле a4 · черен кон на бяло поле e4 · бял кон на бяло поле f3 · бяла пешка на бяло поле a2 · бяла пешка на черно поле b2 · бяла пешка на бяло поле c2 · бяла пешка на черно поле d2 · бяла пешка на черно поле f2 · бяла пешка на бяло поле g2 · бяла пешка на черно поле h2 · бял топ на черно поле a1 · бял кон на бяло поле b1 · бял офицер на черно поле c1 · бяла дама на бяло поле d1 · бял топ на бяло поле f1 · бял цар на черно поле g1 | черен топ на бяло поле a8 · черен офицер на бяло поле c8 · черна дама на черно поле d8 · черен цар на бяло поле e8 · черен офицер на черно поле f8 · черен топ на черно поле h8 · черна пешка на бяло поле b7 · черна пешка на черно поле c7 · черна пешка на бяло поле d7 · черна пешка на бяло поле f7 · черна пешка на черно поле g7 · черна пешка на бяло поле h7 · черна пешка на бяло поле a6 · черен кон на бяло поле c6 · черна пешка на черно поле e5 · бял офицер на бяло поле a4 · черен кон на бяло поле e4 · бял кон на бяло поле f3 · бяла пешка на бяло поле a2 · бяла пешка на черно поле b2 · бяла пешка на бяло поле c2 · бяла пешка на черно поле d2 · бяла пешка на черно поле f2 · бяла пешка на бяло поле g2 · бяла пешка на черно поле h2 · бял топ на черно поле a1 · бял кон на бяло поле b1 · бял офицер на черно поле c1 · бяла дама на бяло поле d1 · бял топ на бяло поле f1 · бял цар на черно поле g1 | черен топ на бяло поле a8 · черен офицер на бяло поле c8 · черна дама на черно поле d8 · черен цар на бяло поле e8 · черен офицер на черно поле f8 · черен топ на черно поле h8 · черна пешка на бяло поле b7 · черна пешка на черно поле c7 · черна пешка на бяло поле d7 · черна пешка на бяло поле f7 · черна пешка на черно поле g7 · черна пешка на бяло поле h7 · черна пешка на бяло поле a6 · черен кон на бяло поле c6 · черна пешка на черно поле e5 · бял офицер на бяло поле a4 · черен кон на бяло поле e4 · бял кон на бяло поле f3 · бяла пешка на бяло поле a2 · бяла пешка на черно поле b2 · бяла пешка на бяло поле c2 · бяла пешка на черно поле d2 · бяла пешка на черно поле f2 · бяла пешка на бяло поле g2 · бяла пешка на черно поле h2 · бял топ на черно поле a1 · бял кон на бяло поле b1 · бял офицер на черно поле c1 · бяла дама на бяло поле d1 · бял топ на бяло поле f1 · бял цар на черно поле g1 | черен топ на бяло поле a8 · черен офицер на бяло поле c8 · черна дама на черно поле d8 · черен цар на бяло поле e8 · черен офицер на черно поле f8 · черен топ на черно поле h8 · черна пешка на бяло поле b7 · черна пешка на черно поле c7 · черна пешка на бяло поле d7 · черна пешка на бяло поле f7 · черна пешка на черно поле g7 · черна пешка на бяло поле h7 · черна пешка на бяло поле a6 · черен кон на бяло поле c6 · черна пешка на черно поле e5 · бял офицер на бяло поле a4 · черен кон на бяло поле e4 · бял кон на бяло поле f3 · бяла пешка на бяло поле a2 · бяла пешка на черно поле b2 · бяла пешка на бяло поле c2 · бяла пешка на черно поле d2 · бяла пешка на черно поле f2 · бяла пешка на бяло поле g2 · бяла пешка на черно поле h2 · бял топ на черно поле a1 · бял кон на бяло поле b1 · бял офицер на черно поле c1 · бяла дама на бяло поле d1 · бял топ на бяло поле f1 · бял цар на черно поле g1 | черен топ на бяло поле a8 · черен офицер на бяло поле c8 · черна дама на черно поле d8 · черен цар на бяло поле e8 · черен офицер на черно поле f8 · черен топ на черно поле h8 · черна пешка на бяло поле b7 · черна пешка на черно поле c7 · черна пешка на бяло поле d7 · черна пешка на бяло поле f7 · черна пешка на черно поле g7 · черна пешка на бяло поле h7 · черна пешка на бяло поле a6 · черен кон на бяло поле c6 · черна пешка на черно поле e5 · бял офицер на бяло поле a4 · черен кон на бяло поле e4 · бял кон на бяло поле f3 · бяла пешка на бяло поле a2 · бяла пешка на черно поле b2 · бяла пешка на бяло поле c2 · бяла пешка на черно поле d2 · бяла пешка на черно поле f2 · бяла пешка на бяло поле g2 · бяла пешка на черно поле h2 · бял топ на черно поле a1 · бял кон на бяло поле b1 · бял офицер на черно поле c1 · бяла дама на бяло поле d1 · бял топ на бяло поле f1 · бял цар на черно поле g1 | черен топ на бяло поле a8 · черен офицер на бяло поле c8 · черна дама на черно поле d8 · черен цар на бяло поле e8 · черен офицер на черно поле f8 · черен топ на черно поле h8 · черна пешка на бяло поле b7 · черна пешка на черно поле c7 · черна пешка на бяло поле d7 · черна пешка на бяло поле f7 · черна пешка на черно поле g7 · черна пешка на бяло поле h7 · черна пешка на бяло поле a6 · черен кон на бяло поле c6 · черна пешка на черно поле e5 · бял офицер на бяло поле a4 · черен кон на бяло поле e4 · бял кон на бяло поле f3 · бяла пешка на бяло поле a2 · бяла пешка на черно поле b2 · бяла пешка на бяло поле c2 · бяла пешка на черно поле d2 · бяла пешка на черно поле f2 · бяла пешка на бяло поле g2 · бяла пешка на черно поле h2 · бял топ на черно поле a1 · бял кон на бяло поле b1 · бял офицер на черно поле c1 · бяла дама на бяло поле d1 · бял топ на бяло поле f1 · бял цар на черно поле g1 | 7 |
| 6 | черен топ на бяло поле a8 · черен офицер на бяло поле c8 · черна дама на черно поле d8 · черен цар на бяло поле e8 · черен офицер на черно поле f8 · черен топ на черно поле h8 · черна пешка на бяло поле b7 · черна пешка на черно поле c7 · черна пешка на бяло поле d7 · черна пешка на бяло поле f7 · черна пешка на черно поле g7 · черна пешка на бяло поле h7 · черна пешка на бяло поле a6 · черен кон на бяло поле c6 · черна пешка на черно поле e5 · бял офицер на бяло поле a4 · черен кон на бяло поле e4 · бял кон на бяло поле f3 · бяла пешка на бяло поле a2 · бяла пешка на черно поле b2 · бяла пешка на бяло поле c2 · бяла пешка на черно поле d2 · бяла пешка на черно поле f2 · бяла пешка на бяло поле g2 · бяла пешка на черно поле h2 · бял топ на черно поле a1 · бял кон на бяло поле b1 · бял офицер на черно поле c1 · бяла дама на бяло поле d1 · бял топ на бяло поле f1 · бял цар на черно поле g1 | черен топ на бяло поле a8 · черен офицер на бяло поле c8 · черна дама на черно поле d8 · черен цар на бяло поле e8 · черен офицер на черно поле f8 · черен топ на черно поле h8 · черна пешка на бяло поле b7 · черна пешка на черно поле c7 · черна пешка на бяло поле d7 · черна пешка на бяло поле f7 · черна пешка на черно поле g7 · черна пешка на бяло поле h7 · черна пешка на бяло поле a6 · черен кон на бяло поле c6 · черна пешка на черно поле e5 · бял офицер на бяло поле a4 · черен кон на бяло поле e4 · бял кон на бяло поле f3 · бяла пешка на бяло поле a2 · бяла пешка на черно поле b2 · бяла пешка на бяло поле c2 · бяла пешка на черно поле d2 · бяла пешка на черно поле f2 · бяла пешка на бяло поле g2 · бяла пешка на черно поле h2 · бял топ на черно поле a1 · бял кон на бяло поле b1 · бял офицер на черно поле c1 · бяла дама на бяло поле d1 · бял топ на бяло поле f1 · бял цар на черно поле g1 | черен топ на бяло поле a8 · черен офицер на бяло поле c8 · черна дама на черно поле d8 · черен цар на бяло поле e8 · черен офицер на черно поле f8 · черен топ на черно поле h8 · черна пешка на бяло поле b7 · черна пешка на черно поле c7 · черна пешка на бяло поле d7 · черна пешка на бяло поле f7 · черна пешка на черно поле g7 · черна пешка на бяло поле h7 · черна пешка на бяло поле a6 · черен кон на бяло поле c6 · черна пешка на черно поле e5 · бял офицер на бяло поле a4 · черен кон на бяло поле e4 · бял кон на бяло поле f3 · бяла пешка на бяло поле a2 · бяла пешка на черно поле b2 · бяла пешка на бяло поле c2 · бяла пешка на черно поле d2 · бяла пешка на черно поле f2 · бяла пешка на бяло поле g2 · бяла пешка на черно поле h2 · бял топ на черно поле a1 · бял кон на бяло поле b1 · бял офицер на черно поле c1 · бяла дама на бяло поле d1 · бял топ на бяло поле f1 · бял цар на черно поле g1 | черен топ на бяло поле a8 · черен офицер на бяло поле c8 · черна дама на черно поле d8 · черен цар на бяло поле e8 · черен офицер на черно поле f8 · черен топ на черно поле h8 · черна пешка на бяло поле b7 · черна пешка на черно поле c7 · черна пешка на бяло поле d7 · черна пешка на бяло поле f7 · черна пешка на черно поле g7 · черна пешка на бяло поле h7 · черна пешка на бяло поле a6 · черен кон на бяло поле c6 · черна пешка на черно поле e5 · бял офицер на бяло поле a4 · черен кон на бяло поле e4 · бял кон на бяло поле f3 · бяла пешка на бяло поле a2 · бяла пешка на черно поле b2 · бяла пешка на бяло поле c2 · бяла пешка на черно поле d2 · бяла пешка на черно поле f2 · бяла пешка на бяло поле g2 · бяла пешка на черно поле h2 · бял топ на черно поле a1 · бял кон на бяло поле b1 · бял офицер на черно поле c1 · бяла дама на бяло поле d1 · бял топ на бяло поле f1 · бял цар на черно поле g1 | черен топ на бяло поле a8 · черен офицер на бяло поле c8 · черна дама на черно поле d8 · черен цар на бяло поле e8 · черен офицер на черно поле f8 · черен топ на черно поле h8 · черна пешка на бяло поле b7 · черна пешка на черно поле c7 · черна пешка на бяло поле d7 · черна пешка на бяло поле f7 · черна пешка на черно поле g7 · черна пешка на бяло поле h7 · черна пешка на бяло поле a6 · черен кон на бяло поле c6 · черна пешка на черно поле e5 · бял офицер на бяло поле a4 · черен кон на бяло поле e4 · бял кон на бяло поле f3 · бяла пешка на бяло поле a2 · бяла пешка на черно поле b2 · бяла пешка на бяло поле c2 · бяла пешка на черно поле d2 · бяла пешка на черно поле f2 · бяла пешка на бяло поле g2 · бяла пешка на черно поле h2 · бял топ на черно поле a1 · бял кон на бяло поле b1 · бял офицер на черно поле c1 · бяла дама на бяло поле d1 · бял топ на бяло поле f1 · бял цар на черно поле g1 | черен топ на бяло поле a8 · черен офицер на бяло поле c8 · черна дама на черно поле d8 · черен цар на бяло поле e8 · черен офицер на черно поле f8 · черен топ на черно поле h8 · черна пешка на бяло поле b7 · черна пешка на черно поле c7 · черна пешка на бяло поле d7 · черна пешка на бяло поле f7 · черна пешка на черно поле g7 · черна пешка на бяло поле h7 · черна пешка на бяло поле a6 · черен кон на бяло поле c6 · черна пешка на черно поле e5 · бял офицер на бяло поле a4 · черен кон на бяло поле e4 · бял кон на бяло поле f3 · бяла пешка на бяло поле a2 · бяла пешка на черно поле b2 · бяла пешка на бяло поле c2 · бяла пешка на черно поле d2 · бяла пешка на черно поле f2 · бяла пешка на бяло поле g2 · бяла пешка на черно поле h2 · бял топ на черно поле a1 · бял кон на бяло поле b1 · бял офицер на черно поле c1 · бяла дама на бяло поле d1 · бял топ на бяло поле f1 · бял цар на черно поле g1 | черен топ на бяло поле a8 · черен офицер на бяло поле c8 · черна дама на черно поле d8 · черен цар на бяло поле e8 · черен офицер на черно поле f8 · черен топ на черно поле h8 · черна пешка на бяло поле b7 · черна пешка на черно поле c7 · черна пешка на бяло поле d7 · черна пешка на бяло поле f7 · черна пешка на черно поле g7 · черна пешка на бяло поле h7 · черна пешка на бяло поле a6 · черен кон на бяло поле c6 · черна пешка на черно поле e5 · бял офицер на бяло поле a4 · черен кон на бяло поле e4 · бял кон на бяло поле f3 · бяла пешка на бяло поле a2 · бяла пешка на черно поле b2 · бяла пешка на бяло поле c2 · бяла пешка на черно поле d2 · бяла пешка на черно поле f2 · бяла пешка на бяло поле g2 · бяла пешка на черно поле h2 · бял топ на черно поле a1 · бял кон на бяло поле b1 · бял офицер на черно поле c1 · бяла дама на бяло поле d1 · бял топ на бяло поле f1 · бял цар на черно поле g1 | черен топ на бяло поле a8 · черен офицер на бяло поле c8 · черна дама на черно поле d8 · черен цар на бяло поле e8 · черен офицер на черно поле f8 · черен топ на черно поле h8 · черна пешка на бяло поле b7 · черна пешка на черно поле c7 · черна пешка на бяло поле d7 · черна пешка на бяло поле f7 · черна пешка на черно поле g7 · черна пешка на бяло поле h7 · черна пешка на бяло поле a6 · черен кон на бяло поле c6 · черна пешка на черно поле e5 · бял офицер на бяло поле a4 · черен кон на бяло поле e4 · бял кон на бяло поле f3 · бяла пешка на бяло поле a2 · бяла пешка на черно поле b2 · бяла пешка на бяло поле c2 · бяла пешка на черно поле d2 · бяла пешка на черно поле f2 · бяла пешка на бяло поле g2 · бяла пешка на черно поле h2 · бял топ на черно поле a1 · бял кон на бяло поле b1 · бял офицер на черно поле c1 · бяла дама на бяло поле d1 · бял топ на бяло поле f1 · бял цар на черно поле g1 | 6 |
| 5 | черен топ на бяло поле a8 · черен офицер на бяло поле c8 · черна дама на черно поле d8 · черен цар на бяло поле e8 · черен офицер на черно поле f8 · черен топ на черно поле h8 · черна пешка на бяло поле b7 · черна пешка на черно поле c7 · черна пешка на бяло поле d7 · черна пешка на бяло поле f7 · черна пешка на черно поле g7 · черна пешка на бяло поле h7 · черна пешка на бяло поле a6 · черен кон на бяло поле c6 · черна пешка на черно поле e5 · бял офицер на бяло поле a4 · черен кон на бяло поле e4 · бял кон на бяло поле f3 · бяла пешка на бяло поле a2 · бяла пешка на черно поле b2 · бяла пешка на бяло поле c2 · бяла пешка на черно поле d2 · бяла пешка на черно поле f2 · бяла пешка на бяло поле g2 · бяла пешка на черно поле h2 · бял топ на черно поле a1 · бял кон на бяло поле b1 · бял офицер на черно поле c1 · бяла дама на бяло поле d1 · бял топ на бяло поле f1 · бял цар на черно поле g1 | черен топ на бяло поле a8 · черен офицер на бяло поле c8 · черна дама на черно поле d8 · черен цар на бяло поле e8 · черен офицер на черно поле f8 · черен топ на черно поле h8 · черна пешка на бяло поле b7 · черна пешка на черно поле c7 · черна пешка на бяло поле d7 · черна пешка на бяло поле f7 · черна пешка на черно поле g7 · черна пешка на бяло поле h7 · черна пешка на бяло поле a6 · черен кон на бяло поле c6 · черна пешка на черно поле e5 · бял офицер на бяло поле a4 · черен кон на бяло поле e4 · бял кон на бяло поле f3 · бяла пешка на бяло поле a2 · бяла пешка на черно поле b2 · бяла пешка на бяло поле c2 · бяла пешка на черно поле d2 · бяла пешка на черно поле f2 · бяла пешка на бяло поле g2 · бяла пешка на черно поле h2 · бял топ на черно поле a1 · бял кон на бяло поле b1 · бял офицер на черно поле c1 · бяла дама на бяло поле d1 · бял топ на бяло поле f1 · бял цар на черно поле g1 | черен топ на бяло поле a8 · черен офицер на бяло поле c8 · черна дама на черно поле d8 · черен цар на бяло поле e8 · черен офицер на черно поле f8 · черен топ на черно поле h8 · черна пешка на бяло поле b7 · черна пешка на черно поле c7 · черна пешка на бяло поле d7 · черна пешка на бяло поле f7 · черна пешка на черно поле g7 · черна пешка на бяло поле h7 · черна пешка на бяло поле a6 · черен кон на бяло поле c6 · черна пешка на черно поле e5 · бял офицер на бяло поле a4 · черен кон на бяло поле e4 · бял кон на бяло поле f3 · бяла пешка на бяло поле a2 · бяла пешка на черно поле b2 · бяла пешка на бяло поле c2 · бяла пешка на черно поле d2 · бяла пешка на черно поле f2 · бяла пешка на бяло поле g2 · бяла пешка на черно поле h2 · бял топ на черно поле a1 · бял кон на бяло поле b1 · бял офицер на черно поле c1 · бяла дама на бяло поле d1 · бял топ на бяло поле f1 · бял цар на черно поле g1 | черен топ на бяло поле a8 · черен офицер на бяло поле c8 · черна дама на черно поле d8 · черен цар на бяло поле e8 · черен офицер на черно поле f8 · черен топ на черно поле h8 · черна пешка на бяло поле b7 · черна пешка на черно поле c7 · черна пешка на бяло поле d7 · черна пешка на бяло поле f7 · черна пешка на черно поле g7 · черна пешка на бяло поле h7 · черна пешка на бяло поле a6 · черен кон на бяло поле c6 · черна пешка на черно поле e5 · бял офицер на бяло поле a4 · черен кон на бяло поле e4 · бял кон на бяло поле f3 · бяла пешка на бяло поле a2 · бяла пешка на черно поле b2 · бяла пешка на бяло поле c2 · бяла пешка на черно поле d2 · бяла пешка на черно поле f2 · бяла пешка на бяло поле g2 · бяла пешка на черно поле h2 · бял топ на черно поле a1 · бял кон на бяло поле b1 · бял офицер на черно поле c1 · бяла дама на бяло поле d1 · бял топ на бяло поле f1 · бял цар на черно поле g1 | черен топ на бяло поле a8 · черен офицер на бяло поле c8 · черна дама на черно поле d8 · черен цар на бяло поле e8 · черен офицер на черно поле f8 · черен топ на черно поле h8 · черна пешка на бяло поле b7 · черна пешка на черно поле c7 · черна пешка на бяло поле d7 · черна пешка на бяло поле f7 · черна пешка на черно поле g7 · черна пешка на бяло поле h7 · черна пешка на бяло поле a6 · черен кон на бяло поле c6 · черна пешка на черно поле e5 · бял офицер на бяло поле a4 · черен кон на бяло поле e4 · бял кон на бяло поле f3 · бяла пешка на бяло поле a2 · бяла пешка на черно поле b2 · бяла пешка на бяло поле c2 · бяла пешка на черно поле d2 · бяла пешка на черно поле f2 · бяла пешка на бяло поле g2 · бяла пешка на черно поле h2 · бял топ на черно поле a1 · бял кон на бяло поле b1 · бял офицер на черно поле c1 · бяла дама на бяло поле d1 · бял топ на бяло поле f1 · бял цар на черно поле g1 | черен топ на бяло поле a8 · черен офицер на бяло поле c8 · черна дама на черно поле d8 · черен цар на бяло поле e8 · черен офицер на черно поле f8 · черен топ на черно поле h8 · черна пешка на бяло поле b7 · черна пешка на черно поле c7 · черна пешка на бяло поле d7 · черна пешка на бяло поле f7 · черна пешка на черно поле g7 · черна пешка на бяло поле h7 · черна пешка на бяло поле a6 · черен кон на бяло поле c6 · черна пешка на черно поле e5 · бял офицер на бяло поле a4 · черен кон на бяло поле e4 · бял кон на бяло поле f3 · бяла пешка на бяло поле a2 · бяла пешка на черно поле b2 · бяла пешка на бяло поле c2 · бяла пешка на черно поле d2 · бяла пешка на черно поле f2 · бяла пешка на бяло поле g2 · бяла пешка на черно поле h2 · бял топ на черно поле a1 · бял кон на бяло поле b1 · бял офицер на черно поле c1 · бяла дама на бяло поле d1 · бял топ на бяло поле f1 · бял цар на черно поле g1 | черен топ на бяло поле a8 · черен офицер на бяло поле c8 · черна дама на черно поле d8 · черен цар на бяло поле e8 · черен офицер на черно поле f8 · черен топ на черно поле h8 · черна пешка на бяло поле b7 · черна пешка на черно поле c7 · черна пешка на бяло поле d7 · черна пешка на бяло поле f7 · черна пешка на черно поле g7 · черна пешка на бяло поле h7 · черна пешка на бяло поле a6 · черен кон на бяло поле c6 · черна пешка на черно поле e5 · бял офицер на бяло поле a4 · черен кон на бяло поле e4 · бял кон на бяло поле f3 · бяла пешка на бяло поле a2 · бяла пешка на черно поле b2 · бяла пешка на бяло поле c2 · бяла пешка на черно поле d2 · бяла пешка на черно поле f2 · бяла пешка на бяло поле g2 · бяла пешка на черно поле h2 · бял топ на черно поле a1 · бял кон на бяло поле b1 · бял офицер на черно поле c1 · бяла дама на бяло поле d1 · бял топ на бяло поле f1 · бял цар на черно поле g1 | черен топ на бяло поле a8 · черен офицер на бяло поле c8 · черна дама на черно поле d8 · черен цар на бяло поле e8 · черен офицер на черно поле f8 · черен топ на черно поле h8 · черна пешка на бяло поле b7 · черна пешка на черно поле c7 · черна пешка на бяло поле d7 · черна пешка на бяло поле f7 · черна пешка на черно поле g7 · черна пешка на бяло поле h7 · черна пешка на бяло поле a6 · черен кон на бяло поле c6 · черна пешка на черно поле e5 · бял офицер на бяло поле a4 · черен кон на бяло поле e4 · бял кон на бяло поле f3 · бяла пешка на бяло поле a2 · бяла пешка на черно поле b2 · бяла пешка на бяло поле c2 · бяла пешка на черно поле d2 · бяла пешка на черно поле f2 · бяла пешка на бяло поле g2 · бяла пешка на черно поле h2 · бял топ на черно поле a1 · бял кон на бяло поле b1 · бял офицер на черно поле c1 · бяла дама на бяло поле d1 · бял топ на бяло поле f1 · бял цар на черно поле g1 | 5 |
| 4 | черен топ на бяло поле a8 · черен офицер на бяло поле c8 · черна дама на черно поле d8 · черен цар на бяло поле e8 · черен офицер на черно поле f8 · черен топ на черно поле h8 · черна пешка на бяло поле b7 · черна пешка на черно поле c7 · черна пешка на бяло поле d7 · черна пешка на бяло поле f7 · черна пешка на черно поле g7 · черна пешка на бяло поле h7 · черна пешка на бяло поле a6 · черен кон на бяло поле c6 · черна пешка на черно поле e5 · бял офицер на бяло поле a4 · черен кон на бяло поле e4 · бял кон на бяло поле f3 · бяла пешка на бяло поле a2 · бяла пешка на черно поле b2 · бяла пешка на бяло поле c2 · бяла пешка на черно поле d2 · бяла пешка на черно поле f2 · бяла пешка на бяло поле g2 · бяла пешка на черно поле h2 · бял топ на черно поле a1 · бял кон на бяло поле b1 · бял офицер на черно поле c1 · бяла дама на бяло поле d1 · бял топ на бяло поле f1 · бял цар на черно поле g1 | черен топ на бяло поле a8 · черен офицер на бяло поле c8 · черна дама на черно поле d8 · черен цар на бяло поле e8 · черен офицер на черно поле f8 · черен топ на черно поле h8 · черна пешка на бяло поле b7 · черна пешка на черно поле c7 · черна пешка на бяло поле d7 · черна пешка на бяло поле f7 · черна пешка на черно поле g7 · черна пешка на бяло поле h7 · черна пешка на бяло поле a6 · черен кон на бяло поле c6 · черна пешка на черно поле e5 · бял офицер на бяло поле a4 · черен кон на бяло поле e4 · бял кон на бяло поле f3 · бяла пешка на бяло поле a2 · бяла пешка на черно поле b2 · бяла пешка на бяло поле c2 · бяла пешка на черно поле d2 · бяла пешка на черно поле f2 · бяла пешка на бяло поле g2 · бяла пешка на черно поле h2 · бял топ на черно поле a1 · бял кон на бяло поле b1 · бял офицер на черно поле c1 · бяла дама на бяло поле d1 · бял топ на бяло поле f1 · бял цар на черно поле g1 | черен топ на бяло поле a8 · черен офицер на бяло поле c8 · черна дама на черно поле d8 · черен цар на бяло поле e8 · черен офицер на черно поле f8 · черен топ на черно поле h8 · черна пешка на бяло поле b7 · черна пешка на черно поле c7 · черна пешка на бяло поле d7 · черна пешка на бяло поле f7 · черна пешка на черно поле g7 · черна пешка на бяло поле h7 · черна пешка на бяло поле a6 · черен кон на бяло поле c6 · черна пешка на черно поле e5 · бял офицер на бяло поле a4 · черен кон на бяло поле e4 · бял кон на бяло поле f3 · бяла пешка на бяло поле a2 · бяла пешка на черно поле b2 · бяла пешка на бяло поле c2 · бяла пешка на черно поле d2 · бяла пешка на черно поле f2 · бяла пешка на бяло поле g2 · бяла пешка на черно поле h2 · бял топ на черно поле a1 · бял кон на бяло поле b1 · бял офицер на черно поле c1 · бяла дама на бяло поле d1 · бял топ на бяло поле f1 · бял цар на черно поле g1 | черен топ на бяло поле a8 · черен офицер на бяло поле c8 · черна дама на черно поле d8 · черен цар на бяло поле e8 · черен офицер на черно поле f8 · черен топ на черно поле h8 · черна пешка на бяло поле b7 · черна пешка на черно поле c7 · черна пешка на бяло поле d7 · черна пешка на бяло поле f7 · черна пешка на черно поле g7 · черна пешка на бяло поле h7 · черна пешка на бяло поле a6 · черен кон на бяло поле c6 · черна пешка на черно поле e5 · бял офицер на бяло поле a4 · черен кон на бяло поле e4 · бял кон на бяло поле f3 · бяла пешка на бяло поле a2 · бяла пешка на черно поле b2 · бяла пешка на бяло поле c2 · бяла пешка на черно поле d2 · бяла пешка на черно поле f2 · бяла пешка на бяло поле g2 · бяла пешка на черно поле h2 · бял топ на черно поле a1 · бял кон на бяло поле b1 · бял офицер на черно поле c1 · бяла дама на бяло поле d1 · бял топ на бяло поле f1 · бял цар на черно поле g1 | черен топ на бяло поле a8 · черен офицер на бяло поле c8 · черна дама на черно поле d8 · черен цар на бяло поле e8 · черен офицер на черно поле f8 · черен топ на черно поле h8 · черна пешка на бяло поле b7 · черна пешка на черно поле c7 · черна пешка на бяло поле d7 · черна пешка на бяло поле f7 · черна пешка на черно поле g7 · черна пешка на бяло поле h7 · черна пешка на бяло поле a6 · черен кон на бяло поле c6 · черна пешка на черно поле e5 · бял офицер на бяло поле a4 · черен кон на бяло поле e4 · бял кон на бяло поле f3 · бяла пешка на бяло поле a2 · бяла пешка на черно поле b2 · бяла пешка на бяло поле c2 · бяла пешка на черно поле d2 · бяла пешка на черно поле f2 · бяла пешка на бяло поле g2 · бяла пешка на черно поле h2 · бял топ на черно поле a1 · бял кон на бяло поле b1 · бял офицер на черно поле c1 · бяла дама на бяло поле d1 · бял топ на бяло поле f1 · бял цар на черно поле g1 | черен топ на бяло поле a8 · черен офицер на бяло поле c8 · черна дама на черно поле d8 · черен цар на бяло поле e8 · черен офицер на черно поле f8 · черен топ на черно поле h8 · черна пешка на бяло поле b7 · черна пешка на черно поле c7 · черна пешка на бяло поле d7 · черна пешка на бяло поле f7 · черна пешка на черно поле g7 · черна пешка на бяло поле h7 · черна пешка на бяло поле a6 · черен кон на бяло поле c6 · черна пешка на черно поле e5 · бял офицер на бяло поле a4 · черен кон на бяло поле e4 · бял кон на бяло поле f3 · бяла пешка на бяло поле a2 · бяла пешка на черно поле b2 · бяла пешка на бяло поле c2 · бяла пешка на черно поле d2 · бяла пешка на черно поле f2 · бяла пешка на бяло поле g2 · бяла пешка на черно поле h2 · бял топ на черно поле a1 · бял кон на бяло поле b1 · бял офицер на черно поле c1 · бяла дама на бяло поле d1 · бял топ на бяло поле f1 · бял цар на черно поле g1 | черен топ на бяло поле a8 · черен офицер на бяло поле c8 · черна дама на черно поле d8 · черен цар на бяло поле e8 · черен офицер на черно поле f8 · черен топ на черно поле h8 · черна пешка на бяло поле b7 · черна пешка на черно поле c7 · черна пешка на бяло поле d7 · черна пешка на бяло поле f7 · черна пешка на черно поле g7 · черна пешка на бяло поле h7 · черна пешка на бяло поле a6 · черен кон на бяло поле c6 · черна пешка на черно поле e5 · бял офицер на бяло поле a4 · черен кон на бяло поле e4 · бял кон на бяло поле f3 · бяла пешка на бяло поле a2 · бяла пешка на черно поле b2 · бяла пешка на бяло поле c2 · бяла пешка на черно поле d2 · бяла пешка на черно поле f2 · бяла пешка на бяло поле g2 · бяла пешка на черно поле h2 · бял топ на черно поле a1 · бял кон на бяло поле b1 · бял офицер на черно поле c1 · бяла дама на бяло поле d1 · бял топ на бяло поле f1 · бял цар на черно поле g1 | черен топ на бяло поле a8 · черен офицер на бяло поле c8 · черна дама на черно поле d8 · черен цар на бяло поле e8 · черен офицер на черно поле f8 · черен топ на черно поле h8 · черна пешка на бяло поле b7 · черна пешка на черно поле c7 · черна пешка на бяло поле d7 · черна пешка на бяло поле f7 · черна пешка на черно поле g7 · черна пешка на бяло поле h7 · черна пешка на бяло поле a6 · черен кон на бяло поле c6 · черна пешка на черно поле e5 · бял офицер на бяло поле a4 · черен кон на бяло поле e4 · бял кон на бяло поле f3 · бяла пешка на бяло поле a2 · бяла пешка на черно поле b2 · бяла пешка на бяло поле c2 · бяла пешка на черно поле d2 · бяла пешка на черно поле f2 · бяла пешка на бяло поле g2 · бяла пешка на черно поле h2 · бял топ на черно поле a1 · бял кон на бяло поле b1 · бял офицер на черно поле c1 · бяла дама на бяло поле d1 · бял топ на бяло поле f1 · бял цар на черно поле g1 | 4 |
| 3 | черен топ на бяло поле a8 · черен офицер на бяло поле c8 · черна дама на черно поле d8 · черен цар на бяло поле e8 · черен офицер на черно поле f8 · черен топ на черно поле h8 · черна пешка на бяло поле b7 · черна пешка на черно поле c7 · черна пешка на бяло поле d7 · черна пешка на бяло поле f7 · черна пешка на черно поле g7 · черна пешка на бяло поле h7 · черна пешка на бяло поле a6 · черен кон на бяло поле c6 · черна пешка на черно поле e5 · бял офицер на бяло поле a4 · черен кон на бяло поле e4 · бял кон на бяло поле f3 · бяла пешка на бяло поле a2 · бяла пешка на черно поле b2 · бяла пешка на бяло поле c2 · бяла пешка на черно поле d2 · бяла пешка на черно поле f2 · бяла пешка на бяло поле g2 · бяла пешка на черно поле h2 · бял топ на черно поле a1 · бял кон на бяло поле b1 · бял офицер на черно поле c1 · бяла дама на бяло поле d1 · бял топ на бяло поле f1 · бял цар на черно поле g1 | черен топ на бяло поле a8 · черен офицер на бяло поле c8 · черна дама на черно поле d8 · черен цар на бяло поле e8 · черен офицер на черно поле f8 · черен топ на черно поле h8 · черна пешка на бяло поле b7 · черна пешка на черно поле c7 · черна пешка на бяло поле d7 · черна пешка на бяло поле f7 · черна пешка на черно поле g7 · черна пешка на бяло поле h7 · черна пешка на бяло поле a6 · черен кон на бяло поле c6 · черна пешка на черно поле e5 · бял офицер на бяло поле a4 · черен кон на бяло поле e4 · бял кон на бяло поле f3 · бяла пешка на бяло поле a2 · бяла пешка на черно поле b2 · бяла пешка на бяло поле c2 · бяла пешка на черно поле d2 · бяла пешка на черно поле f2 · бяла пешка на бяло поле g2 · бяла пешка на черно поле h2 · бял топ на черно поле a1 · бял кон на бяло поле b1 · бял офицер на черно поле c1 · бяла дама на бяло поле d1 · бял топ на бяло поле f1 · бял цар на черно поле g1 | черен топ на бяло поле a8 · черен офицер на бяло поле c8 · черна дама на черно поле d8 · черен цар на бяло поле e8 · черен офицер на черно поле f8 · черен топ на черно поле h8 · черна пешка на бяло поле b7 · черна пешка на черно поле c7 · черна пешка на бяло поле d7 · черна пешка на бяло поле f7 · черна пешка на черно поле g7 · черна пешка на бяло поле h7 · черна пешка на бяло поле a6 · черен кон на бяло поле c6 · черна пешка на черно поле e5 · бял офицер на бяло поле a4 · черен кон на бяло поле e4 · бял кон на бяло поле f3 · бяла пешка на бяло поле a2 · бяла пешка на черно поле b2 · бяла пешка на бяло поле c2 · бяла пешка на черно поле d2 · бяла пешка на черно поле f2 · бяла пешка на бяло поле g2 · бяла пешка на черно поле h2 · бял топ на черно поле a1 · бял кон на бяло поле b1 · бял офицер на черно поле c1 · бяла дама на бяло поле d1 · бял топ на бяло поле f1 · бял цар на черно поле g1 | черен топ на бяло поле a8 · черен офицер на бяло поле c8 · черна дама на черно поле d8 · черен цар на бяло поле e8 · черен офицер на черно поле f8 · черен топ на черно поле h8 · черна пешка на бяло поле b7 · черна пешка на черно поле c7 · черна пешка на бяло поле d7 · черна пешка на бяло поле f7 · черна пешка на черно поле g7 · черна пешка на бяло поле h7 · черна пешка на бяло поле a6 · черен кон на бяло поле c6 · черна пешка на черно поле e5 · бял офицер на бяло поле a4 · черен кон на бяло поле e4 · бял кон на бяло поле f3 · бяла пешка на бяло поле a2 · бяла пешка на черно поле b2 · бяла пешка на бяло поле c2 · бяла пешка на черно поле d2 · бяла пешка на черно поле f2 · бяла пешка на бяло поле g2 · бяла пешка на черно поле h2 · бял топ на черно поле a1 · бял кон на бяло поле b1 · бял офицер на черно поле c1 · бяла дама на бяло поле d1 · бял топ на бяло поле f1 · бял цар на черно поле g1 | черен топ на бяло поле a8 · черен офицер на бяло поле c8 · черна дама на черно поле d8 · черен цар на бяло поле e8 · черен офицер на черно поле f8 · черен топ на черно поле h8 · черна пешка на бяло поле b7 · черна пешка на черно поле c7 · черна пешка на бяло поле d7 · черна пешка на бяло поле f7 · черна пешка на черно поле g7 · черна пешка на бяло поле h7 · черна пешка на бяло поле a6 · черен кон на бяло поле c6 · черна пешка на черно поле e5 · бял офицер на бяло поле a4 · черен кон на бяло поле e4 · бял кон на бяло поле f3 · бяла пешка на бяло поле a2 · бяла пешка на черно поле b2 · бяла пешка на бяло поле c2 · бяла пешка на черно поле d2 · бяла пешка на черно поле f2 · бяла пешка на бяло поле g2 · бяла пешка на черно поле h2 · бял топ на черно поле a1 · бял кон на бяло поле b1 · бял офицер на черно поле c1 · бяла дама на бяло поле d1 · бял топ на бяло поле f1 · бял цар на черно поле g1 | черен топ на бяло поле a8 · черен офицер на бяло поле c8 · черна дама на черно поле d8 · черен цар на бяло поле e8 · черен офицер на черно поле f8 · черен топ на черно поле h8 · черна пешка на бяло поле b7 · черна пешка на черно поле c7 · черна пешка на бяло поле d7 · черна пешка на бяло поле f7 · черна пешка на черно поле g7 · черна пешка на бяло поле h7 · черна пешка на бяло поле a6 · черен кон на бяло поле c6 · черна пешка на черно поле e5 · бял офицер на бяло поле a4 · черен кон на бяло поле e4 · бял кон на бяло поле f3 · бяла пешка на бяло поле a2 · бяла пешка на черно поле b2 · бяла пешка на бяло поле c2 · бяла пешка на черно поле d2 · бяла пешка на черно поле f2 · бяла пешка на бяло поле g2 · бяла пешка на черно поле h2 · бял топ на черно поле a1 · бял кон на бяло поле b1 · бял офицер на черно поле c1 · бяла дама на бяло поле d1 · бял топ на бяло поле f1 · бял цар на черно поле g1 | черен топ на бяло поле a8 · черен офицер на бяло поле c8 · черна дама на черно поле d8 · черен цар на бяло поле e8 · черен офицер на черно поле f8 · черен топ на черно поле h8 · черна пешка на бяло поле b7 · черна пешка на черно поле c7 · черна пешка на бяло поле d7 · черна пешка на бяло поле f7 · черна пешка на черно поле g7 · черна пешка на бяло поле h7 · черна пешка на бяло поле a6 · черен кон на бяло поле c6 · черна пешка на черно поле e5 · бял офицер на бяло поле a4 · черен кон на бяло поле e4 · бял кон на бяло поле f3 · бяла пешка на бяло поле a2 · бяла пешка на черно поле b2 · бяла пешка на бяло поле c2 · бяла пешка на черно поле d2 · бяла пешка на черно поле f2 · бяла пешка на бяло поле g2 · бяла пешка на черно поле h2 · бял топ на черно поле a1 · бял кон на бяло поле b1 · бял офицер на черно поле c1 · бяла дама на бяло поле d1 · бял топ на бяло поле f1 · бял цар на черно поле g1 | черен топ на бяло поле a8 · черен офицер на бяло поле c8 · черна дама на черно поле d8 · черен цар на бяло поле e8 · черен офицер на черно поле f8 · черен топ на черно поле h8 · черна пешка на бяло поле b7 · черна пешка на черно поле c7 · черна пешка на бяло поле d7 · черна пешка на бяло поле f7 · черна пешка на черно поле g7 · черна пешка на бяло поле h7 · черна пешка на бяло поле a6 · черен кон на бяло поле c6 · черна пешка на черно поле e5 · бял офицер на бяло поле a4 · черен кон на бяло поле e4 · бял кон на бяло поле f3 · бяла пешка на бяло поле a2 · бяла пешка на черно поле b2 · бяла пешка на бяло поле c2 · бяла пешка на черно поле d2 · бяла пешка на черно поле f2 · бяла пешка на бяло поле g2 · бяла пешка на черно поле h2 · бял топ на черно поле a1 · бял кон на бяло поле b1 · бял офицер на черно поле c1 · бяла дама на бяло поле d1 · бял топ на бяло поле f1 · бял цар на черно поле g1 | 3 |
| 2 | черен топ на бяло поле a8 · черен офицер на бяло поле c8 · черна дама на черно поле d8 · черен цар на бяло поле e8 · черен офицер на черно поле f8 · черен топ на черно поле h8 · черна пешка на бяло поле b7 · черна пешка на черно поле c7 · черна пешка на бяло поле d7 · черна пешка на бяло поле f7 · черна пешка на черно поле g7 · черна пешка на бяло поле h7 · черна пешка на бяло поле a6 · черен кон на бяло поле c6 · черна пешка на черно поле e5 · бял офицер на бяло поле a4 · черен кон на бяло поле e4 · бял кон на бяло поле f3 · бяла пешка на бяло поле a2 · бяла пешка на черно поле b2 · бяла пешка на бяло поле c2 · бяла пешка на черно поле d2 · бяла пешка на черно поле f2 · бяла пешка на бяло поле g2 · бяла пешка на черно поле h2 · бял топ на черно поле a1 · бял кон на бяло поле b1 · бял офицер на черно поле c1 · бяла дама на бяло поле d1 · бял топ на бяло поле f1 · бял цар на черно поле g1 | черен топ на бяло поле a8 · черен офицер на бяло поле c8 · черна дама на черно поле d8 · черен цар на бяло поле e8 · черен офицер на черно поле f8 · черен топ на черно поле h8 · черна пешка на бяло поле b7 · черна пешка на черно поле c7 · черна пешка на бяло поле d7 · черна пешка на бяло поле f7 · черна пешка на черно поле g7 · черна пешка на бяло поле h7 · черна пешка на бяло поле a6 · черен кон на бяло поле c6 · черна пешка на черно поле e5 · бял офицер на бяло поле a4 · черен кон на бяло поле e4 · бял кон на бяло поле f3 · бяла пешка на бяло поле a2 · бяла пешка на черно поле b2 · бяла пешка на бяло поле c2 · бяла пешка на черно поле d2 · бяла пешка на черно поле f2 · бяла пешка на бяло поле g2 · бяла пешка на черно поле h2 · бял топ на черно поле a1 · бял кон на бяло поле b1 · бял офицер на черно поле c1 · бяла дама на бяло поле d1 · бял топ на бяло поле f1 · бял цар на черно поле g1 | черен топ на бяло поле a8 · черен офицер на бяло поле c8 · черна дама на черно поле d8 · черен цар на бяло поле e8 · черен офицер на черно поле f8 · черен топ на черно поле h8 · черна пешка на бяло поле b7 · черна пешка на черно поле c7 · черна пешка на бяло поле d7 · черна пешка на бяло поле f7 · черна пешка на черно поле g7 · черна пешка на бяло поле h7 · черна пешка на бяло поле a6 · черен кон на бяло поле c6 · черна пешка на черно поле e5 · бял офицер на бяло поле a4 · черен кон на бяло поле e4 · бял кон на бяло поле f3 · бяла пешка на бяло поле a2 · бяла пешка на черно поле b2 · бяла пешка на бяло поле c2 · бяла пешка на черно поле d2 · бяла пешка на черно поле f2 · бяла пешка на бяло поле g2 · бяла пешка на черно поле h2 · бял топ на черно поле a1 · бял кон на бяло поле b1 · бял офицер на черно поле c1 · бяла дама на бяло поле d1 · бял топ на бяло поле f1 · бял цар на черно поле g1 | черен топ на бяло поле a8 · черен офицер на бяло поле c8 · черна дама на черно поле d8 · черен цар на бяло поле e8 · черен офицер на черно поле f8 · черен топ на черно поле h8 · черна пешка на бяло поле b7 · черна пешка на черно поле c7 · черна пешка на бяло поле d7 · черна пешка на бяло поле f7 · черна пешка на черно поле g7 · черна пешка на бяло поле h7 · черна пешка на бяло поле a6 · черен кон на бяло поле c6 · черна пешка на черно поле e5 · бял офицер на бяло поле a4 · черен кон на бяло поле e4 · бял кон на бяло поле f3 · бяла пешка на бяло поле a2 · бяла пешка на черно поле b2 · бяла пешка на бяло поле c2 · бяла пешка на черно поле d2 · бяла пешка на черно поле f2 · бяла пешка на бяло поле g2 · бяла пешка на черно поле h2 · бял топ на черно поле a1 · бял кон на бяло поле b1 · бял офицер на черно поле c1 · бяла дама на бяло поле d1 · бял топ на бяло поле f1 · бял цар на черно поле g1 | черен топ на бяло поле a8 · черен офицер на бяло поле c8 · черна дама на черно поле d8 · черен цар на бяло поле e8 · черен офицер на черно поле f8 · черен топ на черно поле h8 · черна пешка на бяло поле b7 · черна пешка на черно поле c7 · черна пешка на бяло поле d7 · черна пешка на бяло поле f7 · черна пешка на черно поле g7 · черна пешка на бяло поле h7 · черна пешка на бяло поле a6 · черен кон на бяло поле c6 · черна пешка на черно поле e5 · бял офицер на бяло поле a4 · черен кон на бяло поле e4 · бял кон на бяло поле f3 · бяла пешка на бяло поле a2 · бяла пешка на черно поле b2 · бяла пешка на бяло поле c2 · бяла пешка на черно поле d2 · бяла пешка на черно поле f2 · бяла пешка на бяло поле g2 · бяла пешка на черно поле h2 · бял топ на черно поле a1 · бял кон на бяло поле b1 · бял офицер на черно поле c1 · бяла дама на бяло поле d1 · бял топ на бяло поле f1 · бял цар на черно поле g1 | черен топ на бяло поле a8 · черен офицер на бяло поле c8 · черна дама на черно поле d8 · черен цар на бяло поле e8 · черен офицер на черно поле f8 · черен топ на черно поле h8 · черна пешка на бяло поле b7 · черна пешка на черно поле c7 · черна пешка на бяло поле d7 · черна пешка на бяло поле f7 · черна пешка на черно поле g7 · черна пешка на бяло поле h7 · черна пешка на бяло поле a6 · черен кон на бяло поле c6 · черна пешка на черно поле e5 · бял офицер на бяло поле a4 · черен кон на бяло поле e4 · бял кон на бяло поле f3 · бяла пешка на бяло поле a2 · бяла пешка на черно поле b2 · бяла пешка на бяло поле c2 · бяла пешка на черно поле d2 · бяла пешка на черно поле f2 · бяла пешка на бяло поле g2 · бяла пешка на черно поле h2 · бял топ на черно поле a1 · бял кон на бяло поле b1 · бял офицер на черно поле c1 · бяла дама на бяло поле d1 · бял топ на бяло поле f1 · бял цар на черно поле g1 | черен топ на бяло поле a8 · черен офицер на бяло поле c8 · черна дама на черно поле d8 · черен цар на бяло поле e8 · черен офицер на черно поле f8 · черен топ на черно поле h8 · черна пешка на бяло поле b7 · черна пешка на черно поле c7 · черна пешка на бяло поле d7 · черна пешка на бяло поле f7 · черна пешка на черно поле g7 · черна пешка на бяло поле h7 · черна пешка на бяло поле a6 · черен кон на бяло поле c6 · черна пешка на черно поле e5 · бял офицер на бяло поле a4 · черен кон на бяло поле e4 · бял кон на бяло поле f3 · бяла пешка на бяло поле a2 · бяла пешка на черно поле b2 · бяла пешка на бяло поле c2 · бяла пешка на черно поле d2 · бяла пешка на черно поле f2 · бяла пешка на бяло поле g2 · бяла пешка на черно поле h2 · бял топ на черно поле a1 · бял кон на бяло поле b1 · бял офицер на черно поле c1 · бяла дама на бяло поле d1 · бял топ на бяло поле f1 · бял цар на черно поле g1 | черен топ на бяло поле a8 · черен офицер на бяло поле c8 · черна дама на черно поле d8 · черен цар на бяло поле e8 · черен офицер на черно поле f8 · черен топ на черно поле h8 · черна пешка на бяло поле b7 · черна пешка на черно поле c7 · черна пешка на бяло поле d7 · черна пешка на бяло поле f7 · черна пешка на черно поле g7 · черна пешка на бяло поле h7 · черна пешка на бяло поле a6 · черен кон на бяло поле c6 · черна пешка на черно поле e5 · бял офицер на бяло поле a4 · черен кон на бяло поле e4 · бял кон на бяло поле f3 · бяла пешка на бяло поле a2 · бяла пешка на черно поле b2 · бяла пешка на бяло поле c2 · бяла пешка на черно поле d2 · бяла пешка на черно поле f2 · бяла пешка на бяло поле g2 · бяла пешка на черно поле h2 · бял топ на черно поле a1 · бял кон на бяло поле b1 · бял офицер на черно поле c1 · бяла дама на бяло поле d1 · бял топ на бяло поле f1 · бял цар на черно поле g1 | 2 |
| 1 | черен топ на бяло поле a8 · черен офицер на бяло поле c8 · черна дама на черно поле d8 · черен цар на бяло поле e8 · черен офицер на черно поле f8 · черен топ на черно поле h8 · черна пешка на бяло поле b7 · черна пешка на черно поле c7 · черна пешка на бяло поле d7 · черна пешка на бяло поле f7 · черна пешка на черно поле g7 · черна пешка на бяло поле h7 · черна пешка на бяло поле a6 · черен кон на бяло поле c6 · черна пешка на черно поле e5 · бял офицер на бяло поле a4 · черен кон на бяло поле e4 · бял кон на бяло поле f3 · бяла пешка на бяло поле a2 · бяла пешка на черно поле b2 · бяла пешка на бяло поле c2 · бяла пешка на черно поле d2 · бяла пешка на черно поле f2 · бяла пешка на бяло поле g2 · бяла пешка на черно поле h2 · бял топ на черно поле a1 · бял кон на бяло поле b1 · бял офицер на черно поле c1 · бяла дама на бяло поле d1 · бял топ на бяло поле f1 · бял цар на черно поле g1 | черен топ на бяло поле a8 · черен офицер на бяло поле c8 · черна дама на черно поле d8 · черен цар на бяло поле e8 · черен офицер на черно поле f8 · черен топ на черно поле h8 · черна пешка на бяло поле b7 · черна пешка на черно поле c7 · черна пешка на бяло поле d7 · черна пешка на бяло поле f7 · черна пешка на черно поле g7 · черна пешка на бяло поле h7 · черна пешка на бяло поле a6 · черен кон на бяло поле c6 · черна пешка на черно поле e5 · бял офицер на бяло поле a4 · черен кон на бяло поле e4 · бял кон на бяло поле f3 · бяла пешка на бяло поле a2 · бяла пешка на черно поле b2 · бяла пешка на бяло поле c2 · бяла пешка на черно поле d2 · бяла пешка на черно поле f2 · бяла пешка на бяло поле g2 · бяла пешка на черно поле h2 · бял топ на черно поле a1 · бял кон на бяло поле b1 · бял офицер на черно поле c1 · бяла дама на бяло поле d1 · бял топ на бяло поле f1 · бял цар на черно поле g1 | черен топ на бяло поле a8 · черен офицер на бяло поле c8 · черна дама на черно поле d8 · черен цар на бяло поле e8 · черен офицер на черно поле f8 · черен топ на черно поле h8 · черна пешка на бяло поле b7 · черна пешка на черно поле c7 · черна пешка на бяло поле d7 · черна пешка на бяло поле f7 · черна пешка на черно поле g7 · черна пешка на бяло поле h7 · черна пешка на бяло поле a6 · черен кон на бяло поле c6 · черна пешка на черно поле e5 · бял офицер на бяло поле a4 · черен кон на бяло поле e4 · бял кон на бяло поле f3 · бяла пешка на бяло поле a2 · бяла пешка на черно поле b2 · бяла пешка на бяло поле c2 · бяла пешка на черно поле d2 · бяла пешка на черно поле f2 · бяла пешка на бяло поле g2 · бяла пешка на черно поле h2 · бял топ на черно поле a1 · бял кон на бяло поле b1 · бял офицер на черно поле c1 · бяла дама на бяло поле d1 · бял топ на бяло поле f1 · бял цар на черно поле g1 | черен топ на бяло поле a8 · черен офицер на бяло поле c8 · черна дама на черно поле d8 · черен цар на бяло поле e8 · черен офицер на черно поле f8 · черен топ на черно поле h8 · черна пешка на бяло поле b7 · черна пешка на черно поле c7 · черна пешка на бяло поле d7 · черна пешка на бяло поле f7 · черна пешка на черно поле g7 · черна пешка на бяло поле h7 · черна пешка на бяло поле a6 · черен кон на бяло поле c6 · черна пешка на черно поле e5 · бял офицер на бяло поле a4 · черен кон на бяло поле e4 · бял кон на бяло поле f3 · бяла пешка на бяло поле a2 · бяла пешка на черно поле b2 · бяла пешка на бяло поле c2 · бяла пешка на черно поле d2 · бяла пешка на черно поле f2 · бяла пешка на бяло поле g2 · бяла пешка на черно поле h2 · бял топ на черно поле a1 · бял кон на бяло поле b1 · бял офицер на черно поле c1 · бяла дама на бяло поле d1 · бял топ на бяло поле f1 · бял цар на черно поле g1 | черен топ на бяло поле a8 · черен офицер на бяло поле c8 · черна дама на черно поле d8 · черен цар на бяло поле e8 · черен офицер на черно поле f8 · черен топ на черно поле h8 · черна пешка на бяло поле b7 · черна пешка на черно поле c7 · черна пешка на бяло поле d7 · черна пешка на бяло поле f7 · черна пешка на черно поле g7 · черна пешка на бяло поле h7 · черна пешка на бяло поле a6 · черен кон на бяло поле c6 · черна пешка на черно поле e5 · бял офицер на бяло поле a4 · черен кон на бяло поле e4 · бял кон на бяло поле f3 · бяла пешка на бяло поле a2 · бяла пешка на черно поле b2 · бяла пешка на бяло поле c2 · бяла пешка на черно поле d2 · бяла пешка на черно поле f2 · бяла пешка на бяло поле g2 · бяла пешка на черно поле h2 · бял топ на черно поле a1 · бял кон на бяло поле b1 · бял офицер на черно поле c1 · бяла дама на бяло поле d1 · бял топ на бяло поле f1 · бял цар на черно поле g1 | черен топ на бяло поле a8 · черен офицер на бяло поле c8 · черна дама на черно поле d8 · черен цар на бяло поле e8 · черен офицер на черно поле f8 · черен топ на черно поле h8 · черна пешка на бяло поле b7 · черна пешка на черно поле c7 · черна пешка на бяло поле d7 · черна пешка на бяло поле f7 · черна пешка на черно поле g7 · черна пешка на бяло поле h7 · черна пешка на бяло поле a6 · черен кон на бяло поле c6 · черна пешка на черно поле e5 · бял офицер на бяло поле a4 · черен кон на бяло поле e4 · бял кон на бяло поле f3 · бяла пешка на бяло поле a2 · бяла пешка на черно поле b2 · бяла пешка на бяло поле c2 · бяла пешка на черно поле d2 · бяла пешка на черно поле f2 · бяла пешка на бяло поле g2 · бяла пешка на черно поле h2 · бял топ на черно поле a1 · бял кон на бяло поле b1 · бял офицер на черно поле c1 · бяла дама на бяло поле d1 · бял топ на бяло поле f1 · бял цар на черно поле g1 | черен топ на бяло поле a8 · черен офицер на бяло поле c8 · черна дама на черно поле d8 · черен цар на бяло поле e8 · черен офицер на черно поле f8 · черен топ на черно поле h8 · черна пешка на бяло поле b7 · черна пешка на черно поле c7 · черна пешка на бяло поле d7 · черна пешка на бяло поле f7 · черна пешка на черно поле g7 · черна пешка на бяло поле h7 · черна пешка на бяло поле a6 · черен кон на бяло поле c6 · черна пешка на черно поле e5 · бял офицер на бяло поле a4 · черен кон на бяло поле e4 · бял кон на бяло поле f3 · бяла пешка на бяло поле a2 · бяла пешка на черно поле b2 · бяла пешка на бяло поле c2 · бяла пешка на черно поле d2 · бяла пешка на черно поле f2 · бяла пешка на бяло поле g2 · бяла пешка на черно поле h2 · бял топ на черно поле a1 · бял кон на бяло поле b1 · бял офицер на черно поле c1 · бяла дама на бяло поле d1 · бял топ на бяло поле f1 · бял цар на черно поле g1 | черен топ на бяло поле a8 · черен офицер на бяло поле c8 · черна дама на черно поле d8 · черен цар на бяло поле e8 · черен офицер на черно поле f8 · черен топ на черно поле h8 · черна пешка на бяло поле b7 · черна пешка на черно поле c7 · черна пешка на бяло поле d7 · черна пешка на бяло поле f7 · черна пешка на черно поле g7 · черна пешка на бяло поле h7 · черна пешка на бяло поле a6 · черен кон на бяло поле c6 · черна пешка на черно поле e5 · бял офицер на бяло поле a4 · черен кон на бяло поле e4 · бял кон на бяло поле f3 · бяла пешка на бяло поле a2 · бяла пешка на черно поле b2 · бяла пешка на бяло поле c2 · бяла пешка на черно поле d2 · бяла пешка на черно поле f2 · бяла пешка на бяло поле g2 · бяла пешка на черно поле h2 · бял топ на черно поле a1 · бял кон на бяло поле b1 · бял офицер на черно поле c1 · бяла дама на бяло поле d1 · бял топ на бяло поле f1 · бял цар на черно поле g1 | 1 |
|   | a | b | c | d | e | f | g | h |   |

- C80 1. e4 e5 2. Kf3 Kc6 3. Ob5 a6 4. Oa4 Kf6 5. 0-0 К:e4 6. d4 (Кс3, Де2, Те1) – Открит вариант, Отворена защита Тараш:
  - 1. e4 e5 2. Kf3 Kc6 3. Ob5 a6 4. Oa4 Kf6 5. 0-0 К:e4 6. d4 e:d4 – Рижски вариант.
- C81 1. e4 e5 2. Kf3 Kc6 3. Ob5 a6 4. Oa4 Kf6 5. 0-0 К:e4 6. d4 b5 7. Оb3 d5 8. d:e5 Оe6 9. Дe2 – Открит вариант, Атака Хауъл.
- C82 1. e4 e5 2. Kf3 Kc6 3. Ob5 a6 4. Oa4 Kf6 5. 0-0 К:e4 6. d4 b5 7. Оb3 d5 8. d:e5 Оe6 9. c3 – Открит вариант с 9. с3.
- C83 1. e4 e5 2. Kf3 Kc6 3. Ob5 a6 4. Oa4 Kf6 5. 0-0 К:e4 6. d4 b5 7. Оb3 d5 8. d:e5 Оe6 9. c3 Оe7 – Открит вариант, Класическа защита:
  - 1. e4 e5 2. Kf3 Kc6 3. Ob5 a6 4. Oa4 Kf6 5. 0-0 К:e4 6. d4 b5 7. Оb3 d5 8. d:e5 Оe6 9. c3 Оe7 10. Кbd2 0-0 11. Дe2 – Открит вариант, Класическа защита, Вариант Малкин.
  - 1. e4 e5 2. Kf3 Kc6 3. Ob5 a6 4. Oa4 Kf6 5. 0-0 К:e4 6. d4 b5 7. Оb3 d5 8. d:e5 Оe6 9. c3 Оe7 10. Тe1 0-0 11. Кd4 К:e5 – Открит вариант, Класическа защита, Вариант Бреслау.
  - 1. e4 e5 2. Kf3 Kc6 3. Ob5 a6 4. Oa4 Kf6 5. 0-0 К:e4 6. d4 b5 7. Оb3 d5 8. d:e5 Оe6 9. c3 Оe7 10. Тe1 0-0 11. Кd4 Дd7 12. К:e6 f:e6 13. Т:e4 – Открит вариант, Класическа защита, Капан на Тараш.
  - 1. e4 e5 2. Kf3 Kc6 3. Ob5 a6 4. Oa4 Kf6 5. 0-0 К:e4 6. d4 Оe7 7. Оb3 d5 8. Тe1 b5 9. d:e5 Оe6 10. c3 – Открит вариант, Класическа защита, Главна линия.
- C84 1. e4 e5 2. Kf3 Kc6 3. Ob5 a6 4. Oa4 Kf6 5. 0-0 Oe7 – Закрита защита (Затворена защита). Черните също подготвят рокада. Основно продължение е 6. Те1:

|   | a | b | c | d | e | f | g | h |   |
| 8 | черен топ на бяло поле a8 · черен офицер на бяло поле c8 · черна дама на черно поле d8 · черен цар на бяло поле e8 · черен топ на черно поле h8 · черна пешка на бяло поле b7 · черна пешка на черно поле c7 · черна пешка на бяло поле d7 · черен офицер на черно поле e7 · черна пешка на бяло поле f7 · черна пешка на черно поле g7 · черна пешка на бяло поле h7 · черна пешка на бяло поле a6 · черен кон на бяло поле c6 · черен кон на черно поле f6 · черна пешка на черно поле e5 · бял офицер на бяло поле a4 · бяла пешка на бяло поле e4 · бял кон на бяло поле f3 · бяла пешка на бяло поле a2 · бяла пешка на черно поле b2 · бяла пешка на бяло поле c2 · бяла пешка на черно поле d2 · бяла пешка на черно поле f2 · бяла пешка на бяло поле g2 · бяла пешка на черно поле h2 · бял топ на черно поле a1 · бял кон на бяло поле b1 · бял офицер на черно поле c1 · бяла дама на бяло поле d1 · бял топ на бяло поле f1 · бял цар на черно поле g1 | черен топ на бяло поле a8 · черен офицер на бяло поле c8 · черна дама на черно поле d8 · черен цар на бяло поле e8 · черен топ на черно поле h8 · черна пешка на бяло поле b7 · черна пешка на черно поле c7 · черна пешка на бяло поле d7 · черен офицер на черно поле e7 · черна пешка на бяло поле f7 · черна пешка на черно поле g7 · черна пешка на бяло поле h7 · черна пешка на бяло поле a6 · черен кон на бяло поле c6 · черен кон на черно поле f6 · черна пешка на черно поле e5 · бял офицер на бяло поле a4 · бяла пешка на бяло поле e4 · бял кон на бяло поле f3 · бяла пешка на бяло поле a2 · бяла пешка на черно поле b2 · бяла пешка на бяло поле c2 · бяла пешка на черно поле d2 · бяла пешка на черно поле f2 · бяла пешка на бяло поле g2 · бяла пешка на черно поле h2 · бял топ на черно поле a1 · бял кон на бяло поле b1 · бял офицер на черно поле c1 · бяла дама на бяло поле d1 · бял топ на бяло поле f1 · бял цар на черно поле g1 | черен топ на бяло поле a8 · черен офицер на бяло поле c8 · черна дама на черно поле d8 · черен цар на бяло поле e8 · черен топ на черно поле h8 · черна пешка на бяло поле b7 · черна пешка на черно поле c7 · черна пешка на бяло поле d7 · черен офицер на черно поле e7 · черна пешка на бяло поле f7 · черна пешка на черно поле g7 · черна пешка на бяло поле h7 · черна пешка на бяло поле a6 · черен кон на бяло поле c6 · черен кон на черно поле f6 · черна пешка на черно поле e5 · бял офицер на бяло поле a4 · бяла пешка на бяло поле e4 · бял кон на бяло поле f3 · бяла пешка на бяло поле a2 · бяла пешка на черно поле b2 · бяла пешка на бяло поле c2 · бяла пешка на черно поле d2 · бяла пешка на черно поле f2 · бяла пешка на бяло поле g2 · бяла пешка на черно поле h2 · бял топ на черно поле a1 · бял кон на бяло поле b1 · бял офицер на черно поле c1 · бяла дама на бяло поле d1 · бял топ на бяло поле f1 · бял цар на черно поле g1 | черен топ на бяло поле a8 · черен офицер на бяло поле c8 · черна дама на черно поле d8 · черен цар на бяло поле e8 · черен топ на черно поле h8 · черна пешка на бяло поле b7 · черна пешка на черно поле c7 · черна пешка на бяло поле d7 · черен офицер на черно поле e7 · черна пешка на бяло поле f7 · черна пешка на черно поле g7 · черна пешка на бяло поле h7 · черна пешка на бяло поле a6 · черен кон на бяло поле c6 · черен кон на черно поле f6 · черна пешка на черно поле e5 · бял офицер на бяло поле a4 · бяла пешка на бяло поле e4 · бял кон на бяло поле f3 · бяла пешка на бяло поле a2 · бяла пешка на черно поле b2 · бяла пешка на бяло поле c2 · бяла пешка на черно поле d2 · бяла пешка на черно поле f2 · бяла пешка на бяло поле g2 · бяла пешка на черно поле h2 · бял топ на черно поле a1 · бял кон на бяло поле b1 · бял офицер на черно поле c1 · бяла дама на бяло поле d1 · бял топ на бяло поле f1 · бял цар на черно поле g1 | черен топ на бяло поле a8 · черен офицер на бяло поле c8 · черна дама на черно поле d8 · черен цар на бяло поле e8 · черен топ на черно поле h8 · черна пешка на бяло поле b7 · черна пешка на черно поле c7 · черна пешка на бяло поле d7 · черен офицер на черно поле e7 · черна пешка на бяло поле f7 · черна пешка на черно поле g7 · черна пешка на бяло поле h7 · черна пешка на бяло поле a6 · черен кон на бяло поле c6 · черен кон на черно поле f6 · черна пешка на черно поле e5 · бял офицер на бяло поле a4 · бяла пешка на бяло поле e4 · бял кон на бяло поле f3 · бяла пешка на бяло поле a2 · бяла пешка на черно поле b2 · бяла пешка на бяло поле c2 · бяла пешка на черно поле d2 · бяла пешка на черно поле f2 · бяла пешка на бяло поле g2 · бяла пешка на черно поле h2 · бял топ на черно поле a1 · бял кон на бяло поле b1 · бял офицер на черно поле c1 · бяла дама на бяло поле d1 · бял топ на бяло поле f1 · бял цар на черно поле g1 | черен топ на бяло поле a8 · черен офицер на бяло поле c8 · черна дама на черно поле d8 · черен цар на бяло поле e8 · черен топ на черно поле h8 · черна пешка на бяло поле b7 · черна пешка на черно поле c7 · черна пешка на бяло поле d7 · черен офицер на черно поле e7 · черна пешка на бяло поле f7 · черна пешка на черно поле g7 · черна пешка на бяло поле h7 · черна пешка на бяло поле a6 · черен кон на бяло поле c6 · черен кон на черно поле f6 · черна пешка на черно поле e5 · бял офицер на бяло поле a4 · бяла пешка на бяло поле e4 · бял кон на бяло поле f3 · бяла пешка на бяло поле a2 · бяла пешка на черно поле b2 · бяла пешка на бяло поле c2 · бяла пешка на черно поле d2 · бяла пешка на черно поле f2 · бяла пешка на бяло поле g2 · бяла пешка на черно поле h2 · бял топ на черно поле a1 · бял кон на бяло поле b1 · бял офицер на черно поле c1 · бяла дама на бяло поле d1 · бял топ на бяло поле f1 · бял цар на черно поле g1 | черен топ на бяло поле a8 · черен офицер на бяло поле c8 · черна дама на черно поле d8 · черен цар на бяло поле e8 · черен топ на черно поле h8 · черна пешка на бяло поле b7 · черна пешка на черно поле c7 · черна пешка на бяло поле d7 · черен офицер на черно поле e7 · черна пешка на бяло поле f7 · черна пешка на черно поле g7 · черна пешка на бяло поле h7 · черна пешка на бяло поле a6 · черен кон на бяло поле c6 · черен кон на черно поле f6 · черна пешка на черно поле e5 · бял офицер на бяло поле a4 · бяла пешка на бяло поле e4 · бял кон на бяло поле f3 · бяла пешка на бяло поле a2 · бяла пешка на черно поле b2 · бяла пешка на бяло поле c2 · бяла пешка на черно поле d2 · бяла пешка на черно поле f2 · бяла пешка на бяло поле g2 · бяла пешка на черно поле h2 · бял топ на черно поле a1 · бял кон на бяло поле b1 · бял офицер на черно поле c1 · бяла дама на бяло поле d1 · бял топ на бяло поле f1 · бял цар на черно поле g1 | черен топ на бяло поле a8 · черен офицер на бяло поле c8 · черна дама на черно поле d8 · черен цар на бяло поле e8 · черен топ на черно поле h8 · черна пешка на бяло поле b7 · черна пешка на черно поле c7 · черна пешка на бяло поле d7 · черен офицер на черно поле e7 · черна пешка на бяло поле f7 · черна пешка на черно поле g7 · черна пешка на бяло поле h7 · черна пешка на бяло поле a6 · черен кон на бяло поле c6 · черен кон на черно поле f6 · черна пешка на черно поле e5 · бял офицер на бяло поле a4 · бяла пешка на бяло поле e4 · бял кон на бяло поле f3 · бяла пешка на бяло поле a2 · бяла пешка на черно поле b2 · бяла пешка на бяло поле c2 · бяла пешка на черно поле d2 · бяла пешка на черно поле f2 · бяла пешка на бяло поле g2 · бяла пешка на черно поле h2 · бял топ на черно поле a1 · бял кон на бяло поле b1 · бял офицер на черно поле c1 · бяла дама на бяло поле d1 · бял топ на бяло поле f1 · бял цар на черно поле g1 | 8 |
| 7 | черен топ на бяло поле a8 · черен офицер на бяло поле c8 · черна дама на черно поле d8 · черен цар на бяло поле e8 · черен топ на черно поле h8 · черна пешка на бяло поле b7 · черна пешка на черно поле c7 · черна пешка на бяло поле d7 · черен офицер на черно поле e7 · черна пешка на бяло поле f7 · черна пешка на черно поле g7 · черна пешка на бяло поле h7 · черна пешка на бяло поле a6 · черен кон на бяло поле c6 · черен кон на черно поле f6 · черна пешка на черно поле e5 · бял офицер на бяло поле a4 · бяла пешка на бяло поле e4 · бял кон на бяло поле f3 · бяла пешка на бяло поле a2 · бяла пешка на черно поле b2 · бяла пешка на бяло поле c2 · бяла пешка на черно поле d2 · бяла пешка на черно поле f2 · бяла пешка на бяло поле g2 · бяла пешка на черно поле h2 · бял топ на черно поле a1 · бял кон на бяло поле b1 · бял офицер на черно поле c1 · бяла дама на бяло поле d1 · бял топ на бяло поле f1 · бял цар на черно поле g1 | черен топ на бяло поле a8 · черен офицер на бяло поле c8 · черна дама на черно поле d8 · черен цар на бяло поле e8 · черен топ на черно поле h8 · черна пешка на бяло поле b7 · черна пешка на черно поле c7 · черна пешка на бяло поле d7 · черен офицер на черно поле e7 · черна пешка на бяло поле f7 · черна пешка на черно поле g7 · черна пешка на бяло поле h7 · черна пешка на бяло поле a6 · черен кон на бяло поле c6 · черен кон на черно поле f6 · черна пешка на черно поле e5 · бял офицер на бяло поле a4 · бяла пешка на бяло поле e4 · бял кон на бяло поле f3 · бяла пешка на бяло поле a2 · бяла пешка на черно поле b2 · бяла пешка на бяло поле c2 · бяла пешка на черно поле d2 · бяла пешка на черно поле f2 · бяла пешка на бяло поле g2 · бяла пешка на черно поле h2 · бял топ на черно поле a1 · бял кон на бяло поле b1 · бял офицер на черно поле c1 · бяла дама на бяло поле d1 · бял топ на бяло поле f1 · бял цар на черно поле g1 | черен топ на бяло поле a8 · черен офицер на бяло поле c8 · черна дама на черно поле d8 · черен цар на бяло поле e8 · черен топ на черно поле h8 · черна пешка на бяло поле b7 · черна пешка на черно поле c7 · черна пешка на бяло поле d7 · черен офицер на черно поле e7 · черна пешка на бяло поле f7 · черна пешка на черно поле g7 · черна пешка на бяло поле h7 · черна пешка на бяло поле a6 · черен кон на бяло поле c6 · черен кон на черно поле f6 · черна пешка на черно поле e5 · бял офицер на бяло поле a4 · бяла пешка на бяло поле e4 · бял кон на бяло поле f3 · бяла пешка на бяло поле a2 · бяла пешка на черно поле b2 · бяла пешка на бяло поле c2 · бяла пешка на черно поле d2 · бяла пешка на черно поле f2 · бяла пешка на бяло поле g2 · бяла пешка на черно поле h2 · бял топ на черно поле a1 · бял кон на бяло поле b1 · бял офицер на черно поле c1 · бяла дама на бяло поле d1 · бял топ на бяло поле f1 · бял цар на черно поле g1 | черен топ на бяло поле a8 · черен офицер на бяло поле c8 · черна дама на черно поле d8 · черен цар на бяло поле e8 · черен топ на черно поле h8 · черна пешка на бяло поле b7 · черна пешка на черно поле c7 · черна пешка на бяло поле d7 · черен офицер на черно поле e7 · черна пешка на бяло поле f7 · черна пешка на черно поле g7 · черна пешка на бяло поле h7 · черна пешка на бяло поле a6 · черен кон на бяло поле c6 · черен кон на черно поле f6 · черна пешка на черно поле e5 · бял офицер на бяло поле a4 · бяла пешка на бяло поле e4 · бял кон на бяло поле f3 · бяла пешка на бяло поле a2 · бяла пешка на черно поле b2 · бяла пешка на бяло поле c2 · бяла пешка на черно поле d2 · бяла пешка на черно поле f2 · бяла пешка на бяло поле g2 · бяла пешка на черно поле h2 · бял топ на черно поле a1 · бял кон на бяло поле b1 · бял офицер на черно поле c1 · бяла дама на бяло поле d1 · бял топ на бяло поле f1 · бял цар на черно поле g1 | черен топ на бяло поле a8 · черен офицер на бяло поле c8 · черна дама на черно поле d8 · черен цар на бяло поле e8 · черен топ на черно поле h8 · черна пешка на бяло поле b7 · черна пешка на черно поле c7 · черна пешка на бяло поле d7 · черен офицер на черно поле e7 · черна пешка на бяло поле f7 · черна пешка на черно поле g7 · черна пешка на бяло поле h7 · черна пешка на бяло поле a6 · черен кон на бяло поле c6 · черен кон на черно поле f6 · черна пешка на черно поле e5 · бял офицер на бяло поле a4 · бяла пешка на бяло поле e4 · бял кон на бяло поле f3 · бяла пешка на бяло поле a2 · бяла пешка на черно поле b2 · бяла пешка на бяло поле c2 · бяла пешка на черно поле d2 · бяла пешка на черно поле f2 · бяла пешка на бяло поле g2 · бяла пешка на черно поле h2 · бял топ на черно поле a1 · бял кон на бяло поле b1 · бял офицер на черно поле c1 · бяла дама на бяло поле d1 · бял топ на бяло поле f1 · бял цар на черно поле g1 | черен топ на бяло поле a8 · черен офицер на бяло поле c8 · черна дама на черно поле d8 · черен цар на бяло поле e8 · черен топ на черно поле h8 · черна пешка на бяло поле b7 · черна пешка на черно поле c7 · черна пешка на бяло поле d7 · черен офицер на черно поле e7 · черна пешка на бяло поле f7 · черна пешка на черно поле g7 · черна пешка на бяло поле h7 · черна пешка на бяло поле a6 · черен кон на бяло поле c6 · черен кон на черно поле f6 · черна пешка на черно поле e5 · бял офицер на бяло поле a4 · бяла пешка на бяло поле e4 · бял кон на бяло поле f3 · бяла пешка на бяло поле a2 · бяла пешка на черно поле b2 · бяла пешка на бяло поле c2 · бяла пешка на черно поле d2 · бяла пешка на черно поле f2 · бяла пешка на бяло поле g2 · бяла пешка на черно поле h2 · бял топ на черно поле a1 · бял кон на бяло поле b1 · бял офицер на черно поле c1 · бяла дама на бяло поле d1 · бял топ на бяло поле f1 · бял цар на черно поле g1 | черен топ на бяло поле a8 · черен офицер на бяло поле c8 · черна дама на черно поле d8 · черен цар на бяло поле e8 · черен топ на черно поле h8 · черна пешка на бяло поле b7 · черна пешка на черно поле c7 · черна пешка на бяло поле d7 · черен офицер на черно поле e7 · черна пешка на бяло поле f7 · черна пешка на черно поле g7 · черна пешка на бяло поле h7 · черна пешка на бяло поле a6 · черен кон на бяло поле c6 · черен кон на черно поле f6 · черна пешка на черно поле e5 · бял офицер на бяло поле a4 · бяла пешка на бяло поле e4 · бял кон на бяло поле f3 · бяла пешка на бяло поле a2 · бяла пешка на черно поле b2 · бяла пешка на бяло поле c2 · бяла пешка на черно поле d2 · бяла пешка на черно поле f2 · бяла пешка на бяло поле g2 · бяла пешка на черно поле h2 · бял топ на черно поле a1 · бял кон на бяло поле b1 · бял офицер на черно поле c1 · бяла дама на бяло поле d1 · бял топ на бяло поле f1 · бял цар на черно поле g1 | черен топ на бяло поле a8 · черен офицер на бяло поле c8 · черна дама на черно поле d8 · черен цар на бяло поле e8 · черен топ на черно поле h8 · черна пешка на бяло поле b7 · черна пешка на черно поле c7 · черна пешка на бяло поле d7 · черен офицер на черно поле e7 · черна пешка на бяло поле f7 · черна пешка на черно поле g7 · черна пешка на бяло поле h7 · черна пешка на бяло поле a6 · черен кон на бяло поле c6 · черен кон на черно поле f6 · черна пешка на черно поле e5 · бял офицер на бяло поле a4 · бяла пешка на бяло поле e4 · бял кон на бяло поле f3 · бяла пешка на бяло поле a2 · бяла пешка на черно поле b2 · бяла пешка на бяло поле c2 · бяла пешка на черно поле d2 · бяла пешка на черно поле f2 · бяла пешка на бяло поле g2 · бяла пешка на черно поле h2 · бял топ на черно поле a1 · бял кон на бяло поле b1 · бял офицер на черно поле c1 · бяла дама на бяло поле d1 · бял топ на бяло поле f1 · бял цар на черно поле g1 | 7 |
| 6 | черен топ на бяло поле a8 · черен офицер на бяло поле c8 · черна дама на черно поле d8 · черен цар на бяло поле e8 · черен топ на черно поле h8 · черна пешка на бяло поле b7 · черна пешка на черно поле c7 · черна пешка на бяло поле d7 · черен офицер на черно поле e7 · черна пешка на бяло поле f7 · черна пешка на черно поле g7 · черна пешка на бяло поле h7 · черна пешка на бяло поле a6 · черен кон на бяло поле c6 · черен кон на черно поле f6 · черна пешка на черно поле e5 · бял офицер на бяло поле a4 · бяла пешка на бяло поле e4 · бял кон на бяло поле f3 · бяла пешка на бяло поле a2 · бяла пешка на черно поле b2 · бяла пешка на бяло поле c2 · бяла пешка на черно поле d2 · бяла пешка на черно поле f2 · бяла пешка на бяло поле g2 · бяла пешка на черно поле h2 · бял топ на черно поле a1 · бял кон на бяло поле b1 · бял офицер на черно поле c1 · бяла дама на бяло поле d1 · бял топ на бяло поле f1 · бял цар на черно поле g1 | черен топ на бяло поле a8 · черен офицер на бяло поле c8 · черна дама на черно поле d8 · черен цар на бяло поле e8 · черен топ на черно поле h8 · черна пешка на бяло поле b7 · черна пешка на черно поле c7 · черна пешка на бяло поле d7 · черен офицер на черно поле e7 · черна пешка на бяло поле f7 · черна пешка на черно поле g7 · черна пешка на бяло поле h7 · черна пешка на бяло поле a6 · черен кон на бяло поле c6 · черен кон на черно поле f6 · черна пешка на черно поле e5 · бял офицер на бяло поле a4 · бяла пешка на бяло поле e4 · бял кон на бяло поле f3 · бяла пешка на бяло поле a2 · бяла пешка на черно поле b2 · бяла пешка на бяло поле c2 · бяла пешка на черно поле d2 · бяла пешка на черно поле f2 · бяла пешка на бяло поле g2 · бяла пешка на черно поле h2 · бял топ на черно поле a1 · бял кон на бяло поле b1 · бял офицер на черно поле c1 · бяла дама на бяло поле d1 · бял топ на бяло поле f1 · бял цар на черно поле g1 | черен топ на бяло поле a8 · черен офицер на бяло поле c8 · черна дама на черно поле d8 · черен цар на бяло поле e8 · черен топ на черно поле h8 · черна пешка на бяло поле b7 · черна пешка на черно поле c7 · черна пешка на бяло поле d7 · черен офицер на черно поле e7 · черна пешка на бяло поле f7 · черна пешка на черно поле g7 · черна пешка на бяло поле h7 · черна пешка на бяло поле a6 · черен кон на бяло поле c6 · черен кон на черно поле f6 · черна пешка на черно поле e5 · бял офицер на бяло поле a4 · бяла пешка на бяло поле e4 · бял кон на бяло поле f3 · бяла пешка на бяло поле a2 · бяла пешка на черно поле b2 · бяла пешка на бяло поле c2 · бяла пешка на черно поле d2 · бяла пешка на черно поле f2 · бяла пешка на бяло поле g2 · бяла пешка на черно поле h2 · бял топ на черно поле a1 · бял кон на бяло поле b1 · бял офицер на черно поле c1 · бяла дама на бяло поле d1 · бял топ на бяло поле f1 · бял цар на черно поле g1 | черен топ на бяло поле a8 · черен офицер на бяло поле c8 · черна дама на черно поле d8 · черен цар на бяло поле e8 · черен топ на черно поле h8 · черна пешка на бяло поле b7 · черна пешка на черно поле c7 · черна пешка на бяло поле d7 · черен офицер на черно поле e7 · черна пешка на бяло поле f7 · черна пешка на черно поле g7 · черна пешка на бяло поле h7 · черна пешка на бяло поле a6 · черен кон на бяло поле c6 · черен кон на черно поле f6 · черна пешка на черно поле e5 · бял офицер на бяло поле a4 · бяла пешка на бяло поле e4 · бял кон на бяло поле f3 · бяла пешка на бяло поле a2 · бяла пешка на черно поле b2 · бяла пешка на бяло поле c2 · бяла пешка на черно поле d2 · бяла пешка на черно поле f2 · бяла пешка на бяло поле g2 · бяла пешка на черно поле h2 · бял топ на черно поле a1 · бял кон на бяло поле b1 · бял офицер на черно поле c1 · бяла дама на бяло поле d1 · бял топ на бяло поле f1 · бял цар на черно поле g1 | черен топ на бяло поле a8 · черен офицер на бяло поле c8 · черна дама на черно поле d8 · черен цар на бяло поле e8 · черен топ на черно поле h8 · черна пешка на бяло поле b7 · черна пешка на черно поле c7 · черна пешка на бяло поле d7 · черен офицер на черно поле e7 · черна пешка на бяло поле f7 · черна пешка на черно поле g7 · черна пешка на бяло поле h7 · черна пешка на бяло поле a6 · черен кон на бяло поле c6 · черен кон на черно поле f6 · черна пешка на черно поле e5 · бял офицер на бяло поле a4 · бяла пешка на бяло поле e4 · бял кон на бяло поле f3 · бяла пешка на бяло поле a2 · бяла пешка на черно поле b2 · бяла пешка на бяло поле c2 · бяла пешка на черно поле d2 · бяла пешка на черно поле f2 · бяла пешка на бяло поле g2 · бяла пешка на черно поле h2 · бял топ на черно поле a1 · бял кон на бяло поле b1 · бял офицер на черно поле c1 · бяла дама на бяло поле d1 · бял топ на бяло поле f1 · бял цар на черно поле g1 | черен топ на бяло поле a8 · черен офицер на бяло поле c8 · черна дама на черно поле d8 · черен цар на бяло поле e8 · черен топ на черно поле h8 · черна пешка на бяло поле b7 · черна пешка на черно поле c7 · черна пешка на бяло поле d7 · черен офицер на черно поле e7 · черна пешка на бяло поле f7 · черна пешка на черно поле g7 · черна пешка на бяло поле h7 · черна пешка на бяло поле a6 · черен кон на бяло поле c6 · черен кон на черно поле f6 · черна пешка на черно поле e5 · бял офицер на бяло поле a4 · бяла пешка на бяло поле e4 · бял кон на бяло поле f3 · бяла пешка на бяло поле a2 · бяла пешка на черно поле b2 · бяла пешка на бяло поле c2 · бяла пешка на черно поле d2 · бяла пешка на черно поле f2 · бяла пешка на бяло поле g2 · бяла пешка на черно поле h2 · бял топ на черно поле a1 · бял кон на бяло поле b1 · бял офицер на черно поле c1 · бяла дама на бяло поле d1 · бял топ на бяло поле f1 · бял цар на черно поле g1 | черен топ на бяло поле a8 · черен офицер на бяло поле c8 · черна дама на черно поле d8 · черен цар на бяло поле e8 · черен топ на черно поле h8 · черна пешка на бяло поле b7 · черна пешка на черно поле c7 · черна пешка на бяло поле d7 · черен офицер на черно поле e7 · черна пешка на бяло поле f7 · черна пешка на черно поле g7 · черна пешка на бяло поле h7 · черна пешка на бяло поле a6 · черен кон на бяло поле c6 · черен кон на черно поле f6 · черна пешка на черно поле e5 · бял офицер на бяло поле a4 · бяла пешка на бяло поле e4 · бял кон на бяло поле f3 · бяла пешка на бяло поле a2 · бяла пешка на черно поле b2 · бяла пешка на бяло поле c2 · бяла пешка на черно поле d2 · бяла пешка на черно поле f2 · бяла пешка на бяло поле g2 · бяла пешка на черно поле h2 · бял топ на черно поле a1 · бял кон на бяло поле b1 · бял офицер на черно поле c1 · бяла дама на бяло поле d1 · бял топ на бяло поле f1 · бял цар на черно поле g1 | черен топ на бяло поле a8 · черен офицер на бяло поле c8 · черна дама на черно поле d8 · черен цар на бяло поле e8 · черен топ на черно поле h8 · черна пешка на бяло поле b7 · черна пешка на черно поле c7 · черна пешка на бяло поле d7 · черен офицер на черно поле e7 · черна пешка на бяло поле f7 · черна пешка на черно поле g7 · черна пешка на бяло поле h7 · черна пешка на бяло поле a6 · черен кон на бяло поле c6 · черен кон на черно поле f6 · черна пешка на черно поле e5 · бял офицер на бяло поле a4 · бяла пешка на бяло поле e4 · бял кон на бяло поле f3 · бяла пешка на бяло поле a2 · бяла пешка на черно поле b2 · бяла пешка на бяло поле c2 · бяла пешка на черно поле d2 · бяла пешка на черно поле f2 · бяла пешка на бяло поле g2 · бяла пешка на черно поле h2 · бял топ на черно поле a1 · бял кон на бяло поле b1 · бял офицер на черно поле c1 · бяла дама на бяло поле d1 · бял топ на бяло поле f1 · бял цар на черно поле g1 | 6 |
| 5 | черен топ на бяло поле a8 · черен офицер на бяло поле c8 · черна дама на черно поле d8 · черен цар на бяло поле e8 · черен топ на черно поле h8 · черна пешка на бяло поле b7 · черна пешка на черно поле c7 · черна пешка на бяло поле d7 · черен офицер на черно поле e7 · черна пешка на бяло поле f7 · черна пешка на черно поле g7 · черна пешка на бяло поле h7 · черна пешка на бяло поле a6 · черен кон на бяло поле c6 · черен кон на черно поле f6 · черна пешка на черно поле e5 · бял офицер на бяло поле a4 · бяла пешка на бяло поле e4 · бял кон на бяло поле f3 · бяла пешка на бяло поле a2 · бяла пешка на черно поле b2 · бяла пешка на бяло поле c2 · бяла пешка на черно поле d2 · бяла пешка на черно поле f2 · бяла пешка на бяло поле g2 · бяла пешка на черно поле h2 · бял топ на черно поле a1 · бял кон на бяло поле b1 · бял офицер на черно поле c1 · бяла дама на бяло поле d1 · бял топ на бяло поле f1 · бял цар на черно поле g1 | черен топ на бяло поле a8 · черен офицер на бяло поле c8 · черна дама на черно поле d8 · черен цар на бяло поле e8 · черен топ на черно поле h8 · черна пешка на бяло поле b7 · черна пешка на черно поле c7 · черна пешка на бяло поле d7 · черен офицер на черно поле e7 · черна пешка на бяло поле f7 · черна пешка на черно поле g7 · черна пешка на бяло поле h7 · черна пешка на бяло поле a6 · черен кон на бяло поле c6 · черен кон на черно поле f6 · черна пешка на черно поле e5 · бял офицер на бяло поле a4 · бяла пешка на бяло поле e4 · бял кон на бяло поле f3 · бяла пешка на бяло поле a2 · бяла пешка на черно поле b2 · бяла пешка на бяло поле c2 · бяла пешка на черно поле d2 · бяла пешка на черно поле f2 · бяла пешка на бяло поле g2 · бяла пешка на черно поле h2 · бял топ на черно поле a1 · бял кон на бяло поле b1 · бял офицер на черно поле c1 · бяла дама на бяло поле d1 · бял топ на бяло поле f1 · бял цар на черно поле g1 | черен топ на бяло поле a8 · черен офицер на бяло поле c8 · черна дама на черно поле d8 · черен цар на бяло поле e8 · черен топ на черно поле h8 · черна пешка на бяло поле b7 · черна пешка на черно поле c7 · черна пешка на бяло поле d7 · черен офицер на черно поле e7 · черна пешка на бяло поле f7 · черна пешка на черно поле g7 · черна пешка на бяло поле h7 · черна пешка на бяло поле a6 · черен кон на бяло поле c6 · черен кон на черно поле f6 · черна пешка на черно поле e5 · бял офицер на бяло поле a4 · бяла пешка на бяло поле e4 · бял кон на бяло поле f3 · бяла пешка на бяло поле a2 · бяла пешка на черно поле b2 · бяла пешка на бяло поле c2 · бяла пешка на черно поле d2 · бяла пешка на черно поле f2 · бяла пешка на бяло поле g2 · бяла пешка на черно поле h2 · бял топ на черно поле a1 · бял кон на бяло поле b1 · бял офицер на черно поле c1 · бяла дама на бяло поле d1 · бял топ на бяло поле f1 · бял цар на черно поле g1 | черен топ на бяло поле a8 · черен офицер на бяло поле c8 · черна дама на черно поле d8 · черен цар на бяло поле e8 · черен топ на черно поле h8 · черна пешка на бяло поле b7 · черна пешка на черно поле c7 · черна пешка на бяло поле d7 · черен офицер на черно поле e7 · черна пешка на бяло поле f7 · черна пешка на черно поле g7 · черна пешка на бяло поле h7 · черна пешка на бяло поле a6 · черен кон на бяло поле c6 · черен кон на черно поле f6 · черна пешка на черно поле e5 · бял офицер на бяло поле a4 · бяла пешка на бяло поле e4 · бял кон на бяло поле f3 · бяла пешка на бяло поле a2 · бяла пешка на черно поле b2 · бяла пешка на бяло поле c2 · бяла пешка на черно поле d2 · бяла пешка на черно поле f2 · бяла пешка на бяло поле g2 · бяла пешка на черно поле h2 · бял топ на черно поле a1 · бял кон на бяло поле b1 · бял офицер на черно поле c1 · бяла дама на бяло поле d1 · бял топ на бяло поле f1 · бял цар на черно поле g1 | черен топ на бяло поле a8 · черен офицер на бяло поле c8 · черна дама на черно поле d8 · черен цар на бяло поле e8 · черен топ на черно поле h8 · черна пешка на бяло поле b7 · черна пешка на черно поле c7 · черна пешка на бяло поле d7 · черен офицер на черно поле e7 · черна пешка на бяло поле f7 · черна пешка на черно поле g7 · черна пешка на бяло поле h7 · черна пешка на бяло поле a6 · черен кон на бяло поле c6 · черен кон на черно поле f6 · черна пешка на черно поле e5 · бял офицер на бяло поле a4 · бяла пешка на бяло поле e4 · бял кон на бяло поле f3 · бяла пешка на бяло поле a2 · бяла пешка на черно поле b2 · бяла пешка на бяло поле c2 · бяла пешка на черно поле d2 · бяла пешка на черно поле f2 · бяла пешка на бяло поле g2 · бяла пешка на черно поле h2 · бял топ на черно поле a1 · бял кон на бяло поле b1 · бял офицер на черно поле c1 · бяла дама на бяло поле d1 · бял топ на бяло поле f1 · бял цар на черно поле g1 | черен топ на бяло поле a8 · черен офицер на бяло поле c8 · черна дама на черно поле d8 · черен цар на бяло поле e8 · черен топ на черно поле h8 · черна пешка на бяло поле b7 · черна пешка на черно поле c7 · черна пешка на бяло поле d7 · черен офицер на черно поле e7 · черна пешка на бяло поле f7 · черна пешка на черно поле g7 · черна пешка на бяло поле h7 · черна пешка на бяло поле a6 · черен кон на бяло поле c6 · черен кон на черно поле f6 · черна пешка на черно поле e5 · бял офицер на бяло поле a4 · бяла пешка на бяло поле e4 · бял кон на бяло поле f3 · бяла пешка на бяло поле a2 · бяла пешка на черно поле b2 · бяла пешка на бяло поле c2 · бяла пешка на черно поле d2 · бяла пешка на черно поле f2 · бяла пешка на бяло поле g2 · бяла пешка на черно поле h2 · бял топ на черно поле a1 · бял кон на бяло поле b1 · бял офицер на черно поле c1 · бяла дама на бяло поле d1 · бял топ на бяло поле f1 · бял цар на черно поле g1 | черен топ на бяло поле a8 · черен офицер на бяло поле c8 · черна дама на черно поле d8 · черен цар на бяло поле e8 · черен топ на черно поле h8 · черна пешка на бяло поле b7 · черна пешка на черно поле c7 · черна пешка на бяло поле d7 · черен офицер на черно поле e7 · черна пешка на бяло поле f7 · черна пешка на черно поле g7 · черна пешка на бяло поле h7 · черна пешка на бяло поле a6 · черен кон на бяло поле c6 · черен кон на черно поле f6 · черна пешка на черно поле e5 · бял офицер на бяло поле a4 · бяла пешка на бяло поле e4 · бял кон на бяло поле f3 · бяла пешка на бяло поле a2 · бяла пешка на черно поле b2 · бяла пешка на бяло поле c2 · бяла пешка на черно поле d2 · бяла пешка на черно поле f2 · бяла пешка на бяло поле g2 · бяла пешка на черно поле h2 · бял топ на черно поле a1 · бял кон на бяло поле b1 · бял офицер на черно поле c1 · бяла дама на бяло поле d1 · бял топ на бяло поле f1 · бял цар на черно поле g1 | черен топ на бяло поле a8 · черен офицер на бяло поле c8 · черна дама на черно поле d8 · черен цар на бяло поле e8 · черен топ на черно поле h8 · черна пешка на бяло поле b7 · черна пешка на черно поле c7 · черна пешка на бяло поле d7 · черен офицер на черно поле e7 · черна пешка на бяло поле f7 · черна пешка на черно поле g7 · черна пешка на бяло поле h7 · черна пешка на бяло поле a6 · черен кон на бяло поле c6 · черен кон на черно поле f6 · черна пешка на черно поле e5 · бял офицер на бяло поле a4 · бяла пешка на бяло поле e4 · бял кон на бяло поле f3 · бяла пешка на бяло поле a2 · бяла пешка на черно поле b2 · бяла пешка на бяло поле c2 · бяла пешка на черно поле d2 · бяла пешка на черно поле f2 · бяла пешка на бяло поле g2 · бяла пешка на черно поле h2 · бял топ на черно поле a1 · бял кон на бяло поле b1 · бял офицер на черно поле c1 · бяла дама на бяло поле d1 · бял топ на бяло поле f1 · бял цар на черно поле g1 | 5 |
| 4 | черен топ на бяло поле a8 · черен офицер на бяло поле c8 · черна дама на черно поле d8 · черен цар на бяло поле e8 · черен топ на черно поле h8 · черна пешка на бяло поле b7 · черна пешка на черно поле c7 · черна пешка на бяло поле d7 · черен офицер на черно поле e7 · черна пешка на бяло поле f7 · черна пешка на черно поле g7 · черна пешка на бяло поле h7 · черна пешка на бяло поле a6 · черен кон на бяло поле c6 · черен кон на черно поле f6 · черна пешка на черно поле e5 · бял офицер на бяло поле a4 · бяла пешка на бяло поле e4 · бял кон на бяло поле f3 · бяла пешка на бяло поле a2 · бяла пешка на черно поле b2 · бяла пешка на бяло поле c2 · бяла пешка на черно поле d2 · бяла пешка на черно поле f2 · бяла пешка на бяло поле g2 · бяла пешка на черно поле h2 · бял топ на черно поле a1 · бял кон на бяло поле b1 · бял офицер на черно поле c1 · бяла дама на бяло поле d1 · бял топ на бяло поле f1 · бял цар на черно поле g1 | черен топ на бяло поле a8 · черен офицер на бяло поле c8 · черна дама на черно поле d8 · черен цар на бяло поле e8 · черен топ на черно поле h8 · черна пешка на бяло поле b7 · черна пешка на черно поле c7 · черна пешка на бяло поле d7 · черен офицер на черно поле e7 · черна пешка на бяло поле f7 · черна пешка на черно поле g7 · черна пешка на бяло поле h7 · черна пешка на бяло поле a6 · черен кон на бяло поле c6 · черен кон на черно поле f6 · черна пешка на черно поле e5 · бял офицер на бяло поле a4 · бяла пешка на бяло поле e4 · бял кон на бяло поле f3 · бяла пешка на бяло поле a2 · бяла пешка на черно поле b2 · бяла пешка на бяло поле c2 · бяла пешка на черно поле d2 · бяла пешка на черно поле f2 · бяла пешка на бяло поле g2 · бяла пешка на черно поле h2 · бял топ на черно поле a1 · бял кон на бяло поле b1 · бял офицер на черно поле c1 · бяла дама на бяло поле d1 · бял топ на бяло поле f1 · бял цар на черно поле g1 | черен топ на бяло поле a8 · черен офицер на бяло поле c8 · черна дама на черно поле d8 · черен цар на бяло поле e8 · черен топ на черно поле h8 · черна пешка на бяло поле b7 · черна пешка на черно поле c7 · черна пешка на бяло поле d7 · черен офицер на черно поле e7 · черна пешка на бяло поле f7 · черна пешка на черно поле g7 · черна пешка на бяло поле h7 · черна пешка на бяло поле a6 · черен кон на бяло поле c6 · черен кон на черно поле f6 · черна пешка на черно поле e5 · бял офицер на бяло поле a4 · бяла пешка на бяло поле e4 · бял кон на бяло поле f3 · бяла пешка на бяло поле a2 · бяла пешка на черно поле b2 · бяла пешка на бяло поле c2 · бяла пешка на черно поле d2 · бяла пешка на черно поле f2 · бяла пешка на бяло поле g2 · бяла пешка на черно поле h2 · бял топ на черно поле a1 · бял кон на бяло поле b1 · бял офицер на черно поле c1 · бяла дама на бяло поле d1 · бял топ на бяло поле f1 · бял цар на черно поле g1 | черен топ на бяло поле a8 · черен офицер на бяло поле c8 · черна дама на черно поле d8 · черен цар на бяло поле e8 · черен топ на черно поле h8 · черна пешка на бяло поле b7 · черна пешка на черно поле c7 · черна пешка на бяло поле d7 · черен офицер на черно поле e7 · черна пешка на бяло поле f7 · черна пешка на черно поле g7 · черна пешка на бяло поле h7 · черна пешка на бяло поле a6 · черен кон на бяло поле c6 · черен кон на черно поле f6 · черна пешка на черно поле e5 · бял офицер на бяло поле a4 · бяла пешка на бяло поле e4 · бял кон на бяло поле f3 · бяла пешка на бяло поле a2 · бяла пешка на черно поле b2 · бяла пешка на бяло поле c2 · бяла пешка на черно поле d2 · бяла пешка на черно поле f2 · бяла пешка на бяло поле g2 · бяла пешка на черно поле h2 · бял топ на черно поле a1 · бял кон на бяло поле b1 · бял офицер на черно поле c1 · бяла дама на бяло поле d1 · бял топ на бяло поле f1 · бял цар на черно поле g1 | черен топ на бяло поле a8 · черен офицер на бяло поле c8 · черна дама на черно поле d8 · черен цар на бяло поле e8 · черен топ на черно поле h8 · черна пешка на бяло поле b7 · черна пешка на черно поле c7 · черна пешка на бяло поле d7 · черен офицер на черно поле e7 · черна пешка на бяло поле f7 · черна пешка на черно поле g7 · черна пешка на бяло поле h7 · черна пешка на бяло поле a6 · черен кон на бяло поле c6 · черен кон на черно поле f6 · черна пешка на черно поле e5 · бял офицер на бяло поле a4 · бяла пешка на бяло поле e4 · бял кон на бяло поле f3 · бяла пешка на бяло поле a2 · бяла пешка на черно поле b2 · бяла пешка на бяло поле c2 · бяла пешка на черно поле d2 · бяла пешка на черно поле f2 · бяла пешка на бяло поле g2 · бяла пешка на черно поле h2 · бял топ на черно поле a1 · бял кон на бяло поле b1 · бял офицер на черно поле c1 · бяла дама на бяло поле d1 · бял топ на бяло поле f1 · бял цар на черно поле g1 | черен топ на бяло поле a8 · черен офицер на бяло поле c8 · черна дама на черно поле d8 · черен цар на бяло поле e8 · черен топ на черно поле h8 · черна пешка на бяло поле b7 · черна пешка на черно поле c7 · черна пешка на бяло поле d7 · черен офицер на черно поле e7 · черна пешка на бяло поле f7 · черна пешка на черно поле g7 · черна пешка на бяло поле h7 · черна пешка на бяло поле a6 · черен кон на бяло поле c6 · черен кон на черно поле f6 · черна пешка на черно поле e5 · бял офицер на бяло поле a4 · бяла пешка на бяло поле e4 · бял кон на бяло поле f3 · бяла пешка на бяло поле a2 · бяла пешка на черно поле b2 · бяла пешка на бяло поле c2 · бяла пешка на черно поле d2 · бяла пешка на черно поле f2 · бяла пешка на бяло поле g2 · бяла пешка на черно поле h2 · бял топ на черно поле a1 · бял кон на бяло поле b1 · бял офицер на черно поле c1 · бяла дама на бяло поле d1 · бял топ на бяло поле f1 · бял цар на черно поле g1 | черен топ на бяло поле a8 · черен офицер на бяло поле c8 · черна дама на черно поле d8 · черен цар на бяло поле e8 · черен топ на черно поле h8 · черна пешка на бяло поле b7 · черна пешка на черно поле c7 · черна пешка на бяло поле d7 · черен офицер на черно поле e7 · черна пешка на бяло поле f7 · черна пешка на черно поле g7 · черна пешка на бяло поле h7 · черна пешка на бяло поле a6 · черен кон на бяло поле c6 · черен кон на черно поле f6 · черна пешка на черно поле e5 · бял офицер на бяло поле a4 · бяла пешка на бяло поле e4 · бял кон на бяло поле f3 · бяла пешка на бяло поле a2 · бяла пешка на черно поле b2 · бяла пешка на бяло поле c2 · бяла пешка на черно поле d2 · бяла пешка на черно поле f2 · бяла пешка на бяло поле g2 · бяла пешка на черно поле h2 · бял топ на черно поле a1 · бял кон на бяло поле b1 · бял офицер на черно поле c1 · бяла дама на бяло поле d1 · бял топ на бяло поле f1 · бял цар на черно поле g1 | черен топ на бяло поле a8 · черен офицер на бяло поле c8 · черна дама на черно поле d8 · черен цар на бяло поле e8 · черен топ на черно поле h8 · черна пешка на бяло поле b7 · черна пешка на черно поле c7 · черна пешка на бяло поле d7 · черен офицер на черно поле e7 · черна пешка на бяло поле f7 · черна пешка на черно поле g7 · черна пешка на бяло поле h7 · черна пешка на бяло поле a6 · черен кон на бяло поле c6 · черен кон на черно поле f6 · черна пешка на черно поле e5 · бял офицер на бяло поле a4 · бяла пешка на бяло поле e4 · бял кон на бяло поле f3 · бяла пешка на бяло поле a2 · бяла пешка на черно поле b2 · бяла пешка на бяло поле c2 · бяла пешка на черно поле d2 · бяла пешка на черно поле f2 · бяла пешка на бяло поле g2 · бяла пешка на черно поле h2 · бял топ на черно поле a1 · бял кон на бяло поле b1 · бял офицер на черно поле c1 · бяла дама на бяло поле d1 · бял топ на бяло поле f1 · бял цар на черно поле g1 | 4 |
| 3 | черен топ на бяло поле a8 · черен офицер на бяло поле c8 · черна дама на черно поле d8 · черен цар на бяло поле e8 · черен топ на черно поле h8 · черна пешка на бяло поле b7 · черна пешка на черно поле c7 · черна пешка на бяло поле d7 · черен офицер на черно поле e7 · черна пешка на бяло поле f7 · черна пешка на черно поле g7 · черна пешка на бяло поле h7 · черна пешка на бяло поле a6 · черен кон на бяло поле c6 · черен кон на черно поле f6 · черна пешка на черно поле e5 · бял офицер на бяло поле a4 · бяла пешка на бяло поле e4 · бял кон на бяло поле f3 · бяла пешка на бяло поле a2 · бяла пешка на черно поле b2 · бяла пешка на бяло поле c2 · бяла пешка на черно поле d2 · бяла пешка на черно поле f2 · бяла пешка на бяло поле g2 · бяла пешка на черно поле h2 · бял топ на черно поле a1 · бял кон на бяло поле b1 · бял офицер на черно поле c1 · бяла дама на бяло поле d1 · бял топ на бяло поле f1 · бял цар на черно поле g1 | черен топ на бяло поле a8 · черен офицер на бяло поле c8 · черна дама на черно поле d8 · черен цар на бяло поле e8 · черен топ на черно поле h8 · черна пешка на бяло поле b7 · черна пешка на черно поле c7 · черна пешка на бяло поле d7 · черен офицер на черно поле e7 · черна пешка на бяло поле f7 · черна пешка на черно поле g7 · черна пешка на бяло поле h7 · черна пешка на бяло поле a6 · черен кон на бяло поле c6 · черен кон на черно поле f6 · черна пешка на черно поле e5 · бял офицер на бяло поле a4 · бяла пешка на бяло поле e4 · бял кон на бяло поле f3 · бяла пешка на бяло поле a2 · бяла пешка на черно поле b2 · бяла пешка на бяло поле c2 · бяла пешка на черно поле d2 · бяла пешка на черно поле f2 · бяла пешка на бяло поле g2 · бяла пешка на черно поле h2 · бял топ на черно поле a1 · бял кон на бяло поле b1 · бял офицер на черно поле c1 · бяла дама на бяло поле d1 · бял топ на бяло поле f1 · бял цар на черно поле g1 | черен топ на бяло поле a8 · черен офицер на бяло поле c8 · черна дама на черно поле d8 · черен цар на бяло поле e8 · черен топ на черно поле h8 · черна пешка на бяло поле b7 · черна пешка на черно поле c7 · черна пешка на бяло поле d7 · черен офицер на черно поле e7 · черна пешка на бяло поле f7 · черна пешка на черно поле g7 · черна пешка на бяло поле h7 · черна пешка на бяло поле a6 · черен кон на бяло поле c6 · черен кон на черно поле f6 · черна пешка на черно поле e5 · бял офицер на бяло поле a4 · бяла пешка на бяло поле e4 · бял кон на бяло поле f3 · бяла пешка на бяло поле a2 · бяла пешка на черно поле b2 · бяла пешка на бяло поле c2 · бяла пешка на черно поле d2 · бяла пешка на черно поле f2 · бяла пешка на бяло поле g2 · бяла пешка на черно поле h2 · бял топ на черно поле a1 · бял кон на бяло поле b1 · бял офицер на черно поле c1 · бяла дама на бяло поле d1 · бял топ на бяло поле f1 · бял цар на черно поле g1 | черен топ на бяло поле a8 · черен офицер на бяло поле c8 · черна дама на черно поле d8 · черен цар на бяло поле e8 · черен топ на черно поле h8 · черна пешка на бяло поле b7 · черна пешка на черно поле c7 · черна пешка на бяло поле d7 · черен офицер на черно поле e7 · черна пешка на бяло поле f7 · черна пешка на черно поле g7 · черна пешка на бяло поле h7 · черна пешка на бяло поле a6 · черен кон на бяло поле c6 · черен кон на черно поле f6 · черна пешка на черно поле e5 · бял офицер на бяло поле a4 · бяла пешка на бяло поле e4 · бял кон на бяло поле f3 · бяла пешка на бяло поле a2 · бяла пешка на черно поле b2 · бяла пешка на бяло поле c2 · бяла пешка на черно поле d2 · бяла пешка на черно поле f2 · бяла пешка на бяло поле g2 · бяла пешка на черно поле h2 · бял топ на черно поле a1 · бял кон на бяло поле b1 · бял офицер на черно поле c1 · бяла дама на бяло поле d1 · бял топ на бяло поле f1 · бял цар на черно поле g1 | черен топ на бяло поле a8 · черен офицер на бяло поле c8 · черна дама на черно поле d8 · черен цар на бяло поле e8 · черен топ на черно поле h8 · черна пешка на бяло поле b7 · черна пешка на черно поле c7 · черна пешка на бяло поле d7 · черен офицер на черно поле e7 · черна пешка на бяло поле f7 · черна пешка на черно поле g7 · черна пешка на бяло поле h7 · черна пешка на бяло поле a6 · черен кон на бяло поле c6 · черен кон на черно поле f6 · черна пешка на черно поле e5 · бял офицер на бяло поле a4 · бяла пешка на бяло поле e4 · бял кон на бяло поле f3 · бяла пешка на бяло поле a2 · бяла пешка на черно поле b2 · бяла пешка на бяло поле c2 · бяла пешка на черно поле d2 · бяла пешка на черно поле f2 · бяла пешка на бяло поле g2 · бяла пешка на черно поле h2 · бял топ на черно поле a1 · бял кон на бяло поле b1 · бял офицер на черно поле c1 · бяла дама на бяло поле d1 · бял топ на бяло поле f1 · бял цар на черно поле g1 | черен топ на бяло поле a8 · черен офицер на бяло поле c8 · черна дама на черно поле d8 · черен цар на бяло поле e8 · черен топ на черно поле h8 · черна пешка на бяло поле b7 · черна пешка на черно поле c7 · черна пешка на бяло поле d7 · черен офицер на черно поле e7 · черна пешка на бяло поле f7 · черна пешка на черно поле g7 · черна пешка на бяло поле h7 · черна пешка на бяло поле a6 · черен кон на бяло поле c6 · черен кон на черно поле f6 · черна пешка на черно поле e5 · бял офицер на бяло поле a4 · бяла пешка на бяло поле e4 · бял кон на бяло поле f3 · бяла пешка на бяло поле a2 · бяла пешка на черно поле b2 · бяла пешка на бяло поле c2 · бяла пешка на черно поле d2 · бяла пешка на черно поле f2 · бяла пешка на бяло поле g2 · бяла пешка на черно поле h2 · бял топ на черно поле a1 · бял кон на бяло поле b1 · бял офицер на черно поле c1 · бяла дама на бяло поле d1 · бял топ на бяло поле f1 · бял цар на черно поле g1 | черен топ на бяло поле a8 · черен офицер на бяло поле c8 · черна дама на черно поле d8 · черен цар на бяло поле e8 · черен топ на черно поле h8 · черна пешка на бяло поле b7 · черна пешка на черно поле c7 · черна пешка на бяло поле d7 · черен офицер на черно поле e7 · черна пешка на бяло поле f7 · черна пешка на черно поле g7 · черна пешка на бяло поле h7 · черна пешка на бяло поле a6 · черен кон на бяло поле c6 · черен кон на черно поле f6 · черна пешка на черно поле e5 · бял офицер на бяло поле a4 · бяла пешка на бяло поле e4 · бял кон на бяло поле f3 · бяла пешка на бяло поле a2 · бяла пешка на черно поле b2 · бяла пешка на бяло поле c2 · бяла пешка на черно поле d2 · бяла пешка на черно поле f2 · бяла пешка на бяло поле g2 · бяла пешка на черно поле h2 · бял топ на черно поле a1 · бял кон на бяло поле b1 · бял офицер на черно поле c1 · бяла дама на бяло поле d1 · бял топ на бяло поле f1 · бял цар на черно поле g1 | черен топ на бяло поле a8 · черен офицер на бяло поле c8 · черна дама на черно поле d8 · черен цар на бяло поле e8 · черен топ на черно поле h8 · черна пешка на бяло поле b7 · черна пешка на черно поле c7 · черна пешка на бяло поле d7 · черен офицер на черно поле e7 · черна пешка на бяло поле f7 · черна пешка на черно поле g7 · черна пешка на бяло поле h7 · черна пешка на бяло поле a6 · черен кон на бяло поле c6 · черен кон на черно поле f6 · черна пешка на черно поле e5 · бял офицер на бяло поле a4 · бяла пешка на бяло поле e4 · бял кон на бяло поле f3 · бяла пешка на бяло поле a2 · бяла пешка на черно поле b2 · бяла пешка на бяло поле c2 · бяла пешка на черно поле d2 · бяла пешка на черно поле f2 · бяла пешка на бяло поле g2 · бяла пешка на черно поле h2 · бял топ на черно поле a1 · бял кон на бяло поле b1 · бял офицер на черно поле c1 · бяла дама на бяло поле d1 · бял топ на бяло поле f1 · бял цар на черно поле g1 | 3 |
| 2 | черен топ на бяло поле a8 · черен офицер на бяло поле c8 · черна дама на черно поле d8 · черен цар на бяло поле e8 · черен топ на черно поле h8 · черна пешка на бяло поле b7 · черна пешка на черно поле c7 · черна пешка на бяло поле d7 · черен офицер на черно поле e7 · черна пешка на бяло поле f7 · черна пешка на черно поле g7 · черна пешка на бяло поле h7 · черна пешка на бяло поле a6 · черен кон на бяло поле c6 · черен кон на черно поле f6 · черна пешка на черно поле e5 · бял офицер на бяло поле a4 · бяла пешка на бяло поле e4 · бял кон на бяло поле f3 · бяла пешка на бяло поле a2 · бяла пешка на черно поле b2 · бяла пешка на бяло поле c2 · бяла пешка на черно поле d2 · бяла пешка на черно поле f2 · бяла пешка на бяло поле g2 · бяла пешка на черно поле h2 · бял топ на черно поле a1 · бял кон на бяло поле b1 · бял офицер на черно поле c1 · бяла дама на бяло поле d1 · бял топ на бяло поле f1 · бял цар на черно поле g1 | черен топ на бяло поле a8 · черен офицер на бяло поле c8 · черна дама на черно поле d8 · черен цар на бяло поле e8 · черен топ на черно поле h8 · черна пешка на бяло поле b7 · черна пешка на черно поле c7 · черна пешка на бяло поле d7 · черен офицер на черно поле e7 · черна пешка на бяло поле f7 · черна пешка на черно поле g7 · черна пешка на бяло поле h7 · черна пешка на бяло поле a6 · черен кон на бяло поле c6 · черен кон на черно поле f6 · черна пешка на черно поле e5 · бял офицер на бяло поле a4 · бяла пешка на бяло поле e4 · бял кон на бяло поле f3 · бяла пешка на бяло поле a2 · бяла пешка на черно поле b2 · бяла пешка на бяло поле c2 · бяла пешка на черно поле d2 · бяла пешка на черно поле f2 · бяла пешка на бяло поле g2 · бяла пешка на черно поле h2 · бял топ на черно поле a1 · бял кон на бяло поле b1 · бял офицер на черно поле c1 · бяла дама на бяло поле d1 · бял топ на бяло поле f1 · бял цар на черно поле g1 | черен топ на бяло поле a8 · черен офицер на бяло поле c8 · черна дама на черно поле d8 · черен цар на бяло поле e8 · черен топ на черно поле h8 · черна пешка на бяло поле b7 · черна пешка на черно поле c7 · черна пешка на бяло поле d7 · черен офицер на черно поле e7 · черна пешка на бяло поле f7 · черна пешка на черно поле g7 · черна пешка на бяло поле h7 · черна пешка на бяло поле a6 · черен кон на бяло поле c6 · черен кон на черно поле f6 · черна пешка на черно поле e5 · бял офицер на бяло поле a4 · бяла пешка на бяло поле e4 · бял кон на бяло поле f3 · бяла пешка на бяло поле a2 · бяла пешка на черно поле b2 · бяла пешка на бяло поле c2 · бяла пешка на черно поле d2 · бяла пешка на черно поле f2 · бяла пешка на бяло поле g2 · бяла пешка на черно поле h2 · бял топ на черно поле a1 · бял кон на бяло поле b1 · бял офицер на черно поле c1 · бяла дама на бяло поле d1 · бял топ на бяло поле f1 · бял цар на черно поле g1 | черен топ на бяло поле a8 · черен офицер на бяло поле c8 · черна дама на черно поле d8 · черен цар на бяло поле e8 · черен топ на черно поле h8 · черна пешка на бяло поле b7 · черна пешка на черно поле c7 · черна пешка на бяло поле d7 · черен офицер на черно поле e7 · черна пешка на бяло поле f7 · черна пешка на черно поле g7 · черна пешка на бяло поле h7 · черна пешка на бяло поле a6 · черен кон на бяло поле c6 · черен кон на черно поле f6 · черна пешка на черно поле e5 · бял офицер на бяло поле a4 · бяла пешка на бяло поле e4 · бял кон на бяло поле f3 · бяла пешка на бяло поле a2 · бяла пешка на черно поле b2 · бяла пешка на бяло поле c2 · бяла пешка на черно поле d2 · бяла пешка на черно поле f2 · бяла пешка на бяло поле g2 · бяла пешка на черно поле h2 · бял топ на черно поле a1 · бял кон на бяло поле b1 · бял офицер на черно поле c1 · бяла дама на бяло поле d1 · бял топ на бяло поле f1 · бял цар на черно поле g1 | черен топ на бяло поле a8 · черен офицер на бяло поле c8 · черна дама на черно поле d8 · черен цар на бяло поле e8 · черен топ на черно поле h8 · черна пешка на бяло поле b7 · черна пешка на черно поле c7 · черна пешка на бяло поле d7 · черен офицер на черно поле e7 · черна пешка на бяло поле f7 · черна пешка на черно поле g7 · черна пешка на бяло поле h7 · черна пешка на бяло поле a6 · черен кон на бяло поле c6 · черен кон на черно поле f6 · черна пешка на черно поле e5 · бял офицер на бяло поле a4 · бяла пешка на бяло поле e4 · бял кон на бяло поле f3 · бяла пешка на бяло поле a2 · бяла пешка на черно поле b2 · бяла пешка на бяло поле c2 · бяла пешка на черно поле d2 · бяла пешка на черно поле f2 · бяла пешка на бяло поле g2 · бяла пешка на черно поле h2 · бял топ на черно поле a1 · бял кон на бяло поле b1 · бял офицер на черно поле c1 · бяла дама на бяло поле d1 · бял топ на бяло поле f1 · бял цар на черно поле g1 | черен топ на бяло поле a8 · черен офицер на бяло поле c8 · черна дама на черно поле d8 · черен цар на бяло поле e8 · черен топ на черно поле h8 · черна пешка на бяло поле b7 · черна пешка на черно поле c7 · черна пешка на бяло поле d7 · черен офицер на черно поле e7 · черна пешка на бяло поле f7 · черна пешка на черно поле g7 · черна пешка на бяло поле h7 · черна пешка на бяло поле a6 · черен кон на бяло поле c6 · черен кон на черно поле f6 · черна пешка на черно поле e5 · бял офицер на бяло поле a4 · бяла пешка на бяло поле e4 · бял кон на бяло поле f3 · бяла пешка на бяло поле a2 · бяла пешка на черно поле b2 · бяла пешка на бяло поле c2 · бяла пешка на черно поле d2 · бяла пешка на черно поле f2 · бяла пешка на бяло поле g2 · бяла пешка на черно поле h2 · бял топ на черно поле a1 · бял кон на бяло поле b1 · бял офицер на черно поле c1 · бяла дама на бяло поле d1 · бял топ на бяло поле f1 · бял цар на черно поле g1 | черен топ на бяло поле a8 · черен офицер на бяло поле c8 · черна дама на черно поле d8 · черен цар на бяло поле e8 · черен топ на черно поле h8 · черна пешка на бяло поле b7 · черна пешка на черно поле c7 · черна пешка на бяло поле d7 · черен офицер на черно поле e7 · черна пешка на бяло поле f7 · черна пешка на черно поле g7 · черна пешка на бяло поле h7 · черна пешка на бяло поле a6 · черен кон на бяло поле c6 · черен кон на черно поле f6 · черна пешка на черно поле e5 · бял офицер на бяло поле a4 · бяла пешка на бяло поле e4 · бял кон на бяло поле f3 · бяла пешка на бяло поле a2 · бяла пешка на черно поле b2 · бяла пешка на бяло поле c2 · бяла пешка на черно поле d2 · бяла пешка на черно поле f2 · бяла пешка на бяло поле g2 · бяла пешка на черно поле h2 · бял топ на черно поле a1 · бял кон на бяло поле b1 · бял офицер на черно поле c1 · бяла дама на бяло поле d1 · бял топ на бяло поле f1 · бял цар на черно поле g1 | черен топ на бяло поле a8 · черен офицер на бяло поле c8 · черна дама на черно поле d8 · черен цар на бяло поле e8 · черен топ на черно поле h8 · черна пешка на бяло поле b7 · черна пешка на черно поле c7 · черна пешка на бяло поле d7 · черен офицер на черно поле e7 · черна пешка на бяло поле f7 · черна пешка на черно поле g7 · черна пешка на бяло поле h7 · черна пешка на бяло поле a6 · черен кон на бяло поле c6 · черен кон на черно поле f6 · черна пешка на черно поле e5 · бял офицер на бяло поле a4 · бяла пешка на бяло поле e4 · бял кон на бяло поле f3 · бяла пешка на бяло поле a2 · бяла пешка на черно поле b2 · бяла пешка на бяло поле c2 · бяла пешка на черно поле d2 · бяла пешка на черно поле f2 · бяла пешка на бяло поле g2 · бяла пешка на черно поле h2 · бял топ на черно поле a1 · бял кон на бяло поле b1 · бял офицер на черно поле c1 · бяла дама на бяло поле d1 · бял топ на бяло поле f1 · бял цар на черно поле g1 | 2 |
| 1 | черен топ на бяло поле a8 · черен офицер на бяло поле c8 · черна дама на черно поле d8 · черен цар на бяло поле e8 · черен топ на черно поле h8 · черна пешка на бяло поле b7 · черна пешка на черно поле c7 · черна пешка на бяло поле d7 · черен офицер на черно поле e7 · черна пешка на бяло поле f7 · черна пешка на черно поле g7 · черна пешка на бяло поле h7 · черна пешка на бяло поле a6 · черен кон на бяло поле c6 · черен кон на черно поле f6 · черна пешка на черно поле e5 · бял офицер на бяло поле a4 · бяла пешка на бяло поле e4 · бял кон на бяло поле f3 · бяла пешка на бяло поле a2 · бяла пешка на черно поле b2 · бяла пешка на бяло поле c2 · бяла пешка на черно поле d2 · бяла пешка на черно поле f2 · бяла пешка на бяло поле g2 · бяла пешка на черно поле h2 · бял топ на черно поле a1 · бял кон на бяло поле b1 · бял офицер на черно поле c1 · бяла дама на бяло поле d1 · бял топ на бяло поле f1 · бял цар на черно поле g1 | черен топ на бяло поле a8 · черен офицер на бяло поле c8 · черна дама на черно поле d8 · черен цар на бяло поле e8 · черен топ на черно поле h8 · черна пешка на бяло поле b7 · черна пешка на черно поле c7 · черна пешка на бяло поле d7 · черен офицер на черно поле e7 · черна пешка на бяло поле f7 · черна пешка на черно поле g7 · черна пешка на бяло поле h7 · черна пешка на бяло поле a6 · черен кон на бяло поле c6 · черен кон на черно поле f6 · черна пешка на черно поле e5 · бял офицер на бяло поле a4 · бяла пешка на бяло поле e4 · бял кон на бяло поле f3 · бяла пешка на бяло поле a2 · бяла пешка на черно поле b2 · бяла пешка на бяло поле c2 · бяла пешка на черно поле d2 · бяла пешка на черно поле f2 · бяла пешка на бяло поле g2 · бяла пешка на черно поле h2 · бял топ на черно поле a1 · бял кон на бяло поле b1 · бял офицер на черно поле c1 · бяла дама на бяло поле d1 · бял топ на бяло поле f1 · бял цар на черно поле g1 | черен топ на бяло поле a8 · черен офицер на бяло поле c8 · черна дама на черно поле d8 · черен цар на бяло поле e8 · черен топ на черно поле h8 · черна пешка на бяло поле b7 · черна пешка на черно поле c7 · черна пешка на бяло поле d7 · черен офицер на черно поле e7 · черна пешка на бяло поле f7 · черна пешка на черно поле g7 · черна пешка на бяло поле h7 · черна пешка на бяло поле a6 · черен кон на бяло поле c6 · черен кон на черно поле f6 · черна пешка на черно поле e5 · бял офицер на бяло поле a4 · бяла пешка на бяло поле e4 · бял кон на бяло поле f3 · бяла пешка на бяло поле a2 · бяла пешка на черно поле b2 · бяла пешка на бяло поле c2 · бяла пешка на черно поле d2 · бяла пешка на черно поле f2 · бяла пешка на бяло поле g2 · бяла пешка на черно поле h2 · бял топ на черно поле a1 · бял кон на бяло поле b1 · бял офицер на черно поле c1 · бяла дама на бяло поле d1 · бял топ на бяло поле f1 · бял цар на черно поле g1 | черен топ на бяло поле a8 · черен офицер на бяло поле c8 · черна дама на черно поле d8 · черен цар на бяло поле e8 · черен топ на черно поле h8 · черна пешка на бяло поле b7 · черна пешка на черно поле c7 · черна пешка на бяло поле d7 · черен офицер на черно поле e7 · черна пешка на бяло поле f7 · черна пешка на черно поле g7 · черна пешка на бяло поле h7 · черна пешка на бяло поле a6 · черен кон на бяло поле c6 · черен кон на черно поле f6 · черна пешка на черно поле e5 · бял офицер на бяло поле a4 · бяла пешка на бяло поле e4 · бял кон на бяло поле f3 · бяла пешка на бяло поле a2 · бяла пешка на черно поле b2 · бяла пешка на бяло поле c2 · бяла пешка на черно поле d2 · бяла пешка на черно поле f2 · бяла пешка на бяло поле g2 · бяла пешка на черно поле h2 · бял топ на черно поле a1 · бял кон на бяло поле b1 · бял офицер на черно поле c1 · бяла дама на бяло поле d1 · бял топ на бяло поле f1 · бял цар на черно поле g1 | черен топ на бяло поле a8 · черен офицер на бяло поле c8 · черна дама на черно поле d8 · черен цар на бяло поле e8 · черен топ на черно поле h8 · черна пешка на бяло поле b7 · черна пешка на черно поле c7 · черна пешка на бяло поле d7 · черен офицер на черно поле e7 · черна пешка на бяло поле f7 · черна пешка на черно поле g7 · черна пешка на бяло поле h7 · черна пешка на бяло поле a6 · черен кон на бяло поле c6 · черен кон на черно поле f6 · черна пешка на черно поле e5 · бял офицер на бяло поле a4 · бяла пешка на бяло поле e4 · бял кон на бяло поле f3 · бяла пешка на бяло поле a2 · бяла пешка на черно поле b2 · бяла пешка на бяло поле c2 · бяла пешка на черно поле d2 · бяла пешка на черно поле f2 · бяла пешка на бяло поле g2 · бяла пешка на черно поле h2 · бял топ на черно поле a1 · бял кон на бяло поле b1 · бял офицер на черно поле c1 · бяла дама на бяло поле d1 · бял топ на бяло поле f1 · бял цар на черно поле g1 | черен топ на бяло поле a8 · черен офицер на бяло поле c8 · черна дама на черно поле d8 · черен цар на бяло поле e8 · черен топ на черно поле h8 · черна пешка на бяло поле b7 · черна пешка на черно поле c7 · черна пешка на бяло поле d7 · черен офицер на черно поле e7 · черна пешка на бяло поле f7 · черна пешка на черно поле g7 · черна пешка на бяло поле h7 · черна пешка на бяло поле a6 · черен кон на бяло поле c6 · черен кон на черно поле f6 · черна пешка на черно поле e5 · бял офицер на бяло поле a4 · бяла пешка на бяло поле e4 · бял кон на бяло поле f3 · бяла пешка на бяло поле a2 · бяла пешка на черно поле b2 · бяла пешка на бяло поле c2 · бяла пешка на черно поле d2 · бяла пешка на черно поле f2 · бяла пешка на бяло поле g2 · бяла пешка на черно поле h2 · бял топ на черно поле a1 · бял кон на бяло поле b1 · бял офицер на черно поле c1 · бяла дама на бяло поле d1 · бял топ на бяло поле f1 · бял цар на черно поле g1 | черен топ на бяло поле a8 · черен офицер на бяло поле c8 · черна дама на черно поле d8 · черен цар на бяло поле e8 · черен топ на черно поле h8 · черна пешка на бяло поле b7 · черна пешка на черно поле c7 · черна пешка на бяло поле d7 · черен офицер на черно поле e7 · черна пешка на бяло поле f7 · черна пешка на черно поле g7 · черна пешка на бяло поле h7 · черна пешка на бяло поле a6 · черен кон на бяло поле c6 · черен кон на черно поле f6 · черна пешка на черно поле e5 · бял офицер на бяло поле a4 · бяла пешка на бяло поле e4 · бял кон на бяло поле f3 · бяла пешка на бяло поле a2 · бяла пешка на черно поле b2 · бяла пешка на бяло поле c2 · бяла пешка на черно поле d2 · бяла пешка на черно поле f2 · бяла пешка на бяло поле g2 · бяла пешка на черно поле h2 · бял топ на черно поле a1 · бял кон на бяло поле b1 · бял офицер на черно поле c1 · бяла дама на бяло поле d1 · бял топ на бяло поле f1 · бял цар на черно поле g1 | черен топ на бяло поле a8 · черен офицер на бяло поле c8 · черна дама на черно поле d8 · черен цар на бяло поле e8 · черен топ на черно поле h8 · черна пешка на бяло поле b7 · черна пешка на черно поле c7 · черна пешка на бяло поле d7 · черен офицер на черно поле e7 · черна пешка на бяло поле f7 · черна пешка на черно поле g7 · черна пешка на бяло поле h7 · черна пешка на бяло поле a6 · черен кон на бяло поле c6 · черен кон на черно поле f6 · черна пешка на черно поле e5 · бял офицер на бяло поле a4 · бяла пешка на бяло поле e4 · бял кон на бяло поле f3 · бяла пешка на бяло поле a2 · бяла пешка на черно поле b2 · бяла пешка на бяло поле c2 · бяла пешка на черно поле d2 · бяла пешка на черно поле f2 · бяла пешка на бяло поле g2 · бяла пешка на черно поле h2 · бял топ на черно поле a1 · бял кон на бяло поле b1 · бял офицер на черно поле c1 · бяла дама на бяло поле d1 · бял топ на бяло поле f1 · бял цар на черно поле g1 | 1 |
|   | a | b | c | d | e | f | g | h |   |

- 1. e4 e5 2. Kf3 Kc6 3. Ob5 a6 4. Oa4 Kf6 5. 0-0 Oe7 6. Кс3 – Закрита защита, Атака Морфи.
- 1. e4 e5 2. Kf3 Kc6 3. Ob5 a6 4. Oa4 Kf6 5. 0-0 Oe7 6. d3 – Закрита защита, Вариант Мартинес.
- 1. e4 e5 2. Kf3 Kc6 3. Ob5 a6 4. Oa4 Kf6 5. 0-0 Oe7 6. d4 – Закрита защита, Централна атака. Тя няма да има желания ефект при форсирани размени 6. ... e:d4 7. К:d4? К:d4 8. Д:d4, тъй като след  контраатаките 8. ... b5 9. Оb3 c5 10. Д~ c4 белите губят офицера. Затова белите избират други продължения:
  - 1. e4 e5 2. Kf3 Kc6 3. Ob5 a6 4. Oa4 Kf6 5. 0-0 Oe7 6. d4 e:d4 7. О:с6 b:c6 8. K:d6 или К:е5 – Закрита защита, Централна атака, Разменен вариант.
  - 1. e4 e5 2. Kf3 Kc6 3. Ob5 a6 4. Oa4 Kf6 5. 0-0 Oe7 6. d4 e:d4 7. e5 Кe4 8. c3 d:c3 (или ~) – Закрита защита, Централна атака, Баски гамбит.

- C85 1. e4 e5 2. Kf3 Kc6 3. Ob5 a6 4. Oa4 Kf6 5. 0-0 Oe7 6. О:c6 – Разменен вариант, разни.
- C86 1. e4 e5 2. Kf3 Kc6 3. Ob5 a6 4. Oa4 Kf6 5. 0-0 Oe7 6. Де2 – Атака Ворал.
- C87 1. e4 e5 2. Kf3 Kc6 3. Ob5 a6 4. Oa4 Kf6 5. 0-0 Oe7 6. Te1 d6 – Вариант Авербах.
- C88 1. e4 e5 2. Kf3 Kc6 3. Ob5 a6 4. Oa4 Kf6 5. 0-0 Oe7 6. Te1 b5 7. Ob3 – Закрит вариант, редки варианти:
  - 1. e4 e5 2. Kf3 Kc6 3. Ob5 a6 4. Oa4 Kf6 5. 0-0 Oe7 6. Te1 b5 7. Ob3 0-0 8. a4 (d3 или h3!?) – отклонения от Контратака Маршал.
- C89 1. e4 e5 2. Kf3 Kc6 3. Ob5 a6 4. Oa4 Kf6 5. 0-0 Oe7 6. Te1 b5 7. Ob3 0-0 8. c3 d5 – Контраатака Маршал.
- C90 1. e4 e5 2. Kf3 Kc6 3. Ob5 a6 4. Oa4 Kf6 5. 0-0 Oe7 6. Te1 b5 7. Ob3 d6 – Закрит вариант със 7. ... d6 8. c3 0-0 и 9. а3 (Вариант Суетин), 9. с3 (Вариант Лютиков), 9. Ос2 (Вариант Пилник).
- C91 1. e4 e5 2. Kf3 Kc6 3. Ob5 a6 4. Oa4 Kf6 5. 0-0 Oe7 6. Te1 b5 7. Ob3 0-0 8. c3 d6 9. d4 – Закрит вариант Ятес:
  - 1. e4 e5 2. Kf3 Kc6 3. Ob5 a6 4. Oa4 Kf6 5. 0-0 Oe7 6. Te1 b5 7. Ob3 0-0 8. c3 d6 9. d4 Og4 – Закрит вариант Ятес, Контраатака Боголюбов.
    - 1. e4 e5 2. Kf3 Kc6 3. Ob5 a6 4. Oa4 Kf6 5. 0-0 Oe7 6. Te1 b5 7. Ob3 0-0 8. c3 d6 9. d4 Og4 10. а4 – Закрит вариант Ятес, Контраатака Боголюбов, Атака Шорт.
- C92 1. e4 e5 2. Kf3 Kc6 3. Ob5 a6 4. Oa4 Kf6 5. 0-0 Oe7 6. Te1 b5 7. Ob3 d6 8. c3 d6 9. h3 – Закрит Московски вариант:

|   | a | b | c | d | e | f | g | h |   |
| 8 | черен топ на бяло поле a8 · черна дама на черно поле d8 · черен топ на черно поле f8 · черен цар на бяло поле g8 · черна пешка на черно поле c7 · черен офицер на черно поле e7 · черна пешка на бяло поле f7 · черна пешка на черно поле g7 · черна пешка на бяло поле h7 · черна пешка на бяло поле a6 · черен кон на бяло поле c6 · черна пешка на черно поле d6 · черен офицер на бяло поле e6 · черен кон на черно поле f6 · черна пешка на бяло поле b5 · черна пешка на черно поле e5 · бяла пешка на бяло поле e4 · бял офицер на бяло поле b3 · бяла пешка на черно поле c3 · бял кон на бяло поле f3 · бяла пешка на бяло поле h3 · бяла пешка на бяло поле a2 · бяла пешка на черно поле b2 · бяла пешка на черно поле d2 · бяла пешка на черно поле f2 · бяла пешка на бяло поле g2 · бял топ на черно поле a1 · бял кон на бяло поле b1 · бял офицер на черно поле c1 · бяла дама на бяло поле d1 · бял топ на черно поле e1 · бял цар на черно поле g1 | черен топ на бяло поле a8 · черна дама на черно поле d8 · черен топ на черно поле f8 · черен цар на бяло поле g8 · черна пешка на черно поле c7 · черен офицер на черно поле e7 · черна пешка на бяло поле f7 · черна пешка на черно поле g7 · черна пешка на бяло поле h7 · черна пешка на бяло поле a6 · черен кон на бяло поле c6 · черна пешка на черно поле d6 · черен офицер на бяло поле e6 · черен кон на черно поле f6 · черна пешка на бяло поле b5 · черна пешка на черно поле e5 · бяла пешка на бяло поле e4 · бял офицер на бяло поле b3 · бяла пешка на черно поле c3 · бял кон на бяло поле f3 · бяла пешка на бяло поле h3 · бяла пешка на бяло поле a2 · бяла пешка на черно поле b2 · бяла пешка на черно поле d2 · бяла пешка на черно поле f2 · бяла пешка на бяло поле g2 · бял топ на черно поле a1 · бял кон на бяло поле b1 · бял офицер на черно поле c1 · бяла дама на бяло поле d1 · бял топ на черно поле e1 · бял цар на черно поле g1 | черен топ на бяло поле a8 · черна дама на черно поле d8 · черен топ на черно поле f8 · черен цар на бяло поле g8 · черна пешка на черно поле c7 · черен офицер на черно поле e7 · черна пешка на бяло поле f7 · черна пешка на черно поле g7 · черна пешка на бяло поле h7 · черна пешка на бяло поле a6 · черен кон на бяло поле c6 · черна пешка на черно поле d6 · черен офицер на бяло поле e6 · черен кон на черно поле f6 · черна пешка на бяло поле b5 · черна пешка на черно поле e5 · бяла пешка на бяло поле e4 · бял офицер на бяло поле b3 · бяла пешка на черно поле c3 · бял кон на бяло поле f3 · бяла пешка на бяло поле h3 · бяла пешка на бяло поле a2 · бяла пешка на черно поле b2 · бяла пешка на черно поле d2 · бяла пешка на черно поле f2 · бяла пешка на бяло поле g2 · бял топ на черно поле a1 · бял кон на бяло поле b1 · бял офицер на черно поле c1 · бяла дама на бяло поле d1 · бял топ на черно поле e1 · бял цар на черно поле g1 | черен топ на бяло поле a8 · черна дама на черно поле d8 · черен топ на черно поле f8 · черен цар на бяло поле g8 · черна пешка на черно поле c7 · черен офицер на черно поле e7 · черна пешка на бяло поле f7 · черна пешка на черно поле g7 · черна пешка на бяло поле h7 · черна пешка на бяло поле a6 · черен кон на бяло поле c6 · черна пешка на черно поле d6 · черен офицер на бяло поле e6 · черен кон на черно поле f6 · черна пешка на бяло поле b5 · черна пешка на черно поле e5 · бяла пешка на бяло поле e4 · бял офицер на бяло поле b3 · бяла пешка на черно поле c3 · бял кон на бяло поле f3 · бяла пешка на бяло поле h3 · бяла пешка на бяло поле a2 · бяла пешка на черно поле b2 · бяла пешка на черно поле d2 · бяла пешка на черно поле f2 · бяла пешка на бяло поле g2 · бял топ на черно поле a1 · бял кон на бяло поле b1 · бял офицер на черно поле c1 · бяла дама на бяло поле d1 · бял топ на черно поле e1 · бял цар на черно поле g1 | черен топ на бяло поле a8 · черна дама на черно поле d8 · черен топ на черно поле f8 · черен цар на бяло поле g8 · черна пешка на черно поле c7 · черен офицер на черно поле e7 · черна пешка на бяло поле f7 · черна пешка на черно поле g7 · черна пешка на бяло поле h7 · черна пешка на бяло поле a6 · черен кон на бяло поле c6 · черна пешка на черно поле d6 · черен офицер на бяло поле e6 · черен кон на черно поле f6 · черна пешка на бяло поле b5 · черна пешка на черно поле e5 · бяла пешка на бяло поле e4 · бял офицер на бяло поле b3 · бяла пешка на черно поле c3 · бял кон на бяло поле f3 · бяла пешка на бяло поле h3 · бяла пешка на бяло поле a2 · бяла пешка на черно поле b2 · бяла пешка на черно поле d2 · бяла пешка на черно поле f2 · бяла пешка на бяло поле g2 · бял топ на черно поле a1 · бял кон на бяло поле b1 · бял офицер на черно поле c1 · бяла дама на бяло поле d1 · бял топ на черно поле e1 · бял цар на черно поле g1 | черен топ на бяло поле a8 · черна дама на черно поле d8 · черен топ на черно поле f8 · черен цар на бяло поле g8 · черна пешка на черно поле c7 · черен офицер на черно поле e7 · черна пешка на бяло поле f7 · черна пешка на черно поле g7 · черна пешка на бяло поле h7 · черна пешка на бяло поле a6 · черен кон на бяло поле c6 · черна пешка на черно поле d6 · черен офицер на бяло поле e6 · черен кон на черно поле f6 · черна пешка на бяло поле b5 · черна пешка на черно поле e5 · бяла пешка на бяло поле e4 · бял офицер на бяло поле b3 · бяла пешка на черно поле c3 · бял кон на бяло поле f3 · бяла пешка на бяло поле h3 · бяла пешка на бяло поле a2 · бяла пешка на черно поле b2 · бяла пешка на черно поле d2 · бяла пешка на черно поле f2 · бяла пешка на бяло поле g2 · бял топ на черно поле a1 · бял кон на бяло поле b1 · бял офицер на черно поле c1 · бяла дама на бяло поле d1 · бял топ на черно поле e1 · бял цар на черно поле g1 | черен топ на бяло поле a8 · черна дама на черно поле d8 · черен топ на черно поле f8 · черен цар на бяло поле g8 · черна пешка на черно поле c7 · черен офицер на черно поле e7 · черна пешка на бяло поле f7 · черна пешка на черно поле g7 · черна пешка на бяло поле h7 · черна пешка на бяло поле a6 · черен кон на бяло поле c6 · черна пешка на черно поле d6 · черен офицер на бяло поле e6 · черен кон на черно поле f6 · черна пешка на бяло поле b5 · черна пешка на черно поле e5 · бяла пешка на бяло поле e4 · бял офицер на бяло поле b3 · бяла пешка на черно поле c3 · бял кон на бяло поле f3 · бяла пешка на бяло поле h3 · бяла пешка на бяло поле a2 · бяла пешка на черно поле b2 · бяла пешка на черно поле d2 · бяла пешка на черно поле f2 · бяла пешка на бяло поле g2 · бял топ на черно поле a1 · бял кон на бяло поле b1 · бял офицер на черно поле c1 · бяла дама на бяло поле d1 · бял топ на черно поле e1 · бял цар на черно поле g1 | черен топ на бяло поле a8 · черна дама на черно поле d8 · черен топ на черно поле f8 · черен цар на бяло поле g8 · черна пешка на черно поле c7 · черен офицер на черно поле e7 · черна пешка на бяло поле f7 · черна пешка на черно поле g7 · черна пешка на бяло поле h7 · черна пешка на бяло поле a6 · черен кон на бяло поле c6 · черна пешка на черно поле d6 · черен офицер на бяло поле e6 · черен кон на черно поле f6 · черна пешка на бяло поле b5 · черна пешка на черно поле e5 · бяла пешка на бяло поле e4 · бял офицер на бяло поле b3 · бяла пешка на черно поле c3 · бял кон на бяло поле f3 · бяла пешка на бяло поле h3 · бяла пешка на бяло поле a2 · бяла пешка на черно поле b2 · бяла пешка на черно поле d2 · бяла пешка на черно поле f2 · бяла пешка на бяло поле g2 · бял топ на черно поле a1 · бял кон на бяло поле b1 · бял офицер на черно поле c1 · бяла дама на бяло поле d1 · бял топ на черно поле e1 · бял цар на черно поле g1 | 8 |
| 7 | черен топ на бяло поле a8 · черна дама на черно поле d8 · черен топ на черно поле f8 · черен цар на бяло поле g8 · черна пешка на черно поле c7 · черен офицер на черно поле e7 · черна пешка на бяло поле f7 · черна пешка на черно поле g7 · черна пешка на бяло поле h7 · черна пешка на бяло поле a6 · черен кон на бяло поле c6 · черна пешка на черно поле d6 · черен офицер на бяло поле e6 · черен кон на черно поле f6 · черна пешка на бяло поле b5 · черна пешка на черно поле e5 · бяла пешка на бяло поле e4 · бял офицер на бяло поле b3 · бяла пешка на черно поле c3 · бял кон на бяло поле f3 · бяла пешка на бяло поле h3 · бяла пешка на бяло поле a2 · бяла пешка на черно поле b2 · бяла пешка на черно поле d2 · бяла пешка на черно поле f2 · бяла пешка на бяло поле g2 · бял топ на черно поле a1 · бял кон на бяло поле b1 · бял офицер на черно поле c1 · бяла дама на бяло поле d1 · бял топ на черно поле e1 · бял цар на черно поле g1 | черен топ на бяло поле a8 · черна дама на черно поле d8 · черен топ на черно поле f8 · черен цар на бяло поле g8 · черна пешка на черно поле c7 · черен офицер на черно поле e7 · черна пешка на бяло поле f7 · черна пешка на черно поле g7 · черна пешка на бяло поле h7 · черна пешка на бяло поле a6 · черен кон на бяло поле c6 · черна пешка на черно поле d6 · черен офицер на бяло поле e6 · черен кон на черно поле f6 · черна пешка на бяло поле b5 · черна пешка на черно поле e5 · бяла пешка на бяло поле e4 · бял офицер на бяло поле b3 · бяла пешка на черно поле c3 · бял кон на бяло поле f3 · бяла пешка на бяло поле h3 · бяла пешка на бяло поле a2 · бяла пешка на черно поле b2 · бяла пешка на черно поле d2 · бяла пешка на черно поле f2 · бяла пешка на бяло поле g2 · бял топ на черно поле a1 · бял кон на бяло поле b1 · бял офицер на черно поле c1 · бяла дама на бяло поле d1 · бял топ на черно поле e1 · бял цар на черно поле g1 | черен топ на бяло поле a8 · черна дама на черно поле d8 · черен топ на черно поле f8 · черен цар на бяло поле g8 · черна пешка на черно поле c7 · черен офицер на черно поле e7 · черна пешка на бяло поле f7 · черна пешка на черно поле g7 · черна пешка на бяло поле h7 · черна пешка на бяло поле a6 · черен кон на бяло поле c6 · черна пешка на черно поле d6 · черен офицер на бяло поле e6 · черен кон на черно поле f6 · черна пешка на бяло поле b5 · черна пешка на черно поле e5 · бяла пешка на бяло поле e4 · бял офицер на бяло поле b3 · бяла пешка на черно поле c3 · бял кон на бяло поле f3 · бяла пешка на бяло поле h3 · бяла пешка на бяло поле a2 · бяла пешка на черно поле b2 · бяла пешка на черно поле d2 · бяла пешка на черно поле f2 · бяла пешка на бяло поле g2 · бял топ на черно поле a1 · бял кон на бяло поле b1 · бял офицер на черно поле c1 · бяла дама на бяло поле d1 · бял топ на черно поле e1 · бял цар на черно поле g1 | черен топ на бяло поле a8 · черна дама на черно поле d8 · черен топ на черно поле f8 · черен цар на бяло поле g8 · черна пешка на черно поле c7 · черен офицер на черно поле e7 · черна пешка на бяло поле f7 · черна пешка на черно поле g7 · черна пешка на бяло поле h7 · черна пешка на бяло поле a6 · черен кон на бяло поле c6 · черна пешка на черно поле d6 · черен офицер на бяло поле e6 · черен кон на черно поле f6 · черна пешка на бяло поле b5 · черна пешка на черно поле e5 · бяла пешка на бяло поле e4 · бял офицер на бяло поле b3 · бяла пешка на черно поле c3 · бял кон на бяло поле f3 · бяла пешка на бяло поле h3 · бяла пешка на бяло поле a2 · бяла пешка на черно поле b2 · бяла пешка на черно поле d2 · бяла пешка на черно поле f2 · бяла пешка на бяло поле g2 · бял топ на черно поле a1 · бял кон на бяло поле b1 · бял офицер на черно поле c1 · бяла дама на бяло поле d1 · бял топ на черно поле e1 · бял цар на черно поле g1 | черен топ на бяло поле a8 · черна дама на черно поле d8 · черен топ на черно поле f8 · черен цар на бяло поле g8 · черна пешка на черно поле c7 · черен офицер на черно поле e7 · черна пешка на бяло поле f7 · черна пешка на черно поле g7 · черна пешка на бяло поле h7 · черна пешка на бяло поле a6 · черен кон на бяло поле c6 · черна пешка на черно поле d6 · черен офицер на бяло поле e6 · черен кон на черно поле f6 · черна пешка на бяло поле b5 · черна пешка на черно поле e5 · бяла пешка на бяло поле e4 · бял офицер на бяло поле b3 · бяла пешка на черно поле c3 · бял кон на бяло поле f3 · бяла пешка на бяло поле h3 · бяла пешка на бяло поле a2 · бяла пешка на черно поле b2 · бяла пешка на черно поле d2 · бяла пешка на черно поле f2 · бяла пешка на бяло поле g2 · бял топ на черно поле a1 · бял кон на бяло поле b1 · бял офицер на черно поле c1 · бяла дама на бяло поле d1 · бял топ на черно поле e1 · бял цар на черно поле g1 | черен топ на бяло поле a8 · черна дама на черно поле d8 · черен топ на черно поле f8 · черен цар на бяло поле g8 · черна пешка на черно поле c7 · черен офицер на черно поле e7 · черна пешка на бяло поле f7 · черна пешка на черно поле g7 · черна пешка на бяло поле h7 · черна пешка на бяло поле a6 · черен кон на бяло поле c6 · черна пешка на черно поле d6 · черен офицер на бяло поле e6 · черен кон на черно поле f6 · черна пешка на бяло поле b5 · черна пешка на черно поле e5 · бяла пешка на бяло поле e4 · бял офицер на бяло поле b3 · бяла пешка на черно поле c3 · бял кон на бяло поле f3 · бяла пешка на бяло поле h3 · бяла пешка на бяло поле a2 · бяла пешка на черно поле b2 · бяла пешка на черно поле d2 · бяла пешка на черно поле f2 · бяла пешка на бяло поле g2 · бял топ на черно поле a1 · бял кон на бяло поле b1 · бял офицер на черно поле c1 · бяла дама на бяло поле d1 · бял топ на черно поле e1 · бял цар на черно поле g1 | черен топ на бяло поле a8 · черна дама на черно поле d8 · черен топ на черно поле f8 · черен цар на бяло поле g8 · черна пешка на черно поле c7 · черен офицер на черно поле e7 · черна пешка на бяло поле f7 · черна пешка на черно поле g7 · черна пешка на бяло поле h7 · черна пешка на бяло поле a6 · черен кон на бяло поле c6 · черна пешка на черно поле d6 · черен офицер на бяло поле e6 · черен кон на черно поле f6 · черна пешка на бяло поле b5 · черна пешка на черно поле e5 · бяла пешка на бяло поле e4 · бял офицер на бяло поле b3 · бяла пешка на черно поле c3 · бял кон на бяло поле f3 · бяла пешка на бяло поле h3 · бяла пешка на бяло поле a2 · бяла пешка на черно поле b2 · бяла пешка на черно поле d2 · бяла пешка на черно поле f2 · бяла пешка на бяло поле g2 · бял топ на черно поле a1 · бял кон на бяло поле b1 · бял офицер на черно поле c1 · бяла дама на бяло поле d1 · бял топ на черно поле e1 · бял цар на черно поле g1 | черен топ на бяло поле a8 · черна дама на черно поле d8 · черен топ на черно поле f8 · черен цар на бяло поле g8 · черна пешка на черно поле c7 · черен офицер на черно поле e7 · черна пешка на бяло поле f7 · черна пешка на черно поле g7 · черна пешка на бяло поле h7 · черна пешка на бяло поле a6 · черен кон на бяло поле c6 · черна пешка на черно поле d6 · черен офицер на бяло поле e6 · черен кон на черно поле f6 · черна пешка на бяло поле b5 · черна пешка на черно поле e5 · бяла пешка на бяло поле e4 · бял офицер на бяло поле b3 · бяла пешка на черно поле c3 · бял кон на бяло поле f3 · бяла пешка на бяло поле h3 · бяла пешка на бяло поле a2 · бяла пешка на черно поле b2 · бяла пешка на черно поле d2 · бяла пешка на черно поле f2 · бяла пешка на бяло поле g2 · бял топ на черно поле a1 · бял кон на бяло поле b1 · бял офицер на черно поле c1 · бяла дама на бяло поле d1 · бял топ на черно поле e1 · бял цар на черно поле g1 | 7 |
| 6 | черен топ на бяло поле a8 · черна дама на черно поле d8 · черен топ на черно поле f8 · черен цар на бяло поле g8 · черна пешка на черно поле c7 · черен офицер на черно поле e7 · черна пешка на бяло поле f7 · черна пешка на черно поле g7 · черна пешка на бяло поле h7 · черна пешка на бяло поле a6 · черен кон на бяло поле c6 · черна пешка на черно поле d6 · черен офицер на бяло поле e6 · черен кон на черно поле f6 · черна пешка на бяло поле b5 · черна пешка на черно поле e5 · бяла пешка на бяло поле e4 · бял офицер на бяло поле b3 · бяла пешка на черно поле c3 · бял кон на бяло поле f3 · бяла пешка на бяло поле h3 · бяла пешка на бяло поле a2 · бяла пешка на черно поле b2 · бяла пешка на черно поле d2 · бяла пешка на черно поле f2 · бяла пешка на бяло поле g2 · бял топ на черно поле a1 · бял кон на бяло поле b1 · бял офицер на черно поле c1 · бяла дама на бяло поле d1 · бял топ на черно поле e1 · бял цар на черно поле g1 | черен топ на бяло поле a8 · черна дама на черно поле d8 · черен топ на черно поле f8 · черен цар на бяло поле g8 · черна пешка на черно поле c7 · черен офицер на черно поле e7 · черна пешка на бяло поле f7 · черна пешка на черно поле g7 · черна пешка на бяло поле h7 · черна пешка на бяло поле a6 · черен кон на бяло поле c6 · черна пешка на черно поле d6 · черен офицер на бяло поле e6 · черен кон на черно поле f6 · черна пешка на бяло поле b5 · черна пешка на черно поле e5 · бяла пешка на бяло поле e4 · бял офицер на бяло поле b3 · бяла пешка на черно поле c3 · бял кон на бяло поле f3 · бяла пешка на бяло поле h3 · бяла пешка на бяло поле a2 · бяла пешка на черно поле b2 · бяла пешка на черно поле d2 · бяла пешка на черно поле f2 · бяла пешка на бяло поле g2 · бял топ на черно поле a1 · бял кон на бяло поле b1 · бял офицер на черно поле c1 · бяла дама на бяло поле d1 · бял топ на черно поле e1 · бял цар на черно поле g1 | черен топ на бяло поле a8 · черна дама на черно поле d8 · черен топ на черно поле f8 · черен цар на бяло поле g8 · черна пешка на черно поле c7 · черен офицер на черно поле e7 · черна пешка на бяло поле f7 · черна пешка на черно поле g7 · черна пешка на бяло поле h7 · черна пешка на бяло поле a6 · черен кон на бяло поле c6 · черна пешка на черно поле d6 · черен офицер на бяло поле e6 · черен кон на черно поле f6 · черна пешка на бяло поле b5 · черна пешка на черно поле e5 · бяла пешка на бяло поле e4 · бял офицер на бяло поле b3 · бяла пешка на черно поле c3 · бял кон на бяло поле f3 · бяла пешка на бяло поле h3 · бяла пешка на бяло поле a2 · бяла пешка на черно поле b2 · бяла пешка на черно поле d2 · бяла пешка на черно поле f2 · бяла пешка на бяло поле g2 · бял топ на черно поле a1 · бял кон на бяло поле b1 · бял офицер на черно поле c1 · бяла дама на бяло поле d1 · бял топ на черно поле e1 · бял цар на черно поле g1 | черен топ на бяло поле a8 · черна дама на черно поле d8 · черен топ на черно поле f8 · черен цар на бяло поле g8 · черна пешка на черно поле c7 · черен офицер на черно поле e7 · черна пешка на бяло поле f7 · черна пешка на черно поле g7 · черна пешка на бяло поле h7 · черна пешка на бяло поле a6 · черен кон на бяло поле c6 · черна пешка на черно поле d6 · черен офицер на бяло поле e6 · черен кон на черно поле f6 · черна пешка на бяло поле b5 · черна пешка на черно поле e5 · бяла пешка на бяло поле e4 · бял офицер на бяло поле b3 · бяла пешка на черно поле c3 · бял кон на бяло поле f3 · бяла пешка на бяло поле h3 · бяла пешка на бяло поле a2 · бяла пешка на черно поле b2 · бяла пешка на черно поле d2 · бяла пешка на черно поле f2 · бяла пешка на бяло поле g2 · бял топ на черно поле a1 · бял кон на бяло поле b1 · бял офицер на черно поле c1 · бяла дама на бяло поле d1 · бял топ на черно поле e1 · бял цар на черно поле g1 | черен топ на бяло поле a8 · черна дама на черно поле d8 · черен топ на черно поле f8 · черен цар на бяло поле g8 · черна пешка на черно поле c7 · черен офицер на черно поле e7 · черна пешка на бяло поле f7 · черна пешка на черно поле g7 · черна пешка на бяло поле h7 · черна пешка на бяло поле a6 · черен кон на бяло поле c6 · черна пешка на черно поле d6 · черен офицер на бяло поле e6 · черен кон на черно поле f6 · черна пешка на бяло поле b5 · черна пешка на черно поле e5 · бяла пешка на бяло поле e4 · бял офицер на бяло поле b3 · бяла пешка на черно поле c3 · бял кон на бяло поле f3 · бяла пешка на бяло поле h3 · бяла пешка на бяло поле a2 · бяла пешка на черно поле b2 · бяла пешка на черно поле d2 · бяла пешка на черно поле f2 · бяла пешка на бяло поле g2 · бял топ на черно поле a1 · бял кон на бяло поле b1 · бял офицер на черно поле c1 · бяла дама на бяло поле d1 · бял топ на черно поле e1 · бял цар на черно поле g1 | черен топ на бяло поле a8 · черна дама на черно поле d8 · черен топ на черно поле f8 · черен цар на бяло поле g8 · черна пешка на черно поле c7 · черен офицер на черно поле e7 · черна пешка на бяло поле f7 · черна пешка на черно поле g7 · черна пешка на бяло поле h7 · черна пешка на бяло поле a6 · черен кон на бяло поле c6 · черна пешка на черно поле d6 · черен офицер на бяло поле e6 · черен кон на черно поле f6 · черна пешка на бяло поле b5 · черна пешка на черно поле e5 · бяла пешка на бяло поле e4 · бял офицер на бяло поле b3 · бяла пешка на черно поле c3 · бял кон на бяло поле f3 · бяла пешка на бяло поле h3 · бяла пешка на бяло поле a2 · бяла пешка на черно поле b2 · бяла пешка на черно поле d2 · бяла пешка на черно поле f2 · бяла пешка на бяло поле g2 · бял топ на черно поле a1 · бял кон на бяло поле b1 · бял офицер на черно поле c1 · бяла дама на бяло поле d1 · бял топ на черно поле e1 · бял цар на черно поле g1 | черен топ на бяло поле a8 · черна дама на черно поле d8 · черен топ на черно поле f8 · черен цар на бяло поле g8 · черна пешка на черно поле c7 · черен офицер на черно поле e7 · черна пешка на бяло поле f7 · черна пешка на черно поле g7 · черна пешка на бяло поле h7 · черна пешка на бяло поле a6 · черен кон на бяло поле c6 · черна пешка на черно поле d6 · черен офицер на бяло поле e6 · черен кон на черно поле f6 · черна пешка на бяло поле b5 · черна пешка на черно поле e5 · бяла пешка на бяло поле e4 · бял офицер на бяло поле b3 · бяла пешка на черно поле c3 · бял кон на бяло поле f3 · бяла пешка на бяло поле h3 · бяла пешка на бяло поле a2 · бяла пешка на черно поле b2 · бяла пешка на черно поле d2 · бяла пешка на черно поле f2 · бяла пешка на бяло поле g2 · бял топ на черно поле a1 · бял кон на бяло поле b1 · бял офицер на черно поле c1 · бяла дама на бяло поле d1 · бял топ на черно поле e1 · бял цар на черно поле g1 | черен топ на бяло поле a8 · черна дама на черно поле d8 · черен топ на черно поле f8 · черен цар на бяло поле g8 · черна пешка на черно поле c7 · черен офицер на черно поле e7 · черна пешка на бяло поле f7 · черна пешка на черно поле g7 · черна пешка на бяло поле h7 · черна пешка на бяло поле a6 · черен кон на бяло поле c6 · черна пешка на черно поле d6 · черен офицер на бяло поле e6 · черен кон на черно поле f6 · черна пешка на бяло поле b5 · черна пешка на черно поле e5 · бяла пешка на бяло поле e4 · бял офицер на бяло поле b3 · бяла пешка на черно поле c3 · бял кон на бяло поле f3 · бяла пешка на бяло поле h3 · бяла пешка на бяло поле a2 · бяла пешка на черно поле b2 · бяла пешка на черно поле d2 · бяла пешка на черно поле f2 · бяла пешка на бяло поле g2 · бял топ на черно поле a1 · бял кон на бяло поле b1 · бял офицер на черно поле c1 · бяла дама на бяло поле d1 · бял топ на черно поле e1 · бял цар на черно поле g1 | 6 |
| 5 | черен топ на бяло поле a8 · черна дама на черно поле d8 · черен топ на черно поле f8 · черен цар на бяло поле g8 · черна пешка на черно поле c7 · черен офицер на черно поле e7 · черна пешка на бяло поле f7 · черна пешка на черно поле g7 · черна пешка на бяло поле h7 · черна пешка на бяло поле a6 · черен кон на бяло поле c6 · черна пешка на черно поле d6 · черен офицер на бяло поле e6 · черен кон на черно поле f6 · черна пешка на бяло поле b5 · черна пешка на черно поле e5 · бяла пешка на бяло поле e4 · бял офицер на бяло поле b3 · бяла пешка на черно поле c3 · бял кон на бяло поле f3 · бяла пешка на бяло поле h3 · бяла пешка на бяло поле a2 · бяла пешка на черно поле b2 · бяла пешка на черно поле d2 · бяла пешка на черно поле f2 · бяла пешка на бяло поле g2 · бял топ на черно поле a1 · бял кон на бяло поле b1 · бял офицер на черно поле c1 · бяла дама на бяло поле d1 · бял топ на черно поле e1 · бял цар на черно поле g1 | черен топ на бяло поле a8 · черна дама на черно поле d8 · черен топ на черно поле f8 · черен цар на бяло поле g8 · черна пешка на черно поле c7 · черен офицер на черно поле e7 · черна пешка на бяло поле f7 · черна пешка на черно поле g7 · черна пешка на бяло поле h7 · черна пешка на бяло поле a6 · черен кон на бяло поле c6 · черна пешка на черно поле d6 · черен офицер на бяло поле e6 · черен кон на черно поле f6 · черна пешка на бяло поле b5 · черна пешка на черно поле e5 · бяла пешка на бяло поле e4 · бял офицер на бяло поле b3 · бяла пешка на черно поле c3 · бял кон на бяло поле f3 · бяла пешка на бяло поле h3 · бяла пешка на бяло поле a2 · бяла пешка на черно поле b2 · бяла пешка на черно поле d2 · бяла пешка на черно поле f2 · бяла пешка на бяло поле g2 · бял топ на черно поле a1 · бял кон на бяло поле b1 · бял офицер на черно поле c1 · бяла дама на бяло поле d1 · бял топ на черно поле e1 · бял цар на черно поле g1 | черен топ на бяло поле a8 · черна дама на черно поле d8 · черен топ на черно поле f8 · черен цар на бяло поле g8 · черна пешка на черно поле c7 · черен офицер на черно поле e7 · черна пешка на бяло поле f7 · черна пешка на черно поле g7 · черна пешка на бяло поле h7 · черна пешка на бяло поле a6 · черен кон на бяло поле c6 · черна пешка на черно поле d6 · черен офицер на бяло поле e6 · черен кон на черно поле f6 · черна пешка на бяло поле b5 · черна пешка на черно поле e5 · бяла пешка на бяло поле e4 · бял офицер на бяло поле b3 · бяла пешка на черно поле c3 · бял кон на бяло поле f3 · бяла пешка на бяло поле h3 · бяла пешка на бяло поле a2 · бяла пешка на черно поле b2 · бяла пешка на черно поле d2 · бяла пешка на черно поле f2 · бяла пешка на бяло поле g2 · бял топ на черно поле a1 · бял кон на бяло поле b1 · бял офицер на черно поле c1 · бяла дама на бяло поле d1 · бял топ на черно поле e1 · бял цар на черно поле g1 | черен топ на бяло поле a8 · черна дама на черно поле d8 · черен топ на черно поле f8 · черен цар на бяло поле g8 · черна пешка на черно поле c7 · черен офицер на черно поле e7 · черна пешка на бяло поле f7 · черна пешка на черно поле g7 · черна пешка на бяло поле h7 · черна пешка на бяло поле a6 · черен кон на бяло поле c6 · черна пешка на черно поле d6 · черен офицер на бяло поле e6 · черен кон на черно поле f6 · черна пешка на бяло поле b5 · черна пешка на черно поле e5 · бяла пешка на бяло поле e4 · бял офицер на бяло поле b3 · бяла пешка на черно поле c3 · бял кон на бяло поле f3 · бяла пешка на бяло поле h3 · бяла пешка на бяло поле a2 · бяла пешка на черно поле b2 · бяла пешка на черно поле d2 · бяла пешка на черно поле f2 · бяла пешка на бяло поле g2 · бял топ на черно поле a1 · бял кон на бяло поле b1 · бял офицер на черно поле c1 · бяла дама на бяло поле d1 · бял топ на черно поле e1 · бял цар на черно поле g1 | черен топ на бяло поле a8 · черна дама на черно поле d8 · черен топ на черно поле f8 · черен цар на бяло поле g8 · черна пешка на черно поле c7 · черен офицер на черно поле e7 · черна пешка на бяло поле f7 · черна пешка на черно поле g7 · черна пешка на бяло поле h7 · черна пешка на бяло поле a6 · черен кон на бяло поле c6 · черна пешка на черно поле d6 · черен офицер на бяло поле e6 · черен кон на черно поле f6 · черна пешка на бяло поле b5 · черна пешка на черно поле e5 · бяла пешка на бяло поле e4 · бял офицер на бяло поле b3 · бяла пешка на черно поле c3 · бял кон на бяло поле f3 · бяла пешка на бяло поле h3 · бяла пешка на бяло поле a2 · бяла пешка на черно поле b2 · бяла пешка на черно поле d2 · бяла пешка на черно поле f2 · бяла пешка на бяло поле g2 · бял топ на черно поле a1 · бял кон на бяло поле b1 · бял офицер на черно поле c1 · бяла дама на бяло поле d1 · бял топ на черно поле e1 · бял цар на черно поле g1 | черен топ на бяло поле a8 · черна дама на черно поле d8 · черен топ на черно поле f8 · черен цар на бяло поле g8 · черна пешка на черно поле c7 · черен офицер на черно поле e7 · черна пешка на бяло поле f7 · черна пешка на черно поле g7 · черна пешка на бяло поле h7 · черна пешка на бяло поле a6 · черен кон на бяло поле c6 · черна пешка на черно поле d6 · черен офицер на бяло поле e6 · черен кон на черно поле f6 · черна пешка на бяло поле b5 · черна пешка на черно поле e5 · бяла пешка на бяло поле e4 · бял офицер на бяло поле b3 · бяла пешка на черно поле c3 · бял кон на бяло поле f3 · бяла пешка на бяло поле h3 · бяла пешка на бяло поле a2 · бяла пешка на черно поле b2 · бяла пешка на черно поле d2 · бяла пешка на черно поле f2 · бяла пешка на бяло поле g2 · бял топ на черно поле a1 · бял кон на бяло поле b1 · бял офицер на черно поле c1 · бяла дама на бяло поле d1 · бял топ на черно поле e1 · бял цар на черно поле g1 | черен топ на бяло поле a8 · черна дама на черно поле d8 · черен топ на черно поле f8 · черен цар на бяло поле g8 · черна пешка на черно поле c7 · черен офицер на черно поле e7 · черна пешка на бяло поле f7 · черна пешка на черно поле g7 · черна пешка на бяло поле h7 · черна пешка на бяло поле a6 · черен кон на бяло поле c6 · черна пешка на черно поле d6 · черен офицер на бяло поле e6 · черен кон на черно поле f6 · черна пешка на бяло поле b5 · черна пешка на черно поле e5 · бяла пешка на бяло поле e4 · бял офицер на бяло поле b3 · бяла пешка на черно поле c3 · бял кон на бяло поле f3 · бяла пешка на бяло поле h3 · бяла пешка на бяло поле a2 · бяла пешка на черно поле b2 · бяла пешка на черно поле d2 · бяла пешка на черно поле f2 · бяла пешка на бяло поле g2 · бял топ на черно поле a1 · бял кон на бяло поле b1 · бял офицер на черно поле c1 · бяла дама на бяло поле d1 · бял топ на черно поле e1 · бял цар на черно поле g1 | черен топ на бяло поле a8 · черна дама на черно поле d8 · черен топ на черно поле f8 · черен цар на бяло поле g8 · черна пешка на черно поле c7 · черен офицер на черно поле e7 · черна пешка на бяло поле f7 · черна пешка на черно поле g7 · черна пешка на бяло поле h7 · черна пешка на бяло поле a6 · черен кон на бяло поле c6 · черна пешка на черно поле d6 · черен офицер на бяло поле e6 · черен кон на черно поле f6 · черна пешка на бяло поле b5 · черна пешка на черно поле e5 · бяла пешка на бяло поле e4 · бял офицер на бяло поле b3 · бяла пешка на черно поле c3 · бял кон на бяло поле f3 · бяла пешка на бяло поле h3 · бяла пешка на бяло поле a2 · бяла пешка на черно поле b2 · бяла пешка на черно поле d2 · бяла пешка на черно поле f2 · бяла пешка на бяло поле g2 · бял топ на черно поле a1 · бял кон на бяло поле b1 · бял офицер на черно поле c1 · бяла дама на бяло поле d1 · бял топ на черно поле e1 · бял цар на черно поле g1 | 5 |
| 4 | черен топ на бяло поле a8 · черна дама на черно поле d8 · черен топ на черно поле f8 · черен цар на бяло поле g8 · черна пешка на черно поле c7 · черен офицер на черно поле e7 · черна пешка на бяло поле f7 · черна пешка на черно поле g7 · черна пешка на бяло поле h7 · черна пешка на бяло поле a6 · черен кон на бяло поле c6 · черна пешка на черно поле d6 · черен офицер на бяло поле e6 · черен кон на черно поле f6 · черна пешка на бяло поле b5 · черна пешка на черно поле e5 · бяла пешка на бяло поле e4 · бял офицер на бяло поле b3 · бяла пешка на черно поле c3 · бял кон на бяло поле f3 · бяла пешка на бяло поле h3 · бяла пешка на бяло поле a2 · бяла пешка на черно поле b2 · бяла пешка на черно поле d2 · бяла пешка на черно поле f2 · бяла пешка на бяло поле g2 · бял топ на черно поле a1 · бял кон на бяло поле b1 · бял офицер на черно поле c1 · бяла дама на бяло поле d1 · бял топ на черно поле e1 · бял цар на черно поле g1 | черен топ на бяло поле a8 · черна дама на черно поле d8 · черен топ на черно поле f8 · черен цар на бяло поле g8 · черна пешка на черно поле c7 · черен офицер на черно поле e7 · черна пешка на бяло поле f7 · черна пешка на черно поле g7 · черна пешка на бяло поле h7 · черна пешка на бяло поле a6 · черен кон на бяло поле c6 · черна пешка на черно поле d6 · черен офицер на бяло поле e6 · черен кон на черно поле f6 · черна пешка на бяло поле b5 · черна пешка на черно поле e5 · бяла пешка на бяло поле e4 · бял офицер на бяло поле b3 · бяла пешка на черно поле c3 · бял кон на бяло поле f3 · бяла пешка на бяло поле h3 · бяла пешка на бяло поле a2 · бяла пешка на черно поле b2 · бяла пешка на черно поле d2 · бяла пешка на черно поле f2 · бяла пешка на бяло поле g2 · бял топ на черно поле a1 · бял кон на бяло поле b1 · бял офицер на черно поле c1 · бяла дама на бяло поле d1 · бял топ на черно поле e1 · бял цар на черно поле g1 | черен топ на бяло поле a8 · черна дама на черно поле d8 · черен топ на черно поле f8 · черен цар на бяло поле g8 · черна пешка на черно поле c7 · черен офицер на черно поле e7 · черна пешка на бяло поле f7 · черна пешка на черно поле g7 · черна пешка на бяло поле h7 · черна пешка на бяло поле a6 · черен кон на бяло поле c6 · черна пешка на черно поле d6 · черен офицер на бяло поле e6 · черен кон на черно поле f6 · черна пешка на бяло поле b5 · черна пешка на черно поле e5 · бяла пешка на бяло поле e4 · бял офицер на бяло поле b3 · бяла пешка на черно поле c3 · бял кон на бяло поле f3 · бяла пешка на бяло поле h3 · бяла пешка на бяло поле a2 · бяла пешка на черно поле b2 · бяла пешка на черно поле d2 · бяла пешка на черно поле f2 · бяла пешка на бяло поле g2 · бял топ на черно поле a1 · бял кон на бяло поле b1 · бял офицер на черно поле c1 · бяла дама на бяло поле d1 · бял топ на черно поле e1 · бял цар на черно поле g1 | черен топ на бяло поле a8 · черна дама на черно поле d8 · черен топ на черно поле f8 · черен цар на бяло поле g8 · черна пешка на черно поле c7 · черен офицер на черно поле e7 · черна пешка на бяло поле f7 · черна пешка на черно поле g7 · черна пешка на бяло поле h7 · черна пешка на бяло поле a6 · черен кон на бяло поле c6 · черна пешка на черно поле d6 · черен офицер на бяло поле e6 · черен кон на черно поле f6 · черна пешка на бяло поле b5 · черна пешка на черно поле e5 · бяла пешка на бяло поле e4 · бял офицер на бяло поле b3 · бяла пешка на черно поле c3 · бял кон на бяло поле f3 · бяла пешка на бяло поле h3 · бяла пешка на бяло поле a2 · бяла пешка на черно поле b2 · бяла пешка на черно поле d2 · бяла пешка на черно поле f2 · бяла пешка на бяло поле g2 · бял топ на черно поле a1 · бял кон на бяло поле b1 · бял офицер на черно поле c1 · бяла дама на бяло поле d1 · бял топ на черно поле e1 · бял цар на черно поле g1 | черен топ на бяло поле a8 · черна дама на черно поле d8 · черен топ на черно поле f8 · черен цар на бяло поле g8 · черна пешка на черно поле c7 · черен офицер на черно поле e7 · черна пешка на бяло поле f7 · черна пешка на черно поле g7 · черна пешка на бяло поле h7 · черна пешка на бяло поле a6 · черен кон на бяло поле c6 · черна пешка на черно поле d6 · черен офицер на бяло поле e6 · черен кон на черно поле f6 · черна пешка на бяло поле b5 · черна пешка на черно поле e5 · бяла пешка на бяло поле e4 · бял офицер на бяло поле b3 · бяла пешка на черно поле c3 · бял кон на бяло поле f3 · бяла пешка на бяло поле h3 · бяла пешка на бяло поле a2 · бяла пешка на черно поле b2 · бяла пешка на черно поле d2 · бяла пешка на черно поле f2 · бяла пешка на бяло поле g2 · бял топ на черно поле a1 · бял кон на бяло поле b1 · бял офицер на черно поле c1 · бяла дама на бяло поле d1 · бял топ на черно поле e1 · бял цар на черно поле g1 | черен топ на бяло поле a8 · черна дама на черно поле d8 · черен топ на черно поле f8 · черен цар на бяло поле g8 · черна пешка на черно поле c7 · черен офицер на черно поле e7 · черна пешка на бяло поле f7 · черна пешка на черно поле g7 · черна пешка на бяло поле h7 · черна пешка на бяло поле a6 · черен кон на бяло поле c6 · черна пешка на черно поле d6 · черен офицер на бяло поле e6 · черен кон на черно поле f6 · черна пешка на бяло поле b5 · черна пешка на черно поле e5 · бяла пешка на бяло поле e4 · бял офицер на бяло поле b3 · бяла пешка на черно поле c3 · бял кон на бяло поле f3 · бяла пешка на бяло поле h3 · бяла пешка на бяло поле a2 · бяла пешка на черно поле b2 · бяла пешка на черно поле d2 · бяла пешка на черно поле f2 · бяла пешка на бяло поле g2 · бял топ на черно поле a1 · бял кон на бяло поле b1 · бял офицер на черно поле c1 · бяла дама на бяло поле d1 · бял топ на черно поле e1 · бял цар на черно поле g1 | черен топ на бяло поле a8 · черна дама на черно поле d8 · черен топ на черно поле f8 · черен цар на бяло поле g8 · черна пешка на черно поле c7 · черен офицер на черно поле e7 · черна пешка на бяло поле f7 · черна пешка на черно поле g7 · черна пешка на бяло поле h7 · черна пешка на бяло поле a6 · черен кон на бяло поле c6 · черна пешка на черно поле d6 · черен офицер на бяло поле e6 · черен кон на черно поле f6 · черна пешка на бяло поле b5 · черна пешка на черно поле e5 · бяла пешка на бяло поле e4 · бял офицер на бяло поле b3 · бяла пешка на черно поле c3 · бял кон на бяло поле f3 · бяла пешка на бяло поле h3 · бяла пешка на бяло поле a2 · бяла пешка на черно поле b2 · бяла пешка на черно поле d2 · бяла пешка на черно поле f2 · бяла пешка на бяло поле g2 · бял топ на черно поле a1 · бял кон на бяло поле b1 · бял офицер на черно поле c1 · бяла дама на бяло поле d1 · бял топ на черно поле e1 · бял цар на черно поле g1 | черен топ на бяло поле a8 · черна дама на черно поле d8 · черен топ на черно поле f8 · черен цар на бяло поле g8 · черна пешка на черно поле c7 · черен офицер на черно поле e7 · черна пешка на бяло поле f7 · черна пешка на черно поле g7 · черна пешка на бяло поле h7 · черна пешка на бяло поле a6 · черен кон на бяло поле c6 · черна пешка на черно поле d6 · черен офицер на бяло поле e6 · черен кон на черно поле f6 · черна пешка на бяло поле b5 · черна пешка на черно поле e5 · бяла пешка на бяло поле e4 · бял офицер на бяло поле b3 · бяла пешка на черно поле c3 · бял кон на бяло поле f3 · бяла пешка на бяло поле h3 · бяла пешка на бяло поле a2 · бяла пешка на черно поле b2 · бяла пешка на черно поле d2 · бяла пешка на черно поле f2 · бяла пешка на бяло поле g2 · бял топ на черно поле a1 · бял кон на бяло поле b1 · бял офицер на черно поле c1 · бяла дама на бяло поле d1 · бял топ на черно поле e1 · бял цар на черно поле g1 | 4 |
| 3 | черен топ на бяло поле a8 · черна дама на черно поле d8 · черен топ на черно поле f8 · черен цар на бяло поле g8 · черна пешка на черно поле c7 · черен офицер на черно поле e7 · черна пешка на бяло поле f7 · черна пешка на черно поле g7 · черна пешка на бяло поле h7 · черна пешка на бяло поле a6 · черен кон на бяло поле c6 · черна пешка на черно поле d6 · черен офицер на бяло поле e6 · черен кон на черно поле f6 · черна пешка на бяло поле b5 · черна пешка на черно поле e5 · бяла пешка на бяло поле e4 · бял офицер на бяло поле b3 · бяла пешка на черно поле c3 · бял кон на бяло поле f3 · бяла пешка на бяло поле h3 · бяла пешка на бяло поле a2 · бяла пешка на черно поле b2 · бяла пешка на черно поле d2 · бяла пешка на черно поле f2 · бяла пешка на бяло поле g2 · бял топ на черно поле a1 · бял кон на бяло поле b1 · бял офицер на черно поле c1 · бяла дама на бяло поле d1 · бял топ на черно поле e1 · бял цар на черно поле g1 | черен топ на бяло поле a8 · черна дама на черно поле d8 · черен топ на черно поле f8 · черен цар на бяло поле g8 · черна пешка на черно поле c7 · черен офицер на черно поле e7 · черна пешка на бяло поле f7 · черна пешка на черно поле g7 · черна пешка на бяло поле h7 · черна пешка на бяло поле a6 · черен кон на бяло поле c6 · черна пешка на черно поле d6 · черен офицер на бяло поле e6 · черен кон на черно поле f6 · черна пешка на бяло поле b5 · черна пешка на черно поле e5 · бяла пешка на бяло поле e4 · бял офицер на бяло поле b3 · бяла пешка на черно поле c3 · бял кон на бяло поле f3 · бяла пешка на бяло поле h3 · бяла пешка на бяло поле a2 · бяла пешка на черно поле b2 · бяла пешка на черно поле d2 · бяла пешка на черно поле f2 · бяла пешка на бяло поле g2 · бял топ на черно поле a1 · бял кон на бяло поле b1 · бял офицер на черно поле c1 · бяла дама на бяло поле d1 · бял топ на черно поле e1 · бял цар на черно поле g1 | черен топ на бяло поле a8 · черна дама на черно поле d8 · черен топ на черно поле f8 · черен цар на бяло поле g8 · черна пешка на черно поле c7 · черен офицер на черно поле e7 · черна пешка на бяло поле f7 · черна пешка на черно поле g7 · черна пешка на бяло поле h7 · черна пешка на бяло поле a6 · черен кон на бяло поле c6 · черна пешка на черно поле d6 · черен офицер на бяло поле e6 · черен кон на черно поле f6 · черна пешка на бяло поле b5 · черна пешка на черно поле e5 · бяла пешка на бяло поле e4 · бял офицер на бяло поле b3 · бяла пешка на черно поле c3 · бял кон на бяло поле f3 · бяла пешка на бяло поле h3 · бяла пешка на бяло поле a2 · бяла пешка на черно поле b2 · бяла пешка на черно поле d2 · бяла пешка на черно поле f2 · бяла пешка на бяло поле g2 · бял топ на черно поле a1 · бял кон на бяло поле b1 · бял офицер на черно поле c1 · бяла дама на бяло поле d1 · бял топ на черно поле e1 · бял цар на черно поле g1 | черен топ на бяло поле a8 · черна дама на черно поле d8 · черен топ на черно поле f8 · черен цар на бяло поле g8 · черна пешка на черно поле c7 · черен офицер на черно поле e7 · черна пешка на бяло поле f7 · черна пешка на черно поле g7 · черна пешка на бяло поле h7 · черна пешка на бяло поле a6 · черен кон на бяло поле c6 · черна пешка на черно поле d6 · черен офицер на бяло поле e6 · черен кон на черно поле f6 · черна пешка на бяло поле b5 · черна пешка на черно поле e5 · бяла пешка на бяло поле e4 · бял офицер на бяло поле b3 · бяла пешка на черно поле c3 · бял кон на бяло поле f3 · бяла пешка на бяло поле h3 · бяла пешка на бяло поле a2 · бяла пешка на черно поле b2 · бяла пешка на черно поле d2 · бяла пешка на черно поле f2 · бяла пешка на бяло поле g2 · бял топ на черно поле a1 · бял кон на бяло поле b1 · бял офицер на черно поле c1 · бяла дама на бяло поле d1 · бял топ на черно поле e1 · бял цар на черно поле g1 | черен топ на бяло поле a8 · черна дама на черно поле d8 · черен топ на черно поле f8 · черен цар на бяло поле g8 · черна пешка на черно поле c7 · черен офицер на черно поле e7 · черна пешка на бяло поле f7 · черна пешка на черно поле g7 · черна пешка на бяло поле h7 · черна пешка на бяло поле a6 · черен кон на бяло поле c6 · черна пешка на черно поле d6 · черен офицер на бяло поле e6 · черен кон на черно поле f6 · черна пешка на бяло поле b5 · черна пешка на черно поле e5 · бяла пешка на бяло поле e4 · бял офицер на бяло поле b3 · бяла пешка на черно поле c3 · бял кон на бяло поле f3 · бяла пешка на бяло поле h3 · бяла пешка на бяло поле a2 · бяла пешка на черно поле b2 · бяла пешка на черно поле d2 · бяла пешка на черно поле f2 · бяла пешка на бяло поле g2 · бял топ на черно поле a1 · бял кон на бяло поле b1 · бял офицер на черно поле c1 · бяла дама на бяло поле d1 · бял топ на черно поле e1 · бял цар на черно поле g1 | черен топ на бяло поле a8 · черна дама на черно поле d8 · черен топ на черно поле f8 · черен цар на бяло поле g8 · черна пешка на черно поле c7 · черен офицер на черно поле e7 · черна пешка на бяло поле f7 · черна пешка на черно поле g7 · черна пешка на бяло поле h7 · черна пешка на бяло поле a6 · черен кон на бяло поле c6 · черна пешка на черно поле d6 · черен офицер на бяло поле e6 · черен кон на черно поле f6 · черна пешка на бяло поле b5 · черна пешка на черно поле e5 · бяла пешка на бяло поле e4 · бял офицер на бяло поле b3 · бяла пешка на черно поле c3 · бял кон на бяло поле f3 · бяла пешка на бяло поле h3 · бяла пешка на бяло поле a2 · бяла пешка на черно поле b2 · бяла пешка на черно поле d2 · бяла пешка на черно поле f2 · бяла пешка на бяло поле g2 · бял топ на черно поле a1 · бял кон на бяло поле b1 · бял офицер на черно поле c1 · бяла дама на бяло поле d1 · бял топ на черно поле e1 · бял цар на черно поле g1 | черен топ на бяло поле a8 · черна дама на черно поле d8 · черен топ на черно поле f8 · черен цар на бяло поле g8 · черна пешка на черно поле c7 · черен офицер на черно поле e7 · черна пешка на бяло поле f7 · черна пешка на черно поле g7 · черна пешка на бяло поле h7 · черна пешка на бяло поле a6 · черен кон на бяло поле c6 · черна пешка на черно поле d6 · черен офицер на бяло поле e6 · черен кон на черно поле f6 · черна пешка на бяло поле b5 · черна пешка на черно поле e5 · бяла пешка на бяло поле e4 · бял офицер на бяло поле b3 · бяла пешка на черно поле c3 · бял кон на бяло поле f3 · бяла пешка на бяло поле h3 · бяла пешка на бяло поле a2 · бяла пешка на черно поле b2 · бяла пешка на черно поле d2 · бяла пешка на черно поле f2 · бяла пешка на бяло поле g2 · бял топ на черно поле a1 · бял кон на бяло поле b1 · бял офицер на черно поле c1 · бяла дама на бяло поле d1 · бял топ на черно поле e1 · бял цар на черно поле g1 | черен топ на бяло поле a8 · черна дама на черно поле d8 · черен топ на черно поле f8 · черен цар на бяло поле g8 · черна пешка на черно поле c7 · черен офицер на черно поле e7 · черна пешка на бяло поле f7 · черна пешка на черно поле g7 · черна пешка на бяло поле h7 · черна пешка на бяло поле a6 · черен кон на бяло поле c6 · черна пешка на черно поле d6 · черен офицер на бяло поле e6 · черен кон на черно поле f6 · черна пешка на бяло поле b5 · черна пешка на черно поле e5 · бяла пешка на бяло поле e4 · бял офицер на бяло поле b3 · бяла пешка на черно поле c3 · бял кон на бяло поле f3 · бяла пешка на бяло поле h3 · бяла пешка на бяло поле a2 · бяла пешка на черно поле b2 · бяла пешка на черно поле d2 · бяла пешка на черно поле f2 · бяла пешка на бяло поле g2 · бял топ на черно поле a1 · бял кон на бяло поле b1 · бял офицер на черно поле c1 · бяла дама на бяло поле d1 · бял топ на черно поле e1 · бял цар на черно поле g1 | 3 |
| 2 | черен топ на бяло поле a8 · черна дама на черно поле d8 · черен топ на черно поле f8 · черен цар на бяло поле g8 · черна пешка на черно поле c7 · черен офицер на черно поле e7 · черна пешка на бяло поле f7 · черна пешка на черно поле g7 · черна пешка на бяло поле h7 · черна пешка на бяло поле a6 · черен кон на бяло поле c6 · черна пешка на черно поле d6 · черен офицер на бяло поле e6 · черен кон на черно поле f6 · черна пешка на бяло поле b5 · черна пешка на черно поле e5 · бяла пешка на бяло поле e4 · бял офицер на бяло поле b3 · бяла пешка на черно поле c3 · бял кон на бяло поле f3 · бяла пешка на бяло поле h3 · бяла пешка на бяло поле a2 · бяла пешка на черно поле b2 · бяла пешка на черно поле d2 · бяла пешка на черно поле f2 · бяла пешка на бяло поле g2 · бял топ на черно поле a1 · бял кон на бяло поле b1 · бял офицер на черно поле c1 · бяла дама на бяло поле d1 · бял топ на черно поле e1 · бял цар на черно поле g1 | черен топ на бяло поле a8 · черна дама на черно поле d8 · черен топ на черно поле f8 · черен цар на бяло поле g8 · черна пешка на черно поле c7 · черен офицер на черно поле e7 · черна пешка на бяло поле f7 · черна пешка на черно поле g7 · черна пешка на бяло поле h7 · черна пешка на бяло поле a6 · черен кон на бяло поле c6 · черна пешка на черно поле d6 · черен офицер на бяло поле e6 · черен кон на черно поле f6 · черна пешка на бяло поле b5 · черна пешка на черно поле e5 · бяла пешка на бяло поле e4 · бял офицер на бяло поле b3 · бяла пешка на черно поле c3 · бял кон на бяло поле f3 · бяла пешка на бяло поле h3 · бяла пешка на бяло поле a2 · бяла пешка на черно поле b2 · бяла пешка на черно поле d2 · бяла пешка на черно поле f2 · бяла пешка на бяло поле g2 · бял топ на черно поле a1 · бял кон на бяло поле b1 · бял офицер на черно поле c1 · бяла дама на бяло поле d1 · бял топ на черно поле e1 · бял цар на черно поле g1 | черен топ на бяло поле a8 · черна дама на черно поле d8 · черен топ на черно поле f8 · черен цар на бяло поле g8 · черна пешка на черно поле c7 · черен офицер на черно поле e7 · черна пешка на бяло поле f7 · черна пешка на черно поле g7 · черна пешка на бяло поле h7 · черна пешка на бяло поле a6 · черен кон на бяло поле c6 · черна пешка на черно поле d6 · черен офицер на бяло поле e6 · черен кон на черно поле f6 · черна пешка на бяло поле b5 · черна пешка на черно поле e5 · бяла пешка на бяло поле e4 · бял офицер на бяло поле b3 · бяла пешка на черно поле c3 · бял кон на бяло поле f3 · бяла пешка на бяло поле h3 · бяла пешка на бяло поле a2 · бяла пешка на черно поле b2 · бяла пешка на черно поле d2 · бяла пешка на черно поле f2 · бяла пешка на бяло поле g2 · бял топ на черно поле a1 · бял кон на бяло поле b1 · бял офицер на черно поле c1 · бяла дама на бяло поле d1 · бял топ на черно поле e1 · бял цар на черно поле g1 | черен топ на бяло поле a8 · черна дама на черно поле d8 · черен топ на черно поле f8 · черен цар на бяло поле g8 · черна пешка на черно поле c7 · черен офицер на черно поле e7 · черна пешка на бяло поле f7 · черна пешка на черно поле g7 · черна пешка на бяло поле h7 · черна пешка на бяло поле a6 · черен кон на бяло поле c6 · черна пешка на черно поле d6 · черен офицер на бяло поле e6 · черен кон на черно поле f6 · черна пешка на бяло поле b5 · черна пешка на черно поле e5 · бяла пешка на бяло поле e4 · бял офицер на бяло поле b3 · бяла пешка на черно поле c3 · бял кон на бяло поле f3 · бяла пешка на бяло поле h3 · бяла пешка на бяло поле a2 · бяла пешка на черно поле b2 · бяла пешка на черно поле d2 · бяла пешка на черно поле f2 · бяла пешка на бяло поле g2 · бял топ на черно поле a1 · бял кон на бяло поле b1 · бял офицер на черно поле c1 · бяла дама на бяло поле d1 · бял топ на черно поле e1 · бял цар на черно поле g1 | черен топ на бяло поле a8 · черна дама на черно поле d8 · черен топ на черно поле f8 · черен цар на бяло поле g8 · черна пешка на черно поле c7 · черен офицер на черно поле e7 · черна пешка на бяло поле f7 · черна пешка на черно поле g7 · черна пешка на бяло поле h7 · черна пешка на бяло поле a6 · черен кон на бяло поле c6 · черна пешка на черно поле d6 · черен офицер на бяло поле e6 · черен кон на черно поле f6 · черна пешка на бяло поле b5 · черна пешка на черно поле e5 · бяла пешка на бяло поле e4 · бял офицер на бяло поле b3 · бяла пешка на черно поле c3 · бял кон на бяло поле f3 · бяла пешка на бяло поле h3 · бяла пешка на бяло поле a2 · бяла пешка на черно поле b2 · бяла пешка на черно поле d2 · бяла пешка на черно поле f2 · бяла пешка на бяло поле g2 · бял топ на черно поле a1 · бял кон на бяло поле b1 · бял офицер на черно поле c1 · бяла дама на бяло поле d1 · бял топ на черно поле e1 · бял цар на черно поле g1 | черен топ на бяло поле a8 · черна дама на черно поле d8 · черен топ на черно поле f8 · черен цар на бяло поле g8 · черна пешка на черно поле c7 · черен офицер на черно поле e7 · черна пешка на бяло поле f7 · черна пешка на черно поле g7 · черна пешка на бяло поле h7 · черна пешка на бяло поле a6 · черен кон на бяло поле c6 · черна пешка на черно поле d6 · черен офицер на бяло поле e6 · черен кон на черно поле f6 · черна пешка на бяло поле b5 · черна пешка на черно поле e5 · бяла пешка на бяло поле e4 · бял офицер на бяло поле b3 · бяла пешка на черно поле c3 · бял кон на бяло поле f3 · бяла пешка на бяло поле h3 · бяла пешка на бяло поле a2 · бяла пешка на черно поле b2 · бяла пешка на черно поле d2 · бяла пешка на черно поле f2 · бяла пешка на бяло поле g2 · бял топ на черно поле a1 · бял кон на бяло поле b1 · бял офицер на черно поле c1 · бяла дама на бяло поле d1 · бял топ на черно поле e1 · бял цар на черно поле g1 | черен топ на бяло поле a8 · черна дама на черно поле d8 · черен топ на черно поле f8 · черен цар на бяло поле g8 · черна пешка на черно поле c7 · черен офицер на черно поле e7 · черна пешка на бяло поле f7 · черна пешка на черно поле g7 · черна пешка на бяло поле h7 · черна пешка на бяло поле a6 · черен кон на бяло поле c6 · черна пешка на черно поле d6 · черен офицер на бяло поле e6 · черен кон на черно поле f6 · черна пешка на бяло поле b5 · черна пешка на черно поле e5 · бяла пешка на бяло поле e4 · бял офицер на бяло поле b3 · бяла пешка на черно поле c3 · бял кон на бяло поле f3 · бяла пешка на бяло поле h3 · бяла пешка на бяло поле a2 · бяла пешка на черно поле b2 · бяла пешка на черно поле d2 · бяла пешка на черно поле f2 · бяла пешка на бяло поле g2 · бял топ на черно поле a1 · бял кон на бяло поле b1 · бял офицер на черно поле c1 · бяла дама на бяло поле d1 · бял топ на черно поле e1 · бял цар на черно поле g1 | черен топ на бяло поле a8 · черна дама на черно поле d8 · черен топ на черно поле f8 · черен цар на бяло поле g8 · черна пешка на черно поле c7 · черен офицер на черно поле e7 · черна пешка на бяло поле f7 · черна пешка на черно поле g7 · черна пешка на бяло поле h7 · черна пешка на бяло поле a6 · черен кон на бяло поле c6 · черна пешка на черно поле d6 · черен офицер на бяло поле e6 · черен кон на черно поле f6 · черна пешка на бяло поле b5 · черна пешка на черно поле e5 · бяла пешка на бяло поле e4 · бял офицер на бяло поле b3 · бяла пешка на черно поле c3 · бял кон на бяло поле f3 · бяла пешка на бяло поле h3 · бяла пешка на бяло поле a2 · бяла пешка на черно поле b2 · бяла пешка на черно поле d2 · бяла пешка на черно поле f2 · бяла пешка на бяло поле g2 · бял топ на черно поле a1 · бял кон на бяло поле b1 · бял офицер на черно поле c1 · бяла дама на бяло поле d1 · бял топ на черно поле e1 · бял цар на черно поле g1 | 2 |
| 1 | черен топ на бяло поле a8 · черна дама на черно поле d8 · черен топ на черно поле f8 · черен цар на бяло поле g8 · черна пешка на черно поле c7 · черен офицер на черно поле e7 · черна пешка на бяло поле f7 · черна пешка на черно поле g7 · черна пешка на бяло поле h7 · черна пешка на бяло поле a6 · черен кон на бяло поле c6 · черна пешка на черно поле d6 · черен офицер на бяло поле e6 · черен кон на черно поле f6 · черна пешка на бяло поле b5 · черна пешка на черно поле e5 · бяла пешка на бяло поле e4 · бял офицер на бяло поле b3 · бяла пешка на черно поле c3 · бял кон на бяло поле f3 · бяла пешка на бяло поле h3 · бяла пешка на бяло поле a2 · бяла пешка на черно поле b2 · бяла пешка на черно поле d2 · бяла пешка на черно поле f2 · бяла пешка на бяло поле g2 · бял топ на черно поле a1 · бял кон на бяло поле b1 · бял офицер на черно поле c1 · бяла дама на бяло поле d1 · бял топ на черно поле e1 · бял цар на черно поле g1 | черен топ на бяло поле a8 · черна дама на черно поле d8 · черен топ на черно поле f8 · черен цар на бяло поле g8 · черна пешка на черно поле c7 · черен офицер на черно поле e7 · черна пешка на бяло поле f7 · черна пешка на черно поле g7 · черна пешка на бяло поле h7 · черна пешка на бяло поле a6 · черен кон на бяло поле c6 · черна пешка на черно поле d6 · черен офицер на бяло поле e6 · черен кон на черно поле f6 · черна пешка на бяло поле b5 · черна пешка на черно поле e5 · бяла пешка на бяло поле e4 · бял офицер на бяло поле b3 · бяла пешка на черно поле c3 · бял кон на бяло поле f3 · бяла пешка на бяло поле h3 · бяла пешка на бяло поле a2 · бяла пешка на черно поле b2 · бяла пешка на черно поле d2 · бяла пешка на черно поле f2 · бяла пешка на бяло поле g2 · бял топ на черно поле a1 · бял кон на бяло поле b1 · бял офицер на черно поле c1 · бяла дама на бяло поле d1 · бял топ на черно поле e1 · бял цар на черно поле g1 | черен топ на бяло поле a8 · черна дама на черно поле d8 · черен топ на черно поле f8 · черен цар на бяло поле g8 · черна пешка на черно поле c7 · черен офицер на черно поле e7 · черна пешка на бяло поле f7 · черна пешка на черно поле g7 · черна пешка на бяло поле h7 · черна пешка на бяло поле a6 · черен кон на бяло поле c6 · черна пешка на черно поле d6 · черен офицер на бяло поле e6 · черен кон на черно поле f6 · черна пешка на бяло поле b5 · черна пешка на черно поле e5 · бяла пешка на бяло поле e4 · бял офицер на бяло поле b3 · бяла пешка на черно поле c3 · бял кон на бяло поле f3 · бяла пешка на бяло поле h3 · бяла пешка на бяло поле a2 · бяла пешка на черно поле b2 · бяла пешка на черно поле d2 · бяла пешка на черно поле f2 · бяла пешка на бяло поле g2 · бял топ на черно поле a1 · бял кон на бяло поле b1 · бял офицер на черно поле c1 · бяла дама на бяло поле d1 · бял топ на черно поле e1 · бял цар на черно поле g1 | черен топ на бяло поле a8 · черна дама на черно поле d8 · черен топ на черно поле f8 · черен цар на бяло поле g8 · черна пешка на черно поле c7 · черен офицер на черно поле e7 · черна пешка на бяло поле f7 · черна пешка на черно поле g7 · черна пешка на бяло поле h7 · черна пешка на бяло поле a6 · черен кон на бяло поле c6 · черна пешка на черно поле d6 · черен офицер на бяло поле e6 · черен кон на черно поле f6 · черна пешка на бяло поле b5 · черна пешка на черно поле e5 · бяла пешка на бяло поле e4 · бял офицер на бяло поле b3 · бяла пешка на черно поле c3 · бял кон на бяло поле f3 · бяла пешка на бяло поле h3 · бяла пешка на бяло поле a2 · бяла пешка на черно поле b2 · бяла пешка на черно поле d2 · бяла пешка на черно поле f2 · бяла пешка на бяло поле g2 · бял топ на черно поле a1 · бял кон на бяло поле b1 · бял офицер на черно поле c1 · бяла дама на бяло поле d1 · бял топ на черно поле e1 · бял цар на черно поле g1 | черен топ на бяло поле a8 · черна дама на черно поле d8 · черен топ на черно поле f8 · черен цар на бяло поле g8 · черна пешка на черно поле c7 · черен офицер на черно поле e7 · черна пешка на бяло поле f7 · черна пешка на черно поле g7 · черна пешка на бяло поле h7 · черна пешка на бяло поле a6 · черен кон на бяло поле c6 · черна пешка на черно поле d6 · черен офицер на бяло поле e6 · черен кон на черно поле f6 · черна пешка на бяло поле b5 · черна пешка на черно поле e5 · бяла пешка на бяло поле e4 · бял офицер на бяло поле b3 · бяла пешка на черно поле c3 · бял кон на бяло поле f3 · бяла пешка на бяло поле h3 · бяла пешка на бяло поле a2 · бяла пешка на черно поле b2 · бяла пешка на черно поле d2 · бяла пешка на черно поле f2 · бяла пешка на бяло поле g2 · бял топ на черно поле a1 · бял кон на бяло поле b1 · бял офицер на черно поле c1 · бяла дама на бяло поле d1 · бял топ на черно поле e1 · бял цар на черно поле g1 | черен топ на бяло поле a8 · черна дама на черно поле d8 · черен топ на черно поле f8 · черен цар на бяло поле g8 · черна пешка на черно поле c7 · черен офицер на черно поле e7 · черна пешка на бяло поле f7 · черна пешка на черно поле g7 · черна пешка на бяло поле h7 · черна пешка на бяло поле a6 · черен кон на бяло поле c6 · черна пешка на черно поле d6 · черен офицер на бяло поле e6 · черен кон на черно поле f6 · черна пешка на бяло поле b5 · черна пешка на черно поле e5 · бяла пешка на бяло поле e4 · бял офицер на бяло поле b3 · бяла пешка на черно поле c3 · бял кон на бяло поле f3 · бяла пешка на бяло поле h3 · бяла пешка на бяло поле a2 · бяла пешка на черно поле b2 · бяла пешка на черно поле d2 · бяла пешка на черно поле f2 · бяла пешка на бяло поле g2 · бял топ на черно поле a1 · бял кон на бяло поле b1 · бял офицер на черно поле c1 · бяла дама на бяло поле d1 · бял топ на черно поле e1 · бял цар на черно поле g1 | черен топ на бяло поле a8 · черна дама на черно поле d8 · черен топ на черно поле f8 · черен цар на бяло поле g8 · черна пешка на черно поле c7 · черен офицер на черно поле e7 · черна пешка на бяло поле f7 · черна пешка на черно поле g7 · черна пешка на бяло поле h7 · черна пешка на бяло поле a6 · черен кон на бяло поле c6 · черна пешка на черно поле d6 · черен офицер на бяло поле e6 · черен кон на черно поле f6 · черна пешка на бяло поле b5 · черна пешка на черно поле e5 · бяла пешка на бяло поле e4 · бял офицер на бяло поле b3 · бяла пешка на черно поле c3 · бял кон на бяло поле f3 · бяла пешка на бяло поле h3 · бяла пешка на бяло поле a2 · бяла пешка на черно поле b2 · бяла пешка на черно поле d2 · бяла пешка на черно поле f2 · бяла пешка на бяло поле g2 · бял топ на черно поле a1 · бял кон на бяло поле b1 · бял офицер на черно поле c1 · бяла дама на бяло поле d1 · бял топ на черно поле e1 · бял цар на черно поле g1 | черен топ на бяло поле a8 · черна дама на черно поле d8 · черен топ на черно поле f8 · черен цар на бяло поле g8 · черна пешка на черно поле c7 · черен офицер на черно поле e7 · черна пешка на бяло поле f7 · черна пешка на черно поле g7 · черна пешка на бяло поле h7 · черна пешка на бяло поле a6 · черен кон на бяло поле c6 · черна пешка на черно поле d6 · черен офицер на бяло поле e6 · черен кон на черно поле f6 · черна пешка на бяло поле b5 · черна пешка на черно поле e5 · бяла пешка на бяло поле e4 · бял офицер на бяло поле b3 · бяла пешка на черно поле c3 · бял кон на бяло поле f3 · бяла пешка на бяло поле h3 · бяла пешка на бяло поле a2 · бяла пешка на черно поле b2 · бяла пешка на черно поле d2 · бяла пешка на черно поле f2 · бяла пешка на бяло поле g2 · бял топ на черно поле a1 · бял кон на бяло поле b1 · бял офицер на черно поле c1 · бяла дама на бяло поле d1 · бял топ на черно поле e1 · бял цар на черно поле g1 | 1 |
|   | a | b | c | d | e | f | g | h |   |

- 1. e4 e5 2. Kf3 Kc6 3. Ob5 a6 4. Oa4 Kf6 5. 0-0 Oe7 6. Te1 b5 7. Ob3 d6 8. c3 0-0 9. h3 Oе6 – Закрит Московски вариант Холмов. Бил е популярен през 80-те години на ХХ век, но сега се играе по-рядко на майсторско ниво. Основната линия е 10. d4 О:b3 11. a:b3 (11.Д:b3 е друг вариант) e:d4 12.c:d4 d5 13.e5 Кe4 14.Кc3 f5 15.e:f6 О:f6 16.К:e4 d:e4 17.T:e4 Дd5 18.Tg4, като е доказано, че допълнителната пешка на белите е по-ценна от по-активните и хармонизирани фигури на черните.
- 1. e4 e5 2. Kf3 Kc6 3. Ob5 a6 4. Oa4 Kf6 5. 0-0 Oe7 6. Te1 b5 7. Ob3 d6 8. c3 0-0 9. h3 Кd7 – Закрит Московски вариант Карпов, известeн още като Вариант Керес. Анатоли Карпов опитва 9...Кd7 няколко пъти в мача за Световното първенство през 1990 г., но Каспаров постигна значително предимство срещу него в 18-ата партия. Ходът е солиден, но леко пасивен. Объркващо е, че 9...Кd7 понякога се нарича още Вариант Чигорин, като друг вариант на Испанската партия с това име, но ходът, който по-често се свързва с Чигорин, е 9...Кa5 – Защита Чигорин.

С 9...Кd7, черните освобождават полето f6 за своя офицер. Те се стремят към настройка с ...Оf6, ...Кd7–Кb6 и ...Оb7. Играта продължава с 10.d4 Оf6 11.a4 Оb7. Сега белите продължават с 12.Кa3; В играта на Карпов, конят обикновено играе Кa3 вместо на Кbd2–f1–g3, за да окаже по-голям натиск върху дамския фланг на черните, а също така може да бъде преместен на c2, предотвратявайки преместването на коня на черните на b4 и откъдето може да се премести на e3 или b4, ако ситуацията го изисква. Основната линия продължава 12...e:d4 13.c:d4 Тe8 14.a:b5 a:b5 15.Of4 Ka5 16.Oc2 b4 17.Kb5 Oc6 18.Дd3 b3 19.Оb1 Дb8 20.Кc3, където белите имат предимство, защото имат повече пространство.
Белите могат да изберат 12.d5 вместо 12.Кa3 за затворени позиции, където играта продължава 12...Кe7 13.a:b5 a:b5 14.T:a8 Д:a8 15.Кa3 Оa6 16.Кc2 Кc5 17.Кb4 и 18.Кb4 или 18.Оc2.
- 1. e4 e5 2. Kf3 Kc6 3. Ob5 a6 4. Oa4 Kf6 5. 0-0 Oe7 6. Te1 b5 7. Ob3 d6 8. c3 0-0 9. h3 Те8 – Закрит Московски вариант, Система Зайцев.
- 1. e4 e5 2. Kf3 Kc6 3. Ob5 a6 4. Oa4 Kf6 5. 0-0 Oe7 6. Te1 b5 7. Ob3 d6 8. c3 0-0 9. h3 Ob7 – Закрит Московски вариант, Защита Флор.
  - 1. e4 e5 2. Kf3 Kc6 3. Ob5 a6 4. Oa4 Kf6 5. 0-0 Oe7 6. Te1 b5 7. Ob3 0-0 8. c3 0-0 9. h3 Ob7 10. d4 Тe8 11. Кbd2 Оf8 12. a3 h6 – Закрит вариант, Защита Флор, Хибрид на Смислов–Брайер–Зайцев.

- C93 Закрити варианти на Смислов:

|   | a | b | c | d | e | f | g | h |   |
| 8 | черен топ на бяло поле a8 · черен офицер на бяло поле c8 · черна дама на черно поле d8 · черен топ на черно поле f8 · черен цар на бяло поле g8 · черна пешка на черно поле c7 · черен офицер на черно поле e7 · черна пешка на бяло поле f7 · черна пешка на черно поле g7 · черна пешка на бяло поле a6 · черен кон на бяло поле c6 · черна пешка на черно поле d6 · черен кон на черно поле f6 · черна пешка на черно поле h6 · черна пешка на бяло поле b5 · черна пешка на черно поле e5 · бяла пешка на бяло поле e4 · бял офицер на бяло поле b3 · бяла пешка на черно поле c3 · бял кон на бяло поле f3 · бяла пешка на бяло поле h3 · бяла пешка на бяло поле a2 · бяла пешка на черно поле b2 · бяла пешка на черно поле d2 · бяла пешка на черно поле f2 · бяла пешка на бяло поле g2 · бял топ на черно поле a1 · бял кон на бяло поле b1 · бял офицер на черно поле c1 · бяла дама на бяло поле d1 · бял топ на черно поле e1 · бял цар на черно поле g1 | черен топ на бяло поле a8 · черен офицер на бяло поле c8 · черна дама на черно поле d8 · черен топ на черно поле f8 · черен цар на бяло поле g8 · черна пешка на черно поле c7 · черен офицер на черно поле e7 · черна пешка на бяло поле f7 · черна пешка на черно поле g7 · черна пешка на бяло поле a6 · черен кон на бяло поле c6 · черна пешка на черно поле d6 · черен кон на черно поле f6 · черна пешка на черно поле h6 · черна пешка на бяло поле b5 · черна пешка на черно поле e5 · бяла пешка на бяло поле e4 · бял офицер на бяло поле b3 · бяла пешка на черно поле c3 · бял кон на бяло поле f3 · бяла пешка на бяло поле h3 · бяла пешка на бяло поле a2 · бяла пешка на черно поле b2 · бяла пешка на черно поле d2 · бяла пешка на черно поле f2 · бяла пешка на бяло поле g2 · бял топ на черно поле a1 · бял кон на бяло поле b1 · бял офицер на черно поле c1 · бяла дама на бяло поле d1 · бял топ на черно поле e1 · бял цар на черно поле g1 | черен топ на бяло поле a8 · черен офицер на бяло поле c8 · черна дама на черно поле d8 · черен топ на черно поле f8 · черен цар на бяло поле g8 · черна пешка на черно поле c7 · черен офицер на черно поле e7 · черна пешка на бяло поле f7 · черна пешка на черно поле g7 · черна пешка на бяло поле a6 · черен кон на бяло поле c6 · черна пешка на черно поле d6 · черен кон на черно поле f6 · черна пешка на черно поле h6 · черна пешка на бяло поле b5 · черна пешка на черно поле e5 · бяла пешка на бяло поле e4 · бял офицер на бяло поле b3 · бяла пешка на черно поле c3 · бял кон на бяло поле f3 · бяла пешка на бяло поле h3 · бяла пешка на бяло поле a2 · бяла пешка на черно поле b2 · бяла пешка на черно поле d2 · бяла пешка на черно поле f2 · бяла пешка на бяло поле g2 · бял топ на черно поле a1 · бял кон на бяло поле b1 · бял офицер на черно поле c1 · бяла дама на бяло поле d1 · бял топ на черно поле e1 · бял цар на черно поле g1 | черен топ на бяло поле a8 · черен офицер на бяло поле c8 · черна дама на черно поле d8 · черен топ на черно поле f8 · черен цар на бяло поле g8 · черна пешка на черно поле c7 · черен офицер на черно поле e7 · черна пешка на бяло поле f7 · черна пешка на черно поле g7 · черна пешка на бяло поле a6 · черен кон на бяло поле c6 · черна пешка на черно поле d6 · черен кон на черно поле f6 · черна пешка на черно поле h6 · черна пешка на бяло поле b5 · черна пешка на черно поле e5 · бяла пешка на бяло поле e4 · бял офицер на бяло поле b3 · бяла пешка на черно поле c3 · бял кон на бяло поле f3 · бяла пешка на бяло поле h3 · бяла пешка на бяло поле a2 · бяла пешка на черно поле b2 · бяла пешка на черно поле d2 · бяла пешка на черно поле f2 · бяла пешка на бяло поле g2 · бял топ на черно поле a1 · бял кон на бяло поле b1 · бял офицер на черно поле c1 · бяла дама на бяло поле d1 · бял топ на черно поле e1 · бял цар на черно поле g1 | черен топ на бяло поле a8 · черен офицер на бяло поле c8 · черна дама на черно поле d8 · черен топ на черно поле f8 · черен цар на бяло поле g8 · черна пешка на черно поле c7 · черен офицер на черно поле e7 · черна пешка на бяло поле f7 · черна пешка на черно поле g7 · черна пешка на бяло поле a6 · черен кон на бяло поле c6 · черна пешка на черно поле d6 · черен кон на черно поле f6 · черна пешка на черно поле h6 · черна пешка на бяло поле b5 · черна пешка на черно поле e5 · бяла пешка на бяло поле e4 · бял офицер на бяло поле b3 · бяла пешка на черно поле c3 · бял кон на бяло поле f3 · бяла пешка на бяло поле h3 · бяла пешка на бяло поле a2 · бяла пешка на черно поле b2 · бяла пешка на черно поле d2 · бяла пешка на черно поле f2 · бяла пешка на бяло поле g2 · бял топ на черно поле a1 · бял кон на бяло поле b1 · бял офицер на черно поле c1 · бяла дама на бяло поле d1 · бял топ на черно поле e1 · бял цар на черно поле g1 | черен топ на бяло поле a8 · черен офицер на бяло поле c8 · черна дама на черно поле d8 · черен топ на черно поле f8 · черен цар на бяло поле g8 · черна пешка на черно поле c7 · черен офицер на черно поле e7 · черна пешка на бяло поле f7 · черна пешка на черно поле g7 · черна пешка на бяло поле a6 · черен кон на бяло поле c6 · черна пешка на черно поле d6 · черен кон на черно поле f6 · черна пешка на черно поле h6 · черна пешка на бяло поле b5 · черна пешка на черно поле e5 · бяла пешка на бяло поле e4 · бял офицер на бяло поле b3 · бяла пешка на черно поле c3 · бял кон на бяло поле f3 · бяла пешка на бяло поле h3 · бяла пешка на бяло поле a2 · бяла пешка на черно поле b2 · бяла пешка на черно поле d2 · бяла пешка на черно поле f2 · бяла пешка на бяло поле g2 · бял топ на черно поле a1 · бял кон на бяло поле b1 · бял офицер на черно поле c1 · бяла дама на бяло поле d1 · бял топ на черно поле e1 · бял цар на черно поле g1 | черен топ на бяло поле a8 · черен офицер на бяло поле c8 · черна дама на черно поле d8 · черен топ на черно поле f8 · черен цар на бяло поле g8 · черна пешка на черно поле c7 · черен офицер на черно поле e7 · черна пешка на бяло поле f7 · черна пешка на черно поле g7 · черна пешка на бяло поле a6 · черен кон на бяло поле c6 · черна пешка на черно поле d6 · черен кон на черно поле f6 · черна пешка на черно поле h6 · черна пешка на бяло поле b5 · черна пешка на черно поле e5 · бяла пешка на бяло поле e4 · бял офицер на бяло поле b3 · бяла пешка на черно поле c3 · бял кон на бяло поле f3 · бяла пешка на бяло поле h3 · бяла пешка на бяло поле a2 · бяла пешка на черно поле b2 · бяла пешка на черно поле d2 · бяла пешка на черно поле f2 · бяла пешка на бяло поле g2 · бял топ на черно поле a1 · бял кон на бяло поле b1 · бял офицер на черно поле c1 · бяла дама на бяло поле d1 · бял топ на черно поле e1 · бял цар на черно поле g1 | черен топ на бяло поле a8 · черен офицер на бяло поле c8 · черна дама на черно поле d8 · черен топ на черно поле f8 · черен цар на бяло поле g8 · черна пешка на черно поле c7 · черен офицер на черно поле e7 · черна пешка на бяло поле f7 · черна пешка на черно поле g7 · черна пешка на бяло поле a6 · черен кон на бяло поле c6 · черна пешка на черно поле d6 · черен кон на черно поле f6 · черна пешка на черно поле h6 · черна пешка на бяло поле b5 · черна пешка на черно поле e5 · бяла пешка на бяло поле e4 · бял офицер на бяло поле b3 · бяла пешка на черно поле c3 · бял кон на бяло поле f3 · бяла пешка на бяло поле h3 · бяла пешка на бяло поле a2 · бяла пешка на черно поле b2 · бяла пешка на черно поле d2 · бяла пешка на черно поле f2 · бяла пешка на бяло поле g2 · бял топ на черно поле a1 · бял кон на бяло поле b1 · бял офицер на черно поле c1 · бяла дама на бяло поле d1 · бял топ на черно поле e1 · бял цар на черно поле g1 | 8 |
| 7 | черен топ на бяло поле a8 · черен офицер на бяло поле c8 · черна дама на черно поле d8 · черен топ на черно поле f8 · черен цар на бяло поле g8 · черна пешка на черно поле c7 · черен офицер на черно поле e7 · черна пешка на бяло поле f7 · черна пешка на черно поле g7 · черна пешка на бяло поле a6 · черен кон на бяло поле c6 · черна пешка на черно поле d6 · черен кон на черно поле f6 · черна пешка на черно поле h6 · черна пешка на бяло поле b5 · черна пешка на черно поле e5 · бяла пешка на бяло поле e4 · бял офицер на бяло поле b3 · бяла пешка на черно поле c3 · бял кон на бяло поле f3 · бяла пешка на бяло поле h3 · бяла пешка на бяло поле a2 · бяла пешка на черно поле b2 · бяла пешка на черно поле d2 · бяла пешка на черно поле f2 · бяла пешка на бяло поле g2 · бял топ на черно поле a1 · бял кон на бяло поле b1 · бял офицер на черно поле c1 · бяла дама на бяло поле d1 · бял топ на черно поле e1 · бял цар на черно поле g1 | черен топ на бяло поле a8 · черен офицер на бяло поле c8 · черна дама на черно поле d8 · черен топ на черно поле f8 · черен цар на бяло поле g8 · черна пешка на черно поле c7 · черен офицер на черно поле e7 · черна пешка на бяло поле f7 · черна пешка на черно поле g7 · черна пешка на бяло поле a6 · черен кон на бяло поле c6 · черна пешка на черно поле d6 · черен кон на черно поле f6 · черна пешка на черно поле h6 · черна пешка на бяло поле b5 · черна пешка на черно поле e5 · бяла пешка на бяло поле e4 · бял офицер на бяло поле b3 · бяла пешка на черно поле c3 · бял кон на бяло поле f3 · бяла пешка на бяло поле h3 · бяла пешка на бяло поле a2 · бяла пешка на черно поле b2 · бяла пешка на черно поле d2 · бяла пешка на черно поле f2 · бяла пешка на бяло поле g2 · бял топ на черно поле a1 · бял кон на бяло поле b1 · бял офицер на черно поле c1 · бяла дама на бяло поле d1 · бял топ на черно поле e1 · бял цар на черно поле g1 | черен топ на бяло поле a8 · черен офицер на бяло поле c8 · черна дама на черно поле d8 · черен топ на черно поле f8 · черен цар на бяло поле g8 · черна пешка на черно поле c7 · черен офицер на черно поле e7 · черна пешка на бяло поле f7 · черна пешка на черно поле g7 · черна пешка на бяло поле a6 · черен кон на бяло поле c6 · черна пешка на черно поле d6 · черен кон на черно поле f6 · черна пешка на черно поле h6 · черна пешка на бяло поле b5 · черна пешка на черно поле e5 · бяла пешка на бяло поле e4 · бял офицер на бяло поле b3 · бяла пешка на черно поле c3 · бял кон на бяло поле f3 · бяла пешка на бяло поле h3 · бяла пешка на бяло поле a2 · бяла пешка на черно поле b2 · бяла пешка на черно поле d2 · бяла пешка на черно поле f2 · бяла пешка на бяло поле g2 · бял топ на черно поле a1 · бял кон на бяло поле b1 · бял офицер на черно поле c1 · бяла дама на бяло поле d1 · бял топ на черно поле e1 · бял цар на черно поле g1 | черен топ на бяло поле a8 · черен офицер на бяло поле c8 · черна дама на черно поле d8 · черен топ на черно поле f8 · черен цар на бяло поле g8 · черна пешка на черно поле c7 · черен офицер на черно поле e7 · черна пешка на бяло поле f7 · черна пешка на черно поле g7 · черна пешка на бяло поле a6 · черен кон на бяло поле c6 · черна пешка на черно поле d6 · черен кон на черно поле f6 · черна пешка на черно поле h6 · черна пешка на бяло поле b5 · черна пешка на черно поле e5 · бяла пешка на бяло поле e4 · бял офицер на бяло поле b3 · бяла пешка на черно поле c3 · бял кон на бяло поле f3 · бяла пешка на бяло поле h3 · бяла пешка на бяло поле a2 · бяла пешка на черно поле b2 · бяла пешка на черно поле d2 · бяла пешка на черно поле f2 · бяла пешка на бяло поле g2 · бял топ на черно поле a1 · бял кон на бяло поле b1 · бял офицер на черно поле c1 · бяла дама на бяло поле d1 · бял топ на черно поле e1 · бял цар на черно поле g1 | черен топ на бяло поле a8 · черен офицер на бяло поле c8 · черна дама на черно поле d8 · черен топ на черно поле f8 · черен цар на бяло поле g8 · черна пешка на черно поле c7 · черен офицер на черно поле e7 · черна пешка на бяло поле f7 · черна пешка на черно поле g7 · черна пешка на бяло поле a6 · черен кон на бяло поле c6 · черна пешка на черно поле d6 · черен кон на черно поле f6 · черна пешка на черно поле h6 · черна пешка на бяло поле b5 · черна пешка на черно поле e5 · бяла пешка на бяло поле e4 · бял офицер на бяло поле b3 · бяла пешка на черно поле c3 · бял кон на бяло поле f3 · бяла пешка на бяло поле h3 · бяла пешка на бяло поле a2 · бяла пешка на черно поле b2 · бяла пешка на черно поле d2 · бяла пешка на черно поле f2 · бяла пешка на бяло поле g2 · бял топ на черно поле a1 · бял кон на бяло поле b1 · бял офицер на черно поле c1 · бяла дама на бяло поле d1 · бял топ на черно поле e1 · бял цар на черно поле g1 | черен топ на бяло поле a8 · черен офицер на бяло поле c8 · черна дама на черно поле d8 · черен топ на черно поле f8 · черен цар на бяло поле g8 · черна пешка на черно поле c7 · черен офицер на черно поле e7 · черна пешка на бяло поле f7 · черна пешка на черно поле g7 · черна пешка на бяло поле a6 · черен кон на бяло поле c6 · черна пешка на черно поле d6 · черен кон на черно поле f6 · черна пешка на черно поле h6 · черна пешка на бяло поле b5 · черна пешка на черно поле e5 · бяла пешка на бяло поле e4 · бял офицер на бяло поле b3 · бяла пешка на черно поле c3 · бял кон на бяло поле f3 · бяла пешка на бяло поле h3 · бяла пешка на бяло поле a2 · бяла пешка на черно поле b2 · бяла пешка на черно поле d2 · бяла пешка на черно поле f2 · бяла пешка на бяло поле g2 · бял топ на черно поле a1 · бял кон на бяло поле b1 · бял офицер на черно поле c1 · бяла дама на бяло поле d1 · бял топ на черно поле e1 · бял цар на черно поле g1 | черен топ на бяло поле a8 · черен офицер на бяло поле c8 · черна дама на черно поле d8 · черен топ на черно поле f8 · черен цар на бяло поле g8 · черна пешка на черно поле c7 · черен офицер на черно поле e7 · черна пешка на бяло поле f7 · черна пешка на черно поле g7 · черна пешка на бяло поле a6 · черен кон на бяло поле c6 · черна пешка на черно поле d6 · черен кон на черно поле f6 · черна пешка на черно поле h6 · черна пешка на бяло поле b5 · черна пешка на черно поле e5 · бяла пешка на бяло поле e4 · бял офицер на бяло поле b3 · бяла пешка на черно поле c3 · бял кон на бяло поле f3 · бяла пешка на бяло поле h3 · бяла пешка на бяло поле a2 · бяла пешка на черно поле b2 · бяла пешка на черно поле d2 · бяла пешка на черно поле f2 · бяла пешка на бяло поле g2 · бял топ на черно поле a1 · бял кон на бяло поле b1 · бял офицер на черно поле c1 · бяла дама на бяло поле d1 · бял топ на черно поле e1 · бял цар на черно поле g1 | черен топ на бяло поле a8 · черен офицер на бяло поле c8 · черна дама на черно поле d8 · черен топ на черно поле f8 · черен цар на бяло поле g8 · черна пешка на черно поле c7 · черен офицер на черно поле e7 · черна пешка на бяло поле f7 · черна пешка на черно поле g7 · черна пешка на бяло поле a6 · черен кон на бяло поле c6 · черна пешка на черно поле d6 · черен кон на черно поле f6 · черна пешка на черно поле h6 · черна пешка на бяло поле b5 · черна пешка на черно поле e5 · бяла пешка на бяло поле e4 · бял офицер на бяло поле b3 · бяла пешка на черно поле c3 · бял кон на бяло поле f3 · бяла пешка на бяло поле h3 · бяла пешка на бяло поле a2 · бяла пешка на черно поле b2 · бяла пешка на черно поле d2 · бяла пешка на черно поле f2 · бяла пешка на бяло поле g2 · бял топ на черно поле a1 · бял кон на бяло поле b1 · бял офицер на черно поле c1 · бяла дама на бяло поле d1 · бял топ на черно поле e1 · бял цар на черно поле g1 | 7 |
| 6 | черен топ на бяло поле a8 · черен офицер на бяло поле c8 · черна дама на черно поле d8 · черен топ на черно поле f8 · черен цар на бяло поле g8 · черна пешка на черно поле c7 · черен офицер на черно поле e7 · черна пешка на бяло поле f7 · черна пешка на черно поле g7 · черна пешка на бяло поле a6 · черен кон на бяло поле c6 · черна пешка на черно поле d6 · черен кон на черно поле f6 · черна пешка на черно поле h6 · черна пешка на бяло поле b5 · черна пешка на черно поле e5 · бяла пешка на бяло поле e4 · бял офицер на бяло поле b3 · бяла пешка на черно поле c3 · бял кон на бяло поле f3 · бяла пешка на бяло поле h3 · бяла пешка на бяло поле a2 · бяла пешка на черно поле b2 · бяла пешка на черно поле d2 · бяла пешка на черно поле f2 · бяла пешка на бяло поле g2 · бял топ на черно поле a1 · бял кон на бяло поле b1 · бял офицер на черно поле c1 · бяла дама на бяло поле d1 · бял топ на черно поле e1 · бял цар на черно поле g1 | черен топ на бяло поле a8 · черен офицер на бяло поле c8 · черна дама на черно поле d8 · черен топ на черно поле f8 · черен цар на бяло поле g8 · черна пешка на черно поле c7 · черен офицер на черно поле e7 · черна пешка на бяло поле f7 · черна пешка на черно поле g7 · черна пешка на бяло поле a6 · черен кон на бяло поле c6 · черна пешка на черно поле d6 · черен кон на черно поле f6 · черна пешка на черно поле h6 · черна пешка на бяло поле b5 · черна пешка на черно поле e5 · бяла пешка на бяло поле e4 · бял офицер на бяло поле b3 · бяла пешка на черно поле c3 · бял кон на бяло поле f3 · бяла пешка на бяло поле h3 · бяла пешка на бяло поле a2 · бяла пешка на черно поле b2 · бяла пешка на черно поле d2 · бяла пешка на черно поле f2 · бяла пешка на бяло поле g2 · бял топ на черно поле a1 · бял кон на бяло поле b1 · бял офицер на черно поле c1 · бяла дама на бяло поле d1 · бял топ на черно поле e1 · бял цар на черно поле g1 | черен топ на бяло поле a8 · черен офицер на бяло поле c8 · черна дама на черно поле d8 · черен топ на черно поле f8 · черен цар на бяло поле g8 · черна пешка на черно поле c7 · черен офицер на черно поле e7 · черна пешка на бяло поле f7 · черна пешка на черно поле g7 · черна пешка на бяло поле a6 · черен кон на бяло поле c6 · черна пешка на черно поле d6 · черен кон на черно поле f6 · черна пешка на черно поле h6 · черна пешка на бяло поле b5 · черна пешка на черно поле e5 · бяла пешка на бяло поле e4 · бял офицер на бяло поле b3 · бяла пешка на черно поле c3 · бял кон на бяло поле f3 · бяла пешка на бяло поле h3 · бяла пешка на бяло поле a2 · бяла пешка на черно поле b2 · бяла пешка на черно поле d2 · бяла пешка на черно поле f2 · бяла пешка на бяло поле g2 · бял топ на черно поле a1 · бял кон на бяло поле b1 · бял офицер на черно поле c1 · бяла дама на бяло поле d1 · бял топ на черно поле e1 · бял цар на черно поле g1 | черен топ на бяло поле a8 · черен офицер на бяло поле c8 · черна дама на черно поле d8 · черен топ на черно поле f8 · черен цар на бяло поле g8 · черна пешка на черно поле c7 · черен офицер на черно поле e7 · черна пешка на бяло поле f7 · черна пешка на черно поле g7 · черна пешка на бяло поле a6 · черен кон на бяло поле c6 · черна пешка на черно поле d6 · черен кон на черно поле f6 · черна пешка на черно поле h6 · черна пешка на бяло поле b5 · черна пешка на черно поле e5 · бяла пешка на бяло поле e4 · бял офицер на бяло поле b3 · бяла пешка на черно поле c3 · бял кон на бяло поле f3 · бяла пешка на бяло поле h3 · бяла пешка на бяло поле a2 · бяла пешка на черно поле b2 · бяла пешка на черно поле d2 · бяла пешка на черно поле f2 · бяла пешка на бяло поле g2 · бял топ на черно поле a1 · бял кон на бяло поле b1 · бял офицер на черно поле c1 · бяла дама на бяло поле d1 · бял топ на черно поле e1 · бял цар на черно поле g1 | черен топ на бяло поле a8 · черен офицер на бяло поле c8 · черна дама на черно поле d8 · черен топ на черно поле f8 · черен цар на бяло поле g8 · черна пешка на черно поле c7 · черен офицер на черно поле e7 · черна пешка на бяло поле f7 · черна пешка на черно поле g7 · черна пешка на бяло поле a6 · черен кон на бяло поле c6 · черна пешка на черно поле d6 · черен кон на черно поле f6 · черна пешка на черно поле h6 · черна пешка на бяло поле b5 · черна пешка на черно поле e5 · бяла пешка на бяло поле e4 · бял офицер на бяло поле b3 · бяла пешка на черно поле c3 · бял кон на бяло поле f3 · бяла пешка на бяло поле h3 · бяла пешка на бяло поле a2 · бяла пешка на черно поле b2 · бяла пешка на черно поле d2 · бяла пешка на черно поле f2 · бяла пешка на бяло поле g2 · бял топ на черно поле a1 · бял кон на бяло поле b1 · бял офицер на черно поле c1 · бяла дама на бяло поле d1 · бял топ на черно поле e1 · бял цар на черно поле g1 | черен топ на бяло поле a8 · черен офицер на бяло поле c8 · черна дама на черно поле d8 · черен топ на черно поле f8 · черен цар на бяло поле g8 · черна пешка на черно поле c7 · черен офицер на черно поле e7 · черна пешка на бяло поле f7 · черна пешка на черно поле g7 · черна пешка на бяло поле a6 · черен кон на бяло поле c6 · черна пешка на черно поле d6 · черен кон на черно поле f6 · черна пешка на черно поле h6 · черна пешка на бяло поле b5 · черна пешка на черно поле e5 · бяла пешка на бяло поле e4 · бял офицер на бяло поле b3 · бяла пешка на черно поле c3 · бял кон на бяло поле f3 · бяла пешка на бяло поле h3 · бяла пешка на бяло поле a2 · бяла пешка на черно поле b2 · бяла пешка на черно поле d2 · бяла пешка на черно поле f2 · бяла пешка на бяло поле g2 · бял топ на черно поле a1 · бял кон на бяло поле b1 · бял офицер на черно поле c1 · бяла дама на бяло поле d1 · бял топ на черно поле e1 · бял цар на черно поле g1 | черен топ на бяло поле a8 · черен офицер на бяло поле c8 · черна дама на черно поле d8 · черен топ на черно поле f8 · черен цар на бяло поле g8 · черна пешка на черно поле c7 · черен офицер на черно поле e7 · черна пешка на бяло поле f7 · черна пешка на черно поле g7 · черна пешка на бяло поле a6 · черен кон на бяло поле c6 · черна пешка на черно поле d6 · черен кон на черно поле f6 · черна пешка на черно поле h6 · черна пешка на бяло поле b5 · черна пешка на черно поле e5 · бяла пешка на бяло поле e4 · бял офицер на бяло поле b3 · бяла пешка на черно поле c3 · бял кон на бяло поле f3 · бяла пешка на бяло поле h3 · бяла пешка на бяло поле a2 · бяла пешка на черно поле b2 · бяла пешка на черно поле d2 · бяла пешка на черно поле f2 · бяла пешка на бяло поле g2 · бял топ на черно поле a1 · бял кон на бяло поле b1 · бял офицер на черно поле c1 · бяла дама на бяло поле d1 · бял топ на черно поле e1 · бял цар на черно поле g1 | черен топ на бяло поле a8 · черен офицер на бяло поле c8 · черна дама на черно поле d8 · черен топ на черно поле f8 · черен цар на бяло поле g8 · черна пешка на черно поле c7 · черен офицер на черно поле e7 · черна пешка на бяло поле f7 · черна пешка на черно поле g7 · черна пешка на бяло поле a6 · черен кон на бяло поле c6 · черна пешка на черно поле d6 · черен кон на черно поле f6 · черна пешка на черно поле h6 · черна пешка на бяло поле b5 · черна пешка на черно поле e5 · бяла пешка на бяло поле e4 · бял офицер на бяло поле b3 · бяла пешка на черно поле c3 · бял кон на бяло поле f3 · бяла пешка на бяло поле h3 · бяла пешка на бяло поле a2 · бяла пешка на черно поле b2 · бяла пешка на черно поле d2 · бяла пешка на черно поле f2 · бяла пешка на бяло поле g2 · бял топ на черно поле a1 · бял кон на бяло поле b1 · бял офицер на черно поле c1 · бяла дама на бяло поле d1 · бял топ на черно поле e1 · бял цар на черно поле g1 | 6 |
| 5 | черен топ на бяло поле a8 · черен офицер на бяло поле c8 · черна дама на черно поле d8 · черен топ на черно поле f8 · черен цар на бяло поле g8 · черна пешка на черно поле c7 · черен офицер на черно поле e7 · черна пешка на бяло поле f7 · черна пешка на черно поле g7 · черна пешка на бяло поле a6 · черен кон на бяло поле c6 · черна пешка на черно поле d6 · черен кон на черно поле f6 · черна пешка на черно поле h6 · черна пешка на бяло поле b5 · черна пешка на черно поле e5 · бяла пешка на бяло поле e4 · бял офицер на бяло поле b3 · бяла пешка на черно поле c3 · бял кон на бяло поле f3 · бяла пешка на бяло поле h3 · бяла пешка на бяло поле a2 · бяла пешка на черно поле b2 · бяла пешка на черно поле d2 · бяла пешка на черно поле f2 · бяла пешка на бяло поле g2 · бял топ на черно поле a1 · бял кон на бяло поле b1 · бял офицер на черно поле c1 · бяла дама на бяло поле d1 · бял топ на черно поле e1 · бял цар на черно поле g1 | черен топ на бяло поле a8 · черен офицер на бяло поле c8 · черна дама на черно поле d8 · черен топ на черно поле f8 · черен цар на бяло поле g8 · черна пешка на черно поле c7 · черен офицер на черно поле e7 · черна пешка на бяло поле f7 · черна пешка на черно поле g7 · черна пешка на бяло поле a6 · черен кон на бяло поле c6 · черна пешка на черно поле d6 · черен кон на черно поле f6 · черна пешка на черно поле h6 · черна пешка на бяло поле b5 · черна пешка на черно поле e5 · бяла пешка на бяло поле e4 · бял офицер на бяло поле b3 · бяла пешка на черно поле c3 · бял кон на бяло поле f3 · бяла пешка на бяло поле h3 · бяла пешка на бяло поле a2 · бяла пешка на черно поле b2 · бяла пешка на черно поле d2 · бяла пешка на черно поле f2 · бяла пешка на бяло поле g2 · бял топ на черно поле a1 · бял кон на бяло поле b1 · бял офицер на черно поле c1 · бяла дама на бяло поле d1 · бял топ на черно поле e1 · бял цар на черно поле g1 | черен топ на бяло поле a8 · черен офицер на бяло поле c8 · черна дама на черно поле d8 · черен топ на черно поле f8 · черен цар на бяло поле g8 · черна пешка на черно поле c7 · черен офицер на черно поле e7 · черна пешка на бяло поле f7 · черна пешка на черно поле g7 · черна пешка на бяло поле a6 · черен кон на бяло поле c6 · черна пешка на черно поле d6 · черен кон на черно поле f6 · черна пешка на черно поле h6 · черна пешка на бяло поле b5 · черна пешка на черно поле e5 · бяла пешка на бяло поле e4 · бял офицер на бяло поле b3 · бяла пешка на черно поле c3 · бял кон на бяло поле f3 · бяла пешка на бяло поле h3 · бяла пешка на бяло поле a2 · бяла пешка на черно поле b2 · бяла пешка на черно поле d2 · бяла пешка на черно поле f2 · бяла пешка на бяло поле g2 · бял топ на черно поле a1 · бял кон на бяло поле b1 · бял офицер на черно поле c1 · бяла дама на бяло поле d1 · бял топ на черно поле e1 · бял цар на черно поле g1 | черен топ на бяло поле a8 · черен офицер на бяло поле c8 · черна дама на черно поле d8 · черен топ на черно поле f8 · черен цар на бяло поле g8 · черна пешка на черно поле c7 · черен офицер на черно поле e7 · черна пешка на бяло поле f7 · черна пешка на черно поле g7 · черна пешка на бяло поле a6 · черен кон на бяло поле c6 · черна пешка на черно поле d6 · черен кон на черно поле f6 · черна пешка на черно поле h6 · черна пешка на бяло поле b5 · черна пешка на черно поле e5 · бяла пешка на бяло поле e4 · бял офицер на бяло поле b3 · бяла пешка на черно поле c3 · бял кон на бяло поле f3 · бяла пешка на бяло поле h3 · бяла пешка на бяло поле a2 · бяла пешка на черно поле b2 · бяла пешка на черно поле d2 · бяла пешка на черно поле f2 · бяла пешка на бяло поле g2 · бял топ на черно поле a1 · бял кон на бяло поле b1 · бял офицер на черно поле c1 · бяла дама на бяло поле d1 · бял топ на черно поле e1 · бял цар на черно поле g1 | черен топ на бяло поле a8 · черен офицер на бяло поле c8 · черна дама на черно поле d8 · черен топ на черно поле f8 · черен цар на бяло поле g8 · черна пешка на черно поле c7 · черен офицер на черно поле e7 · черна пешка на бяло поле f7 · черна пешка на черно поле g7 · черна пешка на бяло поле a6 · черен кон на бяло поле c6 · черна пешка на черно поле d6 · черен кон на черно поле f6 · черна пешка на черно поле h6 · черна пешка на бяло поле b5 · черна пешка на черно поле e5 · бяла пешка на бяло поле e4 · бял офицер на бяло поле b3 · бяла пешка на черно поле c3 · бял кон на бяло поле f3 · бяла пешка на бяло поле h3 · бяла пешка на бяло поле a2 · бяла пешка на черно поле b2 · бяла пешка на черно поле d2 · бяла пешка на черно поле f2 · бяла пешка на бяло поле g2 · бял топ на черно поле a1 · бял кон на бяло поле b1 · бял офицер на черно поле c1 · бяла дама на бяло поле d1 · бял топ на черно поле e1 · бял цар на черно поле g1 | черен топ на бяло поле a8 · черен офицер на бяло поле c8 · черна дама на черно поле d8 · черен топ на черно поле f8 · черен цар на бяло поле g8 · черна пешка на черно поле c7 · черен офицер на черно поле e7 · черна пешка на бяло поле f7 · черна пешка на черно поле g7 · черна пешка на бяло поле a6 · черен кон на бяло поле c6 · черна пешка на черно поле d6 · черен кон на черно поле f6 · черна пешка на черно поле h6 · черна пешка на бяло поле b5 · черна пешка на черно поле e5 · бяла пешка на бяло поле e4 · бял офицер на бяло поле b3 · бяла пешка на черно поле c3 · бял кон на бяло поле f3 · бяла пешка на бяло поле h3 · бяла пешка на бяло поле a2 · бяла пешка на черно поле b2 · бяла пешка на черно поле d2 · бяла пешка на черно поле f2 · бяла пешка на бяло поле g2 · бял топ на черно поле a1 · бял кон на бяло поле b1 · бял офицер на черно поле c1 · бяла дама на бяло поле d1 · бял топ на черно поле e1 · бял цар на черно поле g1 | черен топ на бяло поле a8 · черен офицер на бяло поле c8 · черна дама на черно поле d8 · черен топ на черно поле f8 · черен цар на бяло поле g8 · черна пешка на черно поле c7 · черен офицер на черно поле e7 · черна пешка на бяло поле f7 · черна пешка на черно поле g7 · черна пешка на бяло поле a6 · черен кон на бяло поле c6 · черна пешка на черно поле d6 · черен кон на черно поле f6 · черна пешка на черно поле h6 · черна пешка на бяло поле b5 · черна пешка на черно поле e5 · бяла пешка на бяло поле e4 · бял офицер на бяло поле b3 · бяла пешка на черно поле c3 · бял кон на бяло поле f3 · бяла пешка на бяло поле h3 · бяла пешка на бяло поле a2 · бяла пешка на черно поле b2 · бяла пешка на черно поле d2 · бяла пешка на черно поле f2 · бяла пешка на бяло поле g2 · бял топ на черно поле a1 · бял кон на бяло поле b1 · бял офицер на черно поле c1 · бяла дама на бяло поле d1 · бял топ на черно поле e1 · бял цар на черно поле g1 | черен топ на бяло поле a8 · черен офицер на бяло поле c8 · черна дама на черно поле d8 · черен топ на черно поле f8 · черен цар на бяло поле g8 · черна пешка на черно поле c7 · черен офицер на черно поле e7 · черна пешка на бяло поле f7 · черна пешка на черно поле g7 · черна пешка на бяло поле a6 · черен кон на бяло поле c6 · черна пешка на черно поле d6 · черен кон на черно поле f6 · черна пешка на черно поле h6 · черна пешка на бяло поле b5 · черна пешка на черно поле e5 · бяла пешка на бяло поле e4 · бял офицер на бяло поле b3 · бяла пешка на черно поле c3 · бял кон на бяло поле f3 · бяла пешка на бяло поле h3 · бяла пешка на бяло поле a2 · бяла пешка на черно поле b2 · бяла пешка на черно поле d2 · бяла пешка на черно поле f2 · бяла пешка на бяло поле g2 · бял топ на черно поле a1 · бял кон на бяло поле b1 · бял офицер на черно поле c1 · бяла дама на бяло поле d1 · бял топ на черно поле e1 · бял цар на черно поле g1 | 5 |
| 4 | черен топ на бяло поле a8 · черен офицер на бяло поле c8 · черна дама на черно поле d8 · черен топ на черно поле f8 · черен цар на бяло поле g8 · черна пешка на черно поле c7 · черен офицер на черно поле e7 · черна пешка на бяло поле f7 · черна пешка на черно поле g7 · черна пешка на бяло поле a6 · черен кон на бяло поле c6 · черна пешка на черно поле d6 · черен кон на черно поле f6 · черна пешка на черно поле h6 · черна пешка на бяло поле b5 · черна пешка на черно поле e5 · бяла пешка на бяло поле e4 · бял офицер на бяло поле b3 · бяла пешка на черно поле c3 · бял кон на бяло поле f3 · бяла пешка на бяло поле h3 · бяла пешка на бяло поле a2 · бяла пешка на черно поле b2 · бяла пешка на черно поле d2 · бяла пешка на черно поле f2 · бяла пешка на бяло поле g2 · бял топ на черно поле a1 · бял кон на бяло поле b1 · бял офицер на черно поле c1 · бяла дама на бяло поле d1 · бял топ на черно поле e1 · бял цар на черно поле g1 | черен топ на бяло поле a8 · черен офицер на бяло поле c8 · черна дама на черно поле d8 · черен топ на черно поле f8 · черен цар на бяло поле g8 · черна пешка на черно поле c7 · черен офицер на черно поле e7 · черна пешка на бяло поле f7 · черна пешка на черно поле g7 · черна пешка на бяло поле a6 · черен кон на бяло поле c6 · черна пешка на черно поле d6 · черен кон на черно поле f6 · черна пешка на черно поле h6 · черна пешка на бяло поле b5 · черна пешка на черно поле e5 · бяла пешка на бяло поле e4 · бял офицер на бяло поле b3 · бяла пешка на черно поле c3 · бял кон на бяло поле f3 · бяла пешка на бяло поле h3 · бяла пешка на бяло поле a2 · бяла пешка на черно поле b2 · бяла пешка на черно поле d2 · бяла пешка на черно поле f2 · бяла пешка на бяло поле g2 · бял топ на черно поле a1 · бял кон на бяло поле b1 · бял офицер на черно поле c1 · бяла дама на бяло поле d1 · бял топ на черно поле e1 · бял цар на черно поле g1 | черен топ на бяло поле a8 · черен офицер на бяло поле c8 · черна дама на черно поле d8 · черен топ на черно поле f8 · черен цар на бяло поле g8 · черна пешка на черно поле c7 · черен офицер на черно поле e7 · черна пешка на бяло поле f7 · черна пешка на черно поле g7 · черна пешка на бяло поле a6 · черен кон на бяло поле c6 · черна пешка на черно поле d6 · черен кон на черно поле f6 · черна пешка на черно поле h6 · черна пешка на бяло поле b5 · черна пешка на черно поле e5 · бяла пешка на бяло поле e4 · бял офицер на бяло поле b3 · бяла пешка на черно поле c3 · бял кон на бяло поле f3 · бяла пешка на бяло поле h3 · бяла пешка на бяло поле a2 · бяла пешка на черно поле b2 · бяла пешка на черно поле d2 · бяла пешка на черно поле f2 · бяла пешка на бяло поле g2 · бял топ на черно поле a1 · бял кон на бяло поле b1 · бял офицер на черно поле c1 · бяла дама на бяло поле d1 · бял топ на черно поле e1 · бял цар на черно поле g1 | черен топ на бяло поле a8 · черен офицер на бяло поле c8 · черна дама на черно поле d8 · черен топ на черно поле f8 · черен цар на бяло поле g8 · черна пешка на черно поле c7 · черен офицер на черно поле e7 · черна пешка на бяло поле f7 · черна пешка на черно поле g7 · черна пешка на бяло поле a6 · черен кон на бяло поле c6 · черна пешка на черно поле d6 · черен кон на черно поле f6 · черна пешка на черно поле h6 · черна пешка на бяло поле b5 · черна пешка на черно поле e5 · бяла пешка на бяло поле e4 · бял офицер на бяло поле b3 · бяла пешка на черно поле c3 · бял кон на бяло поле f3 · бяла пешка на бяло поле h3 · бяла пешка на бяло поле a2 · бяла пешка на черно поле b2 · бяла пешка на черно поле d2 · бяла пешка на черно поле f2 · бяла пешка на бяло поле g2 · бял топ на черно поле a1 · бял кон на бяло поле b1 · бял офицер на черно поле c1 · бяла дама на бяло поле d1 · бял топ на черно поле e1 · бял цар на черно поле g1 | черен топ на бяло поле a8 · черен офицер на бяло поле c8 · черна дама на черно поле d8 · черен топ на черно поле f8 · черен цар на бяло поле g8 · черна пешка на черно поле c7 · черен офицер на черно поле e7 · черна пешка на бяло поле f7 · черна пешка на черно поле g7 · черна пешка на бяло поле a6 · черен кон на бяло поле c6 · черна пешка на черно поле d6 · черен кон на черно поле f6 · черна пешка на черно поле h6 · черна пешка на бяло поле b5 · черна пешка на черно поле e5 · бяла пешка на бяло поле e4 · бял офицер на бяло поле b3 · бяла пешка на черно поле c3 · бял кон на бяло поле f3 · бяла пешка на бяло поле h3 · бяла пешка на бяло поле a2 · бяла пешка на черно поле b2 · бяла пешка на черно поле d2 · бяла пешка на черно поле f2 · бяла пешка на бяло поле g2 · бял топ на черно поле a1 · бял кон на бяло поле b1 · бял офицер на черно поле c1 · бяла дама на бяло поле d1 · бял топ на черно поле e1 · бял цар на черно поле g1 | черен топ на бяло поле a8 · черен офицер на бяло поле c8 · черна дама на черно поле d8 · черен топ на черно поле f8 · черен цар на бяло поле g8 · черна пешка на черно поле c7 · черен офицер на черно поле e7 · черна пешка на бяло поле f7 · черна пешка на черно поле g7 · черна пешка на бяло поле a6 · черен кон на бяло поле c6 · черна пешка на черно поле d6 · черен кон на черно поле f6 · черна пешка на черно поле h6 · черна пешка на бяло поле b5 · черна пешка на черно поле e5 · бяла пешка на бяло поле e4 · бял офицер на бяло поле b3 · бяла пешка на черно поле c3 · бял кон на бяло поле f3 · бяла пешка на бяло поле h3 · бяла пешка на бяло поле a2 · бяла пешка на черно поле b2 · бяла пешка на черно поле d2 · бяла пешка на черно поле f2 · бяла пешка на бяло поле g2 · бял топ на черно поле a1 · бял кон на бяло поле b1 · бял офицер на черно поле c1 · бяла дама на бяло поле d1 · бял топ на черно поле e1 · бял цар на черно поле g1 | черен топ на бяло поле a8 · черен офицер на бяло поле c8 · черна дама на черно поле d8 · черен топ на черно поле f8 · черен цар на бяло поле g8 · черна пешка на черно поле c7 · черен офицер на черно поле e7 · черна пешка на бяло поле f7 · черна пешка на черно поле g7 · черна пешка на бяло поле a6 · черен кон на бяло поле c6 · черна пешка на черно поле d6 · черен кон на черно поле f6 · черна пешка на черно поле h6 · черна пешка на бяло поле b5 · черна пешка на черно поле e5 · бяла пешка на бяло поле e4 · бял офицер на бяло поле b3 · бяла пешка на черно поле c3 · бял кон на бяло поле f3 · бяла пешка на бяло поле h3 · бяла пешка на бяло поле a2 · бяла пешка на черно поле b2 · бяла пешка на черно поле d2 · бяла пешка на черно поле f2 · бяла пешка на бяло поле g2 · бял топ на черно поле a1 · бял кон на бяло поле b1 · бял офицер на черно поле c1 · бяла дама на бяло поле d1 · бял топ на черно поле e1 · бял цар на черно поле g1 | черен топ на бяло поле a8 · черен офицер на бяло поле c8 · черна дама на черно поле d8 · черен топ на черно поле f8 · черен цар на бяло поле g8 · черна пешка на черно поле c7 · черен офицер на черно поле e7 · черна пешка на бяло поле f7 · черна пешка на черно поле g7 · черна пешка на бяло поле a6 · черен кон на бяло поле c6 · черна пешка на черно поле d6 · черен кон на черно поле f6 · черна пешка на черно поле h6 · черна пешка на бяло поле b5 · черна пешка на черно поле e5 · бяла пешка на бяло поле e4 · бял офицер на бяло поле b3 · бяла пешка на черно поле c3 · бял кон на бяло поле f3 · бяла пешка на бяло поле h3 · бяла пешка на бяло поле a2 · бяла пешка на черно поле b2 · бяла пешка на черно поле d2 · бяла пешка на черно поле f2 · бяла пешка на бяло поле g2 · бял топ на черно поле a1 · бял кон на бяло поле b1 · бял офицер на черно поле c1 · бяла дама на бяло поле d1 · бял топ на черно поле e1 · бял цар на черно поле g1 | 4 |
| 3 | черен топ на бяло поле a8 · черен офицер на бяло поле c8 · черна дама на черно поле d8 · черен топ на черно поле f8 · черен цар на бяло поле g8 · черна пешка на черно поле c7 · черен офицер на черно поле e7 · черна пешка на бяло поле f7 · черна пешка на черно поле g7 · черна пешка на бяло поле a6 · черен кон на бяло поле c6 · черна пешка на черно поле d6 · черен кон на черно поле f6 · черна пешка на черно поле h6 · черна пешка на бяло поле b5 · черна пешка на черно поле e5 · бяла пешка на бяло поле e4 · бял офицер на бяло поле b3 · бяла пешка на черно поле c3 · бял кон на бяло поле f3 · бяла пешка на бяло поле h3 · бяла пешка на бяло поле a2 · бяла пешка на черно поле b2 · бяла пешка на черно поле d2 · бяла пешка на черно поле f2 · бяла пешка на бяло поле g2 · бял топ на черно поле a1 · бял кон на бяло поле b1 · бял офицер на черно поле c1 · бяла дама на бяло поле d1 · бял топ на черно поле e1 · бял цар на черно поле g1 | черен топ на бяло поле a8 · черен офицер на бяло поле c8 · черна дама на черно поле d8 · черен топ на черно поле f8 · черен цар на бяло поле g8 · черна пешка на черно поле c7 · черен офицер на черно поле e7 · черна пешка на бяло поле f7 · черна пешка на черно поле g7 · черна пешка на бяло поле a6 · черен кон на бяло поле c6 · черна пешка на черно поле d6 · черен кон на черно поле f6 · черна пешка на черно поле h6 · черна пешка на бяло поле b5 · черна пешка на черно поле e5 · бяла пешка на бяло поле e4 · бял офицер на бяло поле b3 · бяла пешка на черно поле c3 · бял кон на бяло поле f3 · бяла пешка на бяло поле h3 · бяла пешка на бяло поле a2 · бяла пешка на черно поле b2 · бяла пешка на черно поле d2 · бяла пешка на черно поле f2 · бяла пешка на бяло поле g2 · бял топ на черно поле a1 · бял кон на бяло поле b1 · бял офицер на черно поле c1 · бяла дама на бяло поле d1 · бял топ на черно поле e1 · бял цар на черно поле g1 | черен топ на бяло поле a8 · черен офицер на бяло поле c8 · черна дама на черно поле d8 · черен топ на черно поле f8 · черен цар на бяло поле g8 · черна пешка на черно поле c7 · черен офицер на черно поле e7 · черна пешка на бяло поле f7 · черна пешка на черно поле g7 · черна пешка на бяло поле a6 · черен кон на бяло поле c6 · черна пешка на черно поле d6 · черен кон на черно поле f6 · черна пешка на черно поле h6 · черна пешка на бяло поле b5 · черна пешка на черно поле e5 · бяла пешка на бяло поле e4 · бял офицер на бяло поле b3 · бяла пешка на черно поле c3 · бял кон на бяло поле f3 · бяла пешка на бяло поле h3 · бяла пешка на бяло поле a2 · бяла пешка на черно поле b2 · бяла пешка на черно поле d2 · бяла пешка на черно поле f2 · бяла пешка на бяло поле g2 · бял топ на черно поле a1 · бял кон на бяло поле b1 · бял офицер на черно поле c1 · бяла дама на бяло поле d1 · бял топ на черно поле e1 · бял цар на черно поле g1 | черен топ на бяло поле a8 · черен офицер на бяло поле c8 · черна дама на черно поле d8 · черен топ на черно поле f8 · черен цар на бяло поле g8 · черна пешка на черно поле c7 · черен офицер на черно поле e7 · черна пешка на бяло поле f7 · черна пешка на черно поле g7 · черна пешка на бяло поле a6 · черен кон на бяло поле c6 · черна пешка на черно поле d6 · черен кон на черно поле f6 · черна пешка на черно поле h6 · черна пешка на бяло поле b5 · черна пешка на черно поле e5 · бяла пешка на бяло поле e4 · бял офицер на бяло поле b3 · бяла пешка на черно поле c3 · бял кон на бяло поле f3 · бяла пешка на бяло поле h3 · бяла пешка на бяло поле a2 · бяла пешка на черно поле b2 · бяла пешка на черно поле d2 · бяла пешка на черно поле f2 · бяла пешка на бяло поле g2 · бял топ на черно поле a1 · бял кон на бяло поле b1 · бял офицер на черно поле c1 · бяла дама на бяло поле d1 · бял топ на черно поле e1 · бял цар на черно поле g1 | черен топ на бяло поле a8 · черен офицер на бяло поле c8 · черна дама на черно поле d8 · черен топ на черно поле f8 · черен цар на бяло поле g8 · черна пешка на черно поле c7 · черен офицер на черно поле e7 · черна пешка на бяло поле f7 · черна пешка на черно поле g7 · черна пешка на бяло поле a6 · черен кон на бяло поле c6 · черна пешка на черно поле d6 · черен кон на черно поле f6 · черна пешка на черно поле h6 · черна пешка на бяло поле b5 · черна пешка на черно поле e5 · бяла пешка на бяло поле e4 · бял офицер на бяло поле b3 · бяла пешка на черно поле c3 · бял кон на бяло поле f3 · бяла пешка на бяло поле h3 · бяла пешка на бяло поле a2 · бяла пешка на черно поле b2 · бяла пешка на черно поле d2 · бяла пешка на черно поле f2 · бяла пешка на бяло поле g2 · бял топ на черно поле a1 · бял кон на бяло поле b1 · бял офицер на черно поле c1 · бяла дама на бяло поле d1 · бял топ на черно поле e1 · бял цар на черно поле g1 | черен топ на бяло поле a8 · черен офицер на бяло поле c8 · черна дама на черно поле d8 · черен топ на черно поле f8 · черен цар на бяло поле g8 · черна пешка на черно поле c7 · черен офицер на черно поле e7 · черна пешка на бяло поле f7 · черна пешка на черно поле g7 · черна пешка на бяло поле a6 · черен кон на бяло поле c6 · черна пешка на черно поле d6 · черен кон на черно поле f6 · черна пешка на черно поле h6 · черна пешка на бяло поле b5 · черна пешка на черно поле e5 · бяла пешка на бяло поле e4 · бял офицер на бяло поле b3 · бяла пешка на черно поле c3 · бял кон на бяло поле f3 · бяла пешка на бяло поле h3 · бяла пешка на бяло поле a2 · бяла пешка на черно поле b2 · бяла пешка на черно поле d2 · бяла пешка на черно поле f2 · бяла пешка на бяло поле g2 · бял топ на черно поле a1 · бял кон на бяло поле b1 · бял офицер на черно поле c1 · бяла дама на бяло поле d1 · бял топ на черно поле e1 · бял цар на черно поле g1 | черен топ на бяло поле a8 · черен офицер на бяло поле c8 · черна дама на черно поле d8 · черен топ на черно поле f8 · черен цар на бяло поле g8 · черна пешка на черно поле c7 · черен офицер на черно поле e7 · черна пешка на бяло поле f7 · черна пешка на черно поле g7 · черна пешка на бяло поле a6 · черен кон на бяло поле c6 · черна пешка на черно поле d6 · черен кон на черно поле f6 · черна пешка на черно поле h6 · черна пешка на бяло поле b5 · черна пешка на черно поле e5 · бяла пешка на бяло поле e4 · бял офицер на бяло поле b3 · бяла пешка на черно поле c3 · бял кон на бяло поле f3 · бяла пешка на бяло поле h3 · бяла пешка на бяло поле a2 · бяла пешка на черно поле b2 · бяла пешка на черно поле d2 · бяла пешка на черно поле f2 · бяла пешка на бяло поле g2 · бял топ на черно поле a1 · бял кон на бяло поле b1 · бял офицер на черно поле c1 · бяла дама на бяло поле d1 · бял топ на черно поле e1 · бял цар на черно поле g1 | черен топ на бяло поле a8 · черен офицер на бяло поле c8 · черна дама на черно поле d8 · черен топ на черно поле f8 · черен цар на бяло поле g8 · черна пешка на черно поле c7 · черен офицер на черно поле e7 · черна пешка на бяло поле f7 · черна пешка на черно поле g7 · черна пешка на бяло поле a6 · черен кон на бяло поле c6 · черна пешка на черно поле d6 · черен кон на черно поле f6 · черна пешка на черно поле h6 · черна пешка на бяло поле b5 · черна пешка на черно поле e5 · бяла пешка на бяло поле e4 · бял офицер на бяло поле b3 · бяла пешка на черно поле c3 · бял кон на бяло поле f3 · бяла пешка на бяло поле h3 · бяла пешка на бяло поле a2 · бяла пешка на черно поле b2 · бяла пешка на черно поле d2 · бяла пешка на черно поле f2 · бяла пешка на бяло поле g2 · бял топ на черно поле a1 · бял кон на бяло поле b1 · бял офицер на черно поле c1 · бяла дама на бяло поле d1 · бял топ на черно поле e1 · бял цар на черно поле g1 | 3 |
| 2 | черен топ на бяло поле a8 · черен офицер на бяло поле c8 · черна дама на черно поле d8 · черен топ на черно поле f8 · черен цар на бяло поле g8 · черна пешка на черно поле c7 · черен офицер на черно поле e7 · черна пешка на бяло поле f7 · черна пешка на черно поле g7 · черна пешка на бяло поле a6 · черен кон на бяло поле c6 · черна пешка на черно поле d6 · черен кон на черно поле f6 · черна пешка на черно поле h6 · черна пешка на бяло поле b5 · черна пешка на черно поле e5 · бяла пешка на бяло поле e4 · бял офицер на бяло поле b3 · бяла пешка на черно поле c3 · бял кон на бяло поле f3 · бяла пешка на бяло поле h3 · бяла пешка на бяло поле a2 · бяла пешка на черно поле b2 · бяла пешка на черно поле d2 · бяла пешка на черно поле f2 · бяла пешка на бяло поле g2 · бял топ на черно поле a1 · бял кон на бяло поле b1 · бял офицер на черно поле c1 · бяла дама на бяло поле d1 · бял топ на черно поле e1 · бял цар на черно поле g1 | черен топ на бяло поле a8 · черен офицер на бяло поле c8 · черна дама на черно поле d8 · черен топ на черно поле f8 · черен цар на бяло поле g8 · черна пешка на черно поле c7 · черен офицер на черно поле e7 · черна пешка на бяло поле f7 · черна пешка на черно поле g7 · черна пешка на бяло поле a6 · черен кон на бяло поле c6 · черна пешка на черно поле d6 · черен кон на черно поле f6 · черна пешка на черно поле h6 · черна пешка на бяло поле b5 · черна пешка на черно поле e5 · бяла пешка на бяло поле e4 · бял офицер на бяло поле b3 · бяла пешка на черно поле c3 · бял кон на бяло поле f3 · бяла пешка на бяло поле h3 · бяла пешка на бяло поле a2 · бяла пешка на черно поле b2 · бяла пешка на черно поле d2 · бяла пешка на черно поле f2 · бяла пешка на бяло поле g2 · бял топ на черно поле a1 · бял кон на бяло поле b1 · бял офицер на черно поле c1 · бяла дама на бяло поле d1 · бял топ на черно поле e1 · бял цар на черно поле g1 | черен топ на бяло поле a8 · черен офицер на бяло поле c8 · черна дама на черно поле d8 · черен топ на черно поле f8 · черен цар на бяло поле g8 · черна пешка на черно поле c7 · черен офицер на черно поле e7 · черна пешка на бяло поле f7 · черна пешка на черно поле g7 · черна пешка на бяло поле a6 · черен кон на бяло поле c6 · черна пешка на черно поле d6 · черен кон на черно поле f6 · черна пешка на черно поле h6 · черна пешка на бяло поле b5 · черна пешка на черно поле e5 · бяла пешка на бяло поле e4 · бял офицер на бяло поле b3 · бяла пешка на черно поле c3 · бял кон на бяло поле f3 · бяла пешка на бяло поле h3 · бяла пешка на бяло поле a2 · бяла пешка на черно поле b2 · бяла пешка на черно поле d2 · бяла пешка на черно поле f2 · бяла пешка на бяло поле g2 · бял топ на черно поле a1 · бял кон на бяло поле b1 · бял офицер на черно поле c1 · бяла дама на бяло поле d1 · бял топ на черно поле e1 · бял цар на черно поле g1 | черен топ на бяло поле a8 · черен офицер на бяло поле c8 · черна дама на черно поле d8 · черен топ на черно поле f8 · черен цар на бяло поле g8 · черна пешка на черно поле c7 · черен офицер на черно поле e7 · черна пешка на бяло поле f7 · черна пешка на черно поле g7 · черна пешка на бяло поле a6 · черен кон на бяло поле c6 · черна пешка на черно поле d6 · черен кон на черно поле f6 · черна пешка на черно поле h6 · черна пешка на бяло поле b5 · черна пешка на черно поле e5 · бяла пешка на бяло поле e4 · бял офицер на бяло поле b3 · бяла пешка на черно поле c3 · бял кон на бяло поле f3 · бяла пешка на бяло поле h3 · бяла пешка на бяло поле a2 · бяла пешка на черно поле b2 · бяла пешка на черно поле d2 · бяла пешка на черно поле f2 · бяла пешка на бяло поле g2 · бял топ на черно поле a1 · бял кон на бяло поле b1 · бял офицер на черно поле c1 · бяла дама на бяло поле d1 · бял топ на черно поле e1 · бял цар на черно поле g1 | черен топ на бяло поле a8 · черен офицер на бяло поле c8 · черна дама на черно поле d8 · черен топ на черно поле f8 · черен цар на бяло поле g8 · черна пешка на черно поле c7 · черен офицер на черно поле e7 · черна пешка на бяло поле f7 · черна пешка на черно поле g7 · черна пешка на бяло поле a6 · черен кон на бяло поле c6 · черна пешка на черно поле d6 · черен кон на черно поле f6 · черна пешка на черно поле h6 · черна пешка на бяло поле b5 · черна пешка на черно поле e5 · бяла пешка на бяло поле e4 · бял офицер на бяло поле b3 · бяла пешка на черно поле c3 · бял кон на бяло поле f3 · бяла пешка на бяло поле h3 · бяла пешка на бяло поле a2 · бяла пешка на черно поле b2 · бяла пешка на черно поле d2 · бяла пешка на черно поле f2 · бяла пешка на бяло поле g2 · бял топ на черно поле a1 · бял кон на бяло поле b1 · бял офицер на черно поле c1 · бяла дама на бяло поле d1 · бял топ на черно поле e1 · бял цар на черно поле g1 | черен топ на бяло поле a8 · черен офицер на бяло поле c8 · черна дама на черно поле d8 · черен топ на черно поле f8 · черен цар на бяло поле g8 · черна пешка на черно поле c7 · черен офицер на черно поле e7 · черна пешка на бяло поле f7 · черна пешка на черно поле g7 · черна пешка на бяло поле a6 · черен кон на бяло поле c6 · черна пешка на черно поле d6 · черен кон на черно поле f6 · черна пешка на черно поле h6 · черна пешка на бяло поле b5 · черна пешка на черно поле e5 · бяла пешка на бяло поле e4 · бял офицер на бяло поле b3 · бяла пешка на черно поле c3 · бял кон на бяло поле f3 · бяла пешка на бяло поле h3 · бяла пешка на бяло поле a2 · бяла пешка на черно поле b2 · бяла пешка на черно поле d2 · бяла пешка на черно поле f2 · бяла пешка на бяло поле g2 · бял топ на черно поле a1 · бял кон на бяло поле b1 · бял офицер на черно поле c1 · бяла дама на бяло поле d1 · бял топ на черно поле e1 · бял цар на черно поле g1 | черен топ на бяло поле a8 · черен офицер на бяло поле c8 · черна дама на черно поле d8 · черен топ на черно поле f8 · черен цар на бяло поле g8 · черна пешка на черно поле c7 · черен офицер на черно поле e7 · черна пешка на бяло поле f7 · черна пешка на черно поле g7 · черна пешка на бяло поле a6 · черен кон на бяло поле c6 · черна пешка на черно поле d6 · черен кон на черно поле f6 · черна пешка на черно поле h6 · черна пешка на бяло поле b5 · черна пешка на черно поле e5 · бяла пешка на бяло поле e4 · бял офицер на бяло поле b3 · бяла пешка на черно поле c3 · бял кон на бяло поле f3 · бяла пешка на бяло поле h3 · бяла пешка на бяло поле a2 · бяла пешка на черно поле b2 · бяла пешка на черно поле d2 · бяла пешка на черно поле f2 · бяла пешка на бяло поле g2 · бял топ на черно поле a1 · бял кон на бяло поле b1 · бял офицер на черно поле c1 · бяла дама на бяло поле d1 · бял топ на черно поле e1 · бял цар на черно поле g1 | черен топ на бяло поле a8 · черен офицер на бяло поле c8 · черна дама на черно поле d8 · черен топ на черно поле f8 · черен цар на бяло поле g8 · черна пешка на черно поле c7 · черен офицер на черно поле e7 · черна пешка на бяло поле f7 · черна пешка на черно поле g7 · черна пешка на бяло поле a6 · черен кон на бяло поле c6 · черна пешка на черно поле d6 · черен кон на черно поле f6 · черна пешка на черно поле h6 · черна пешка на бяло поле b5 · черна пешка на черно поле e5 · бяла пешка на бяло поле e4 · бял офицер на бяло поле b3 · бяла пешка на черно поле c3 · бял кон на бяло поле f3 · бяла пешка на бяло поле h3 · бяла пешка на бяло поле a2 · бяла пешка на черно поле b2 · бяла пешка на черно поле d2 · бяла пешка на черно поле f2 · бяла пешка на бяло поле g2 · бял топ на черно поле a1 · бял кон на бяло поле b1 · бял офицер на черно поле c1 · бяла дама на бяло поле d1 · бял топ на черно поле e1 · бял цар на черно поле g1 | 2 |
| 1 | черен топ на бяло поле a8 · черен офицер на бяло поле c8 · черна дама на черно поле d8 · черен топ на черно поле f8 · черен цар на бяло поле g8 · черна пешка на черно поле c7 · черен офицер на черно поле e7 · черна пешка на бяло поле f7 · черна пешка на черно поле g7 · черна пешка на бяло поле a6 · черен кон на бяло поле c6 · черна пешка на черно поле d6 · черен кон на черно поле f6 · черна пешка на черно поле h6 · черна пешка на бяло поле b5 · черна пешка на черно поле e5 · бяла пешка на бяло поле e4 · бял офицер на бяло поле b3 · бяла пешка на черно поле c3 · бял кон на бяло поле f3 · бяла пешка на бяло поле h3 · бяла пешка на бяло поле a2 · бяла пешка на черно поле b2 · бяла пешка на черно поле d2 · бяла пешка на черно поле f2 · бяла пешка на бяло поле g2 · бял топ на черно поле a1 · бял кон на бяло поле b1 · бял офицер на черно поле c1 · бяла дама на бяло поле d1 · бял топ на черно поле e1 · бял цар на черно поле g1 | черен топ на бяло поле a8 · черен офицер на бяло поле c8 · черна дама на черно поле d8 · черен топ на черно поле f8 · черен цар на бяло поле g8 · черна пешка на черно поле c7 · черен офицер на черно поле e7 · черна пешка на бяло поле f7 · черна пешка на черно поле g7 · черна пешка на бяло поле a6 · черен кон на бяло поле c6 · черна пешка на черно поле d6 · черен кон на черно поле f6 · черна пешка на черно поле h6 · черна пешка на бяло поле b5 · черна пешка на черно поле e5 · бяла пешка на бяло поле e4 · бял офицер на бяло поле b3 · бяла пешка на черно поле c3 · бял кон на бяло поле f3 · бяла пешка на бяло поле h3 · бяла пешка на бяло поле a2 · бяла пешка на черно поле b2 · бяла пешка на черно поле d2 · бяла пешка на черно поле f2 · бяла пешка на бяло поле g2 · бял топ на черно поле a1 · бял кон на бяло поле b1 · бял офицер на черно поле c1 · бяла дама на бяло поле d1 · бял топ на черно поле e1 · бял цар на черно поле g1 | черен топ на бяло поле a8 · черен офицер на бяло поле c8 · черна дама на черно поле d8 · черен топ на черно поле f8 · черен цар на бяло поле g8 · черна пешка на черно поле c7 · черен офицер на черно поле e7 · черна пешка на бяло поле f7 · черна пешка на черно поле g7 · черна пешка на бяло поле a6 · черен кон на бяло поле c6 · черна пешка на черно поле d6 · черен кон на черно поле f6 · черна пешка на черно поле h6 · черна пешка на бяло поле b5 · черна пешка на черно поле e5 · бяла пешка на бяло поле e4 · бял офицер на бяло поле b3 · бяла пешка на черно поле c3 · бял кон на бяло поле f3 · бяла пешка на бяло поле h3 · бяла пешка на бяло поле a2 · бяла пешка на черно поле b2 · бяла пешка на черно поле d2 · бяла пешка на черно поле f2 · бяла пешка на бяло поле g2 · бял топ на черно поле a1 · бял кон на бяло поле b1 · бял офицер на черно поле c1 · бяла дама на бяло поле d1 · бял топ на черно поле e1 · бял цар на черно поле g1 | черен топ на бяло поле a8 · черен офицер на бяло поле c8 · черна дама на черно поле d8 · черен топ на черно поле f8 · черен цар на бяло поле g8 · черна пешка на черно поле c7 · черен офицер на черно поле e7 · черна пешка на бяло поле f7 · черна пешка на черно поле g7 · черна пешка на бяло поле a6 · черен кон на бяло поле c6 · черна пешка на черно поле d6 · черен кон на черно поле f6 · черна пешка на черно поле h6 · черна пешка на бяло поле b5 · черна пешка на черно поле e5 · бяла пешка на бяло поле e4 · бял офицер на бяло поле b3 · бяла пешка на черно поле c3 · бял кон на бяло поле f3 · бяла пешка на бяло поле h3 · бяла пешка на бяло поле a2 · бяла пешка на черно поле b2 · бяла пешка на черно поле d2 · бяла пешка на черно поле f2 · бяла пешка на бяло поле g2 · бял топ на черно поле a1 · бял кон на бяло поле b1 · бял офицер на черно поле c1 · бяла дама на бяло поле d1 · бял топ на черно поле e1 · бял цар на черно поле g1 | черен топ на бяло поле a8 · черен офицер на бяло поле c8 · черна дама на черно поле d8 · черен топ на черно поле f8 · черен цар на бяло поле g8 · черна пешка на черно поле c7 · черен офицер на черно поле e7 · черна пешка на бяло поле f7 · черна пешка на черно поле g7 · черна пешка на бяло поле a6 · черен кон на бяло поле c6 · черна пешка на черно поле d6 · черен кон на черно поле f6 · черна пешка на черно поле h6 · черна пешка на бяло поле b5 · черна пешка на черно поле e5 · бяла пешка на бяло поле e4 · бял офицер на бяло поле b3 · бяла пешка на черно поле c3 · бял кон на бяло поле f3 · бяла пешка на бяло поле h3 · бяла пешка на бяло поле a2 · бяла пешка на черно поле b2 · бяла пешка на черно поле d2 · бяла пешка на черно поле f2 · бяла пешка на бяло поле g2 · бял топ на черно поле a1 · бял кон на бяло поле b1 · бял офицер на черно поле c1 · бяла дама на бяло поле d1 · бял топ на черно поле e1 · бял цар на черно поле g1 | черен топ на бяло поле a8 · черен офицер на бяло поле c8 · черна дама на черно поле d8 · черен топ на черно поле f8 · черен цар на бяло поле g8 · черна пешка на черно поле c7 · черен офицер на черно поле e7 · черна пешка на бяло поле f7 · черна пешка на черно поле g7 · черна пешка на бяло поле a6 · черен кон на бяло поле c6 · черна пешка на черно поле d6 · черен кон на черно поле f6 · черна пешка на черно поле h6 · черна пешка на бяло поле b5 · черна пешка на черно поле e5 · бяла пешка на бяло поле e4 · бял офицер на бяло поле b3 · бяла пешка на черно поле c3 · бял кон на бяло поле f3 · бяла пешка на бяло поле h3 · бяла пешка на бяло поле a2 · бяла пешка на черно поле b2 · бяла пешка на черно поле d2 · бяла пешка на черно поле f2 · бяла пешка на бяло поле g2 · бял топ на черно поле a1 · бял кон на бяло поле b1 · бял офицер на черно поле c1 · бяла дама на бяло поле d1 · бял топ на черно поле e1 · бял цар на черно поле g1 | черен топ на бяло поле a8 · черен офицер на бяло поле c8 · черна дама на черно поле d8 · черен топ на черно поле f8 · черен цар на бяло поле g8 · черна пешка на черно поле c7 · черен офицер на черно поле e7 · черна пешка на бяло поле f7 · черна пешка на черно поле g7 · черна пешка на бяло поле a6 · черен кон на бяло поле c6 · черна пешка на черно поле d6 · черен кон на черно поле f6 · черна пешка на черно поле h6 · черна пешка на бяло поле b5 · черна пешка на черно поле e5 · бяла пешка на бяло поле e4 · бял офицер на бяло поле b3 · бяла пешка на черно поле c3 · бял кон на бяло поле f3 · бяла пешка на бяло поле h3 · бяла пешка на бяло поле a2 · бяла пешка на черно поле b2 · бяла пешка на черно поле d2 · бяла пешка на черно поле f2 · бяла пешка на бяло поле g2 · бял топ на черно поле a1 · бял кон на бяло поле b1 · бял офицер на черно поле c1 · бяла дама на бяло поле d1 · бял топ на черно поле e1 · бял цар на черно поле g1 | черен топ на бяло поле a8 · черен офицер на бяло поле c8 · черна дама на черно поле d8 · черен топ на черно поле f8 · черен цар на бяло поле g8 · черна пешка на черно поле c7 · черен офицер на черно поле e7 · черна пешка на бяло поле f7 · черна пешка на черно поле g7 · черна пешка на бяло поле a6 · черен кон на бяло поле c6 · черна пешка на черно поле d6 · черен кон на черно поле f6 · черна пешка на черно поле h6 · черна пешка на бяло поле b5 · черна пешка на черно поле e5 · бяла пешка на бяло поле e4 · бял офицер на бяло поле b3 · бяла пешка на черно поле c3 · бял кон на бяло поле f3 · бяла пешка на бяло поле h3 · бяла пешка на бяло поле a2 · бяла пешка на черно поле b2 · бяла пешка на черно поле d2 · бяла пешка на черно поле f2 · бяла пешка на бяло поле g2 · бял топ на черно поле a1 · бял кон на бяло поле b1 · бял офицер на черно поле c1 · бяла дама на бяло поле d1 · бял топ на черно поле e1 · бял цар на черно поле g1 | 1 |
|   | a | b | c | d | e | f | g | h |   |

- 1. e4 e5 2. Kf3 Kc6 3. Ob5 a6 4. Oa4 Kf6 5. 0-0 Oe7 6. Te1 b5 7. Ob3 d6 8. c3 0-0 9. h3 h6 –  класически Вариант Смислов. Един от най-често използваните варианти на Испанската партия. Вариантът на Смислов 9. ... h6 е план, подобен на този на Зайцев. С 9...h6 черните се готвят да играят 10...Тe8 и 11...Оf8, без да се страхуват от 10.Кg5. Загубата на темпо с 9...h6 дава на белите достатъчно време да завършат маневрата Кbd2–f1–g3, а ходът на пешката може също да отслаби царския фланг на черните. Вариантът на Зайцев може да се счита за подобрен вариант на Смислов, при който черните се опитват да спасят темпото, като пропускат ...h6. Понякога обаче черните играят ...h6 по-късно във варианта на Зайцев.

Каспаров изигра варианта на Смислов при загуба от шахматния компютър Deep Blue във втората партия на мача им „Човек срещу машина“ през 1997 г. Светозар Глигорич е най-продуктивният играч на C93.
- 1. e4 e5 2. Kf3 Kc6 3. Ob5 a6 4. Oa4 Kf6 5. 0-0 Oe7 6. Te1 b5 7. Ob3 d6 8. c3 0-0 9. h3 Дd7 – втори Вариант Смислов.
- 1. e4 e5 2. Kf3 Kc6 3. Ob5 a6 4. Oa4 Kf6 5. 0-0 Oe7 6. Te1 b5 7. Ob3 d6 8. c3 0-0 9. h3 Те8 10. d4 h6 – трети Вариант Смислов.

- C94 1. e4 e5 2. Kf3 Kc6 3. Ob5 a6 4. Oa4 Kf6 5. 0-0 Oe7 6. Te1 b5 7. Ob3 d6 8. c3 0-0 9. h3 Кb8 – Закрит вариант, Защита Брайер.
  - 1. e4 e5 2. Kf3 Kc6 3. Ob5 a6 4. Oa4 Kf6 5. 0-0 Oe7 6. Te1 b5 7. Ob3 d6 8. c3 0-0 9. h3 Кb8 10. d3 – Закрит вариант, Защита Брайер, Тих вариант.
- C95 1. e4 e5 2. Kf3 Kc6 3. Ob5 a6 4. Oa4 Kf6 5. 0-0 Oe7 6. Te1 b5 7. Ob3 d6 8. c3 0-0 9. h3 Кb8 10. d4 – Закрит вариант, Защита Брайер с 10. d4:
  - 1. e4 e5 2. Kf3 Kc6 3. Ob5 a6 4. Oa4 Kf6 5. 0-0 Oe7 6. Te1 b5 7. Ob3 d6 8. c3 0-0 9. h3 Кb8 10. d4 Кbd7 – Закрит вариант, Защита Брайер, Хибрид Зайцев:
    - 1. e4 e5 2. Kf3 Kc6 3. Ob5 a6 4. Oa4 Kf6 5. 0-0 Oe7 6. Te1 b5 7. Ob3 d6 8. c3 0-0 9. h3 Кb8 10. d4 Кbd7 11. Кbd2 Оb7 – Закрит вариант, Защита Брайер, Хибрид Зайцев 1.
    - 1. e4 e5 2. Kf3 Kc6 3. Ob5 a6 4. Oa4 Kf6 5. 0-0 Oe7 6. Te1 b5 7. Ob3 d6 8. c3 0-0 9. h3 Кb8 10. d4 Кbd7 11. Кh4 – Закрит вариант, Защита Брайер, Хибрид Зайцев 2.

C96 – C99 1. e4 e5 2. Kf3 Kc6 3. Ob5 a6 4. Oa4 Kf6 5. 0-0 Oe7 6. Te1 b5 7. Ob3 d6 8. c3 0-0 9. h3 Ka5 – Закрити варианти, Защита Чигорин:
|   | a | b | c | d | e | f | g | h |   |
| 8 | черен топ на бяло поле a8 · черен офицер на бяло поле c8 · черна дама на черно поле d8 · черен топ на черно поле f8 · черен цар на бяло поле g8 · черна пешка на черно поле c7 · черен офицер на черно поле e7 · черна пешка на бяло поле f7 · черна пешка на черно поле g7 · черна пешка на бяло поле h7 · черна пешка на бяло поле a6 · черна пешка на черно поле d6 · черен кон на черно поле f6 · черен кон на черно поле a5 · черна пешка на бяло поле b5 · черна пешка на черно поле e5 · бяла пешка на бяло поле e4 · бял офицер на бяло поле b3 · бяла пешка на черно поле c3 · бял кон на бяло поле f3 · бяла пешка на бяло поле h3 · бяла пешка на бяло поле a2 · бяла пешка на черно поле b2 · бяла пешка на черно поле d2 · бяла пешка на черно поле f2 · бяла пешка на бяло поле g2 · бял топ на черно поле a1 · бял кон на бяло поле b1 · бял офицер на черно поле c1 · бяла дама на бяло поле d1 · бял топ на черно поле e1 · бял цар на черно поле g1 | черен топ на бяло поле a8 · черен офицер на бяло поле c8 · черна дама на черно поле d8 · черен топ на черно поле f8 · черен цар на бяло поле g8 · черна пешка на черно поле c7 · черен офицер на черно поле e7 · черна пешка на бяло поле f7 · черна пешка на черно поле g7 · черна пешка на бяло поле h7 · черна пешка на бяло поле a6 · черна пешка на черно поле d6 · черен кон на черно поле f6 · черен кон на черно поле a5 · черна пешка на бяло поле b5 · черна пешка на черно поле e5 · бяла пешка на бяло поле e4 · бял офицер на бяло поле b3 · бяла пешка на черно поле c3 · бял кон на бяло поле f3 · бяла пешка на бяло поле h3 · бяла пешка на бяло поле a2 · бяла пешка на черно поле b2 · бяла пешка на черно поле d2 · бяла пешка на черно поле f2 · бяла пешка на бяло поле g2 · бял топ на черно поле a1 · бял кон на бяло поле b1 · бял офицер на черно поле c1 · бяла дама на бяло поле d1 · бял топ на черно поле e1 · бял цар на черно поле g1 | черен топ на бяло поле a8 · черен офицер на бяло поле c8 · черна дама на черно поле d8 · черен топ на черно поле f8 · черен цар на бяло поле g8 · черна пешка на черно поле c7 · черен офицер на черно поле e7 · черна пешка на бяло поле f7 · черна пешка на черно поле g7 · черна пешка на бяло поле h7 · черна пешка на бяло поле a6 · черна пешка на черно поле d6 · черен кон на черно поле f6 · черен кон на черно поле a5 · черна пешка на бяло поле b5 · черна пешка на черно поле e5 · бяла пешка на бяло поле e4 · бял офицер на бяло поле b3 · бяла пешка на черно поле c3 · бял кон на бяло поле f3 · бяла пешка на бяло поле h3 · бяла пешка на бяло поле a2 · бяла пешка на черно поле b2 · бяла пешка на черно поле d2 · бяла пешка на черно поле f2 · бяла пешка на бяло поле g2 · бял топ на черно поле a1 · бял кон на бяло поле b1 · бял офицер на черно поле c1 · бяла дама на бяло поле d1 · бял топ на черно поле e1 · бял цар на черно поле g1 | черен топ на бяло поле a8 · черен офицер на бяло поле c8 · черна дама на черно поле d8 · черен топ на черно поле f8 · черен цар на бяло поле g8 · черна пешка на черно поле c7 · черен офицер на черно поле e7 · черна пешка на бяло поле f7 · черна пешка на черно поле g7 · черна пешка на бяло поле h7 · черна пешка на бяло поле a6 · черна пешка на черно поле d6 · черен кон на черно поле f6 · черен кон на черно поле a5 · черна пешка на бяло поле b5 · черна пешка на черно поле e5 · бяла пешка на бяло поле e4 · бял офицер на бяло поле b3 · бяла пешка на черно поле c3 · бял кон на бяло поле f3 · бяла пешка на бяло поле h3 · бяла пешка на бяло поле a2 · бяла пешка на черно поле b2 · бяла пешка на черно поле d2 · бяла пешка на черно поле f2 · бяла пешка на бяло поле g2 · бял топ на черно поле a1 · бял кон на бяло поле b1 · бял офицер на черно поле c1 · бяла дама на бяло поле d1 · бял топ на черно поле e1 · бял цар на черно поле g1 | черен топ на бяло поле a8 · черен офицер на бяло поле c8 · черна дама на черно поле d8 · черен топ на черно поле f8 · черен цар на бяло поле g8 · черна пешка на черно поле c7 · черен офицер на черно поле e7 · черна пешка на бяло поле f7 · черна пешка на черно поле g7 · черна пешка на бяло поле h7 · черна пешка на бяло поле a6 · черна пешка на черно поле d6 · черен кон на черно поле f6 · черен кон на черно поле a5 · черна пешка на бяло поле b5 · черна пешка на черно поле e5 · бяла пешка на бяло поле e4 · бял офицер на бяло поле b3 · бяла пешка на черно поле c3 · бял кон на бяло поле f3 · бяла пешка на бяло поле h3 · бяла пешка на бяло поле a2 · бяла пешка на черно поле b2 · бяла пешка на черно поле d2 · бяла пешка на черно поле f2 · бяла пешка на бяло поле g2 · бял топ на черно поле a1 · бял кон на бяло поле b1 · бял офицер на черно поле c1 · бяла дама на бяло поле d1 · бял топ на черно поле e1 · бял цар на черно поле g1 | черен топ на бяло поле a8 · черен офицер на бяло поле c8 · черна дама на черно поле d8 · черен топ на черно поле f8 · черен цар на бяло поле g8 · черна пешка на черно поле c7 · черен офицер на черно поле e7 · черна пешка на бяло поле f7 · черна пешка на черно поле g7 · черна пешка на бяло поле h7 · черна пешка на бяло поле a6 · черна пешка на черно поле d6 · черен кон на черно поле f6 · черен кон на черно поле a5 · черна пешка на бяло поле b5 · черна пешка на черно поле e5 · бяла пешка на бяло поле e4 · бял офицер на бяло поле b3 · бяла пешка на черно поле c3 · бял кон на бяло поле f3 · бяла пешка на бяло поле h3 · бяла пешка на бяло поле a2 · бяла пешка на черно поле b2 · бяла пешка на черно поле d2 · бяла пешка на черно поле f2 · бяла пешка на бяло поле g2 · бял топ на черно поле a1 · бял кон на бяло поле b1 · бял офицер на черно поле c1 · бяла дама на бяло поле d1 · бял топ на черно поле e1 · бял цар на черно поле g1 | черен топ на бяло поле a8 · черен офицер на бяло поле c8 · черна дама на черно поле d8 · черен топ на черно поле f8 · черен цар на бяло поле g8 · черна пешка на черно поле c7 · черен офицер на черно поле e7 · черна пешка на бяло поле f7 · черна пешка на черно поле g7 · черна пешка на бяло поле h7 · черна пешка на бяло поле a6 · черна пешка на черно поле d6 · черен кон на черно поле f6 · черен кон на черно поле a5 · черна пешка на бяло поле b5 · черна пешка на черно поле e5 · бяла пешка на бяло поле e4 · бял офицер на бяло поле b3 · бяла пешка на черно поле c3 · бял кон на бяло поле f3 · бяла пешка на бяло поле h3 · бяла пешка на бяло поле a2 · бяла пешка на черно поле b2 · бяла пешка на черно поле d2 · бяла пешка на черно поле f2 · бяла пешка на бяло поле g2 · бял топ на черно поле a1 · бял кон на бяло поле b1 · бял офицер на черно поле c1 · бяла дама на бяло поле d1 · бял топ на черно поле e1 · бял цар на черно поле g1 | черен топ на бяло поле a8 · черен офицер на бяло поле c8 · черна дама на черно поле d8 · черен топ на черно поле f8 · черен цар на бяло поле g8 · черна пешка на черно поле c7 · черен офицер на черно поле e7 · черна пешка на бяло поле f7 · черна пешка на черно поле g7 · черна пешка на бяло поле h7 · черна пешка на бяло поле a6 · черна пешка на черно поле d6 · черен кон на черно поле f6 · черен кон на черно поле a5 · черна пешка на бяло поле b5 · черна пешка на черно поле e5 · бяла пешка на бяло поле e4 · бял офицер на бяло поле b3 · бяла пешка на черно поле c3 · бял кон на бяло поле f3 · бяла пешка на бяло поле h3 · бяла пешка на бяло поле a2 · бяла пешка на черно поле b2 · бяла пешка на черно поле d2 · бяла пешка на черно поле f2 · бяла пешка на бяло поле g2 · бял топ на черно поле a1 · бял кон на бяло поле b1 · бял офицер на черно поле c1 · бяла дама на бяло поле d1 · бял топ на черно поле e1 · бял цар на черно поле g1 | 8 |
| 7 | черен топ на бяло поле a8 · черен офицер на бяло поле c8 · черна дама на черно поле d8 · черен топ на черно поле f8 · черен цар на бяло поле g8 · черна пешка на черно поле c7 · черен офицер на черно поле e7 · черна пешка на бяло поле f7 · черна пешка на черно поле g7 · черна пешка на бяло поле h7 · черна пешка на бяло поле a6 · черна пешка на черно поле d6 · черен кон на черно поле f6 · черен кон на черно поле a5 · черна пешка на бяло поле b5 · черна пешка на черно поле e5 · бяла пешка на бяло поле e4 · бял офицер на бяло поле b3 · бяла пешка на черно поле c3 · бял кон на бяло поле f3 · бяла пешка на бяло поле h3 · бяла пешка на бяло поле a2 · бяла пешка на черно поле b2 · бяла пешка на черно поле d2 · бяла пешка на черно поле f2 · бяла пешка на бяло поле g2 · бял топ на черно поле a1 · бял кон на бяло поле b1 · бял офицер на черно поле c1 · бяла дама на бяло поле d1 · бял топ на черно поле e1 · бял цар на черно поле g1 | черен топ на бяло поле a8 · черен офицер на бяло поле c8 · черна дама на черно поле d8 · черен топ на черно поле f8 · черен цар на бяло поле g8 · черна пешка на черно поле c7 · черен офицер на черно поле e7 · черна пешка на бяло поле f7 · черна пешка на черно поле g7 · черна пешка на бяло поле h7 · черна пешка на бяло поле a6 · черна пешка на черно поле d6 · черен кон на черно поле f6 · черен кон на черно поле a5 · черна пешка на бяло поле b5 · черна пешка на черно поле e5 · бяла пешка на бяло поле e4 · бял офицер на бяло поле b3 · бяла пешка на черно поле c3 · бял кон на бяло поле f3 · бяла пешка на бяло поле h3 · бяла пешка на бяло поле a2 · бяла пешка на черно поле b2 · бяла пешка на черно поле d2 · бяла пешка на черно поле f2 · бяла пешка на бяло поле g2 · бял топ на черно поле a1 · бял кон на бяло поле b1 · бял офицер на черно поле c1 · бяла дама на бяло поле d1 · бял топ на черно поле e1 · бял цар на черно поле g1 | черен топ на бяло поле a8 · черен офицер на бяло поле c8 · черна дама на черно поле d8 · черен топ на черно поле f8 · черен цар на бяло поле g8 · черна пешка на черно поле c7 · черен офицер на черно поле e7 · черна пешка на бяло поле f7 · черна пешка на черно поле g7 · черна пешка на бяло поле h7 · черна пешка на бяло поле a6 · черна пешка на черно поле d6 · черен кон на черно поле f6 · черен кон на черно поле a5 · черна пешка на бяло поле b5 · черна пешка на черно поле e5 · бяла пешка на бяло поле e4 · бял офицер на бяло поле b3 · бяла пешка на черно поле c3 · бял кон на бяло поле f3 · бяла пешка на бяло поле h3 · бяла пешка на бяло поле a2 · бяла пешка на черно поле b2 · бяла пешка на черно поле d2 · бяла пешка на черно поле f2 · бяла пешка на бяло поле g2 · бял топ на черно поле a1 · бял кон на бяло поле b1 · бял офицер на черно поле c1 · бяла дама на бяло поле d1 · бял топ на черно поле e1 · бял цар на черно поле g1 | черен топ на бяло поле a8 · черен офицер на бяло поле c8 · черна дама на черно поле d8 · черен топ на черно поле f8 · черен цар на бяло поле g8 · черна пешка на черно поле c7 · черен офицер на черно поле e7 · черна пешка на бяло поле f7 · черна пешка на черно поле g7 · черна пешка на бяло поле h7 · черна пешка на бяло поле a6 · черна пешка на черно поле d6 · черен кон на черно поле f6 · черен кон на черно поле a5 · черна пешка на бяло поле b5 · черна пешка на черно поле e5 · бяла пешка на бяло поле e4 · бял офицер на бяло поле b3 · бяла пешка на черно поле c3 · бял кон на бяло поле f3 · бяла пешка на бяло поле h3 · бяла пешка на бяло поле a2 · бяла пешка на черно поле b2 · бяла пешка на черно поле d2 · бяла пешка на черно поле f2 · бяла пешка на бяло поле g2 · бял топ на черно поле a1 · бял кон на бяло поле b1 · бял офицер на черно поле c1 · бяла дама на бяло поле d1 · бял топ на черно поле e1 · бял цар на черно поле g1 | черен топ на бяло поле a8 · черен офицер на бяло поле c8 · черна дама на черно поле d8 · черен топ на черно поле f8 · черен цар на бяло поле g8 · черна пешка на черно поле c7 · черен офицер на черно поле e7 · черна пешка на бяло поле f7 · черна пешка на черно поле g7 · черна пешка на бяло поле h7 · черна пешка на бяло поле a6 · черна пешка на черно поле d6 · черен кон на черно поле f6 · черен кон на черно поле a5 · черна пешка на бяло поле b5 · черна пешка на черно поле e5 · бяла пешка на бяло поле e4 · бял офицер на бяло поле b3 · бяла пешка на черно поле c3 · бял кон на бяло поле f3 · бяла пешка на бяло поле h3 · бяла пешка на бяло поле a2 · бяла пешка на черно поле b2 · бяла пешка на черно поле d2 · бяла пешка на черно поле f2 · бяла пешка на бяло поле g2 · бял топ на черно поле a1 · бял кон на бяло поле b1 · бял офицер на черно поле c1 · бяла дама на бяло поле d1 · бял топ на черно поле e1 · бял цар на черно поле g1 | черен топ на бяло поле a8 · черен офицер на бяло поле c8 · черна дама на черно поле d8 · черен топ на черно поле f8 · черен цар на бяло поле g8 · черна пешка на черно поле c7 · черен офицер на черно поле e7 · черна пешка на бяло поле f7 · черна пешка на черно поле g7 · черна пешка на бяло поле h7 · черна пешка на бяло поле a6 · черна пешка на черно поле d6 · черен кон на черно поле f6 · черен кон на черно поле a5 · черна пешка на бяло поле b5 · черна пешка на черно поле e5 · бяла пешка на бяло поле e4 · бял офицер на бяло поле b3 · бяла пешка на черно поле c3 · бял кон на бяло поле f3 · бяла пешка на бяло поле h3 · бяла пешка на бяло поле a2 · бяла пешка на черно поле b2 · бяла пешка на черно поле d2 · бяла пешка на черно поле f2 · бяла пешка на бяло поле g2 · бял топ на черно поле a1 · бял кон на бяло поле b1 · бял офицер на черно поле c1 · бяла дама на бяло поле d1 · бял топ на черно поле e1 · бял цар на черно поле g1 | черен топ на бяло поле a8 · черен офицер на бяло поле c8 · черна дама на черно поле d8 · черен топ на черно поле f8 · черен цар на бяло поле g8 · черна пешка на черно поле c7 · черен офицер на черно поле e7 · черна пешка на бяло поле f7 · черна пешка на черно поле g7 · черна пешка на бяло поле h7 · черна пешка на бяло поле a6 · черна пешка на черно поле d6 · черен кон на черно поле f6 · черен кон на черно поле a5 · черна пешка на бяло поле b5 · черна пешка на черно поле e5 · бяла пешка на бяло поле e4 · бял офицер на бяло поле b3 · бяла пешка на черно поле c3 · бял кон на бяло поле f3 · бяла пешка на бяло поле h3 · бяла пешка на бяло поле a2 · бяла пешка на черно поле b2 · бяла пешка на черно поле d2 · бяла пешка на черно поле f2 · бяла пешка на бяло поле g2 · бял топ на черно поле a1 · бял кон на бяло поле b1 · бял офицер на черно поле c1 · бяла дама на бяло поле d1 · бял топ на черно поле e1 · бял цар на черно поле g1 | черен топ на бяло поле a8 · черен офицер на бяло поле c8 · черна дама на черно поле d8 · черен топ на черно поле f8 · черен цар на бяло поле g8 · черна пешка на черно поле c7 · черен офицер на черно поле e7 · черна пешка на бяло поле f7 · черна пешка на черно поле g7 · черна пешка на бяло поле h7 · черна пешка на бяло поле a6 · черна пешка на черно поле d6 · черен кон на черно поле f6 · черен кон на черно поле a5 · черна пешка на бяло поле b5 · черна пешка на черно поле e5 · бяла пешка на бяло поле e4 · бял офицер на бяло поле b3 · бяла пешка на черно поле c3 · бял кон на бяло поле f3 · бяла пешка на бяло поле h3 · бяла пешка на бяло поле a2 · бяла пешка на черно поле b2 · бяла пешка на черно поле d2 · бяла пешка на черно поле f2 · бяла пешка на бяло поле g2 · бял топ на черно поле a1 · бял кон на бяло поле b1 · бял офицер на черно поле c1 · бяла дама на бяло поле d1 · бял топ на черно поле e1 · бял цар на черно поле g1 | 7 |
| 6 | черен топ на бяло поле a8 · черен офицер на бяло поле c8 · черна дама на черно поле d8 · черен топ на черно поле f8 · черен цар на бяло поле g8 · черна пешка на черно поле c7 · черен офицер на черно поле e7 · черна пешка на бяло поле f7 · черна пешка на черно поле g7 · черна пешка на бяло поле h7 · черна пешка на бяло поле a6 · черна пешка на черно поле d6 · черен кон на черно поле f6 · черен кон на черно поле a5 · черна пешка на бяло поле b5 · черна пешка на черно поле e5 · бяла пешка на бяло поле e4 · бял офицер на бяло поле b3 · бяла пешка на черно поле c3 · бял кон на бяло поле f3 · бяла пешка на бяло поле h3 · бяла пешка на бяло поле a2 · бяла пешка на черно поле b2 · бяла пешка на черно поле d2 · бяла пешка на черно поле f2 · бяла пешка на бяло поле g2 · бял топ на черно поле a1 · бял кон на бяло поле b1 · бял офицер на черно поле c1 · бяла дама на бяло поле d1 · бял топ на черно поле e1 · бял цар на черно поле g1 | черен топ на бяло поле a8 · черен офицер на бяло поле c8 · черна дама на черно поле d8 · черен топ на черно поле f8 · черен цар на бяло поле g8 · черна пешка на черно поле c7 · черен офицер на черно поле e7 · черна пешка на бяло поле f7 · черна пешка на черно поле g7 · черна пешка на бяло поле h7 · черна пешка на бяло поле a6 · черна пешка на черно поле d6 · черен кон на черно поле f6 · черен кон на черно поле a5 · черна пешка на бяло поле b5 · черна пешка на черно поле e5 · бяла пешка на бяло поле e4 · бял офицер на бяло поле b3 · бяла пешка на черно поле c3 · бял кон на бяло поле f3 · бяла пешка на бяло поле h3 · бяла пешка на бяло поле a2 · бяла пешка на черно поле b2 · бяла пешка на черно поле d2 · бяла пешка на черно поле f2 · бяла пешка на бяло поле g2 · бял топ на черно поле a1 · бял кон на бяло поле b1 · бял офицер на черно поле c1 · бяла дама на бяло поле d1 · бял топ на черно поле e1 · бял цар на черно поле g1 | черен топ на бяло поле a8 · черен офицер на бяло поле c8 · черна дама на черно поле d8 · черен топ на черно поле f8 · черен цар на бяло поле g8 · черна пешка на черно поле c7 · черен офицер на черно поле e7 · черна пешка на бяло поле f7 · черна пешка на черно поле g7 · черна пешка на бяло поле h7 · черна пешка на бяло поле a6 · черна пешка на черно поле d6 · черен кон на черно поле f6 · черен кон на черно поле a5 · черна пешка на бяло поле b5 · черна пешка на черно поле e5 · бяла пешка на бяло поле e4 · бял офицер на бяло поле b3 · бяла пешка на черно поле c3 · бял кон на бяло поле f3 · бяла пешка на бяло поле h3 · бяла пешка на бяло поле a2 · бяла пешка на черно поле b2 · бяла пешка на черно поле d2 · бяла пешка на черно поле f2 · бяла пешка на бяло поле g2 · бял топ на черно поле a1 · бял кон на бяло поле b1 · бял офицер на черно поле c1 · бяла дама на бяло поле d1 · бял топ на черно поле e1 · бял цар на черно поле g1 | черен топ на бяло поле a8 · черен офицер на бяло поле c8 · черна дама на черно поле d8 · черен топ на черно поле f8 · черен цар на бяло поле g8 · черна пешка на черно поле c7 · черен офицер на черно поле e7 · черна пешка на бяло поле f7 · черна пешка на черно поле g7 · черна пешка на бяло поле h7 · черна пешка на бяло поле a6 · черна пешка на черно поле d6 · черен кон на черно поле f6 · черен кон на черно поле a5 · черна пешка на бяло поле b5 · черна пешка на черно поле e5 · бяла пешка на бяло поле e4 · бял офицер на бяло поле b3 · бяла пешка на черно поле c3 · бял кон на бяло поле f3 · бяла пешка на бяло поле h3 · бяла пешка на бяло поле a2 · бяла пешка на черно поле b2 · бяла пешка на черно поле d2 · бяла пешка на черно поле f2 · бяла пешка на бяло поле g2 · бял топ на черно поле a1 · бял кон на бяло поле b1 · бял офицер на черно поле c1 · бяла дама на бяло поле d1 · бял топ на черно поле e1 · бял цар на черно поле g1 | черен топ на бяло поле a8 · черен офицер на бяло поле c8 · черна дама на черно поле d8 · черен топ на черно поле f8 · черен цар на бяло поле g8 · черна пешка на черно поле c7 · черен офицер на черно поле e7 · черна пешка на бяло поле f7 · черна пешка на черно поле g7 · черна пешка на бяло поле h7 · черна пешка на бяло поле a6 · черна пешка на черно поле d6 · черен кон на черно поле f6 · черен кон на черно поле a5 · черна пешка на бяло поле b5 · черна пешка на черно поле e5 · бяла пешка на бяло поле e4 · бял офицер на бяло поле b3 · бяла пешка на черно поле c3 · бял кон на бяло поле f3 · бяла пешка на бяло поле h3 · бяла пешка на бяло поле a2 · бяла пешка на черно поле b2 · бяла пешка на черно поле d2 · бяла пешка на черно поле f2 · бяла пешка на бяло поле g2 · бял топ на черно поле a1 · бял кон на бяло поле b1 · бял офицер на черно поле c1 · бяла дама на бяло поле d1 · бял топ на черно поле e1 · бял цар на черно поле g1 | черен топ на бяло поле a8 · черен офицер на бяло поле c8 · черна дама на черно поле d8 · черен топ на черно поле f8 · черен цар на бяло поле g8 · черна пешка на черно поле c7 · черен офицер на черно поле e7 · черна пешка на бяло поле f7 · черна пешка на черно поле g7 · черна пешка на бяло поле h7 · черна пешка на бяло поле a6 · черна пешка на черно поле d6 · черен кон на черно поле f6 · черен кон на черно поле a5 · черна пешка на бяло поле b5 · черна пешка на черно поле e5 · бяла пешка на бяло поле e4 · бял офицер на бяло поле b3 · бяла пешка на черно поле c3 · бял кон на бяло поле f3 · бяла пешка на бяло поле h3 · бяла пешка на бяло поле a2 · бяла пешка на черно поле b2 · бяла пешка на черно поле d2 · бяла пешка на черно поле f2 · бяла пешка на бяло поле g2 · бял топ на черно поле a1 · бял кон на бяло поле b1 · бял офицер на черно поле c1 · бяла дама на бяло поле d1 · бял топ на черно поле e1 · бял цар на черно поле g1 | черен топ на бяло поле a8 · черен офицер на бяло поле c8 · черна дама на черно поле d8 · черен топ на черно поле f8 · черен цар на бяло поле g8 · черна пешка на черно поле c7 · черен офицер на черно поле e7 · черна пешка на бяло поле f7 · черна пешка на черно поле g7 · черна пешка на бяло поле h7 · черна пешка на бяло поле a6 · черна пешка на черно поле d6 · черен кон на черно поле f6 · черен кон на черно поле a5 · черна пешка на бяло поле b5 · черна пешка на черно поле e5 · бяла пешка на бяло поле e4 · бял офицер на бяло поле b3 · бяла пешка на черно поле c3 · бял кон на бяло поле f3 · бяла пешка на бяло поле h3 · бяла пешка на бяло поле a2 · бяла пешка на черно поле b2 · бяла пешка на черно поле d2 · бяла пешка на черно поле f2 · бяла пешка на бяло поле g2 · бял топ на черно поле a1 · бял кон на бяло поле b1 · бял офицер на черно поле c1 · бяла дама на бяло поле d1 · бял топ на черно поле e1 · бял цар на черно поле g1 | черен топ на бяло поле a8 · черен офицер на бяло поле c8 · черна дама на черно поле d8 · черен топ на черно поле f8 · черен цар на бяло поле g8 · черна пешка на черно поле c7 · черен офицер на черно поле e7 · черна пешка на бяло поле f7 · черна пешка на черно поле g7 · черна пешка на бяло поле h7 · черна пешка на бяло поле a6 · черна пешка на черно поле d6 · черен кон на черно поле f6 · черен кон на черно поле a5 · черна пешка на бяло поле b5 · черна пешка на черно поле e5 · бяла пешка на бяло поле e4 · бял офицер на бяло поле b3 · бяла пешка на черно поле c3 · бял кон на бяло поле f3 · бяла пешка на бяло поле h3 · бяла пешка на бяло поле a2 · бяла пешка на черно поле b2 · бяла пешка на черно поле d2 · бяла пешка на черно поле f2 · бяла пешка на бяло поле g2 · бял топ на черно поле a1 · бял кон на бяло поле b1 · бял офицер на черно поле c1 · бяла дама на бяло поле d1 · бял топ на черно поле e1 · бял цар на черно поле g1 | 6 |
| 5 | черен топ на бяло поле a8 · черен офицер на бяло поле c8 · черна дама на черно поле d8 · черен топ на черно поле f8 · черен цар на бяло поле g8 · черна пешка на черно поле c7 · черен офицер на черно поле e7 · черна пешка на бяло поле f7 · черна пешка на черно поле g7 · черна пешка на бяло поле h7 · черна пешка на бяло поле a6 · черна пешка на черно поле d6 · черен кон на черно поле f6 · черен кон на черно поле a5 · черна пешка на бяло поле b5 · черна пешка на черно поле e5 · бяла пешка на бяло поле e4 · бял офицер на бяло поле b3 · бяла пешка на черно поле c3 · бял кон на бяло поле f3 · бяла пешка на бяло поле h3 · бяла пешка на бяло поле a2 · бяла пешка на черно поле b2 · бяла пешка на черно поле d2 · бяла пешка на черно поле f2 · бяла пешка на бяло поле g2 · бял топ на черно поле a1 · бял кон на бяло поле b1 · бял офицер на черно поле c1 · бяла дама на бяло поле d1 · бял топ на черно поле e1 · бял цар на черно поле g1 | черен топ на бяло поле a8 · черен офицер на бяло поле c8 · черна дама на черно поле d8 · черен топ на черно поле f8 · черен цар на бяло поле g8 · черна пешка на черно поле c7 · черен офицер на черно поле e7 · черна пешка на бяло поле f7 · черна пешка на черно поле g7 · черна пешка на бяло поле h7 · черна пешка на бяло поле a6 · черна пешка на черно поле d6 · черен кон на черно поле f6 · черен кон на черно поле a5 · черна пешка на бяло поле b5 · черна пешка на черно поле e5 · бяла пешка на бяло поле e4 · бял офицер на бяло поле b3 · бяла пешка на черно поле c3 · бял кон на бяло поле f3 · бяла пешка на бяло поле h3 · бяла пешка на бяло поле a2 · бяла пешка на черно поле b2 · бяла пешка на черно поле d2 · бяла пешка на черно поле f2 · бяла пешка на бяло поле g2 · бял топ на черно поле a1 · бял кон на бяло поле b1 · бял офицер на черно поле c1 · бяла дама на бяло поле d1 · бял топ на черно поле e1 · бял цар на черно поле g1 | черен топ на бяло поле a8 · черен офицер на бяло поле c8 · черна дама на черно поле d8 · черен топ на черно поле f8 · черен цар на бяло поле g8 · черна пешка на черно поле c7 · черен офицер на черно поле e7 · черна пешка на бяло поле f7 · черна пешка на черно поле g7 · черна пешка на бяло поле h7 · черна пешка на бяло поле a6 · черна пешка на черно поле d6 · черен кон на черно поле f6 · черен кон на черно поле a5 · черна пешка на бяло поле b5 · черна пешка на черно поле e5 · бяла пешка на бяло поле e4 · бял офицер на бяло поле b3 · бяла пешка на черно поле c3 · бял кон на бяло поле f3 · бяла пешка на бяло поле h3 · бяла пешка на бяло поле a2 · бяла пешка на черно поле b2 · бяла пешка на черно поле d2 · бяла пешка на черно поле f2 · бяла пешка на бяло поле g2 · бял топ на черно поле a1 · бял кон на бяло поле b1 · бял офицер на черно поле c1 · бяла дама на бяло поле d1 · бял топ на черно поле e1 · бял цар на черно поле g1 | черен топ на бяло поле a8 · черен офицер на бяло поле c8 · черна дама на черно поле d8 · черен топ на черно поле f8 · черен цар на бяло поле g8 · черна пешка на черно поле c7 · черен офицер на черно поле e7 · черна пешка на бяло поле f7 · черна пешка на черно поле g7 · черна пешка на бяло поле h7 · черна пешка на бяло поле a6 · черна пешка на черно поле d6 · черен кон на черно поле f6 · черен кон на черно поле a5 · черна пешка на бяло поле b5 · черна пешка на черно поле e5 · бяла пешка на бяло поле e4 · бял офицер на бяло поле b3 · бяла пешка на черно поле c3 · бял кон на бяло поле f3 · бяла пешка на бяло поле h3 · бяла пешка на бяло поле a2 · бяла пешка на черно поле b2 · бяла пешка на черно поле d2 · бяла пешка на черно поле f2 · бяла пешка на бяло поле g2 · бял топ на черно поле a1 · бял кон на бяло поле b1 · бял офицер на черно поле c1 · бяла дама на бяло поле d1 · бял топ на черно поле e1 · бял цар на черно поле g1 | черен топ на бяло поле a8 · черен офицер на бяло поле c8 · черна дама на черно поле d8 · черен топ на черно поле f8 · черен цар на бяло поле g8 · черна пешка на черно поле c7 · черен офицер на черно поле e7 · черна пешка на бяло поле f7 · черна пешка на черно поле g7 · черна пешка на бяло поле h7 · черна пешка на бяло поле a6 · черна пешка на черно поле d6 · черен кон на черно поле f6 · черен кон на черно поле a5 · черна пешка на бяло поле b5 · черна пешка на черно поле e5 · бяла пешка на бяло поле e4 · бял офицер на бяло поле b3 · бяла пешка на черно поле c3 · бял кон на бяло поле f3 · бяла пешка на бяло поле h3 · бяла пешка на бяло поле a2 · бяла пешка на черно поле b2 · бяла пешка на черно поле d2 · бяла пешка на черно поле f2 · бяла пешка на бяло поле g2 · бял топ на черно поле a1 · бял кон на бяло поле b1 · бял офицер на черно поле c1 · бяла дама на бяло поле d1 · бял топ на черно поле e1 · бял цар на черно поле g1 | черен топ на бяло поле a8 · черен офицер на бяло поле c8 · черна дама на черно поле d8 · черен топ на черно поле f8 · черен цар на бяло поле g8 · черна пешка на черно поле c7 · черен офицер на черно поле e7 · черна пешка на бяло поле f7 · черна пешка на черно поле g7 · черна пешка на бяло поле h7 · черна пешка на бяло поле a6 · черна пешка на черно поле d6 · черен кон на черно поле f6 · черен кон на черно поле a5 · черна пешка на бяло поле b5 · черна пешка на черно поле e5 · бяла пешка на бяло поле e4 · бял офицер на бяло поле b3 · бяла пешка на черно поле c3 · бял кон на бяло поле f3 · бяла пешка на бяло поле h3 · бяла пешка на бяло поле a2 · бяла пешка на черно поле b2 · бяла пешка на черно поле d2 · бяла пешка на черно поле f2 · бяла пешка на бяло поле g2 · бял топ на черно поле a1 · бял кон на бяло поле b1 · бял офицер на черно поле c1 · бяла дама на бяло поле d1 · бял топ на черно поле e1 · бял цар на черно поле g1 | черен топ на бяло поле a8 · черен офицер на бяло поле c8 · черна дама на черно поле d8 · черен топ на черно поле f8 · черен цар на бяло поле g8 · черна пешка на черно поле c7 · черен офицер на черно поле e7 · черна пешка на бяло поле f7 · черна пешка на черно поле g7 · черна пешка на бяло поле h7 · черна пешка на бяло поле a6 · черна пешка на черно поле d6 · черен кон на черно поле f6 · черен кон на черно поле a5 · черна пешка на бяло поле b5 · черна пешка на черно поле e5 · бяла пешка на бяло поле e4 · бял офицер на бяло поле b3 · бяла пешка на черно поле c3 · бял кон на бяло поле f3 · бяла пешка на бяло поле h3 · бяла пешка на бяло поле a2 · бяла пешка на черно поле b2 · бяла пешка на черно поле d2 · бяла пешка на черно поле f2 · бяла пешка на бяло поле g2 · бял топ на черно поле a1 · бял кон на бяло поле b1 · бял офицер на черно поле c1 · бяла дама на бяло поле d1 · бял топ на черно поле e1 · бял цар на черно поле g1 | черен топ на бяло поле a8 · черен офицер на бяло поле c8 · черна дама на черно поле d8 · черен топ на черно поле f8 · черен цар на бяло поле g8 · черна пешка на черно поле c7 · черен офицер на черно поле e7 · черна пешка на бяло поле f7 · черна пешка на черно поле g7 · черна пешка на бяло поле h7 · черна пешка на бяло поле a6 · черна пешка на черно поле d6 · черен кон на черно поле f6 · черен кон на черно поле a5 · черна пешка на бяло поле b5 · черна пешка на черно поле e5 · бяла пешка на бяло поле e4 · бял офицер на бяло поле b3 · бяла пешка на черно поле c3 · бял кон на бяло поле f3 · бяла пешка на бяло поле h3 · бяла пешка на бяло поле a2 · бяла пешка на черно поле b2 · бяла пешка на черно поле d2 · бяла пешка на черно поле f2 · бяла пешка на бяло поле g2 · бял топ на черно поле a1 · бял кон на бяло поле b1 · бял офицер на черно поле c1 · бяла дама на бяло поле d1 · бял топ на черно поле e1 · бял цар на черно поле g1 | 5 |
| 4 | черен топ на бяло поле a8 · черен офицер на бяло поле c8 · черна дама на черно поле d8 · черен топ на черно поле f8 · черен цар на бяло поле g8 · черна пешка на черно поле c7 · черен офицер на черно поле e7 · черна пешка на бяло поле f7 · черна пешка на черно поле g7 · черна пешка на бяло поле h7 · черна пешка на бяло поле a6 · черна пешка на черно поле d6 · черен кон на черно поле f6 · черен кон на черно поле a5 · черна пешка на бяло поле b5 · черна пешка на черно поле e5 · бяла пешка на бяло поле e4 · бял офицер на бяло поле b3 · бяла пешка на черно поле c3 · бял кон на бяло поле f3 · бяла пешка на бяло поле h3 · бяла пешка на бяло поле a2 · бяла пешка на черно поле b2 · бяла пешка на черно поле d2 · бяла пешка на черно поле f2 · бяла пешка на бяло поле g2 · бял топ на черно поле a1 · бял кон на бяло поле b1 · бял офицер на черно поле c1 · бяла дама на бяло поле d1 · бял топ на черно поле e1 · бял цар на черно поле g1 | черен топ на бяло поле a8 · черен офицер на бяло поле c8 · черна дама на черно поле d8 · черен топ на черно поле f8 · черен цар на бяло поле g8 · черна пешка на черно поле c7 · черен офицер на черно поле e7 · черна пешка на бяло поле f7 · черна пешка на черно поле g7 · черна пешка на бяло поле h7 · черна пешка на бяло поле a6 · черна пешка на черно поле d6 · черен кон на черно поле f6 · черен кон на черно поле a5 · черна пешка на бяло поле b5 · черна пешка на черно поле e5 · бяла пешка на бяло поле e4 · бял офицер на бяло поле b3 · бяла пешка на черно поле c3 · бял кон на бяло поле f3 · бяла пешка на бяло поле h3 · бяла пешка на бяло поле a2 · бяла пешка на черно поле b2 · бяла пешка на черно поле d2 · бяла пешка на черно поле f2 · бяла пешка на бяло поле g2 · бял топ на черно поле a1 · бял кон на бяло поле b1 · бял офицер на черно поле c1 · бяла дама на бяло поле d1 · бял топ на черно поле e1 · бял цар на черно поле g1 | черен топ на бяло поле a8 · черен офицер на бяло поле c8 · черна дама на черно поле d8 · черен топ на черно поле f8 · черен цар на бяло поле g8 · черна пешка на черно поле c7 · черен офицер на черно поле e7 · черна пешка на бяло поле f7 · черна пешка на черно поле g7 · черна пешка на бяло поле h7 · черна пешка на бяло поле a6 · черна пешка на черно поле d6 · черен кон на черно поле f6 · черен кон на черно поле a5 · черна пешка на бяло поле b5 · черна пешка на черно поле e5 · бяла пешка на бяло поле e4 · бял офицер на бяло поле b3 · бяла пешка на черно поле c3 · бял кон на бяло поле f3 · бяла пешка на бяло поле h3 · бяла пешка на бяло поле a2 · бяла пешка на черно поле b2 · бяла пешка на черно поле d2 · бяла пешка на черно поле f2 · бяла пешка на бяло поле g2 · бял топ на черно поле a1 · бял кон на бяло поле b1 · бял офицер на черно поле c1 · бяла дама на бяло поле d1 · бял топ на черно поле e1 · бял цар на черно поле g1 | черен топ на бяло поле a8 · черен офицер на бяло поле c8 · черна дама на черно поле d8 · черен топ на черно поле f8 · черен цар на бяло поле g8 · черна пешка на черно поле c7 · черен офицер на черно поле e7 · черна пешка на бяло поле f7 · черна пешка на черно поле g7 · черна пешка на бяло поле h7 · черна пешка на бяло поле a6 · черна пешка на черно поле d6 · черен кон на черно поле f6 · черен кон на черно поле a5 · черна пешка на бяло поле b5 · черна пешка на черно поле e5 · бяла пешка на бяло поле e4 · бял офицер на бяло поле b3 · бяла пешка на черно поле c3 · бял кон на бяло поле f3 · бяла пешка на бяло поле h3 · бяла пешка на бяло поле a2 · бяла пешка на черно поле b2 · бяла пешка на черно поле d2 · бяла пешка на черно поле f2 · бяла пешка на бяло поле g2 · бял топ на черно поле a1 · бял кон на бяло поле b1 · бял офицер на черно поле c1 · бяла дама на бяло поле d1 · бял топ на черно поле e1 · бял цар на черно поле g1 | черен топ на бяло поле a8 · черен офицер на бяло поле c8 · черна дама на черно поле d8 · черен топ на черно поле f8 · черен цар на бяло поле g8 · черна пешка на черно поле c7 · черен офицер на черно поле e7 · черна пешка на бяло поле f7 · черна пешка на черно поле g7 · черна пешка на бяло поле h7 · черна пешка на бяло поле a6 · черна пешка на черно поле d6 · черен кон на черно поле f6 · черен кон на черно поле a5 · черна пешка на бяло поле b5 · черна пешка на черно поле e5 · бяла пешка на бяло поле e4 · бял офицер на бяло поле b3 · бяла пешка на черно поле c3 · бял кон на бяло поле f3 · бяла пешка на бяло поле h3 · бяла пешка на бяло поле a2 · бяла пешка на черно поле b2 · бяла пешка на черно поле d2 · бяла пешка на черно поле f2 · бяла пешка на бяло поле g2 · бял топ на черно поле a1 · бял кон на бяло поле b1 · бял офицер на черно поле c1 · бяла дама на бяло поле d1 · бял топ на черно поле e1 · бял цар на черно поле g1 | черен топ на бяло поле a8 · черен офицер на бяло поле c8 · черна дама на черно поле d8 · черен топ на черно поле f8 · черен цар на бяло поле g8 · черна пешка на черно поле c7 · черен офицер на черно поле e7 · черна пешка на бяло поле f7 · черна пешка на черно поле g7 · черна пешка на бяло поле h7 · черна пешка на бяло поле a6 · черна пешка на черно поле d6 · черен кон на черно поле f6 · черен кон на черно поле a5 · черна пешка на бяло поле b5 · черна пешка на черно поле e5 · бяла пешка на бяло поле e4 · бял офицер на бяло поле b3 · бяла пешка на черно поле c3 · бял кон на бяло поле f3 · бяла пешка на бяло поле h3 · бяла пешка на бяло поле a2 · бяла пешка на черно поле b2 · бяла пешка на черно поле d2 · бяла пешка на черно поле f2 · бяла пешка на бяло поле g2 · бял топ на черно поле a1 · бял кон на бяло поле b1 · бял офицер на черно поле c1 · бяла дама на бяло поле d1 · бял топ на черно поле e1 · бял цар на черно поле g1 | черен топ на бяло поле a8 · черен офицер на бяло поле c8 · черна дама на черно поле d8 · черен топ на черно поле f8 · черен цар на бяло поле g8 · черна пешка на черно поле c7 · черен офицер на черно поле e7 · черна пешка на бяло поле f7 · черна пешка на черно поле g7 · черна пешка на бяло поле h7 · черна пешка на бяло поле a6 · черна пешка на черно поле d6 · черен кон на черно поле f6 · черен кон на черно поле a5 · черна пешка на бяло поле b5 · черна пешка на черно поле e5 · бяла пешка на бяло поле e4 · бял офицер на бяло поле b3 · бяла пешка на черно поле c3 · бял кон на бяло поле f3 · бяла пешка на бяло поле h3 · бяла пешка на бяло поле a2 · бяла пешка на черно поле b2 · бяла пешка на черно поле d2 · бяла пешка на черно поле f2 · бяла пешка на бяло поле g2 · бял топ на черно поле a1 · бял кон на бяло поле b1 · бял офицер на черно поле c1 · бяла дама на бяло поле d1 · бял топ на черно поле e1 · бял цар на черно поле g1 | черен топ на бяло поле a8 · черен офицер на бяло поле c8 · черна дама на черно поле d8 · черен топ на черно поле f8 · черен цар на бяло поле g8 · черна пешка на черно поле c7 · черен офицер на черно поле e7 · черна пешка на бяло поле f7 · черна пешка на черно поле g7 · черна пешка на бяло поле h7 · черна пешка на бяло поле a6 · черна пешка на черно поле d6 · черен кон на черно поле f6 · черен кон на черно поле a5 · черна пешка на бяло поле b5 · черна пешка на черно поле e5 · бяла пешка на бяло поле e4 · бял офицер на бяло поле b3 · бяла пешка на черно поле c3 · бял кон на бяло поле f3 · бяла пешка на бяло поле h3 · бяла пешка на бяло поле a2 · бяла пешка на черно поле b2 · бяла пешка на черно поле d2 · бяла пешка на черно поле f2 · бяла пешка на бяло поле g2 · бял топ на черно поле a1 · бял кон на бяло поле b1 · бял офицер на черно поле c1 · бяла дама на бяло поле d1 · бял топ на черно поле e1 · бял цар на черно поле g1 | 4 |
| 3 | черен топ на бяло поле a8 · черен офицер на бяло поле c8 · черна дама на черно поле d8 · черен топ на черно поле f8 · черен цар на бяло поле g8 · черна пешка на черно поле c7 · черен офицер на черно поле e7 · черна пешка на бяло поле f7 · черна пешка на черно поле g7 · черна пешка на бяло поле h7 · черна пешка на бяло поле a6 · черна пешка на черно поле d6 · черен кон на черно поле f6 · черен кон на черно поле a5 · черна пешка на бяло поле b5 · черна пешка на черно поле e5 · бяла пешка на бяло поле e4 · бял офицер на бяло поле b3 · бяла пешка на черно поле c3 · бял кон на бяло поле f3 · бяла пешка на бяло поле h3 · бяла пешка на бяло поле a2 · бяла пешка на черно поле b2 · бяла пешка на черно поле d2 · бяла пешка на черно поле f2 · бяла пешка на бяло поле g2 · бял топ на черно поле a1 · бял кон на бяло поле b1 · бял офицер на черно поле c1 · бяла дама на бяло поле d1 · бял топ на черно поле e1 · бял цар на черно поле g1 | черен топ на бяло поле a8 · черен офицер на бяло поле c8 · черна дама на черно поле d8 · черен топ на черно поле f8 · черен цар на бяло поле g8 · черна пешка на черно поле c7 · черен офицер на черно поле e7 · черна пешка на бяло поле f7 · черна пешка на черно поле g7 · черна пешка на бяло поле h7 · черна пешка на бяло поле a6 · черна пешка на черно поле d6 · черен кон на черно поле f6 · черен кон на черно поле a5 · черна пешка на бяло поле b5 · черна пешка на черно поле e5 · бяла пешка на бяло поле e4 · бял офицер на бяло поле b3 · бяла пешка на черно поле c3 · бял кон на бяло поле f3 · бяла пешка на бяло поле h3 · бяла пешка на бяло поле a2 · бяла пешка на черно поле b2 · бяла пешка на черно поле d2 · бяла пешка на черно поле f2 · бяла пешка на бяло поле g2 · бял топ на черно поле a1 · бял кон на бяло поле b1 · бял офицер на черно поле c1 · бяла дама на бяло поле d1 · бял топ на черно поле e1 · бял цар на черно поле g1 | черен топ на бяло поле a8 · черен офицер на бяло поле c8 · черна дама на черно поле d8 · черен топ на черно поле f8 · черен цар на бяло поле g8 · черна пешка на черно поле c7 · черен офицер на черно поле e7 · черна пешка на бяло поле f7 · черна пешка на черно поле g7 · черна пешка на бяло поле h7 · черна пешка на бяло поле a6 · черна пешка на черно поле d6 · черен кон на черно поле f6 · черен кон на черно поле a5 · черна пешка на бяло поле b5 · черна пешка на черно поле e5 · бяла пешка на бяло поле e4 · бял офицер на бяло поле b3 · бяла пешка на черно поле c3 · бял кон на бяло поле f3 · бяла пешка на бяло поле h3 · бяла пешка на бяло поле a2 · бяла пешка на черно поле b2 · бяла пешка на черно поле d2 · бяла пешка на черно поле f2 · бяла пешка на бяло поле g2 · бял топ на черно поле a1 · бял кон на бяло поле b1 · бял офицер на черно поле c1 · бяла дама на бяло поле d1 · бял топ на черно поле e1 · бял цар на черно поле g1 | черен топ на бяло поле a8 · черен офицер на бяло поле c8 · черна дама на черно поле d8 · черен топ на черно поле f8 · черен цар на бяло поле g8 · черна пешка на черно поле c7 · черен офицер на черно поле e7 · черна пешка на бяло поле f7 · черна пешка на черно поле g7 · черна пешка на бяло поле h7 · черна пешка на бяло поле a6 · черна пешка на черно поле d6 · черен кон на черно поле f6 · черен кон на черно поле a5 · черна пешка на бяло поле b5 · черна пешка на черно поле e5 · бяла пешка на бяло поле e4 · бял офицер на бяло поле b3 · бяла пешка на черно поле c3 · бял кон на бяло поле f3 · бяла пешка на бяло поле h3 · бяла пешка на бяло поле a2 · бяла пешка на черно поле b2 · бяла пешка на черно поле d2 · бяла пешка на черно поле f2 · бяла пешка на бяло поле g2 · бял топ на черно поле a1 · бял кон на бяло поле b1 · бял офицер на черно поле c1 · бяла дама на бяло поле d1 · бял топ на черно поле e1 · бял цар на черно поле g1 | черен топ на бяло поле a8 · черен офицер на бяло поле c8 · черна дама на черно поле d8 · черен топ на черно поле f8 · черен цар на бяло поле g8 · черна пешка на черно поле c7 · черен офицер на черно поле e7 · черна пешка на бяло поле f7 · черна пешка на черно поле g7 · черна пешка на бяло поле h7 · черна пешка на бяло поле a6 · черна пешка на черно поле d6 · черен кон на черно поле f6 · черен кон на черно поле a5 · черна пешка на бяло поле b5 · черна пешка на черно поле e5 · бяла пешка на бяло поле e4 · бял офицер на бяло поле b3 · бяла пешка на черно поле c3 · бял кон на бяло поле f3 · бяла пешка на бяло поле h3 · бяла пешка на бяло поле a2 · бяла пешка на черно поле b2 · бяла пешка на черно поле d2 · бяла пешка на черно поле f2 · бяла пешка на бяло поле g2 · бял топ на черно поле a1 · бял кон на бяло поле b1 · бял офицер на черно поле c1 · бяла дама на бяло поле d1 · бял топ на черно поле e1 · бял цар на черно поле g1 | черен топ на бяло поле a8 · черен офицер на бяло поле c8 · черна дама на черно поле d8 · черен топ на черно поле f8 · черен цар на бяло поле g8 · черна пешка на черно поле c7 · черен офицер на черно поле e7 · черна пешка на бяло поле f7 · черна пешка на черно поле g7 · черна пешка на бяло поле h7 · черна пешка на бяло поле a6 · черна пешка на черно поле d6 · черен кон на черно поле f6 · черен кон на черно поле a5 · черна пешка на бяло поле b5 · черна пешка на черно поле e5 · бяла пешка на бяло поле e4 · бял офицер на бяло поле b3 · бяла пешка на черно поле c3 · бял кон на бяло поле f3 · бяла пешка на бяло поле h3 · бяла пешка на бяло поле a2 · бяла пешка на черно поле b2 · бяла пешка на черно поле d2 · бяла пешка на черно поле f2 · бяла пешка на бяло поле g2 · бял топ на черно поле a1 · бял кон на бяло поле b1 · бял офицер на черно поле c1 · бяла дама на бяло поле d1 · бял топ на черно поле e1 · бял цар на черно поле g1 | черен топ на бяло поле a8 · черен офицер на бяло поле c8 · черна дама на черно поле d8 · черен топ на черно поле f8 · черен цар на бяло поле g8 · черна пешка на черно поле c7 · черен офицер на черно поле e7 · черна пешка на бяло поле f7 · черна пешка на черно поле g7 · черна пешка на бяло поле h7 · черна пешка на бяло поле a6 · черна пешка на черно поле d6 · черен кон на черно поле f6 · черен кон на черно поле a5 · черна пешка на бяло поле b5 · черна пешка на черно поле e5 · бяла пешка на бяло поле e4 · бял офицер на бяло поле b3 · бяла пешка на черно поле c3 · бял кон на бяло поле f3 · бяла пешка на бяло поле h3 · бяла пешка на бяло поле a2 · бяла пешка на черно поле b2 · бяла пешка на черно поле d2 · бяла пешка на черно поле f2 · бяла пешка на бяло поле g2 · бял топ на черно поле a1 · бял кон на бяло поле b1 · бял офицер на черно поле c1 · бяла дама на бяло поле d1 · бял топ на черно поле e1 · бял цар на черно поле g1 | черен топ на бяло поле a8 · черен офицер на бяло поле c8 · черна дама на черно поле d8 · черен топ на черно поле f8 · черен цар на бяло поле g8 · черна пешка на черно поле c7 · черен офицер на черно поле e7 · черна пешка на бяло поле f7 · черна пешка на черно поле g7 · черна пешка на бяло поле h7 · черна пешка на бяло поле a6 · черна пешка на черно поле d6 · черен кон на черно поле f6 · черен кон на черно поле a5 · черна пешка на бяло поле b5 · черна пешка на черно поле e5 · бяла пешка на бяло поле e4 · бял офицер на бяло поле b3 · бяла пешка на черно поле c3 · бял кон на бяло поле f3 · бяла пешка на бяло поле h3 · бяла пешка на бяло поле a2 · бяла пешка на черно поле b2 · бяла пешка на черно поле d2 · бяла пешка на черно поле f2 · бяла пешка на бяло поле g2 · бял топ на черно поле a1 · бял кон на бяло поле b1 · бял офицер на черно поле c1 · бяла дама на бяло поле d1 · бял топ на черно поле e1 · бял цар на черно поле g1 | 3 |
| 2 | черен топ на бяло поле a8 · черен офицер на бяло поле c8 · черна дама на черно поле d8 · черен топ на черно поле f8 · черен цар на бяло поле g8 · черна пешка на черно поле c7 · черен офицер на черно поле e7 · черна пешка на бяло поле f7 · черна пешка на черно поле g7 · черна пешка на бяло поле h7 · черна пешка на бяло поле a6 · черна пешка на черно поле d6 · черен кон на черно поле f6 · черен кон на черно поле a5 · черна пешка на бяло поле b5 · черна пешка на черно поле e5 · бяла пешка на бяло поле e4 · бял офицер на бяло поле b3 · бяла пешка на черно поле c3 · бял кон на бяло поле f3 · бяла пешка на бяло поле h3 · бяла пешка на бяло поле a2 · бяла пешка на черно поле b2 · бяла пешка на черно поле d2 · бяла пешка на черно поле f2 · бяла пешка на бяло поле g2 · бял топ на черно поле a1 · бял кон на бяло поле b1 · бял офицер на черно поле c1 · бяла дама на бяло поле d1 · бял топ на черно поле e1 · бял цар на черно поле g1 | черен топ на бяло поле a8 · черен офицер на бяло поле c8 · черна дама на черно поле d8 · черен топ на черно поле f8 · черен цар на бяло поле g8 · черна пешка на черно поле c7 · черен офицер на черно поле e7 · черна пешка на бяло поле f7 · черна пешка на черно поле g7 · черна пешка на бяло поле h7 · черна пешка на бяло поле a6 · черна пешка на черно поле d6 · черен кон на черно поле f6 · черен кон на черно поле a5 · черна пешка на бяло поле b5 · черна пешка на черно поле e5 · бяла пешка на бяло поле e4 · бял офицер на бяло поле b3 · бяла пешка на черно поле c3 · бял кон на бяло поле f3 · бяла пешка на бяло поле h3 · бяла пешка на бяло поле a2 · бяла пешка на черно поле b2 · бяла пешка на черно поле d2 · бяла пешка на черно поле f2 · бяла пешка на бяло поле g2 · бял топ на черно поле a1 · бял кон на бяло поле b1 · бял офицер на черно поле c1 · бяла дама на бяло поле d1 · бял топ на черно поле e1 · бял цар на черно поле g1 | черен топ на бяло поле a8 · черен офицер на бяло поле c8 · черна дама на черно поле d8 · черен топ на черно поле f8 · черен цар на бяло поле g8 · черна пешка на черно поле c7 · черен офицер на черно поле e7 · черна пешка на бяло поле f7 · черна пешка на черно поле g7 · черна пешка на бяло поле h7 · черна пешка на бяло поле a6 · черна пешка на черно поле d6 · черен кон на черно поле f6 · черен кон на черно поле a5 · черна пешка на бяло поле b5 · черна пешка на черно поле e5 · бяла пешка на бяло поле e4 · бял офицер на бяло поле b3 · бяла пешка на черно поле c3 · бял кон на бяло поле f3 · бяла пешка на бяло поле h3 · бяла пешка на бяло поле a2 · бяла пешка на черно поле b2 · бяла пешка на черно поле d2 · бяла пешка на черно поле f2 · бяла пешка на бяло поле g2 · бял топ на черно поле a1 · бял кон на бяло поле b1 · бял офицер на черно поле c1 · бяла дама на бяло поле d1 · бял топ на черно поле e1 · бял цар на черно поле g1 | черен топ на бяло поле a8 · черен офицер на бяло поле c8 · черна дама на черно поле d8 · черен топ на черно поле f8 · черен цар на бяло поле g8 · черна пешка на черно поле c7 · черен офицер на черно поле e7 · черна пешка на бяло поле f7 · черна пешка на черно поле g7 · черна пешка на бяло поле h7 · черна пешка на бяло поле a6 · черна пешка на черно поле d6 · черен кон на черно поле f6 · черен кон на черно поле a5 · черна пешка на бяло поле b5 · черна пешка на черно поле e5 · бяла пешка на бяло поле e4 · бял офицер на бяло поле b3 · бяла пешка на черно поле c3 · бял кон на бяло поле f3 · бяла пешка на бяло поле h3 · бяла пешка на бяло поле a2 · бяла пешка на черно поле b2 · бяла пешка на черно поле d2 · бяла пешка на черно поле f2 · бяла пешка на бяло поле g2 · бял топ на черно поле a1 · бял кон на бяло поле b1 · бял офицер на черно поле c1 · бяла дама на бяло поле d1 · бял топ на черно поле e1 · бял цар на черно поле g1 | черен топ на бяло поле a8 · черен офицер на бяло поле c8 · черна дама на черно поле d8 · черен топ на черно поле f8 · черен цар на бяло поле g8 · черна пешка на черно поле c7 · черен офицер на черно поле e7 · черна пешка на бяло поле f7 · черна пешка на черно поле g7 · черна пешка на бяло поле h7 · черна пешка на бяло поле a6 · черна пешка на черно поле d6 · черен кон на черно поле f6 · черен кон на черно поле a5 · черна пешка на бяло поле b5 · черна пешка на черно поле e5 · бяла пешка на бяло поле e4 · бял офицер на бяло поле b3 · бяла пешка на черно поле c3 · бял кон на бяло поле f3 · бяла пешка на бяло поле h3 · бяла пешка на бяло поле a2 · бяла пешка на черно поле b2 · бяла пешка на черно поле d2 · бяла пешка на черно поле f2 · бяла пешка на бяло поле g2 · бял топ на черно поле a1 · бял кон на бяло поле b1 · бял офицер на черно поле c1 · бяла дама на бяло поле d1 · бял топ на черно поле e1 · бял цар на черно поле g1 | черен топ на бяло поле a8 · черен офицер на бяло поле c8 · черна дама на черно поле d8 · черен топ на черно поле f8 · черен цар на бяло поле g8 · черна пешка на черно поле c7 · черен офицер на черно поле e7 · черна пешка на бяло поле f7 · черна пешка на черно поле g7 · черна пешка на бяло поле h7 · черна пешка на бяло поле a6 · черна пешка на черно поле d6 · черен кон на черно поле f6 · черен кон на черно поле a5 · черна пешка на бяло поле b5 · черна пешка на черно поле e5 · бяла пешка на бяло поле e4 · бял офицер на бяло поле b3 · бяла пешка на черно поле c3 · бял кон на бяло поле f3 · бяла пешка на бяло поле h3 · бяла пешка на бяло поле a2 · бяла пешка на черно поле b2 · бяла пешка на черно поле d2 · бяла пешка на черно поле f2 · бяла пешка на бяло поле g2 · бял топ на черно поле a1 · бял кон на бяло поле b1 · бял офицер на черно поле c1 · бяла дама на бяло поле d1 · бял топ на черно поле e1 · бял цар на черно поле g1 | черен топ на бяло поле a8 · черен офицер на бяло поле c8 · черна дама на черно поле d8 · черен топ на черно поле f8 · черен цар на бяло поле g8 · черна пешка на черно поле c7 · черен офицер на черно поле e7 · черна пешка на бяло поле f7 · черна пешка на черно поле g7 · черна пешка на бяло поле h7 · черна пешка на бяло поле a6 · черна пешка на черно поле d6 · черен кон на черно поле f6 · черен кон на черно поле a5 · черна пешка на бяло поле b5 · черна пешка на черно поле e5 · бяла пешка на бяло поле e4 · бял офицер на бяло поле b3 · бяла пешка на черно поле c3 · бял кон на бяло поле f3 · бяла пешка на бяло поле h3 · бяла пешка на бяло поле a2 · бяла пешка на черно поле b2 · бяла пешка на черно поле d2 · бяла пешка на черно поле f2 · бяла пешка на бяло поле g2 · бял топ на черно поле a1 · бял кон на бяло поле b1 · бял офицер на черно поле c1 · бяла дама на бяло поле d1 · бял топ на черно поле e1 · бял цар на черно поле g1 | черен топ на бяло поле a8 · черен офицер на бяло поле c8 · черна дама на черно поле d8 · черен топ на черно поле f8 · черен цар на бяло поле g8 · черна пешка на черно поле c7 · черен офицер на черно поле e7 · черна пешка на бяло поле f7 · черна пешка на черно поле g7 · черна пешка на бяло поле h7 · черна пешка на бяло поле a6 · черна пешка на черно поле d6 · черен кон на черно поле f6 · черен кон на черно поле a5 · черна пешка на бяло поле b5 · черна пешка на черно поле e5 · бяла пешка на бяло поле e4 · бял офицер на бяло поле b3 · бяла пешка на черно поле c3 · бял кон на бяло поле f3 · бяла пешка на бяло поле h3 · бяла пешка на бяло поле a2 · бяла пешка на черно поле b2 · бяла пешка на черно поле d2 · бяла пешка на черно поле f2 · бяла пешка на бяло поле g2 · бял топ на черно поле a1 · бял кон на бяло поле b1 · бял офицер на черно поле c1 · бяла дама на бяло поле d1 · бял топ на черно поле e1 · бял цар на черно поле g1 | 2 |
| 1 | черен топ на бяло поле a8 · черен офицер на бяло поле c8 · черна дама на черно поле d8 · черен топ на черно поле f8 · черен цар на бяло поле g8 · черна пешка на черно поле c7 · черен офицер на черно поле e7 · черна пешка на бяло поле f7 · черна пешка на черно поле g7 · черна пешка на бяло поле h7 · черна пешка на бяло поле a6 · черна пешка на черно поле d6 · черен кон на черно поле f6 · черен кон на черно поле a5 · черна пешка на бяло поле b5 · черна пешка на черно поле e5 · бяла пешка на бяло поле e4 · бял офицер на бяло поле b3 · бяла пешка на черно поле c3 · бял кон на бяло поле f3 · бяла пешка на бяло поле h3 · бяла пешка на бяло поле a2 · бяла пешка на черно поле b2 · бяла пешка на черно поле d2 · бяла пешка на черно поле f2 · бяла пешка на бяло поле g2 · бял топ на черно поле a1 · бял кон на бяло поле b1 · бял офицер на черно поле c1 · бяла дама на бяло поле d1 · бял топ на черно поле e1 · бял цар на черно поле g1 | черен топ на бяло поле a8 · черен офицер на бяло поле c8 · черна дама на черно поле d8 · черен топ на черно поле f8 · черен цар на бяло поле g8 · черна пешка на черно поле c7 · черен офицер на черно поле e7 · черна пешка на бяло поле f7 · черна пешка на черно поле g7 · черна пешка на бяло поле h7 · черна пешка на бяло поле a6 · черна пешка на черно поле d6 · черен кон на черно поле f6 · черен кон на черно поле a5 · черна пешка на бяло поле b5 · черна пешка на черно поле e5 · бяла пешка на бяло поле e4 · бял офицер на бяло поле b3 · бяла пешка на черно поле c3 · бял кон на бяло поле f3 · бяла пешка на бяло поле h3 · бяла пешка на бяло поле a2 · бяла пешка на черно поле b2 · бяла пешка на черно поле d2 · бяла пешка на черно поле f2 · бяла пешка на бяло поле g2 · бял топ на черно поле a1 · бял кон на бяло поле b1 · бял офицер на черно поле c1 · бяла дама на бяло поле d1 · бял топ на черно поле e1 · бял цар на черно поле g1 | черен топ на бяло поле a8 · черен офицер на бяло поле c8 · черна дама на черно поле d8 · черен топ на черно поле f8 · черен цар на бяло поле g8 · черна пешка на черно поле c7 · черен офицер на черно поле e7 · черна пешка на бяло поле f7 · черна пешка на черно поле g7 · черна пешка на бяло поле h7 · черна пешка на бяло поле a6 · черна пешка на черно поле d6 · черен кон на черно поле f6 · черен кон на черно поле a5 · черна пешка на бяло поле b5 · черна пешка на черно поле e5 · бяла пешка на бяло поле e4 · бял офицер на бяло поле b3 · бяла пешка на черно поле c3 · бял кон на бяло поле f3 · бяла пешка на бяло поле h3 · бяла пешка на бяло поле a2 · бяла пешка на черно поле b2 · бяла пешка на черно поле d2 · бяла пешка на черно поле f2 · бяла пешка на бяло поле g2 · бял топ на черно поле a1 · бял кон на бяло поле b1 · бял офицер на черно поле c1 · бяла дама на бяло поле d1 · бял топ на черно поле e1 · бял цар на черно поле g1 | черен топ на бяло поле a8 · черен офицер на бяло поле c8 · черна дама на черно поле d8 · черен топ на черно поле f8 · черен цар на бяло поле g8 · черна пешка на черно поле c7 · черен офицер на черно поле e7 · черна пешка на бяло поле f7 · черна пешка на черно поле g7 · черна пешка на бяло поле h7 · черна пешка на бяло поле a6 · черна пешка на черно поле d6 · черен кон на черно поле f6 · черен кон на черно поле a5 · черна пешка на бяло поле b5 · черна пешка на черно поле e5 · бяла пешка на бяло поле e4 · бял офицер на бяло поле b3 · бяла пешка на черно поле c3 · бял кон на бяло поле f3 · бяла пешка на бяло поле h3 · бяла пешка на бяло поле a2 · бяла пешка на черно поле b2 · бяла пешка на черно поле d2 · бяла пешка на черно поле f2 · бяла пешка на бяло поле g2 · бял топ на черно поле a1 · бял кон на бяло поле b1 · бял офицер на черно поле c1 · бяла дама на бяло поле d1 · бял топ на черно поле e1 · бял цар на черно поле g1 | черен топ на бяло поле a8 · черен офицер на бяло поле c8 · черна дама на черно поле d8 · черен топ на черно поле f8 · черен цар на бяло поле g8 · черна пешка на черно поле c7 · черен офицер на черно поле e7 · черна пешка на бяло поле f7 · черна пешка на черно поле g7 · черна пешка на бяло поле h7 · черна пешка на бяло поле a6 · черна пешка на черно поле d6 · черен кон на черно поле f6 · черен кон на черно поле a5 · черна пешка на бяло поле b5 · черна пешка на черно поле e5 · бяла пешка на бяло поле e4 · бял офицер на бяло поле b3 · бяла пешка на черно поле c3 · бял кон на бяло поле f3 · бяла пешка на бяло поле h3 · бяла пешка на бяло поле a2 · бяла пешка на черно поле b2 · бяла пешка на черно поле d2 · бяла пешка на черно поле f2 · бяла пешка на бяло поле g2 · бял топ на черно поле a1 · бял кон на бяло поле b1 · бял офицер на черно поле c1 · бяла дама на бяло поле d1 · бял топ на черно поле e1 · бял цар на черно поле g1 | черен топ на бяло поле a8 · черен офицер на бяло поле c8 · черна дама на черно поле d8 · черен топ на черно поле f8 · черен цар на бяло поле g8 · черна пешка на черно поле c7 · черен офицер на черно поле e7 · черна пешка на бяло поле f7 · черна пешка на черно поле g7 · черна пешка на бяло поле h7 · черна пешка на бяло поле a6 · черна пешка на черно поле d6 · черен кон на черно поле f6 · черен кон на черно поле a5 · черна пешка на бяло поле b5 · черна пешка на черно поле e5 · бяла пешка на бяло поле e4 · бял офицер на бяло поле b3 · бяла пешка на черно поле c3 · бял кон на бяло поле f3 · бяла пешка на бяло поле h3 · бяла пешка на бяло поле a2 · бяла пешка на черно поле b2 · бяла пешка на черно поле d2 · бяла пешка на черно поле f2 · бяла пешка на бяло поле g2 · бял топ на черно поле a1 · бял кон на бяло поле b1 · бял офицер на черно поле c1 · бяла дама на бяло поле d1 · бял топ на черно поле e1 · бял цар на черно поле g1 | черен топ на бяло поле a8 · черен офицер на бяло поле c8 · черна дама на черно поле d8 · черен топ на черно поле f8 · черен цар на бяло поле g8 · черна пешка на черно поле c7 · черен офицер на черно поле e7 · черна пешка на бяло поле f7 · черна пешка на черно поле g7 · черна пешка на бяло поле h7 · черна пешка на бяло поле a6 · черна пешка на черно поле d6 · черен кон на черно поле f6 · черен кон на черно поле a5 · черна пешка на бяло поле b5 · черна пешка на черно поле e5 · бяла пешка на бяло поле e4 · бял офицер на бяло поле b3 · бяла пешка на черно поле c3 · бял кон на бяло поле f3 · бяла пешка на бяло поле h3 · бяла пешка на бяло поле a2 · бяла пешка на черно поле b2 · бяла пешка на черно поле d2 · бяла пешка на черно поле f2 · бяла пешка на бяло поле g2 · бял топ на черно поле a1 · бял кон на бяло поле b1 · бял офицер на черно поле c1 · бяла дама на бяло поле d1 · бял топ на черно поле e1 · бял цар на черно поле g1 | черен топ на бяло поле a8 · черен офицер на бяло поле c8 · черна дама на черно поле d8 · черен топ на черно поле f8 · черен цар на бяло поле g8 · черна пешка на черно поле c7 · черен офицер на черно поле e7 · черна пешка на бяло поле f7 · черна пешка на черно поле g7 · черна пешка на бяло поле h7 · черна пешка на бяло поле a6 · черна пешка на черно поле d6 · черен кон на черно поле f6 · черен кон на черно поле a5 · черна пешка на бяло поле b5 · черна пешка на черно поле e5 · бяла пешка на бяло поле e4 · бял офицер на бяло поле b3 · бяла пешка на черно поле c3 · бял кон на бяло поле f3 · бяла пешка на бяло поле h3 · бяла пешка на бяло поле a2 · бяла пешка на черно поле b2 · бяла пешка на черно поле d2 · бяла пешка на черно поле f2 · бяла пешка на бяло поле g2 · бял топ на черно поле a1 · бял кон на бяло поле b1 · бял офицер на черно поле c1 · бяла дама на бяло поле d1 · бял топ на черно поле e1 · бял цар на черно поле g1 | 1 |
|   | a | b | c | d | e | f | g | h |   |

- C96 1. e4 e5 2. Kf3 Kc6 3. Ob5 a6 4. Oa4 Kf6 5. 0-0 Oe7 6. Te1 b5 7. Ob3 d6 8. c3 0-0 9. h3 Ка5 10. Ос2 – Закрит вариант, Защита Чигорин. Най-чести продължения 10. ... с5, c6, d5:
  - 1. e4 e5 2. Kf3 Kc6 3. Ob5 a6 4. Oa4 Kf6 5. 0-0 Oe7 6. Te1 b5 7. Ob3 d6 8. c3 0-0 9. h3 Ка5 10. Ос2 с5 11. d4 Kc6 – Защита Чигорин, Вариант Борисенко.
  - 1. e4 e5 2. Kf3 Kc6 3. Ob5 a6 4. Oa4 Kf6 5. 0-0 Oe7 6. Te1 b5 7. Ob3 d6 8. c3 0-0 9. h3 Ка5 10. Ос2 с5 11. d4 Kd7 – Защита Чигорин, Вариант Керес.
  - 1. e4 e5 2. Kf3 Kc6 3. Ob5 a6 4. Oa4 Kf6 5. 0-0 Oe7 6. Te1 b5 7. Ob3 d6 8. c3 0-0 9. h3 Ка5 10. Ос2 с6 11. d4 Дc7 – Защита Чигорин, Вариант Росолимо.
  - 1. e4 e5 2. Kf3 Kc6 3. Ob5 a6 4. Oa4 Kf6 5. 0-0 Oe7 6. Te1 b5 7. Ob3 d6 8. c3 0-0 9. h3 Ка5 10. Ос2 d5 – Защита Чигорин, Гаевски гамбит.
- C97 1. e4 e5 2. Kf3 Kc6 3. Ob5 a6 4. Oa4 Kf6 5. 0-0 Oe7 6. Te1 b5 7. Ob3 d6 8. c3 0-0 9. h3 Ka5 10. Оc2 c5 11. d4 Дc7 – Закрити вариант, Защита Чигорин с 10. Оc2 c5 11. d4 Дc7.
  - 1. e4 e5 2. Kf3 Kc6 3. Ob5 a6 4. Oa4 Kf6 5. 0-0 Oe7 6. Te1 b5 7. Ob3 d6 8. c3 0-0 9. h3 Ka5 10. Оc2 c5 11. d4 Дc7 12. Кbd2 Оd7 13. Оf1 Тfe8 14. Кe3 g6 – Закрит вариант, Защита Чигорин, Югославска система.
- C98 1. e4 e5 2. Kf3 Kc6 3. Ob5 a6 4. Oa4 Kf6 5. 0-0 Oe7 6. Te1 b5 7. Ob3 d6 8. c3 0-0 9. h3 Ka5 10. Оc2 c5 11. d4 Дc7 12. Кbd2 Кс6 – Закрит вариант, Защита Чигорин с 12. ... Кс6.
  - 1. e4 e5 2. Kf3 Kc6 3. Ob5 a6 4. Oa4 Kf6 5. 0-0 Oe7 6. Te1 b5 7. Ob3 d6 8. c3 0-0 9. h3 Ka5 10. Оc2 c5 11. d4 Дc7 12. Кbd2 Кс6 13. d:c5 – Закрит вариант, Защита Чигорин.
- C99 1. e4 e5 2. Kf3 Kc6 3. Ob5 a6 4. Oa4 Kf6 5. 0-0 Oe7 6. Te1 b5 7. Ob3 d6 8. c3 0-0 9. h3 Ka5 10. Оc2 c5 11. d4 Дc7 12. c:d4 – Закрит вариант, Защита Чигорин с 12. ... c:d4.

## Споменавания в литературата
- Испанската партия се споменава в романа „Дванадесетте стола“ на Илф и Петров:

| „ | На третия ход стана ясно, че „гросмайсторът“ играе осемнадесет испански партии. В останалите дванадесет черните използваха остарялата, но съвсем правилна Защита Филидор. Ако Остап беше разбрал, че играе толкова трудни игри и се е сблъскал с такава изпитана защита, щеше да бъде изключително изненадан. Факт е, че великият интригант играеше шах за втори път в живота си. | “ |

| „ | Хосе-Раул въздъхна шумно и, стискайки ръката на стария ветеран, каза: — Винаги съм се възхищавал на идеята ти да преместиш офицера в Испанската партия от b5 на c4! | “ |